# 軍服 (フランス)

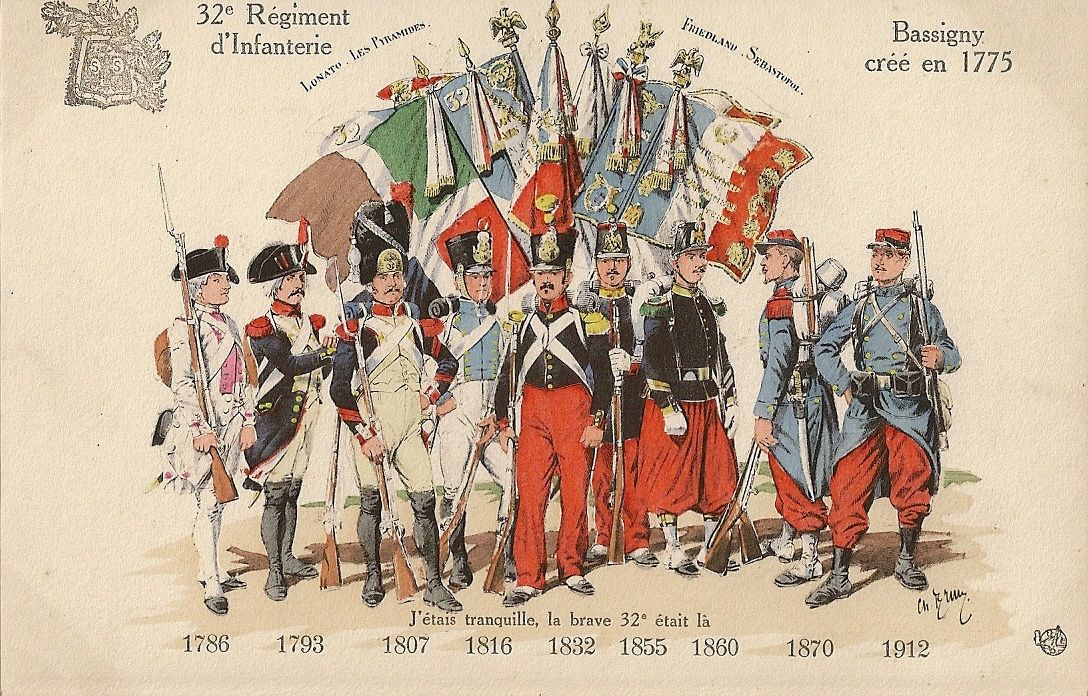
フランス革命〜第一次世界大戦までの歩兵軍装の変遷を描いた図

フランスの軍服（フランスのぐんぷく）はフランスの軍人により着用される衣類であり、主に陸・海・空軍及び海兵隊の制服を指す。本項では陸軍に制服が導入されたルイ14世の1660年代以降現在に至るまでのフランスにおける軍服の変遷及びその世界各国への影響について述べる。

## 概観
1661年にルイ14世が親政を開始し、フランスはヨーロッパの政治・文化の中心となった。そして、軍制や服飾に関してもフランスがヨーロッパにおいて主導的な役割を果たすようになった。
しかし、18世紀に入ると軍服に関してはドイツの影響が強まり、フランスも1762年にはドイツ式の制服を採用した。また、男性用服飾一般についてはイギリスの影響が強まり、1720年頃には自然主義の影響でイギリスの服装が流行した。そのため、フランス革命の頃に現われた様々な新しい服装の多くはイギリスを始めとする、外国で生まれたものであった。
フランスは革命からナポレオン戦争の過程で近代国民国家の軍隊の原型を作り上げた。しかし、ナポレオン1世は軍事制度や戦術においては革新的である一方、服飾等の文化芸術面に於いては復古的であり、軍隊の制服もルイ16世時代に逆戻りした。そのため、この時代のフランスの軍服が他の国に与えた影響はほとんど見られない。
ナポレオン1世によって時代遅れとなったフランスの軍服であったが、19世紀中頃、当時ヨーロッパのファッションリーダーの1人とされていたナポレオン3世の時代になると、軍服に関してもケピ帽などの独自のデザインが見られるようになった。この「フランス式」はドイツやイギリスがリードする世界基準に対する「個性」として、他の国にも影響を及ぼした。現在でもかつて影響を受けた諸国の礼装や旧フランス領から独立した諸国の軍服にその特徴が見られる。
以下、まず陸軍軍服を中心に時代ごとの変遷を述べ、ついで海軍、空軍の軍服について述べる。

## 陸軍軍服の変遷

### 絶対王政時代
フランスのルイ14世が1661年に親政を開始し、同年、軍制改革の一環としてペルシャやトルコ風のジュストコール（Justacorps／上着）、ジレ（Gilet／胴着）、キュロット（半ズボン）、クラバット（Cravat／ネクタイ）、シャポー（帽子）等から成る東洋風の新しい服装を制服として導入した。この服装はヨーロッパ各国でも採用され、その構成は現在に至るまで紳士服の基本となっている。
それ以降、18世紀初頭までは上着はあまり変化がなかった。しかし、18世紀半ばごろより上着を開いてベストを見せるような着こなしが流行し始める。それに伴い、上襟が生まれた。18世紀末になると襟は次第に高くなり、詰襟へと変化していった。また、丈の長いジュストコールは乗馬には不便であり、裾を折り返して留めるタイプが見られるようになる。さらに1780年ごろからは上着の後方のみを残し、着丈を詰めるスタイルが現れるようになった。これが燕尾服の原型である。
また、小銃の普及に伴いツバの大きな帽子は邪魔になったため、1660年代から片側のツバが跳ね上がり、1680年代ごろからは反対側のツバが跳ね上がり、1700年代までにかけて三角帽子（トリコルン）が主流となる。さらに17世紀半ば、プロイセンやオーストリアでは三角帽子の前面の膨らみが狙撃の邪魔になることから次第に後退して無くなり、二角帽子へと変化して行く。軍服としては、ジャンビエール（脚絆）が使用されるようになった。
この時代に特筆すべきものとして、エポレット、肋骨服、「ナポレオン・ジャケット」が挙げられる。エポレットは、1759年から階級章として用いられるようになった。肋骨服は、オスマン軍によって滅ぼされたセルビア騎兵がイェニチェリの軍装をハンガリー騎兵に広まらせたものが発祥と言われており、肋骨（ドルマン）の上に更に肋骨を施したペリースと呼ばれる上着を斜めがけした。もっとも、フランス軍はルイ14世の時代からオスマン帝国に離反した元ハンガリー騎兵を雇っており、その頃から彼らのドルマンの上にペリースをかける独特のスタイルは認識されていた。プロイセン軍やオーストリア軍でも、ボタンホールに肋骨風の装飾がされていた部隊がある。しかし、ルイ15世の時代までは騎兵もナポレオン・ジャケットであり、これが騎兵の軍装として導入されたのはルイ16世末期の時代である。
また、ナポレオン・ジャケットとは、同時期にプロイセン軍で使用されていたフロックコートをポーランドのウーランが双方向から留められるようにした燕尾服型のジャケット（プロイセンでも逆輸入されウーランカと呼称された）のことで、1786年に導入された。ナポレオンに好まれたことから「ナポレオン・ジャケット」と呼称される。由来の通り本来は騎兵の軍装であるが、フランスでは歩兵や擲弾兵、工兵など広く好まれた。
騎兵のボタンは黄色と白があり、連隊ごとに決まっていた。

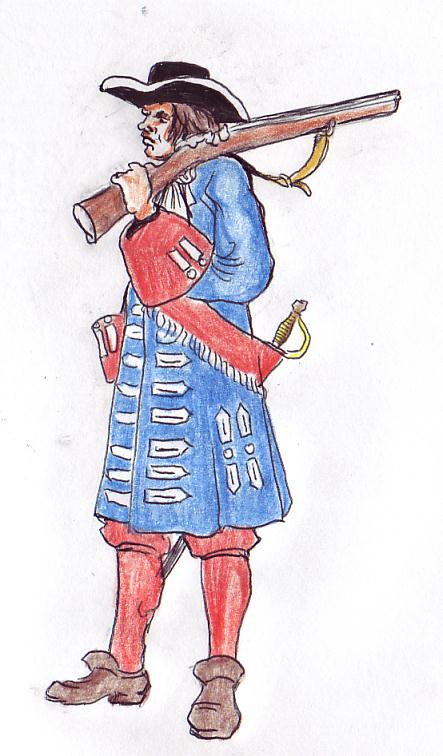
フランス銃士（1672年）
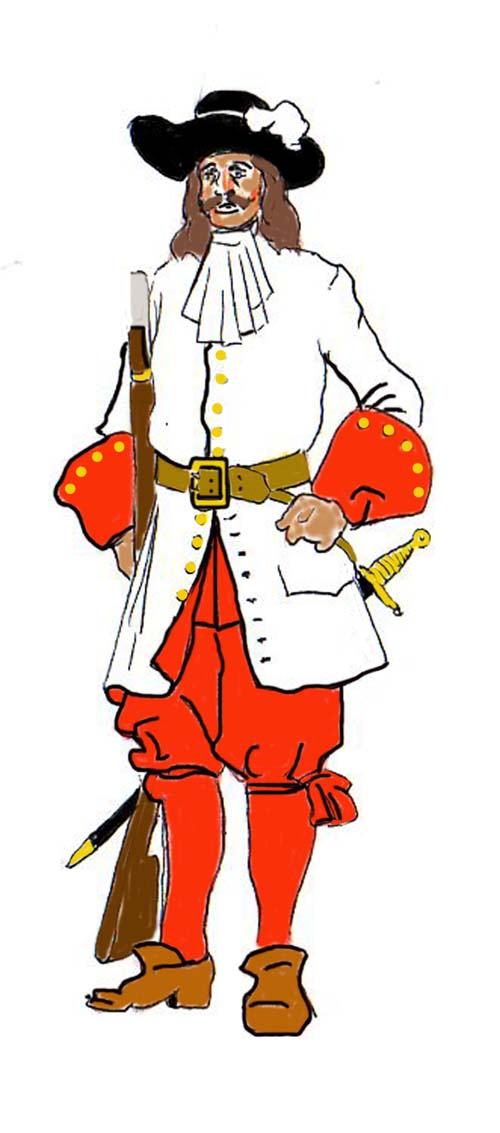
ピカルディ連隊兵士（1672年）
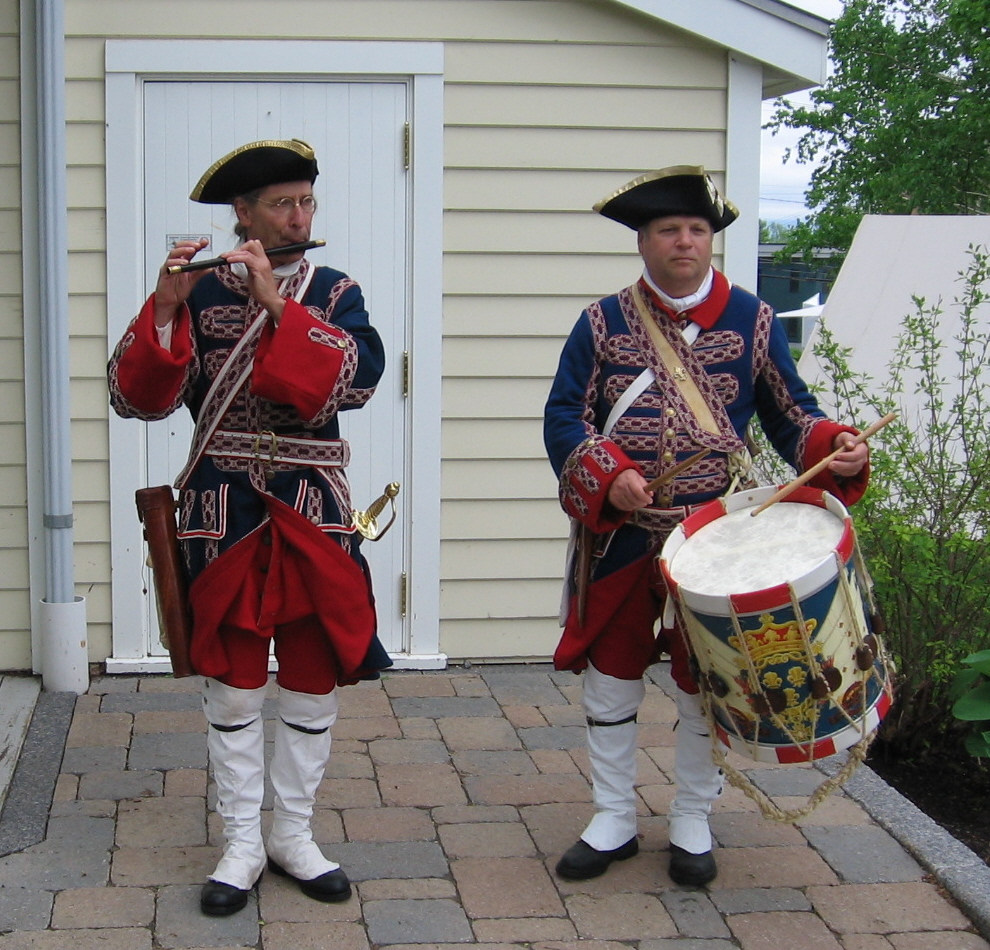
七年戦争期のザール連隊（フランス語版）楽士を再現した姿。ボタンホールに肋骨風の装飾がなされている。
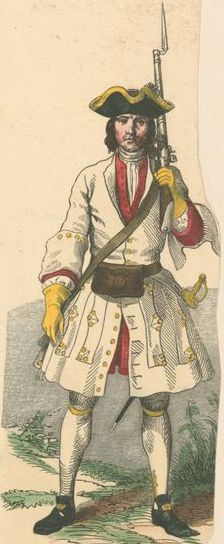
18世紀初頭の第1歩兵連隊兵士。17世紀中期から変化はないが、帽子に変化がみられる。
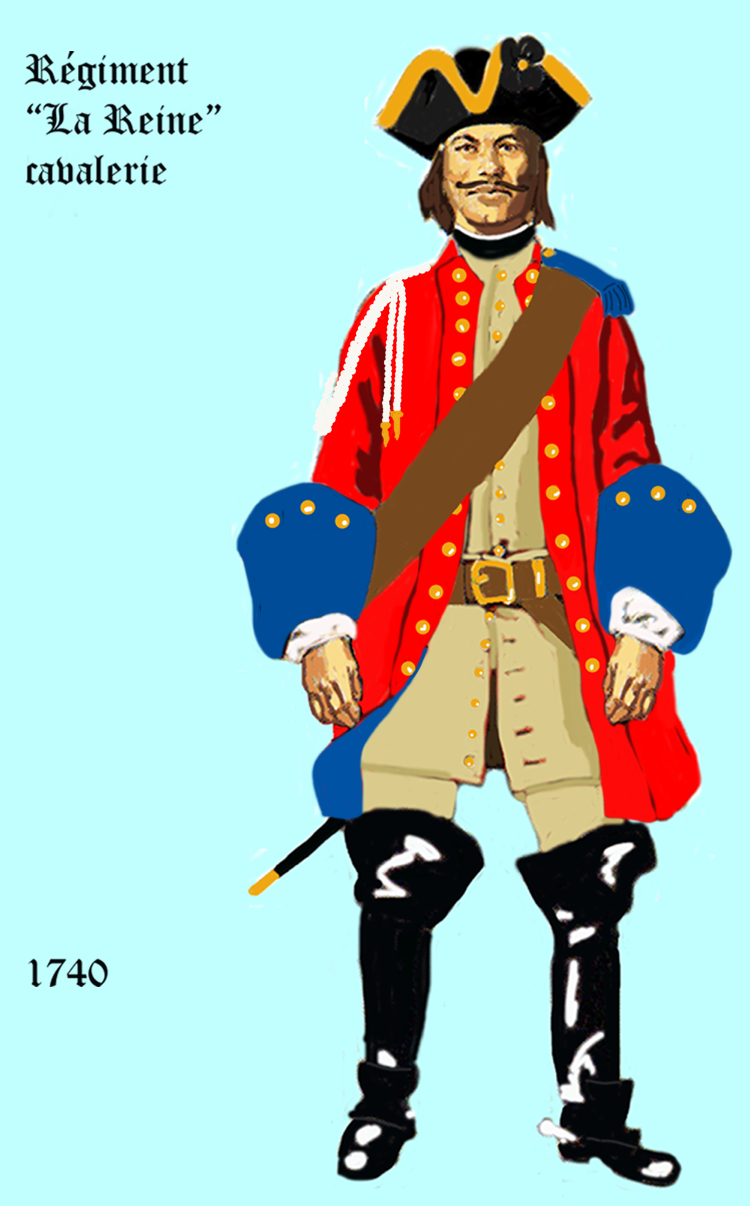
ラ・レーヌ騎兵連隊（英語版）。前開きのコートを着用（1740年ごろ）
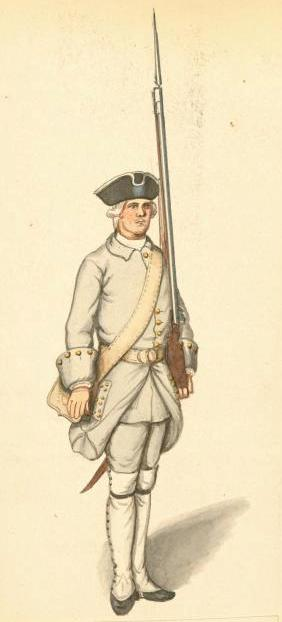
18世紀中期の第1歩兵連隊兵士。襟が高くなり、また裾を折り返して留めるスタイルとなっている。
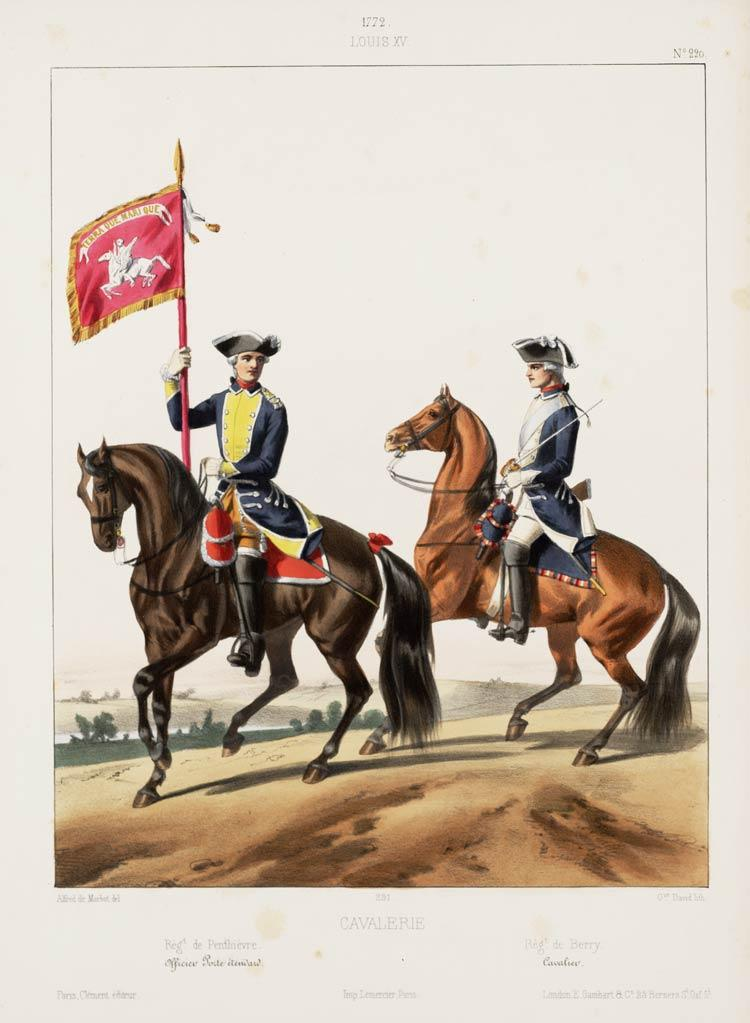
ルイ15世のころの騎兵。ナポレオン・ジャケットを着用（1772年）
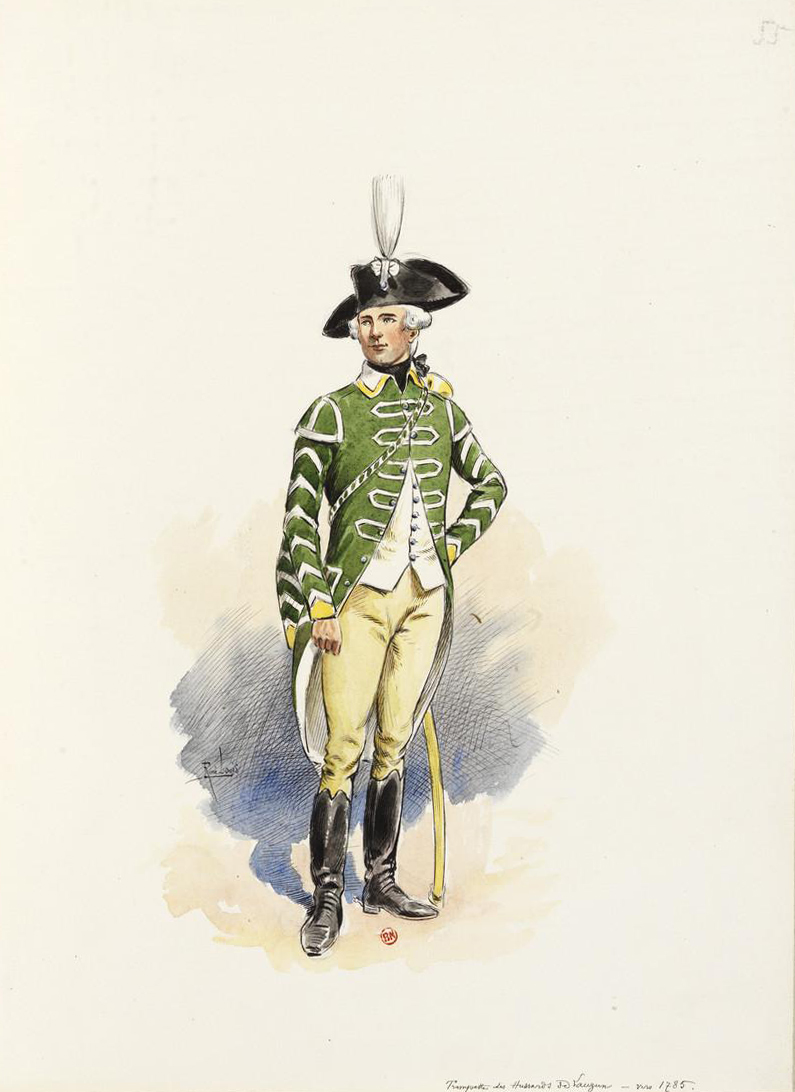
第5驃騎兵連隊喇叭手。ボタンホールに肋骨風の装飾がなされている（1785年）
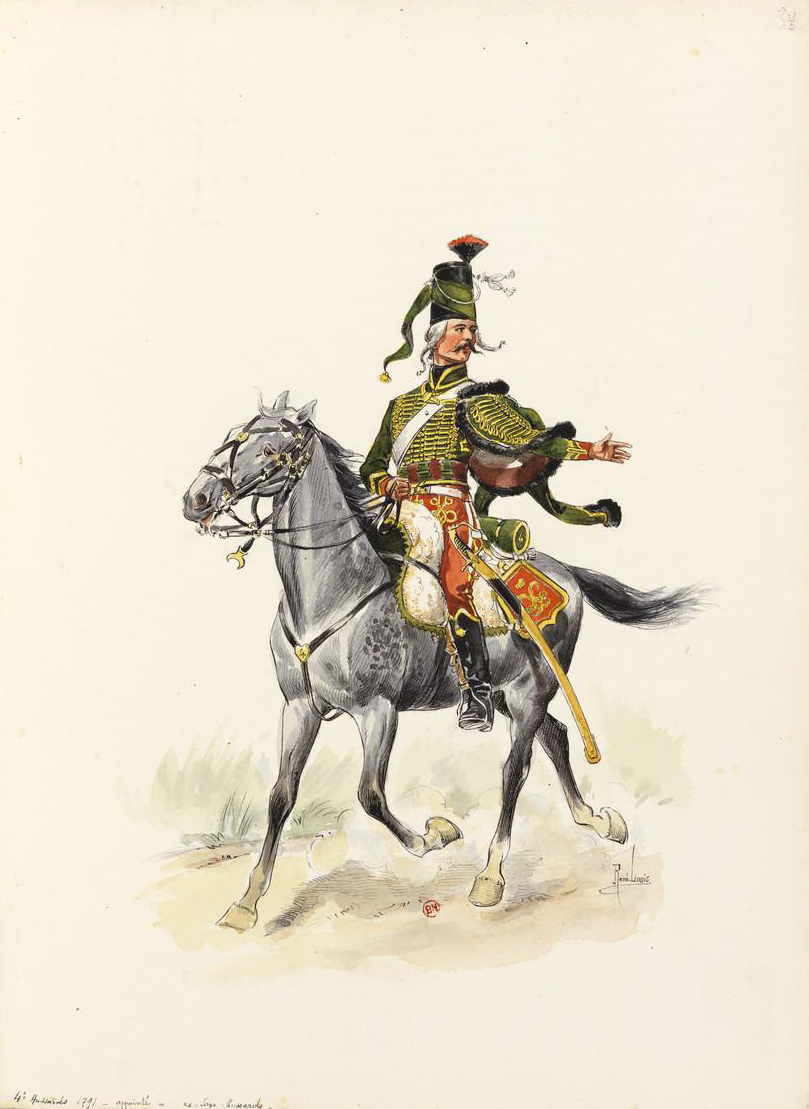
第4驃騎兵連隊（1891年）
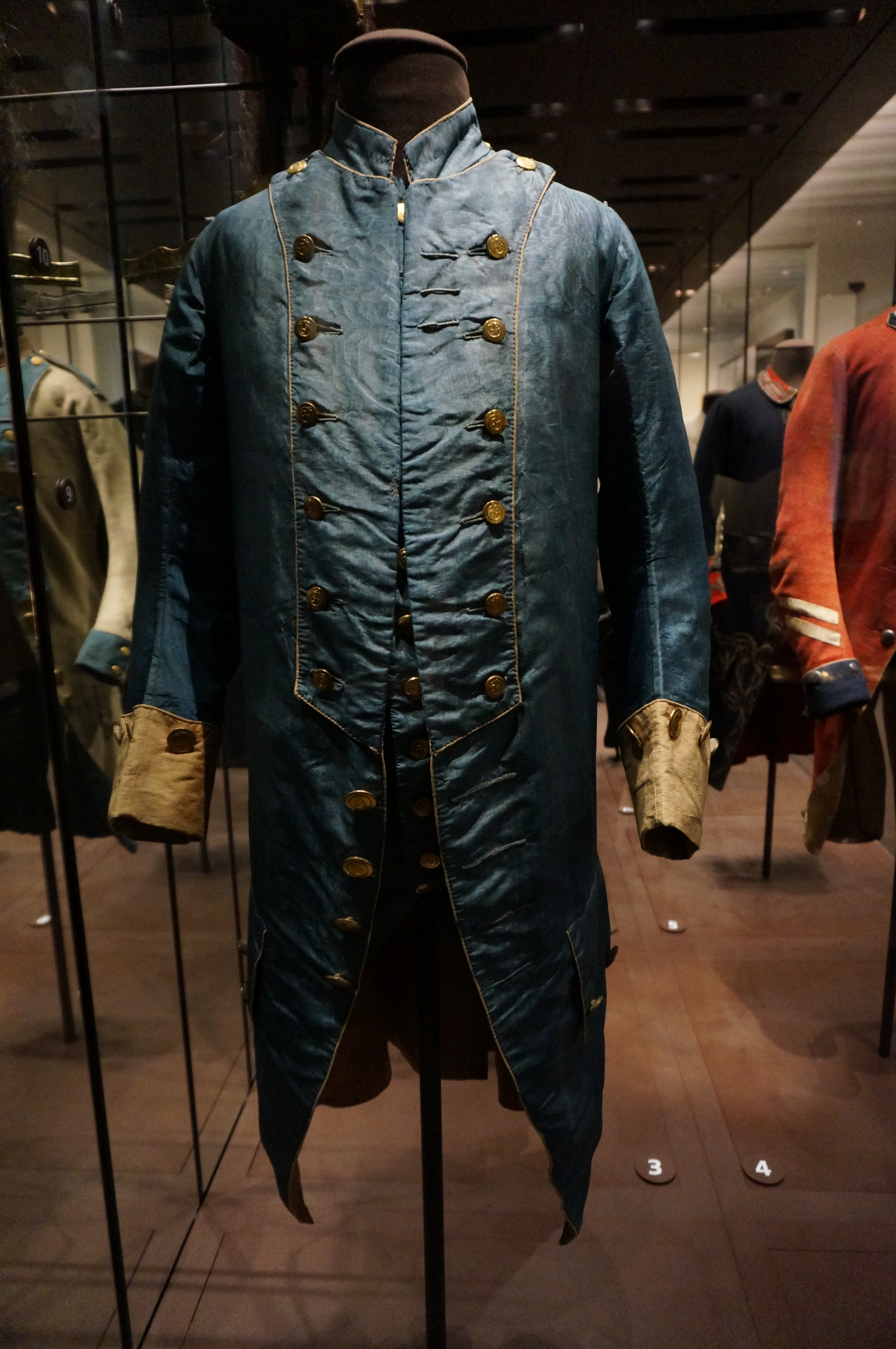
砲兵士官のナポレオン・ジャケット（1770年代）

### 大革命〜ナポレオン戦争期
フランス革命軍の軍装
フランス革命軍の軍装は1798年に制定され、ルイ16世時代の1786年制式を継承したナポレオン・ジャケットが着用された。ただし、キュロットは貴族的な服装として否定されボトムスに長ズボンが用いられるようになったほか、将官はハーフコートに代わって同年8月7日にドイツ式ダブルブレスト開襟のフロックコートが導入される。二角帽はこの時に完成形となり、側面にコカルド（円形章）が付いた。また、将官は頭頂部に三色旗のポンポンが付く。常備軍は白い軍服を着ていたため白軍団（レ・ブラン）、志願兵・召集兵は青い軍服を着ていたため、青軍団（レ・ブリュ）と呼ばれる。

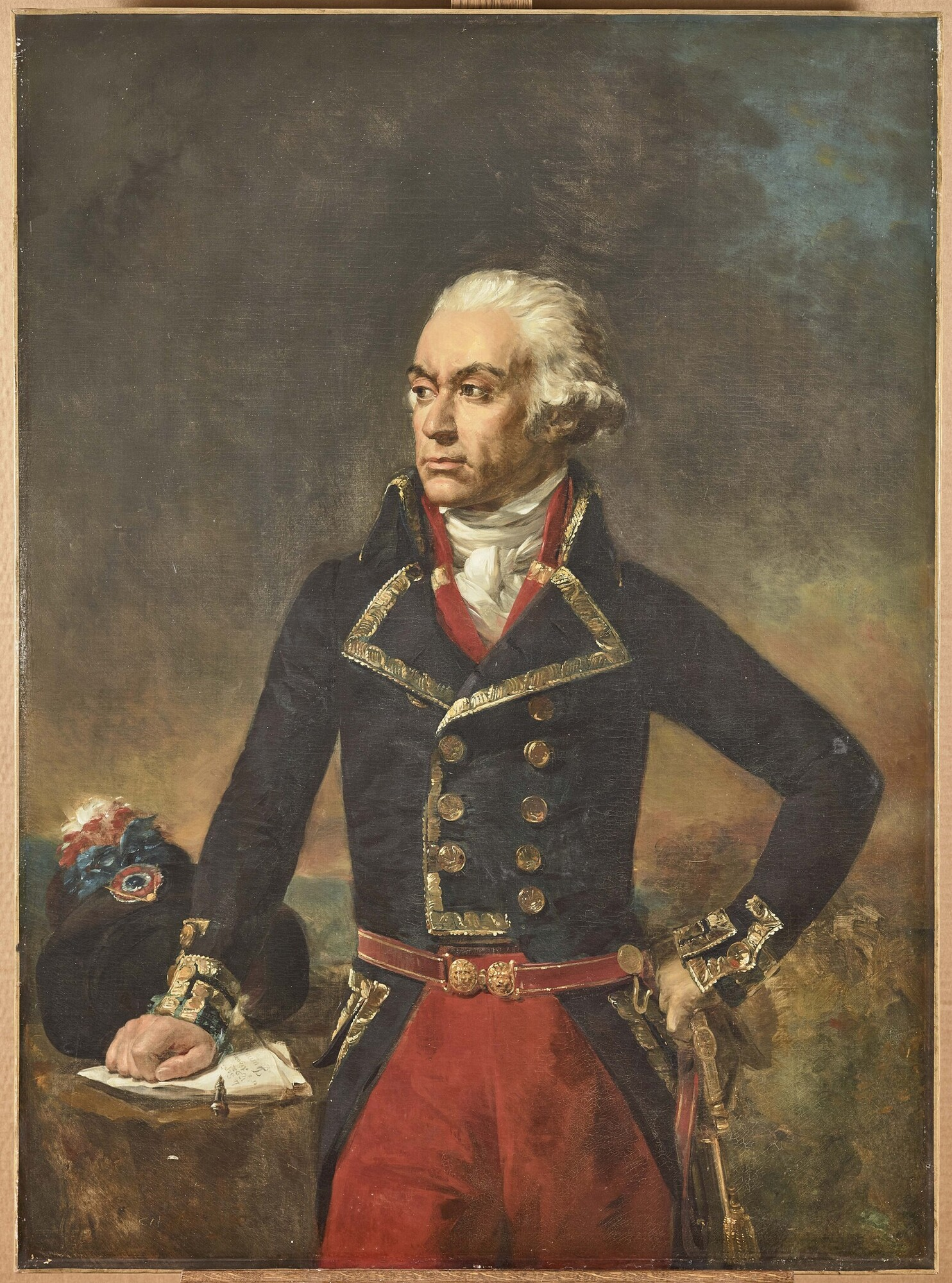
Mle1798制服を着用する少将（シャルル・フランソワ・デュムーリエ）
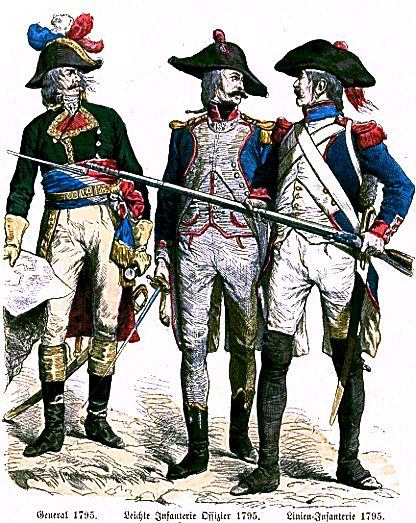
フランス革命戦争時代の将官、将校、戦列歩兵。将官はフロックコート、将校と戦列歩兵はナポレオン・ジャケットとなっている。
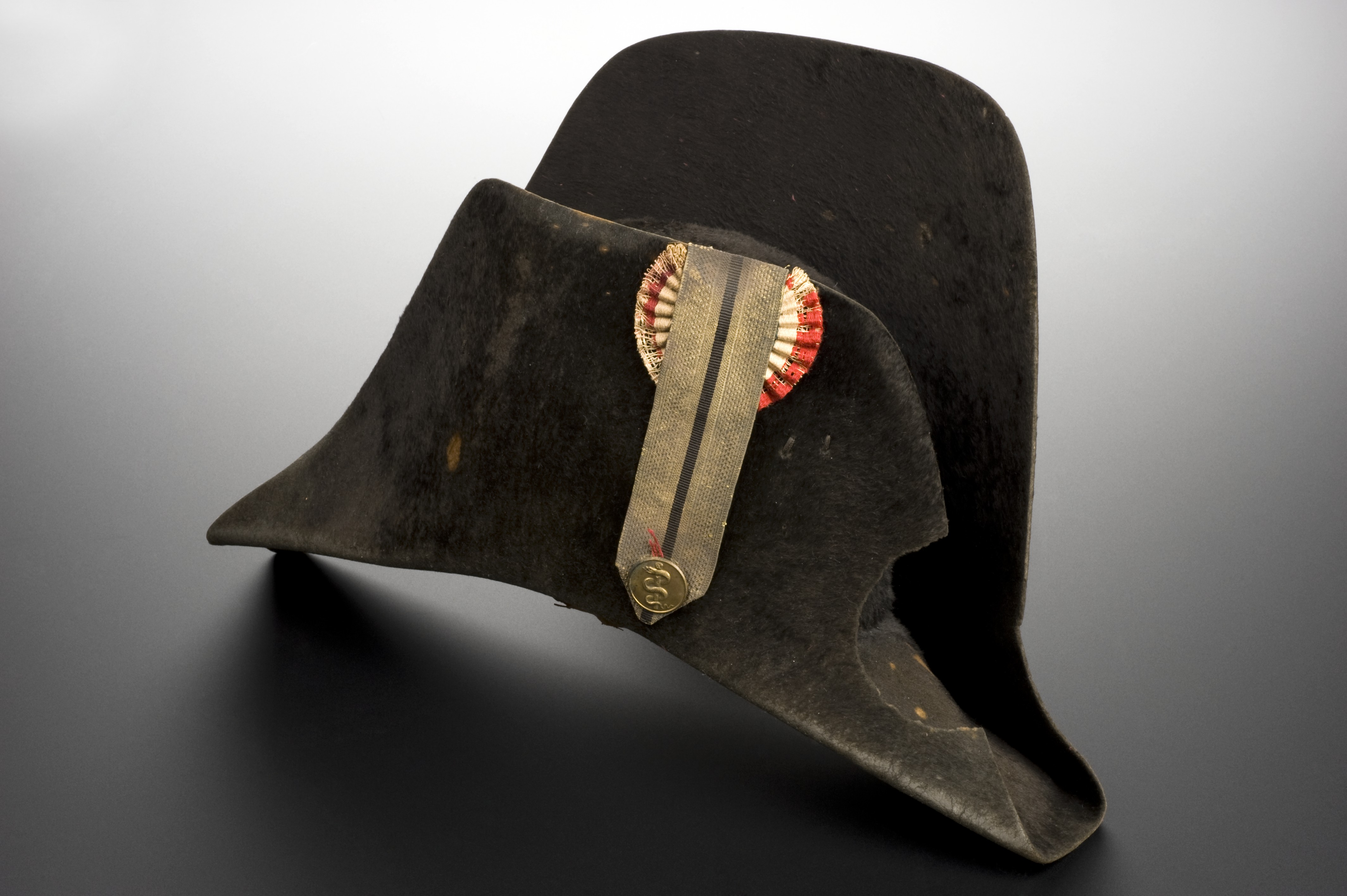
二角帽

大陸軍の軍装
大陸軍の軍装は、帽子や装備には変化が見られるが、服装はルイ16世時代の1786年制式を復古した形となった。ボトムスは革命の頃にアンシャン・レジームと見なされたキュロットに戻された。このように旧態依然とした軍装ではあったが、前述のように戦列歩兵のナポレオン・ジャケット、ユサールの豪華絢爛な装飾を施した肋骨服やシャコー、元帥らの大きなエポレットなど、その武名とともにナポレオン時代の象徴として認識されたものも少なくなく、袖口のボタンはナポレオンが考案したという俗説まで生まれたほどである。
なお、変更点を挙げるならば、1803年にエポレットの付いた詰襟燕尾服型の大礼服（フランス語: Grand tenue）と略装（フランス語: Petite tenue）が導入される。1804年の元帥制度導入により、元帥たる将官は金刺繍3割増しで二角帽に白色羽根、帽子はナポレオン戦争間の1807年より、二角帽子は将校、下士卒は本来騎兵のものであったシャコー帽を被るようになる。二角帽はイギリス式の縦被りとなった。また、騎兵の作業帽として「ボネ・ド・ポリス」（フランス語: Bonnet de police）と呼ばれる、頭頂部にカルパック（英語ではバズビー）の舌を出したフェズ帽ないしナイトキャップのような山型の帽子も使われ始めるようになる。このボネ・ド・ポリスはイギリス騎兵でも導入され、ギャリソンキャップの発祥の一つになったといわれている。また、フランス本国でも略帽として発展し、現在に至るまで使われている。
しかし1810年代になると、絢爛豪華さを誇っていた装飾は次第に衰えを見せ、それに伴い軍も装飾の廃止や軍装の統一に乗り出すようになる。連隊ごとに様々な色彩だった上衣はプロイセン軍のプルシアン・ブルーに似た紺色へと統一され、また、復古王政成立後の1829年には砲兵や植民地部隊を除く全兵科に赤いズボンが制定された。こうして、100年近くに渡ってフランス軍の象徴となる紺色の上衣に赤い袴のスタイルが確立されることになる。

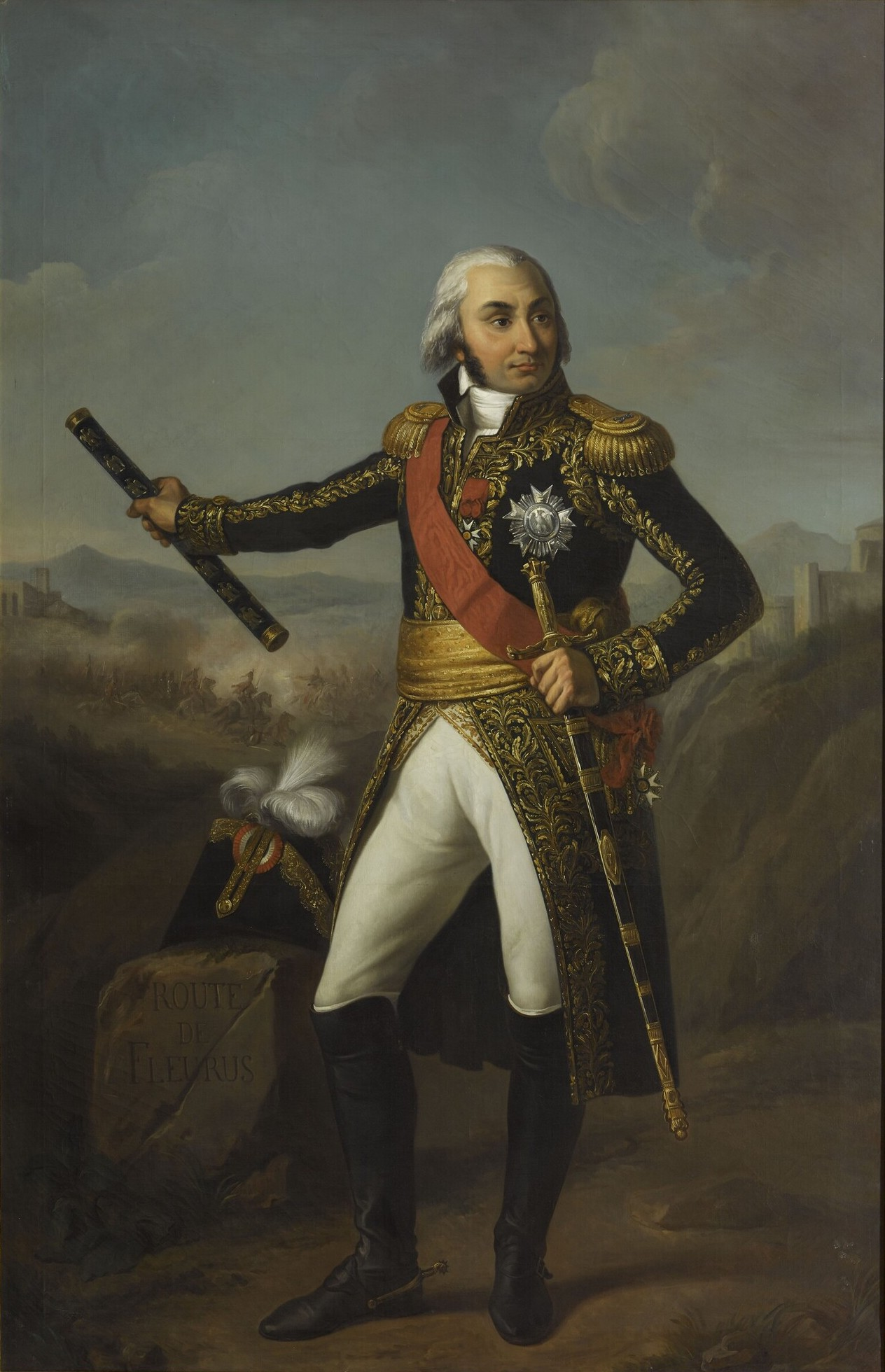
Mle1804元帥用大礼服。肩章に元帥徽章が付く（ジャン＝バティスト・ジュールダン）
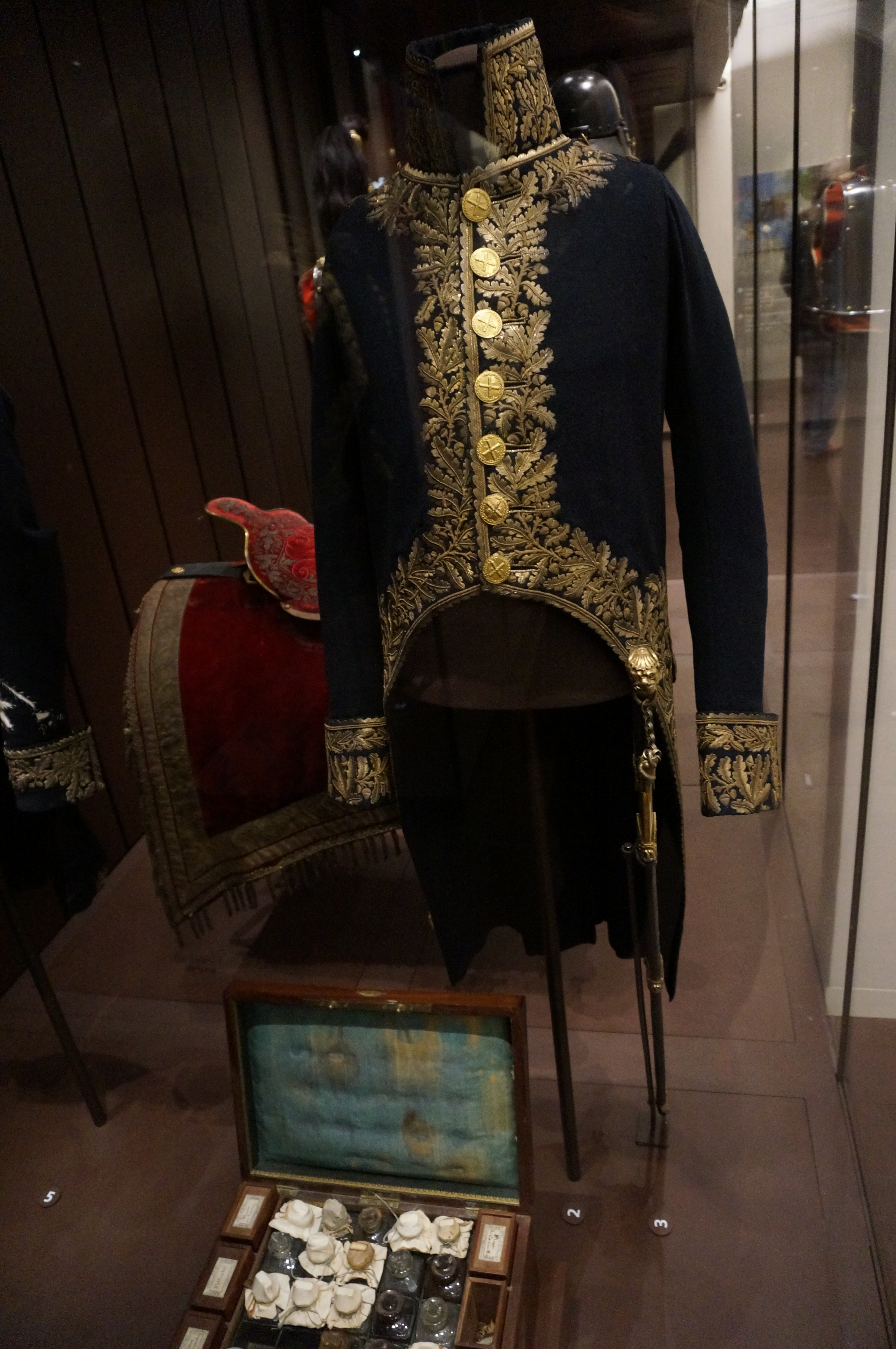
Mle1804元帥用大礼服
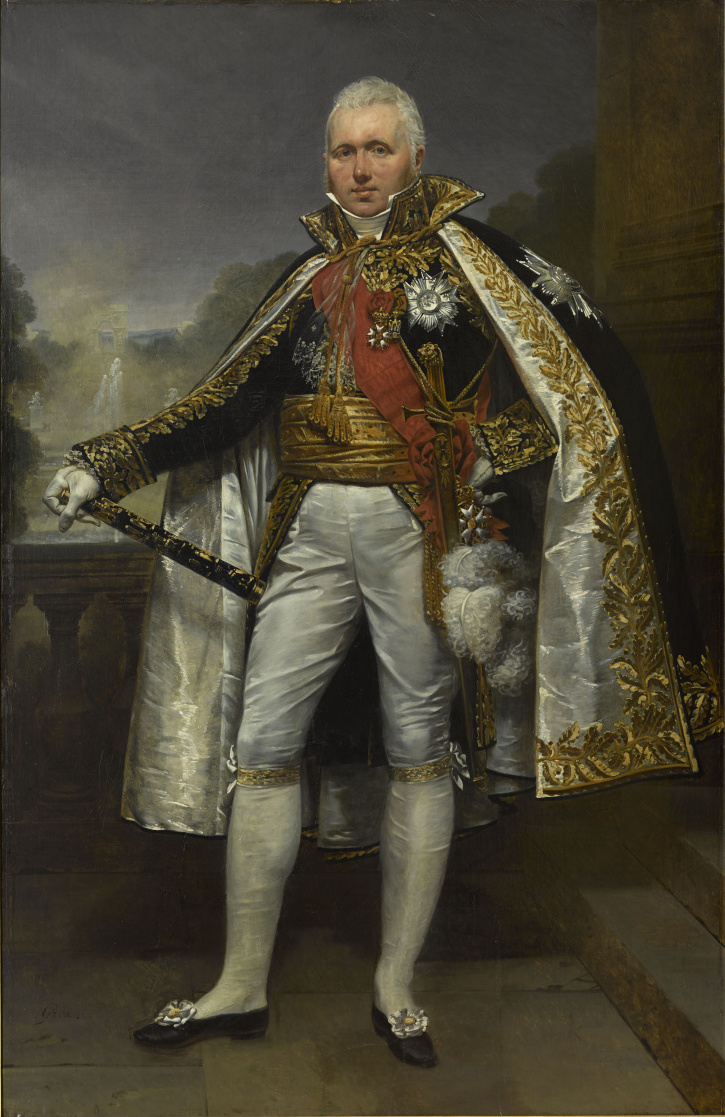
Mle1804元帥用徒歩大礼服（クロード・ヴィクトル＝ペラン）
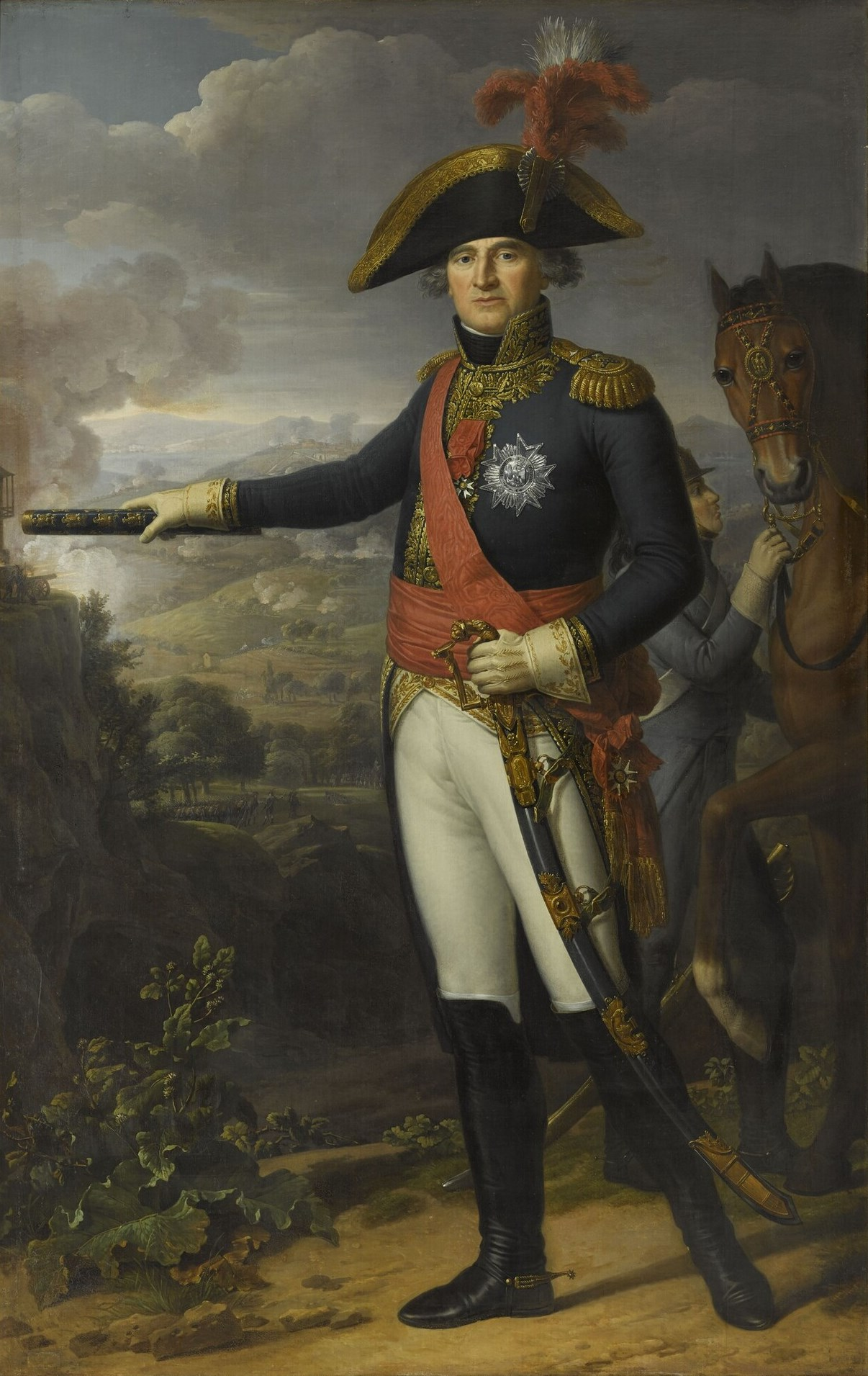
元帥用略装（ジャン＝マチュー・フィリベール・セリュリエ、1804年）
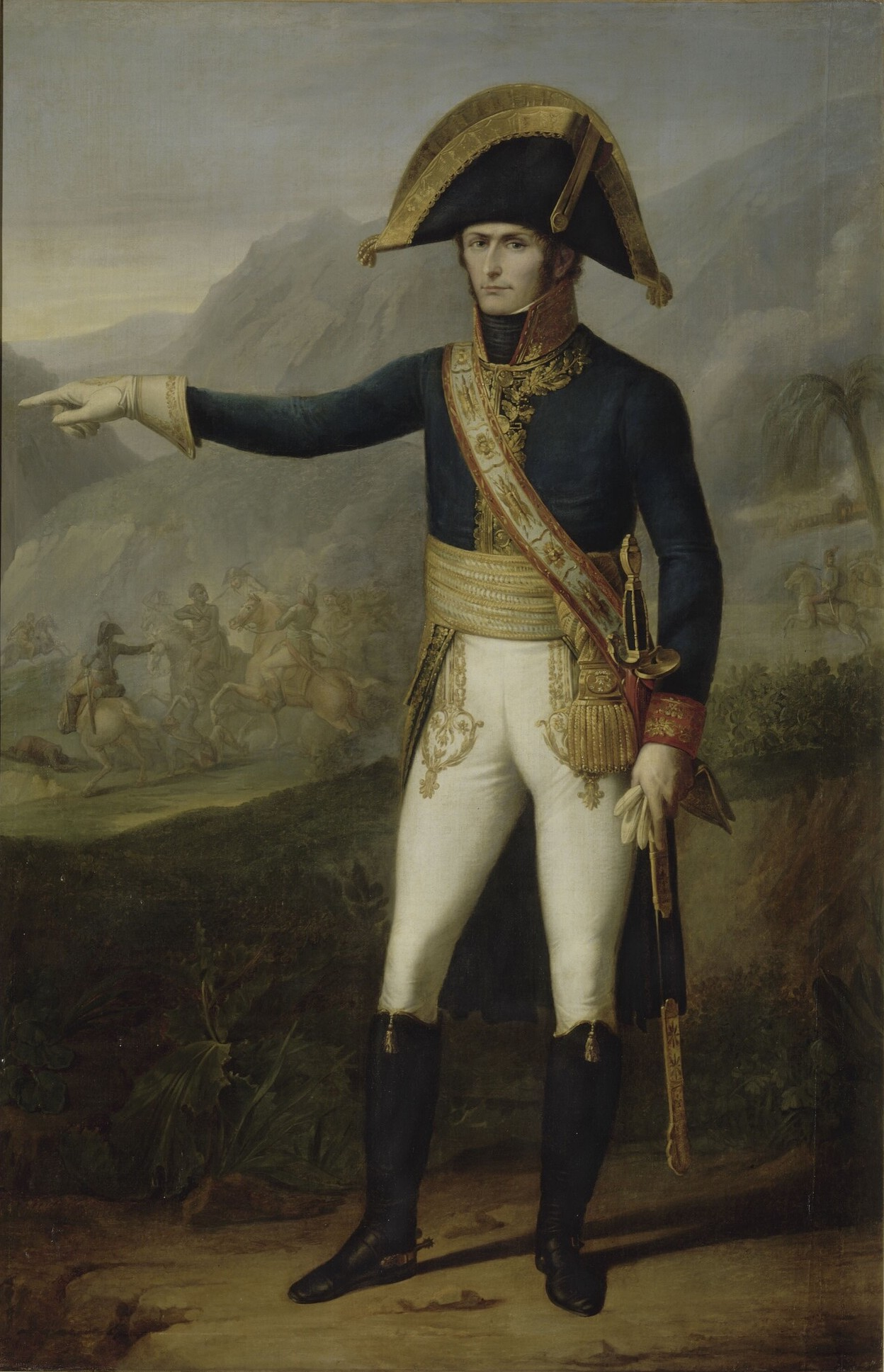
元帥用略装の中将、肩章は取り外している（シャルル・ヴィクトール・エマニュエル・ルクレール）
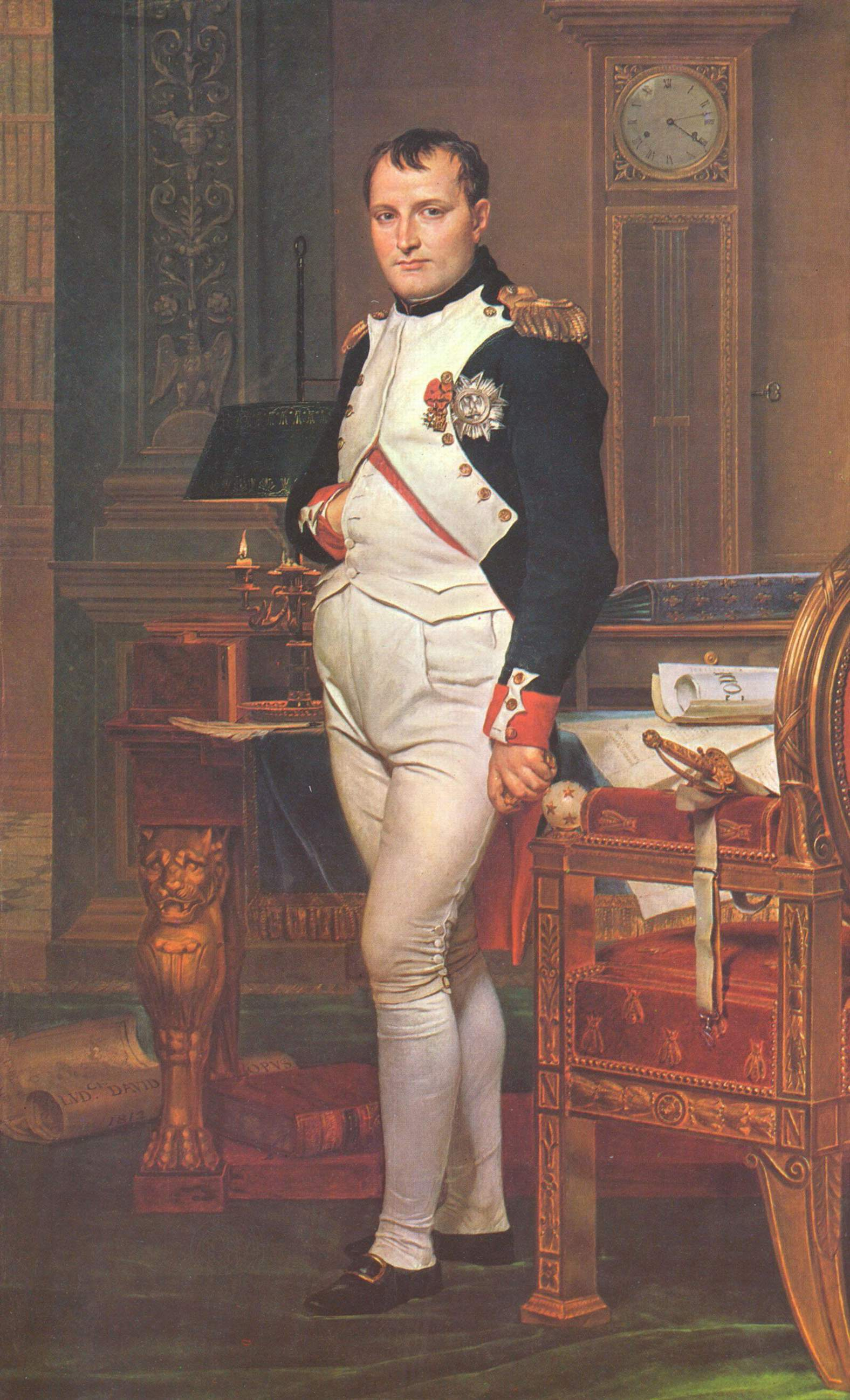
第1近衛擲弾歩兵連隊長の軍服。ナポレオン・ボナパルト。
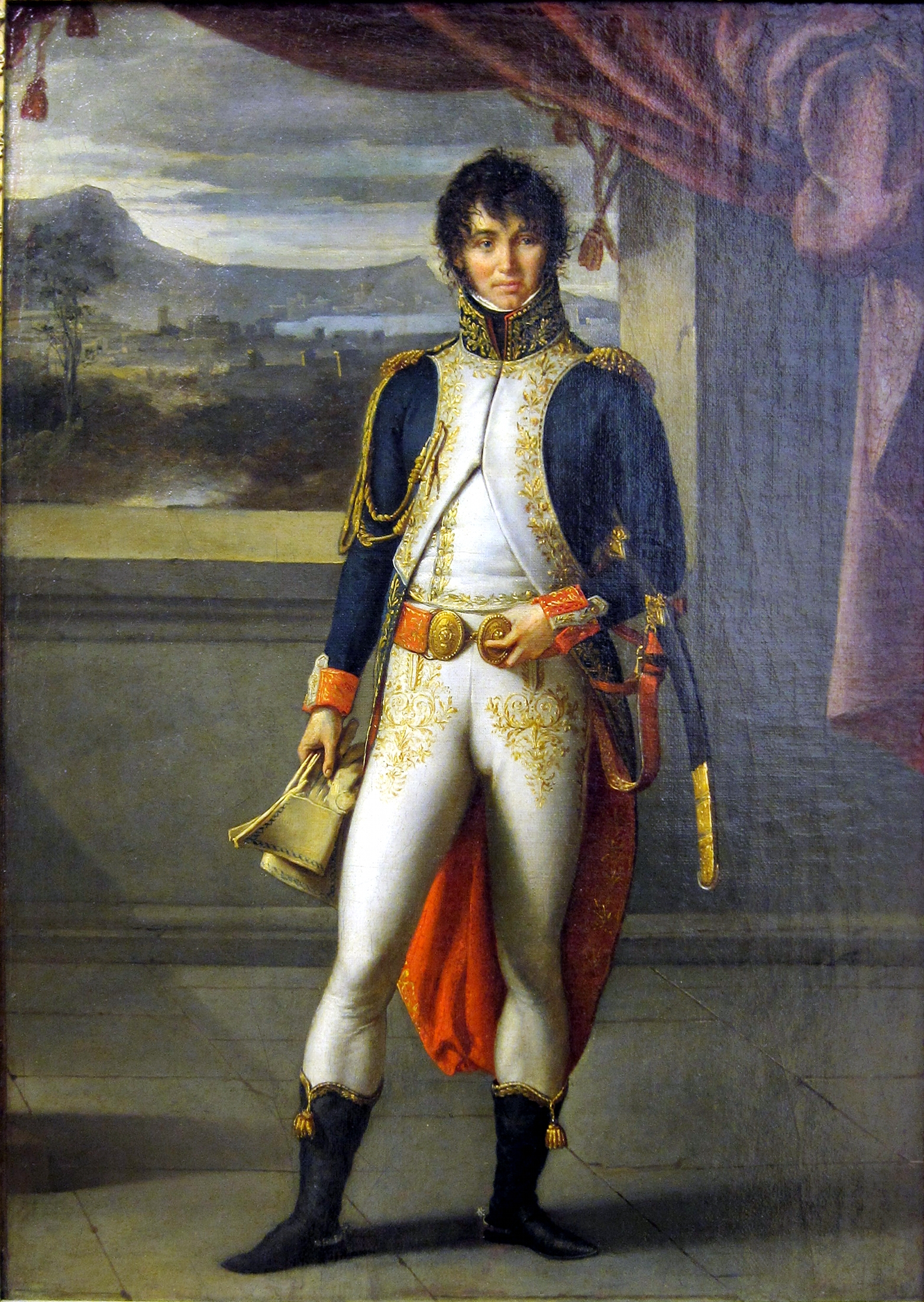
ジョアシャン・ミュラ
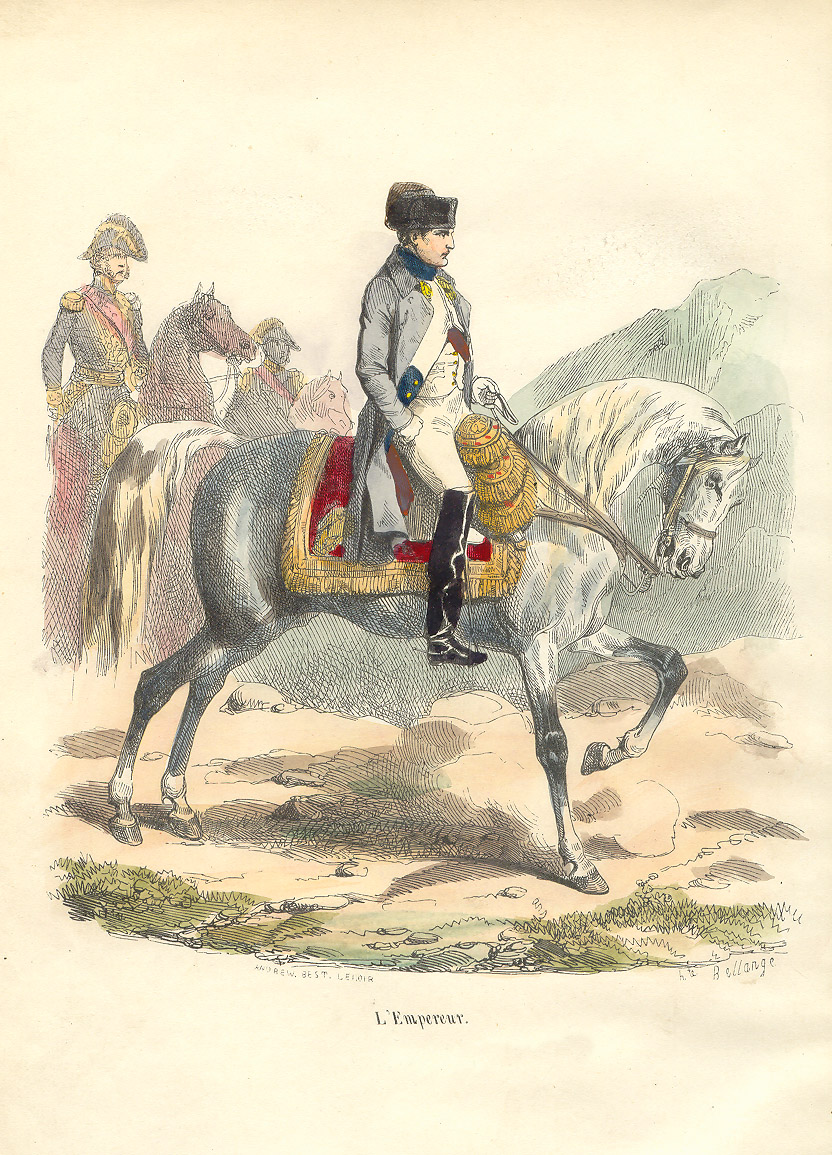
ナポレオン・ボナパルトと幕僚。
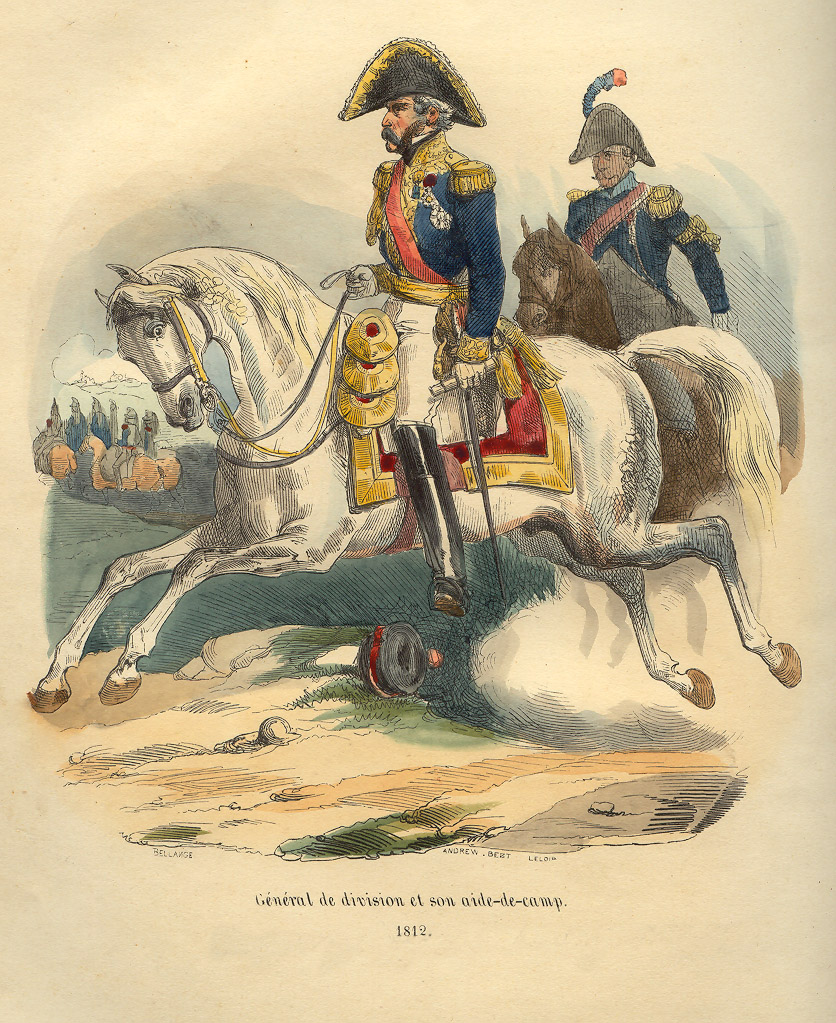
元帥たる中将と副官（白い腕章を付けている）
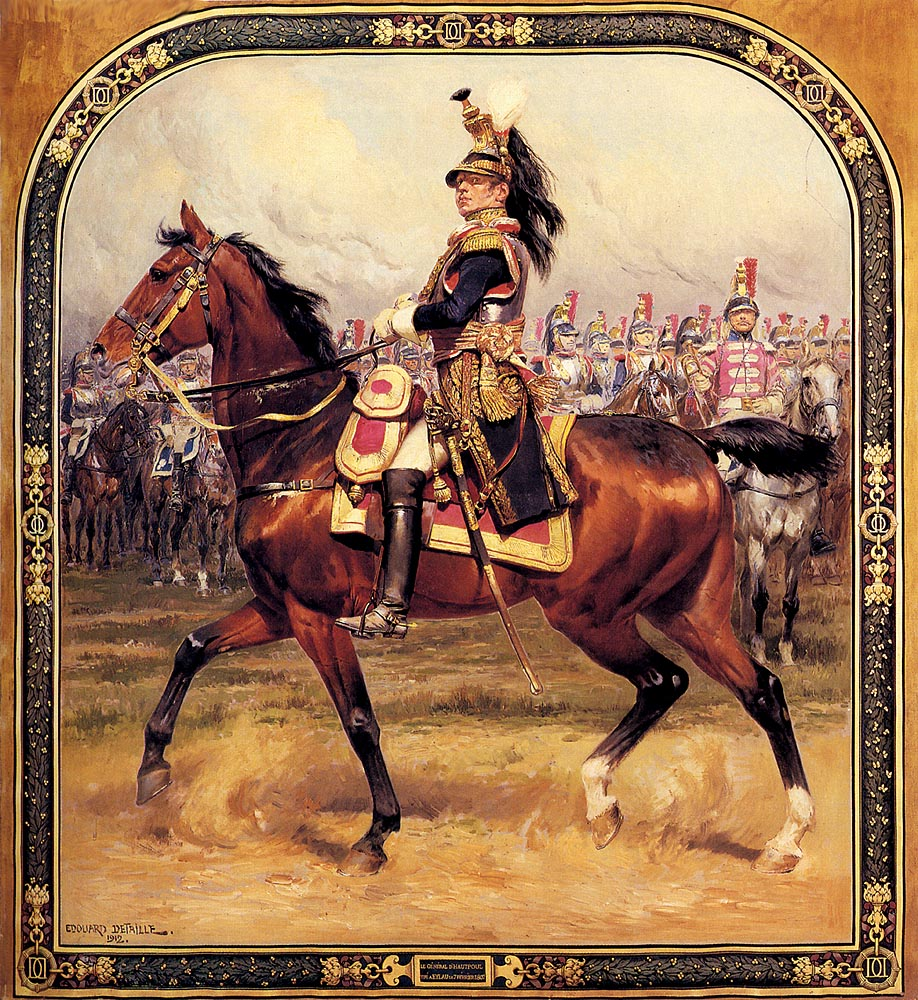
胸甲騎兵の師団長たる中将（ジャン・ジョセフ・アンジェ・ド＝オプール（英語版））
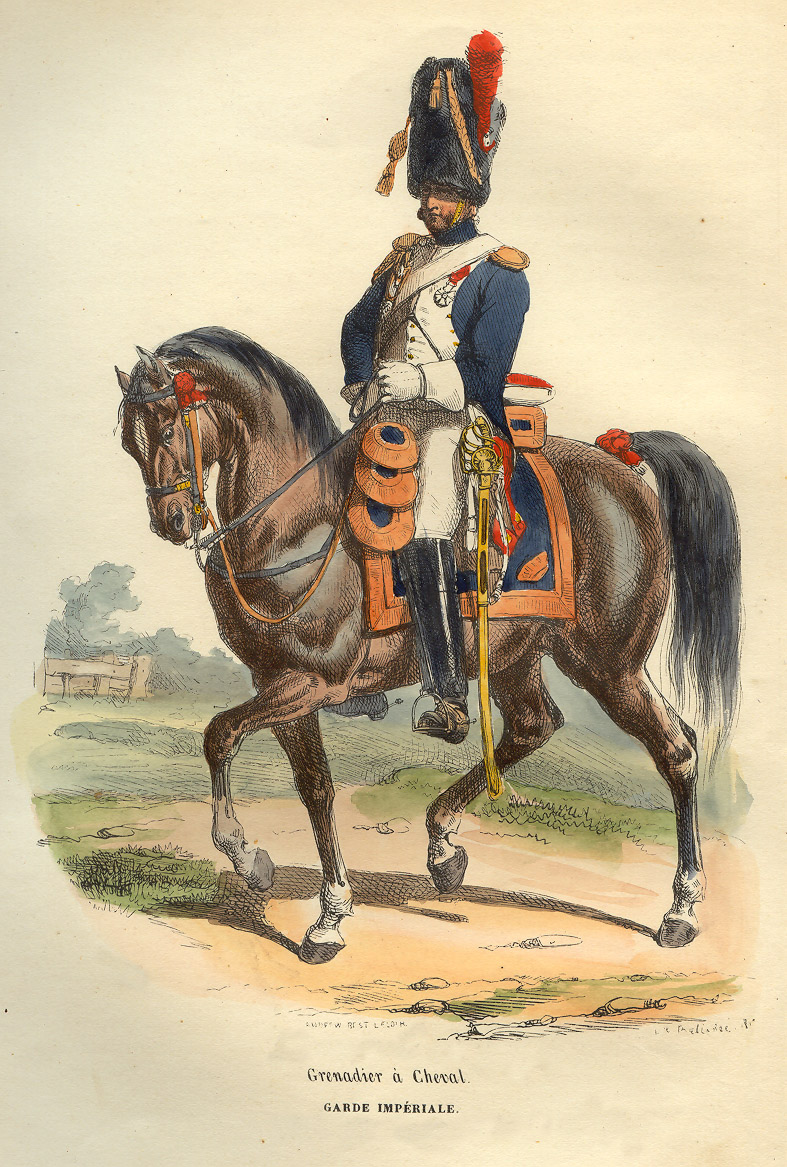
近衛騎馬擲弾兵。
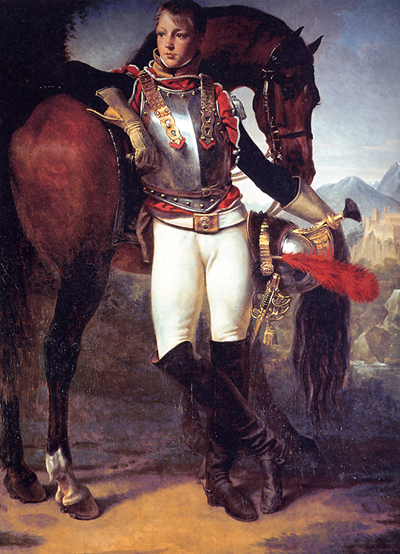
近衛胸甲騎兵。
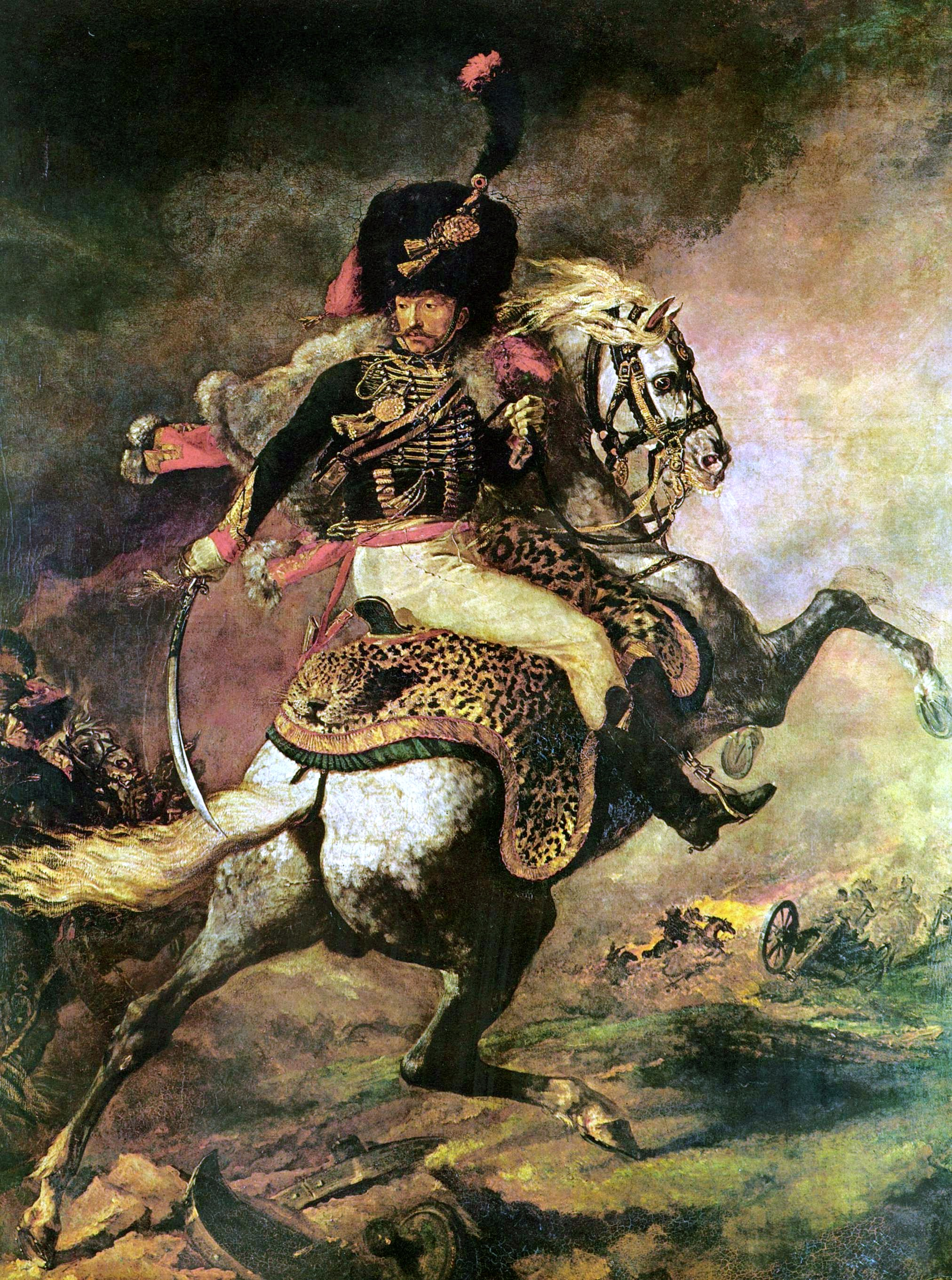
近衛猟騎兵士官。
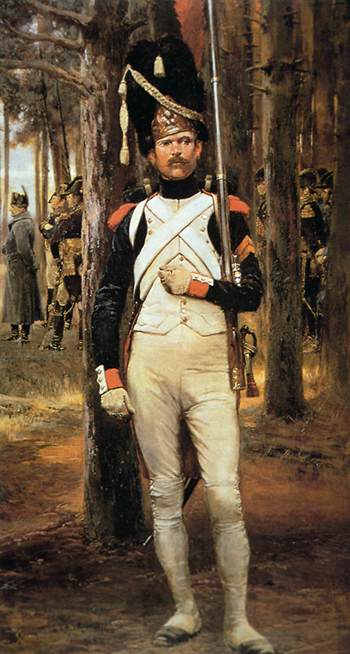
古参近衛隊。戦列歩兵胸部で交差する白の革製ベルトは早くに廃止された[12]。
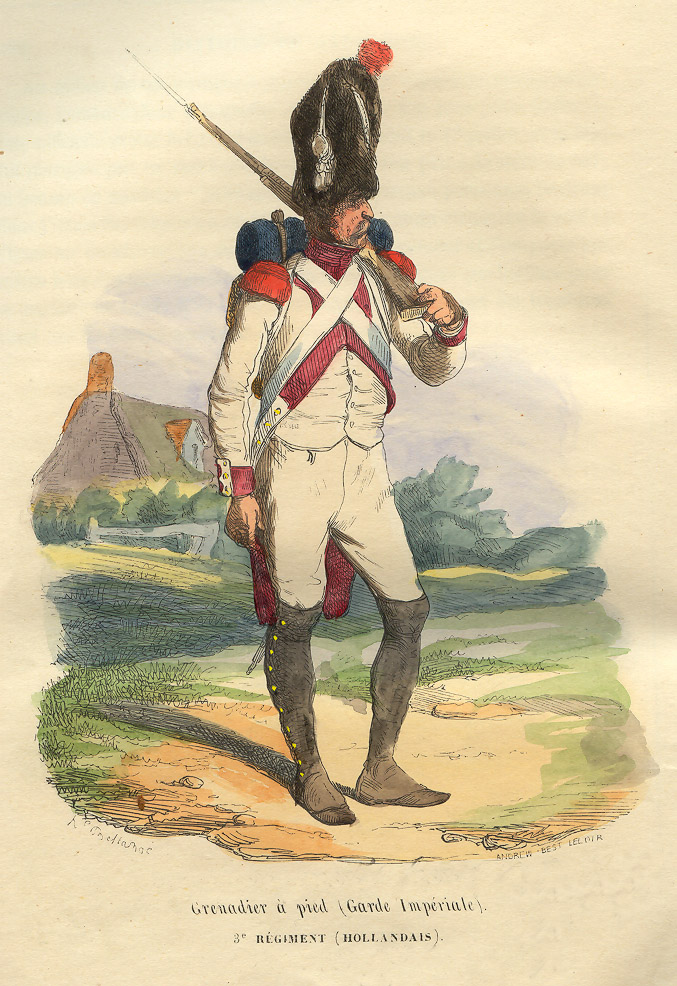
近衛兵。
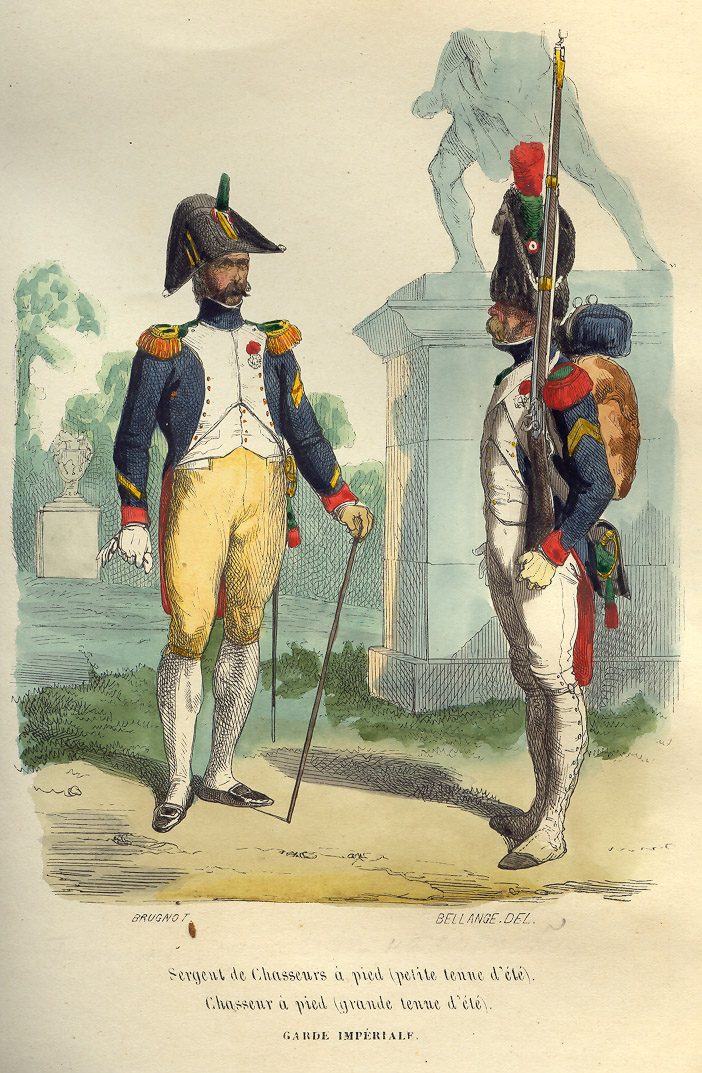
近衛猟兵。
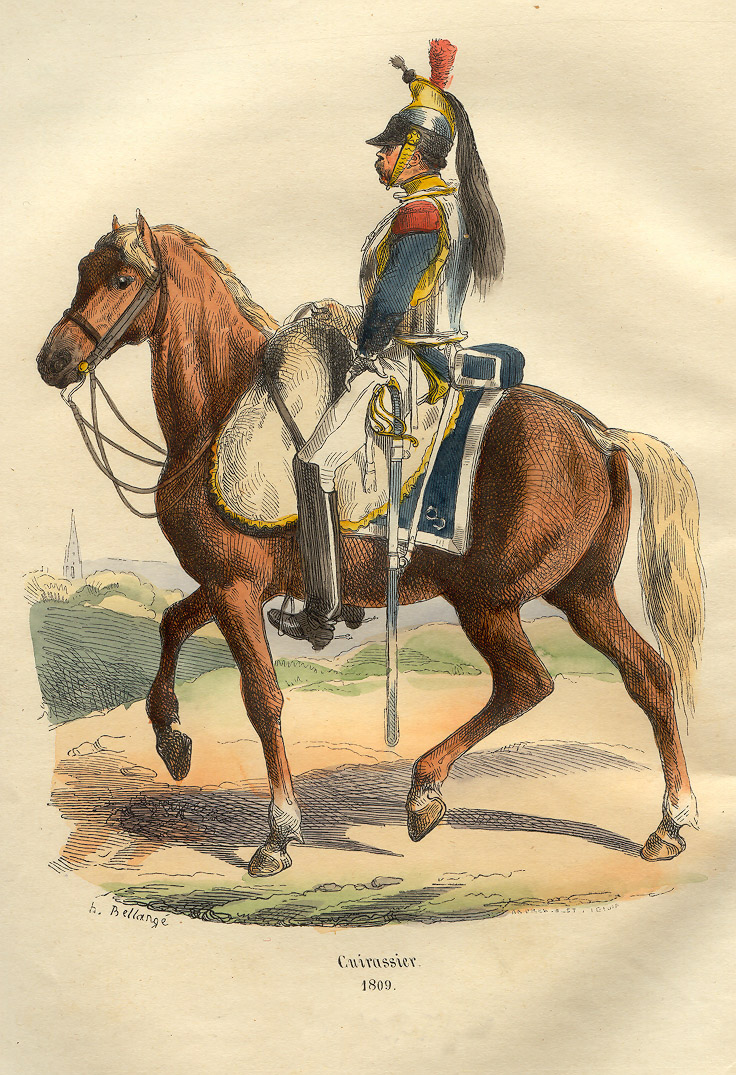
胸甲騎兵。
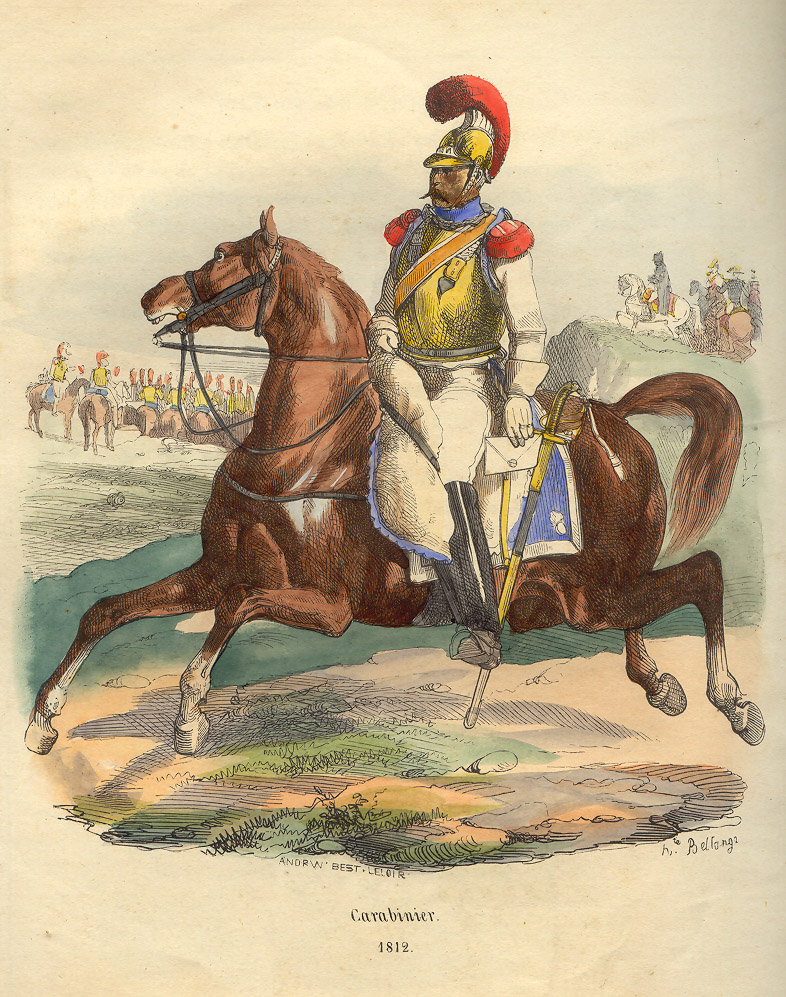
騎銃兵（胸甲竜騎兵）。
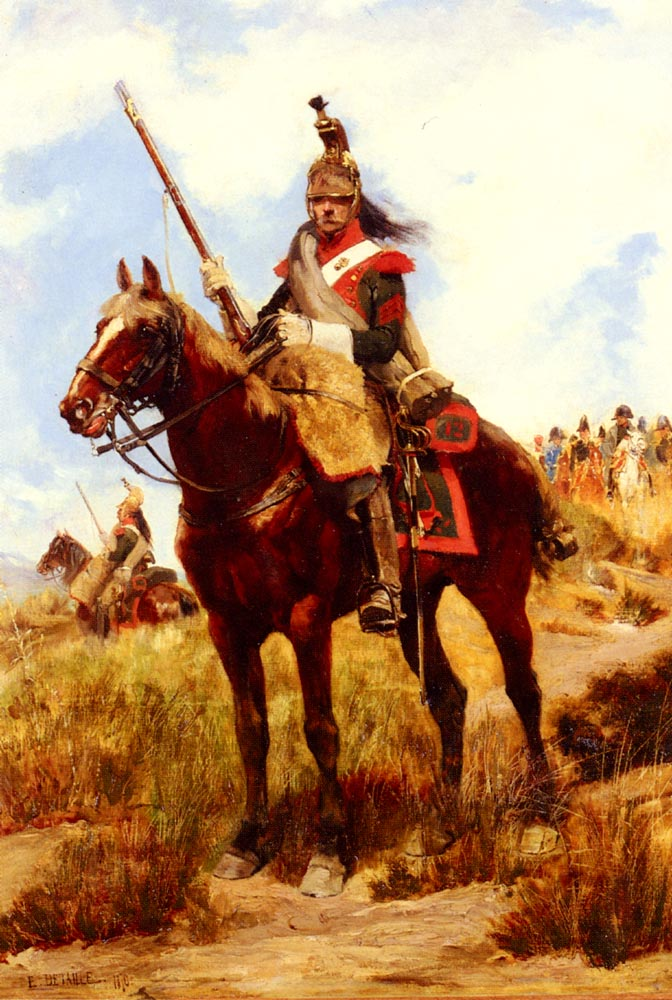
第12竜騎兵連隊。
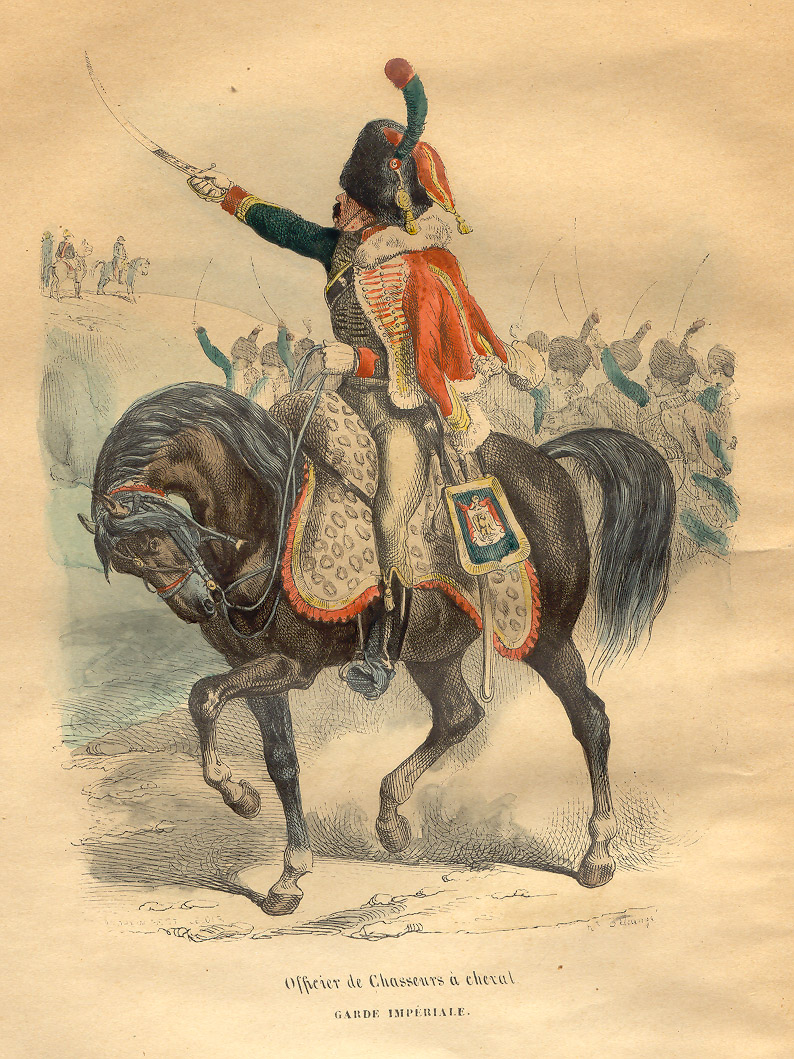
猟騎兵。
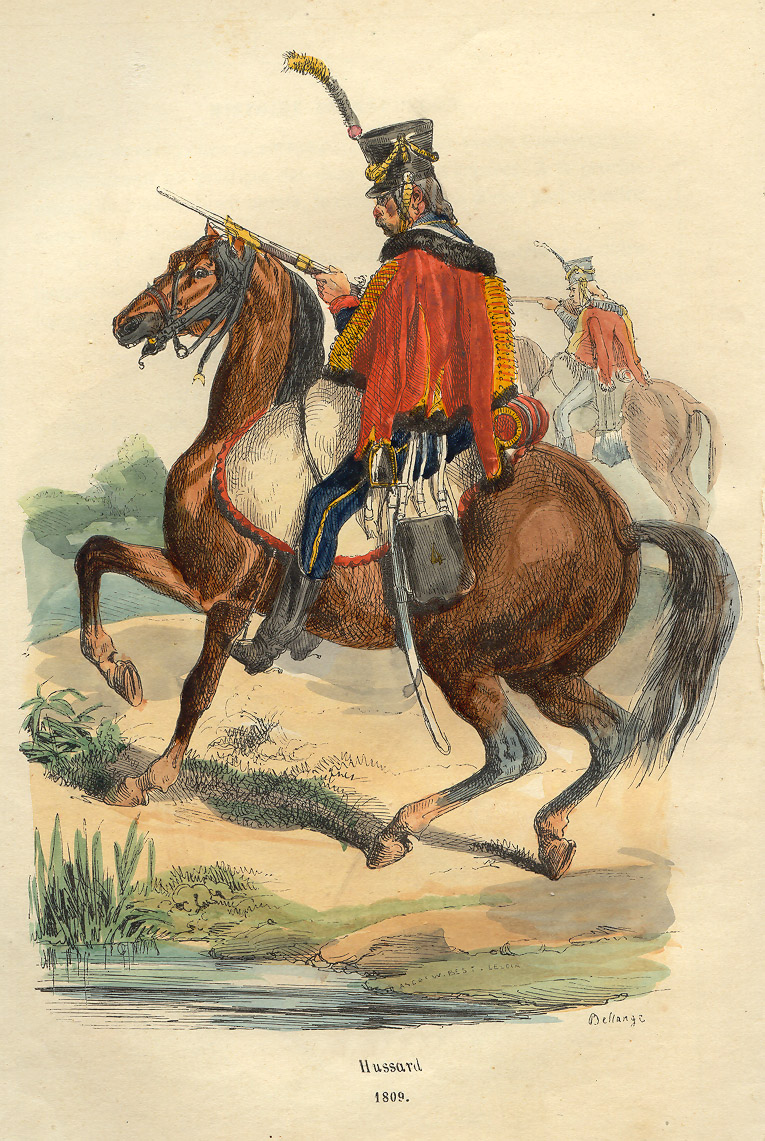
第4驃騎兵連隊。
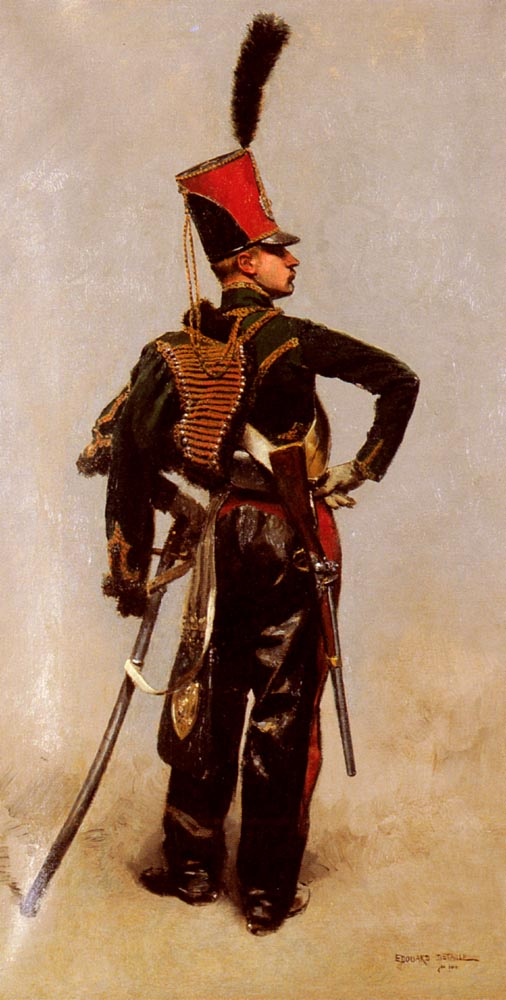
第7驃騎兵連隊。
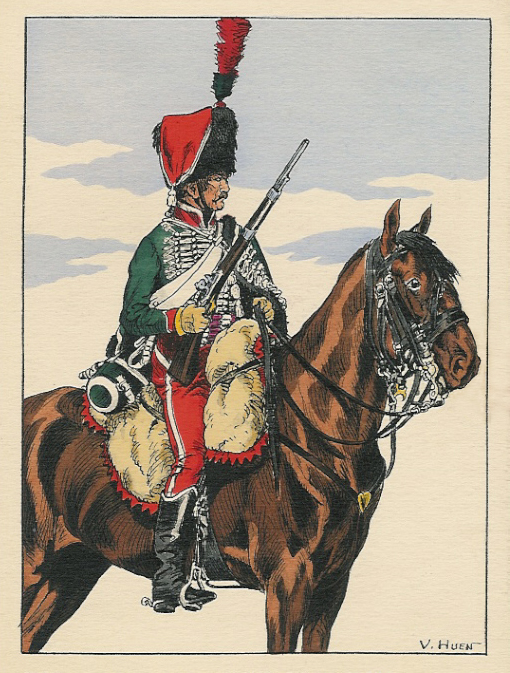
第8驃騎兵連隊。
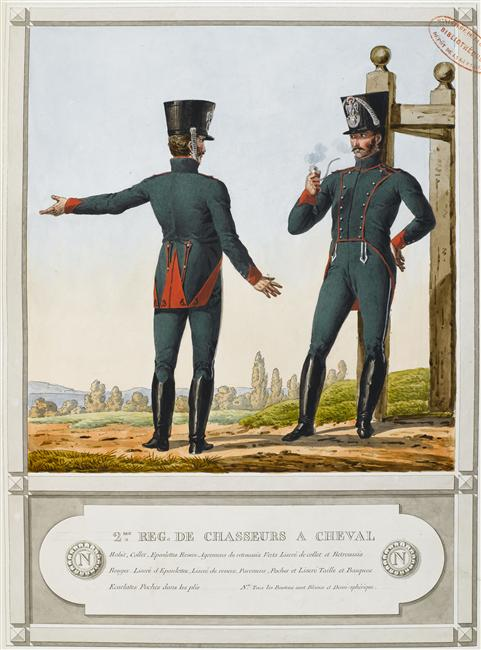
第2猟騎兵連隊（フランス語版）兵士。ナポレオン・ジャケットを着用（1812年）
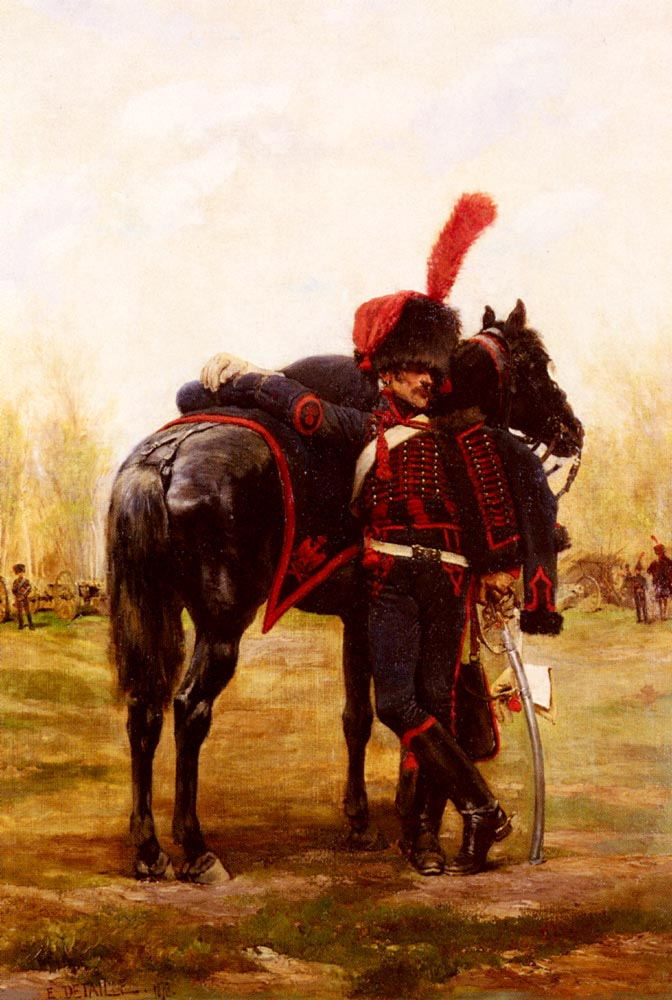
騎馬砲兵。
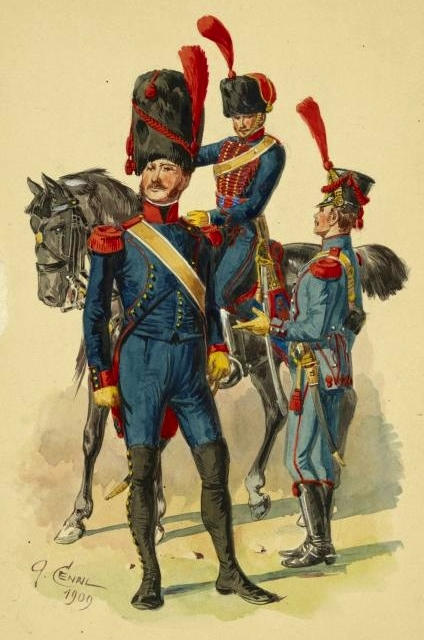
近衛騎馬砲兵。肋骨服とナポレオン・ジャケットが混在している（1812年）
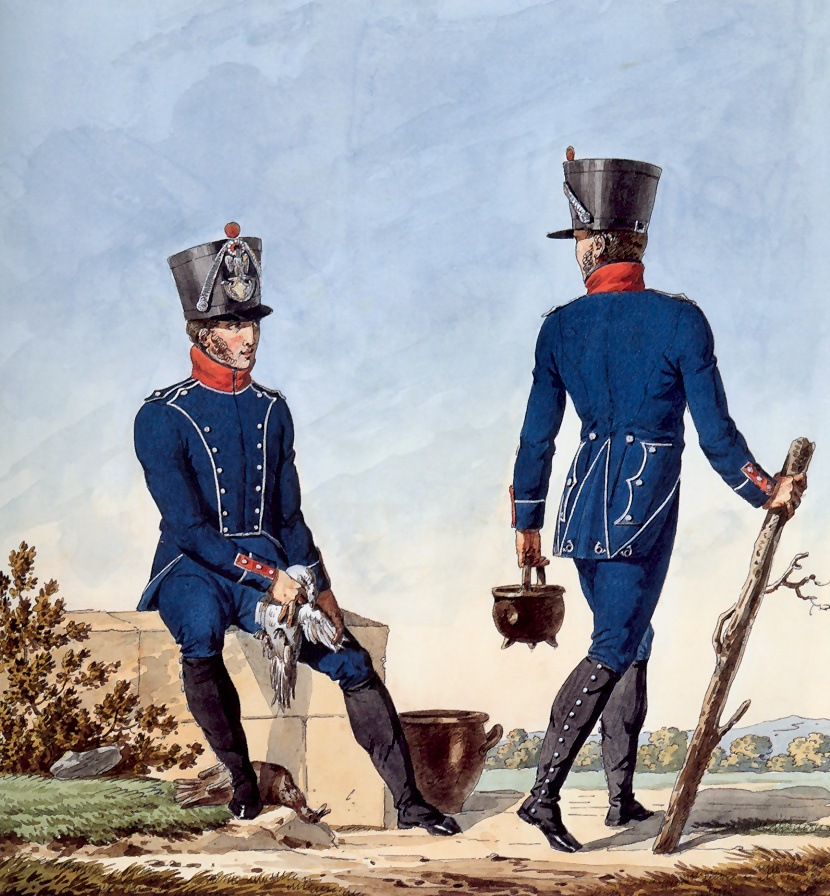
猟兵（1812年）
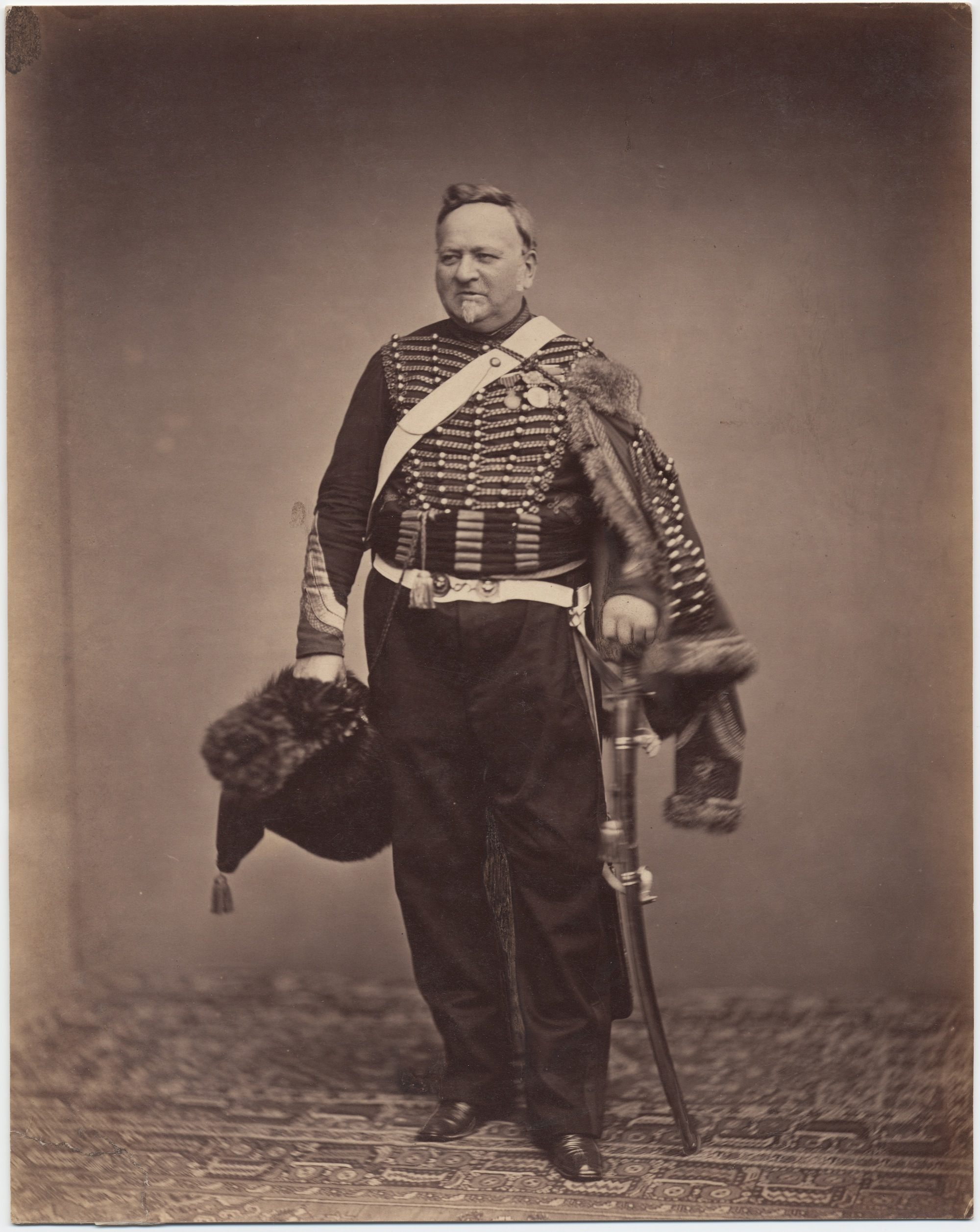
近衛山岳猟兵主計軍曹（退役後の撮影、1850年代）
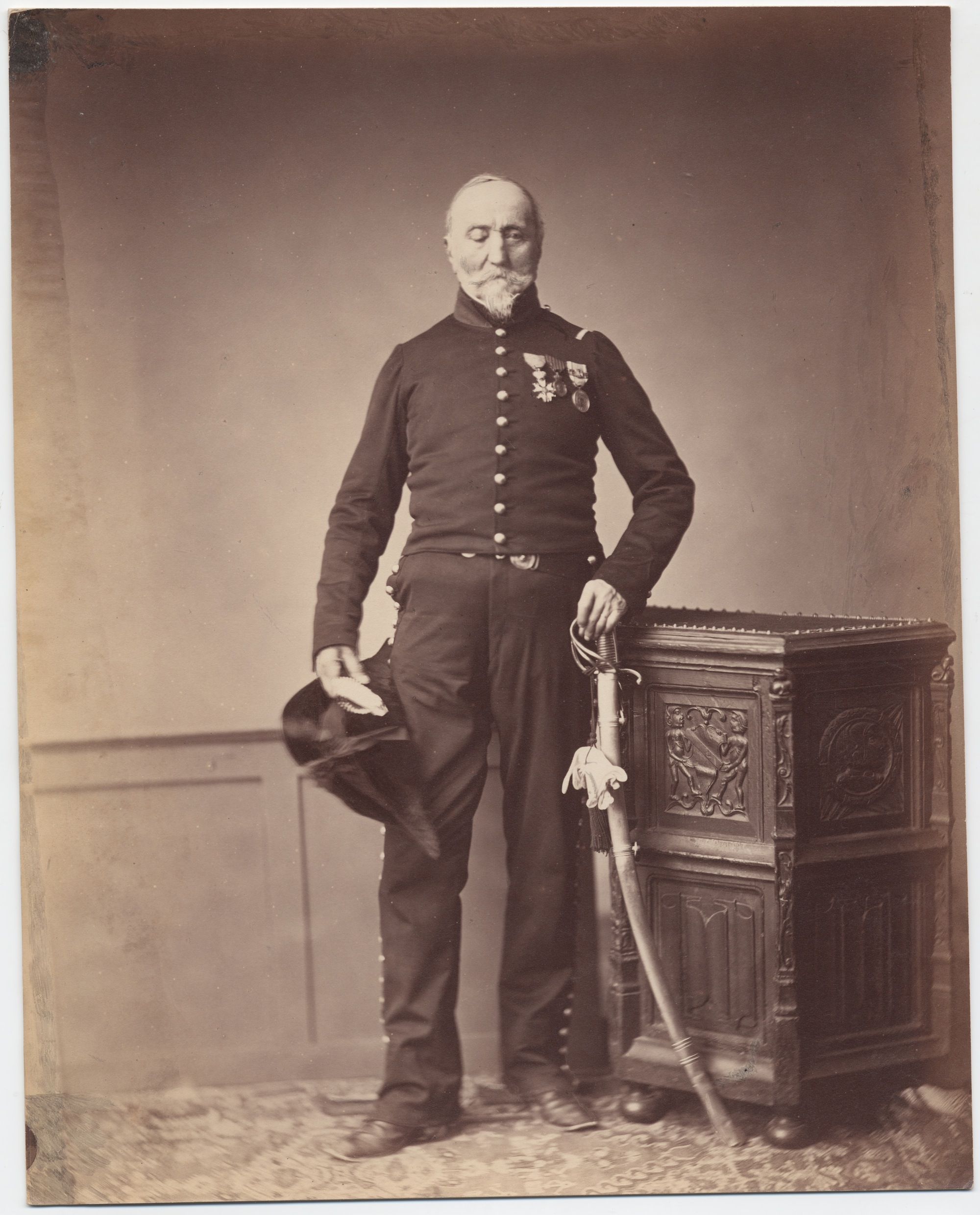
第24山岳猟兵主計下士官（退役後の撮影、1850年代）
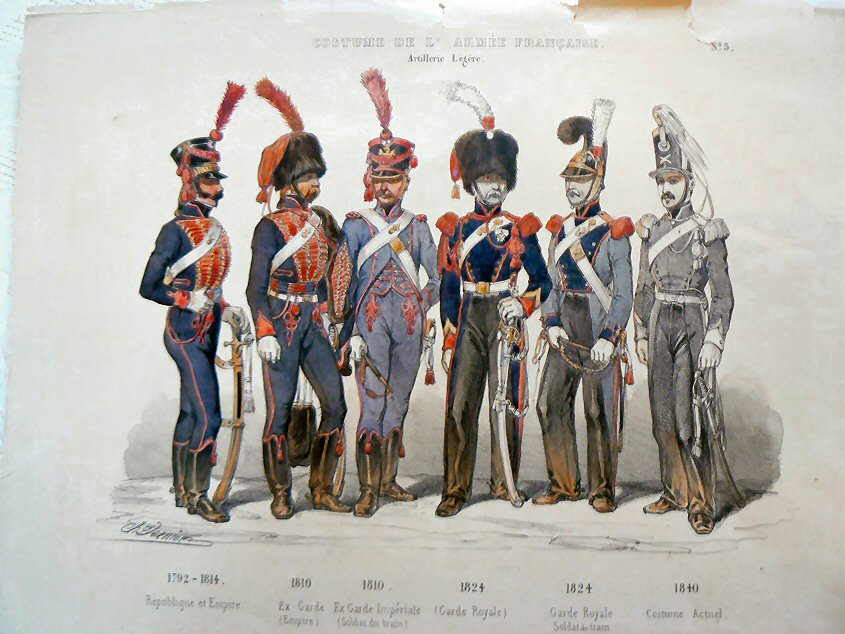
18世紀末から19世紀中期にかけての砲兵の軍装の変遷。当初は肋骨服であったが1810年代より次第にナポレオンジャケットに改められている。
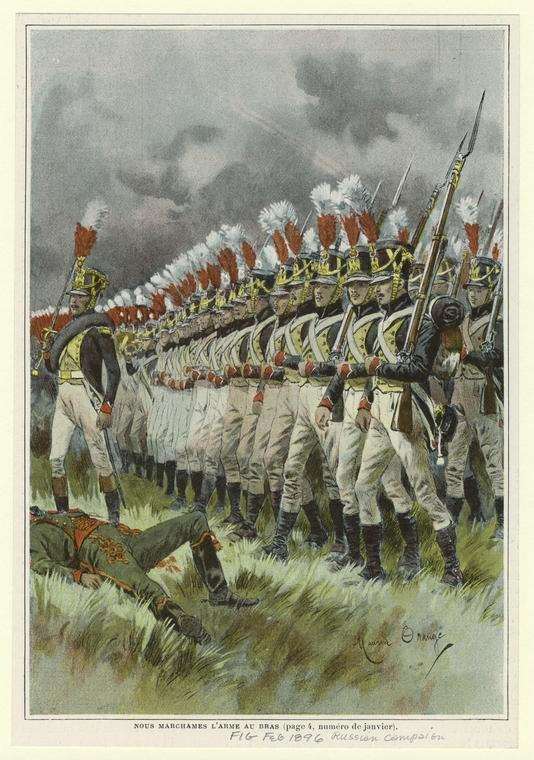
横隊を組む戦列歩兵（1812年）
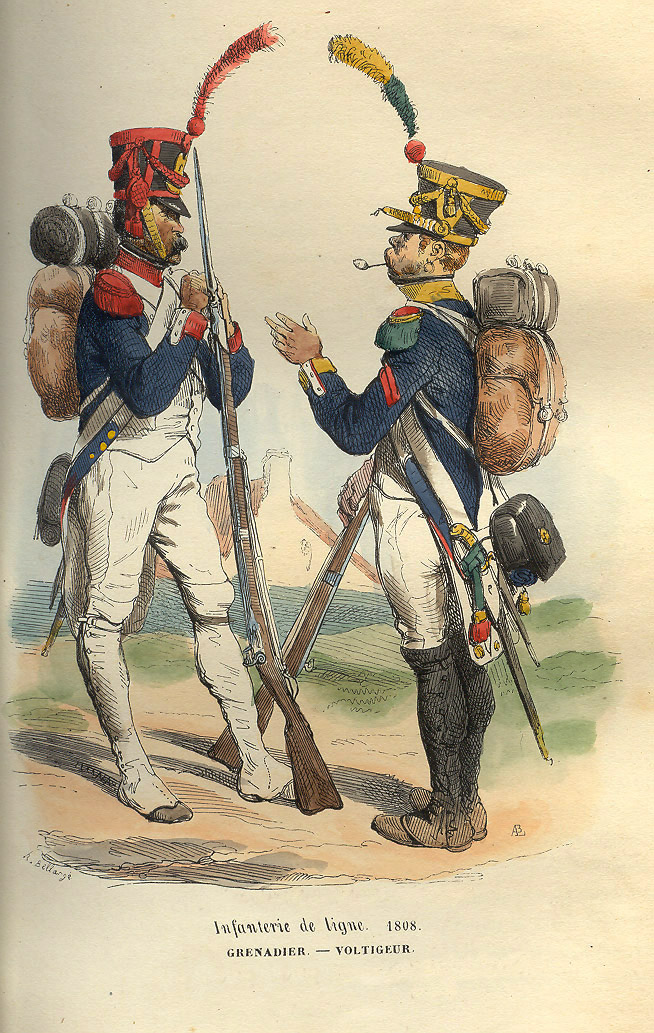
擲弾兵（1808年）
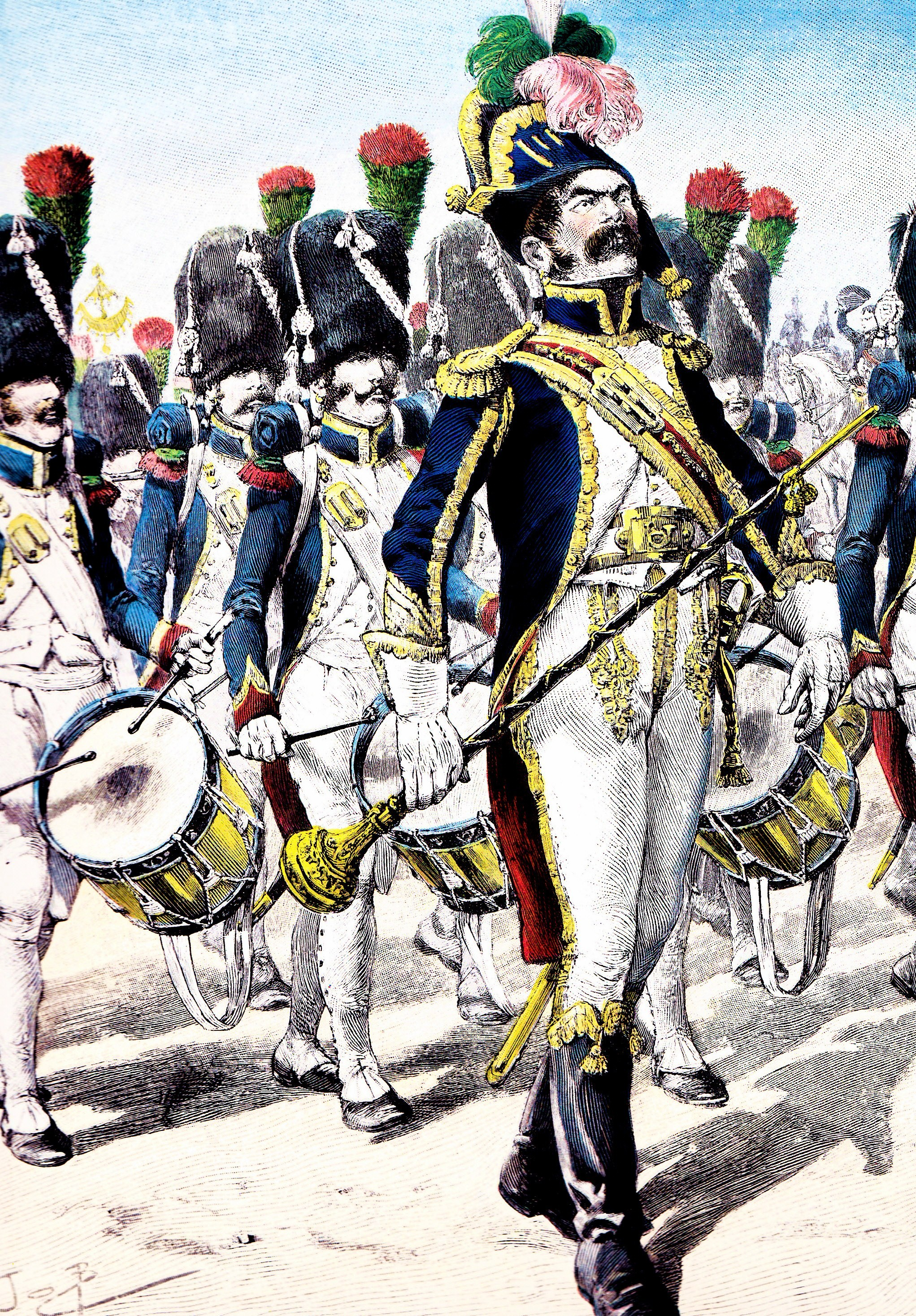
軍楽隊
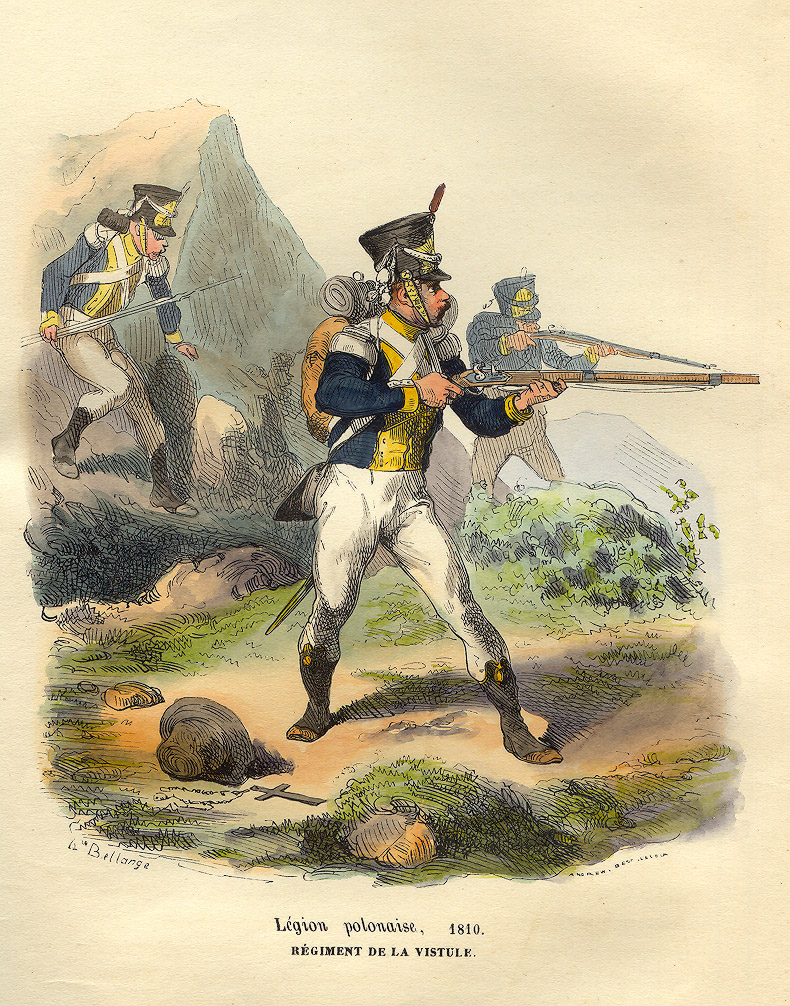
ポーランド人部隊。
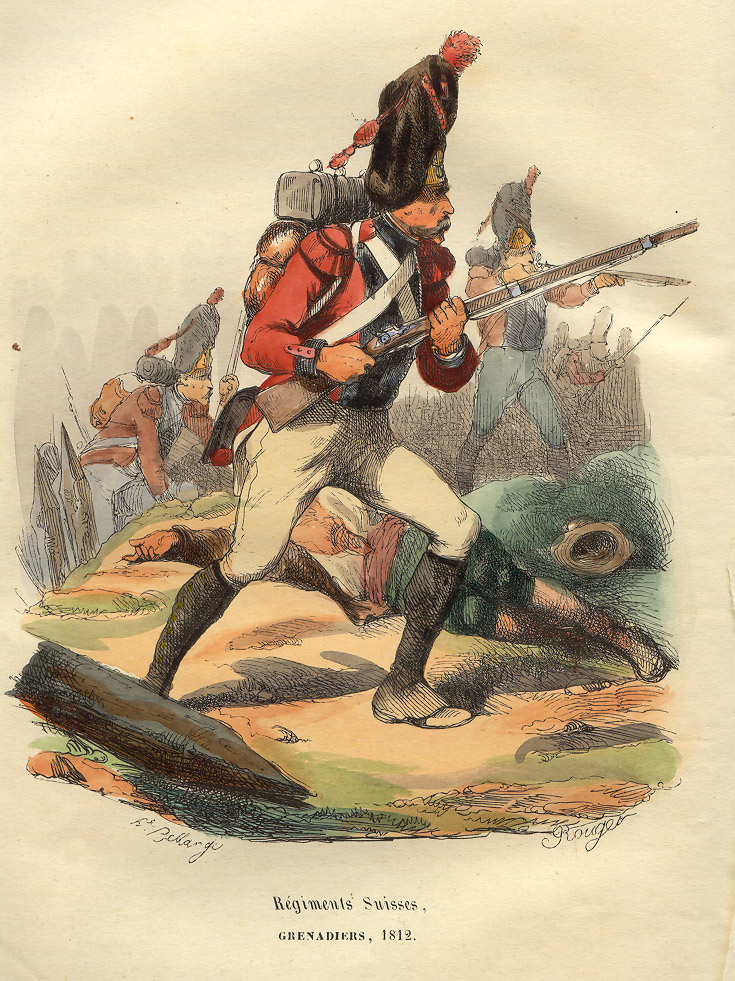
スイス人部隊。
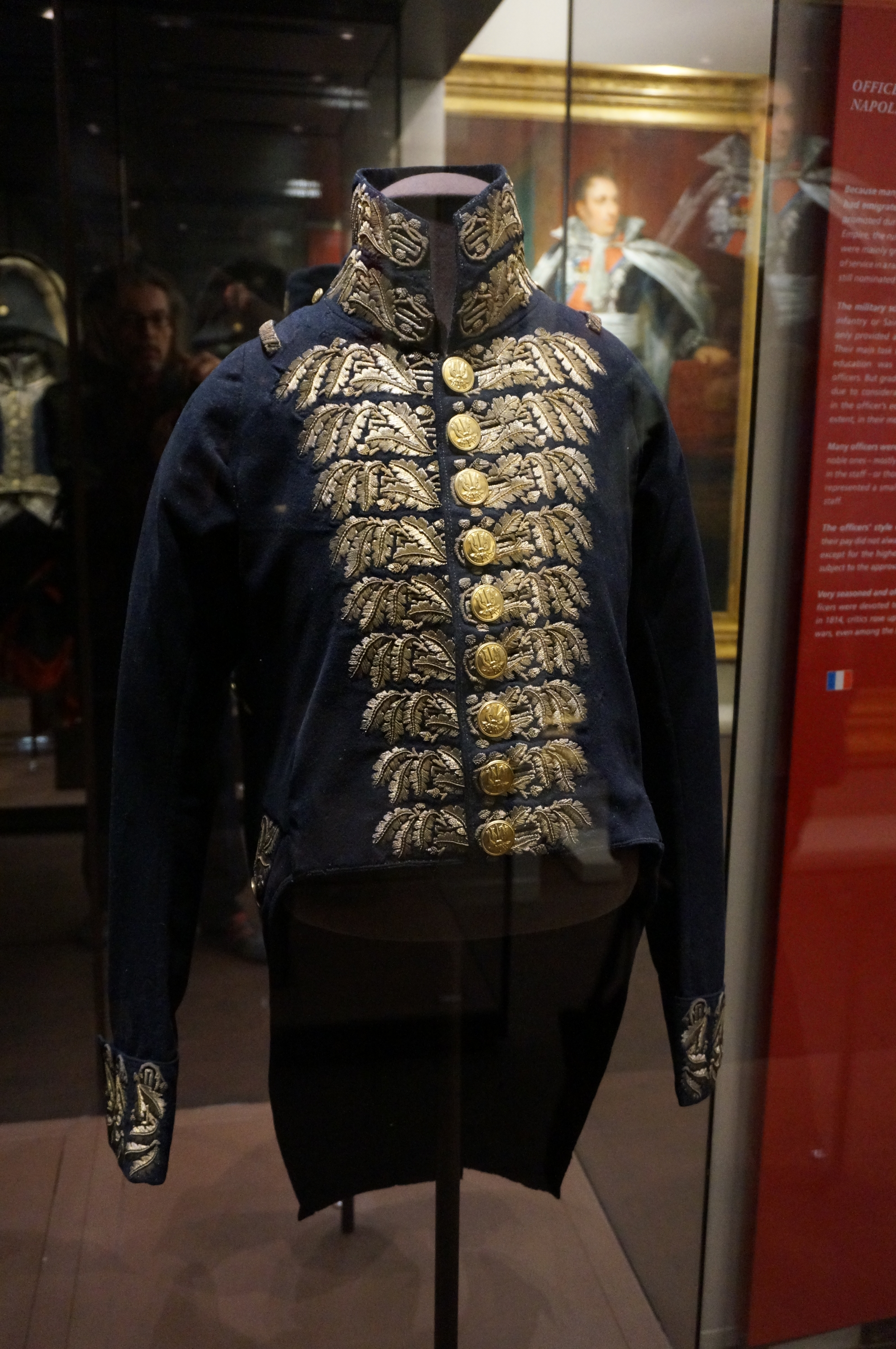
復古王政期の参謀制服。エポレットは外している
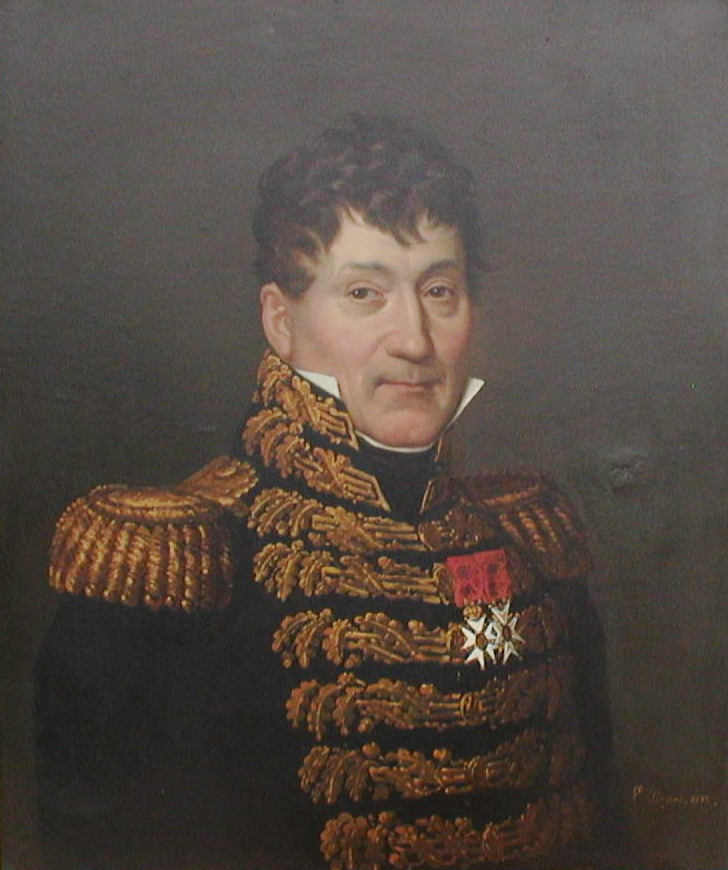
参謀制服着用の佐官。フランシス・レオン・ボスカル・ド・リール・ド・モルナック（フランス語版）
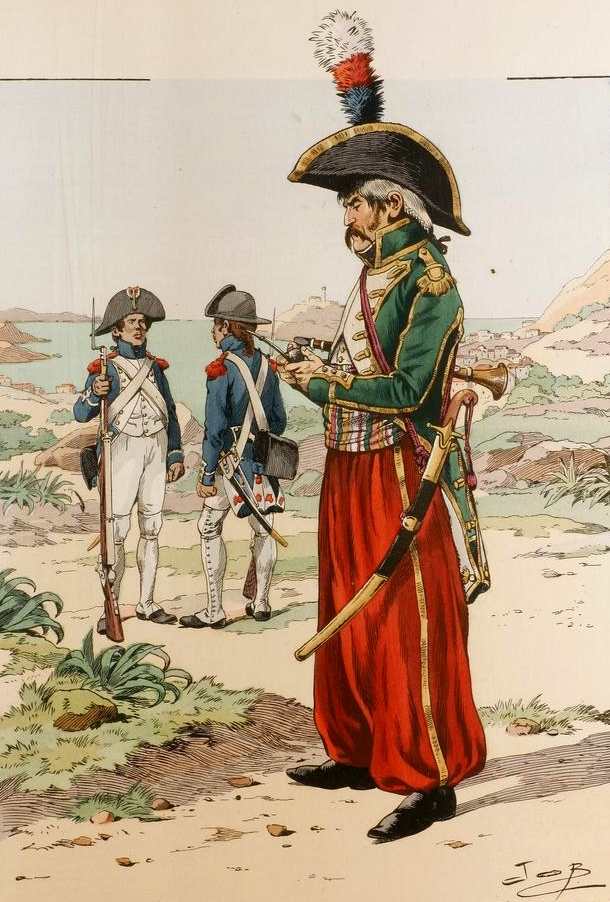
ルクレール将軍親衛隊（フランス語版）軍楽隊楽長（1802年）

### 第2帝政〜20世紀初頭
19世紀中期になると、重火器の発達に伴いフランス軍の軍装は更に簡素化し、普仏戦争以降はいよいよ機能性を強いられるようになる。とりわけ、革や毛皮で重厚に固められていた帽子は大幅に軽量化された。1830年代仏領アルジェリアを発祥としてシャコー帽を簡略化したケピ帽が登場し、以降制帽として全軍に浸透する。また、騎兵が花形であった時代は終焉を迎え、19世紀末には砲兵ともども肋骨服から他兵科と変わらないシングルブレストタイプの軍衣となった。
これらの変更は各国の模倣するところとなったが、それも20世紀に至るころには既に時代遅れとなっており、そのまま第一次世界大戦に突入することとなる。
なお、1845年ごろから上衣は燕尾服ではなく、前後均等に丈の長い形状となる。また、19世紀半ば以降は高襟は廃れ、将兵ともども襟を折り曲げるかほとんどないほど低くしたスタイルが流行し、中には襟もとからシャツを覗かせ蝶ネクタイを付ける者も見受けられる。しかし、普仏戦争ごろから台布の上に所属連隊や兵科を示す徽章を付けた襟章が規定された。この襟章は日本陸軍38式軍衣の「鍬型」の原型ともなった。
以下、各詳細について解説する。

#### 礼装
元帥は引き続きMle1804を着用、一般将官用大礼服は、1857年時点でシングルブレストの燕尾服型アビに白いキュロットと長靴（徒歩時は赤いズボンと短靴）、二角帽であったが、第二帝政崩壊後の1872年4月15日に両者の礼装の区別はなくなり、大礼服もフロックコートタイプのものが登場した。二角帽だが、シャコー帽を被ることもある。

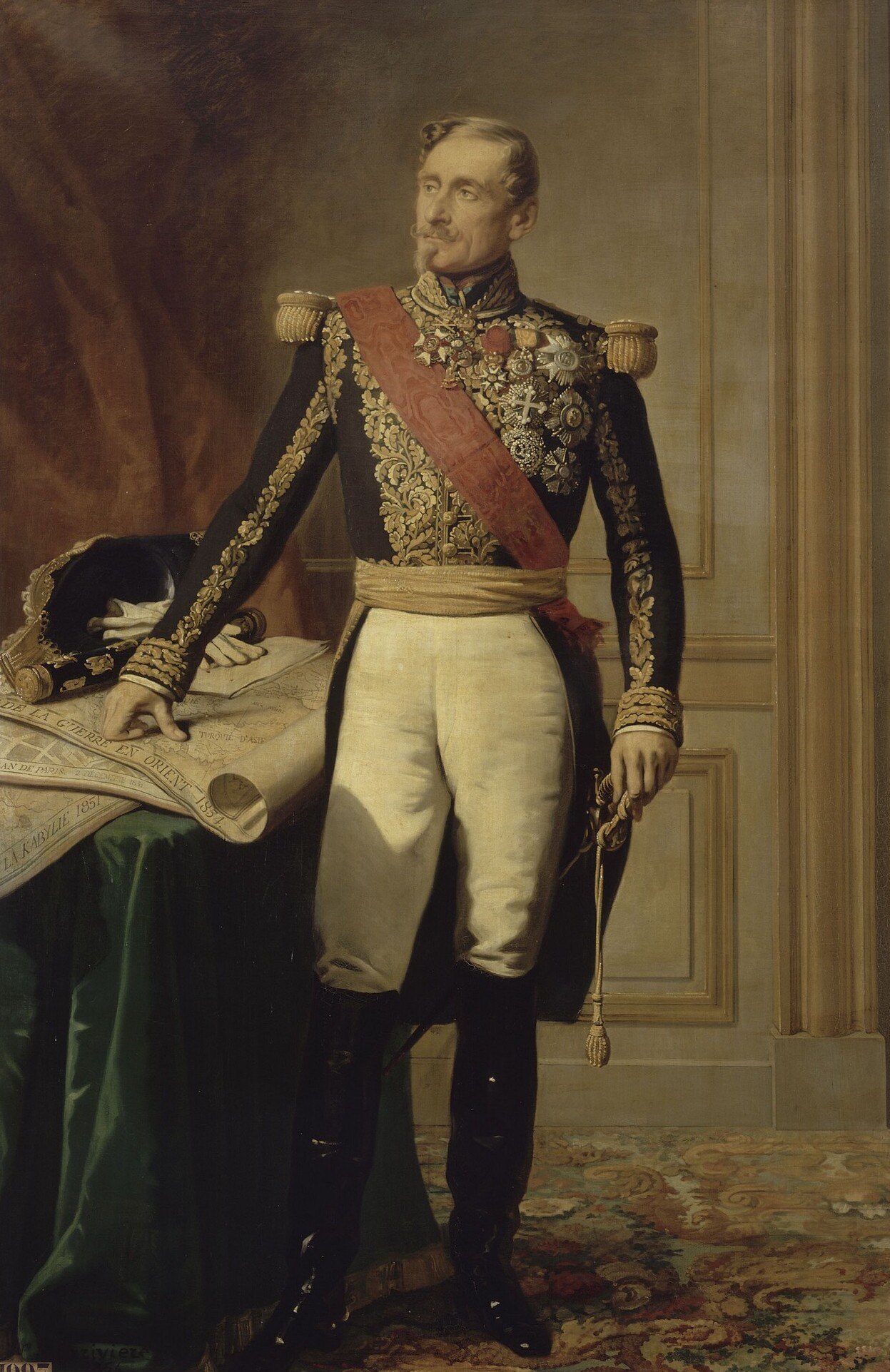
元帥用大礼服（アルマン・ジャクー・ルロワ・ド・サン＝タルノー（フランス語版））
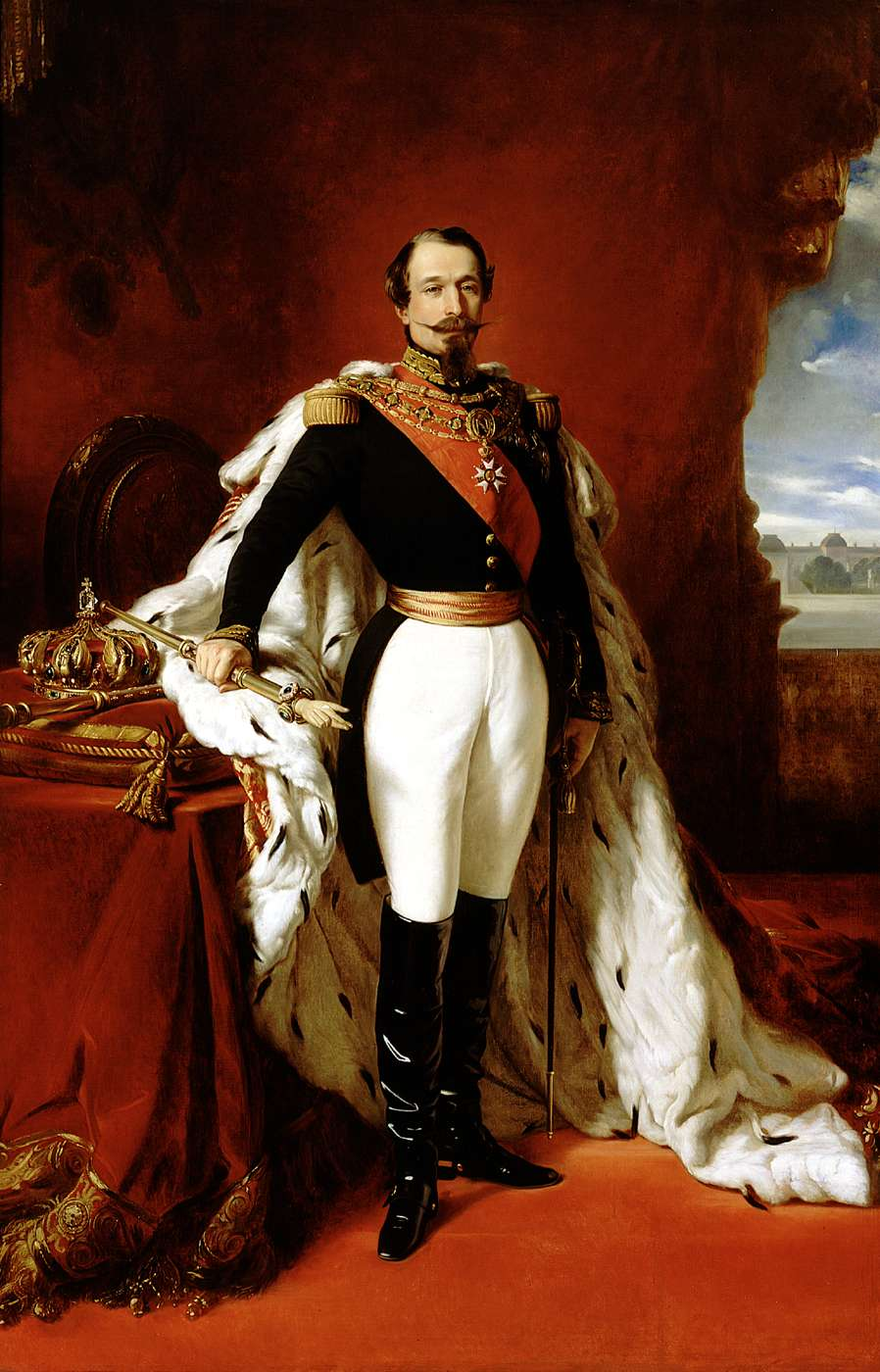
ナポレオン3世
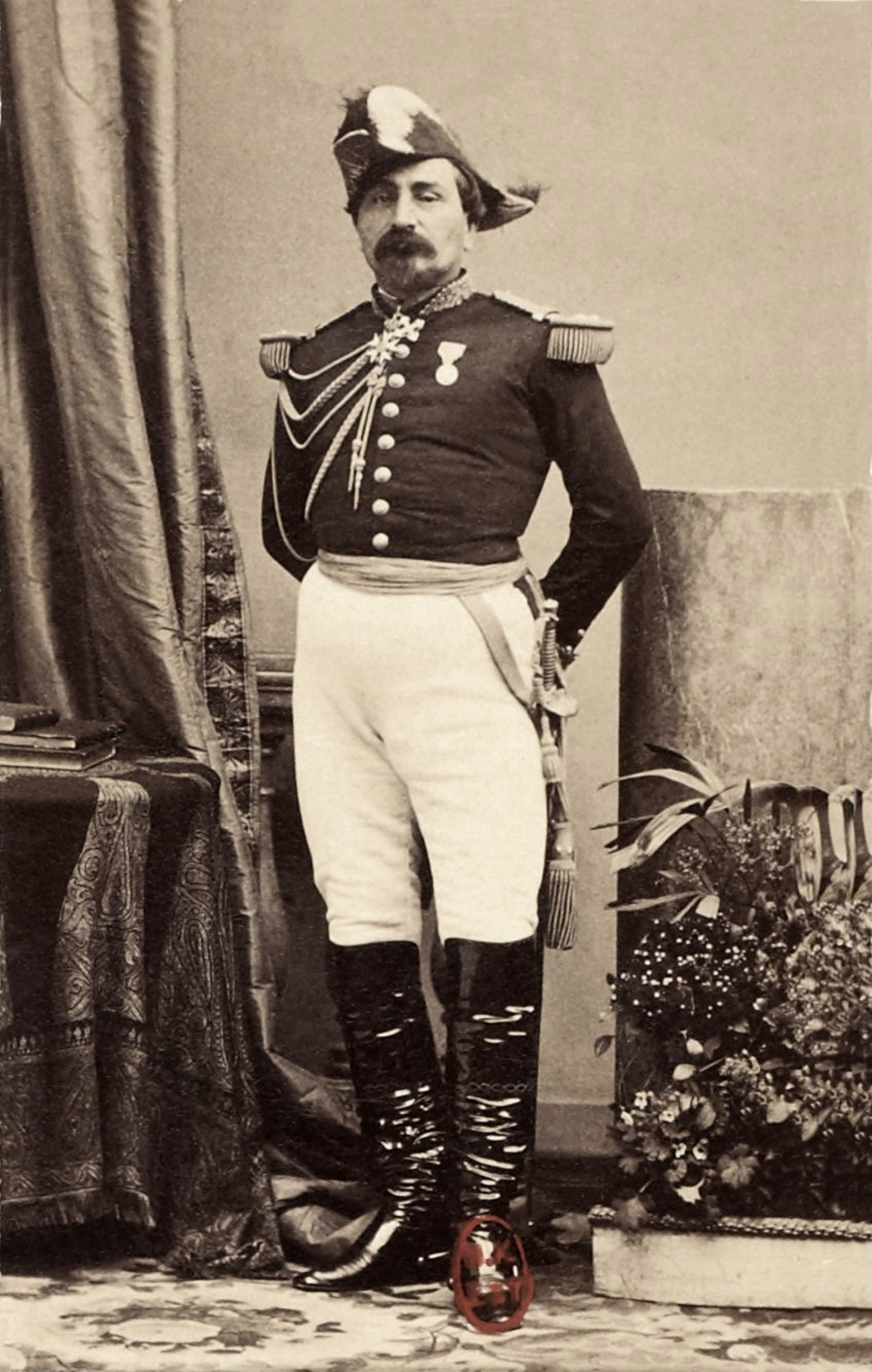
大礼服の将官（アンリ・ジュール・バタイユ（フランス語版）、1865年）
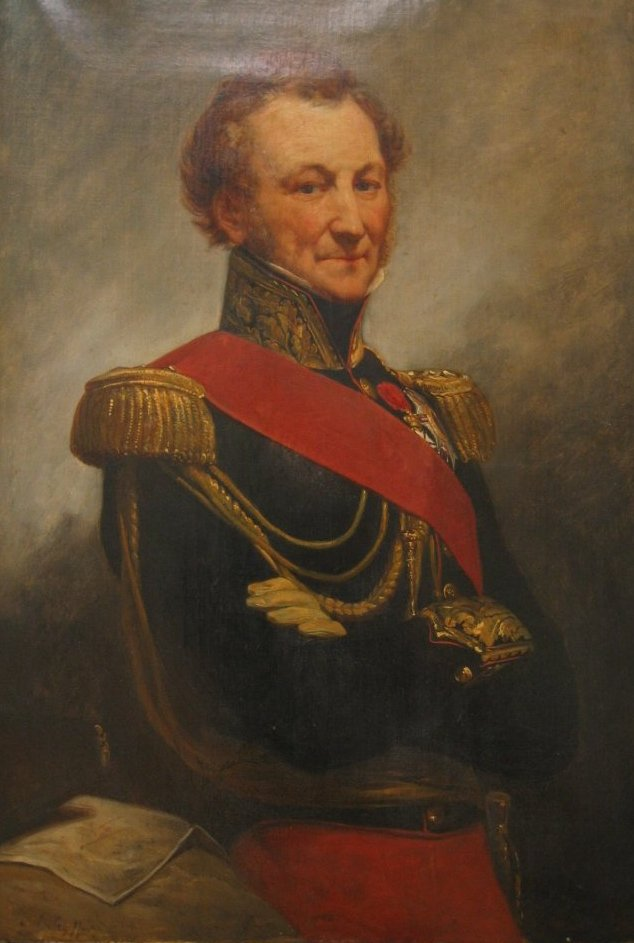
19世紀頭頃の徒歩大礼服の将官（マリー・エティエンヌ・フランソワ・アンリ・ボードランド（フランス語版）、1832年）
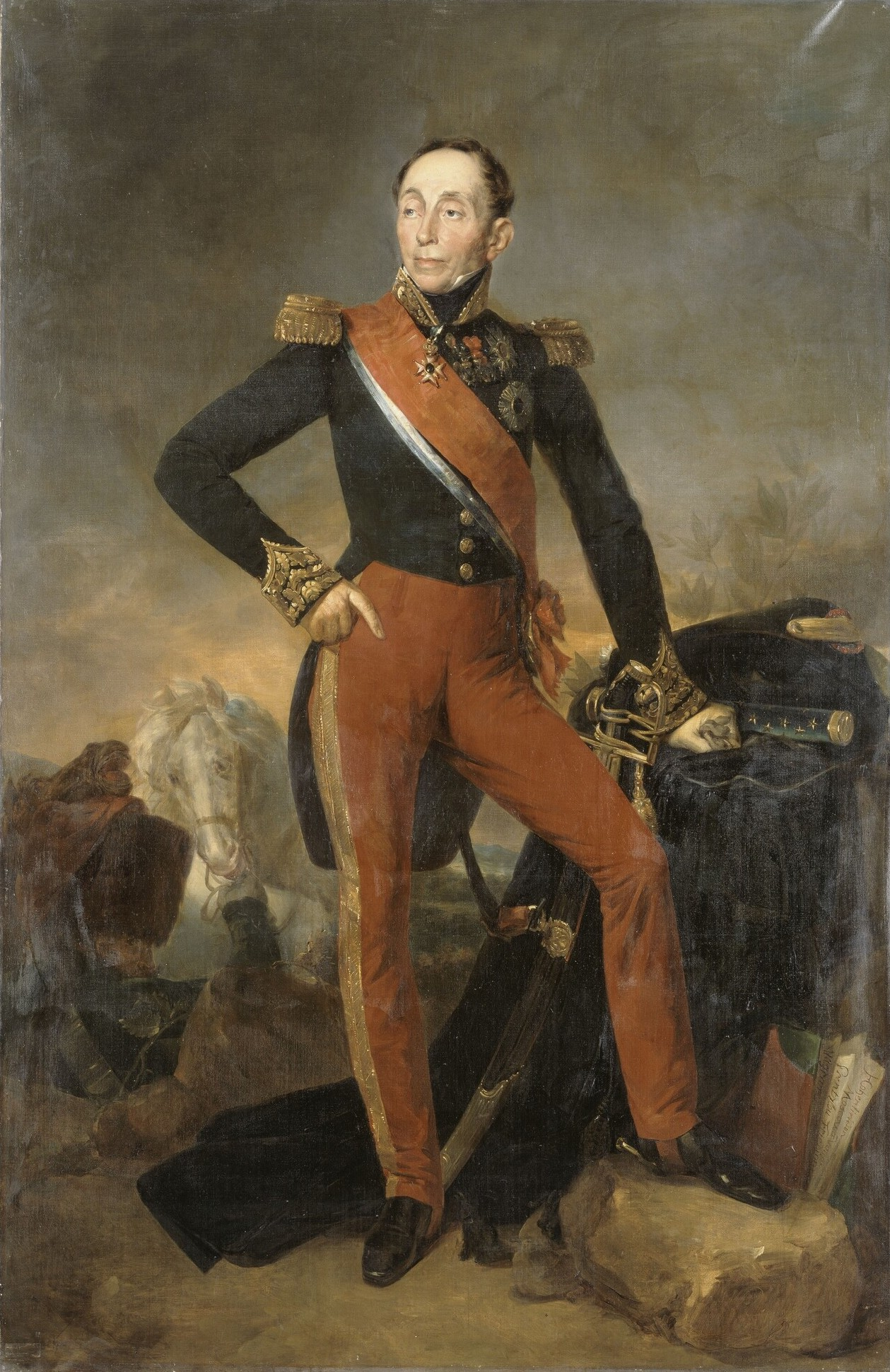
徒歩大礼服の元帥（エマニュエル・ド・グルーシー、1835年）
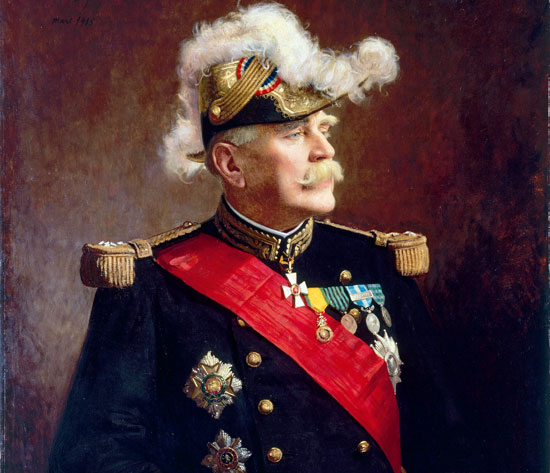
19世紀末ごろの礼装の将官。Mle1872礼装を着用。ジョゼフ・ジョフル

#### 将校の略装
騎兵・工兵を除く将校の略装は1830年時点では燕尾服であったが、1847年改正にて丈の長いシングルブレストの詰襟9つボタンとケピ帽に変更、1860年に細部改正がなされた。
1867年8月14日よりダブルブレストのフロックコートとなり、1870年7月15日改正で直線の袖章が入る。
将官は第2帝政崩壊後の1871年に黒い肋骨服が導入され、後述のMle1893導入後も好んで着用された。
歩兵を中心とした佐官・尉官では1882年に2点胸ポケットの付いた7つボタンシングルブレストのチュニックを導入するが短命に終わり、翌1883年には中央に7つのボタンの入った肋骨服を着用。
しかし、1893年には紺のシングルブレストの軍衣が採用される。9つボタンで袖に3つボタンが付いており、腰に2点雨蓋なしタイプのポケットが付く。後裾に2列各3個のボタンとベントが入っている。騎兵はやや遅れて1898年にこのMle1893とよく似た軍衣が導入された。
工兵は1786年以来の伝統的な前合わせの黒いナポレオンジャケットであったが、1872年ごろにダブルブレストのフロックコートとなる。Mle1867/70と似ているが、袖口に3列のボタンが入る。1883年には歩兵と同一の肋骨服となった。
外套は1845年にエポレット付きのフロックコートが制定されたが、1872年にインバネスコート型が導入された。また、1875年には全兵科共通でペリースをも導入した。

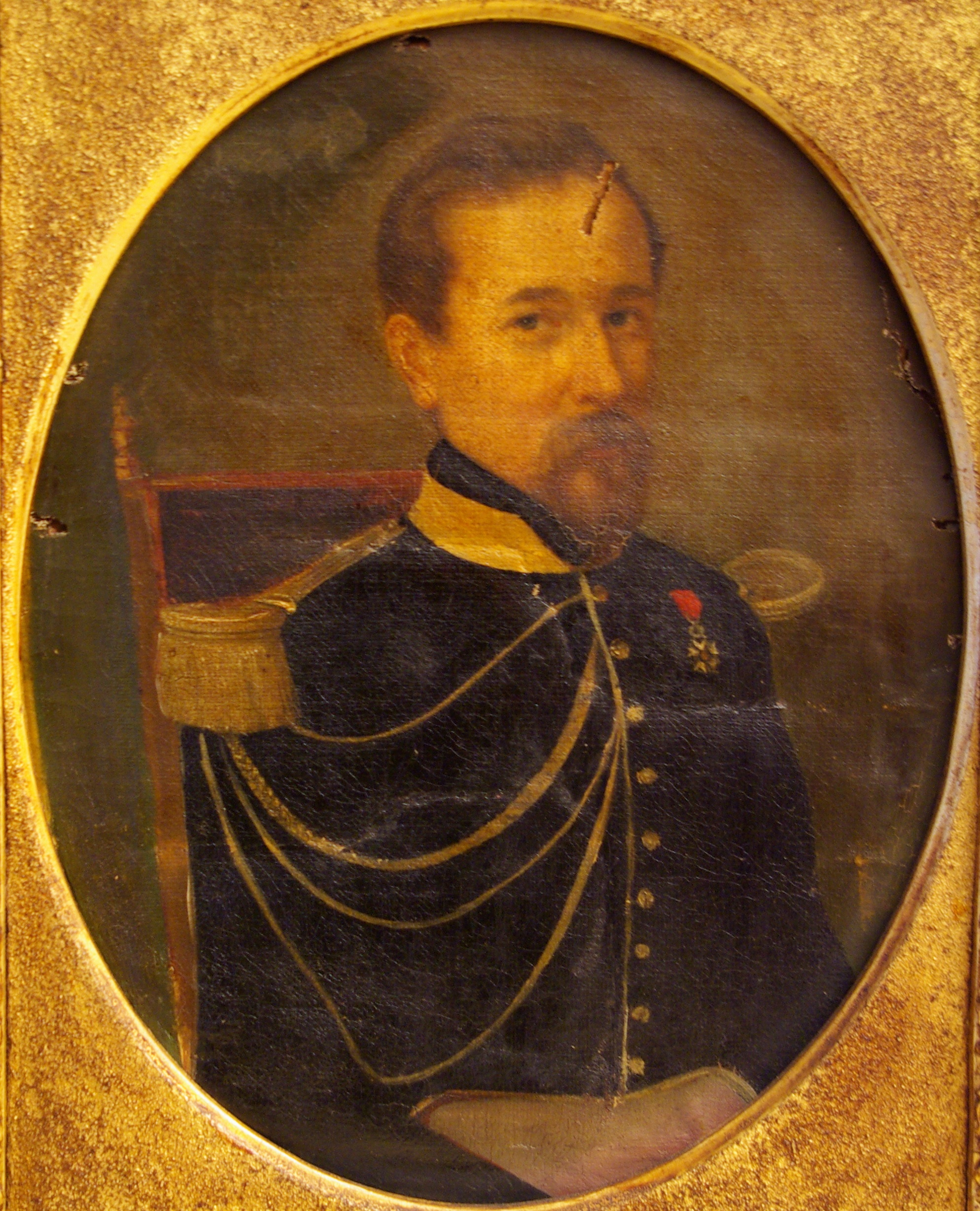
第25歩兵連隊（フランス語版）中佐（1830年代）
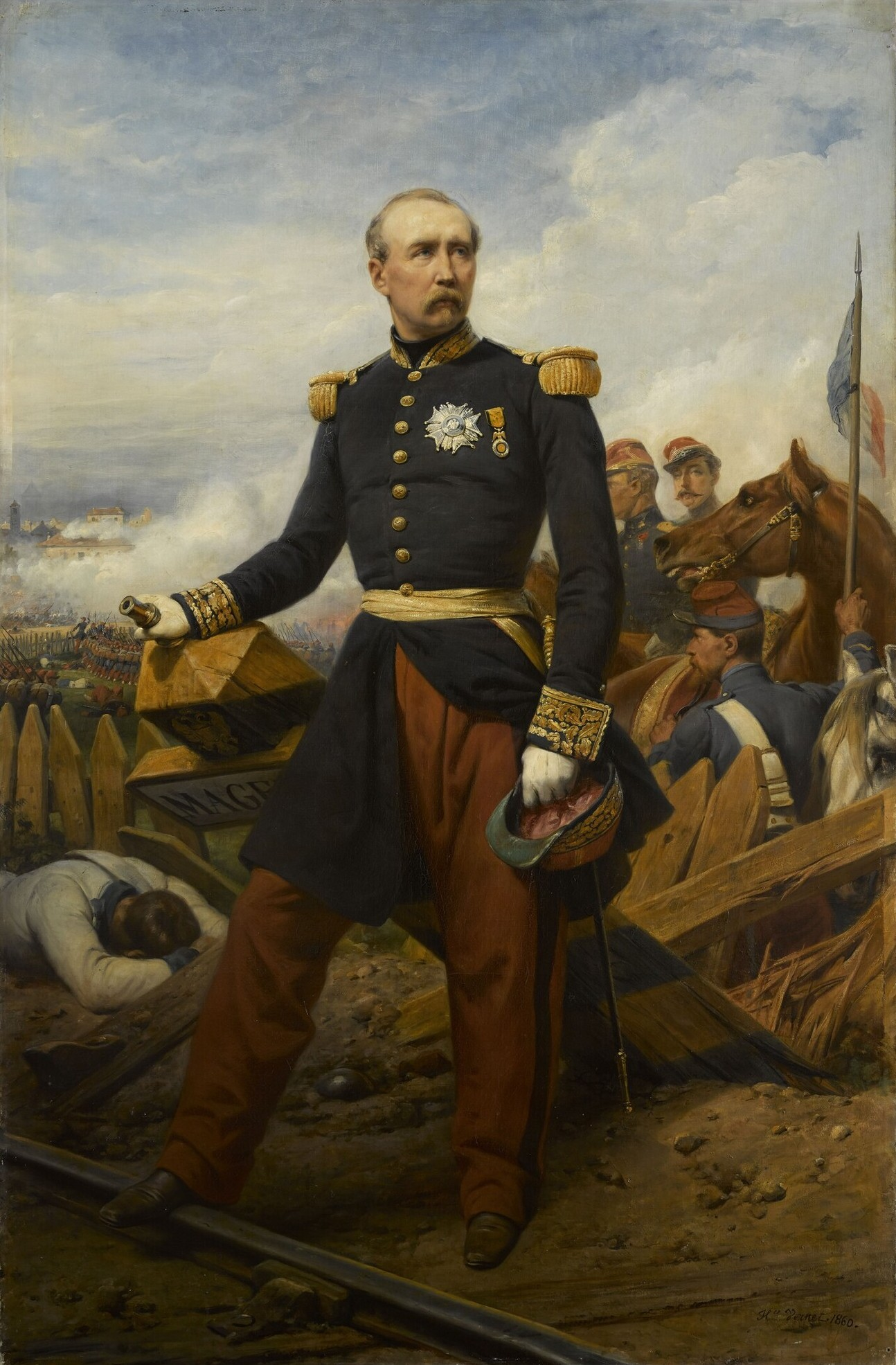
パトリス・ド・マクマオン
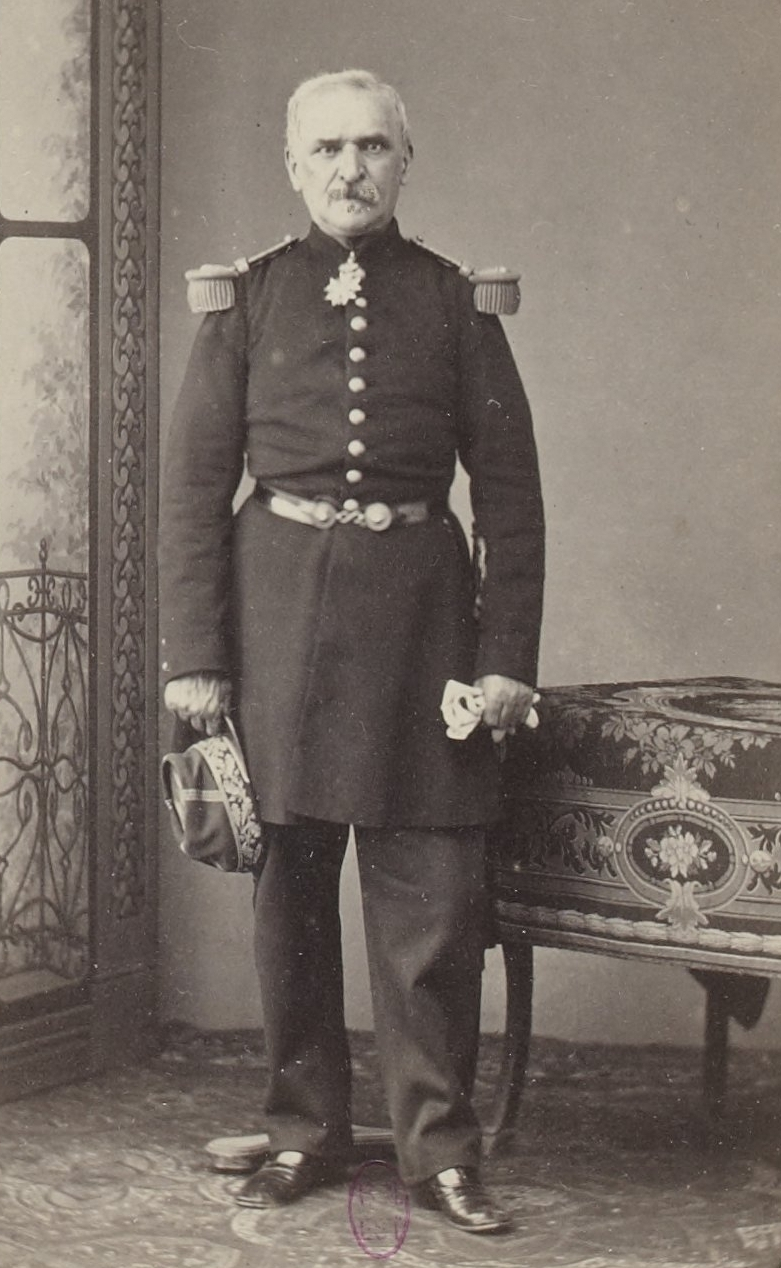
Mle1847略装の将官（1860年代）
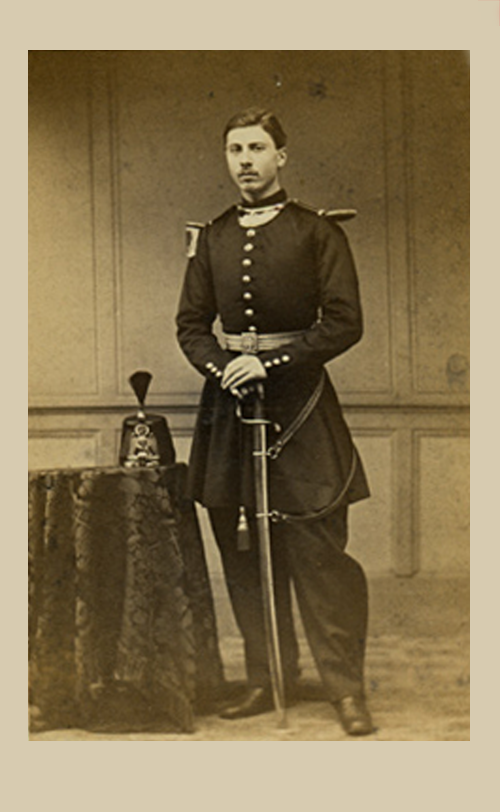
Mle1847略装の少尉（1869年）
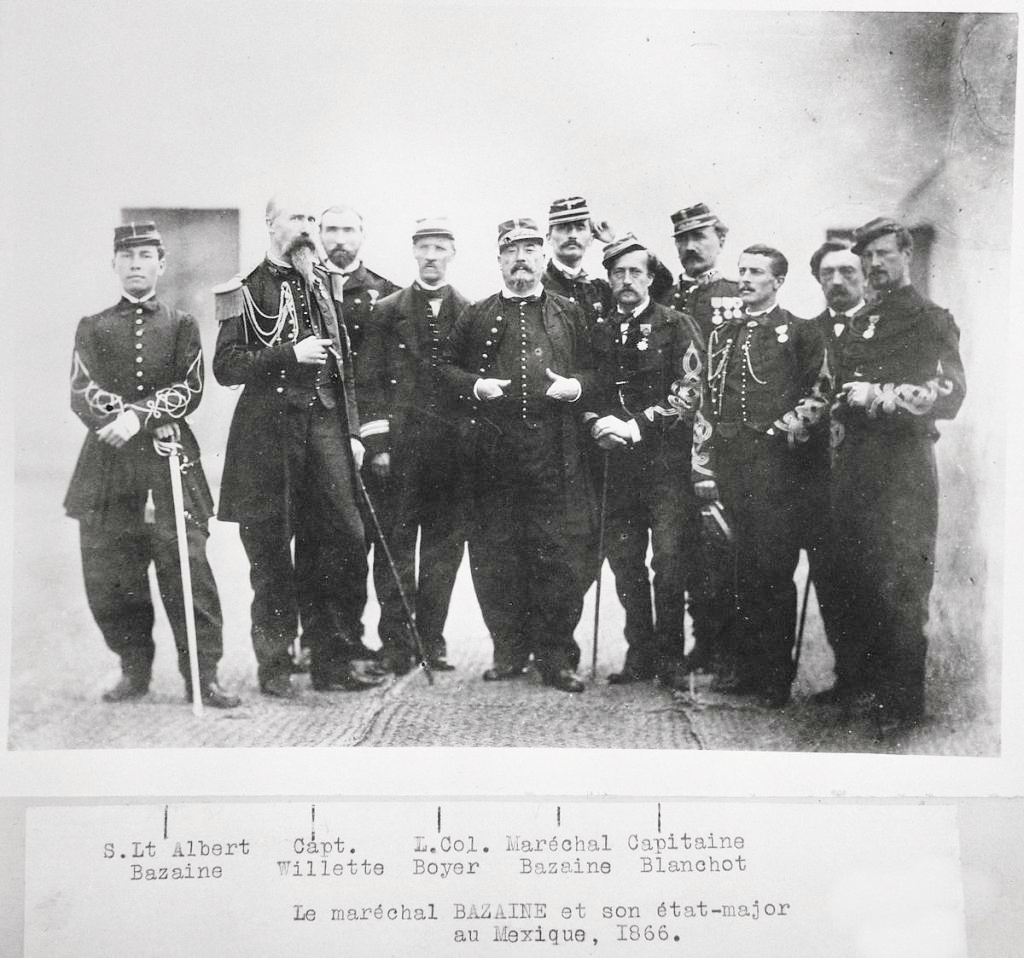
メキシコ出兵当時の将校。中央の将官（フランソワ・アシル・バゼーヌ）はエポレットを外している。後述の参謀用肋骨服を着用している幕僚もいる（1866年）
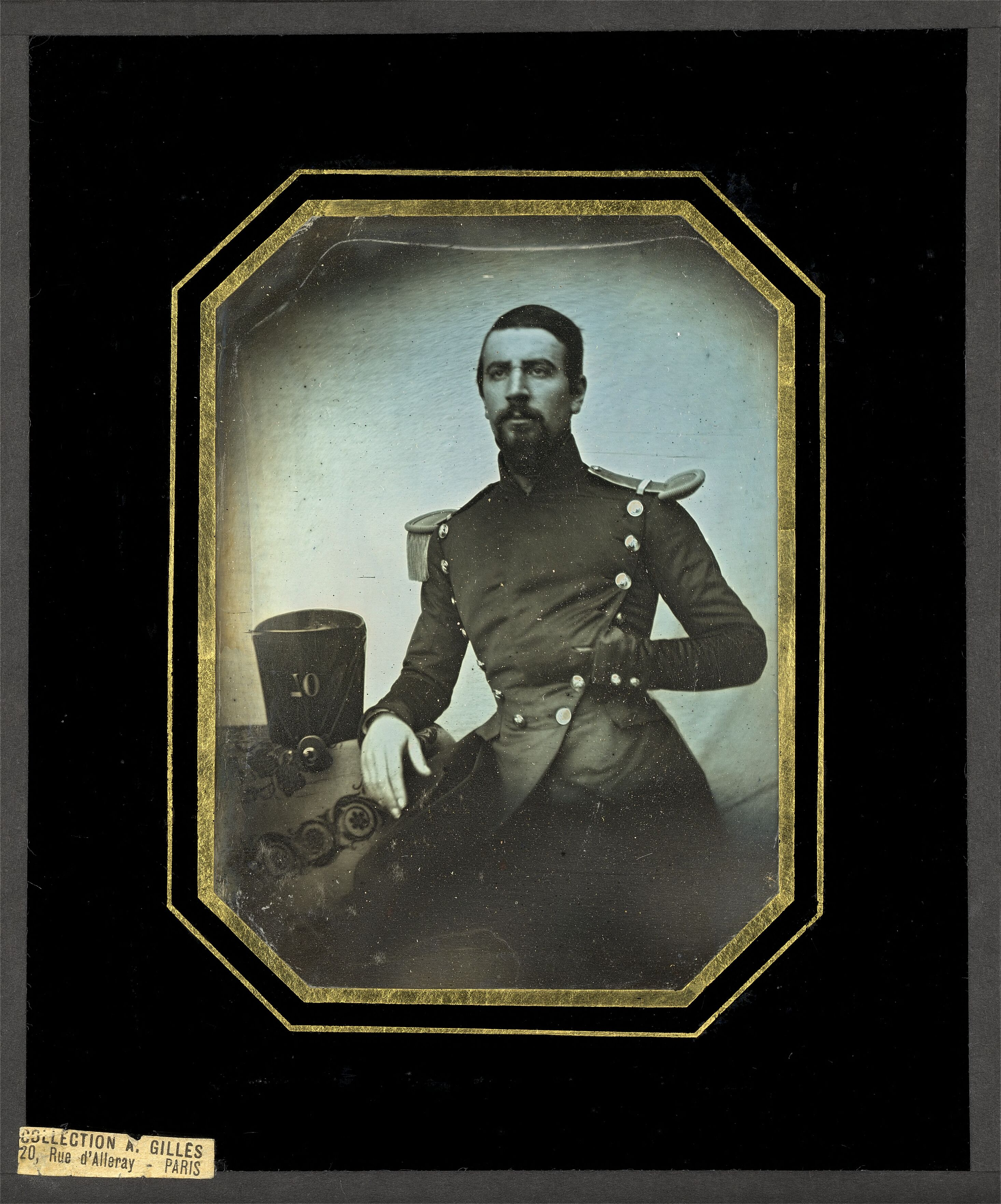
Mle1845外套を着用する第70歩兵連隊の少尉（1850年代）
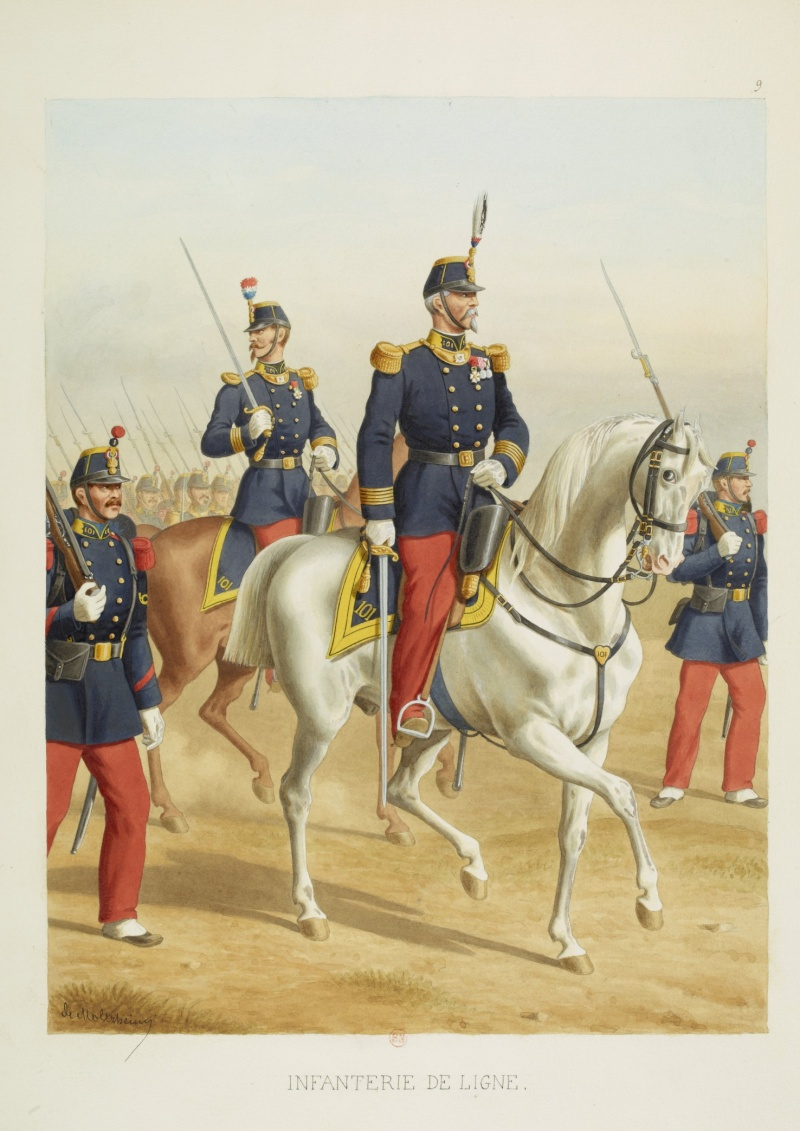
戦列歩兵将兵。将校はMle1867/70軍衣にシャコー帽を被りオス・コルを付けている。
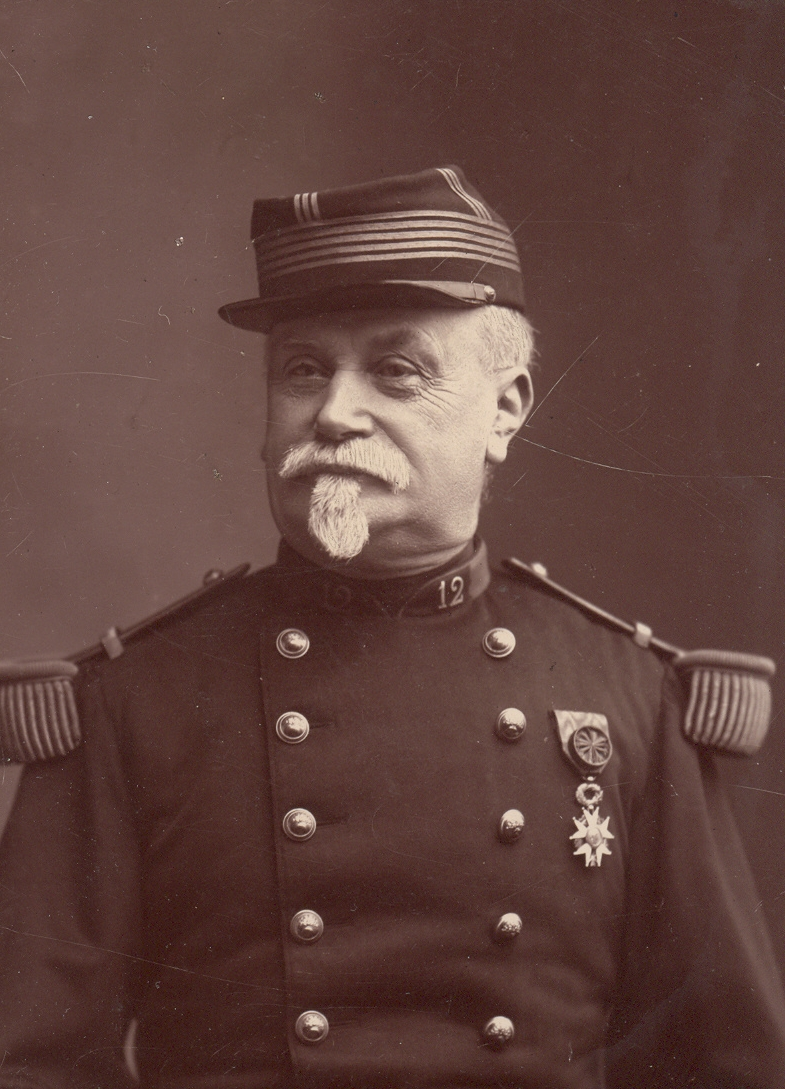
Mle1867/70着用の大佐。
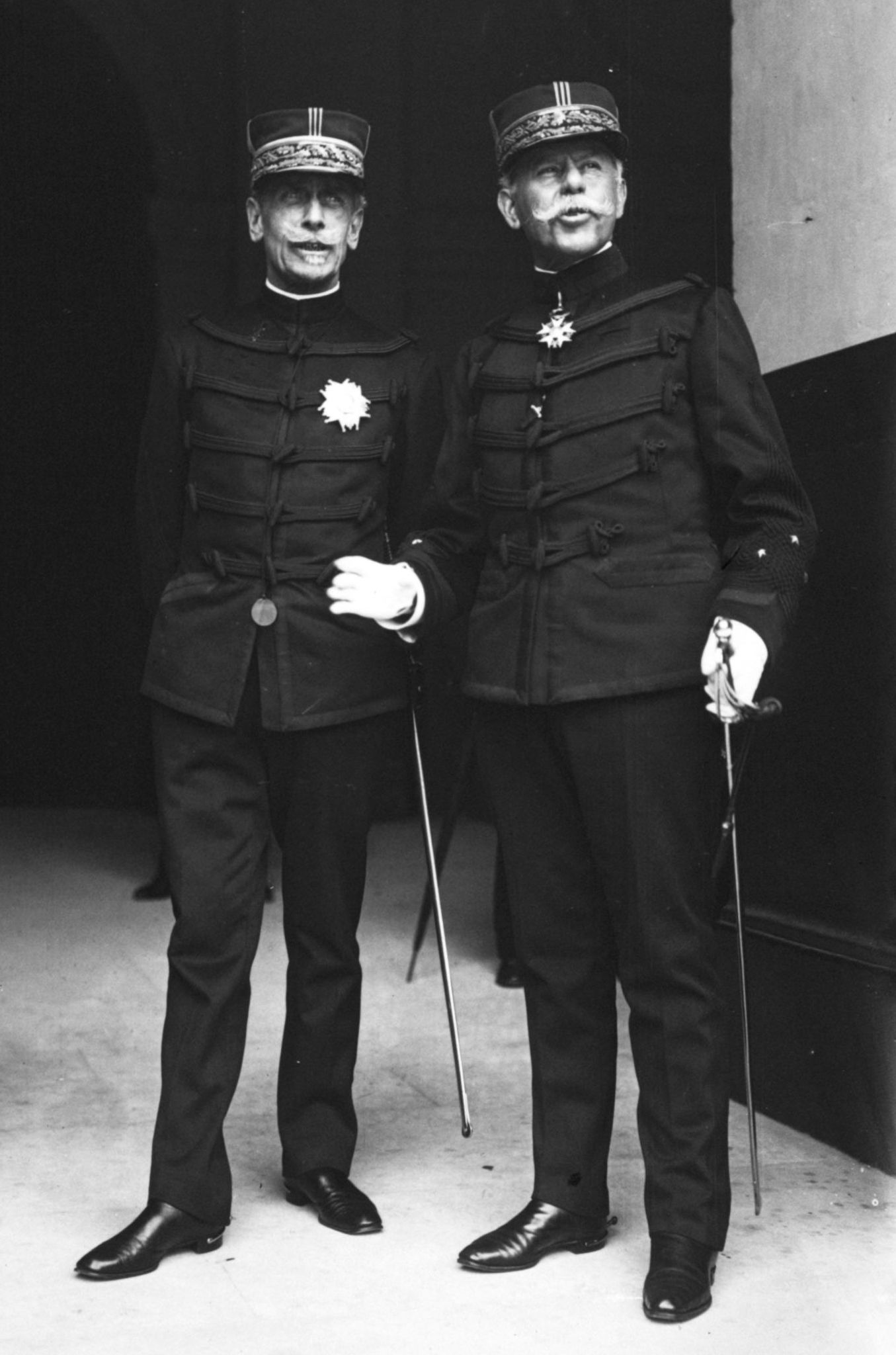
Mle1871肋骨服の将官。ジャン＝バティスト・ダルステイン（フランス語版）とギュスターヴ・レオン・ニョー（フランス語版）（1910年）
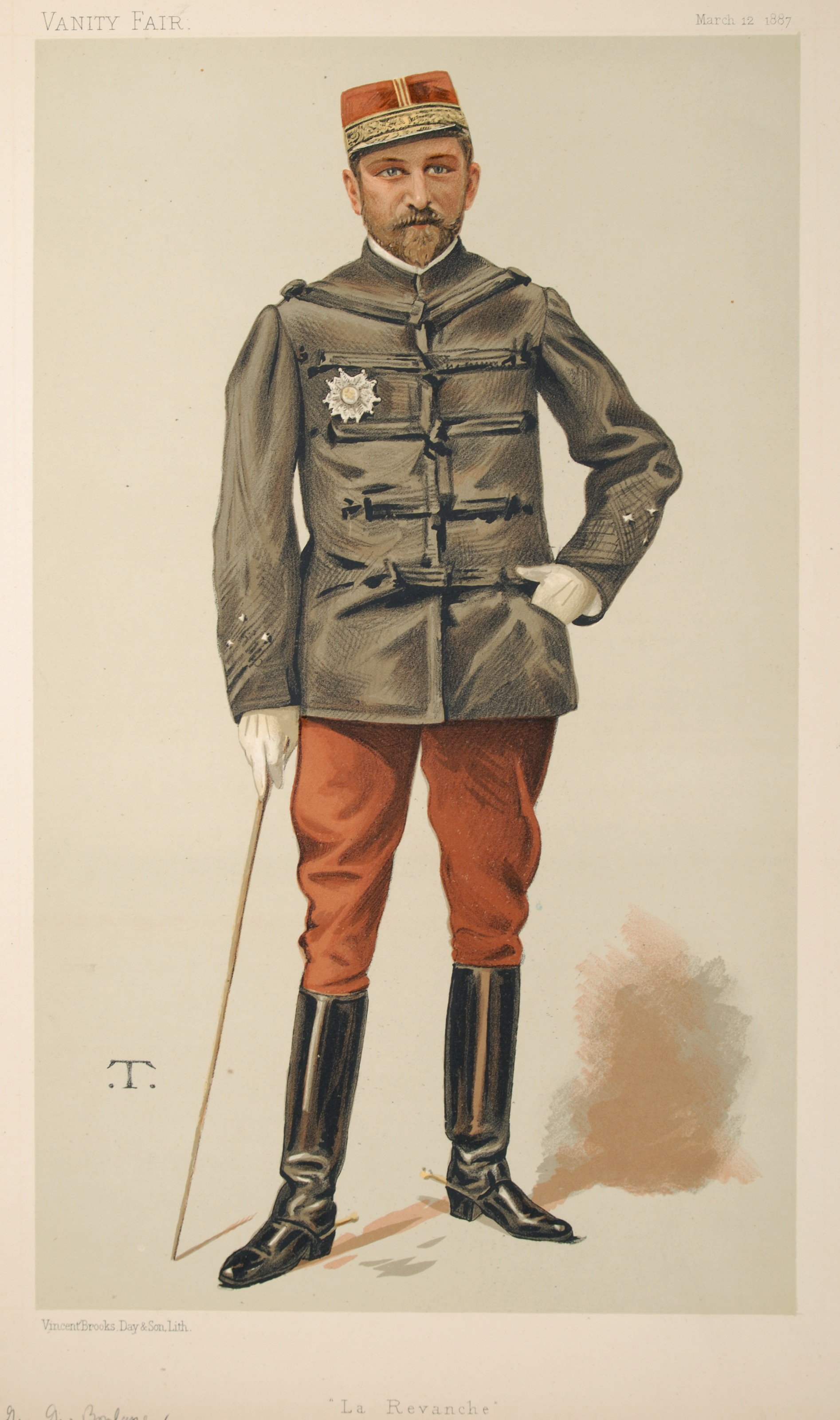
ジョルジュ・ブーランジェ、1887年
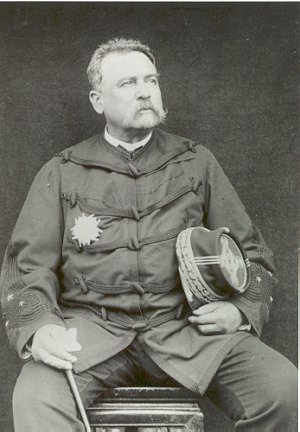
Mle1871肋骨服の中将[32]。当時の流行で襟を低くしている。ルイ・ブリエール・ド・リール（フランス語版）（1884年）
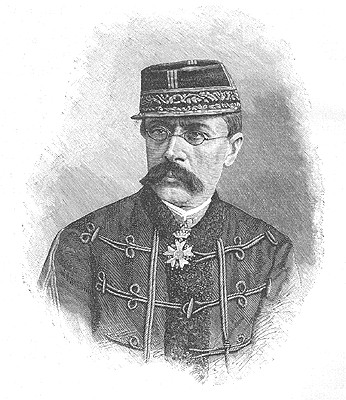
Mle1875ペリースを着用した中将[32]。中の軍衣ともども襟を低くしており、また合わせの部分が毛織物となっている。ルイ・フェイデルブ（フランス語版）
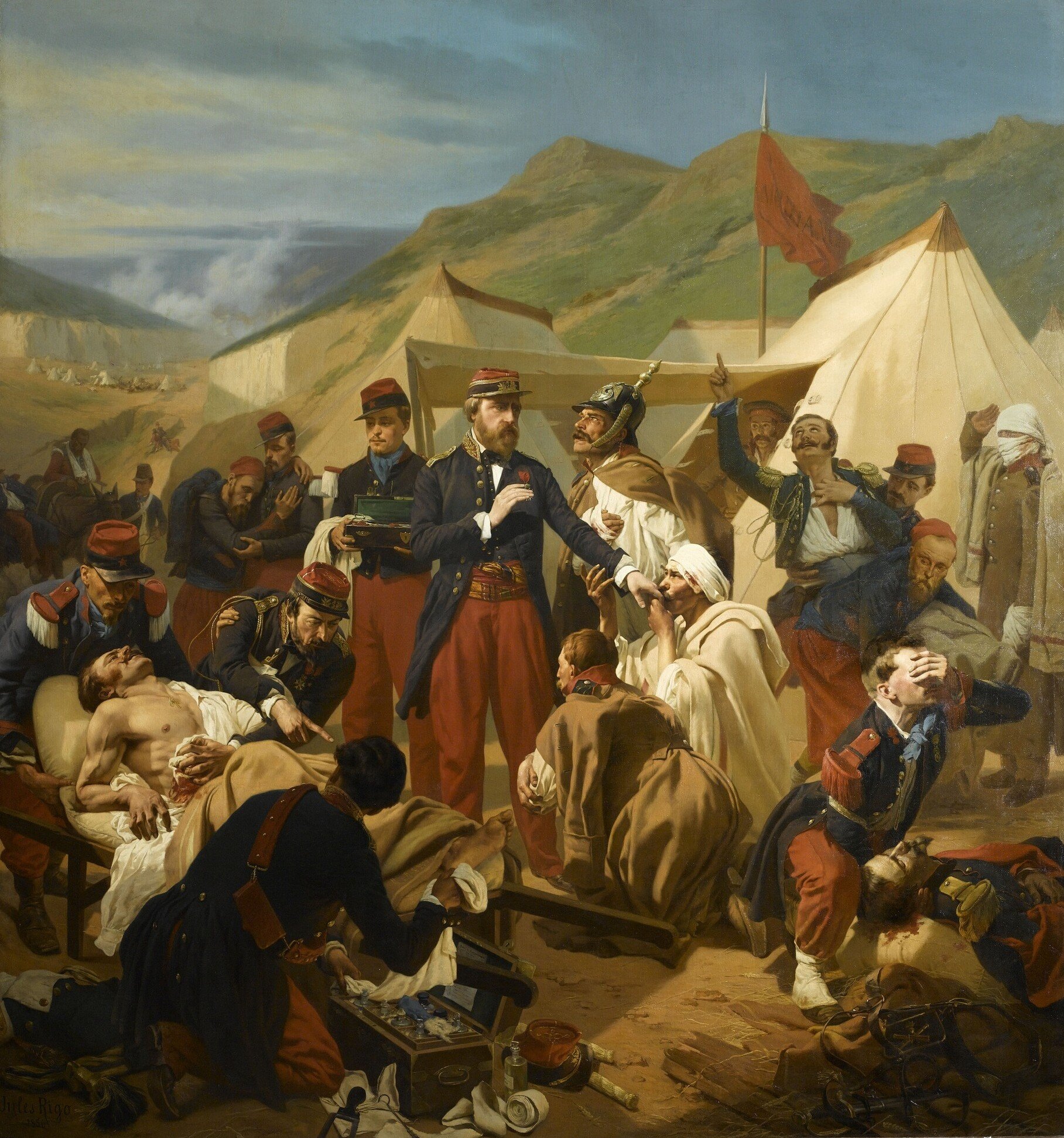
クリミア戦争での軍医と衛生兵
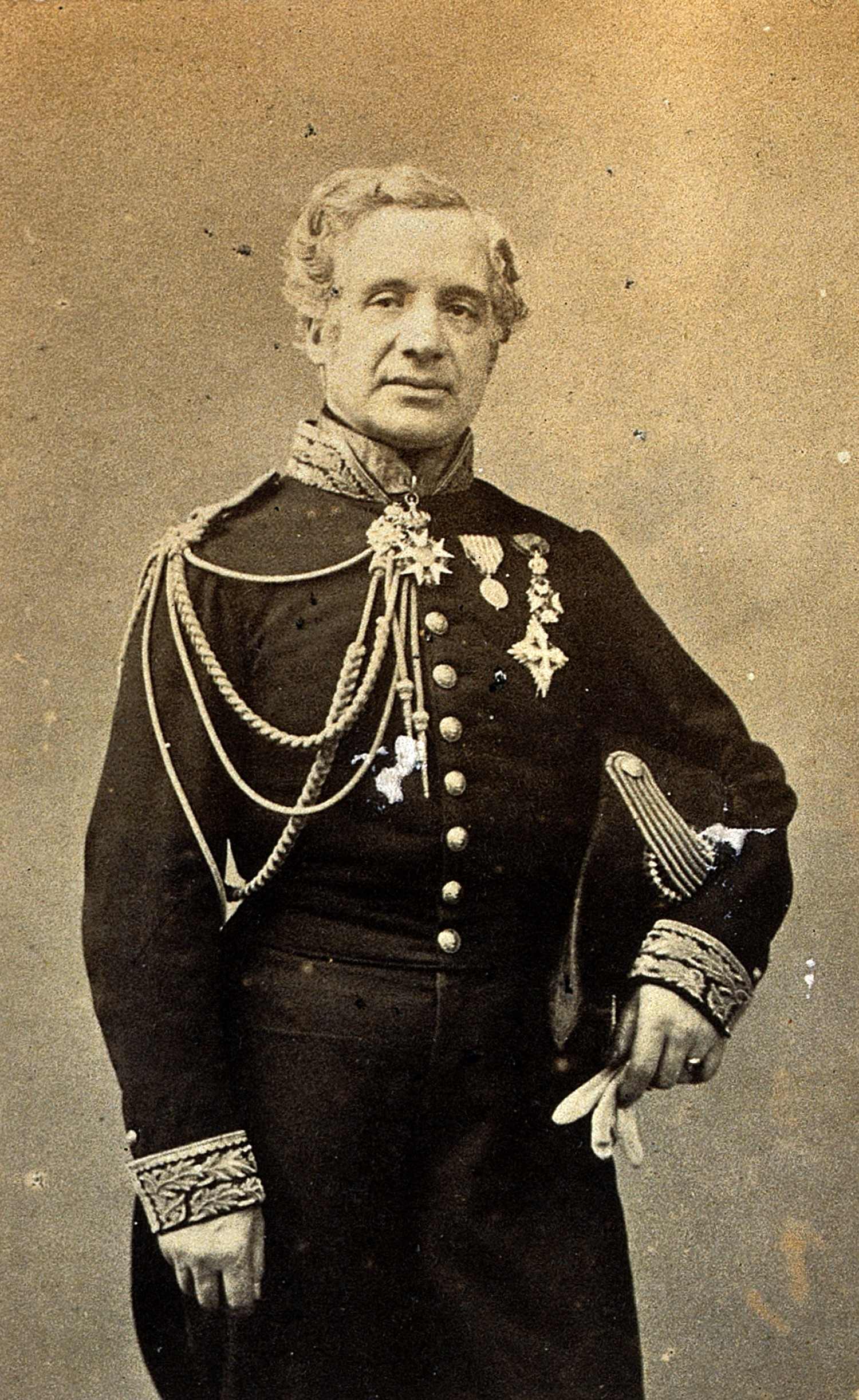
Mle1857大礼服の軍医少将
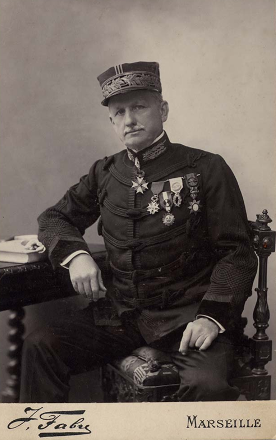
Mle1871肋骨服着用の軍医中将（1911年）
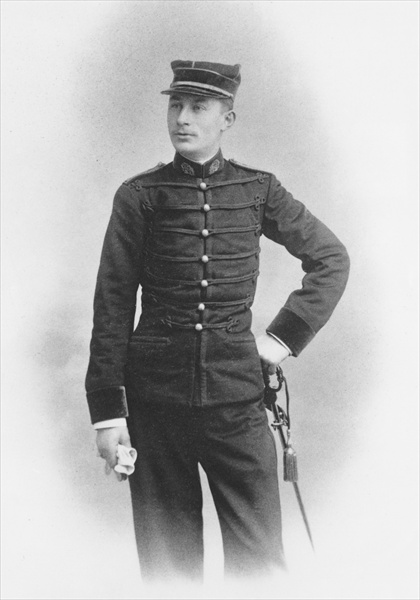
Mle1883着用の軍医
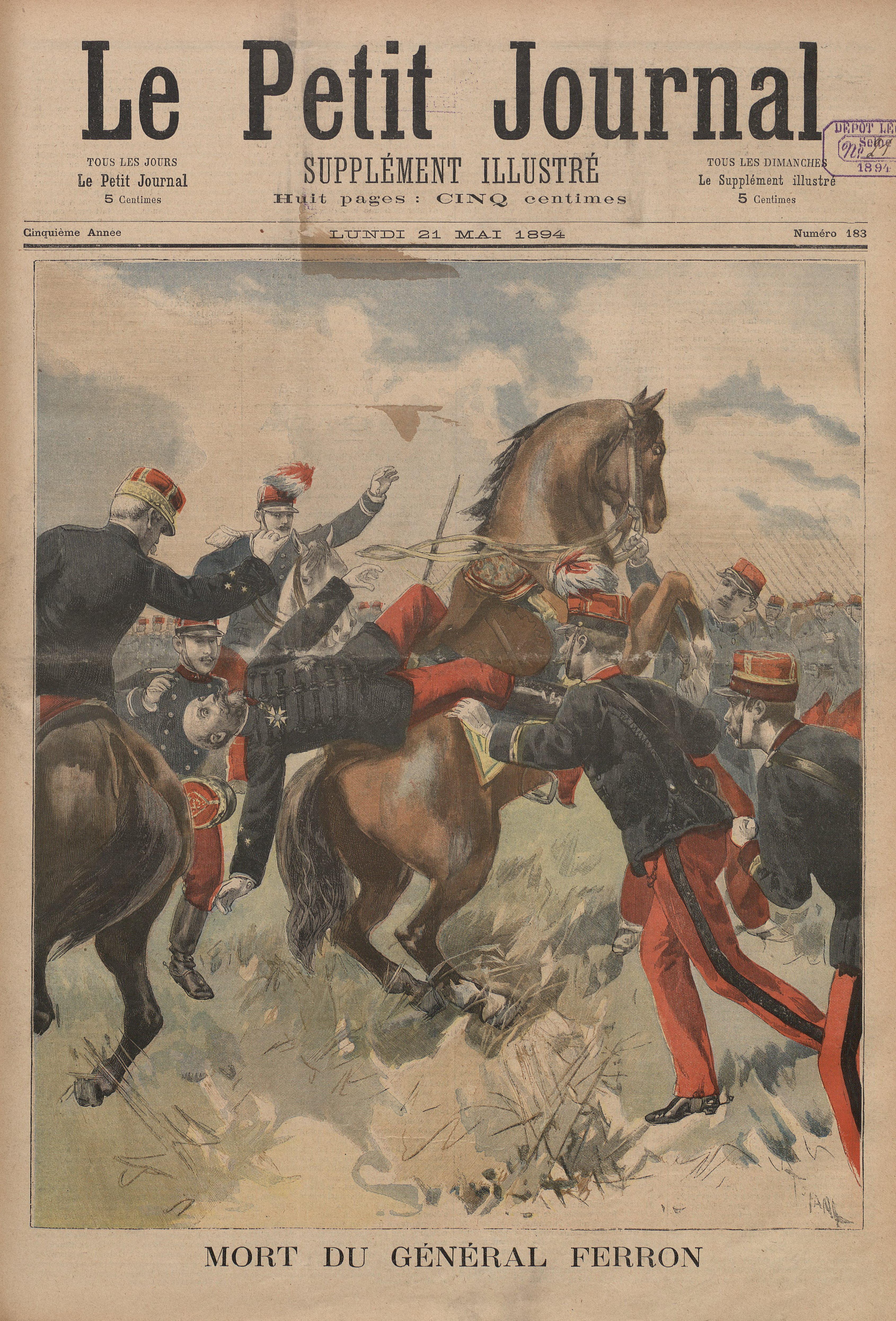
中将[32]（中央）ら陸軍の高官。Mle1871肋骨服にMle1888乗馬ズボンを着用（1894年）
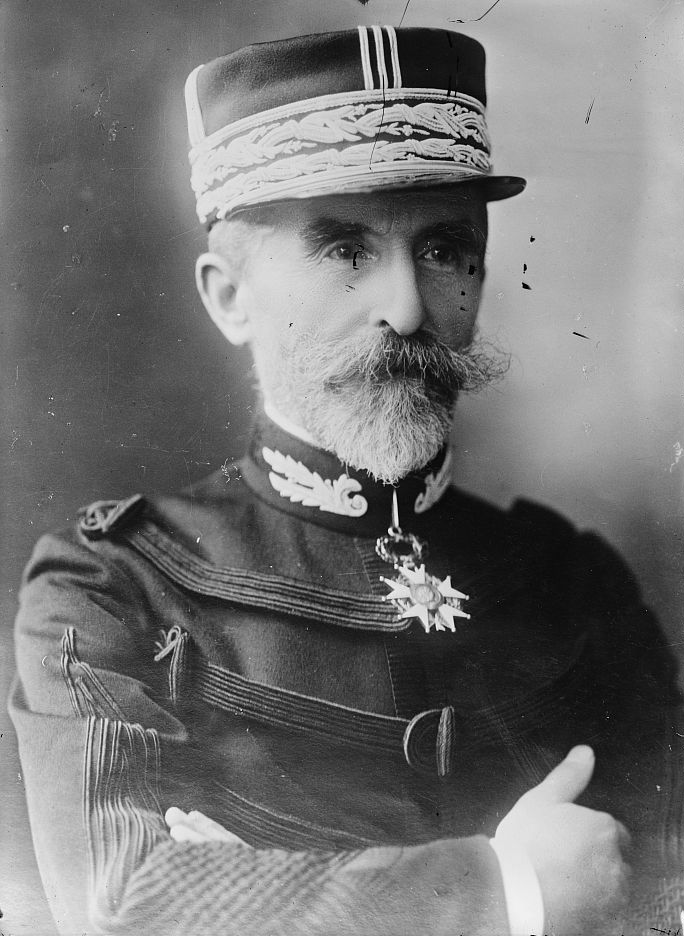
Mle1871肋骨服に襟章を付けた中将[32]（1910年代）
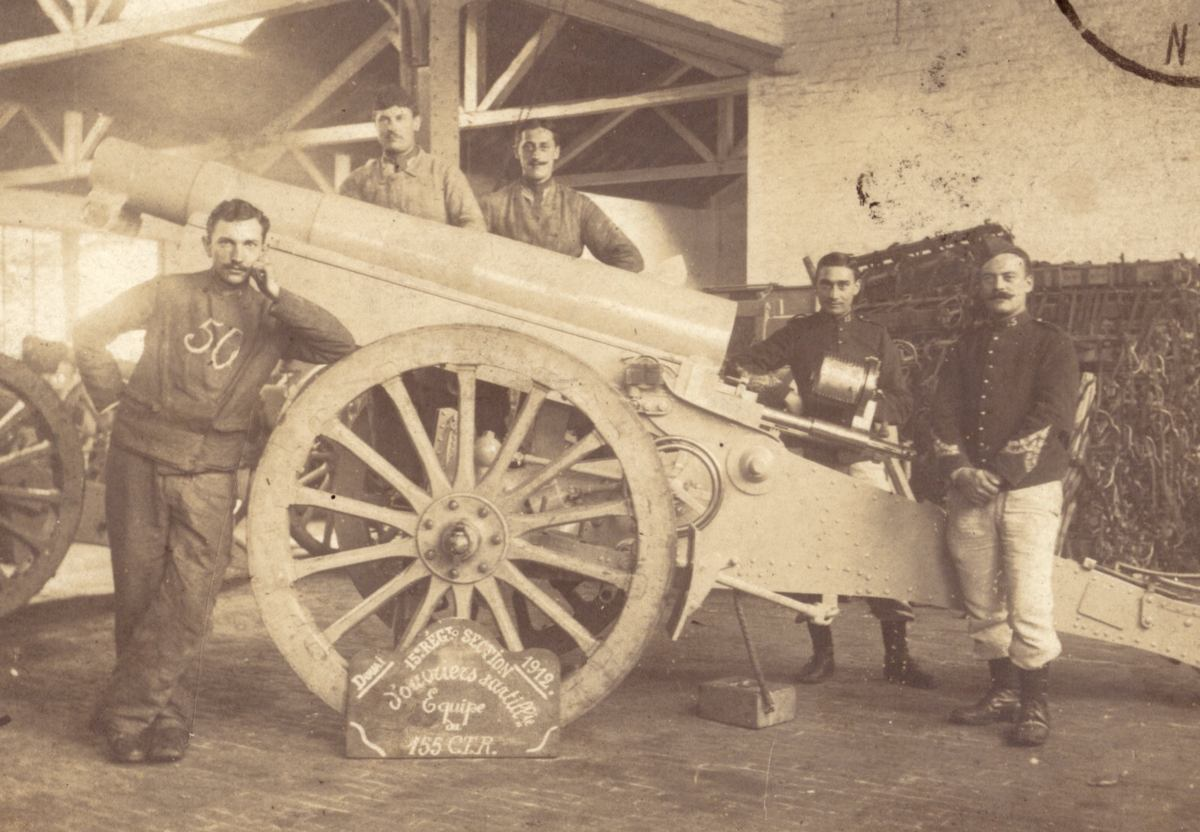
第15砲兵連隊（フランス語版）将兵（1912年）
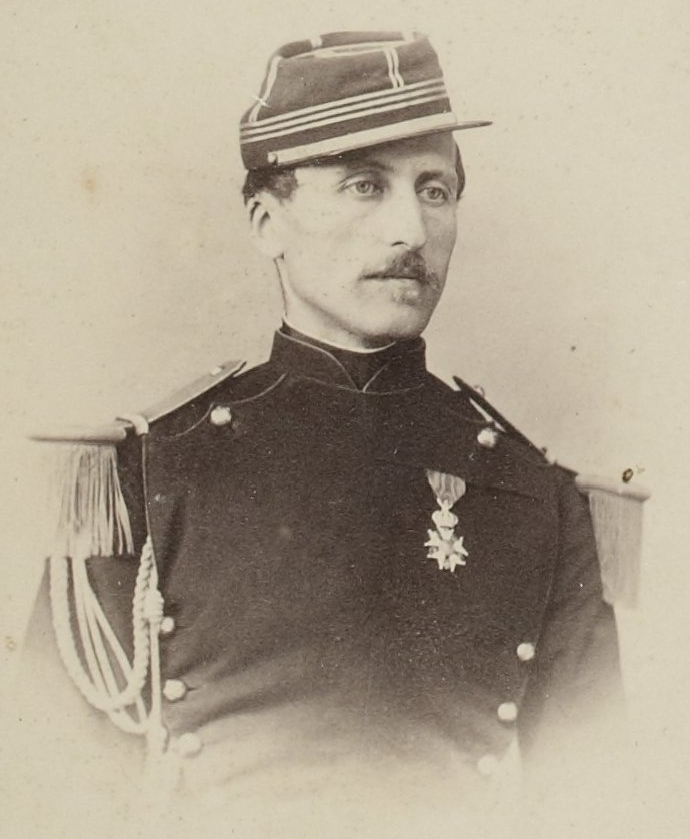
工兵大尉（1860年代）
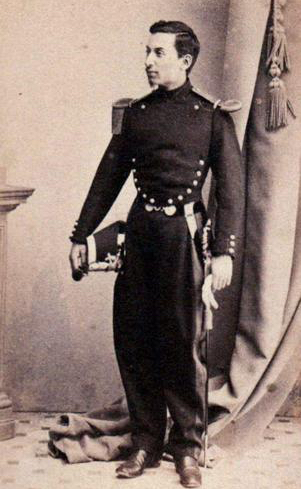
工兵少尉
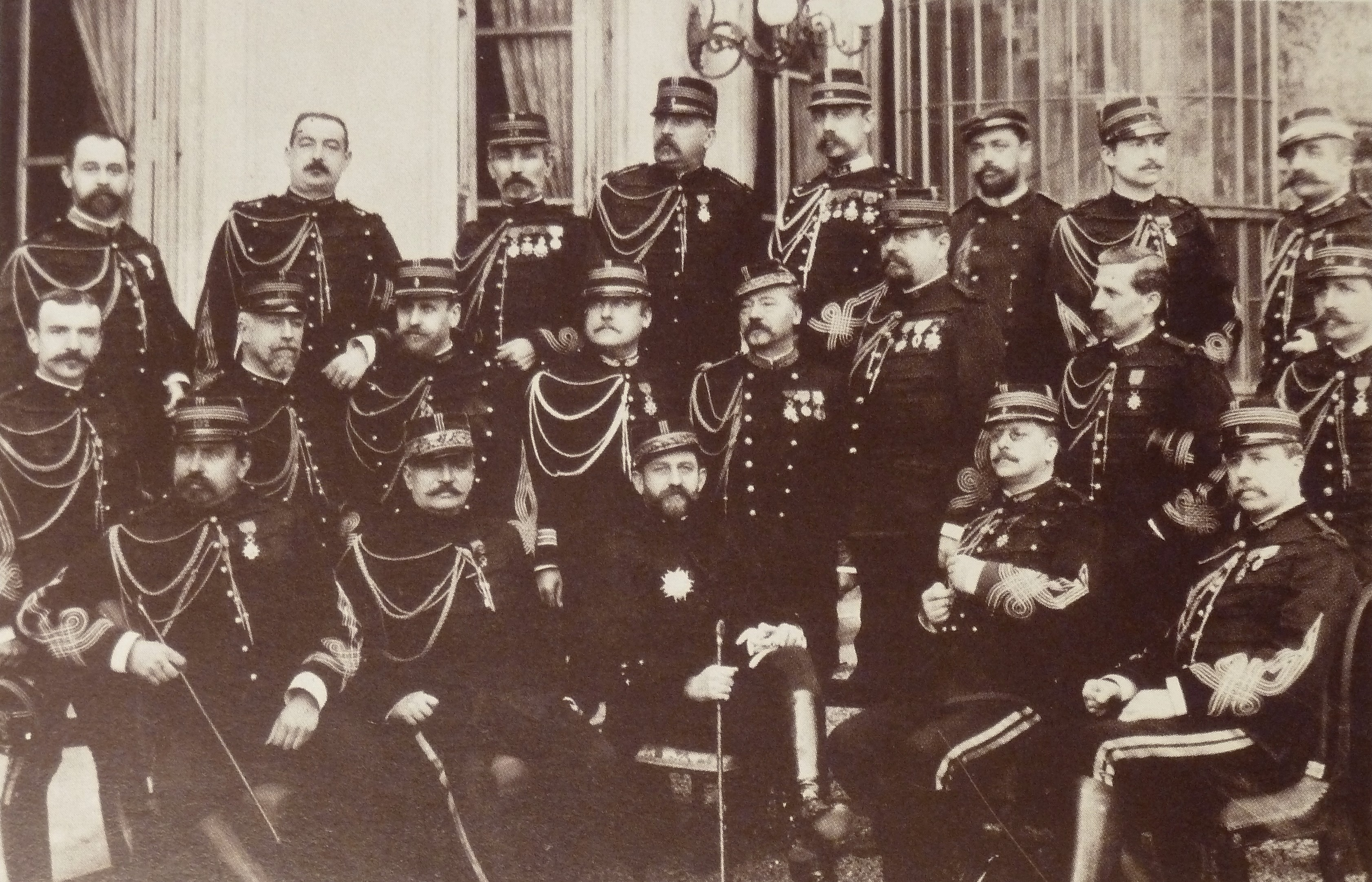
Mle1883や騎兵用Mle1872肋骨服を着用した参謀ら（1886年）
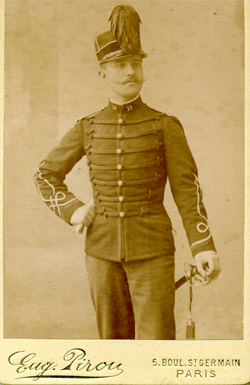
歩兵用Mle1883肋骨服を着用した第19猟兵大隊（フランス語版）少尉（1890年ごろ）
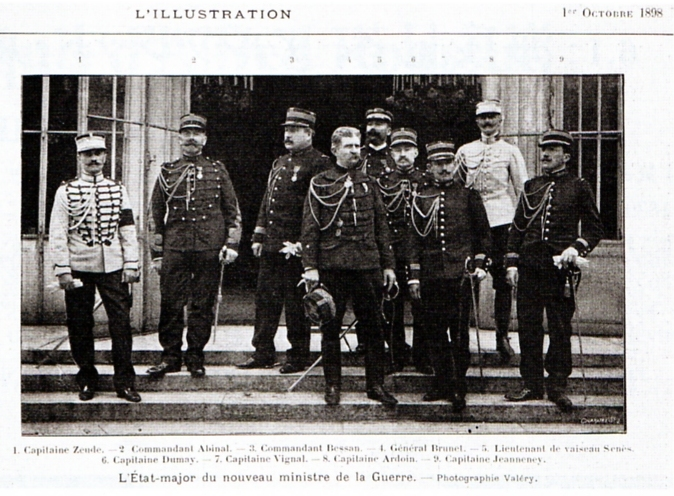
参謀本部の軍高官。Mle1871やMle1872などの肋骨服とMle1893ないしMle1898が混在している（1898年10月）
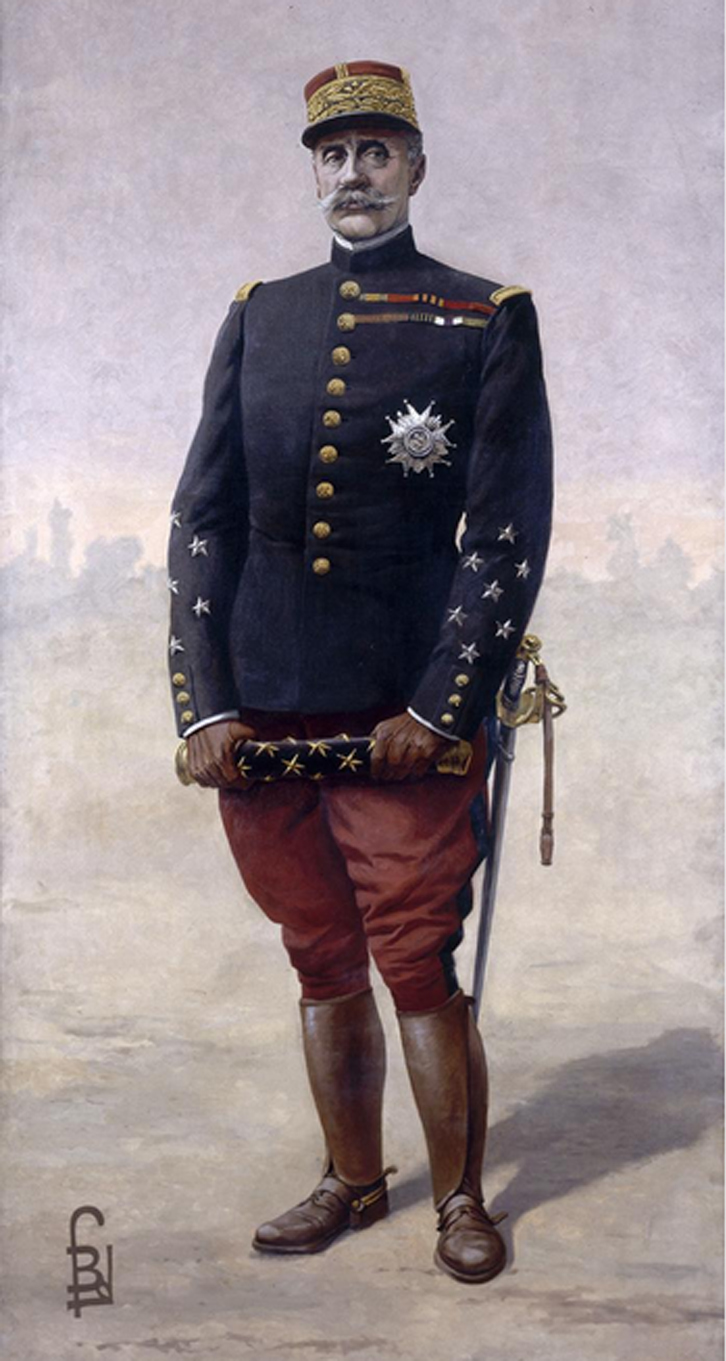
Mle1893を着用した陸軍元帥。フェルディナン・フォッシュ（1920年）
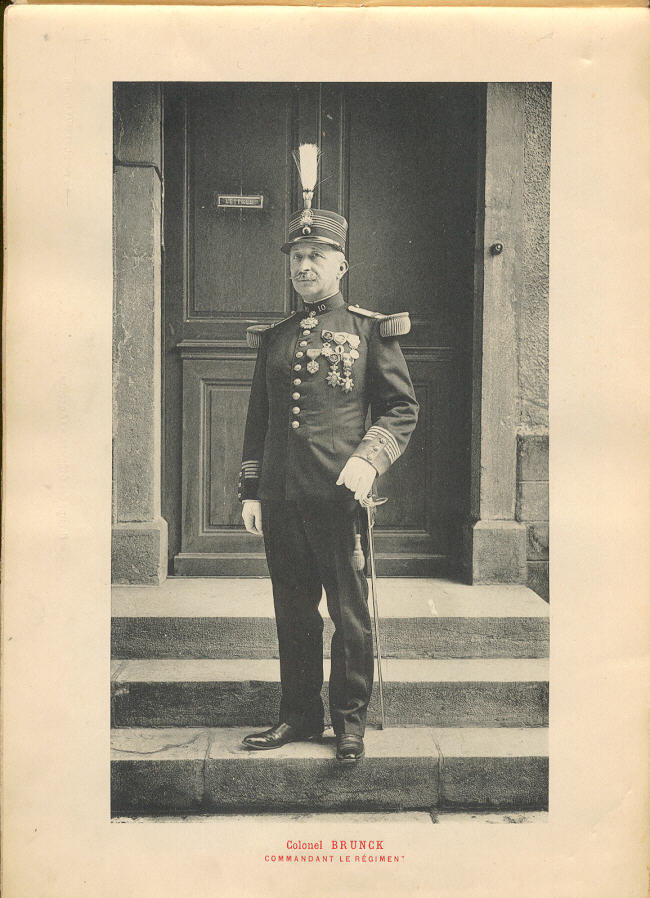
Mle1893を着用した歩兵第10連隊長たる大佐。儀礼用のエポレットと前立を付けている（1913年）

参謀の軍装
1818年から参謀本部要員は青い制服を着用していたが、第2帝政時代の1852年、参謀本部要員向けの軍装が規定された。一般将校が大礼服・略装の2種類であるのに対し、大礼服・略装・野戦服の3種類からなる。大礼服の袖章は三角形で、襟には鋸歯状の襟章が入った。略装の襟には参謀本部の徽章が入る。野戦服（tenue de campagne）はスパッヒのような丈の短い肋骨服に二段の無限結びの袖章が付く。帝政崩壊後は一般将校と同じMle1867/70を着用した。

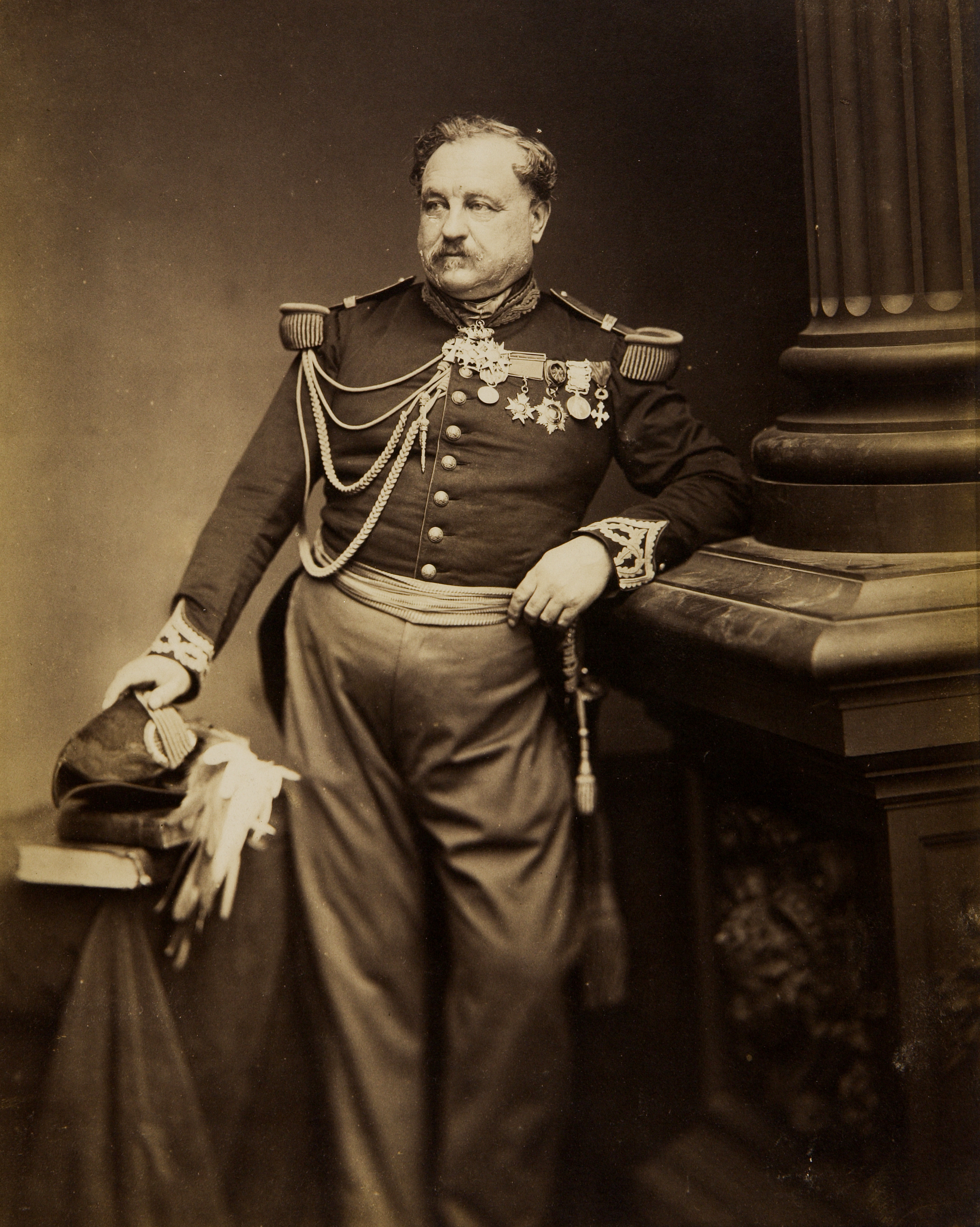
19世紀中ごろの徒歩大礼服の佐官（1859年ごろ）
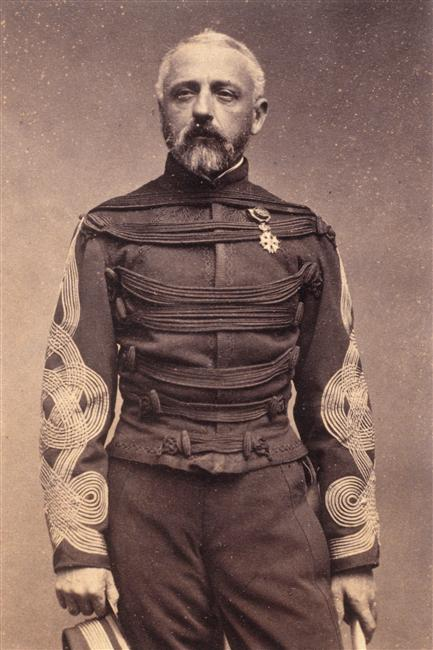
参謀用野戦服の中将

#### 兵士の軍装
1860年制定ではシングルブレストで袖口に3つのボタンが付き、肩にはエポレットを付けたが、1867年に将校同様のダブルブレストに変更され袖口ボタンを廃止。1870年に9つボタンシングルブレストの短ジャケットとなり、エポレットも廃止された。
また、下士官および徴募兵たる伍長には1893年に9つボタンシングルブレストの礼装が制定されたが、1897年に7つボタンに変更された。このほか、第2帝政期には1860年に近衛兵用軍衣が制定された。シングルブレストの9つボタンで、前合わせにドルマン風の装飾が入る。この上にダブルブレストのコートあるいは雨具としてインバネスコートを羽織っていた。

猟兵下士官とインバネスコートの喇叭手
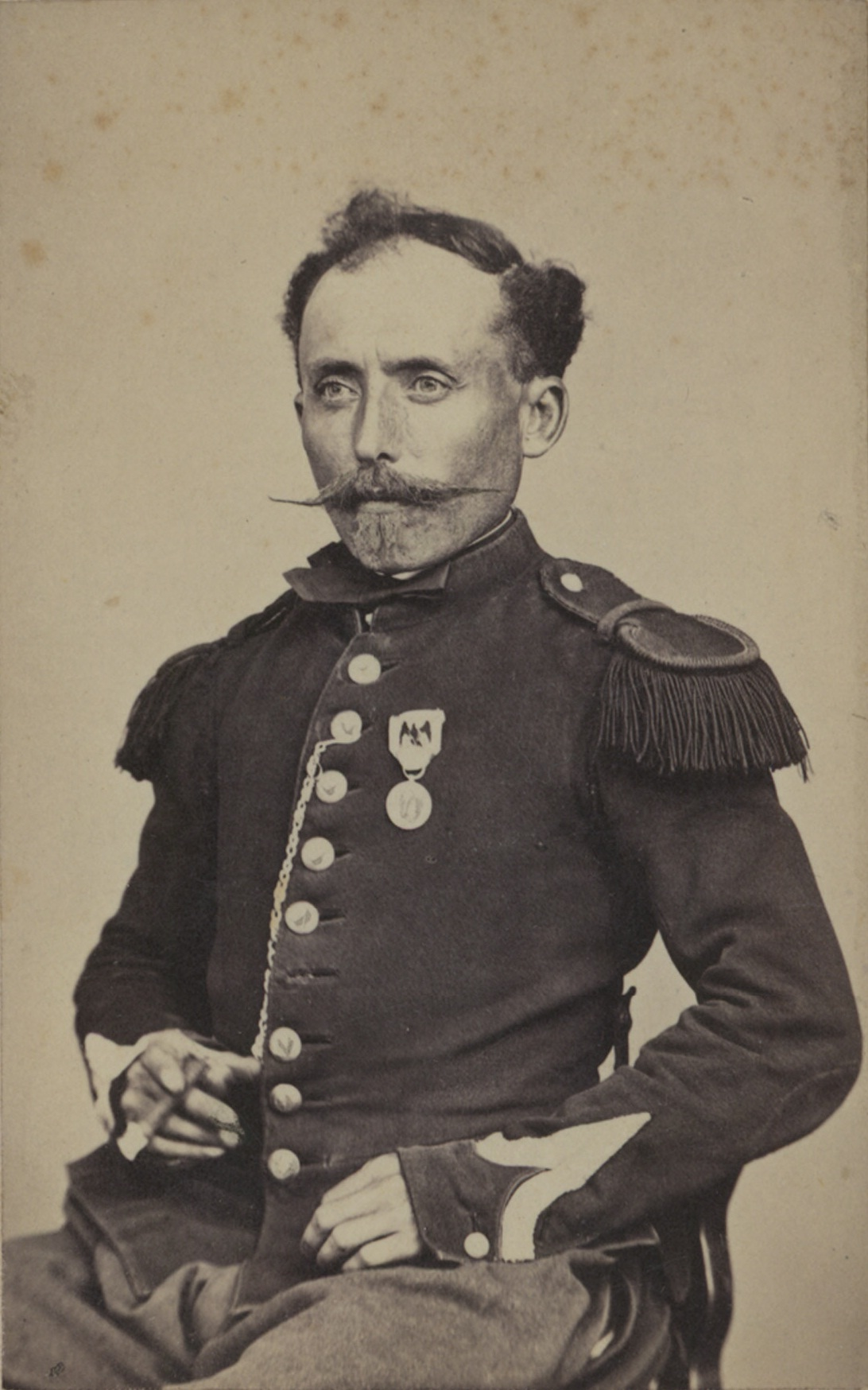
Mle1860着用の兵士（1867年ごろ）
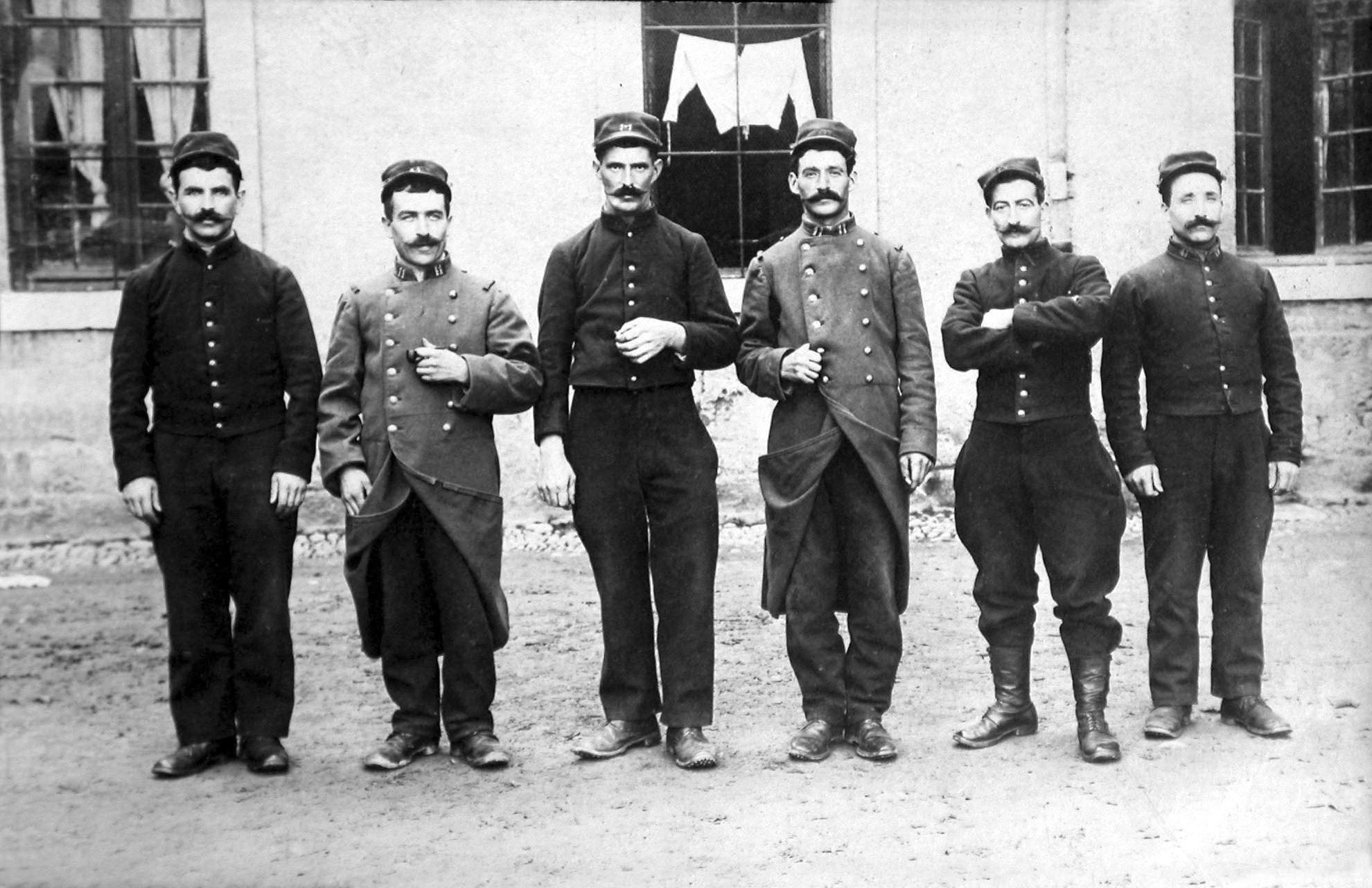
兵用Mle1870軍衣、およびMle1877コート。ケピより第11歩兵連隊（フランス語版）の所属（1910年）
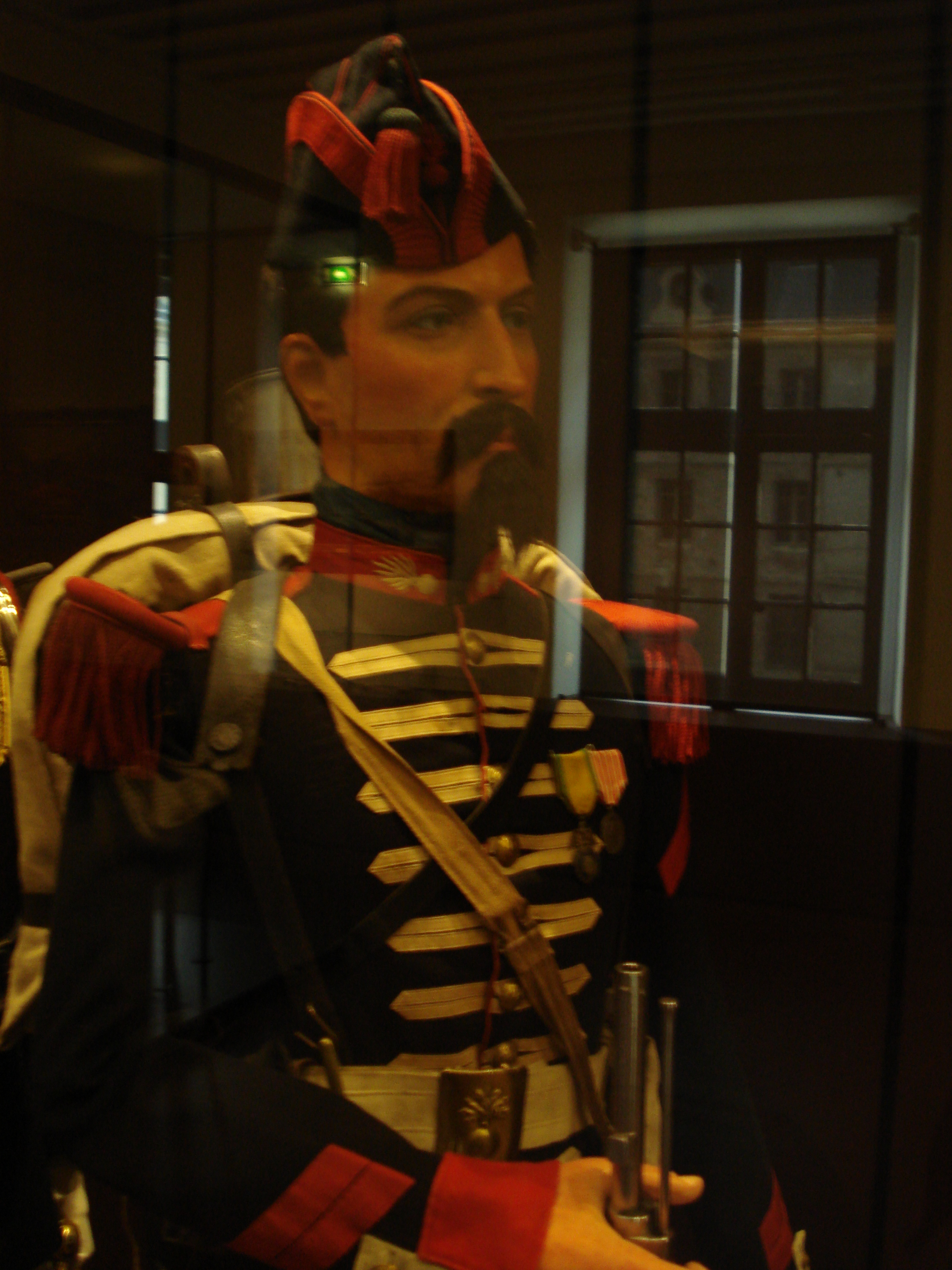
Mle1860着用の近衛擲弾兵
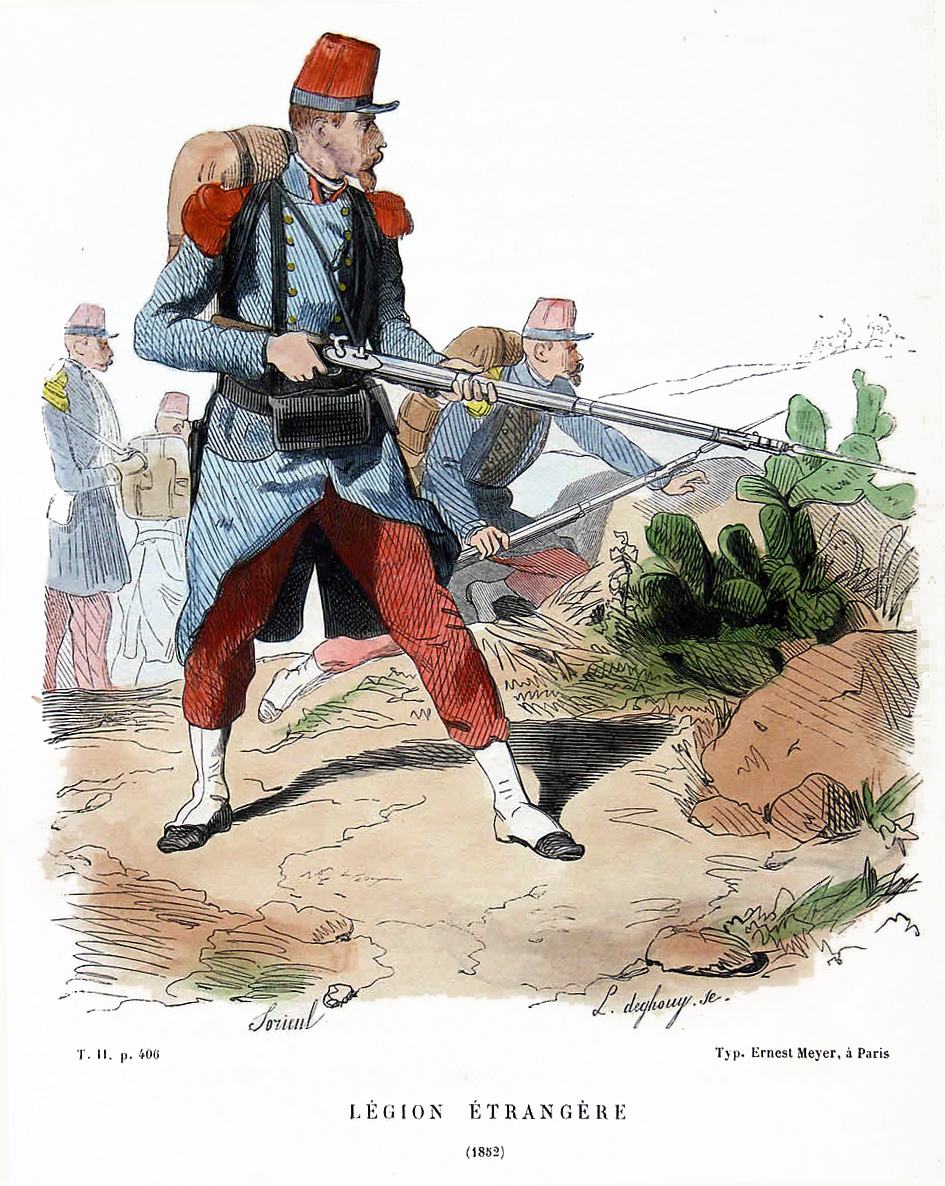
アルジェリアのフランス外人部隊兵士（1852年）
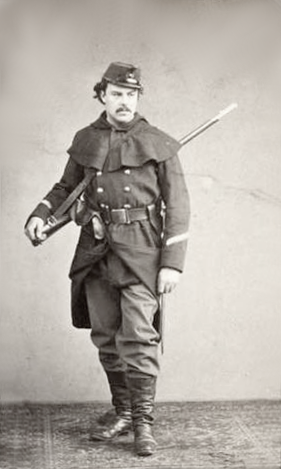
外套を着用した兵士（テオフィル・ポリポット（フランス語版）、1870年）
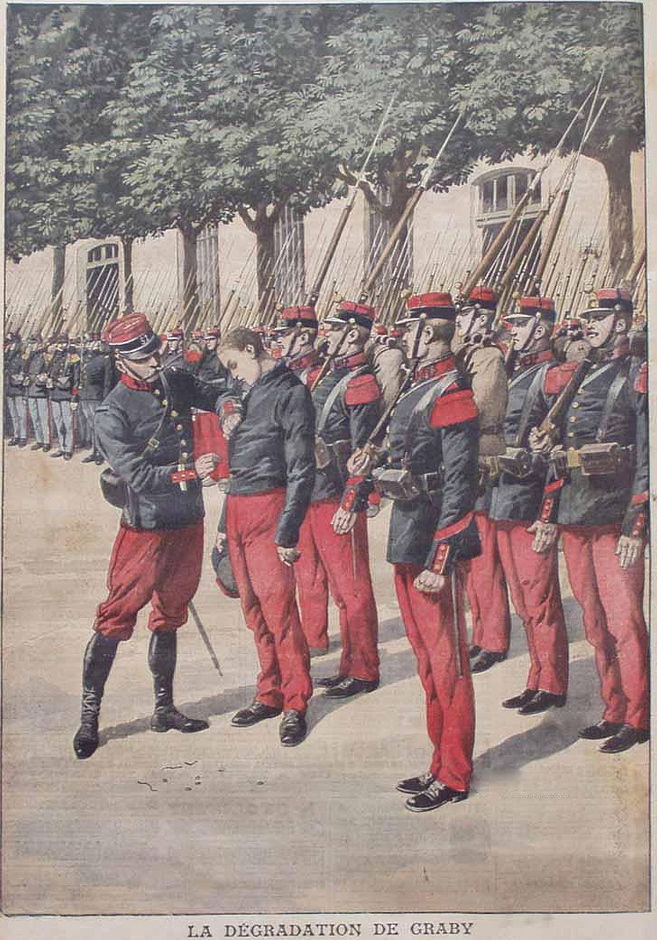
Mle1897下士官用軍衣を着用する歩兵

#### 騎兵・砲兵の軍装
軽騎兵および砲兵のドルマンは丈を腰上まで詰めたものであったが、1872年以降は通常の丈となる。竜騎兵はナポレオン・ジャケットであったが、猟騎兵はボタンホールに肋骨型の刺繍が入る。胸甲騎兵は1845年以降も燕尾服を維持していたが、1859年12月14日の改正で丈が長くなり、将校は1871年12月以降袖に銀線が入る。1884年以降、丈が少し短くなった。
ペリースは1845年制式ではドルマンと同様に細かい肋骨が入っていたが、1855年より6本へと簡略化され丈も長くなる。1884年改正では5本になり、丈は袖と同じ高さにまでなった。
砲兵将校も軽騎兵と同様だが、黒いズボンで赤い側線が入る。この側線は2本の太線の間に細線が入る。ただし近衛砲兵士官のみ両側の太線が黄、中心の細線が赤となる。1898年には将校の肋骨服が廃止された。
砲兵は1873年にシングルブレストのジャケットが制定された。歩兵用Mle1870ジャケットと似ているが、丈がやや長い点、肩章がある点などが異なる。1900年には砲兵・騎兵共通してシングルブレストのジャケットが制定された。下士官には1872年に7つボタン2列のフロックコートタイプの礼装が制定された。

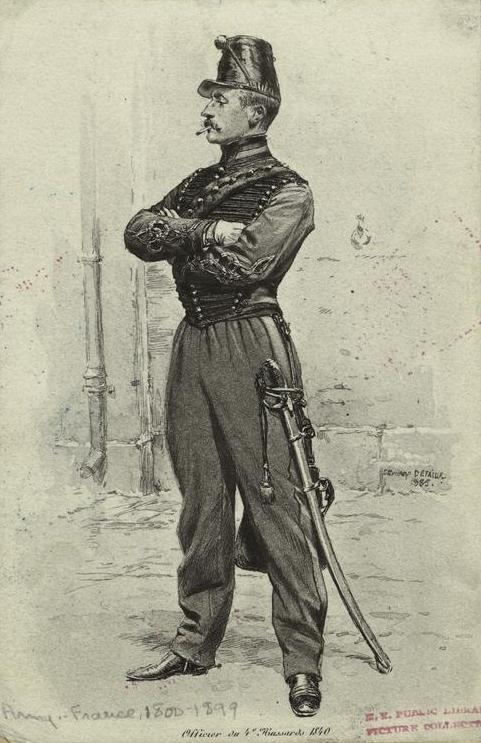
第4軽騎兵連隊将校（1840年）
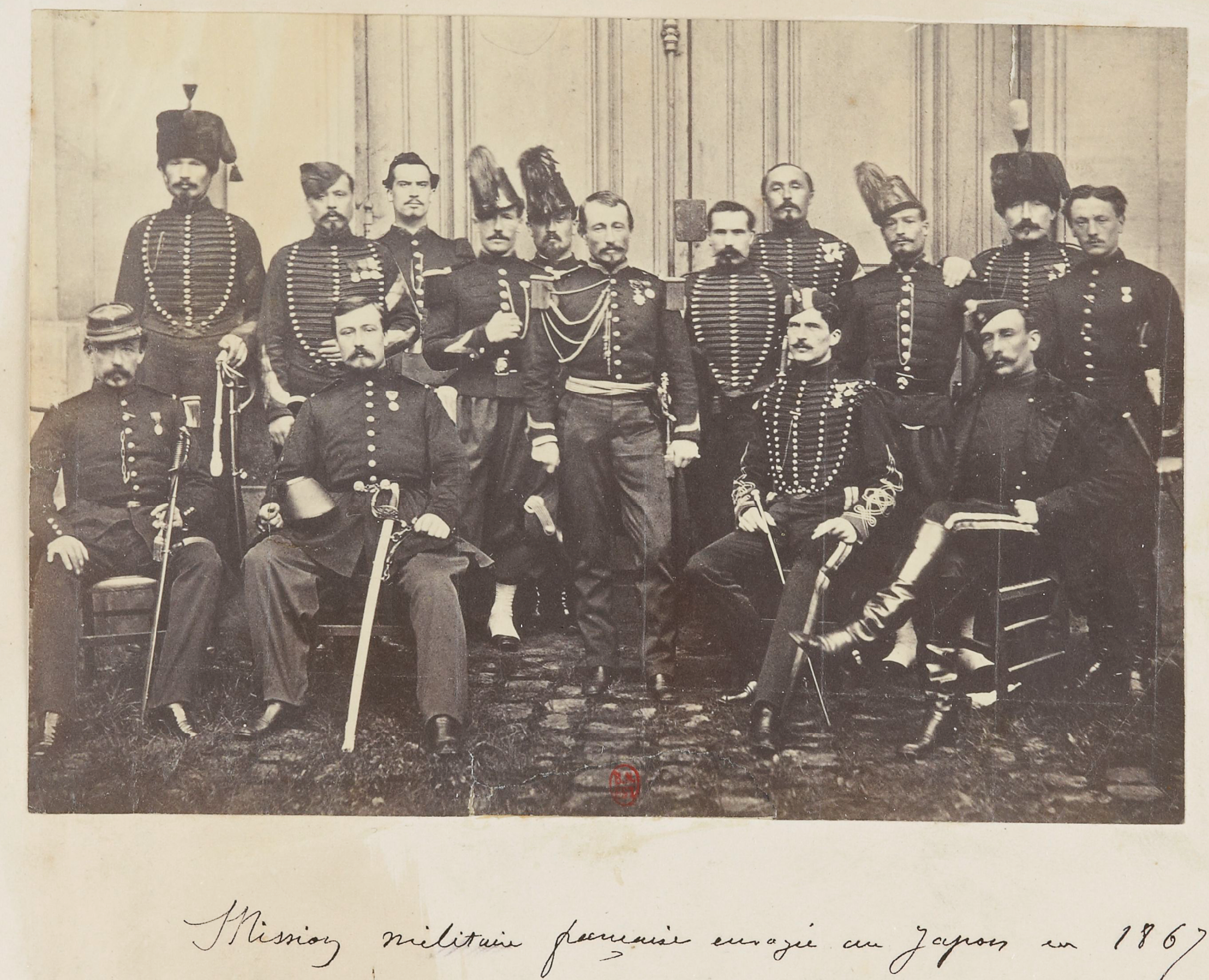
歩兵及び砲兵将兵ら。砲兵はMle1854ドルマンを着用。1866年
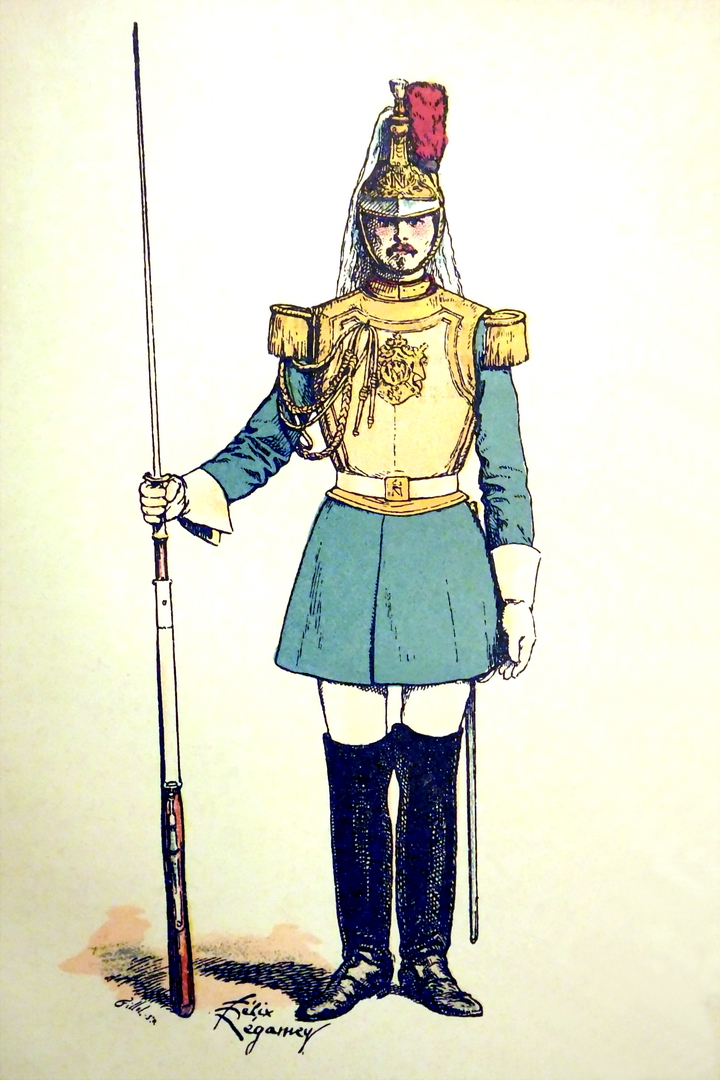
近衛胸甲騎兵中隊（フランス語版）兵士
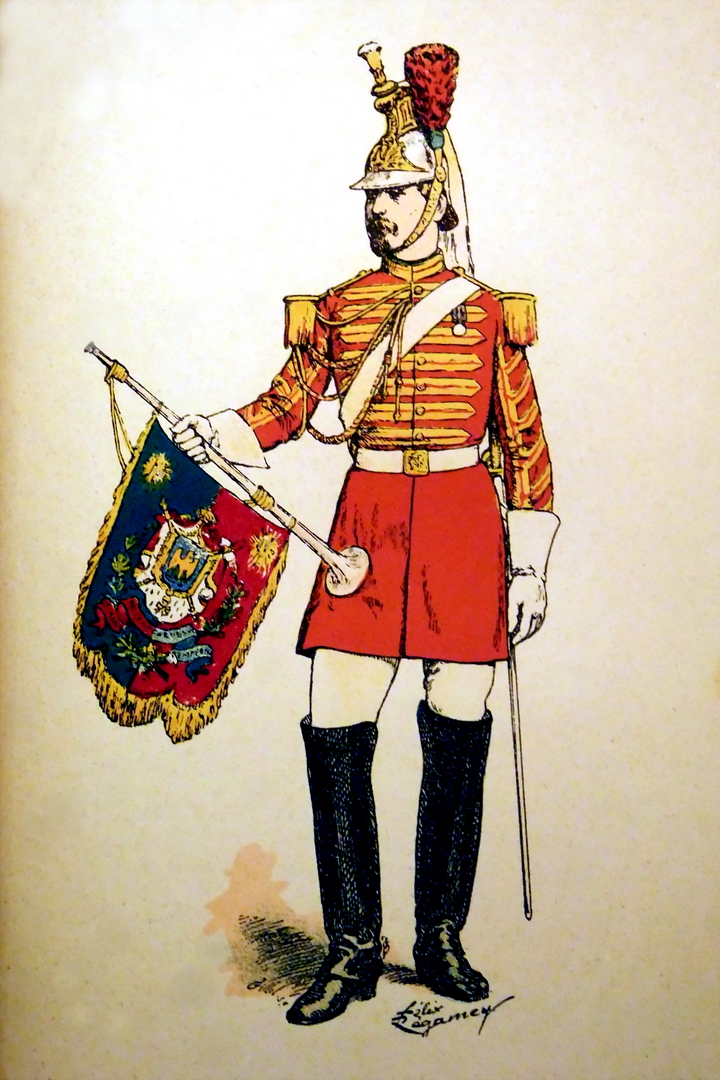
近衛胸甲騎兵中隊喇叭手
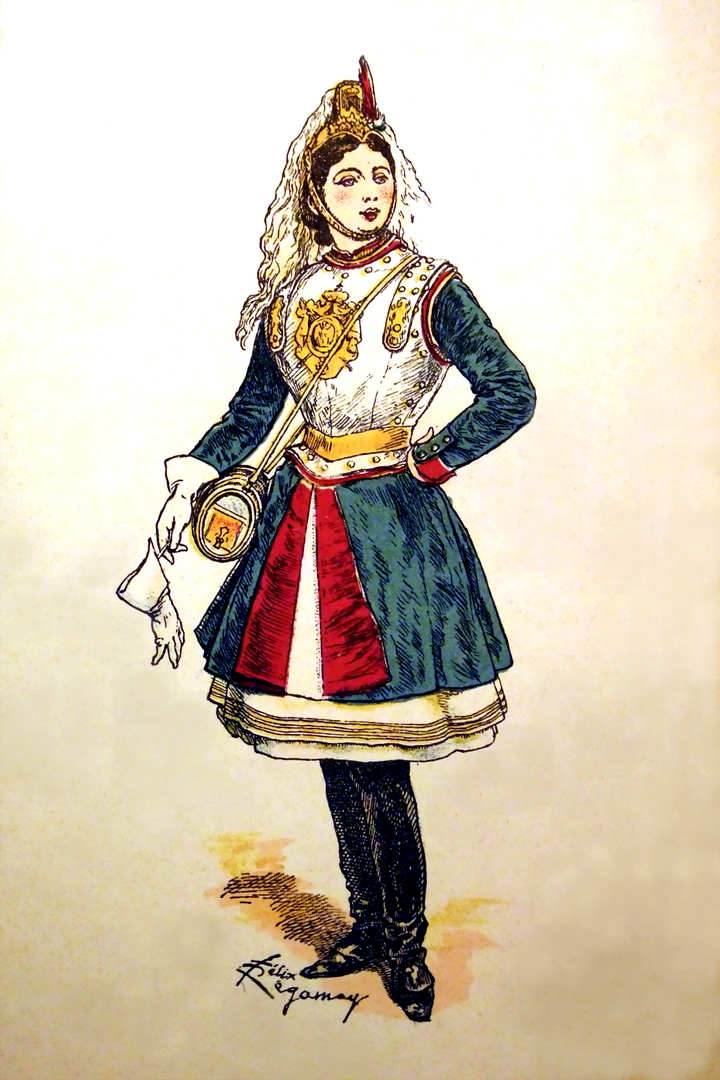
近衛胸甲騎兵中隊ヴィヴァンディエール
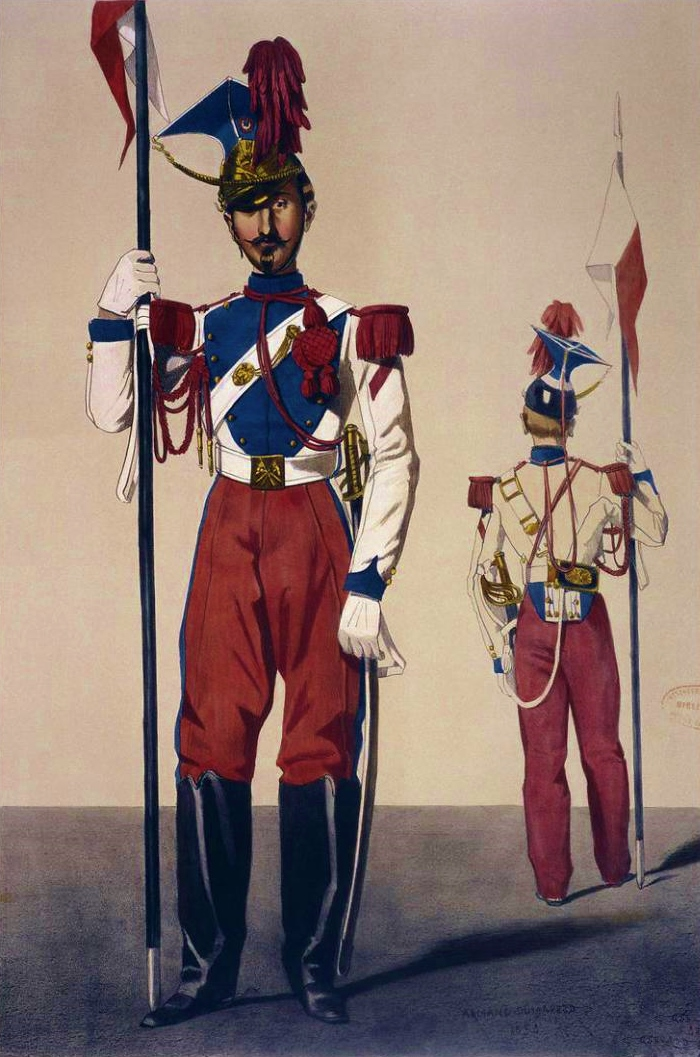
近衛槍騎兵（1857年）
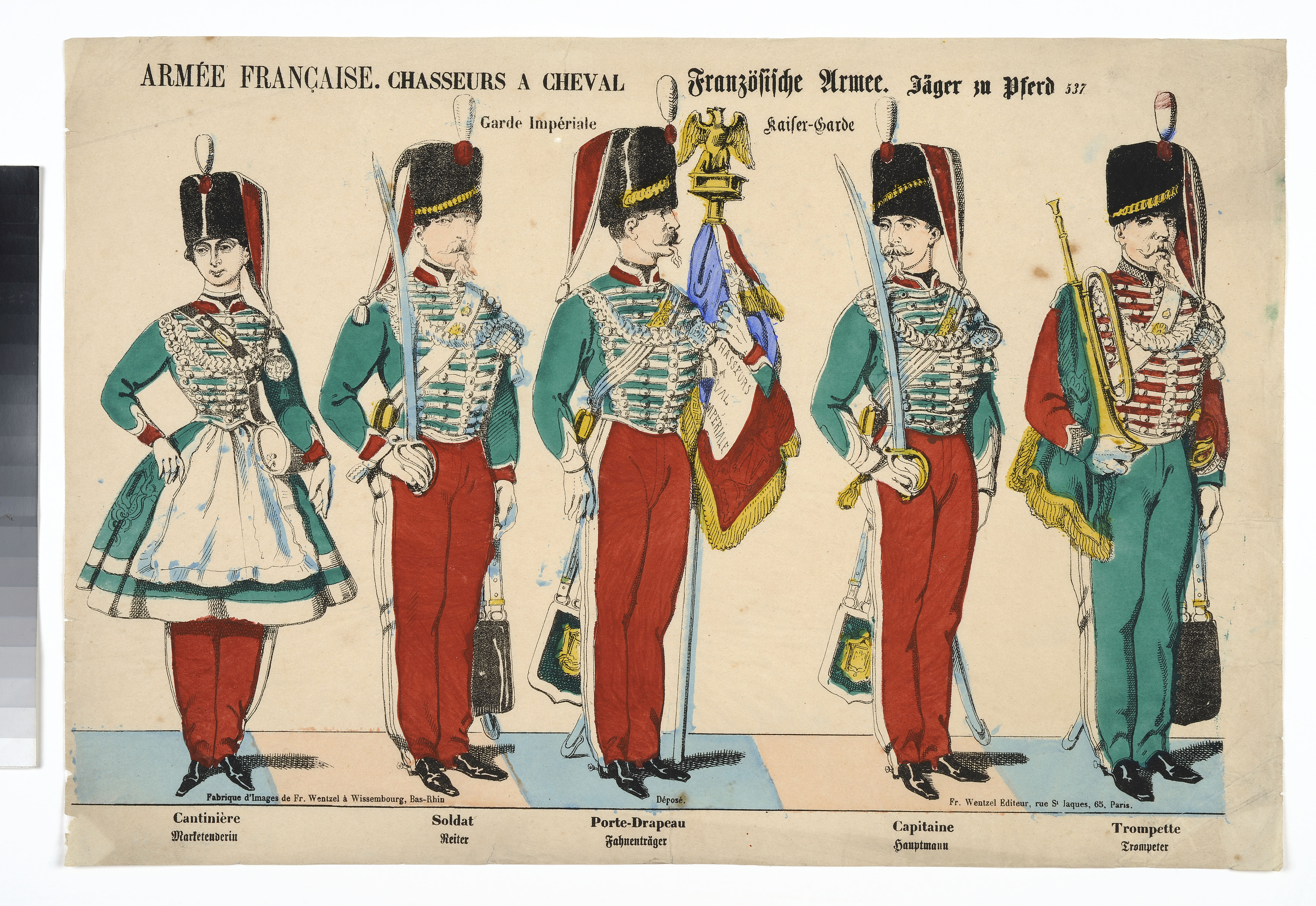
近衛猟騎兵
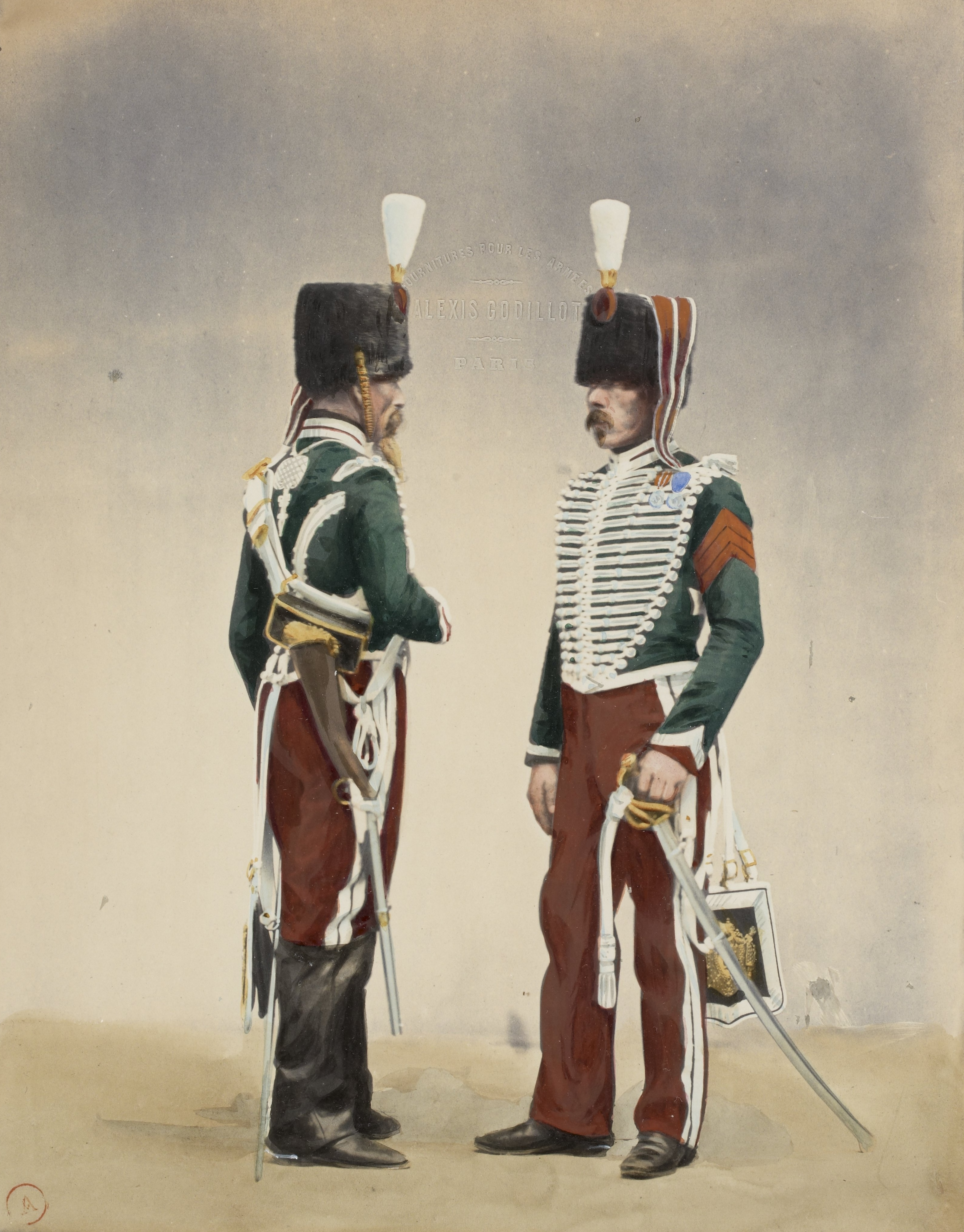
近衛猟騎兵、1866年
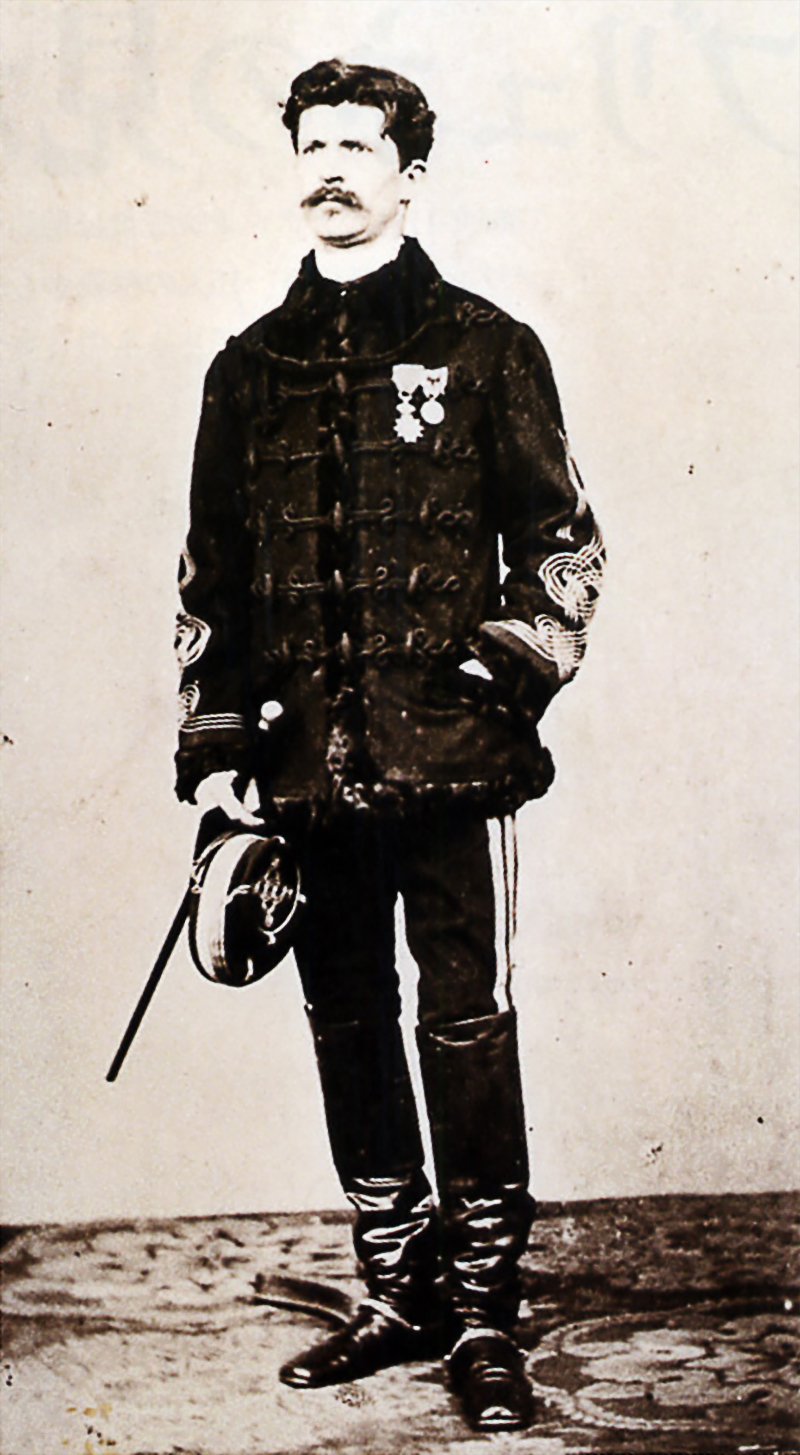
ドルマンの上よりペリースを着用した近衛騎馬砲兵連隊士官。ジュール・ブリュネ、1869年。
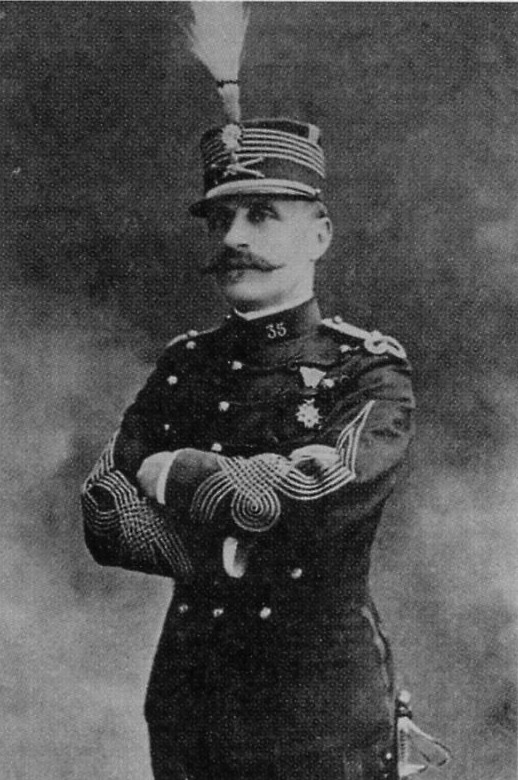
騎兵用Mle1872肋骨服を着用した第35砲兵連隊長たる大佐。フェルディナン・フォッシュ（1903年）
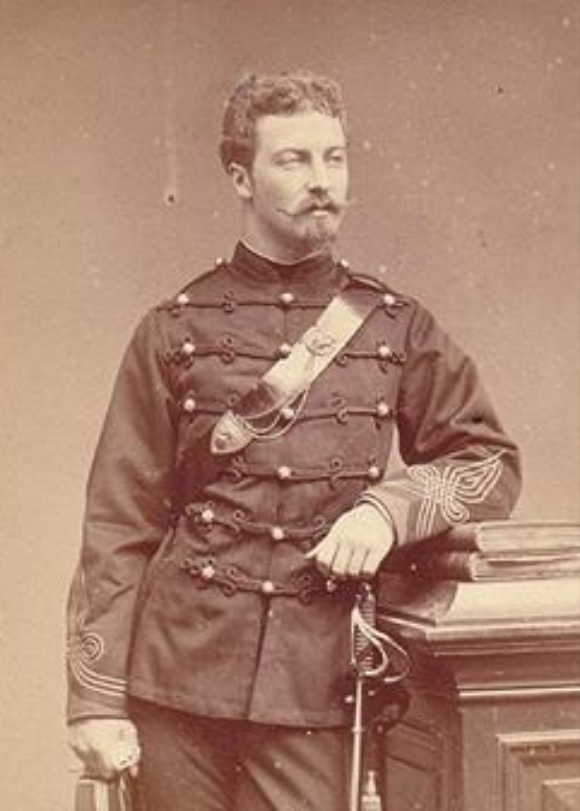
騎兵用Mle1872肋骨服を着用した砲兵第12連隊第5大隊長たる大尉。フェルディナン・ドルレアン
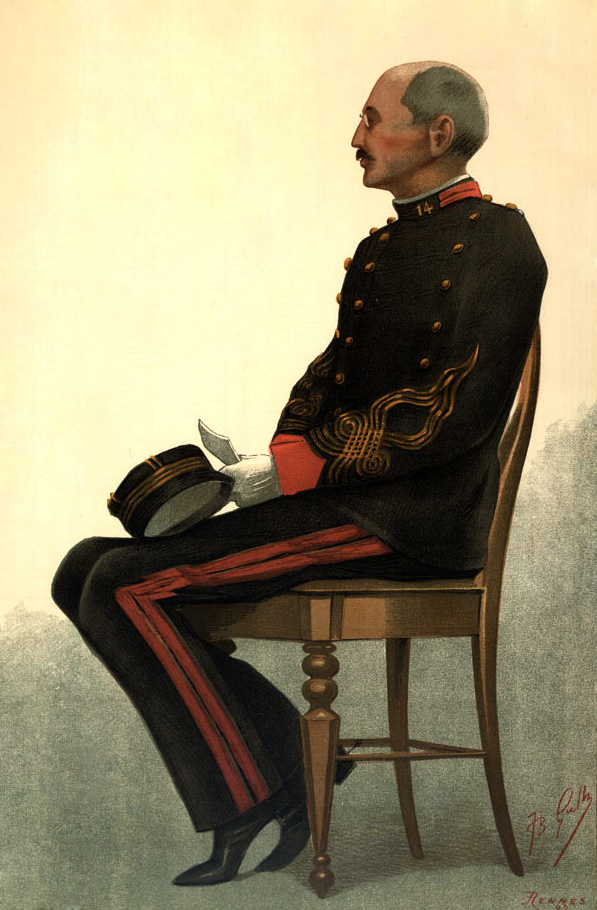
騎兵用Mle1872肋骨服と砲兵用Mle1867ズボンを着用した砲兵第12連隊附大尉（アルフレド・ドレフュス）ズボンの側線に注目。
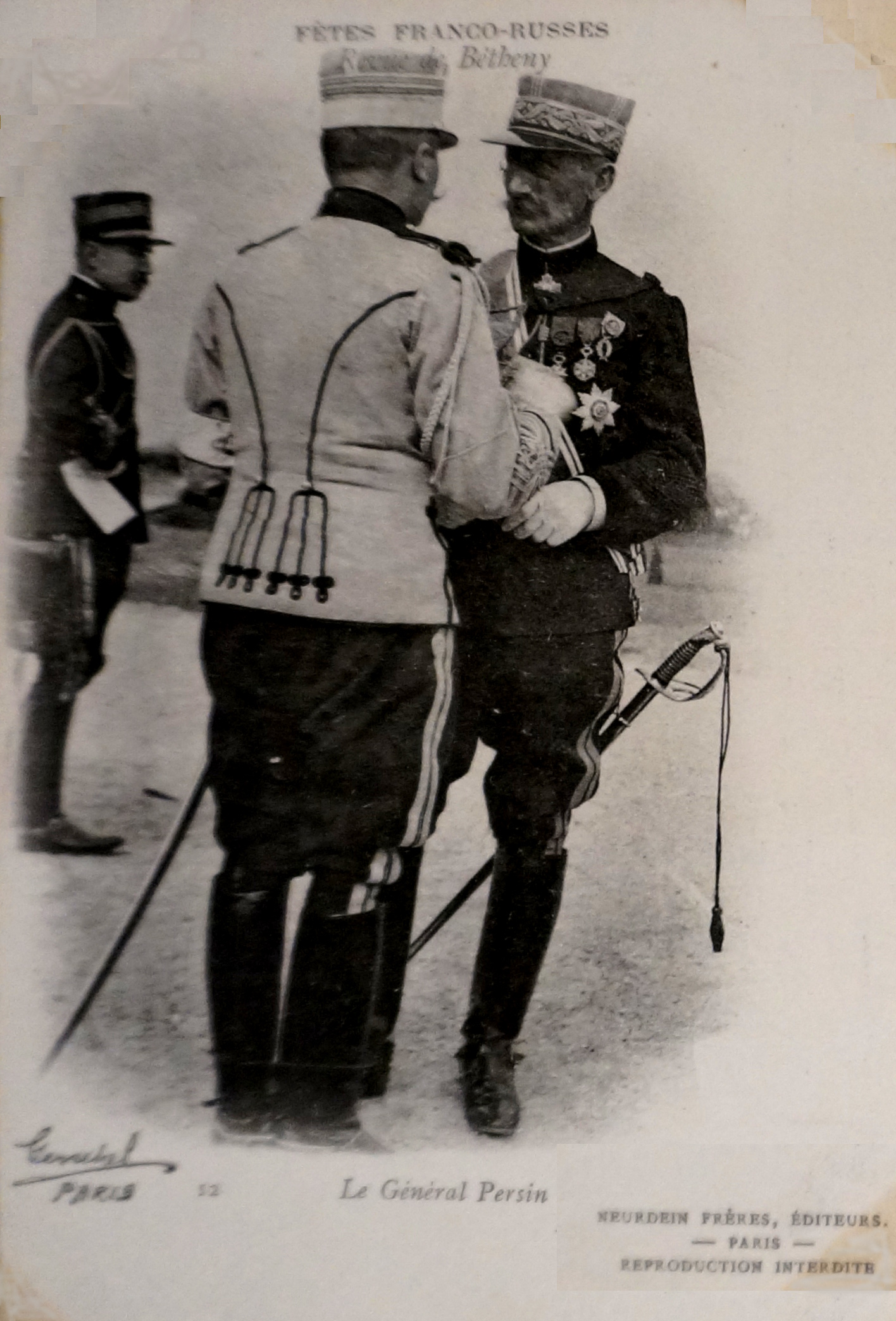
騎兵用Mle1872肋骨服を後ろから見た姿（1911年）
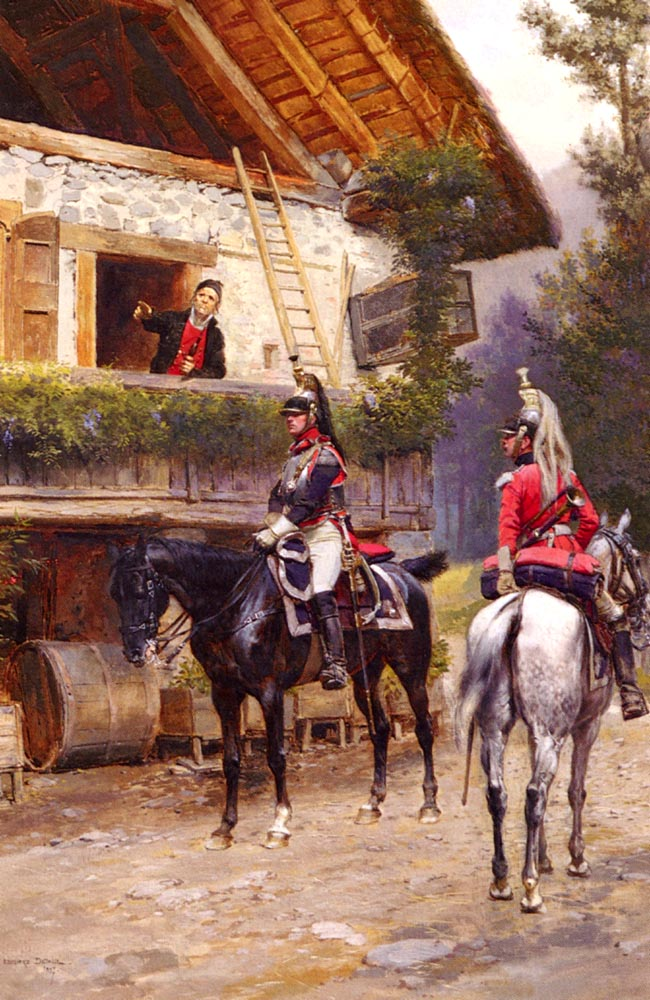
胸甲騎兵将校と喇叭手。
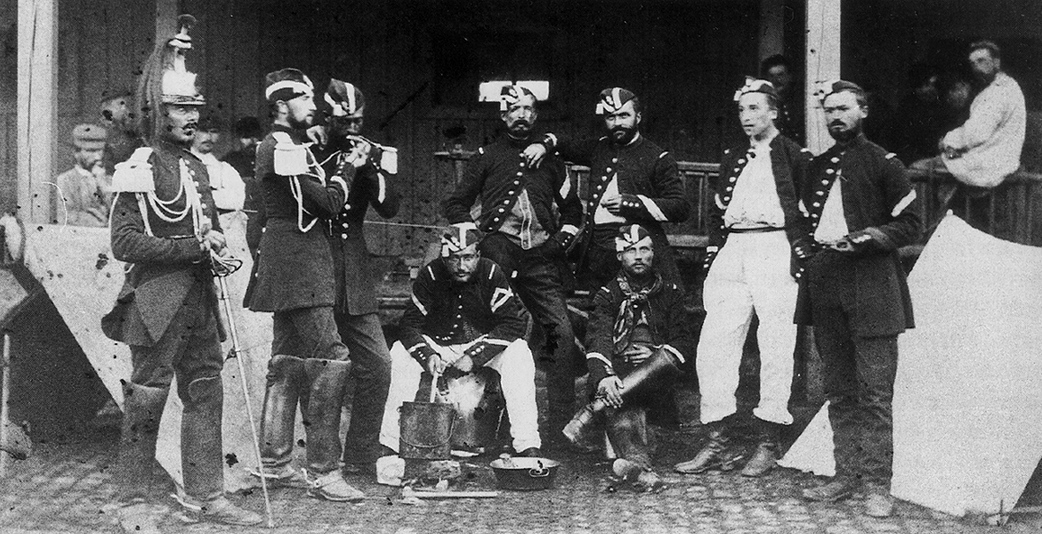
Mle1859着用の胸甲騎兵兵士（1870年）
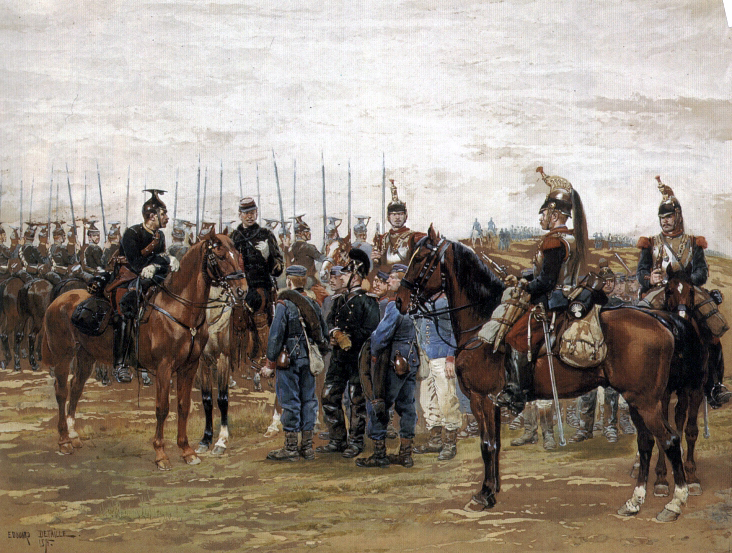
普仏戦争でバイエルン兵を捕えた槍騎兵と胸甲騎兵。
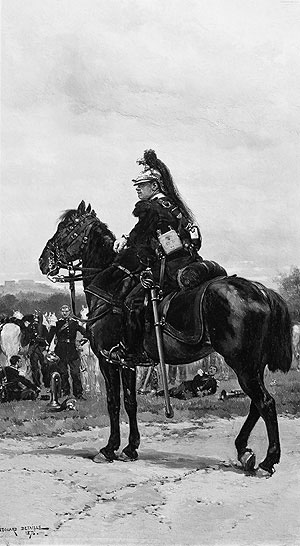
竜騎兵。
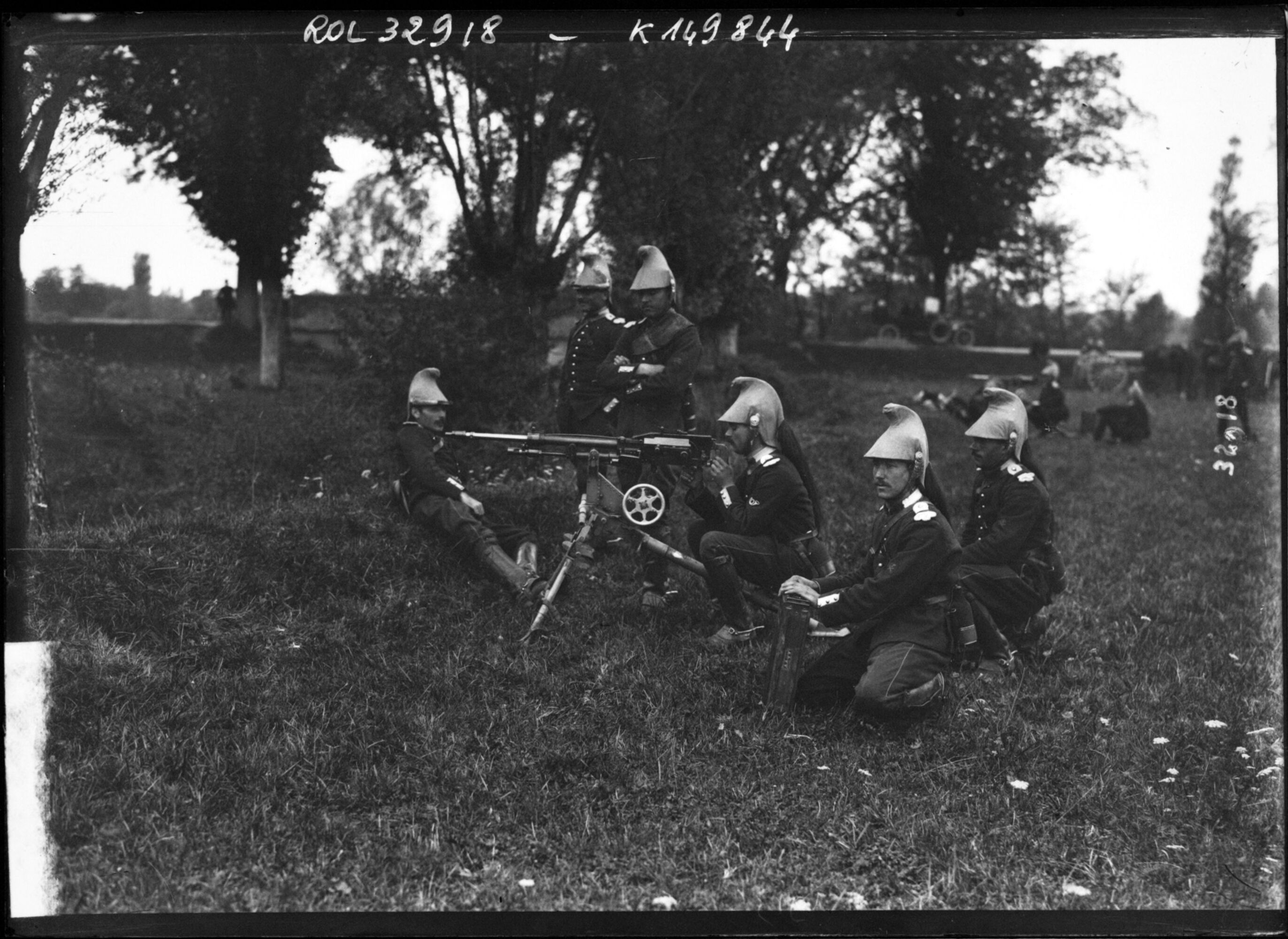
サン＝テティエンヌMle 1907機関銃を使用する竜騎兵（1913年）
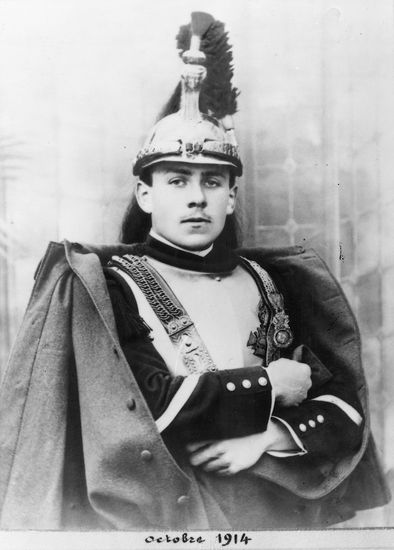
第12胸甲騎兵連隊の兵士（ルイ＝フェルディナン・セリーヌ、1914年10月）
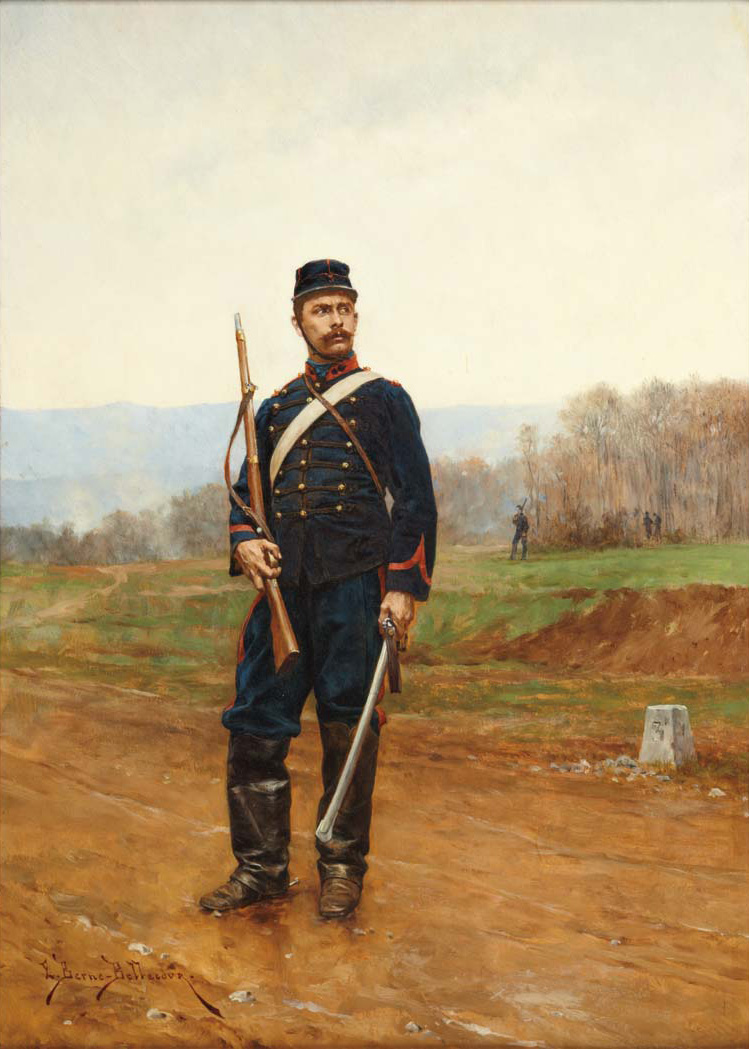
騎馬砲兵
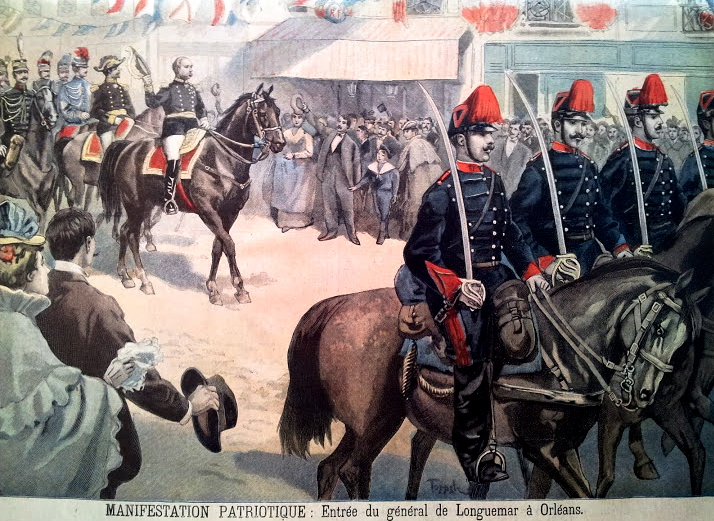
シャコー帽を被った騎兵（1898年）
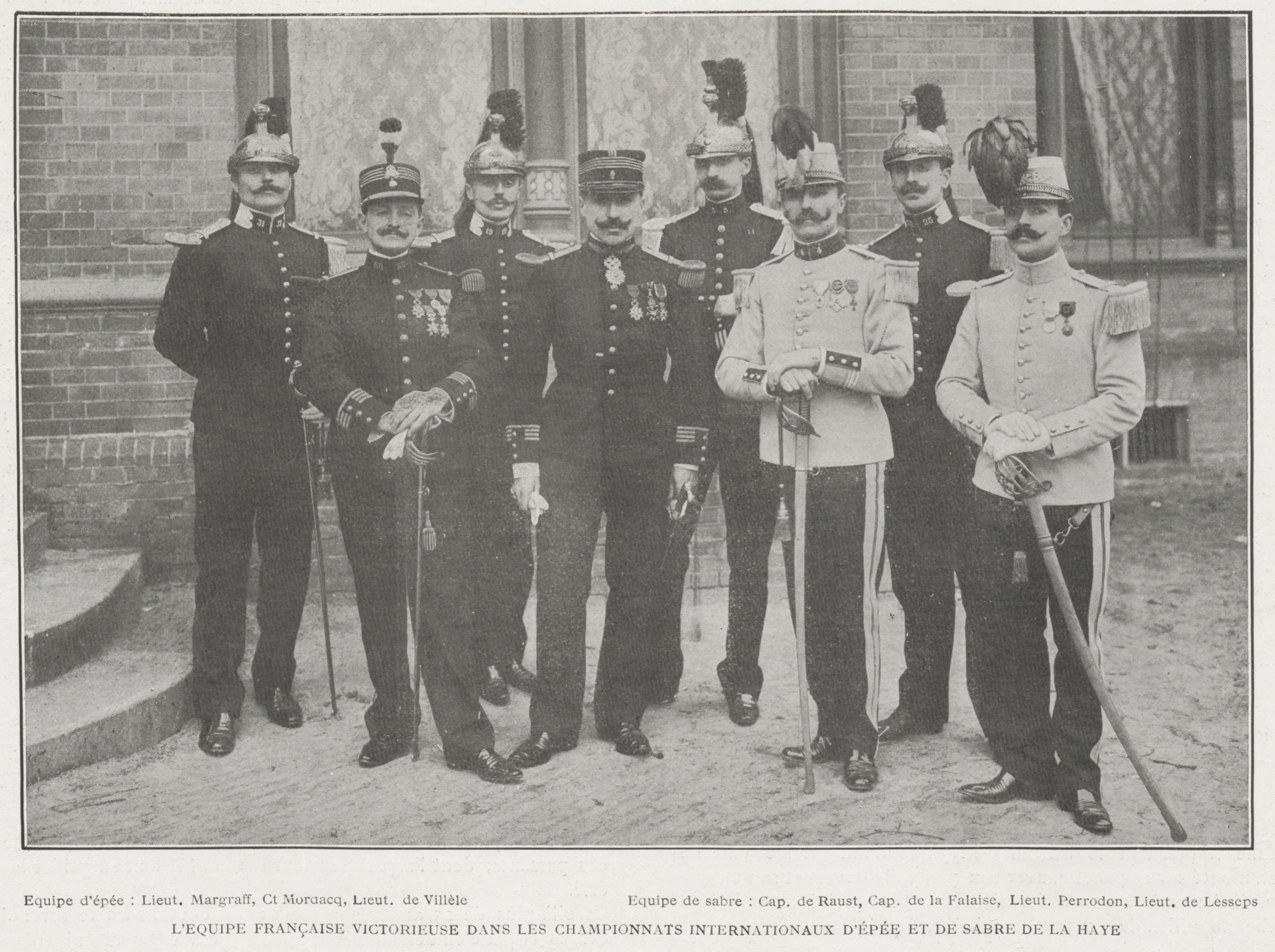
騎兵将校ら（1907年）
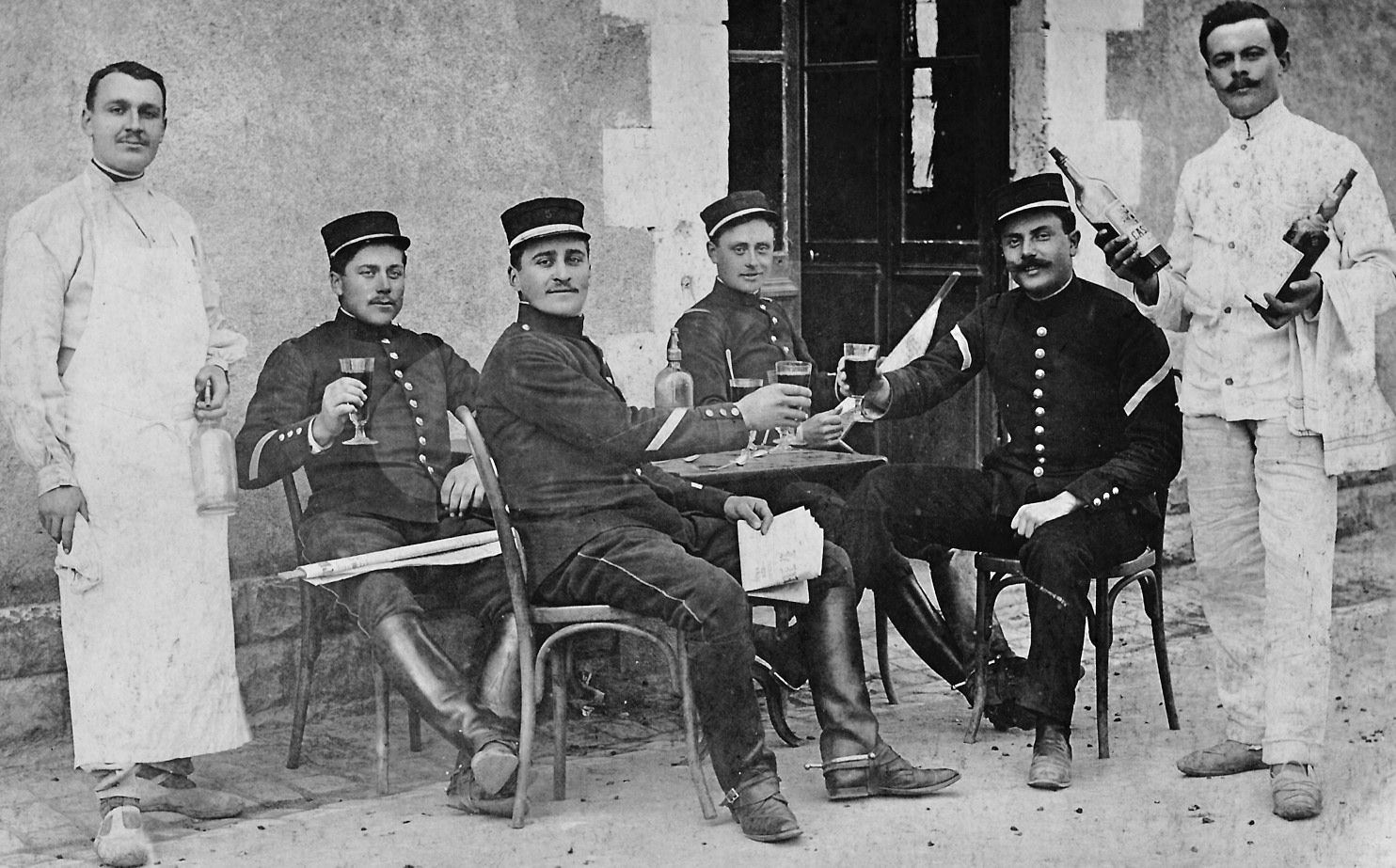
Mle1900を着用する第5砲兵連隊兵士ら
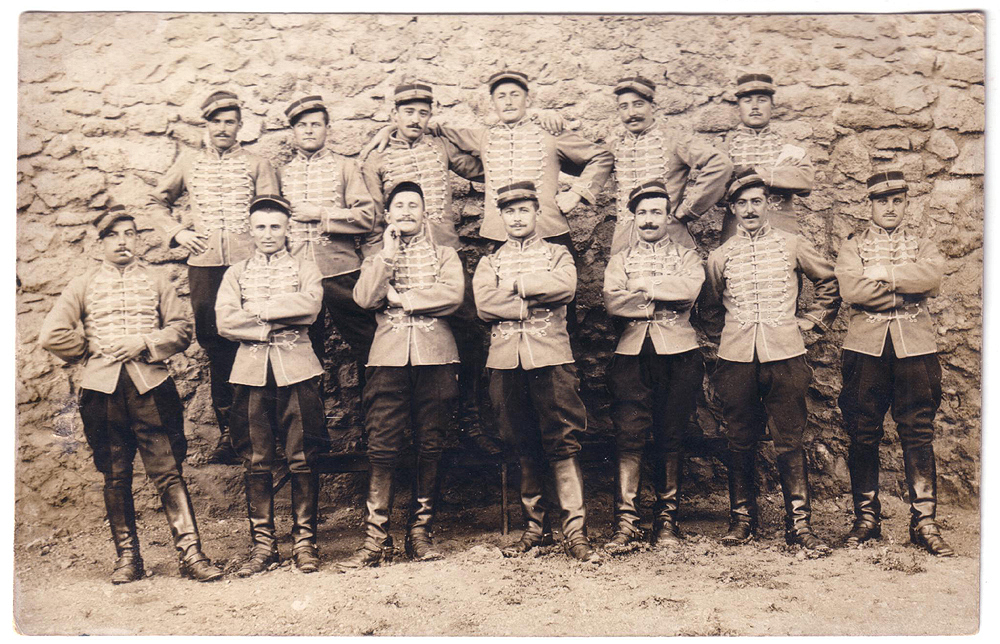
第1驃騎兵連隊将兵（1905年）

#### 帽子その他
シャコー帽は、装飾を大幅に撤廃したMle1810は先に広がる形状であったが、1812年をピークに1845年制定および1852年制定、1860年制定と経るにつれ逆に先細りとなり、チンスケールも簡略化される。72年将校用、74年騎兵用などは帽子の丈が更に小振りになった。
また、1891年よりボネ・ド・ポリスを営内作業帽として導入。

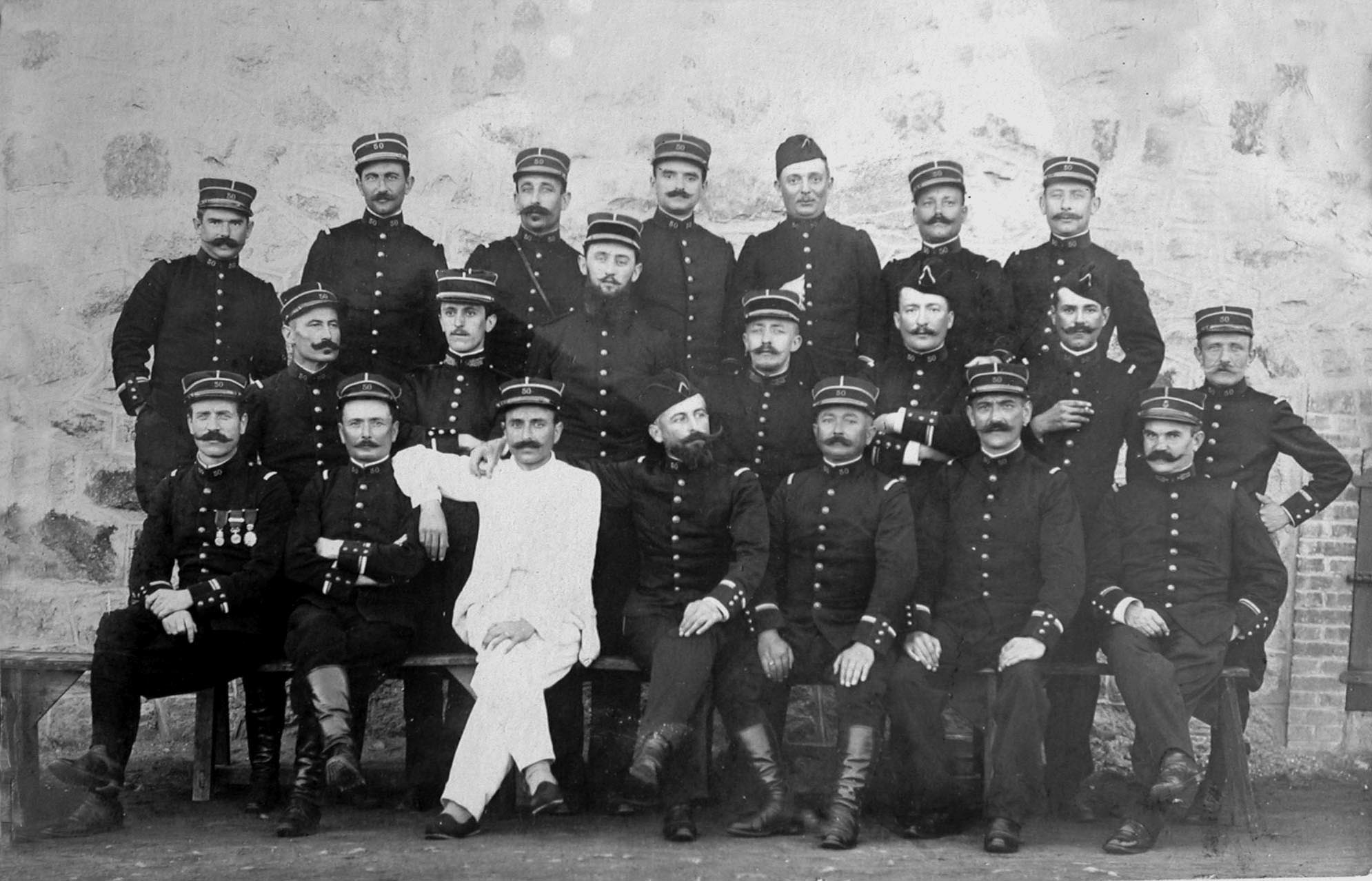
歩兵第50連隊の将校。Mle1891作業帽を被っている姿も散見される
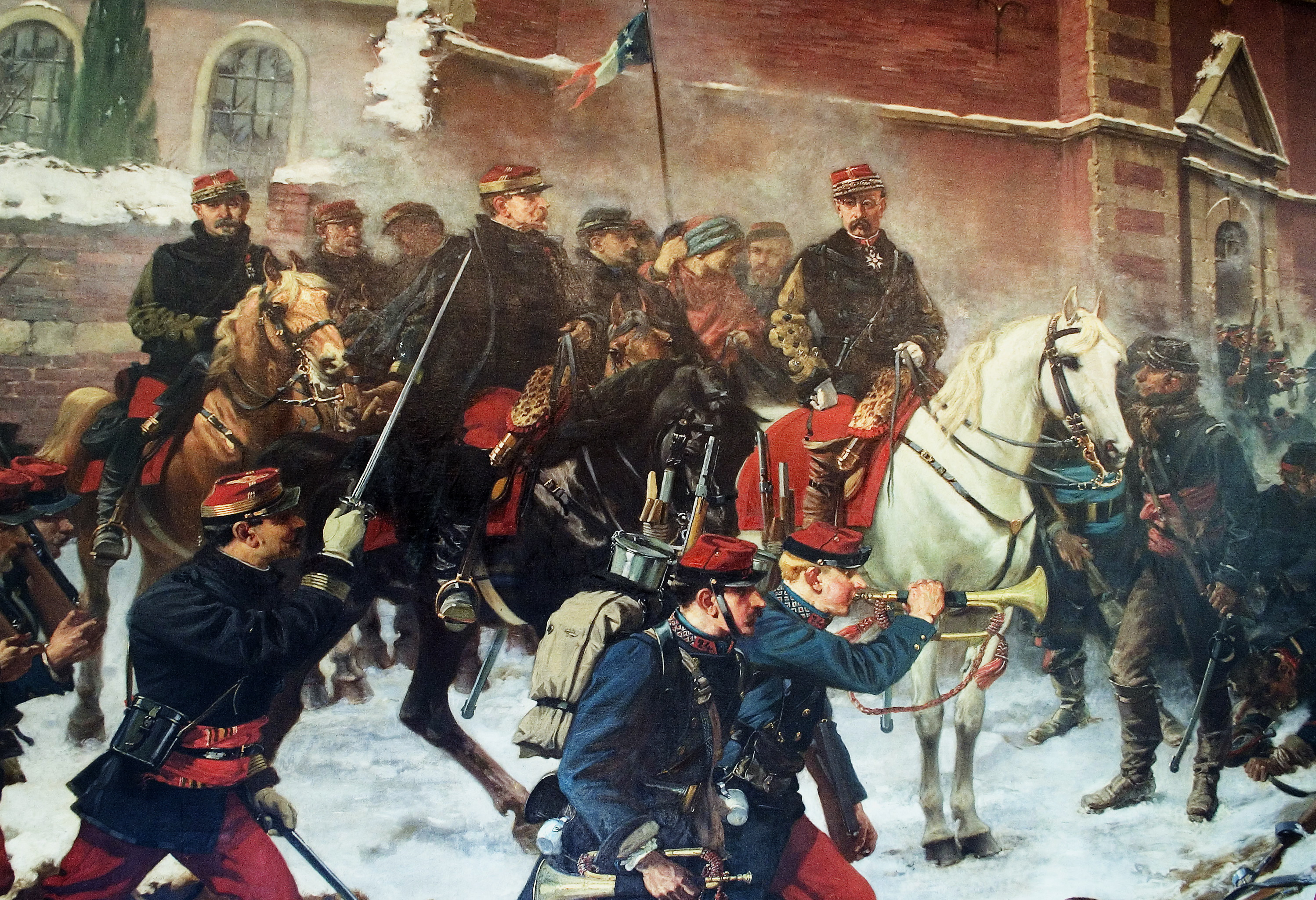
普仏戦争のフランス兵。手前の喇叭手は鼓手・喇叭手用徽章を襟に着けている。
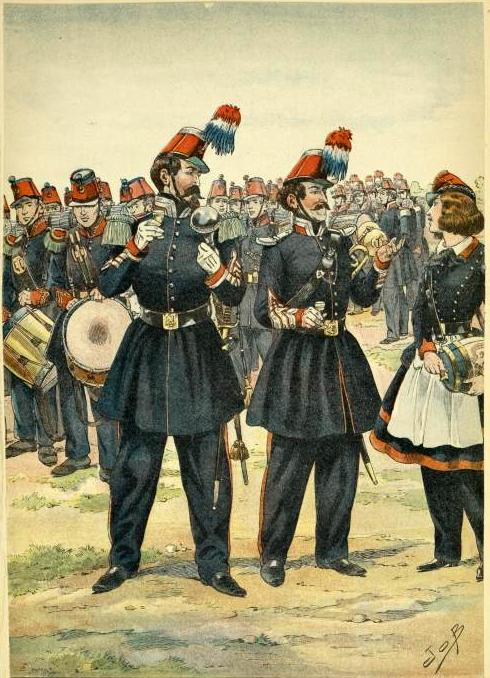
国民衛兵（1848年）
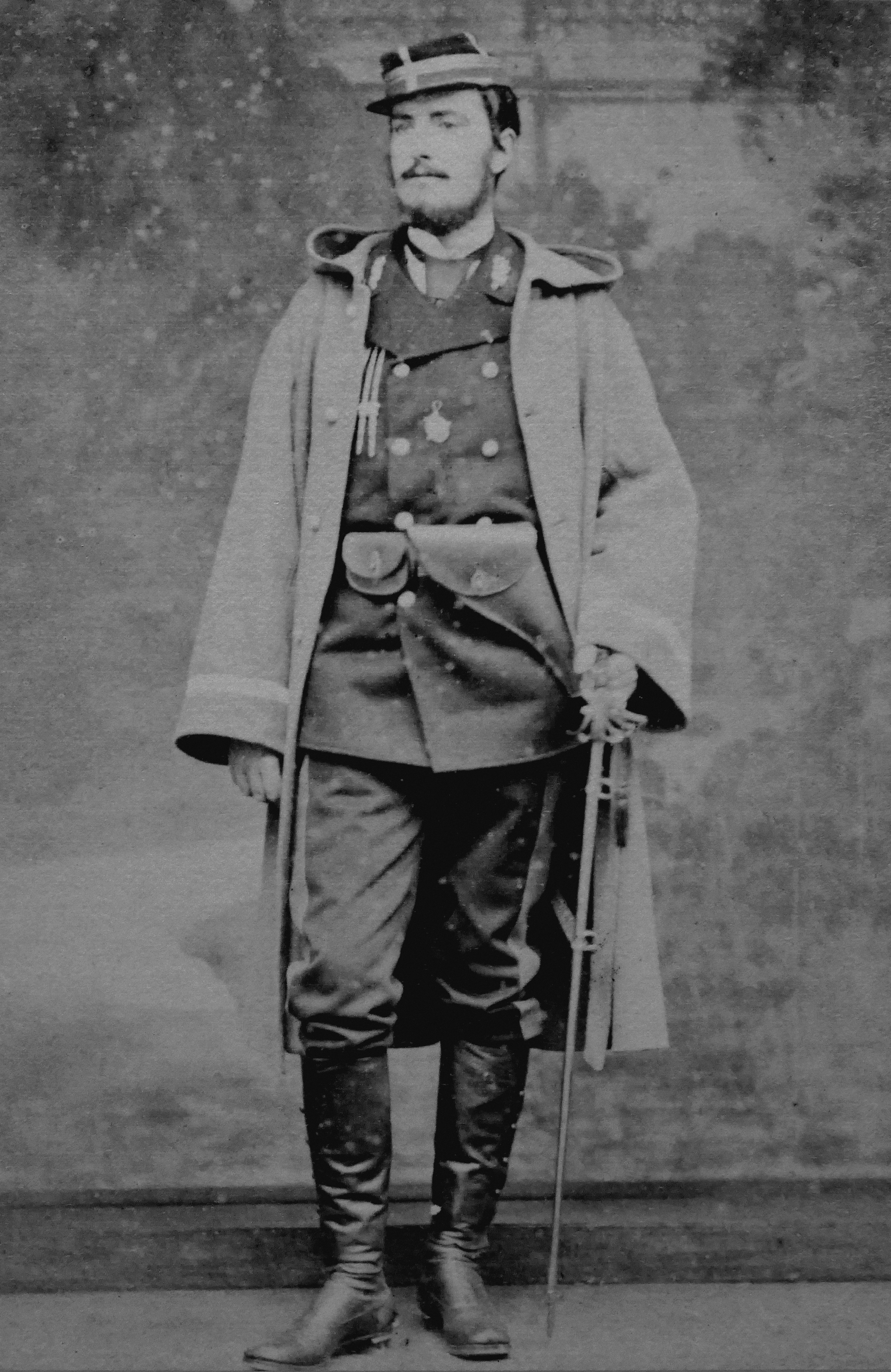
国民衛兵将校（1870年）
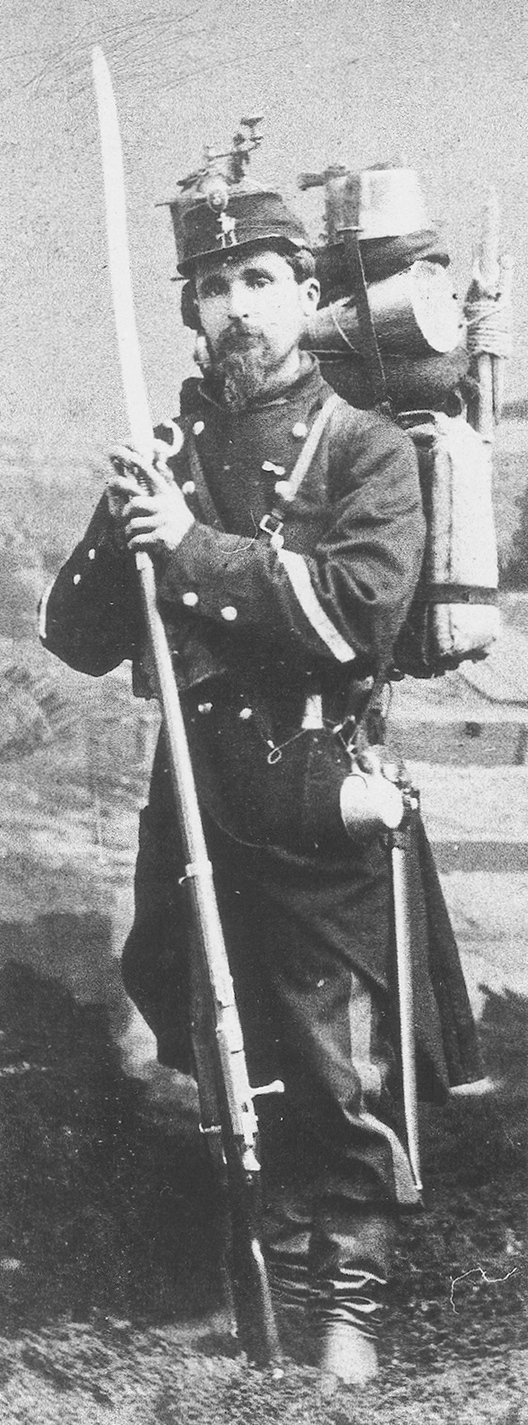
国民衛兵下士官（1870年ごろ）
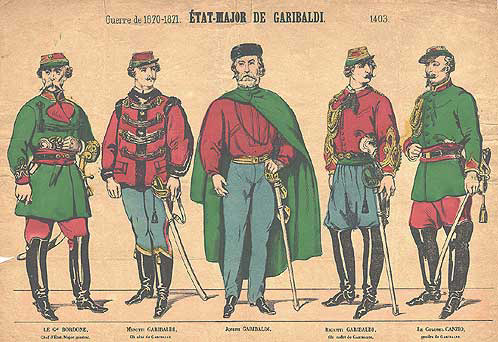
普仏戦争に参加したジュゼッペ・ガリバルディおよびヴォージュ軍（英語版）義勇兵。
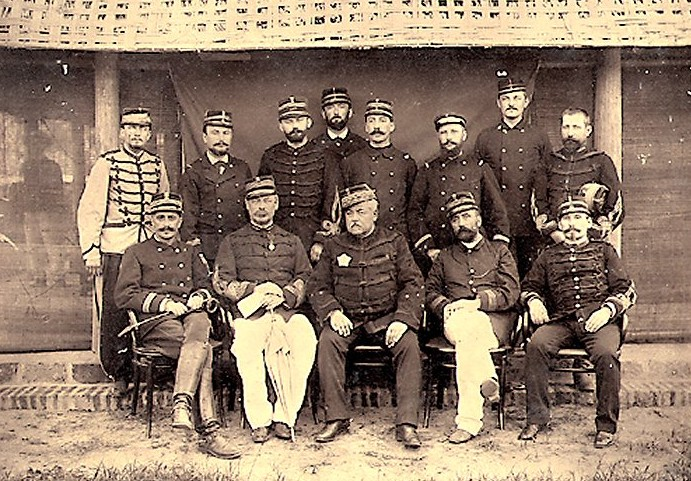
清仏戦争における各司令官
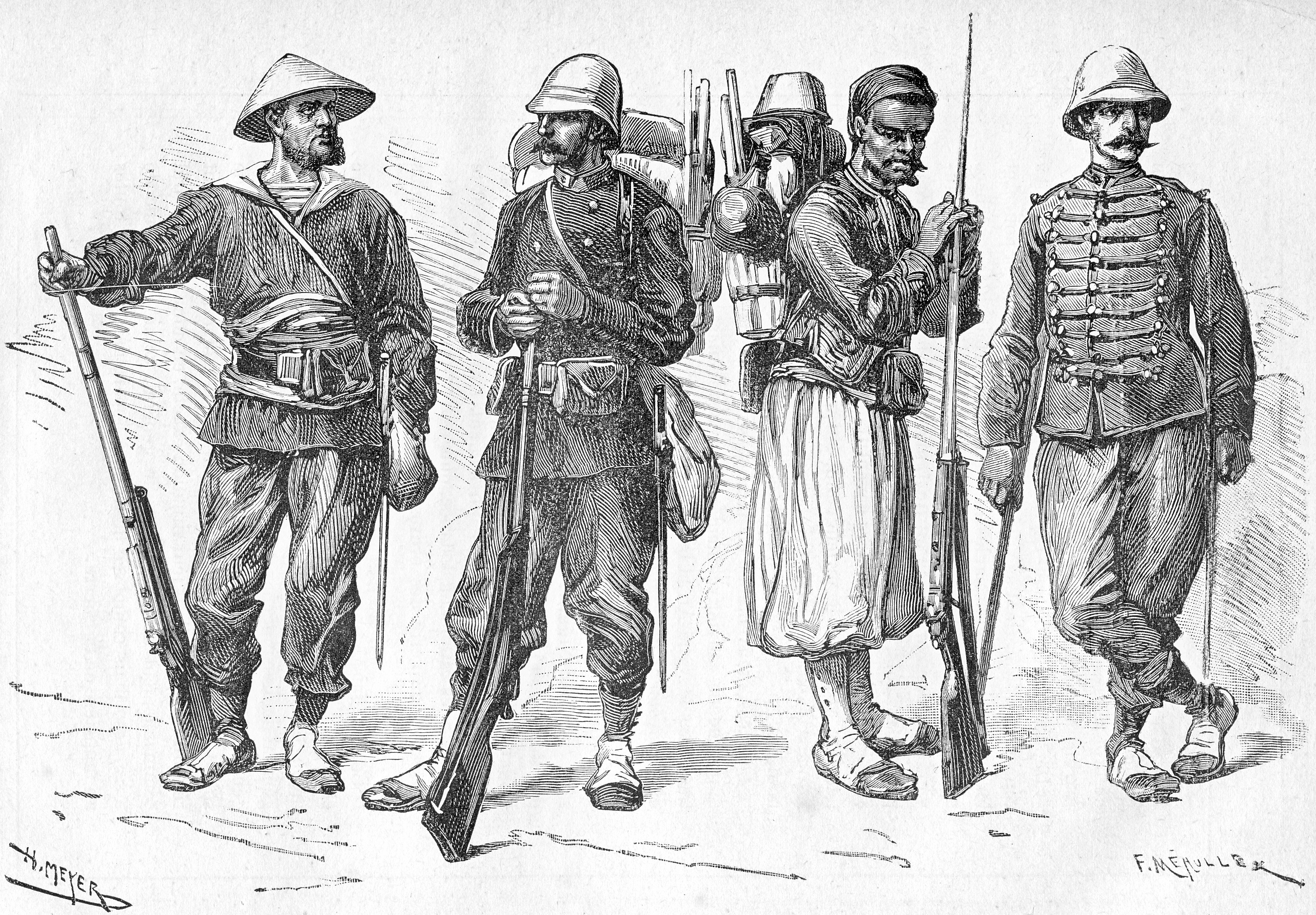
トンキン戦争（英語版）における各部隊の軍装（1886年）
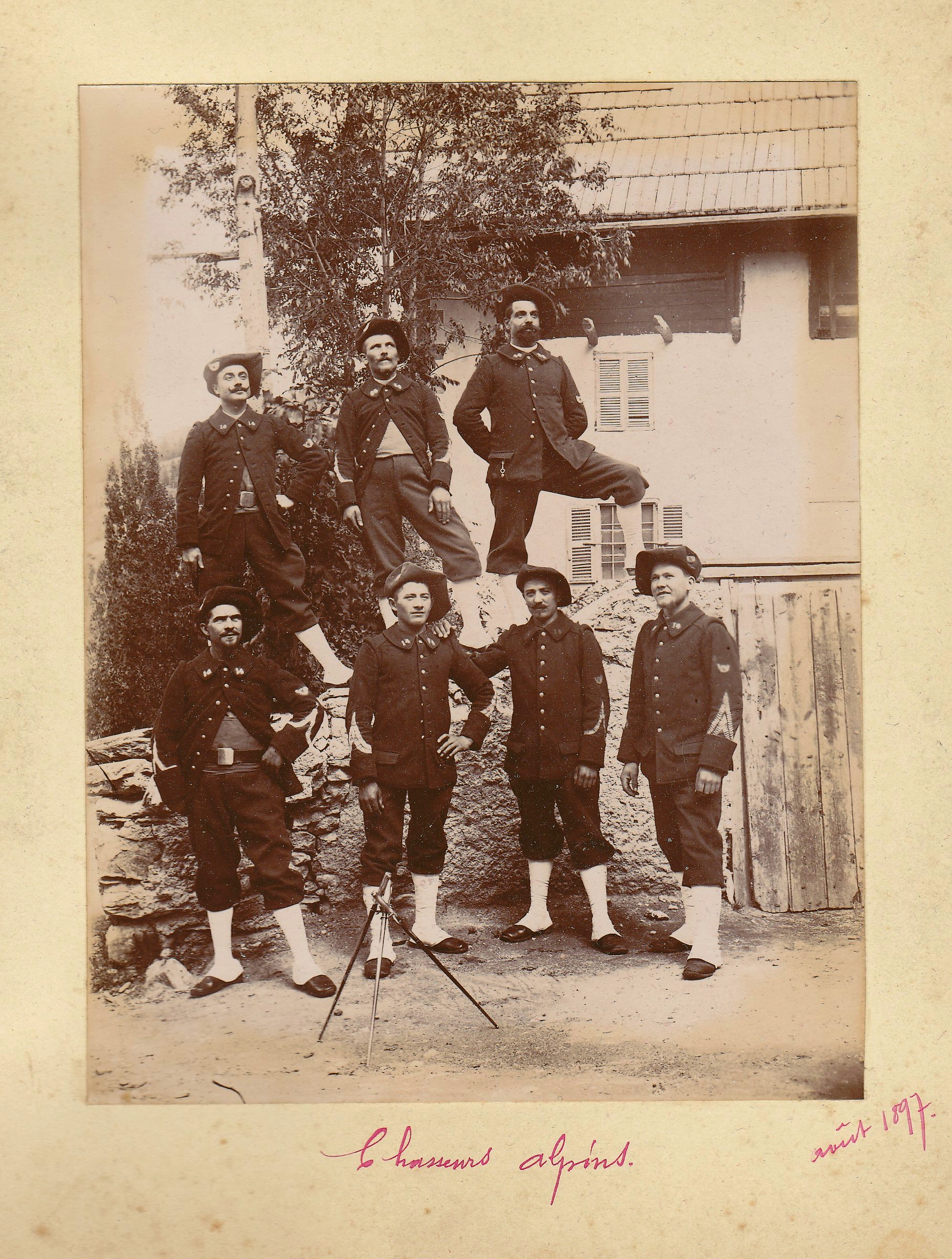
第14アルペン猟兵大隊（フランス語版）兵士（1897年）

### 第一次大戦期〜第二次大戦期
1910年代までは依然として19世紀来の紺色の上衣に赤い袴という格好であったが、WW1開戦後、ホリゾンブルーの上衣および袴が導入されるようになった。1915年より外人部隊やアフリカ系部隊などの植民地軍にはカーキー色が導入されていたが、本国では一貫してホリゾンブルーのままであり、戦後の1935年にようやくカーキ色となる。また、同時に高襟スタイルは廃れ、将兵ともに上衣の襟元からシャツの襟とネクタイをのぞかせるようになった。
将校の軍装では、開戦直前の1913年に野戦服が採用された。上下貼りポケットで前が隠しボタンとなっている。この野戦服は1915年ごろから簡略化され、通常のシングルブレストとなる。立襟と立折襟が長らく混在していたが、1929年には立折襟の制服を採用。1935年に襟からシャツをのぞかせるようになって以降、1938年5月には開襟となった。ただしこれはMle1929上衣の一番上のボタンを外して襟を広げただけのものであり、代わって1939年2月にはノッチト・カラータイプの開襟の制服が導入された。
一方、それまで将校の常服として使われていたMle1893は礼装として扱われるようになり、礼用襟章が追加される。1921年になると上下ともにホリゾンブルーに変更、礼用襟章の形状も変更される。1931年には再度上衣の色は黒となり、金色の袖章が追加される。植民地仕様に白のタイプも存在した。ケピは1919年と1931年にそれぞれ細部の改定があった。
兵士は9つのボタンの付いた紺色の短ジャケットのMle1870、下士官は7つボタンで肩章の付いたMle1897を着用していたが、1914年より腰部分に2点貼りポケットの軍衣が導入された。翌1915年にフラップタイプへと変更、1920年には大き目の折襟の軍衣が導入され、1935年改正でカーキ色となる。1938年にも改定があったが、全部隊に支給もままならず開戦となった。
ナチス・ドイツによるフランス占領後、自由フランス軍では米軍や英軍からの軍装が供与された。一方、ヴィシー政府では引き続き従来の軍装が維持された。

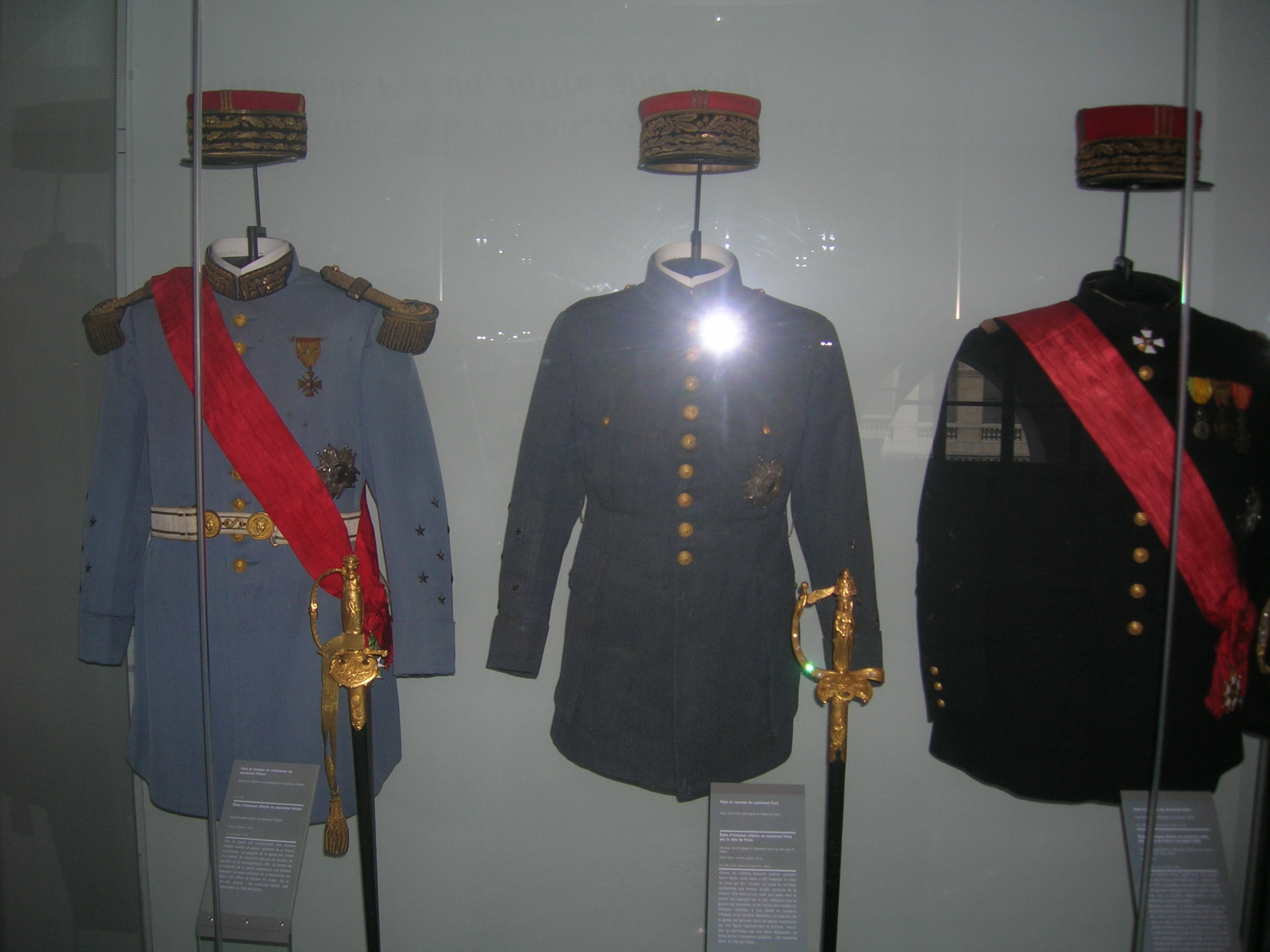
M1893の各バリエーション（左はM1921礼装）。フィリップ・ペタンの着用していたもの。
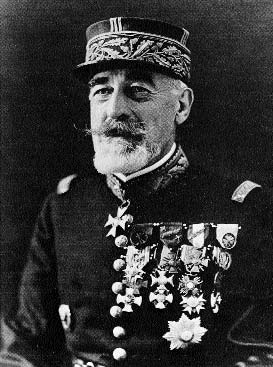
Mle1893を着用した中将[32]。将官用襟章を付けている。ルイ・フォーリィ（フランス語版）
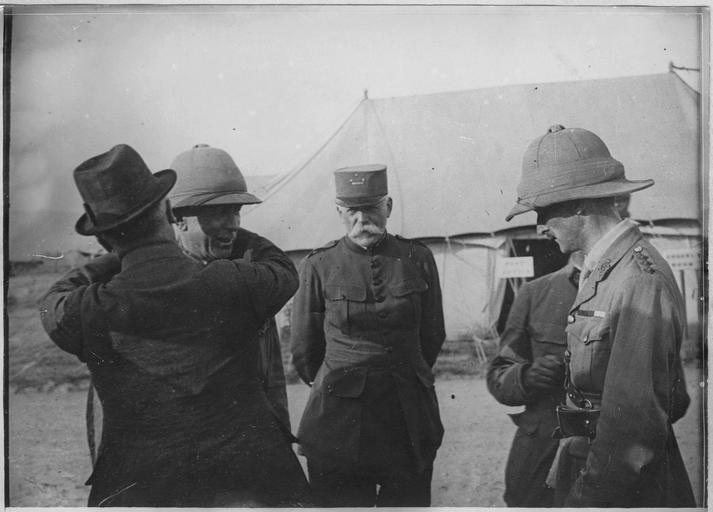
星章の下に軍団長以上の上級指揮官として大将待遇であることを示す横棒一本を付けたケピ帽を着用したモーリス・サレイユ将軍 (中央の人物)。(1917年)
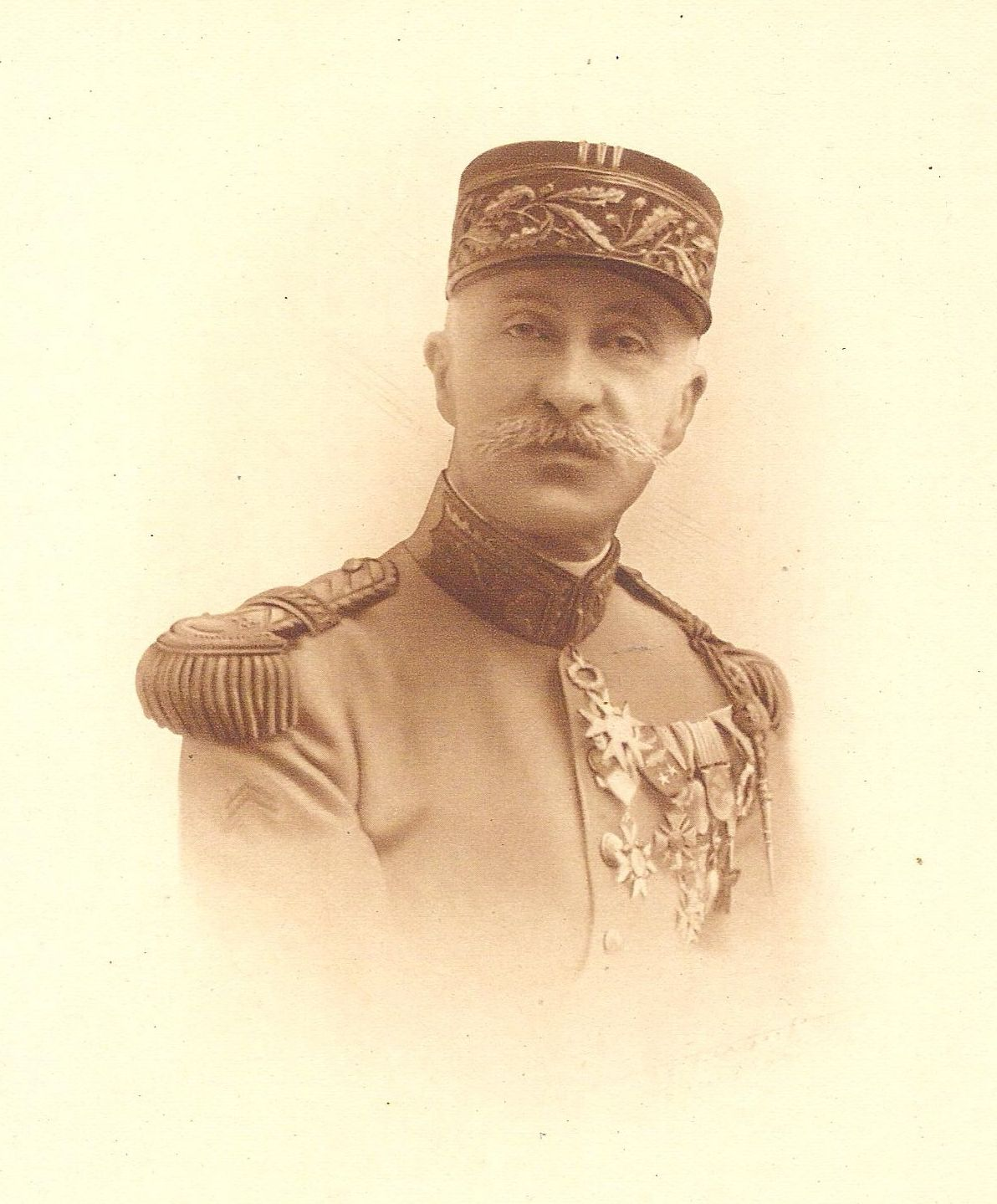
Mle1921礼装を着用した少将[32]。付けている将官用襟章は襟前部のみとなっている。ポール・クーファー（フランス語版）（1930年代）
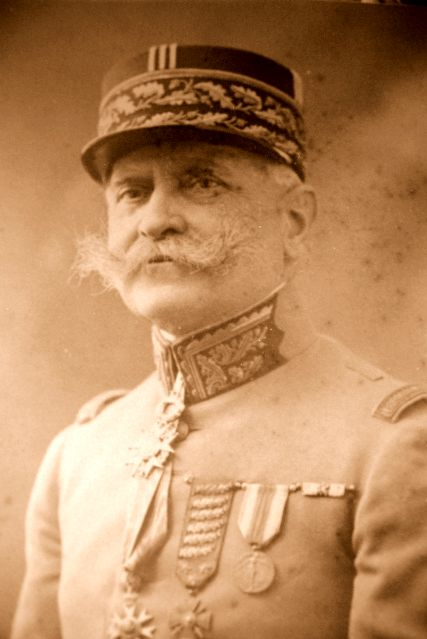
将官。肩章からエポレットを取り外している。ヴィクトル・ゴイベット（フランス語版）
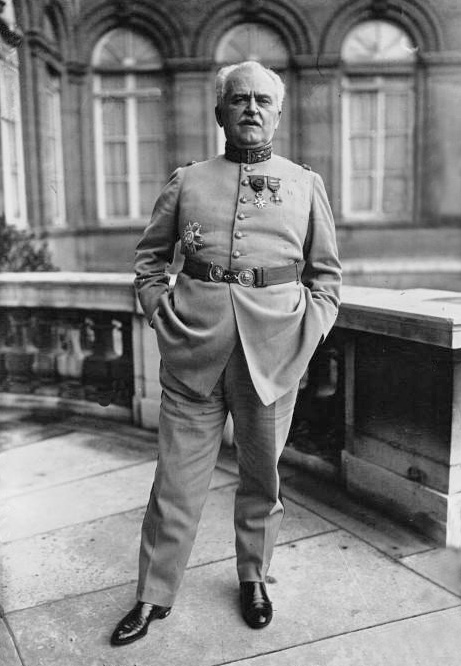
中将[32]。上下ともに色合いはホリゾンブルーとなっていることが分かる。シャルル・ノレ（fr）（1924年）
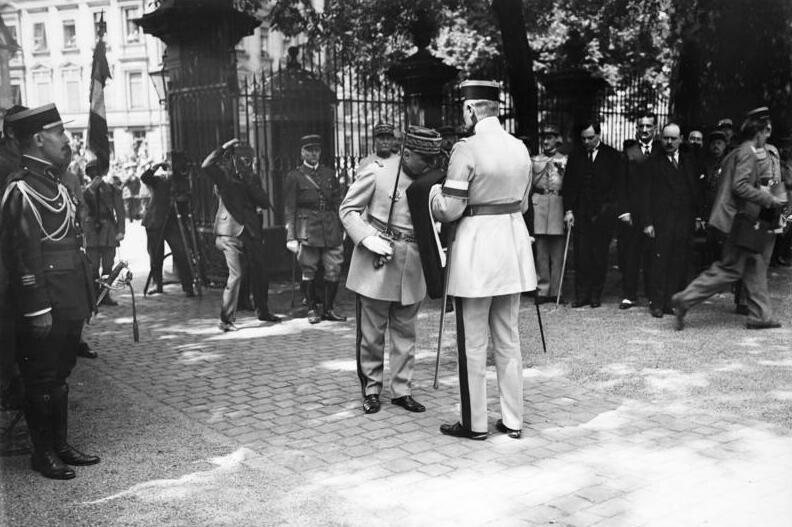
Mle1921礼装を着用した将官。Mle1893とは異なり、後裾にボタンとベントが入っていない事が分かる（1930年6月30日）
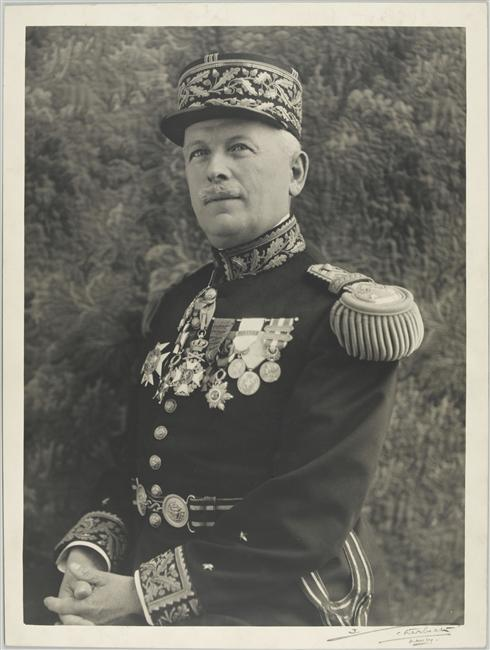
M1931礼装（1935年）

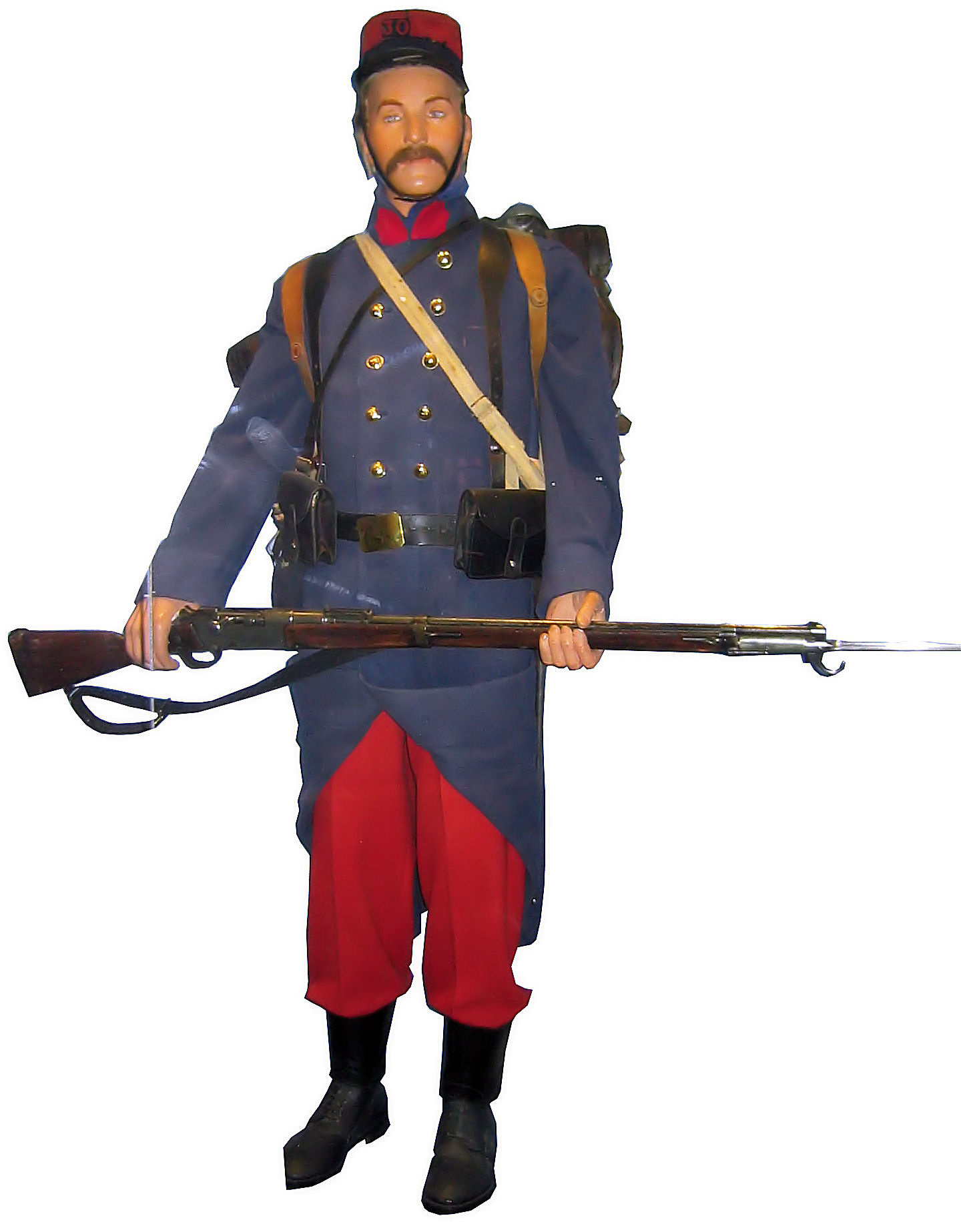
第一次世界大戦初期の兵卒。
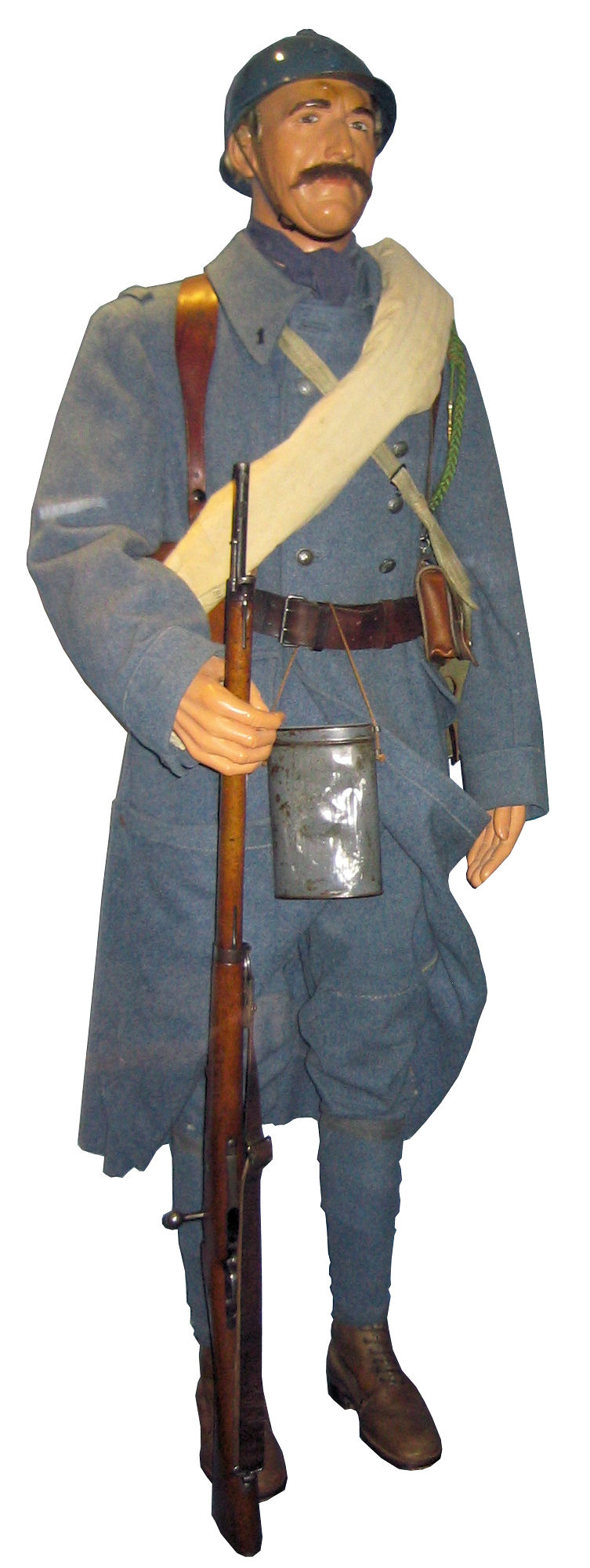
第一次世界大戦中期の兵卒。目立つ色彩が抑えられ、またアドリアンヘルメットも用いられた。
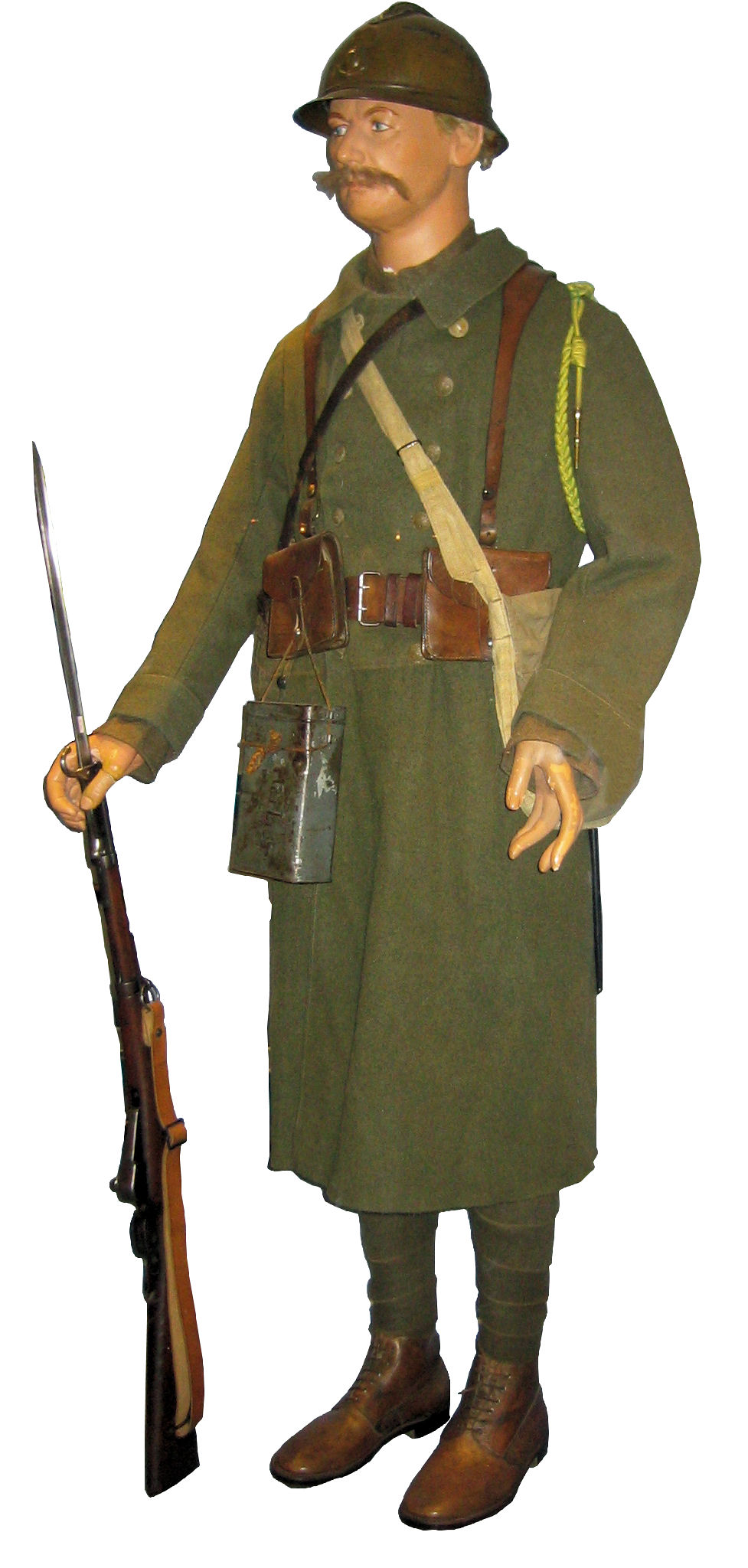
第一次世界大戦後の兵卒。
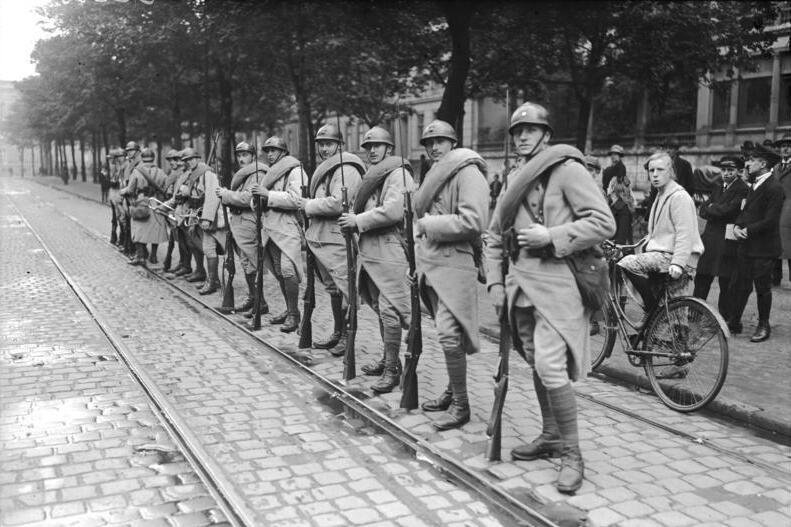
ルール占領に参加した歩兵。外套の上より毛布を巻いている（1924年9月）
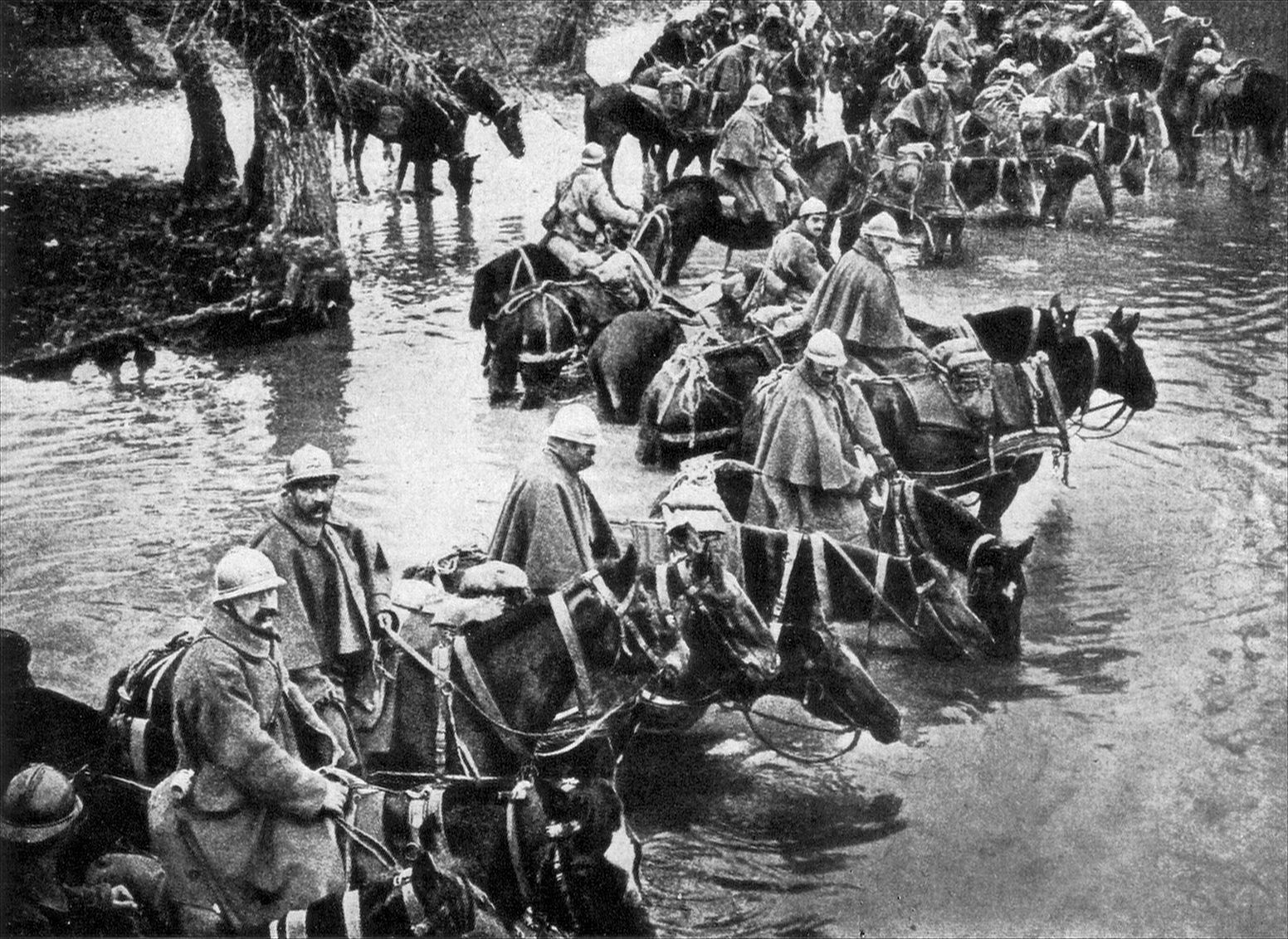
雨具着用の渡河中の騎兵。
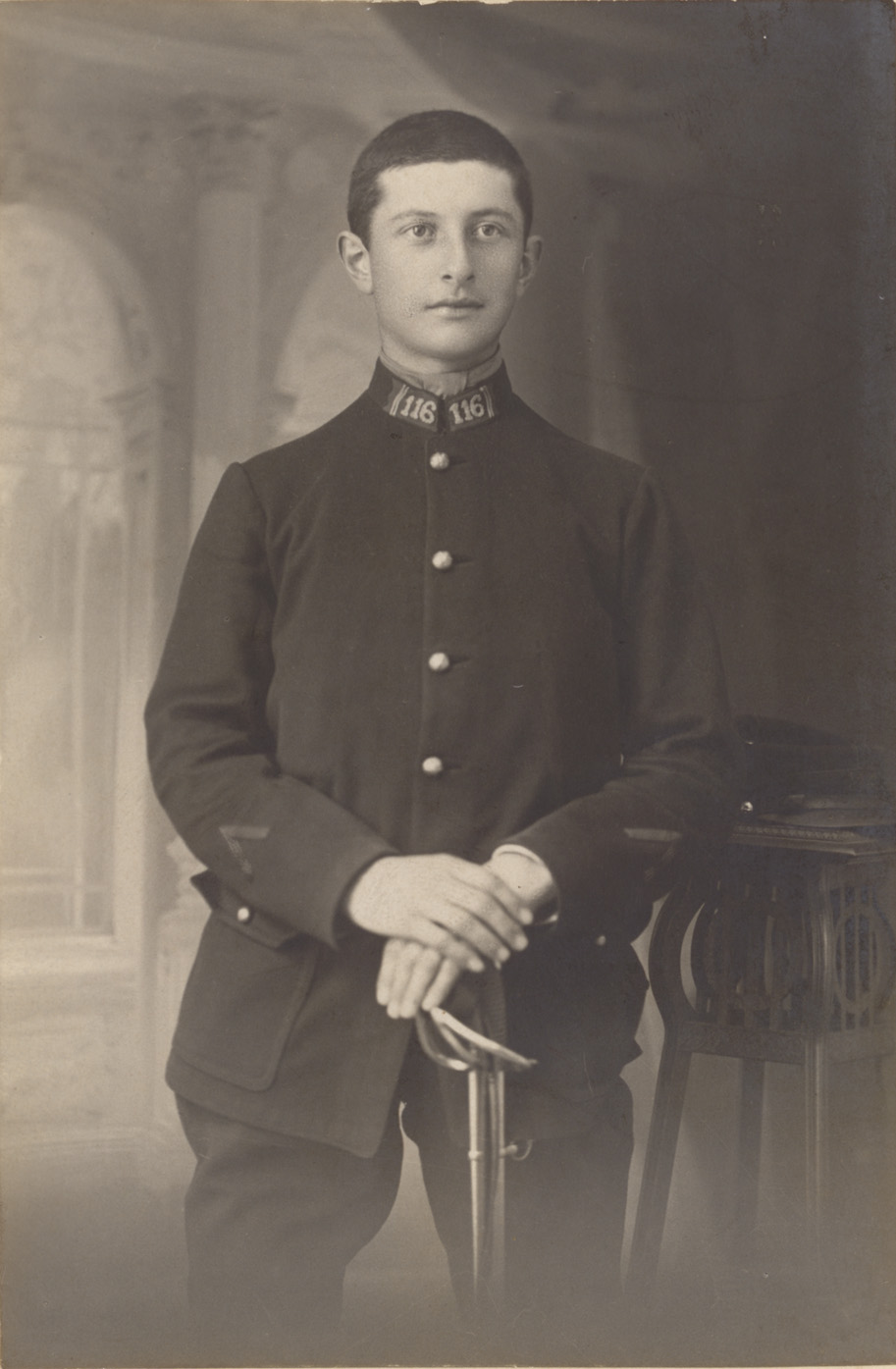
Mle1914着用の砲兵
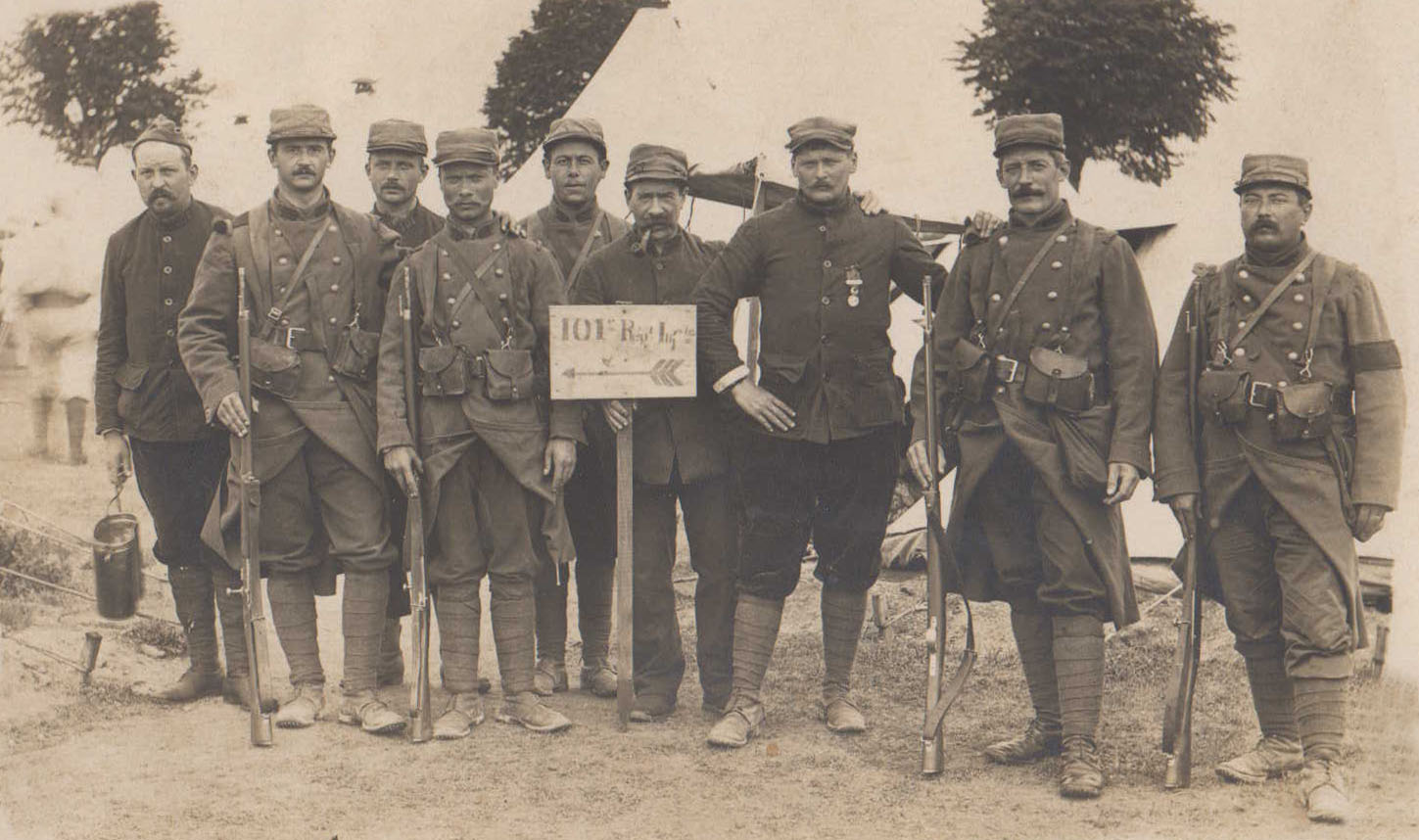
兵卒。外套を羽織っていない兵士はMle1914を着用（1915年）
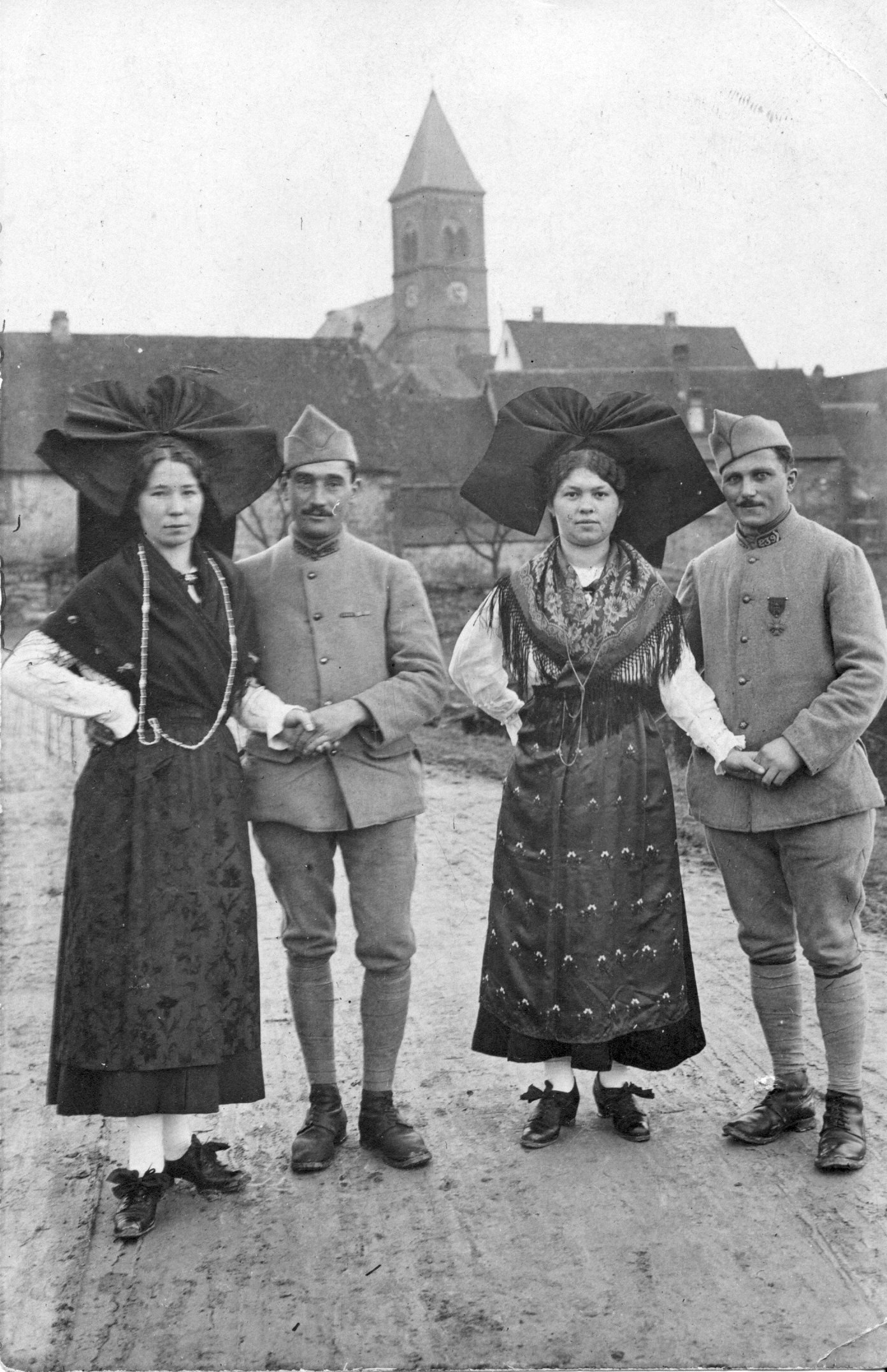
M1915着用の兵士。襟章より、左は第15砲兵連隊（フランス語版）、右は第239歩兵連隊（フランス語版）の所属（1919年）

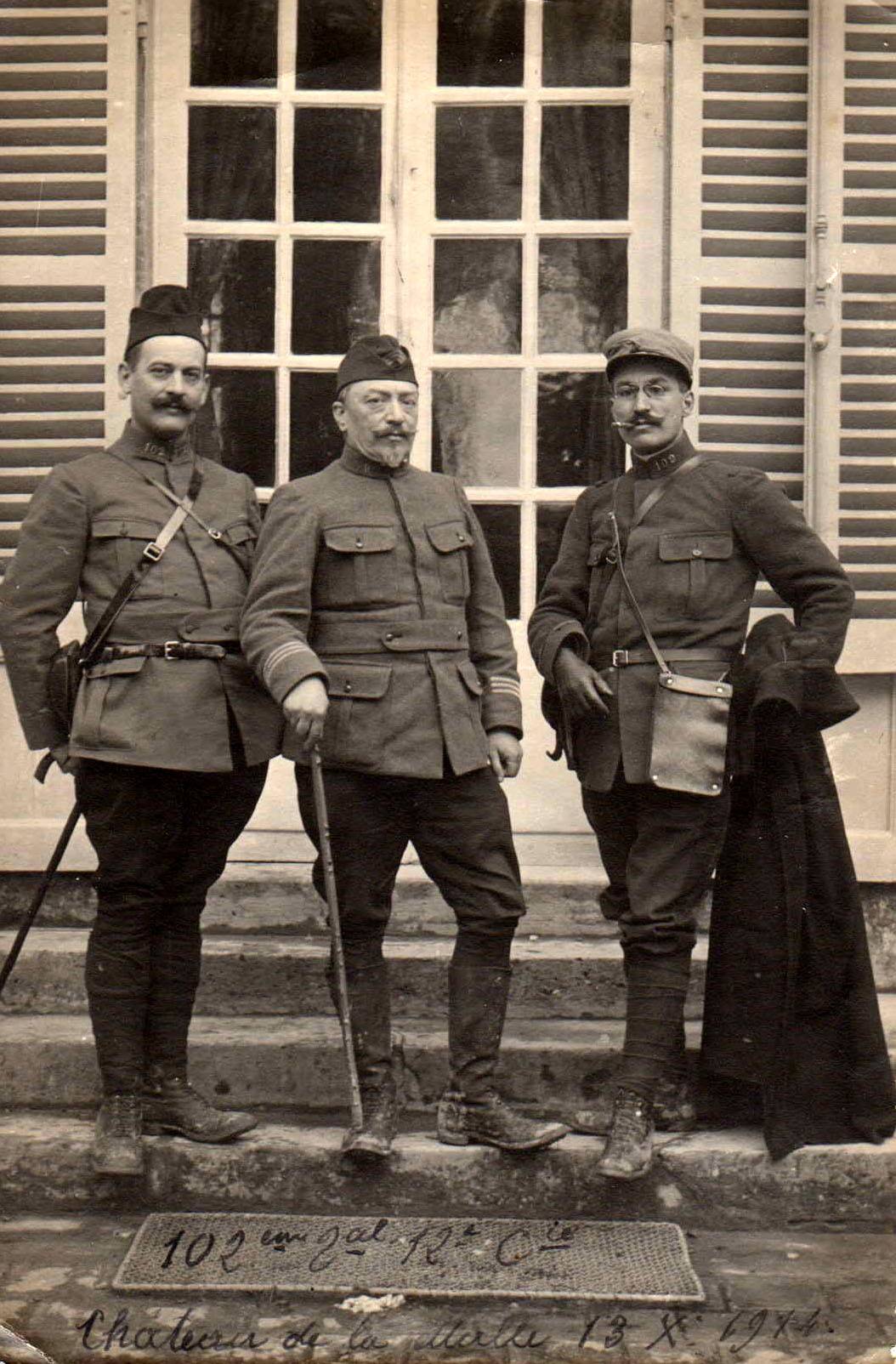
初期型のMle1913を着用した略帽の将校（1914年12月）
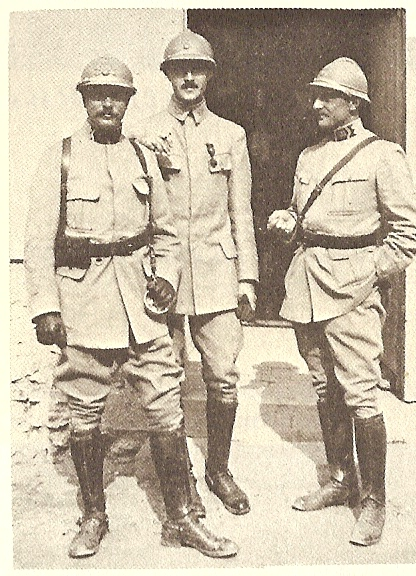
同じく初期型のMle1913を着用した将校
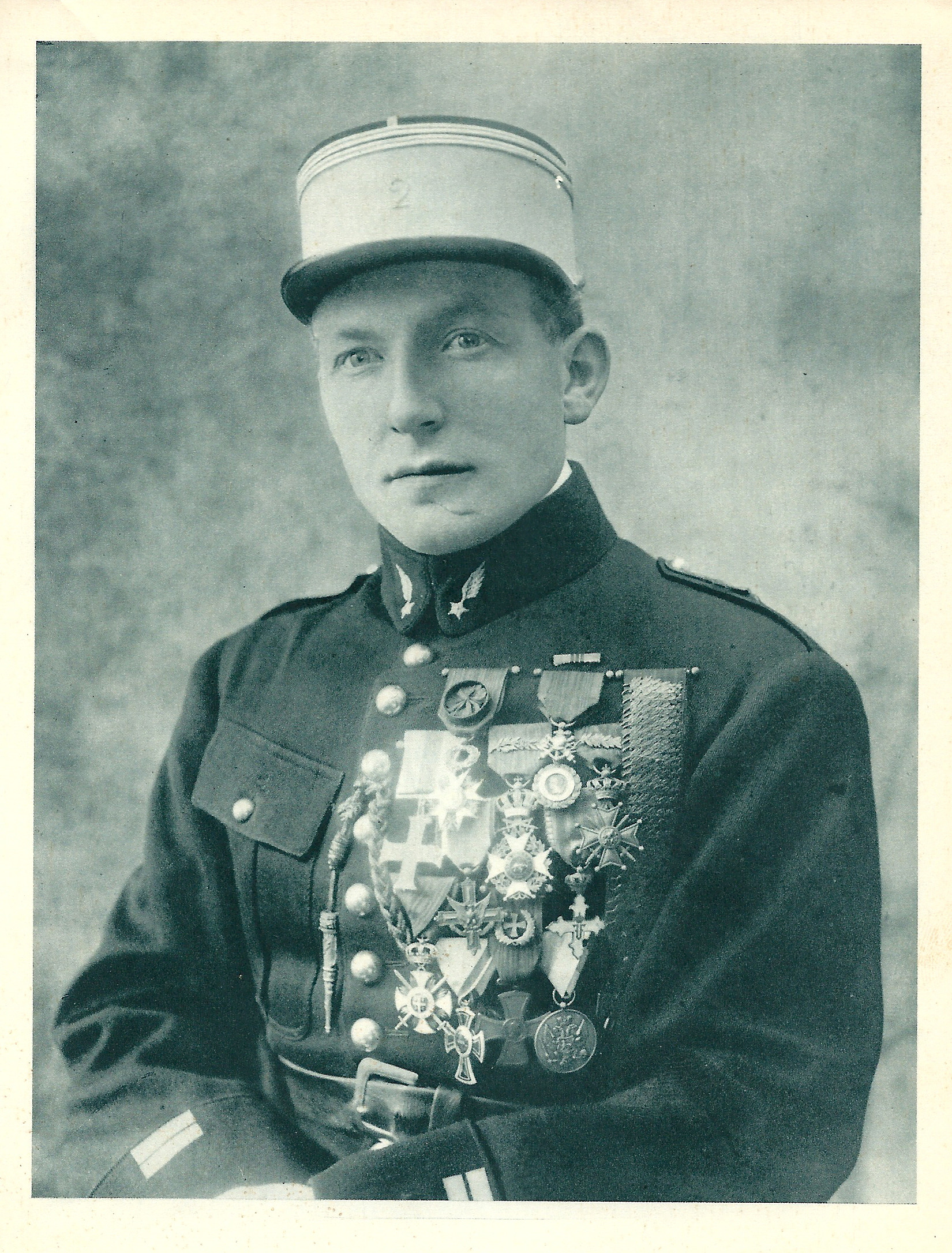
航空兵中尉。色合いが規定と異なる。シャルル・ナンジェッセ
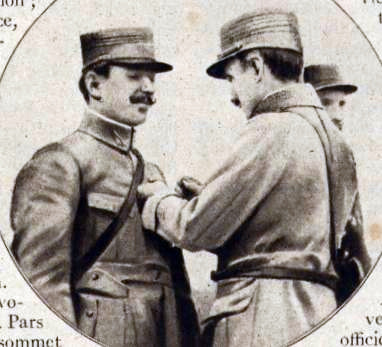
航空兵少尉。アドルフ・ペグー（1917年）
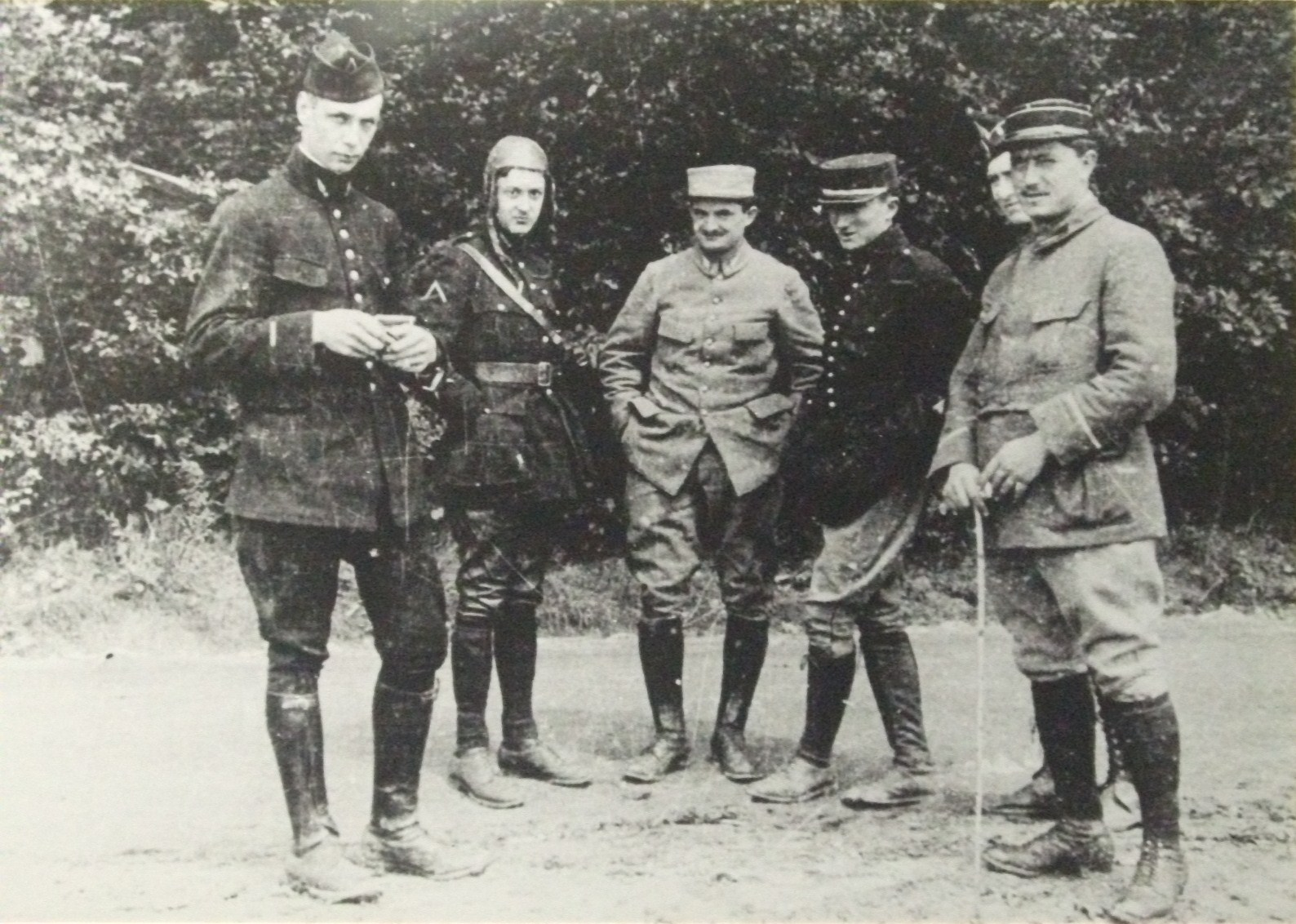
戦闘機搭乗員ら。紺色とホリゾンブルーが混在。（1915年）
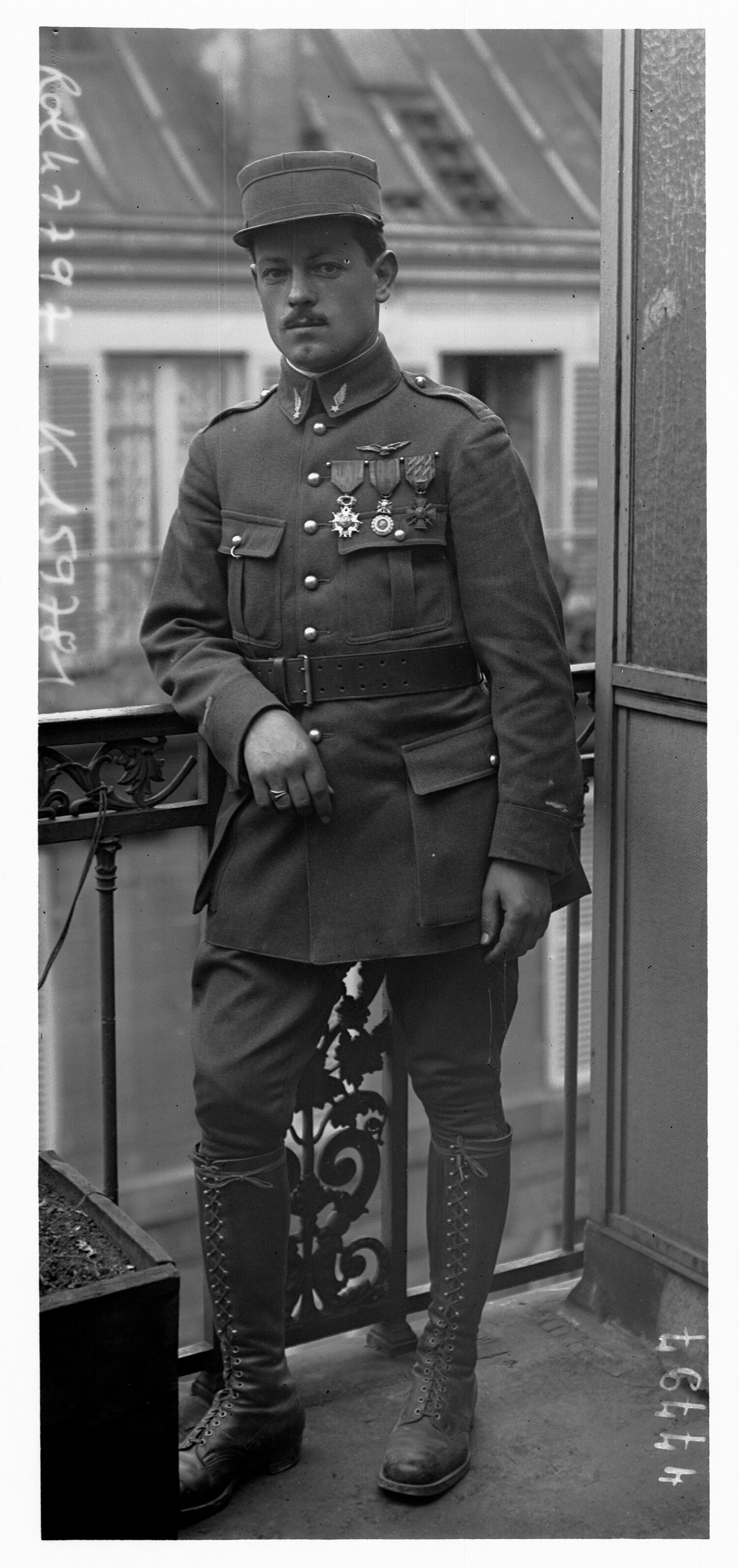
航空兵少尉。1916年
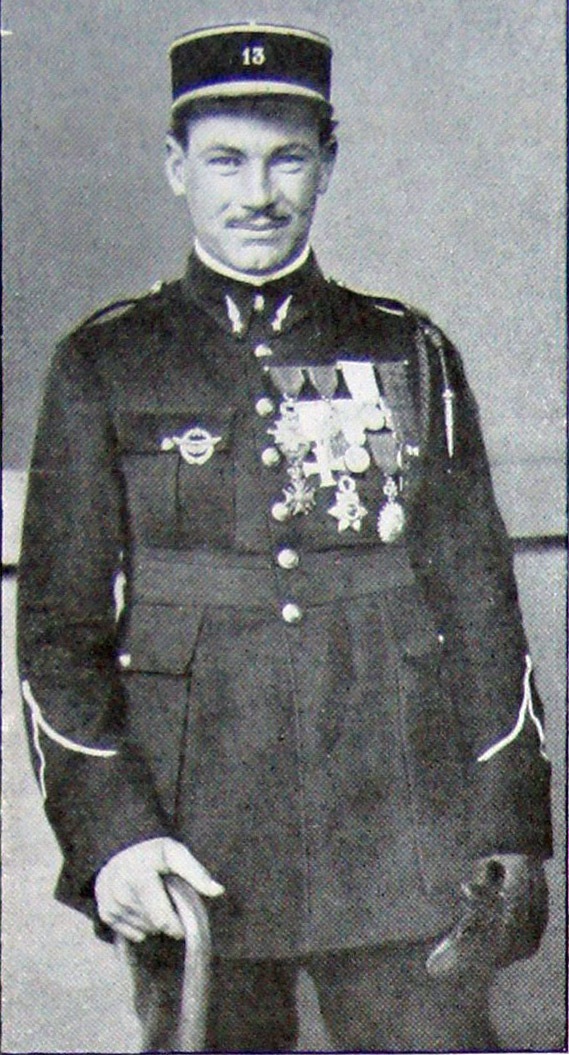
Mle1913着用の航空兵少尉（アルペン猟兵大隊出身のため階級章が通常部隊と異なる。ミシェル・クーファー（フランス語版）、1918年
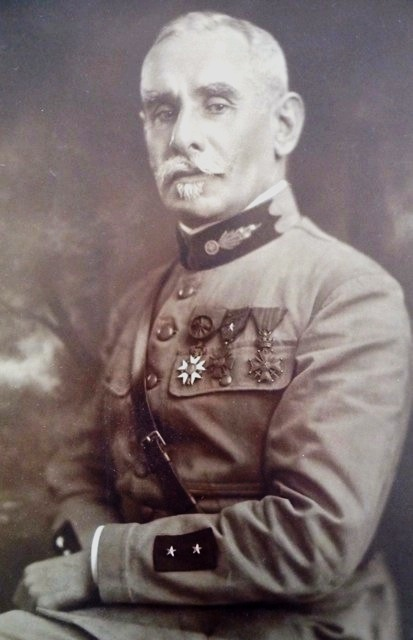
Mle1913を着用した少将[32]（アンリ・クロードン（フランス語版）、1920年代）
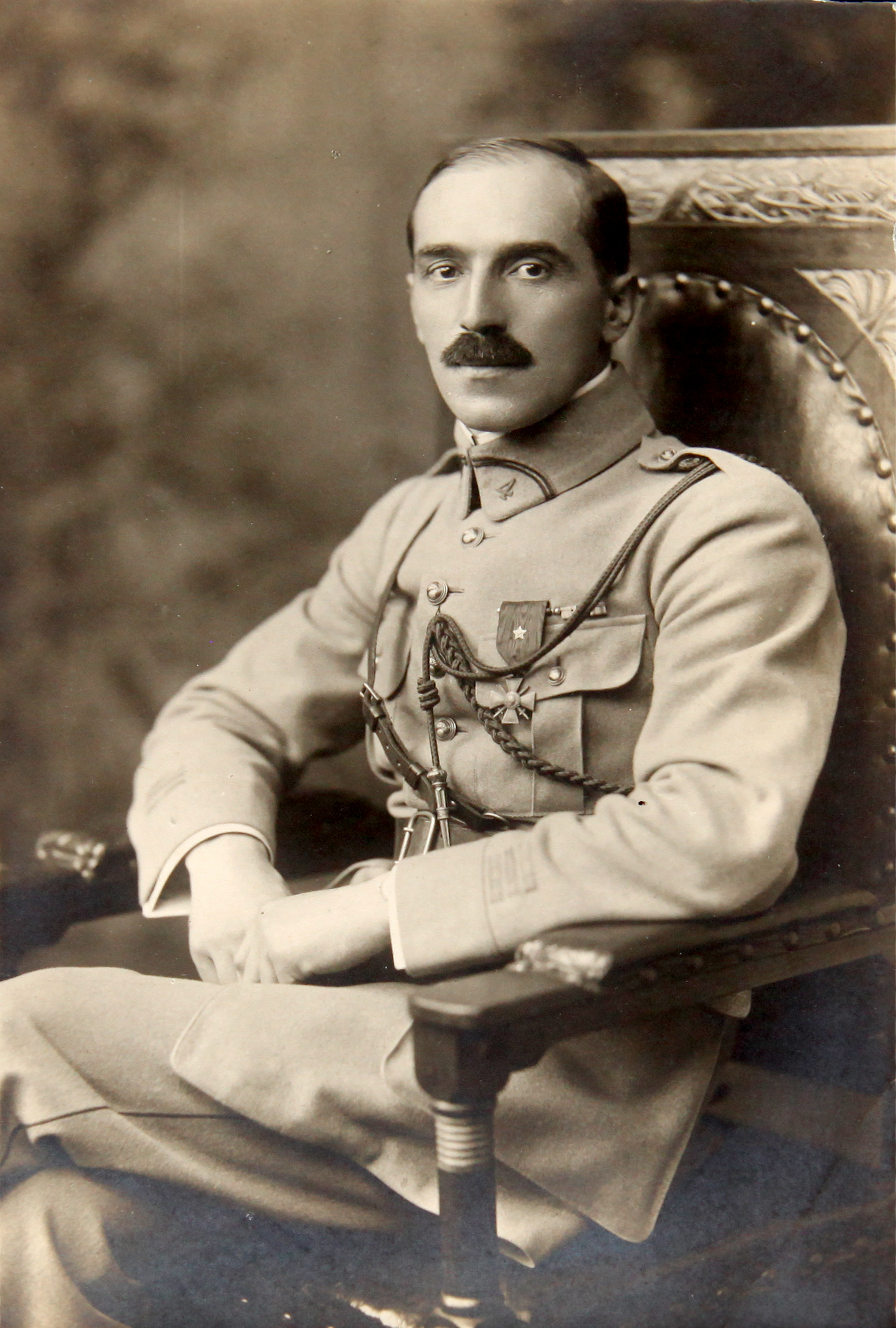
Mle1913を着用した第4歩兵連隊（フランス語版）所属の大尉（ピエール・ポール・ボンヌフォン（フランス語版）、1919年7月）
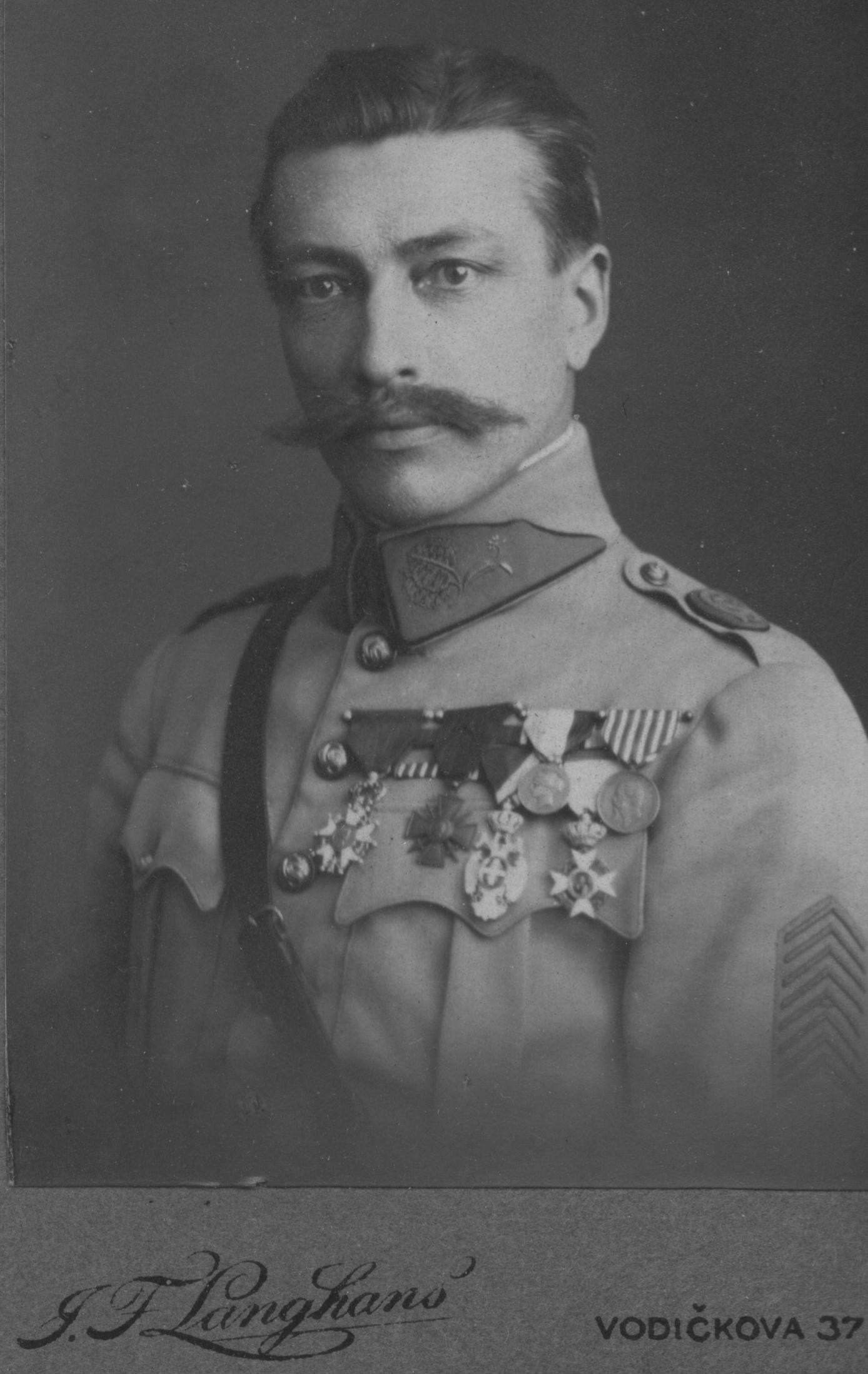
Mle1913を着用した将校（1922年）
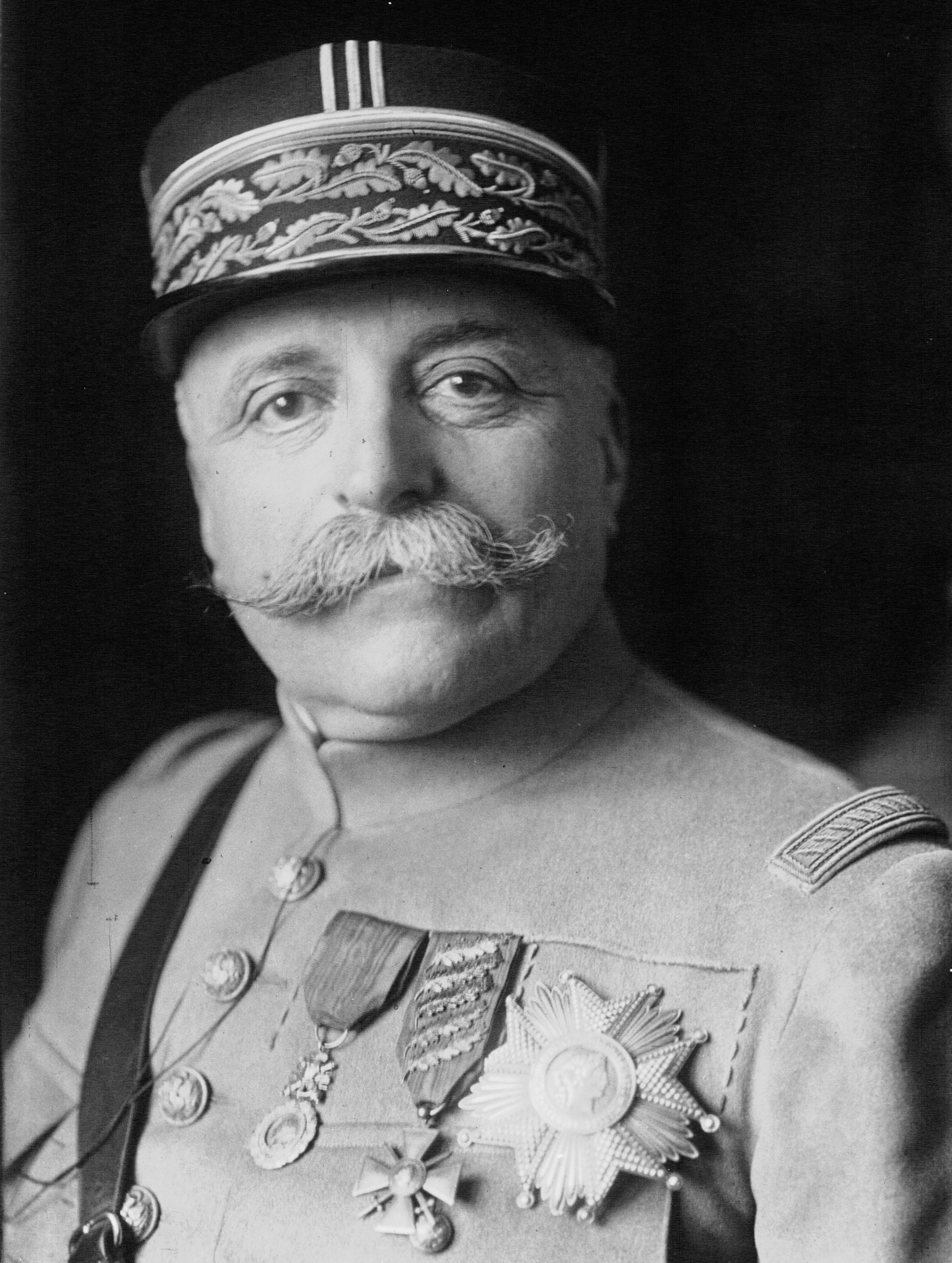
Mle1913を着用した陸軍大将[54]。詰襟で肩章はショルダーストラップ型。アドルフ・ギヨーマ（フランス語版）（1921年）
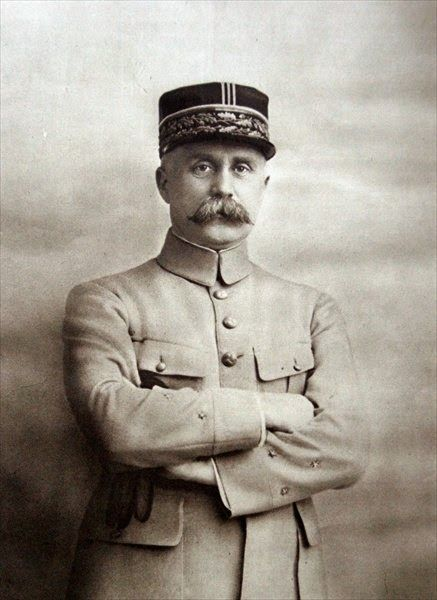
Mle1913を着用した陸軍中将[32]。折襟で肩章がない。フィリップ・ペタン（1918年）
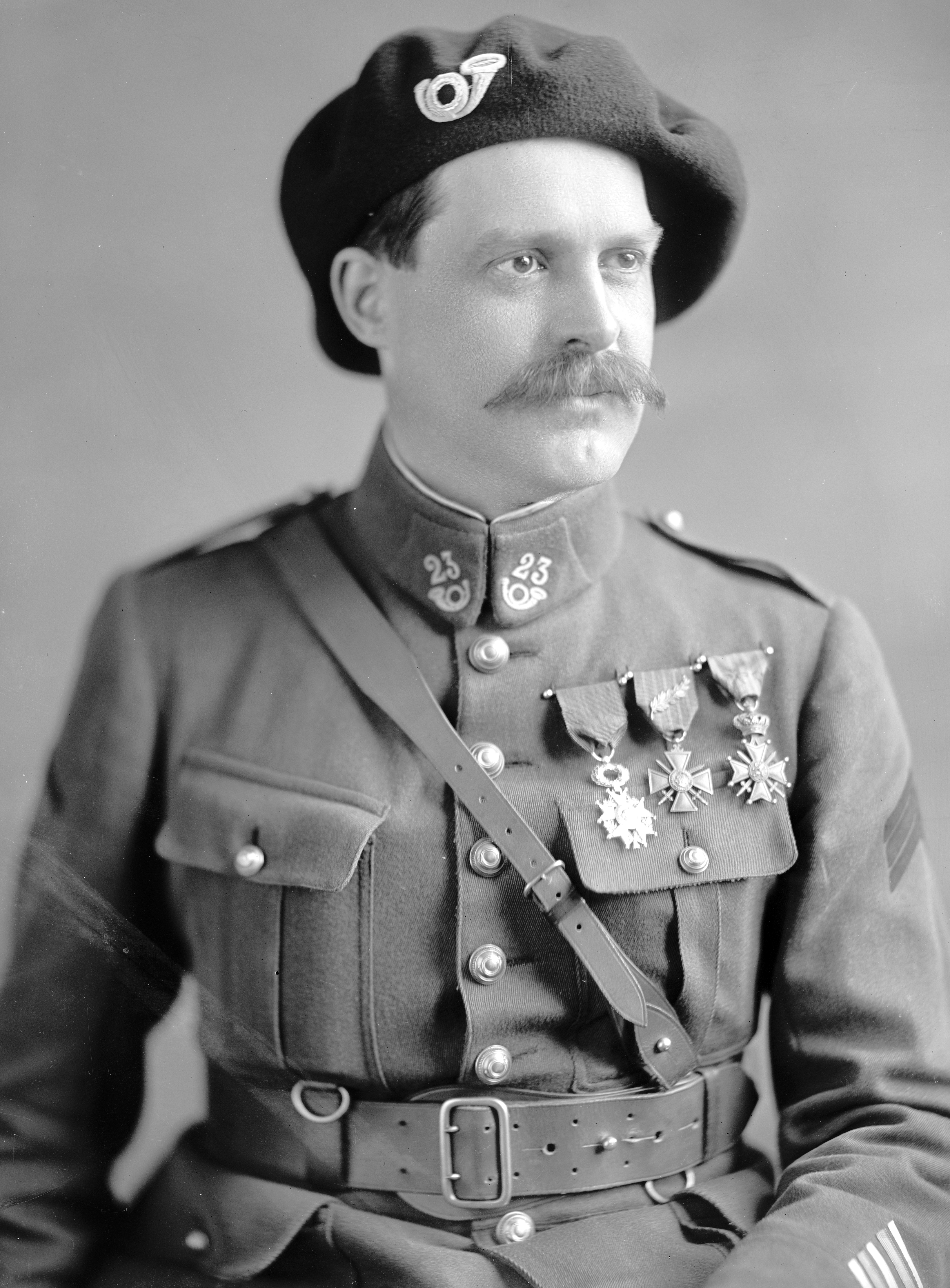
Mle1913を着用した第23アルペン猟兵大隊長たる中佐（ジャン・ファブリ（フランス語版）1910年代後半）
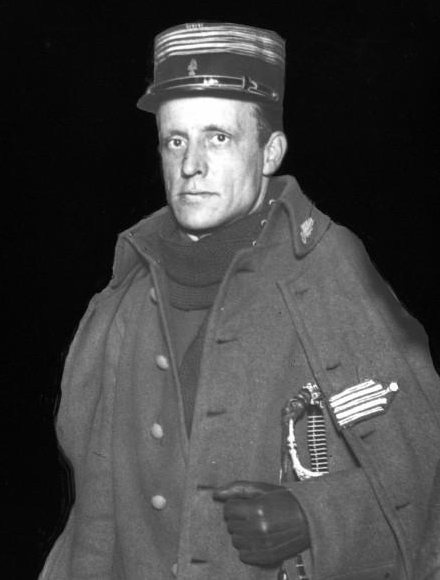
外套着用の外人部隊佐官（ペピーノ・ガリバルディ（フランス語版）、1915年）

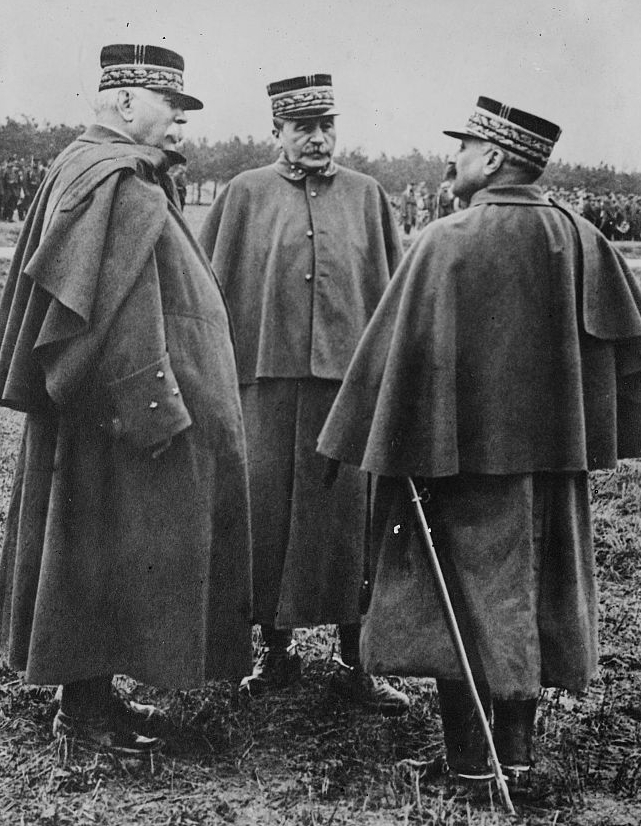
Mle1872外套を羽織った将官。襟および袖に階級章がついている（1920年代）
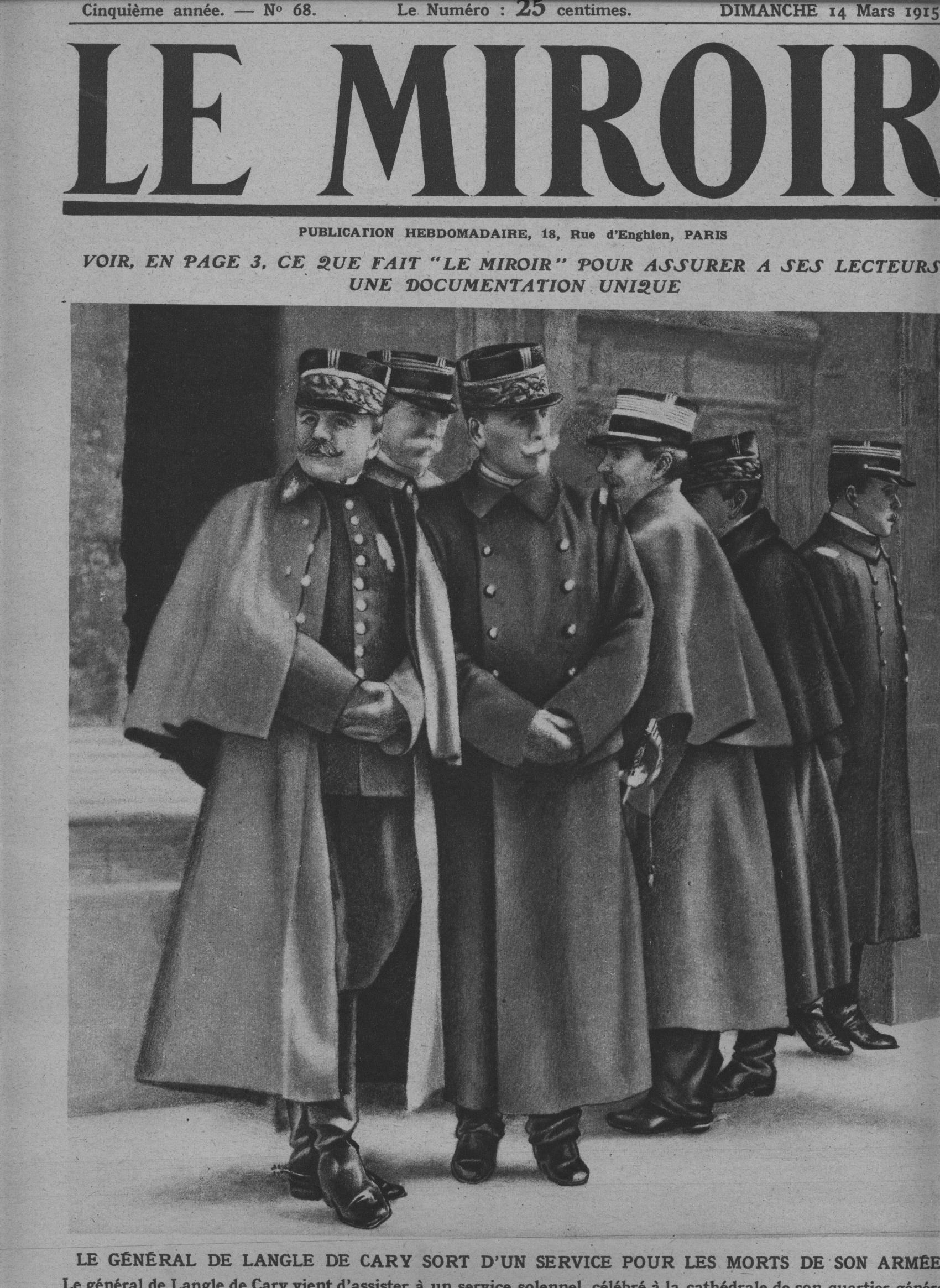
同じく外套を羽織った将官ら。中央及び右端の将官はチェスターフィールドコートであり、階級章は肩のみとなっている（1915年）
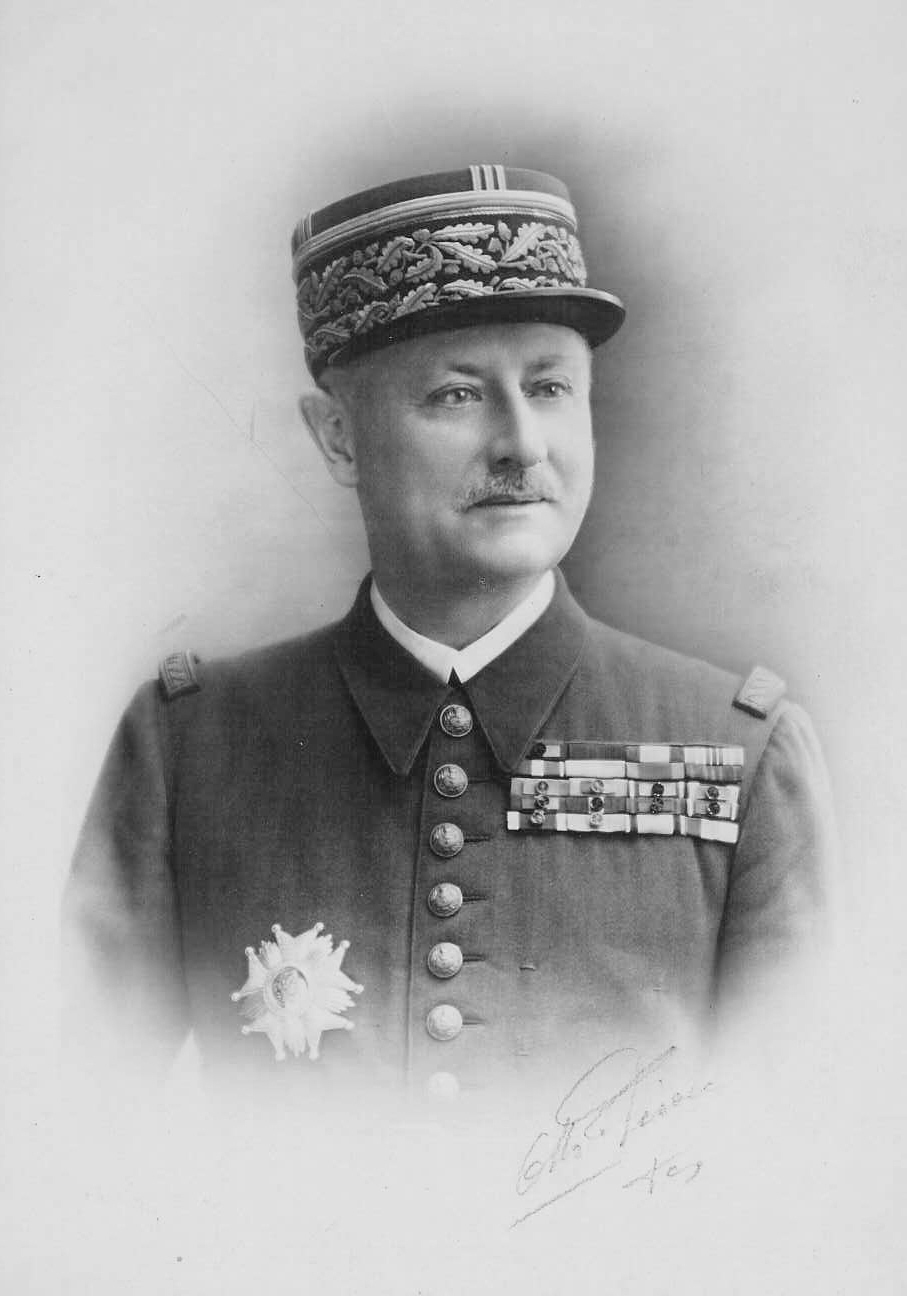
折襟の上衣を着用した将官。肩章はショルダーストラップ型。ポール・アザン（fr）（1936年）
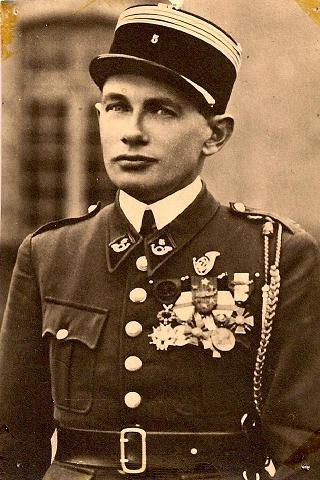
Mle1929を着用した第5猟兵大隊（フランス語版）大隊長たる少佐（ジョルジュ・ジョニス（フランス語版）、1939年）
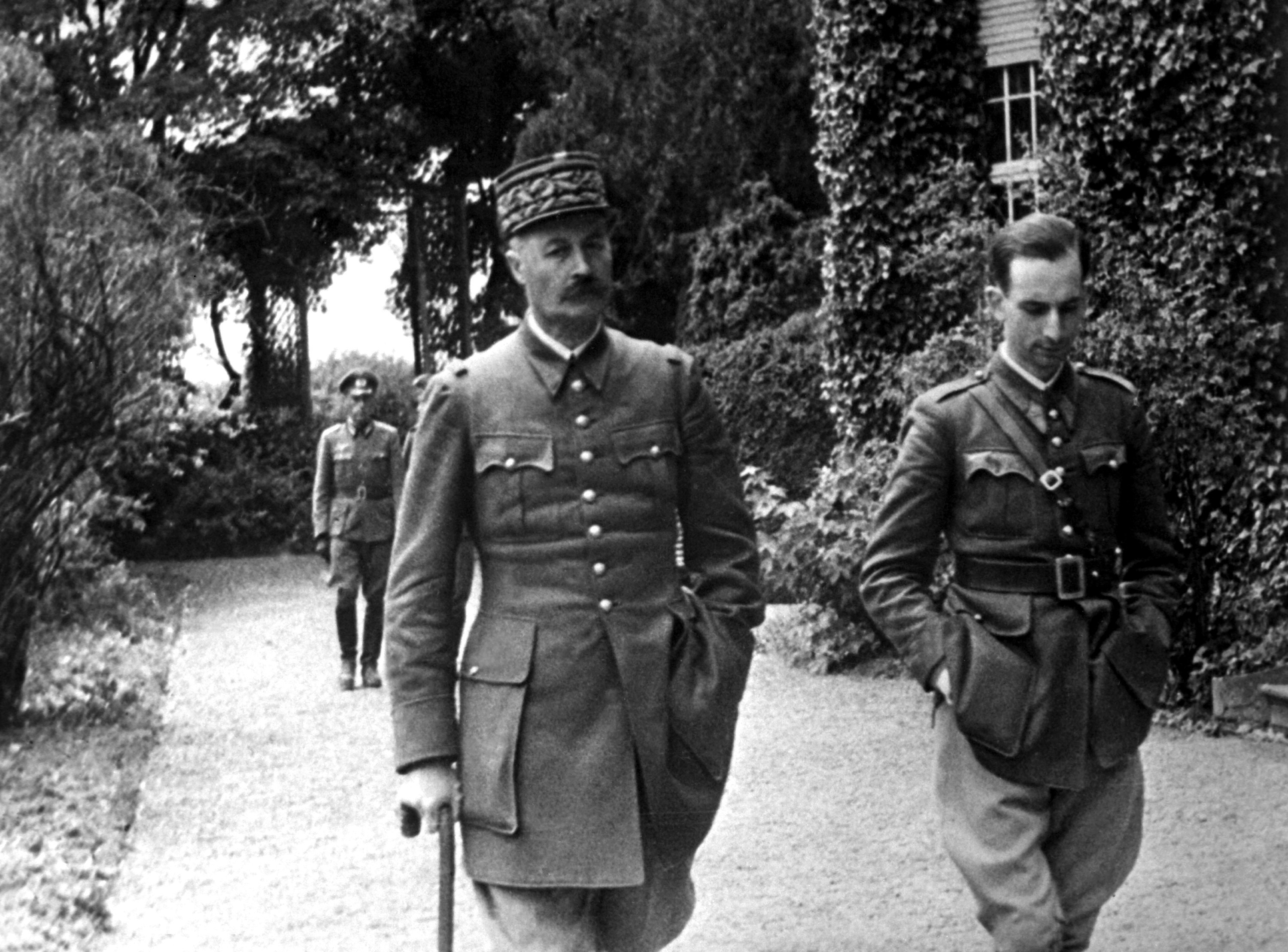
Mle1929を着用した将校（アンリ・ジロー、1940年）
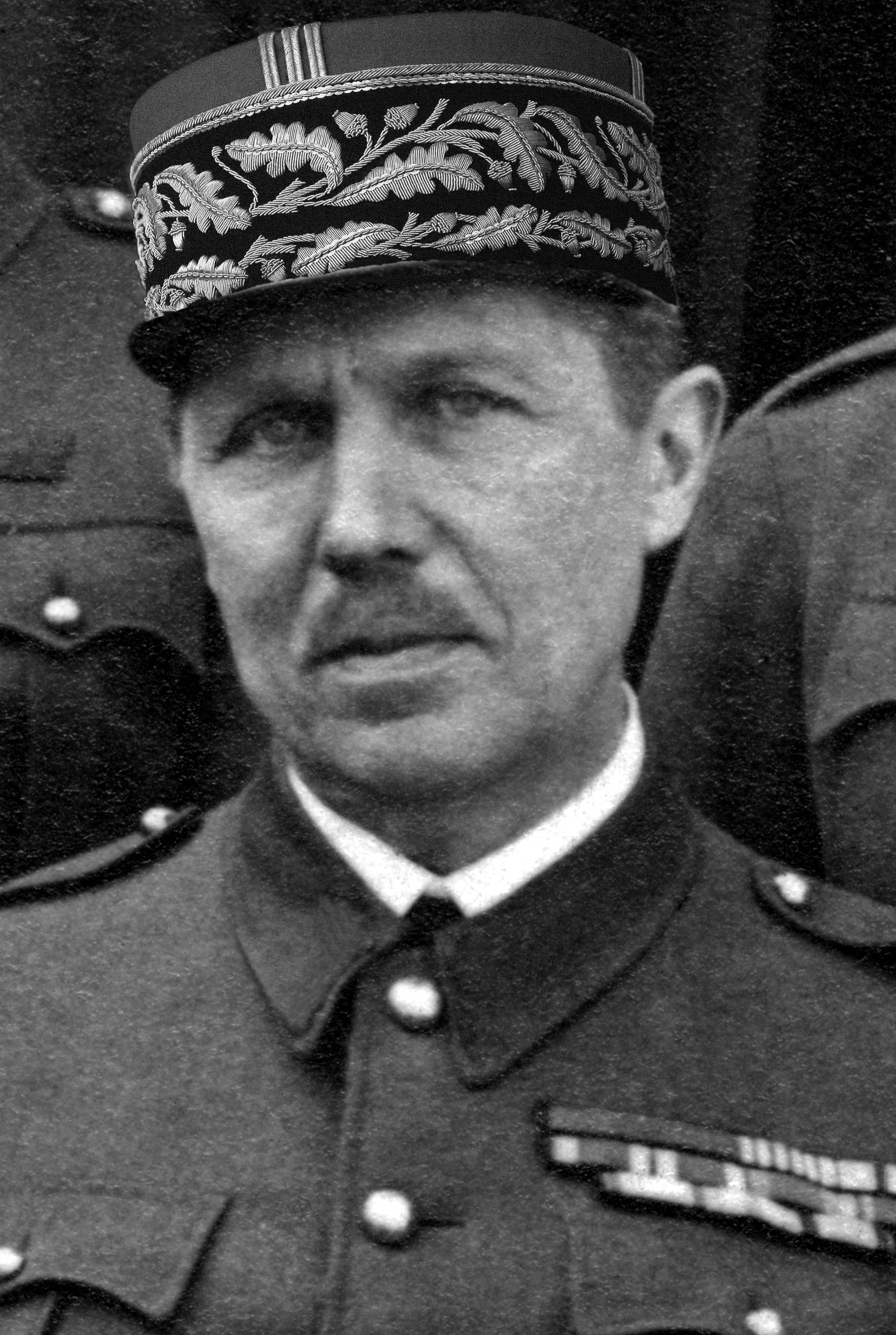
Mle1929上衣を着用した中将[32]。肩章はショルダーループ型。ガブリエル・ボーグレン（fr）
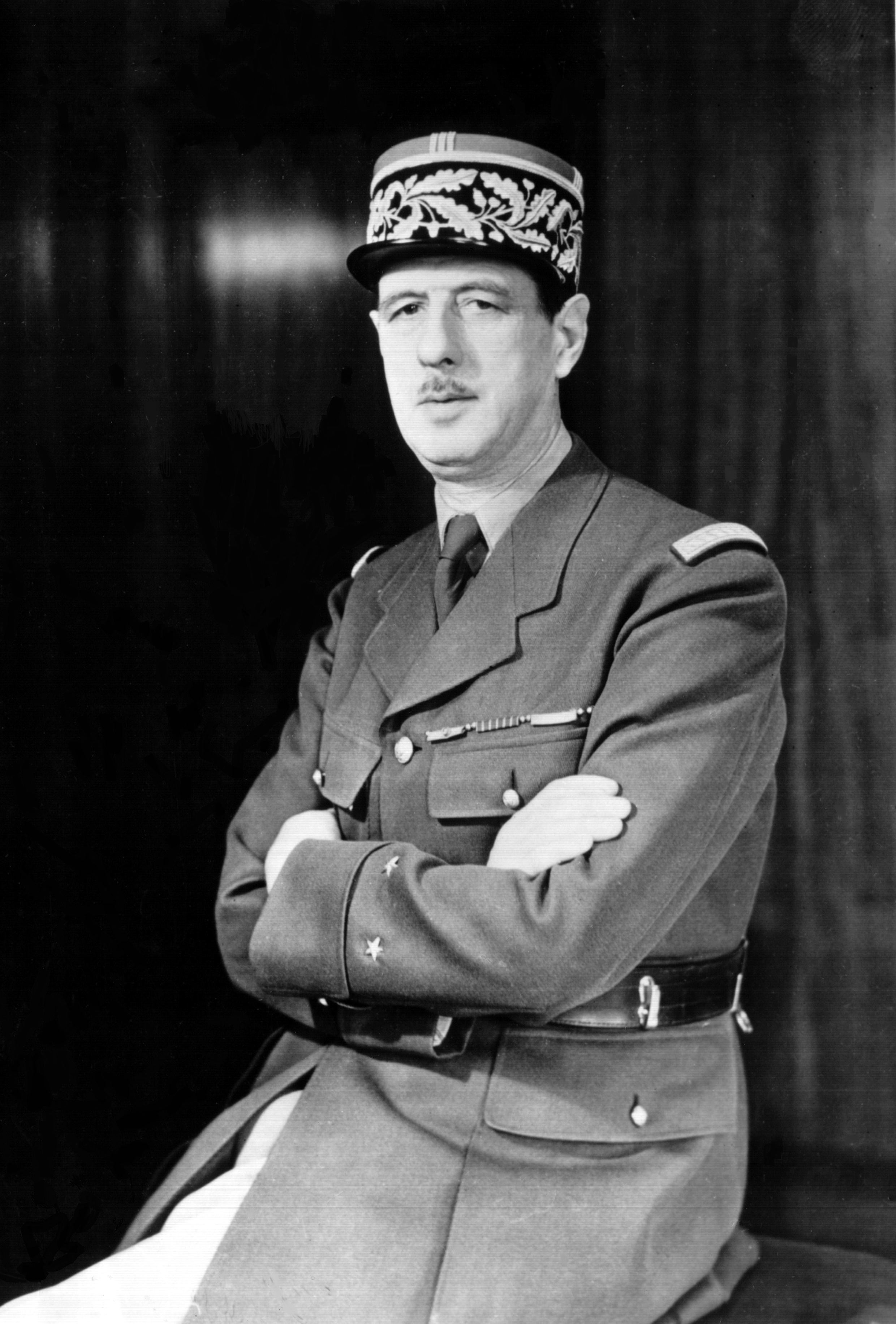
Mle1939上衣の陸軍少将[32]。シャルル・ド・ゴール（1942年）
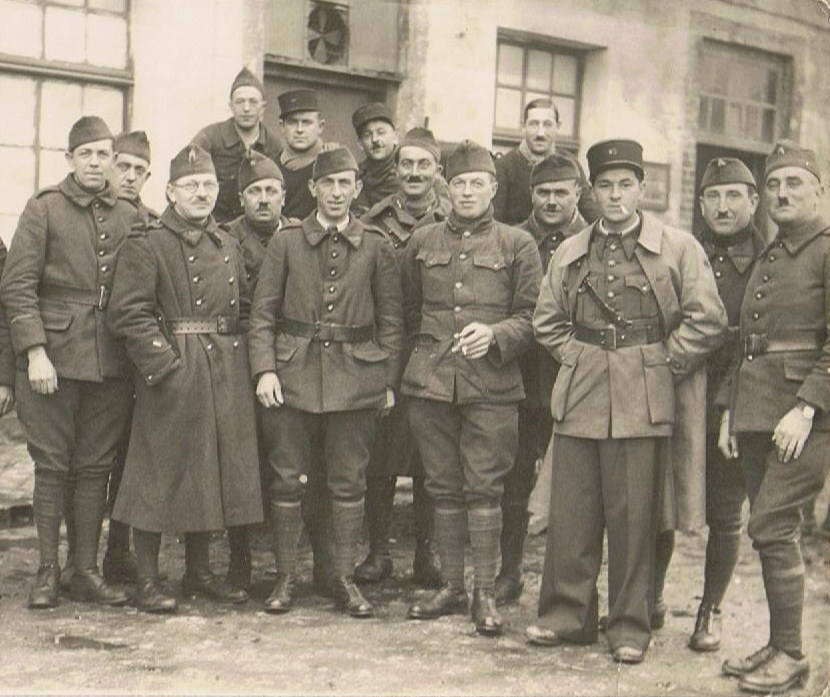
まやかし戦争に参戦した将兵。将校（煙草をくわえた人物、アンドレ・パヤン中尉）を除き、Mle1920/35を着用。
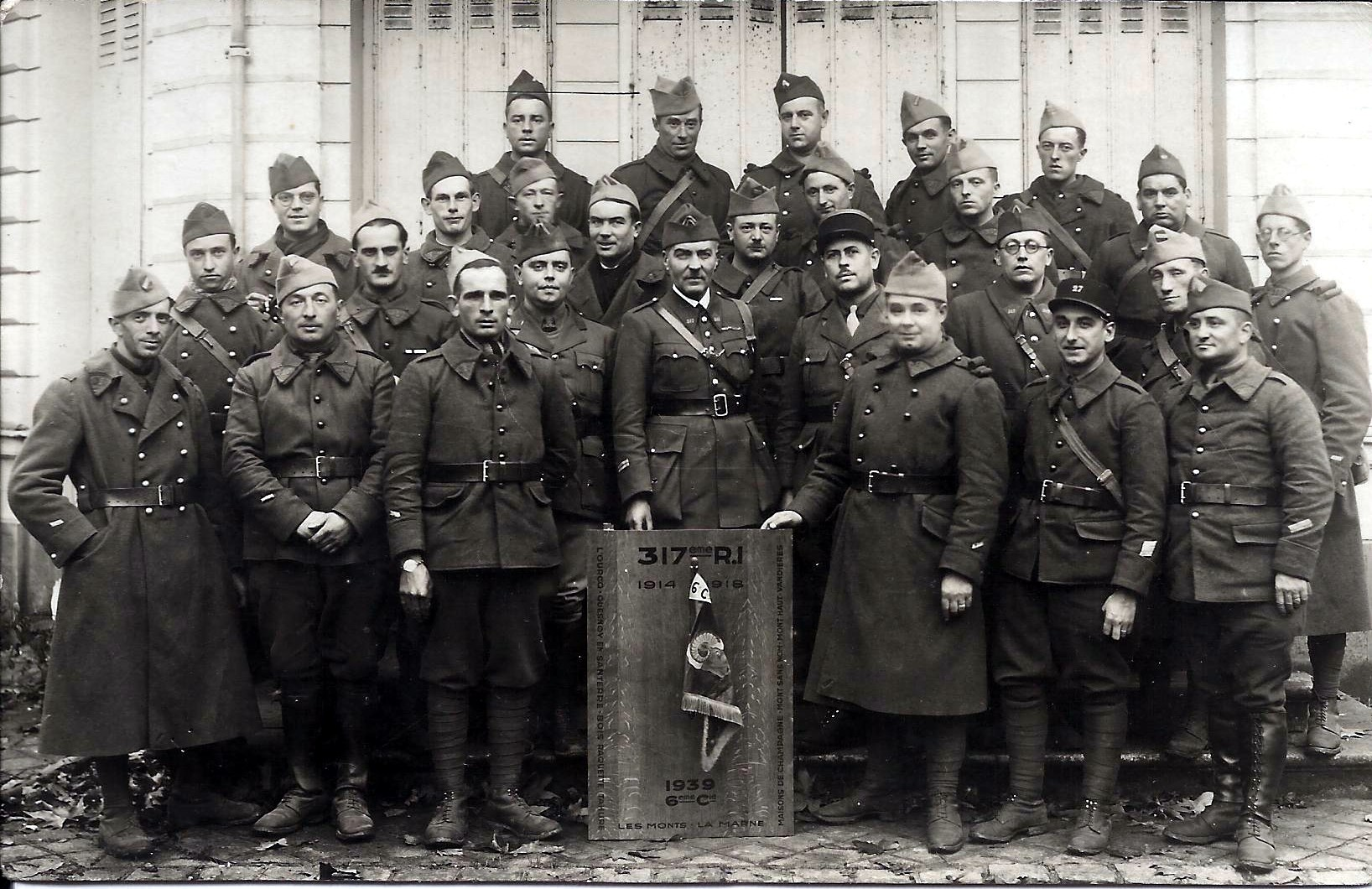
1939年
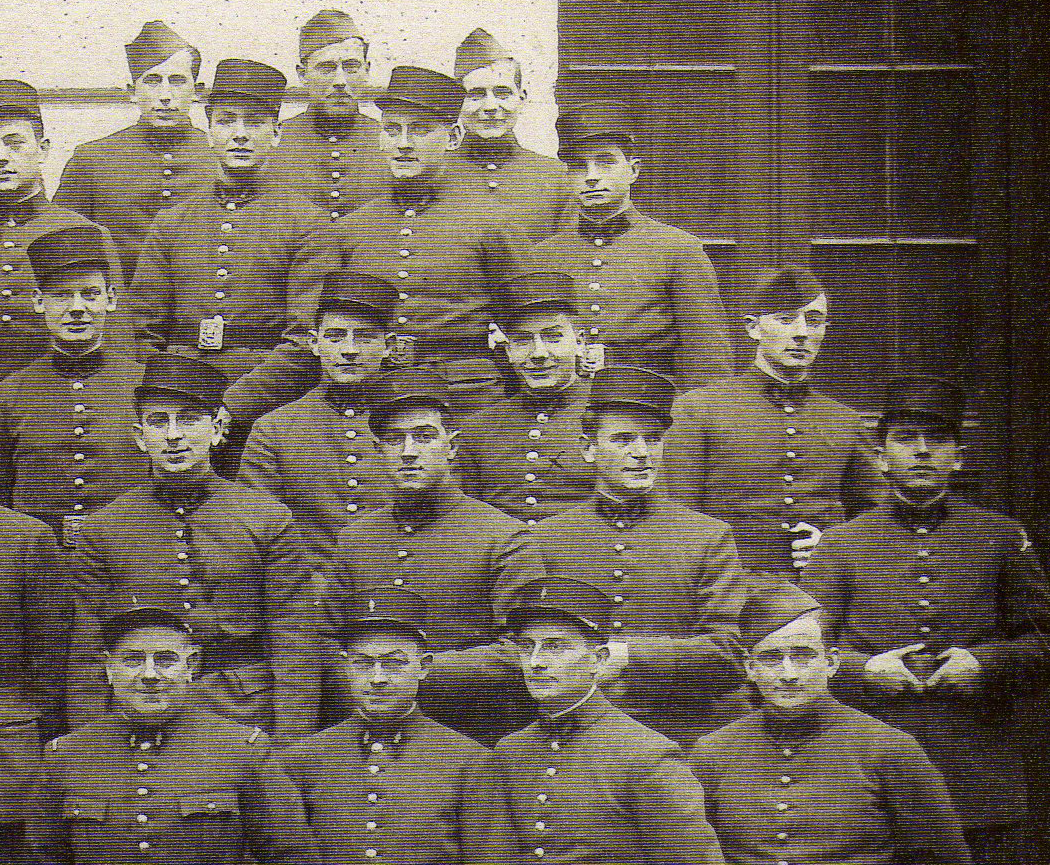
1941年
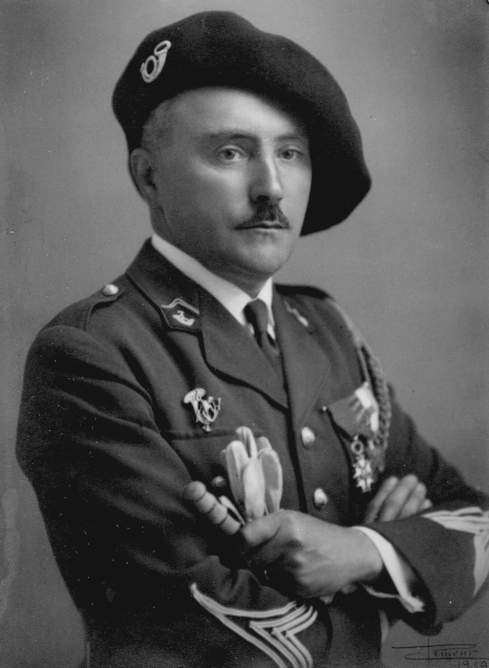
Mle1939上衣の第7アルペン猟兵大隊長たる少佐（1939年）
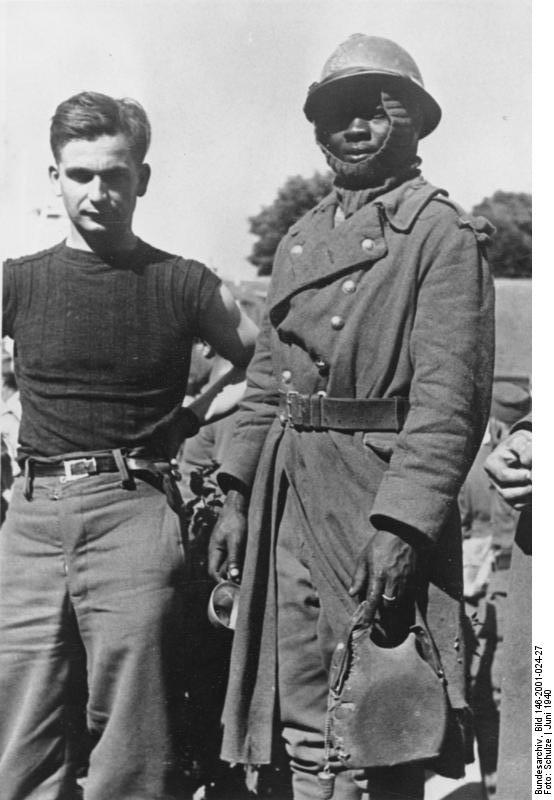
1940年6月
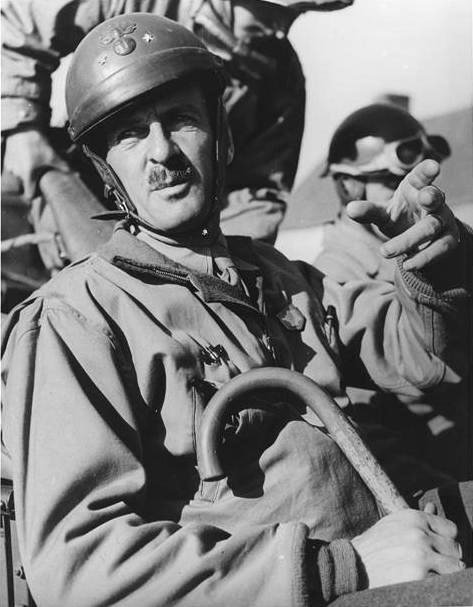
Mle1935車両部隊用ヘルメットを被った少将[32]（フィリップ・ルクレール、1944年）
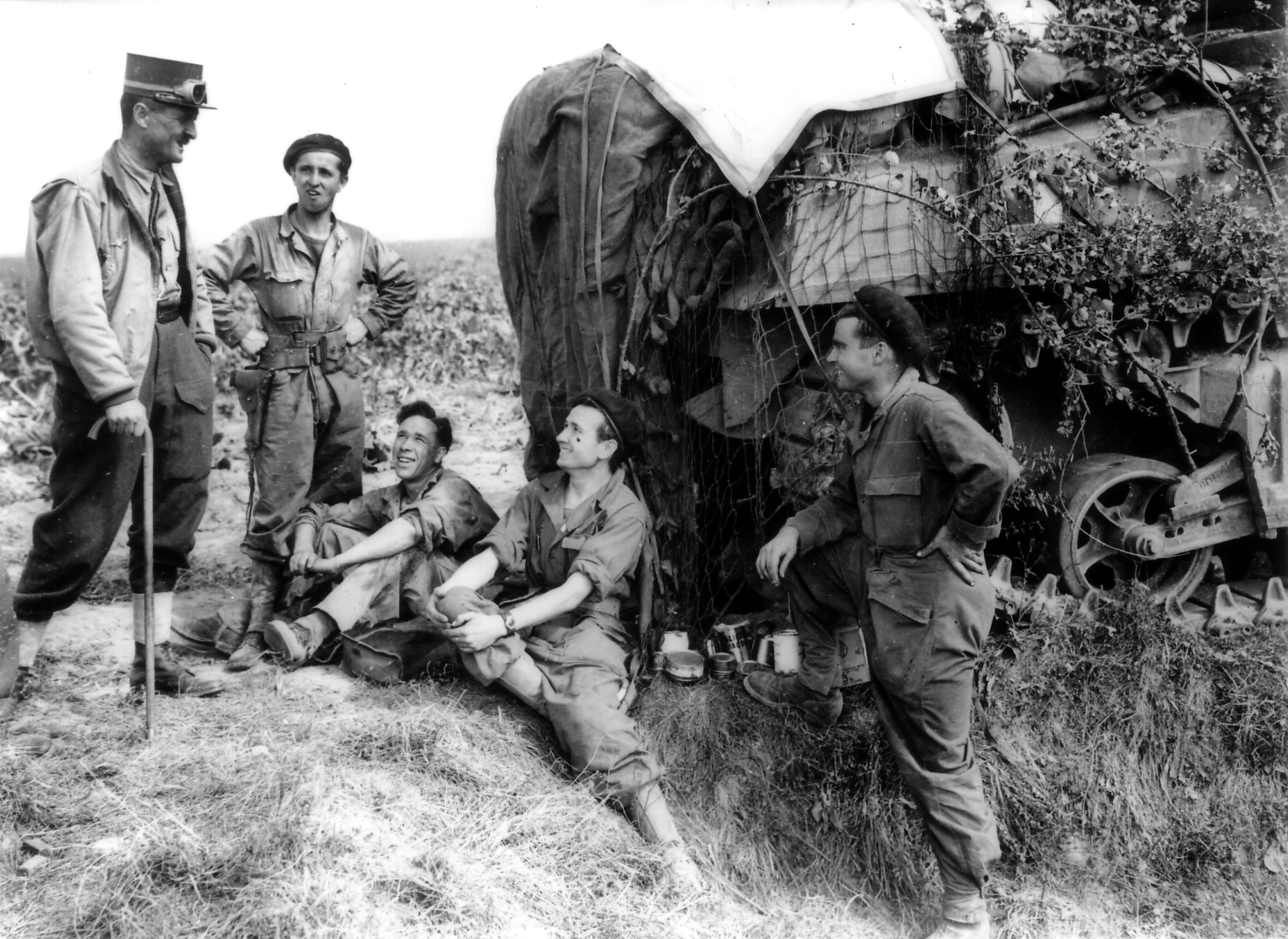
第501戦車連隊の所属たる戦車部隊要員（1944年ごろ）
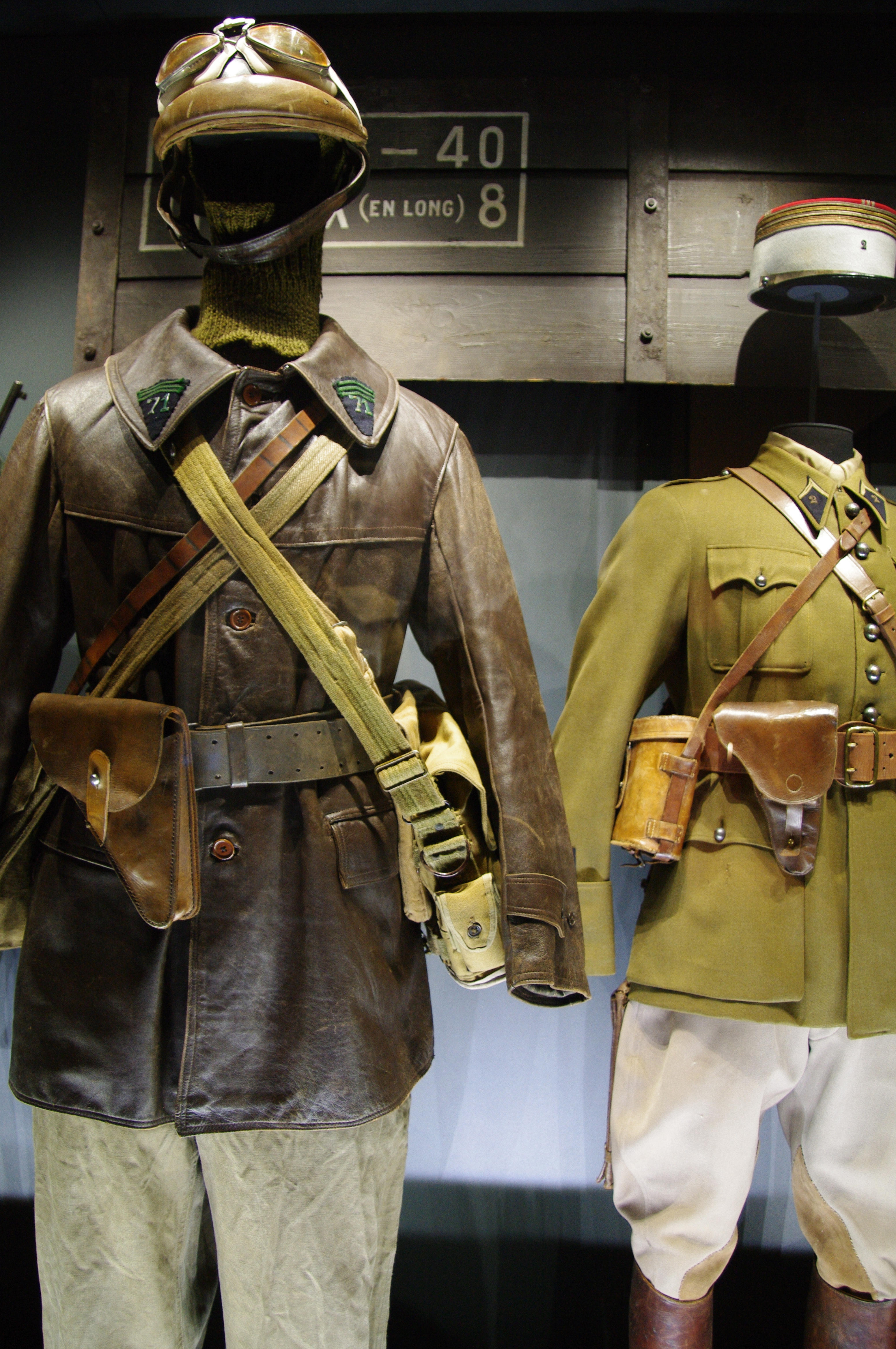
オートバイ兵用装備。襟章は第2驃騎兵連隊より抽出された第71歩兵師団偵察部隊（フランス語版）の所属であることを示す。
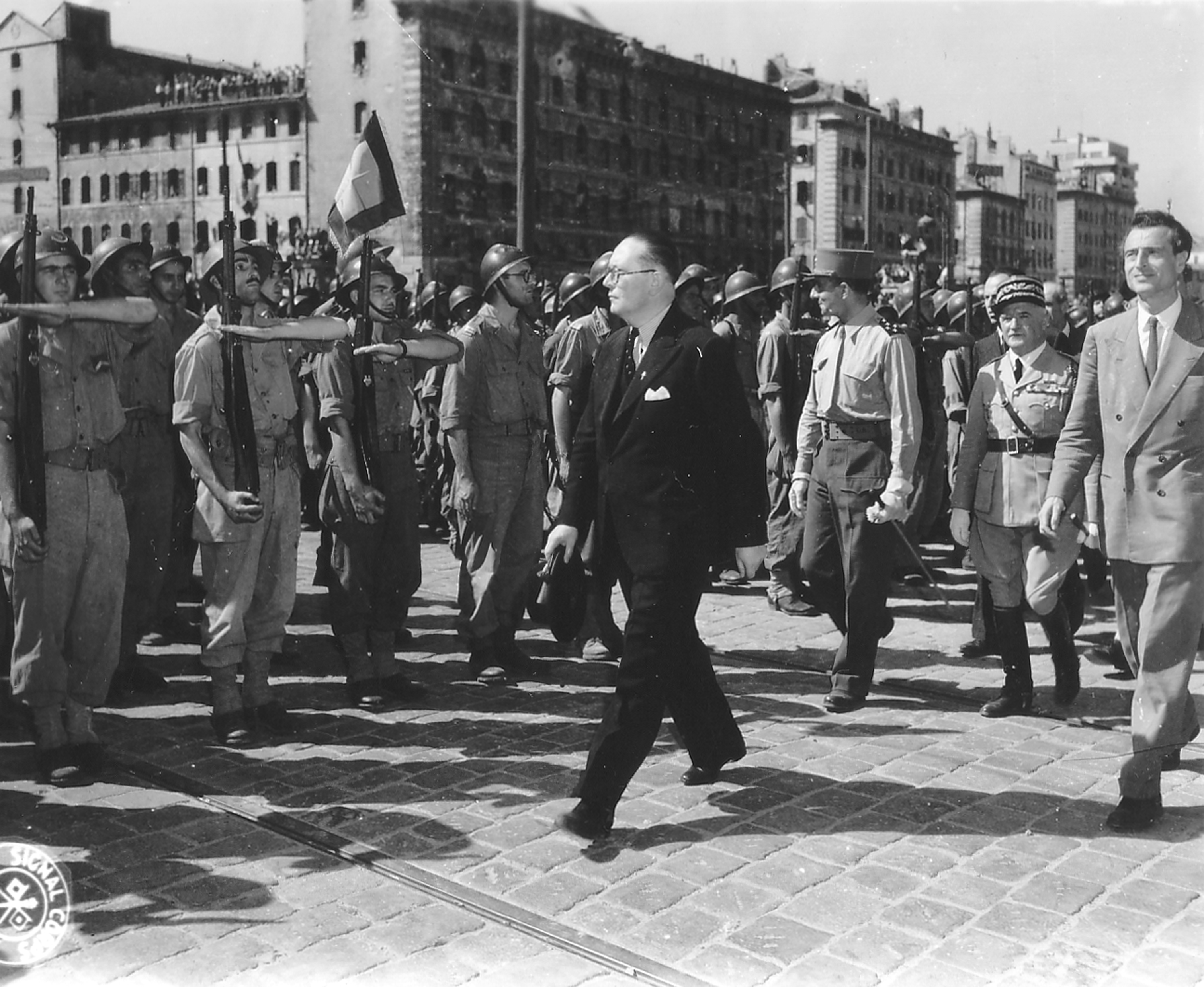
1944年8月29日
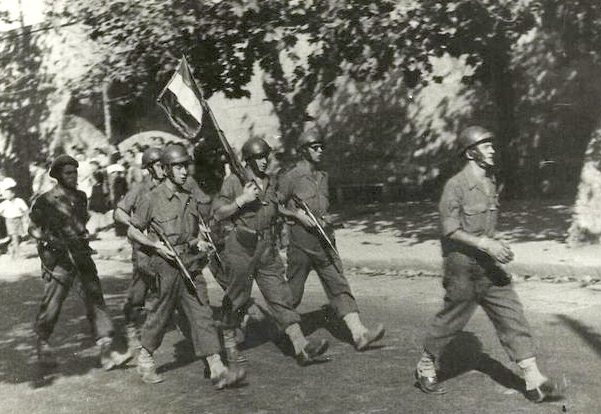
第1強襲空挺大隊（フランス語版）将兵（1943年）
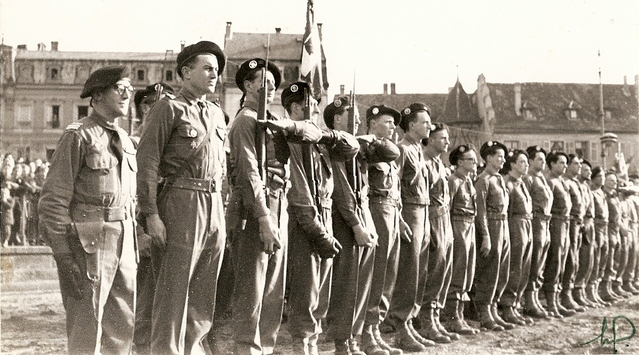
第1強襲空挺大隊将兵（1945年2月）
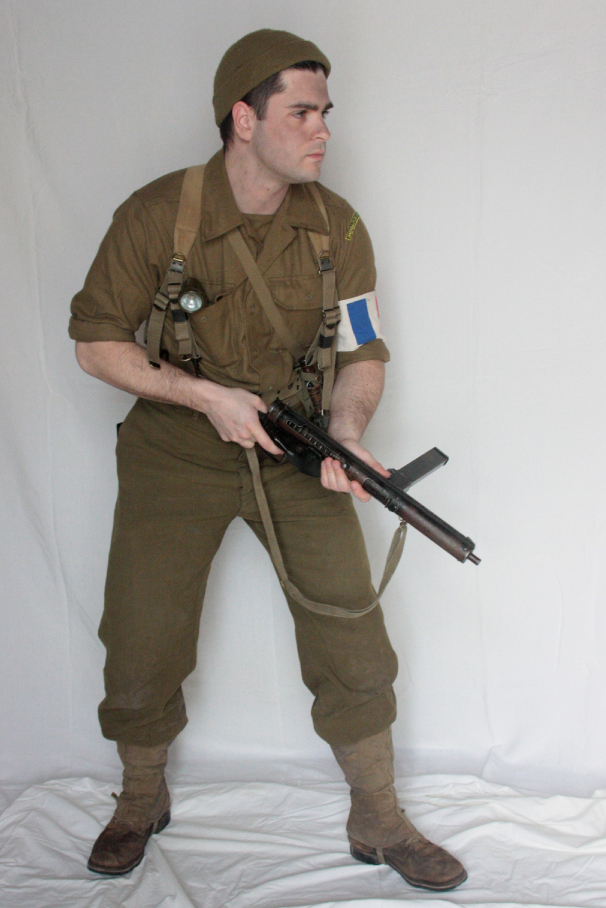
第1強襲空挺大隊装備
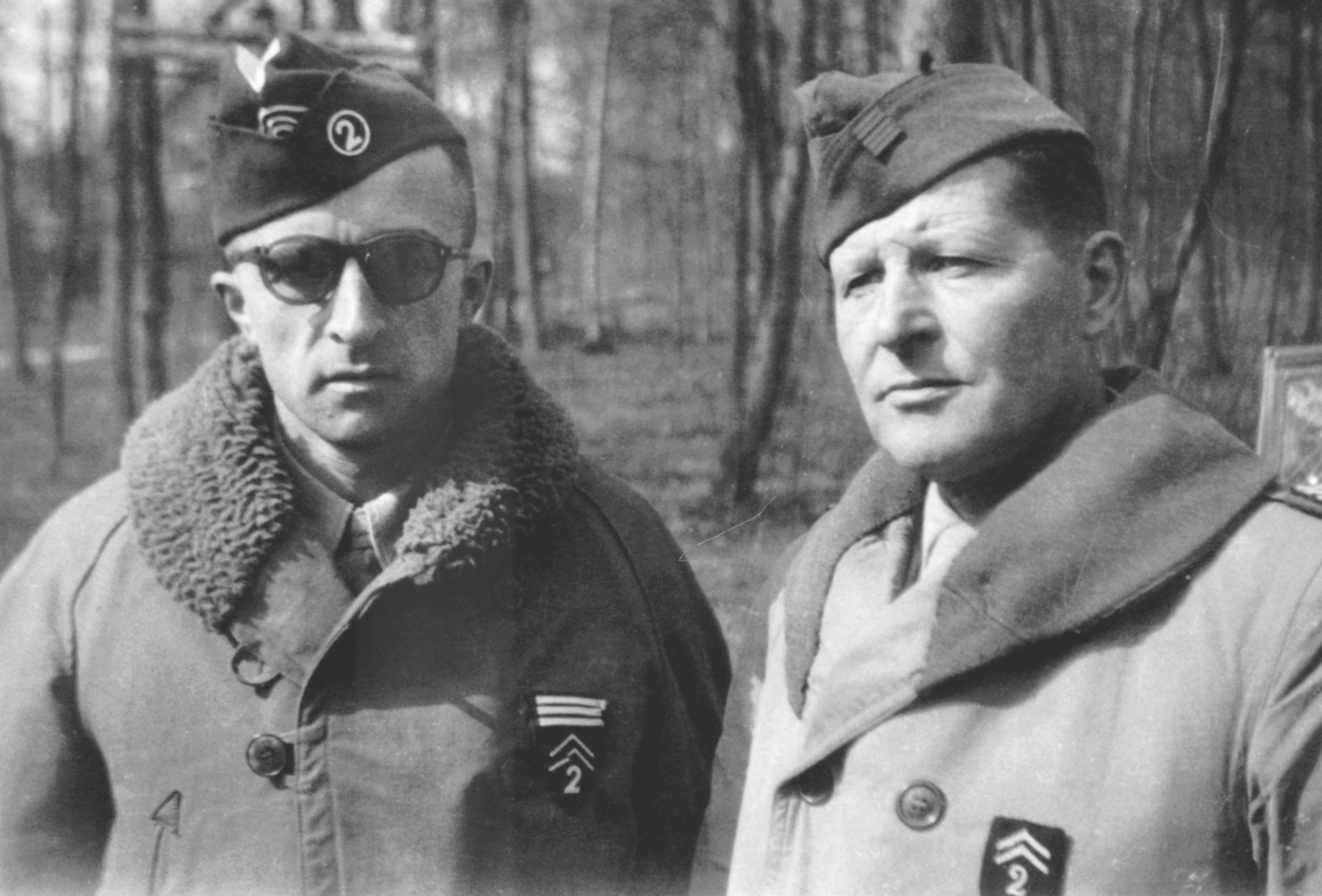
第2竜騎兵連隊 (フランス軍)の所属たる大尉と大佐（バーナーディン・ラウゲル（フランス語版）、1946年）
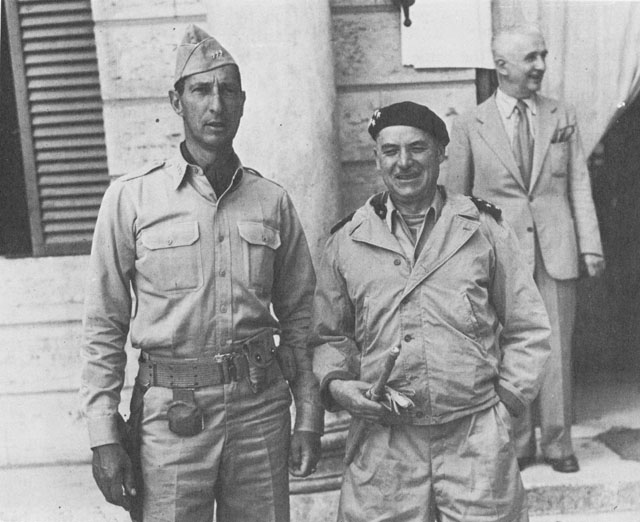
ベレー帽をかぶった自由フランス軍大将（アルフォンス・ジュアン（英語版）、1944年7月）

### 第二次大戦後
戦後、制服は従来の様式を留めつつも戦闘服は機能化が進められ、米英式の被服を導入した。例えば1947年には、アイクジャケット型の将校勤務服を導入しているほか、戦闘服でも米軍式のフィールドジャケットや空挺降下服、ヘルメットを導入。リザード迷彩の空挺部隊が60年代に様々な政治的汚点を残したことから一般部隊への迷彩配備は遅れていたが、90年代以降CE迷彩を使用したF2迷彩服やT3迷彩服が導入された。
制服
夏季型のT21と冬季型のT22がある。女性はダブルブレストでポーラーハットとなる。

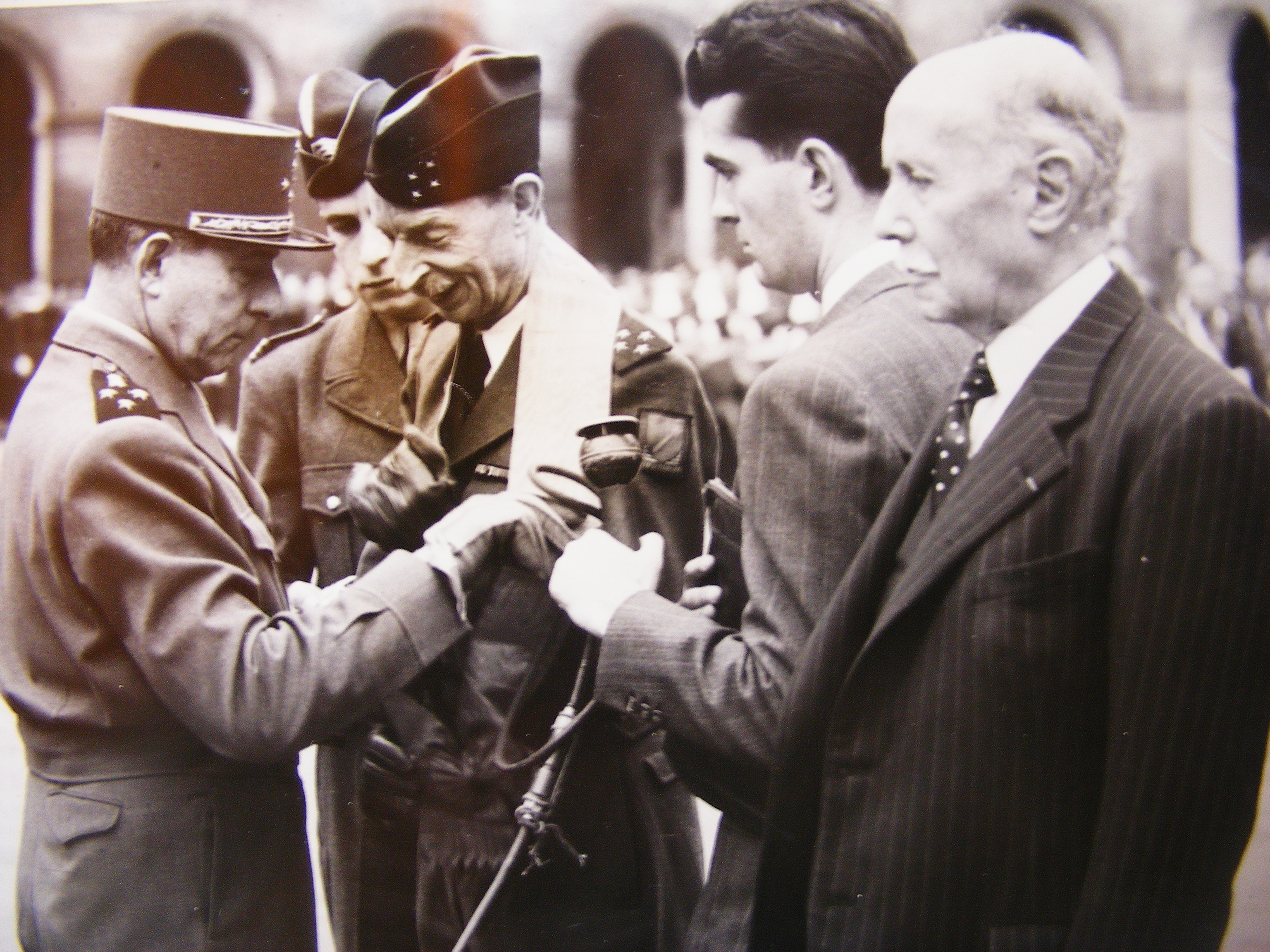
1947年
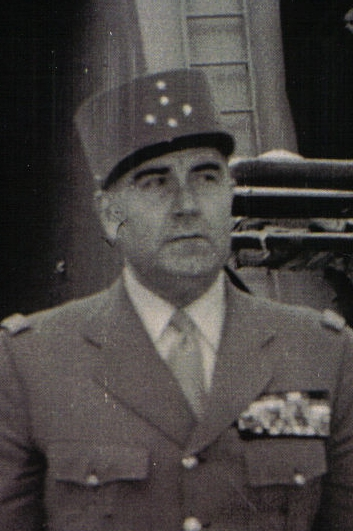
陸軍大将。ポール・グロッサン（フランス語版）、1956年）
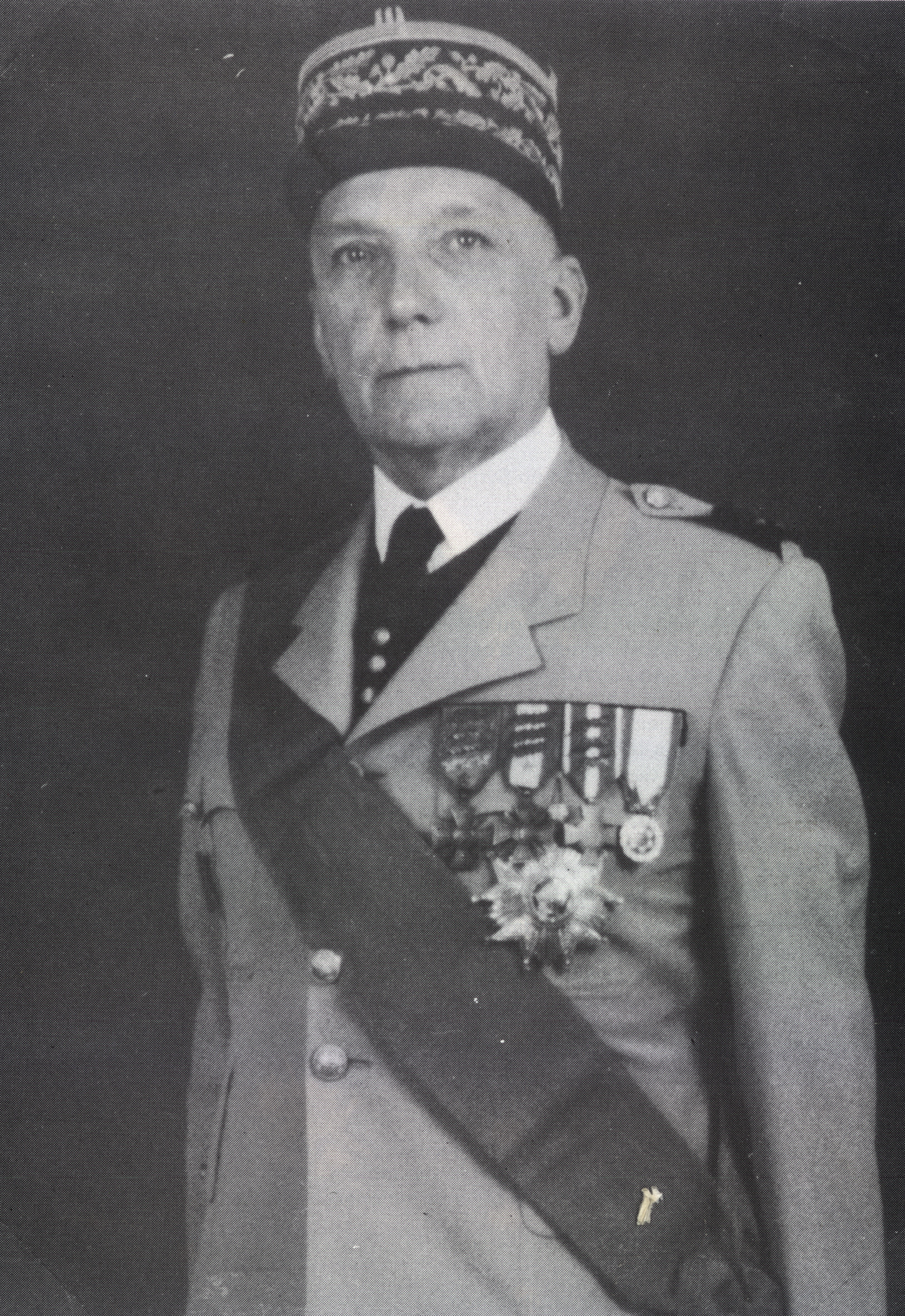
（ジャン・オリー（フランス語版）、1950年代）
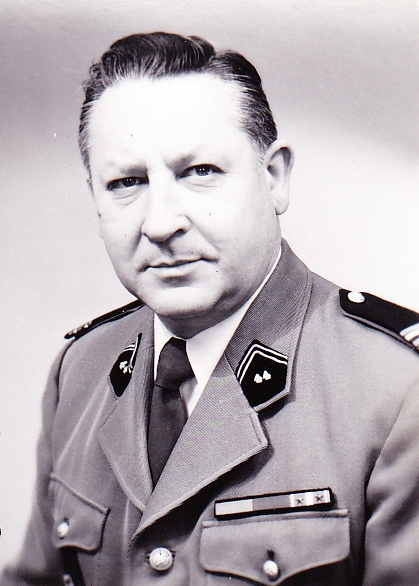
中佐（1975年）
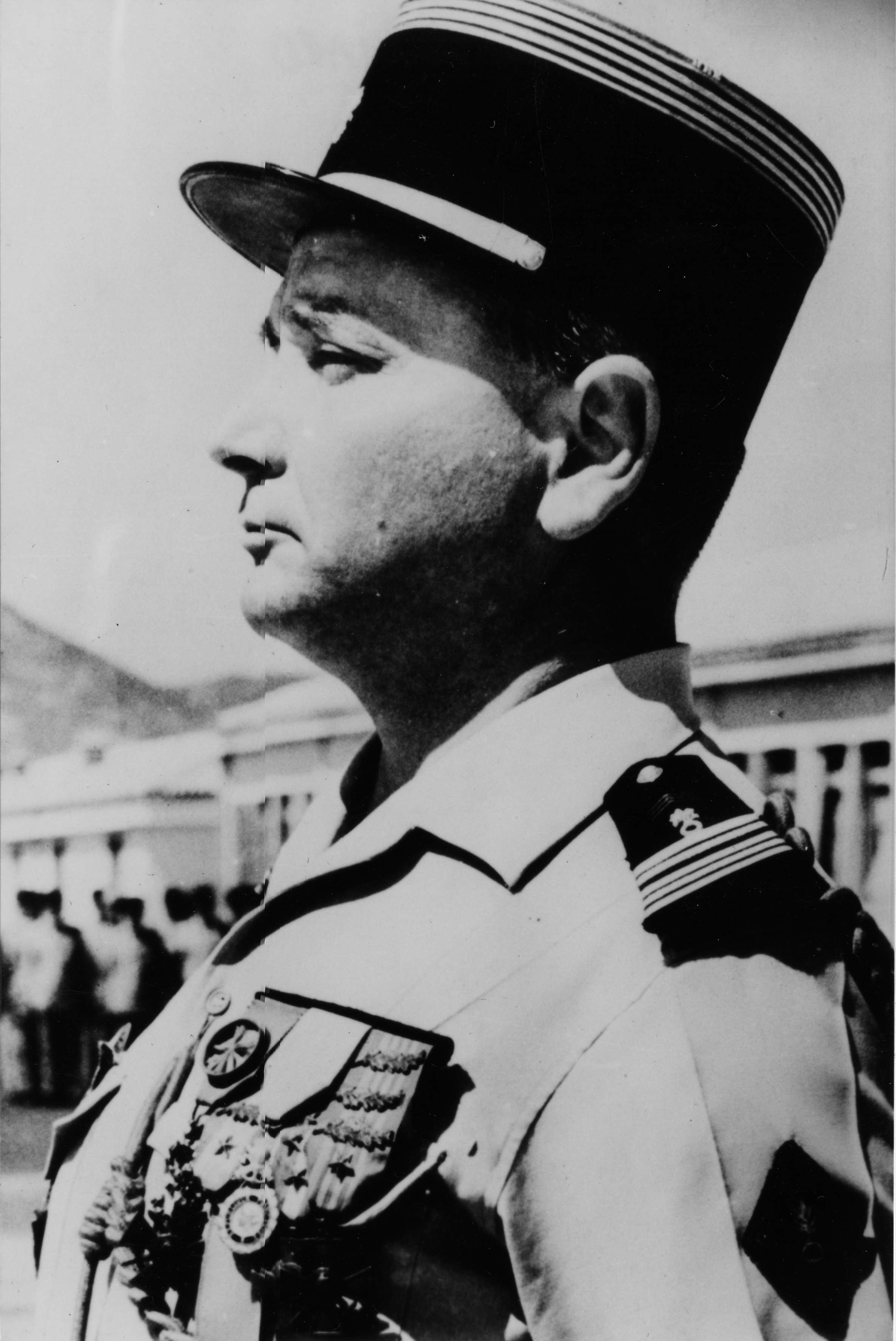
フランス外人部隊の大佐。アルノー・ド・フォイアール（1967年）
陸軍大将。ジャン＝ルイ・ジョルジュラン（fr）

戦闘服
一般部隊では1947年に米軍のM1943風のオリーブ色戦闘服を導入していたが、1967年に独自の戦闘服（素材から「サテン300」とも呼ばれる）を開発。このサテン300は丈が短く、襟が大きく折り返され、胸にジッパー止めの垂直スリットポケットが2つ付く。1980年改正でF1と呼称される。1980年代半ばより耐久性の向上、腰の絞り紐をゴム絞りに変更、襟裏のフラップの追加など改正されF2と呼ばれる。1994年、両脇腹部ポケット2点が廃止され、袖口がシャツカフス式となり現在に至る。また、2000年代からフェリンT3、2010年代からフェリンT4が導入された。
空挺部隊では、M1942ジャケットをベースにTAP47降下服を製作。51年、52年、53年、56年に細部変更が行われた。色はオリーブとリザード迷彩の2種類があった。南ベトナム軍へも供与された。また、ポケットのフラップ部分のボタンが隠し式となったTTA-47、第二次中東戦争期に米軍のM51を模して作られたMle1951迷彩服もあった。
ヘルメットも1951年よりM1型のヘルメットとなった。1956年に落下傘兵向けの派生型として顎紐等安定性を高めたモデルが開発された。1978年より、Mle1978ヘルメット（通称F1ヘルメット）を導入。しかしこれらのマンガン鉄鋼合金ヘルメットはユーゴスラビア紛争にて脆弱性が露見したため、ケプラーよりも強力なスペクトラ繊維を樹脂加工して作られたフリッツヘルメット型のSPECTRAヘルメット（通称F2ヘルメット）を導入。デンマーク、カナダ、ウクライナなどにも輸出されている。

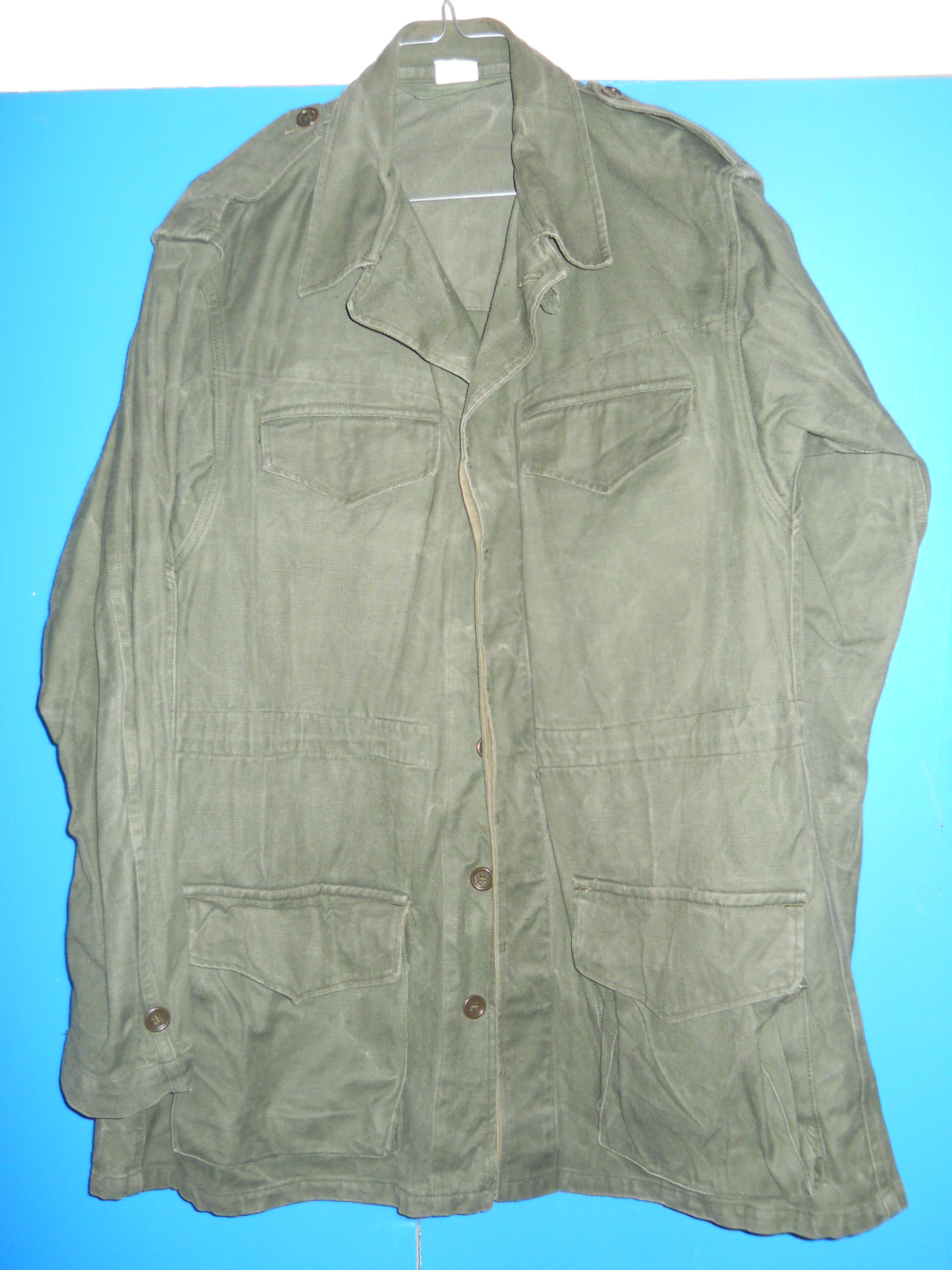
Mle47戦闘服
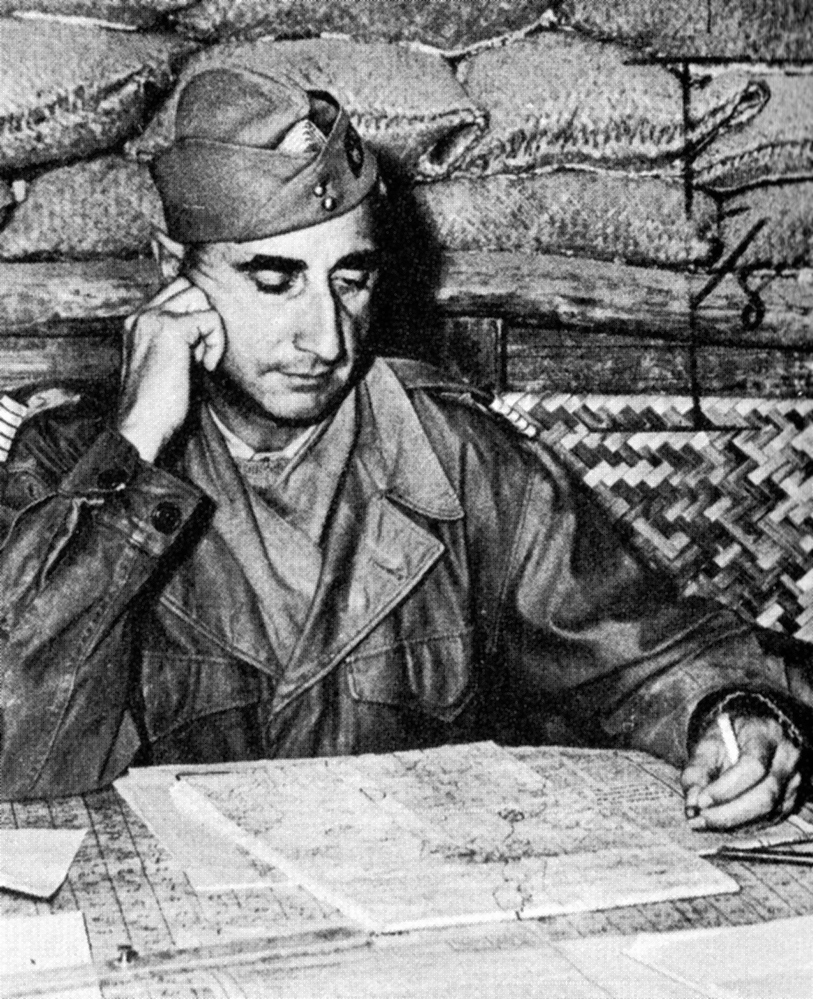
准将。（クリスティアン・ド・カストリ、1954年）
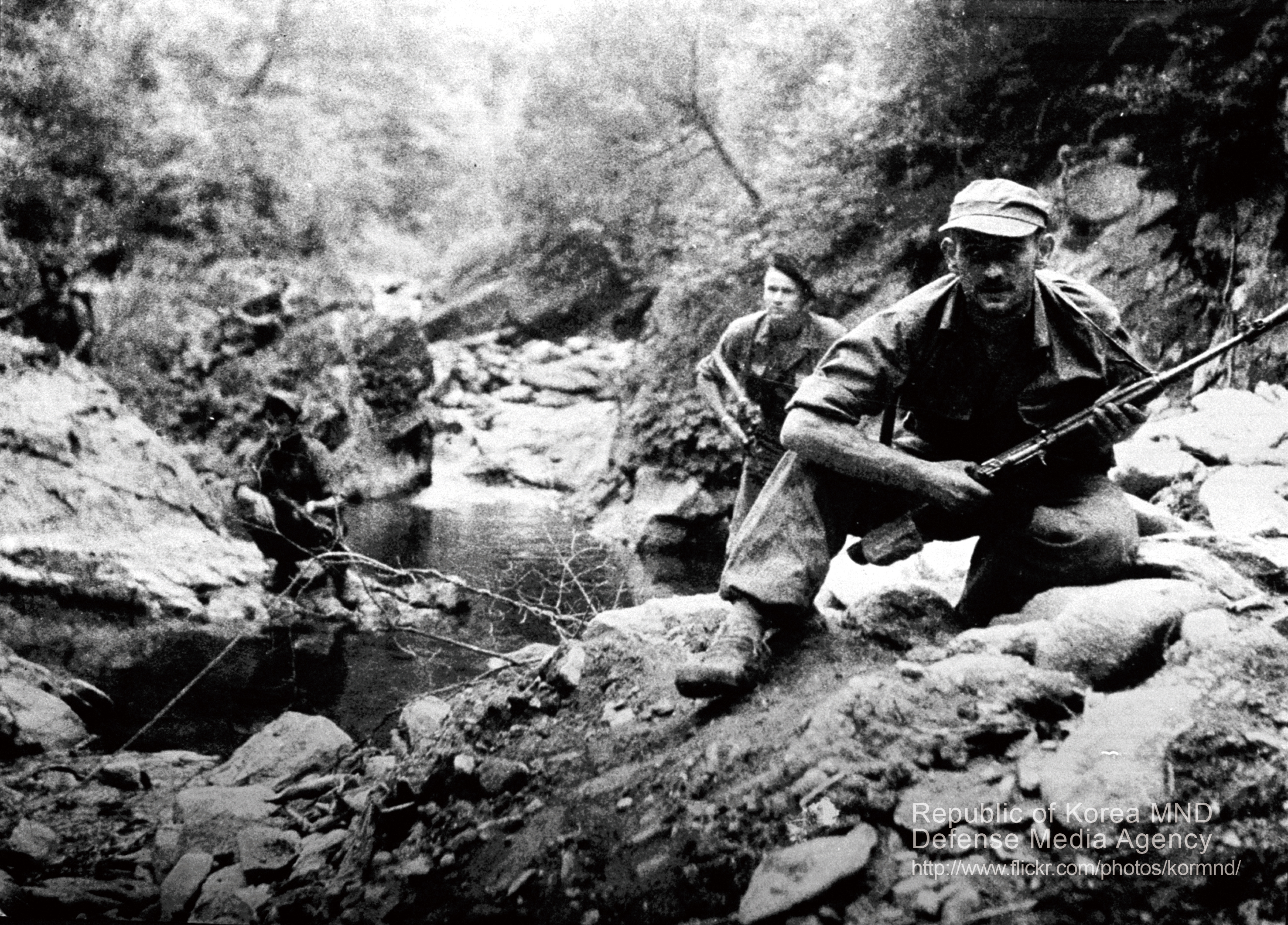
朝鮮戦争に参加した国連フランス大隊（フランス語版）兵士（1950年代）
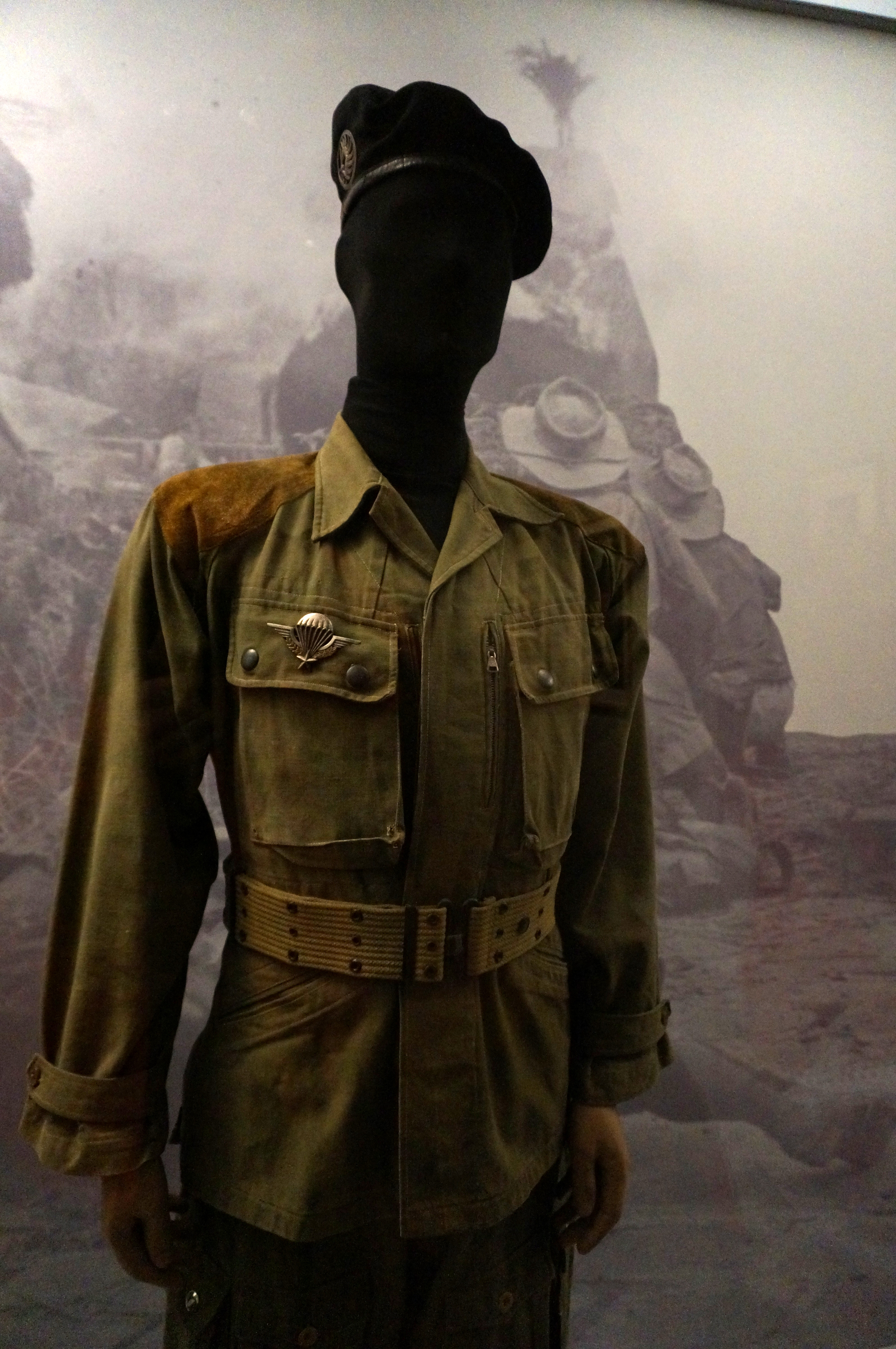
第10猟兵落下傘大隊（フランス語版）
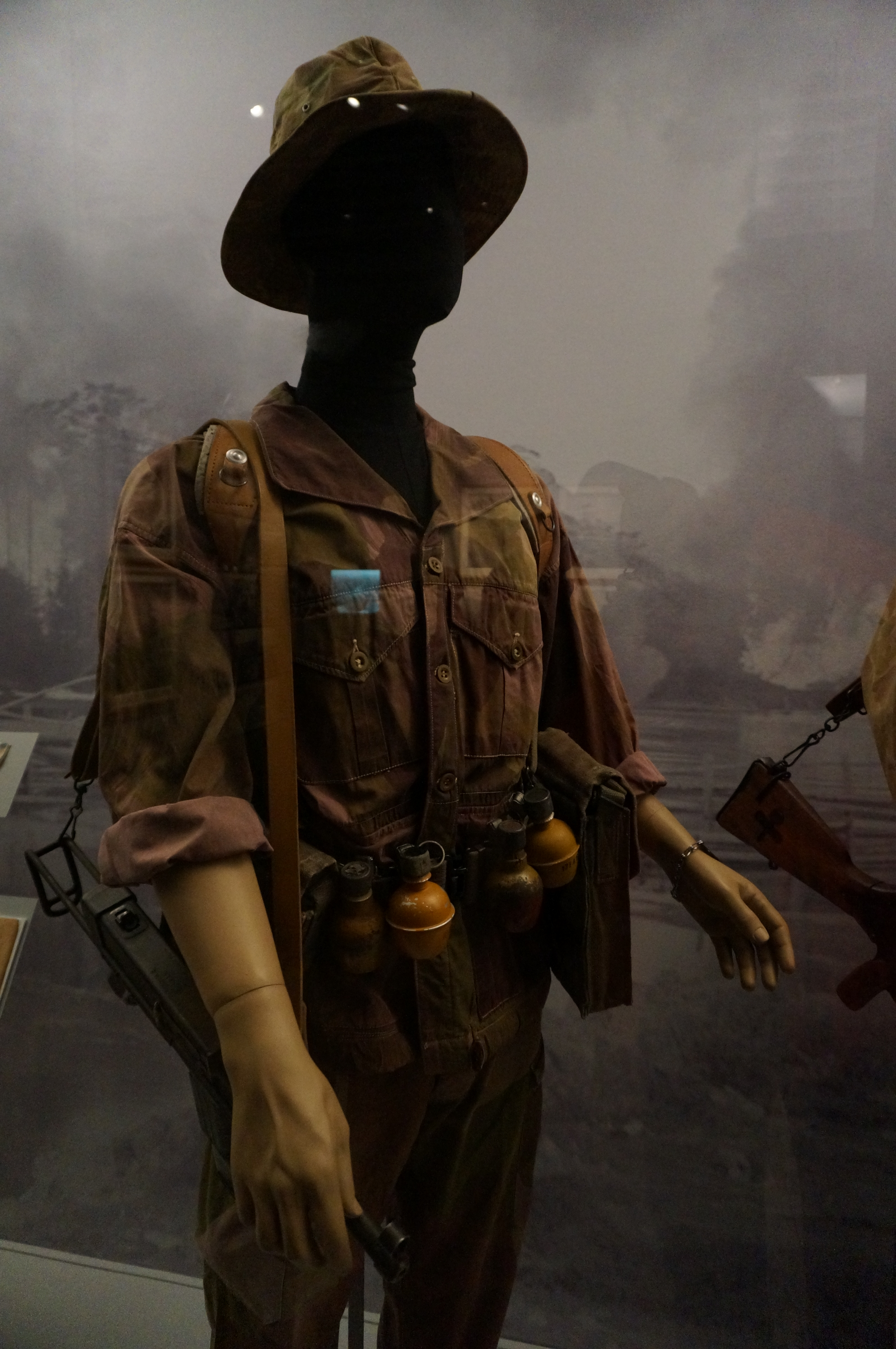
インドシナ戦争末期の第1猟兵落下傘連隊の被服
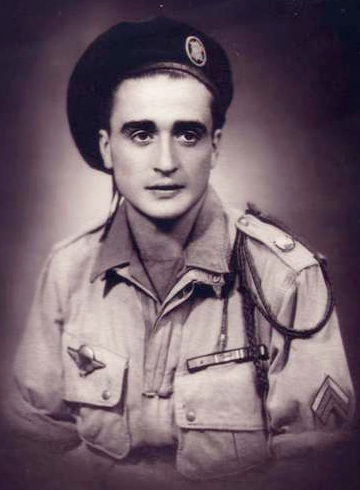
カーキのTAP47を着用した第1強襲空挺大隊の伍長（1948年2月、サイゴン）
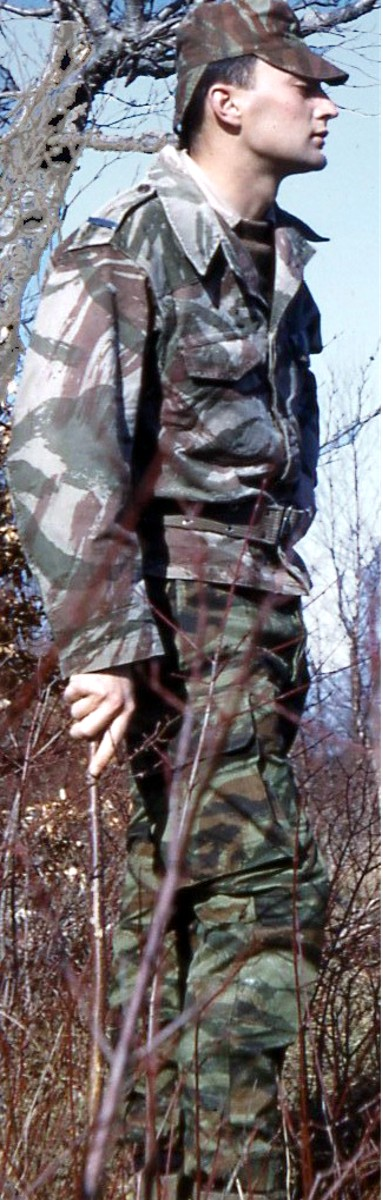
TTA-47/52着用の猟兵落下傘部隊将校（1961年）
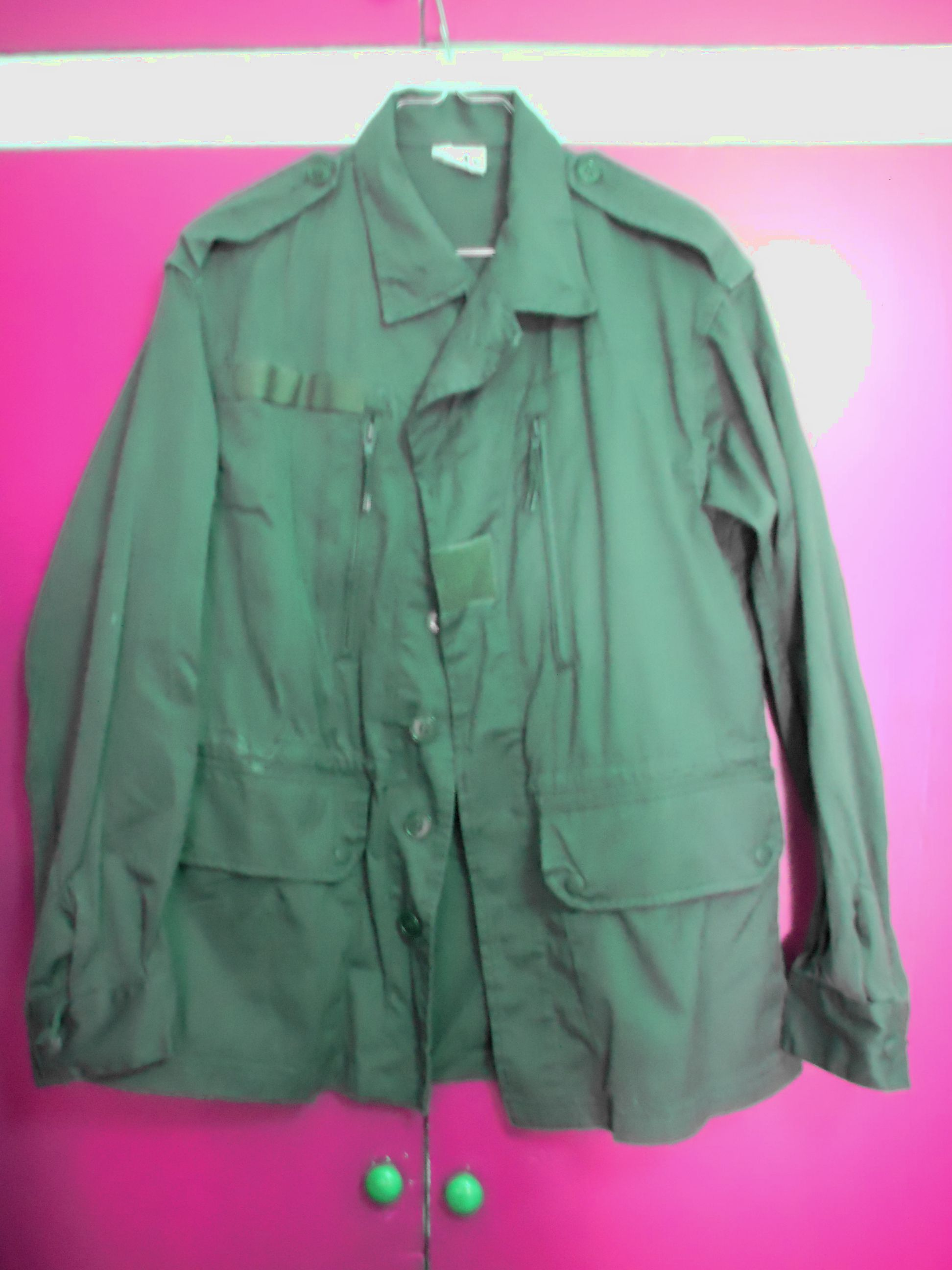
F1戦闘服
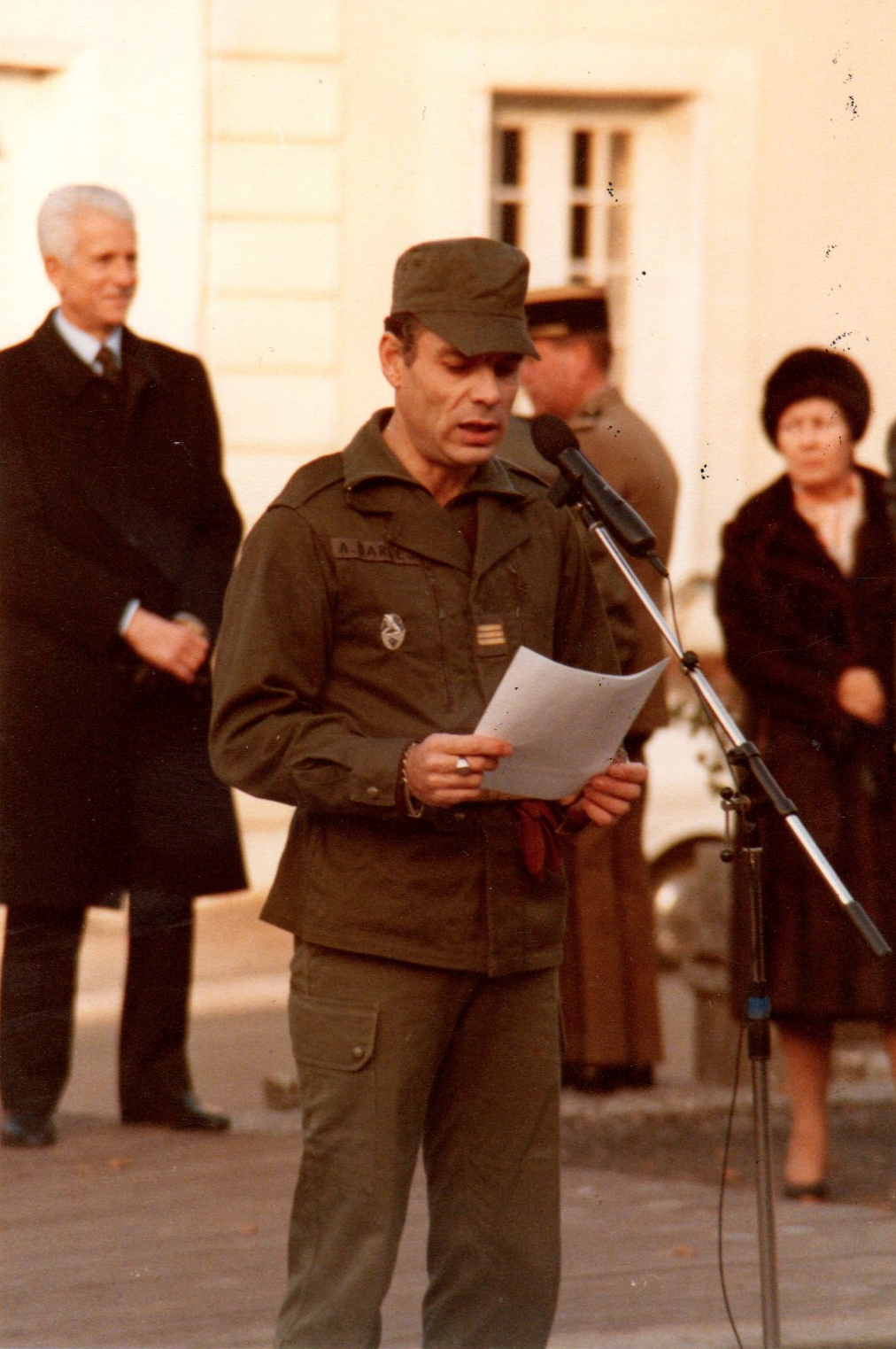
1985年
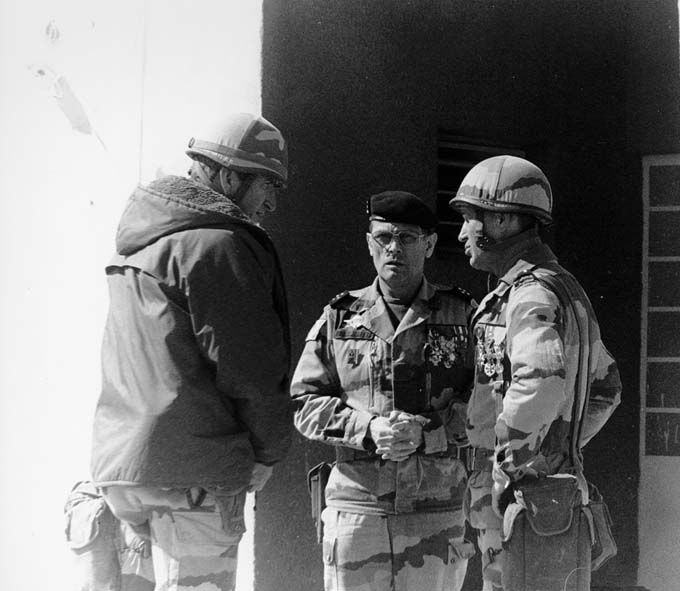
湾岸戦争でのフランス軍将校。デザート迷彩仕様のF1ヘルメットおよび前期型F2戦闘服を着用（1991年3月）
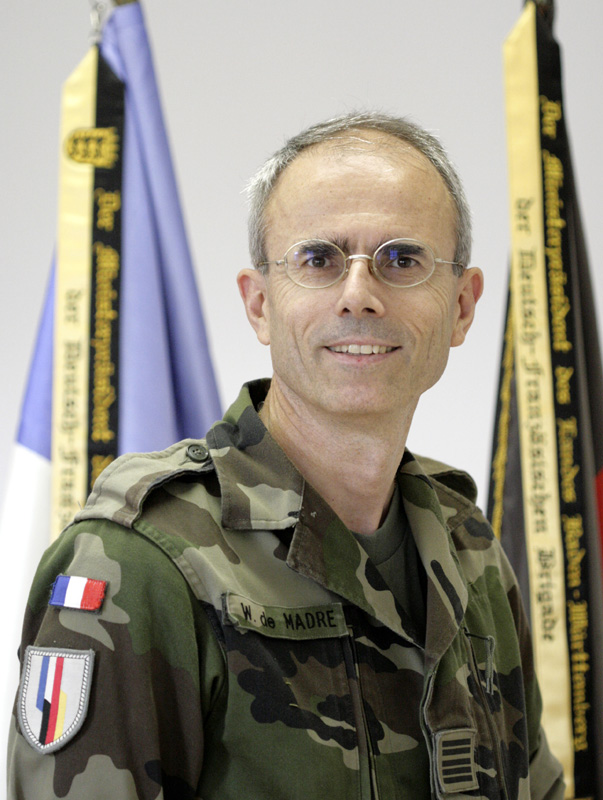
F2迷彩服着用の大佐
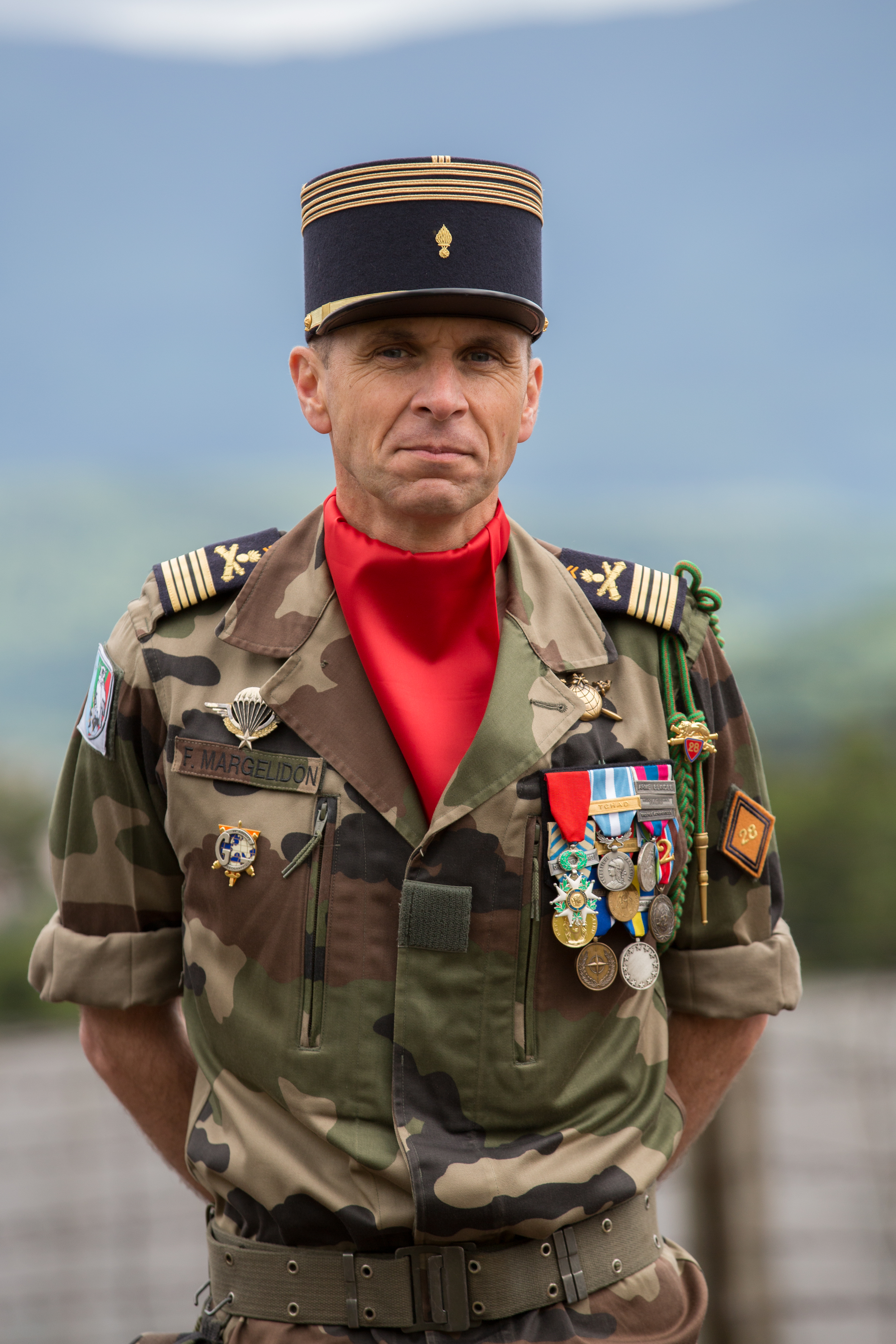
第28地理部隊（フランス語版）部隊長たる大佐
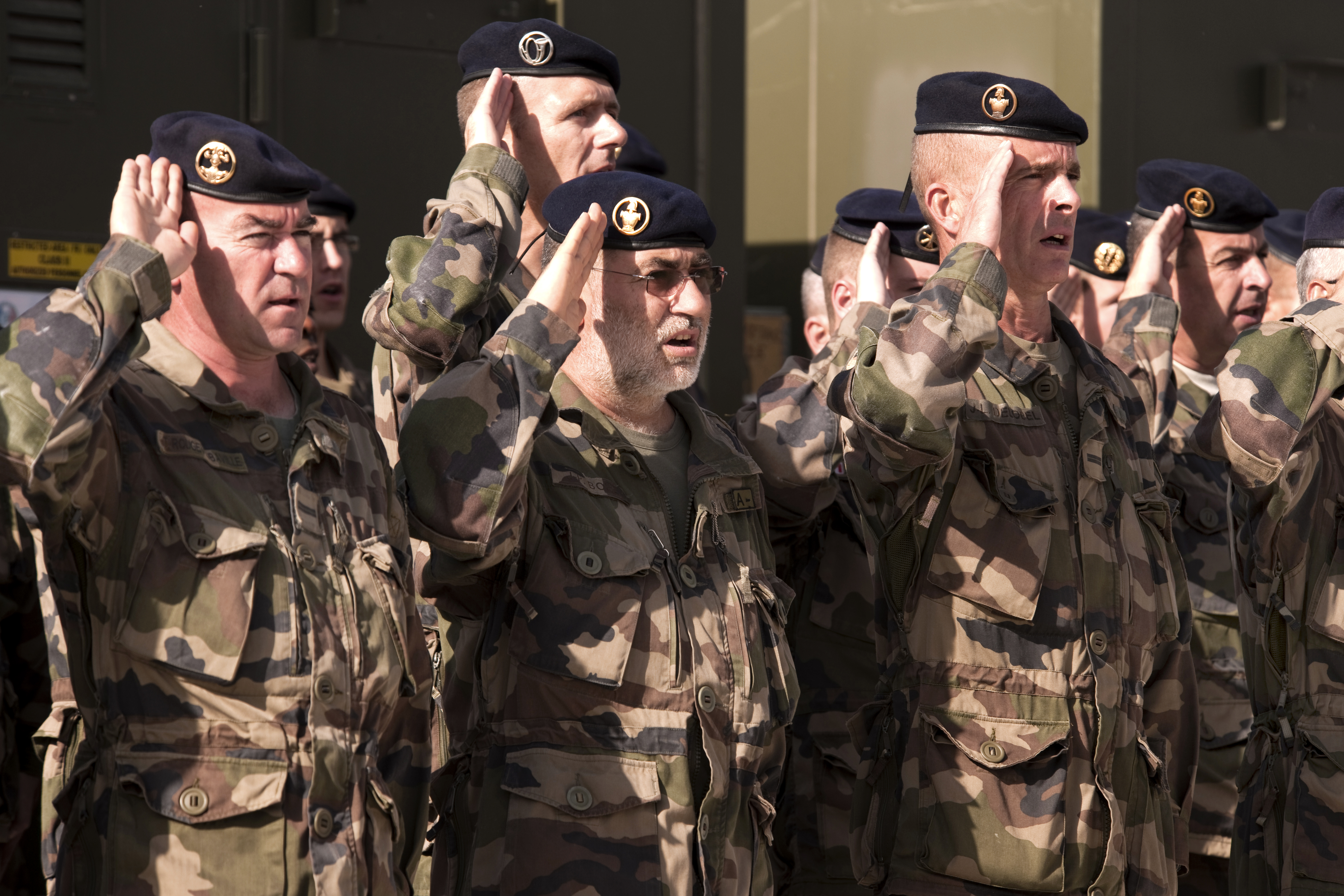
T3迷彩服着用のラファイエット旅団（フランス語版）将兵
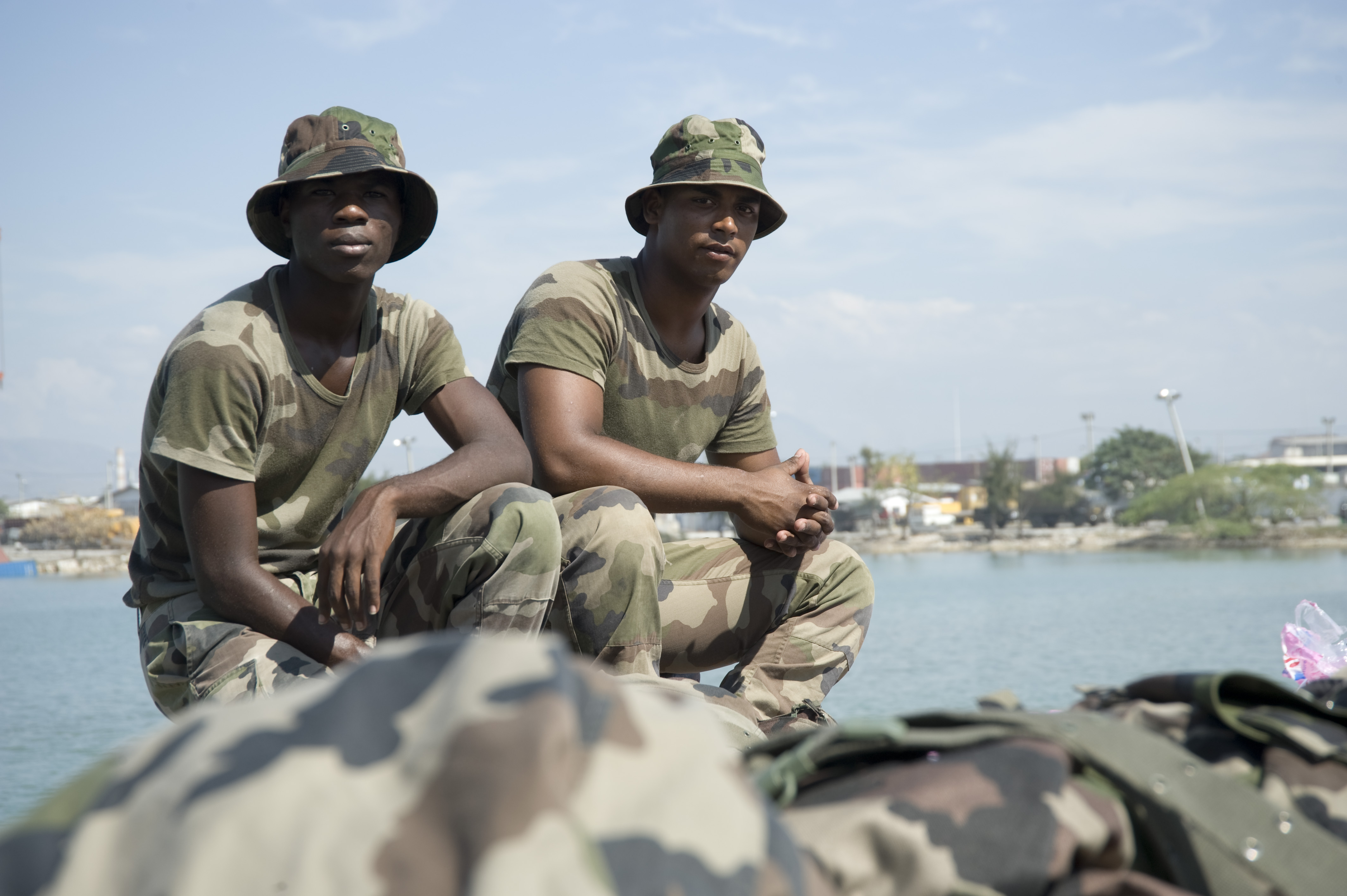
2010年ハイチ地震に派遣されたフランス兵。
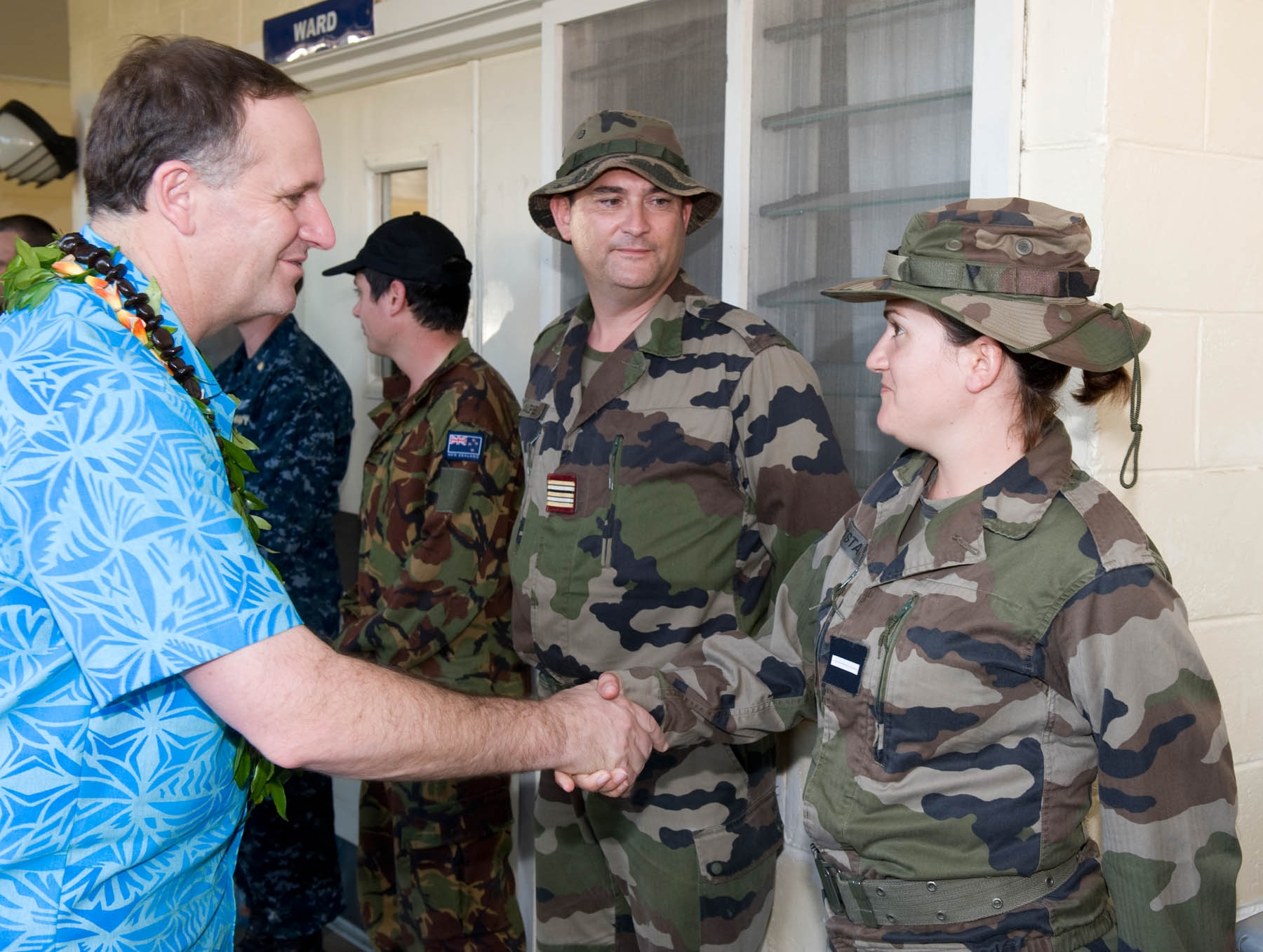
2012年8月
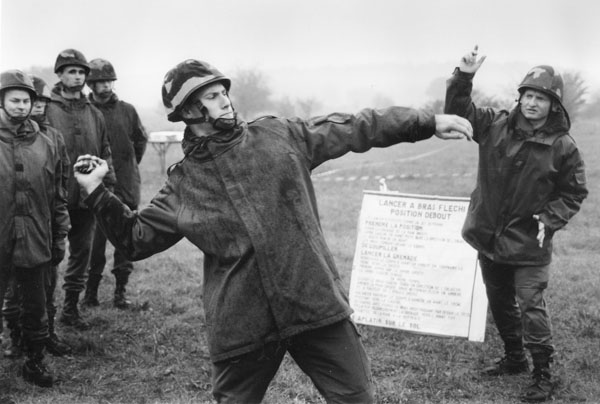
雨合羽を着用し訓練する兵士（1997年）
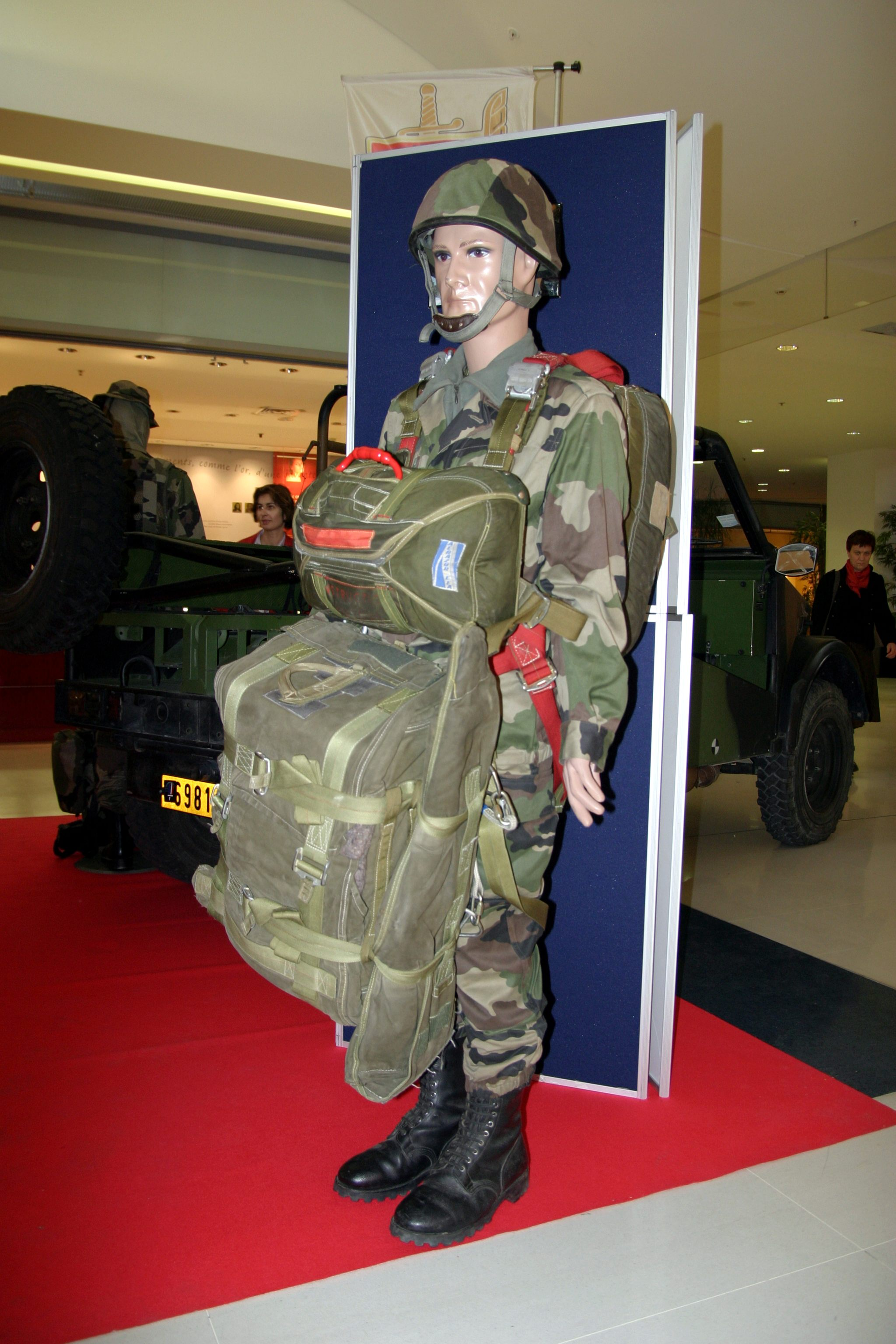
空挺降下装備
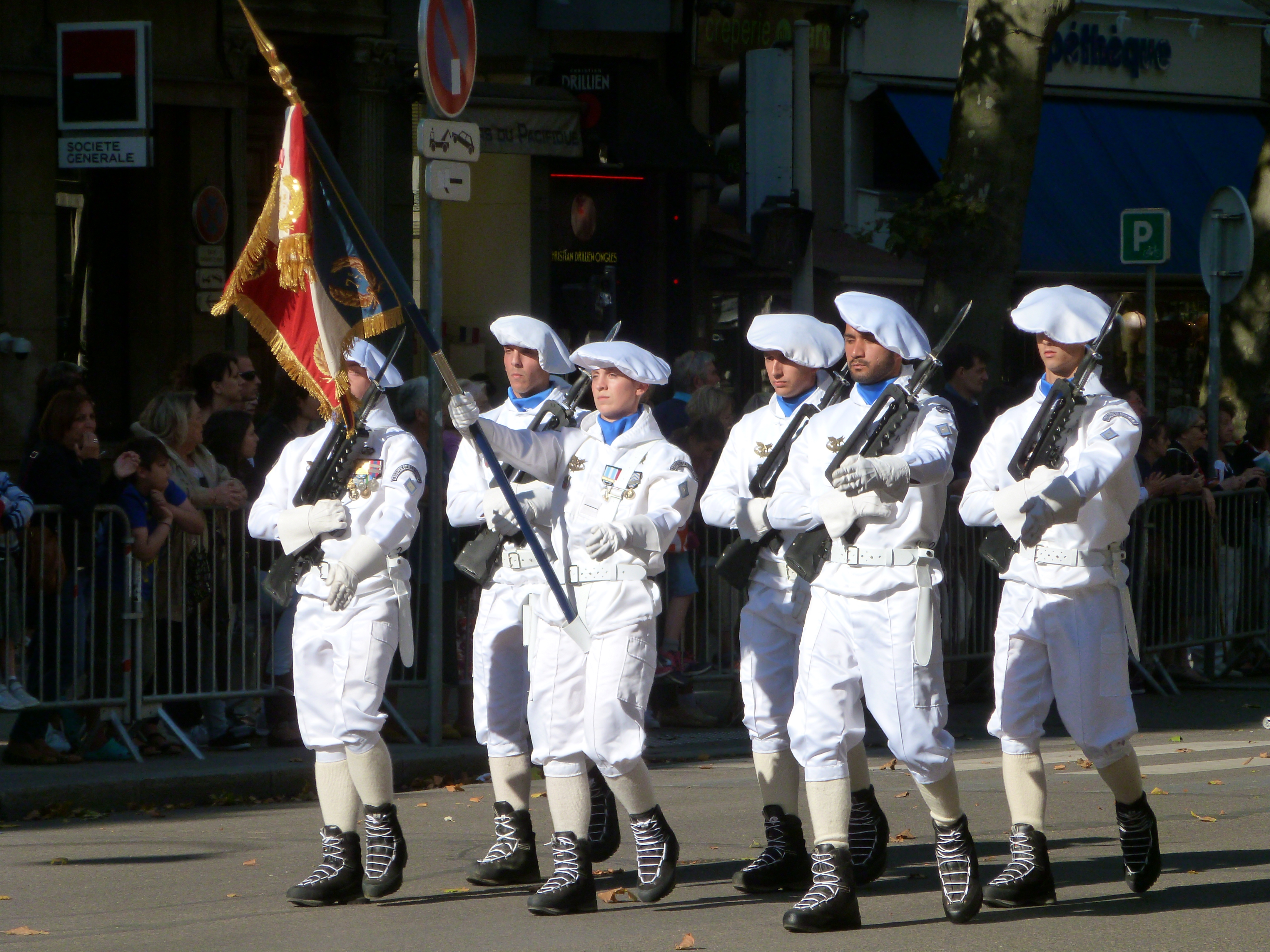
雪中迷彩の第7アルペン猟兵大隊兵士（2016年7月）
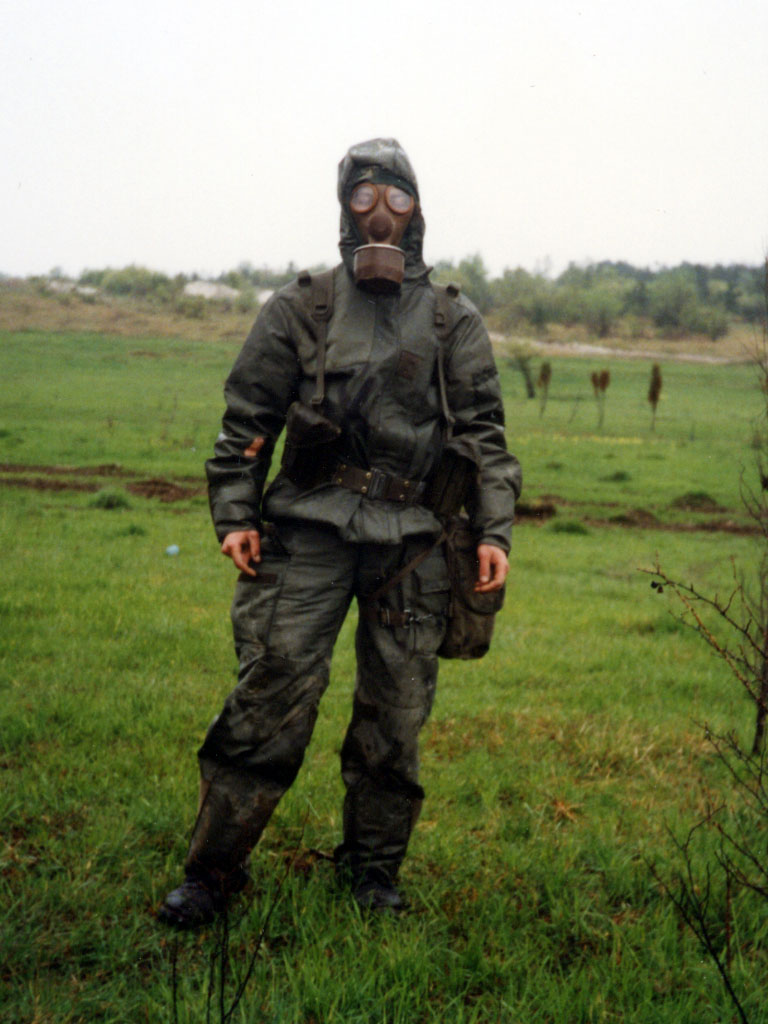
80年代のNBC装備。被っているANP M53ガスマスクは現在はANP VP F1に取って代わられている（1989年）
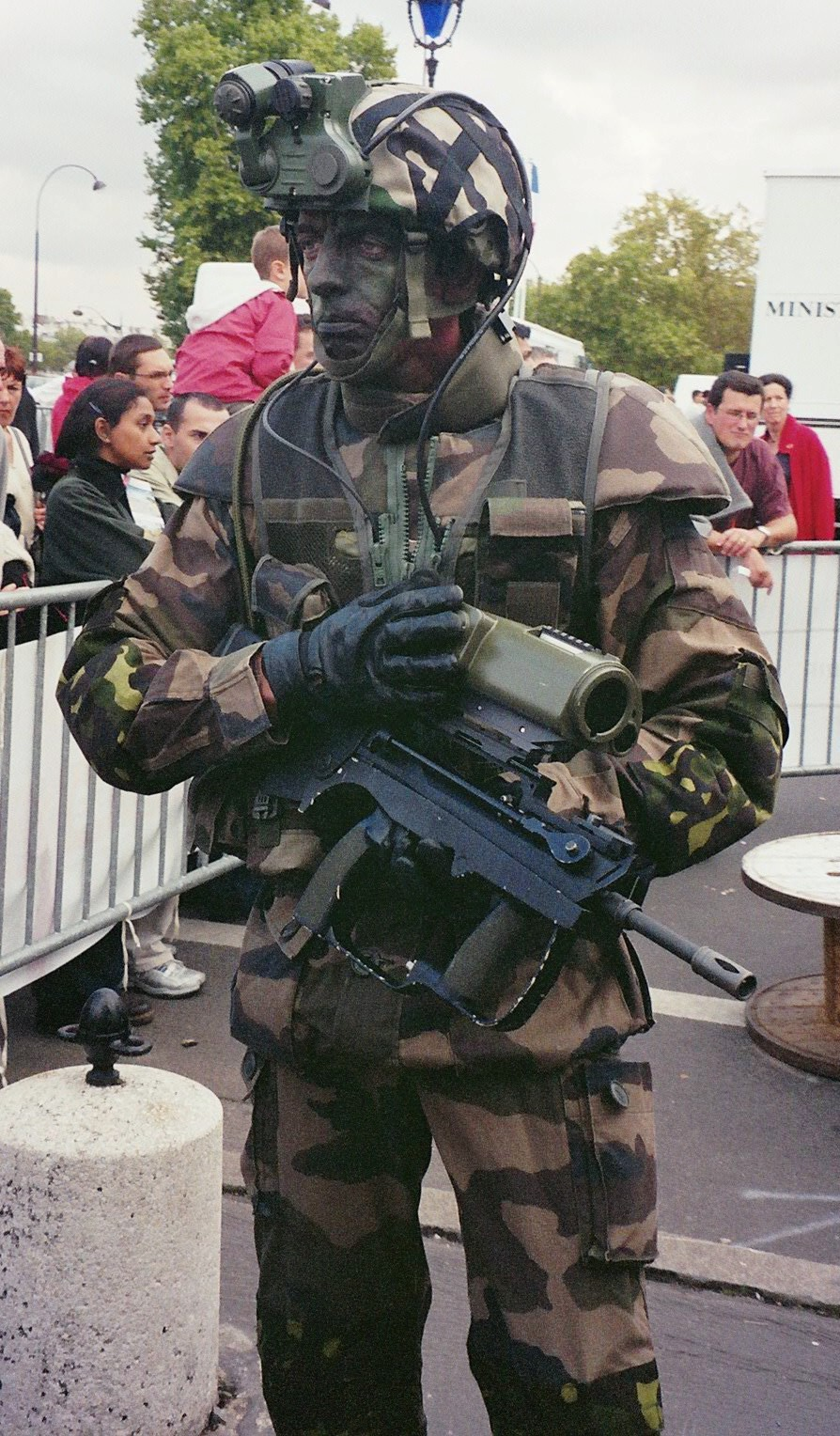
フェリン・システム（2006年1月）
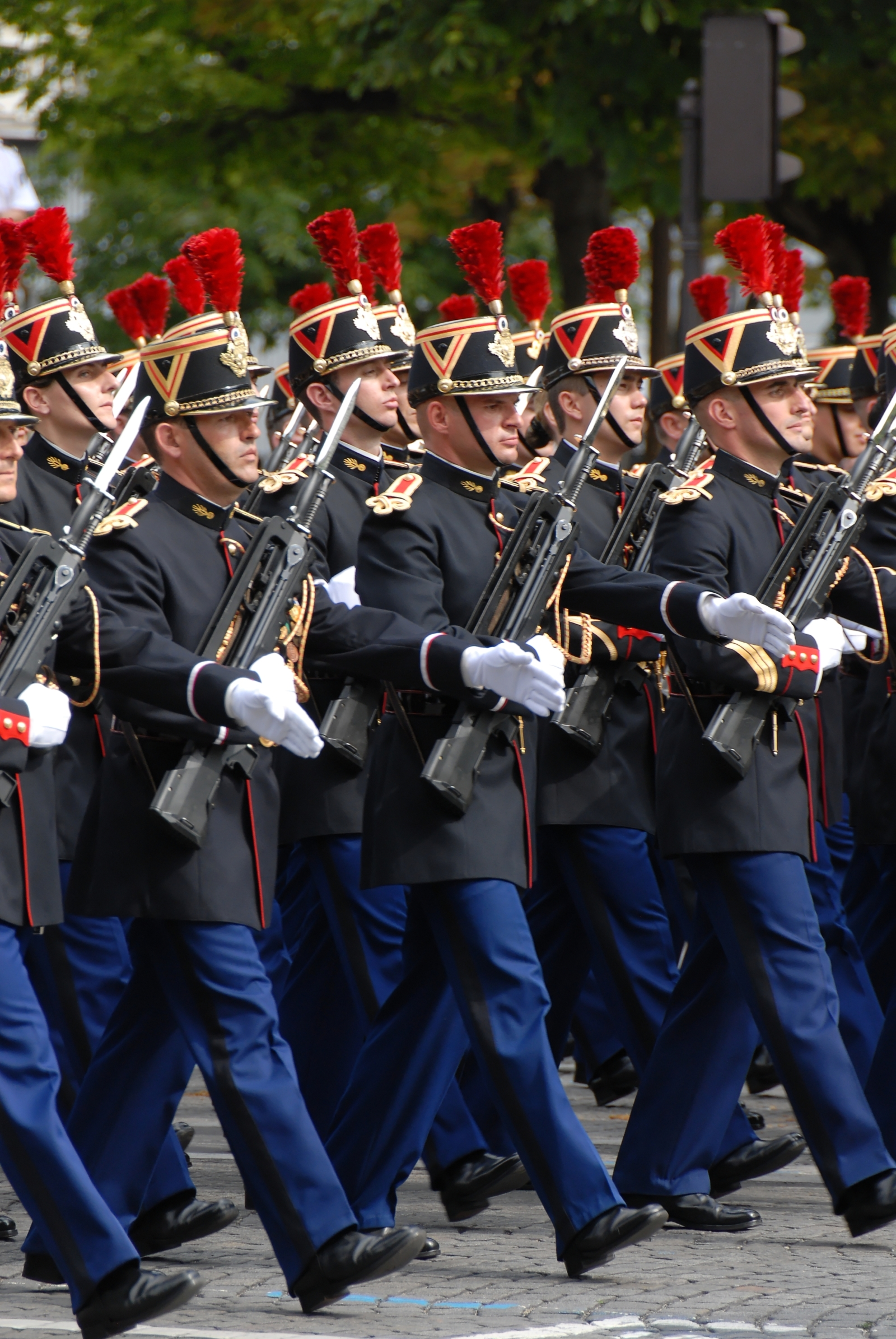
フランス共和国親衛隊
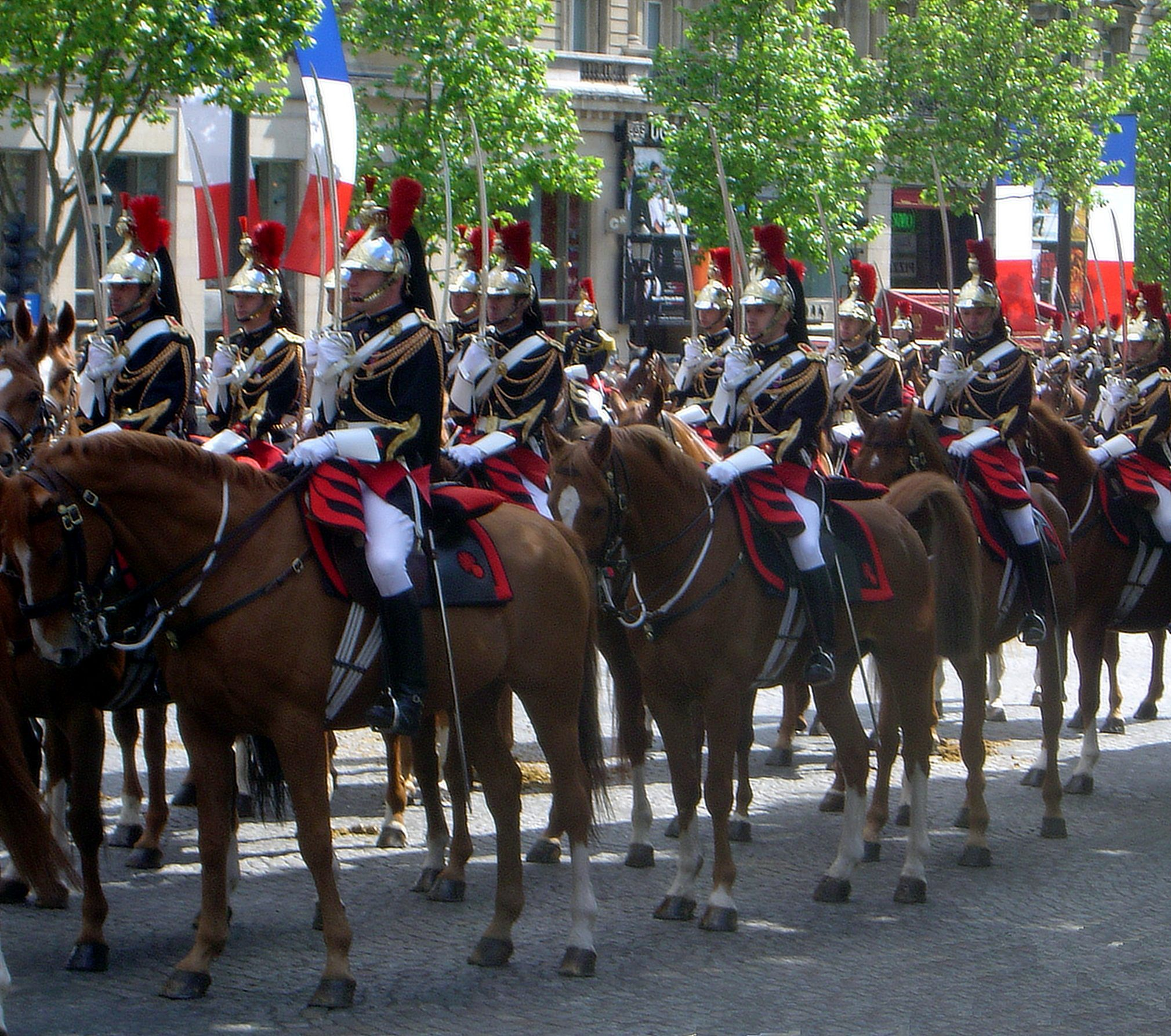
フランス共和国親衛隊
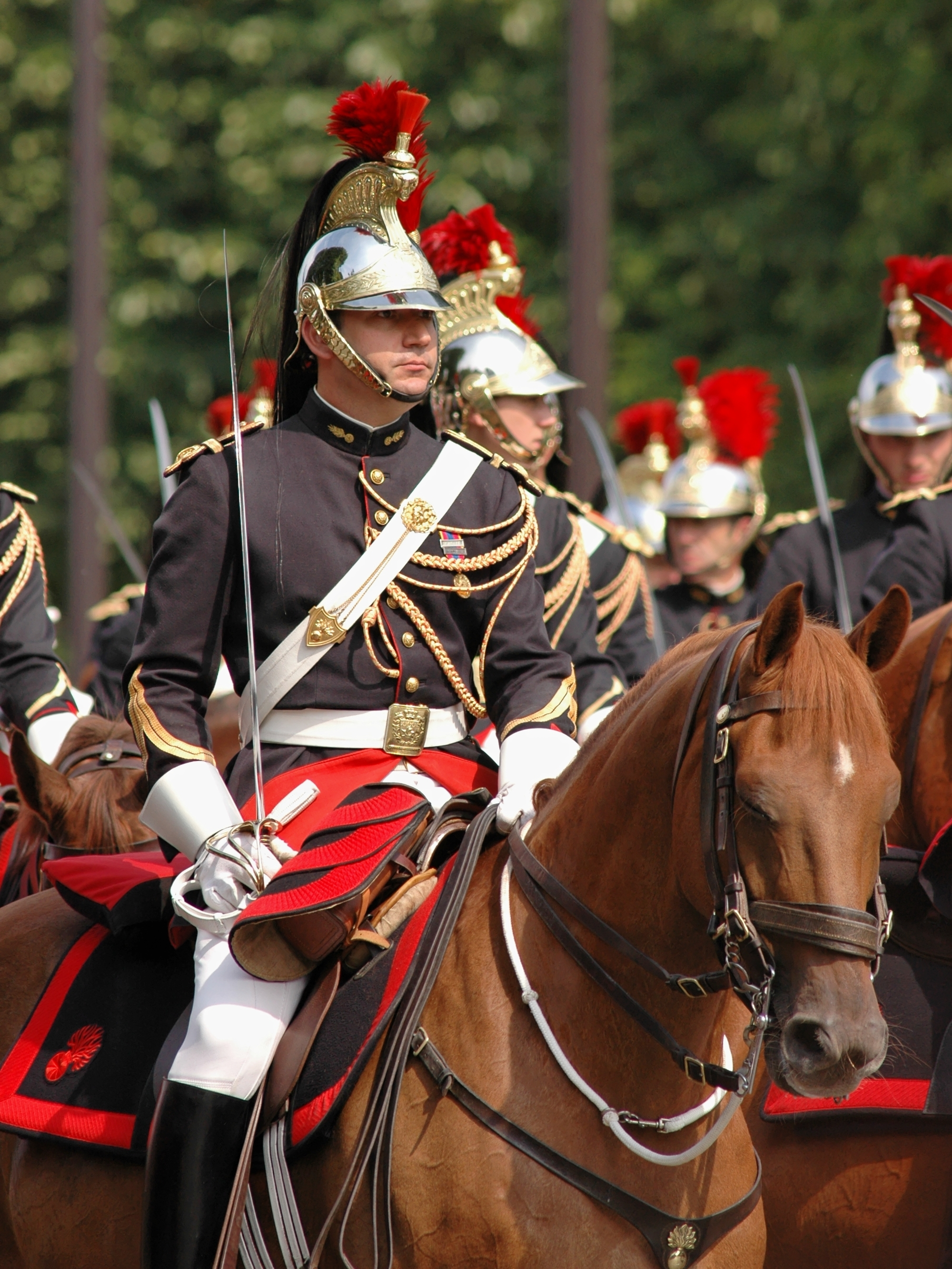
フランス共和国親衛隊
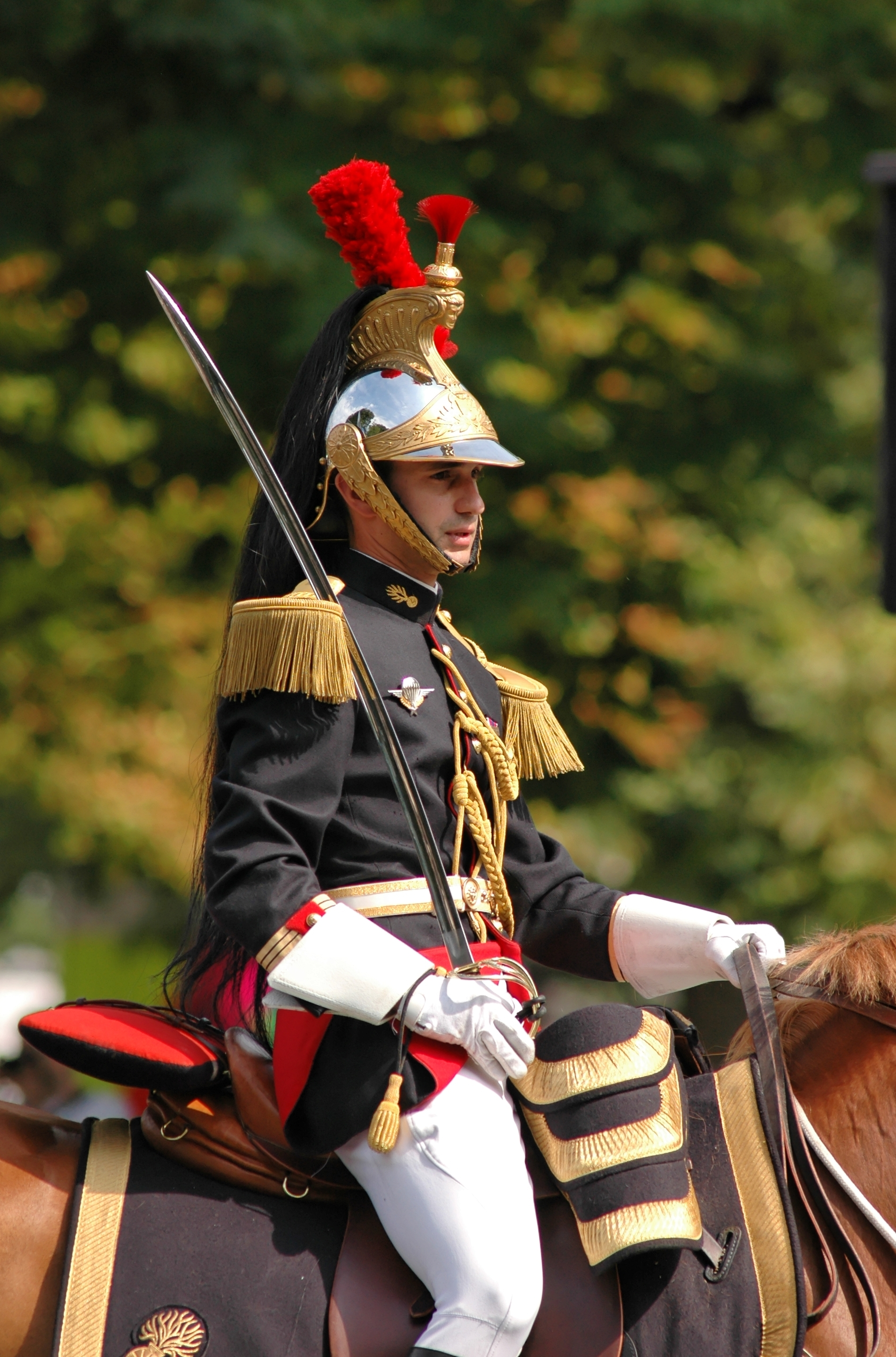
フランス共和国親衛隊
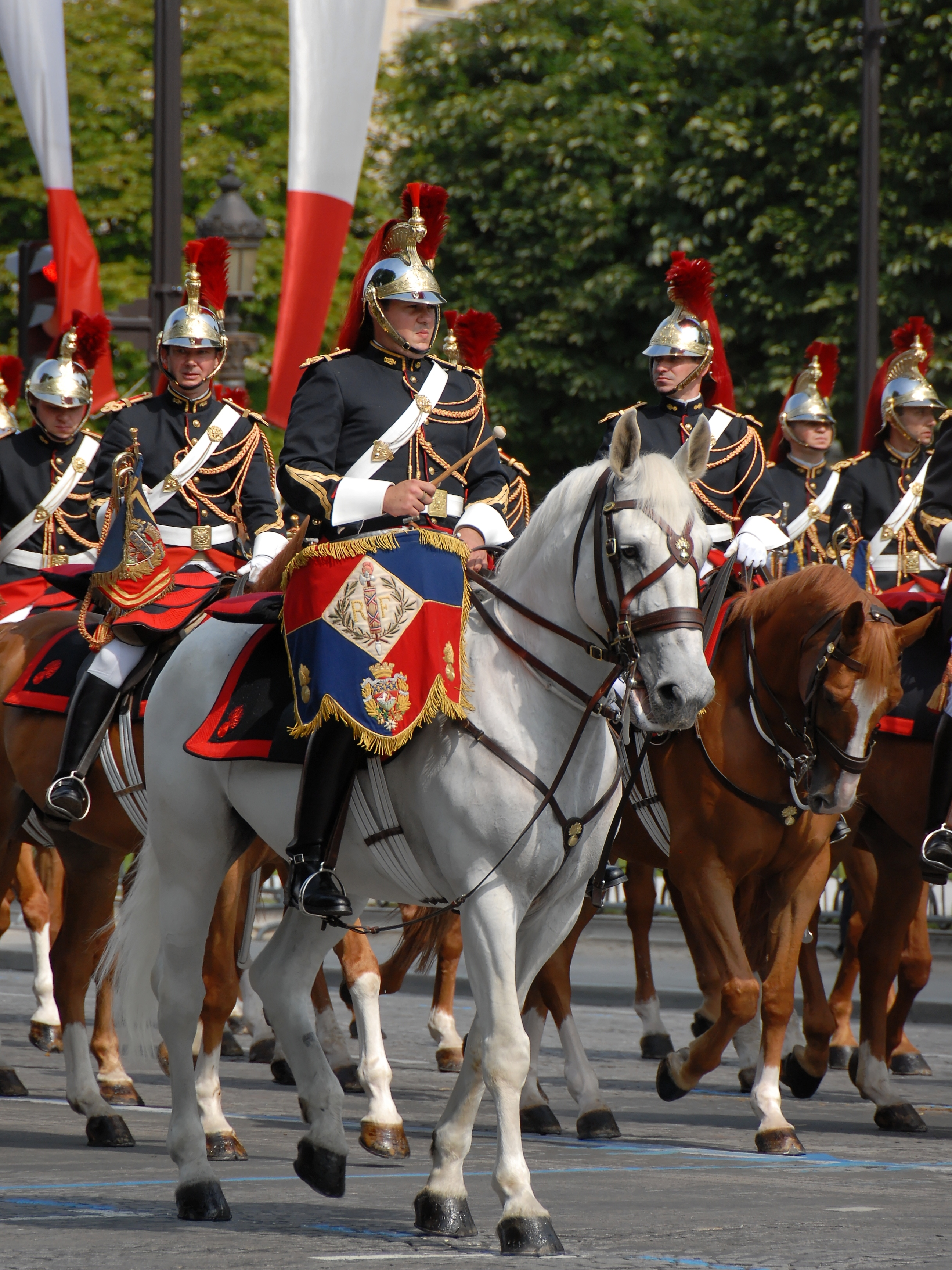
フランス共和国親衛隊
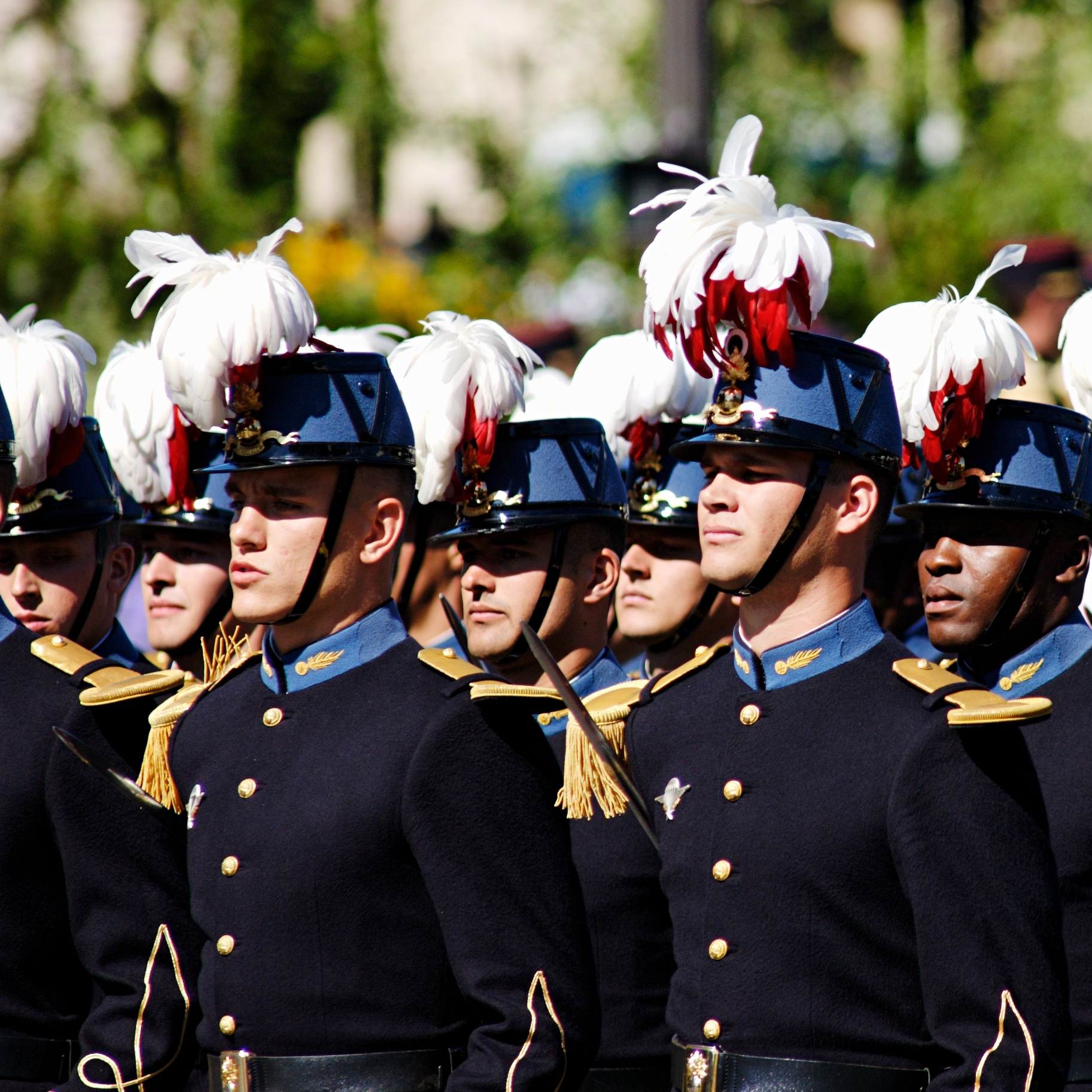
サン・シール陸軍士官学校生徒（2008年7月14日）
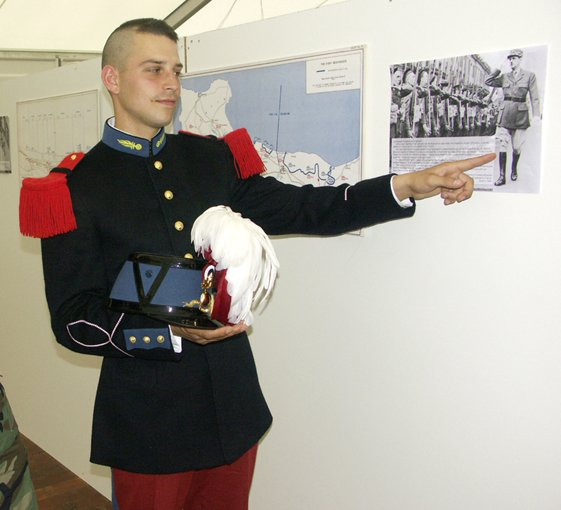
士官学校生徒（2005年）

### 外人部隊の被服
外人部隊は「ケピ・ブラン」と呼ばれる兵用の白いケピ帽で知られている。下士官は黒いケピ帽を被り、「ケピ・ノワール」と呼ばれる。

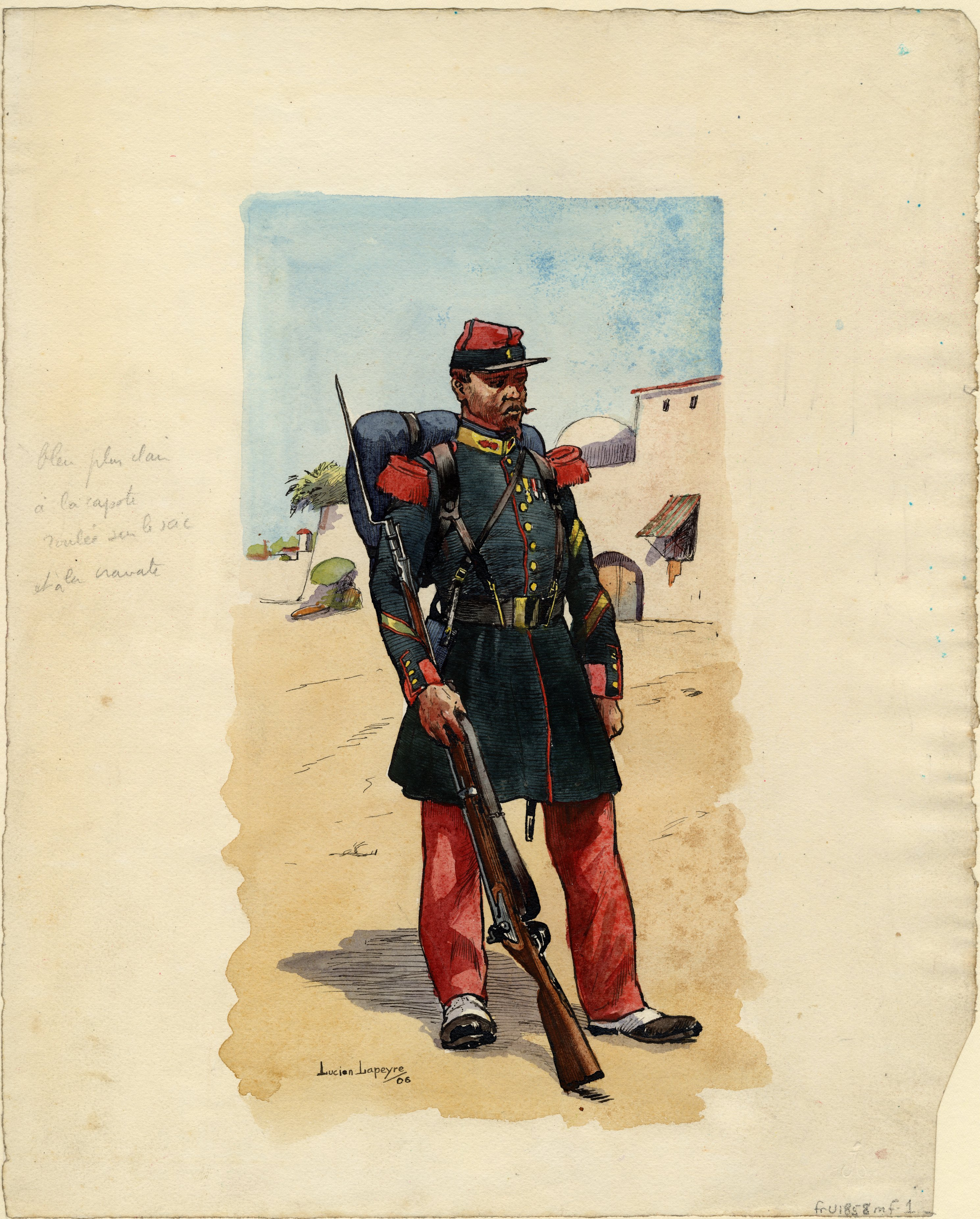
第1外人連隊の擲弾兵軍曹（1858年）
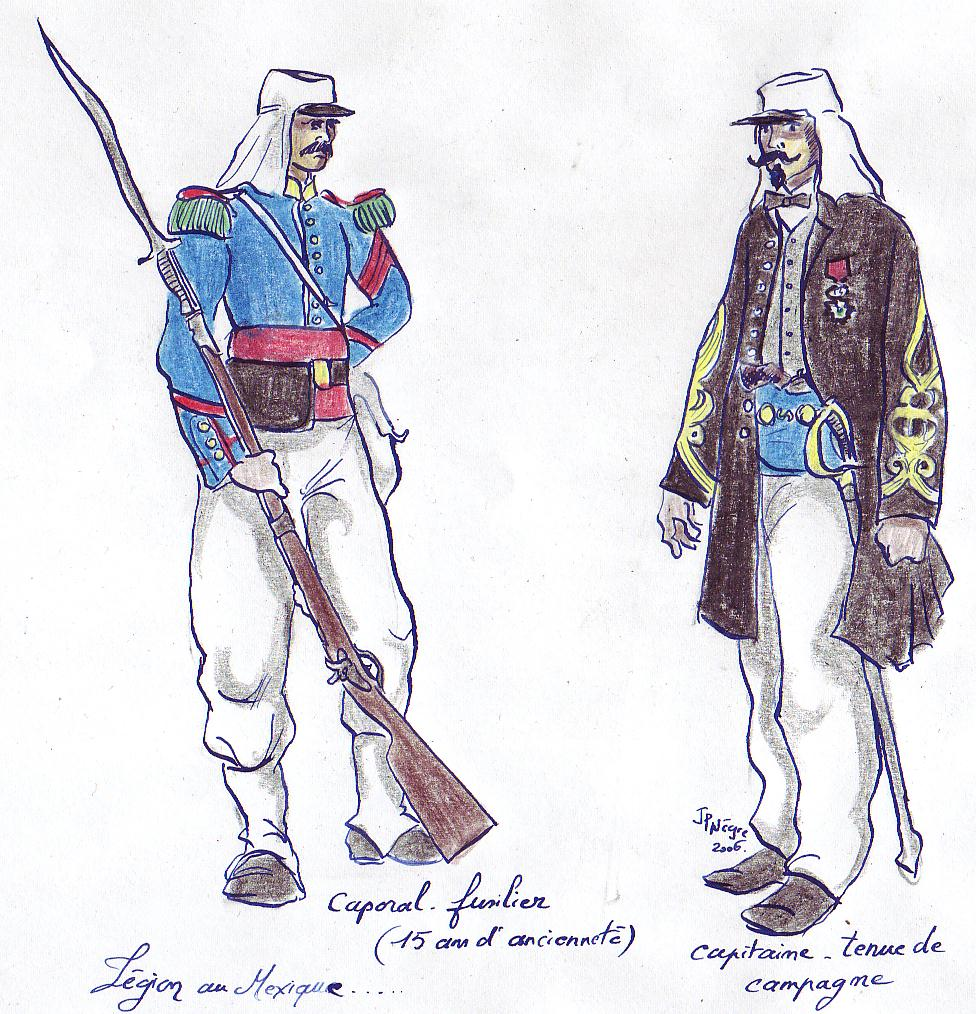
1863年
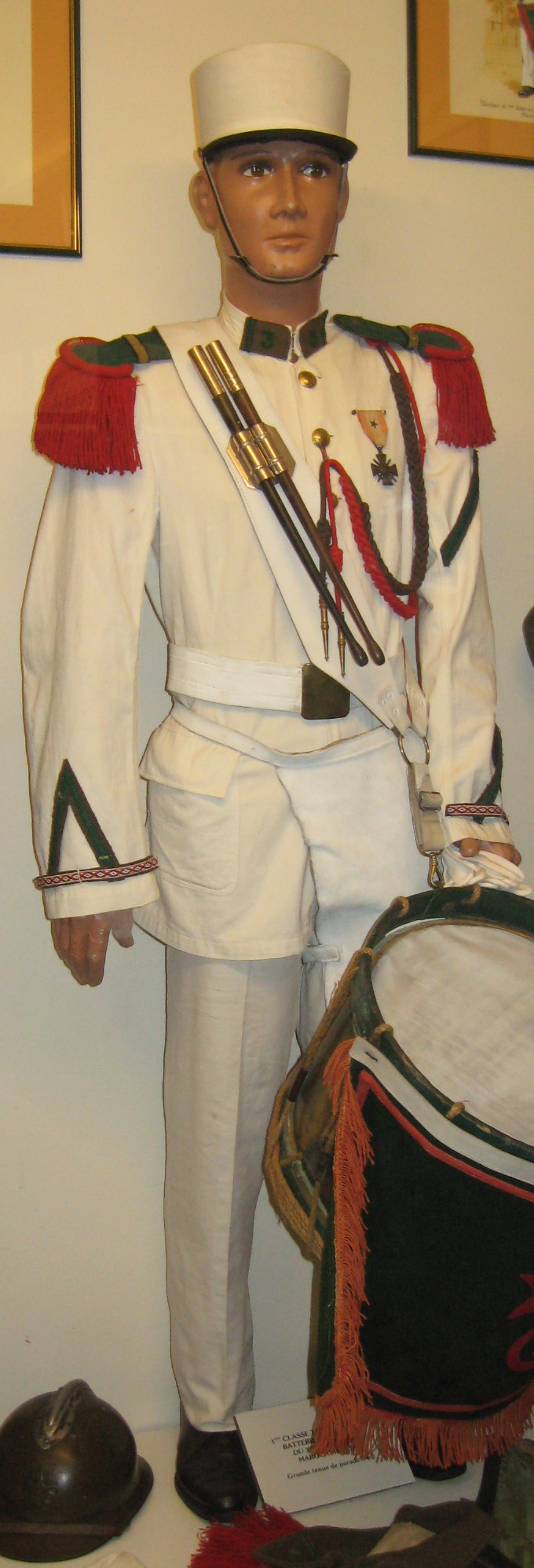
1930年代の外人部隊第3歩兵連隊楽士
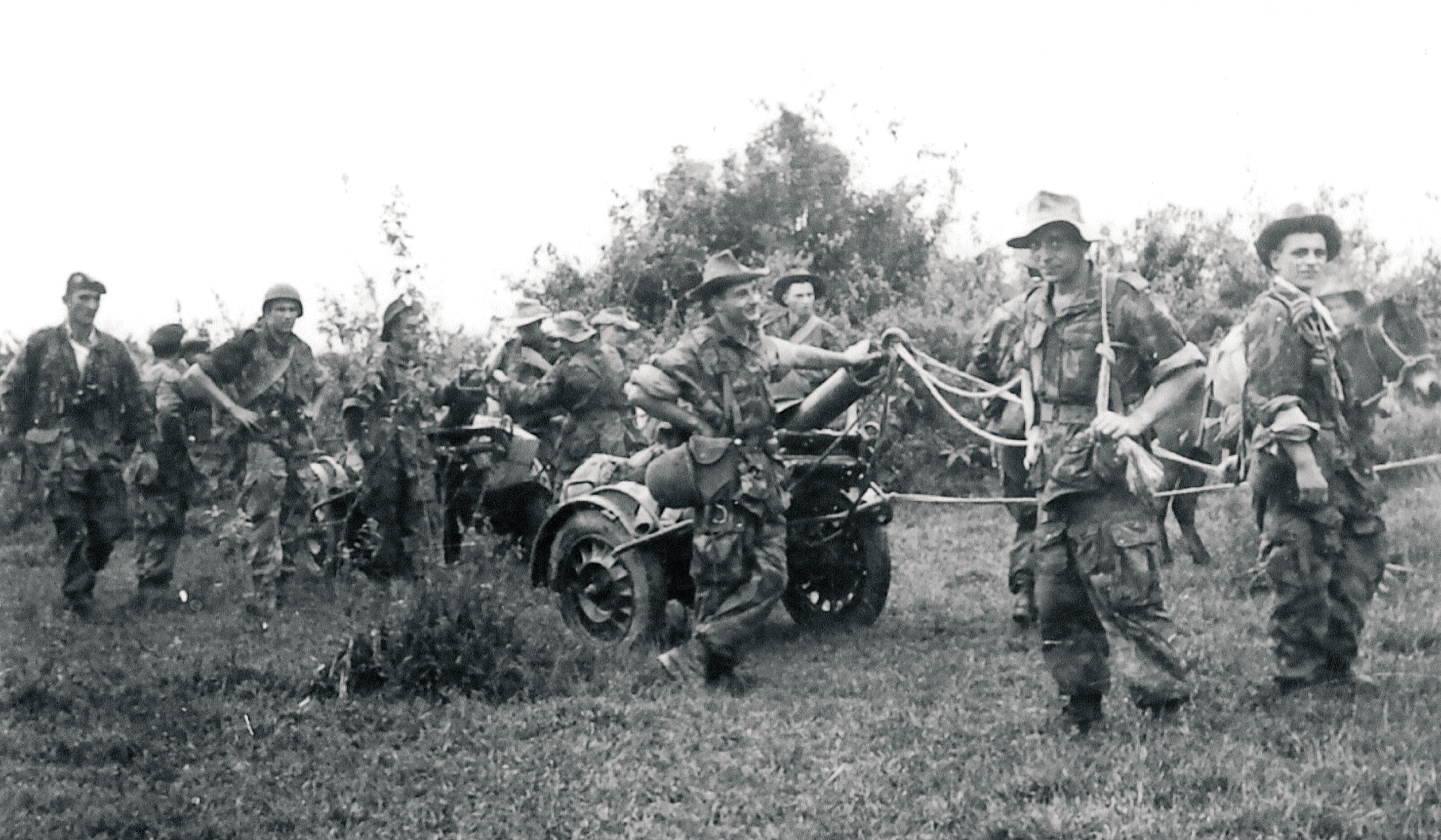
インドシナ戦争参加の第1外人落下傘重迫撃砲中隊（英語版）（1954年前後）
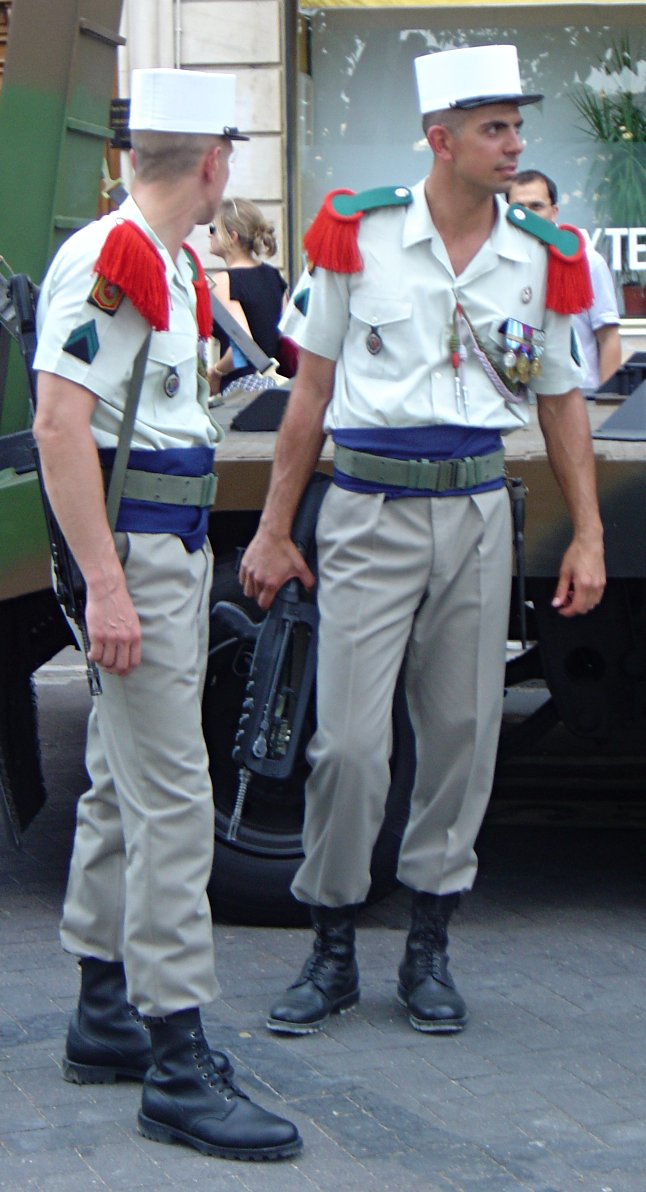
フランス外人部隊兵士

### 植民地軍の被服
19世紀に植民地各国で現地人が徴用されるようになると、現地の気候に合わせ伝統衣装を取り入れた独自の軍服が形成された。
まず、北アフリカでは、歩兵であるズアーブ兵や植民地軍狙撃兵、軽騎兵であるスパッヒの下士卒および現地人将校にはシルワールと呼ばれるゆったりとしたズボンと「セドリア」と呼ばれるボレロ状の衣服が使われ、その上には赤い飾帯を巻き、ターバンやクーフィーヤ、シェシーア（フェズ帽）などが被られた。セドリアとシルワールはそれぞれ色合いが異なっており、ズアーブは紺色、植民地軍狙撃兵は上下ともに水色、スパッヒは上衣は赤で下衣は水色となっている。また、用途に合わせてバーノスと呼ばれるマントを羽織ったり、ガンドラと呼ばれるコート状の衣服を着用する事もある。
将校も色合いなどが独自の仕様であり、ズアーブ将校は上衣がプリーツのマンテル、植民地軍狙撃兵は水色、スパッヒは赤の肋骨服であった。
植民地軍狙撃兵将校の軍衣は、1853年2月に制定された際はプリーツ入りの9つボタンの長マンテルであった。1883年もしくは84年に肋骨服となり、1895年にMle1893と同じ裁断の長マンテルタイプとなった。将校用礼装は1893年に制定された7つボタンのシングルブレストであったが、1931年に9つボタンへと変更、また丈が長くなった。下士卒も1923年にシルワールとセドリアの伝統的な服装を廃し、Mle1920に似た裁断のカーキ色の野戦服を導入。1932年には礼装をもやはりMle1920に似た裁断の折襟7つボタンの上衣へと変更した。この礼装は1935年に詰襟となった。
スパッヒの将校用礼装は丈の短い肋骨服で、1842年に6本から7本へと変更された。肩より肋骨の2本目に重なるように黒い飾緒を付けていたが1860年に廃止された。また、1858年には長マンテル式の略装が導入されたが、1873年4月に廃止された。その後は色合いを逆転させ、植民地軍狙撃兵のように水色の肋骨服に青いパイピングの入った赤い袴を着用していたが、1900年に再度色合いを戻し、Mle1893と同じ長マンテルタイプの赤い軍衣を導入。
モロッコ現地兵（グミエ）は「ジャラバ」と呼ばれるヤギの毛が織り込まれた伝統的衣装を着用し、足にはサンダルとホーストップを履いていた。ジャラバの模様や色は部隊ごとに異なっていたが、1944年〜45年ごろには黒と茶色、グリーンの細線が織り出された汎用型のタイプが登場した。
上記とは異なり植民地部隊の所属だが、インドシナではインドシナ狙撃兵が編成され、中でもトンキン狙撃兵はアオザイ風の前合わせにゆったりとしたズボン、ノンラーが着用された。
こうした独自の軍服も兵器の発展とともにバーノスやガンドラと呼ばれるコート状の衣服、あるいは熱帯被服に取って代わられるようになり、スパッヒの名前が形骸化した現在ではその必要性も失われたため、式典の際にのみ通常の軍服の上にバーノスを羽織る、フェズ帽の代わりに赤いギャリソンキャップを被るなどの記号的表現、あるいはシルワールとセドリアの伝統的な服装を着用するに留まっている。

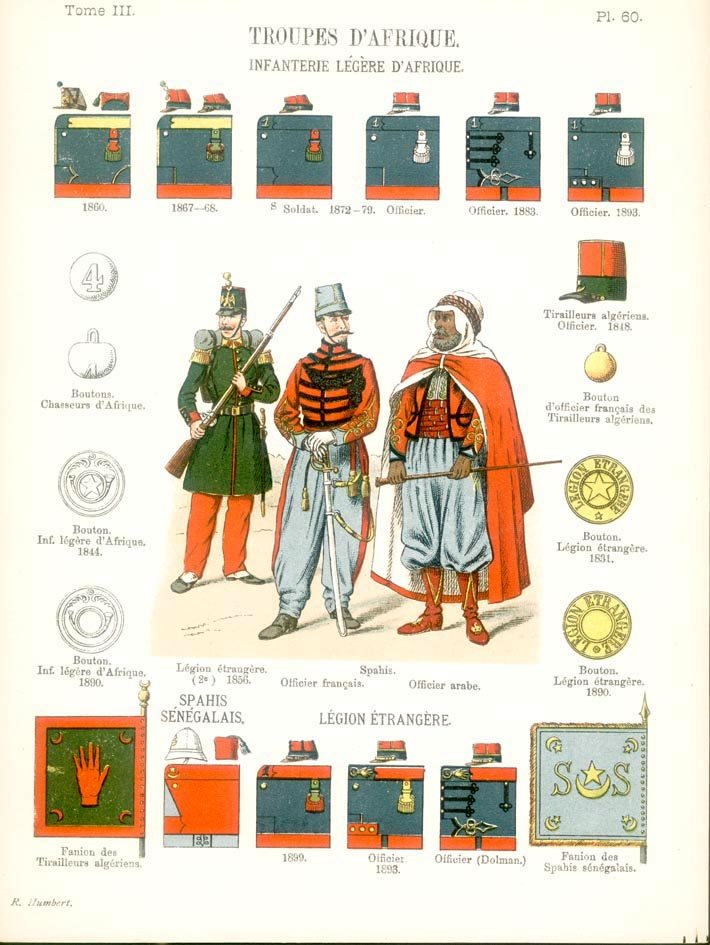
スパッヒ軍装の種類と変遷
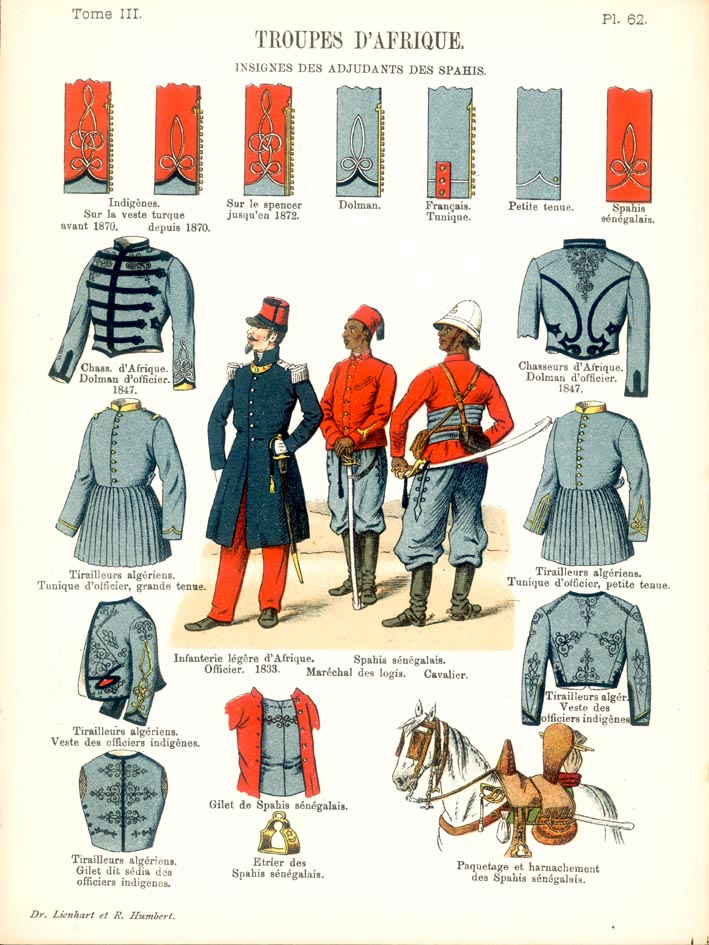
スパッヒ、および狙撃兵（下段一列）の軍装の種類と変遷
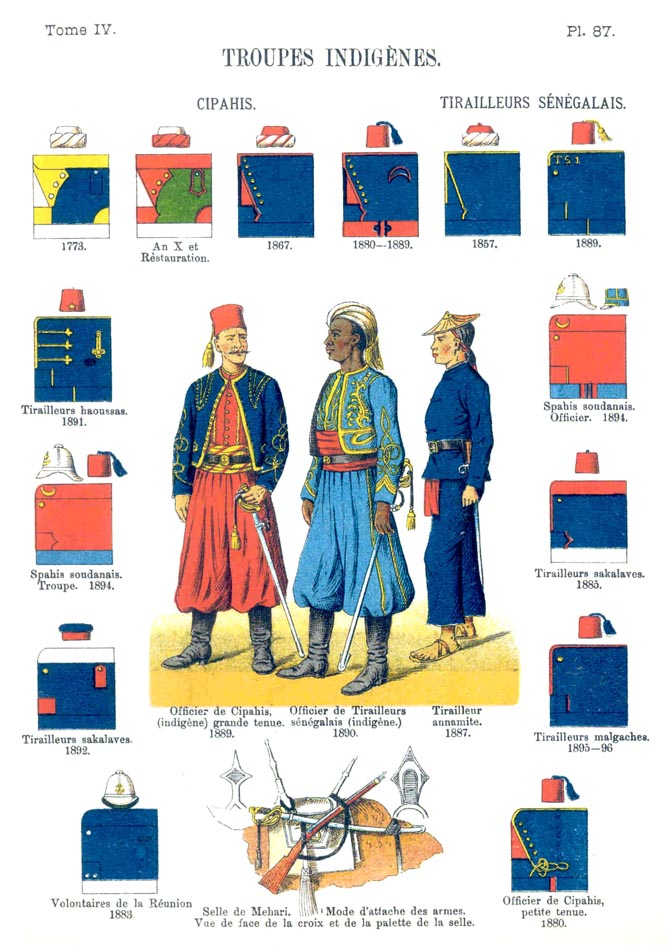
スパッヒ、および狙撃兵の軍装の種類と変遷

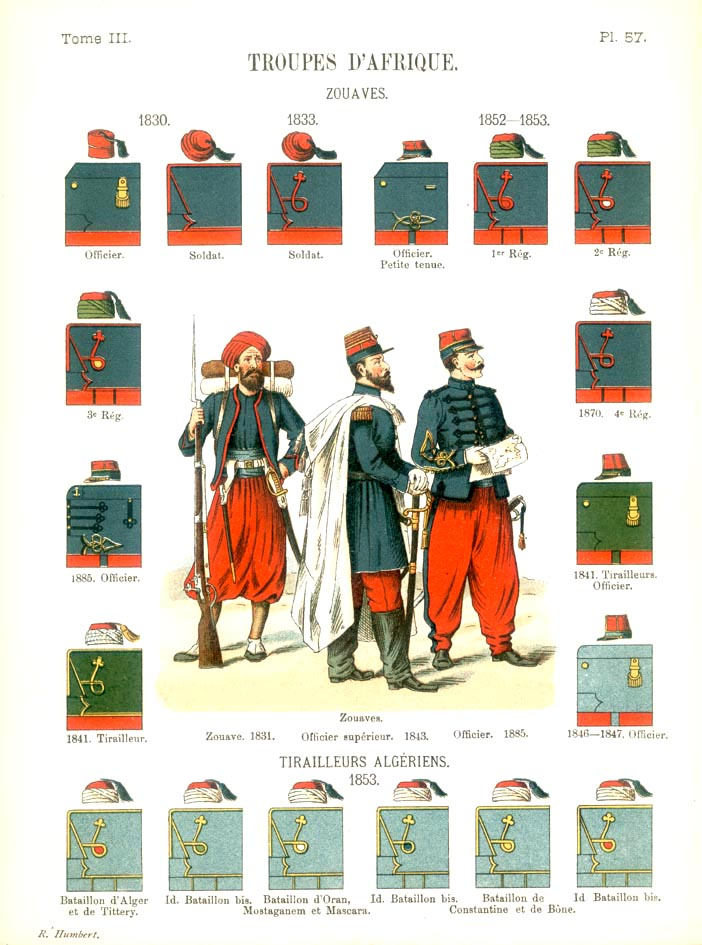
ズアーブ兵の軍装の種類と変遷
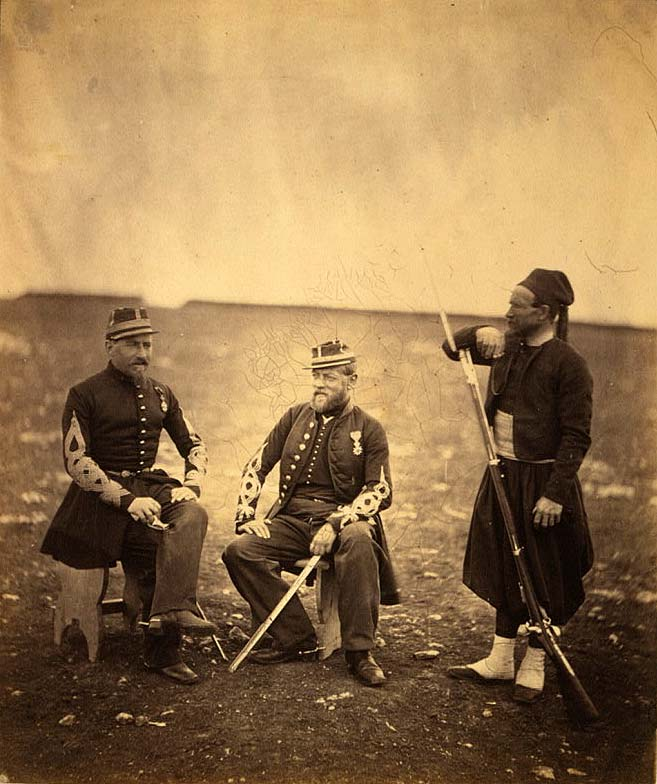
クリミア戦争に参加したズアーブ兵将校と兵士（1855年）
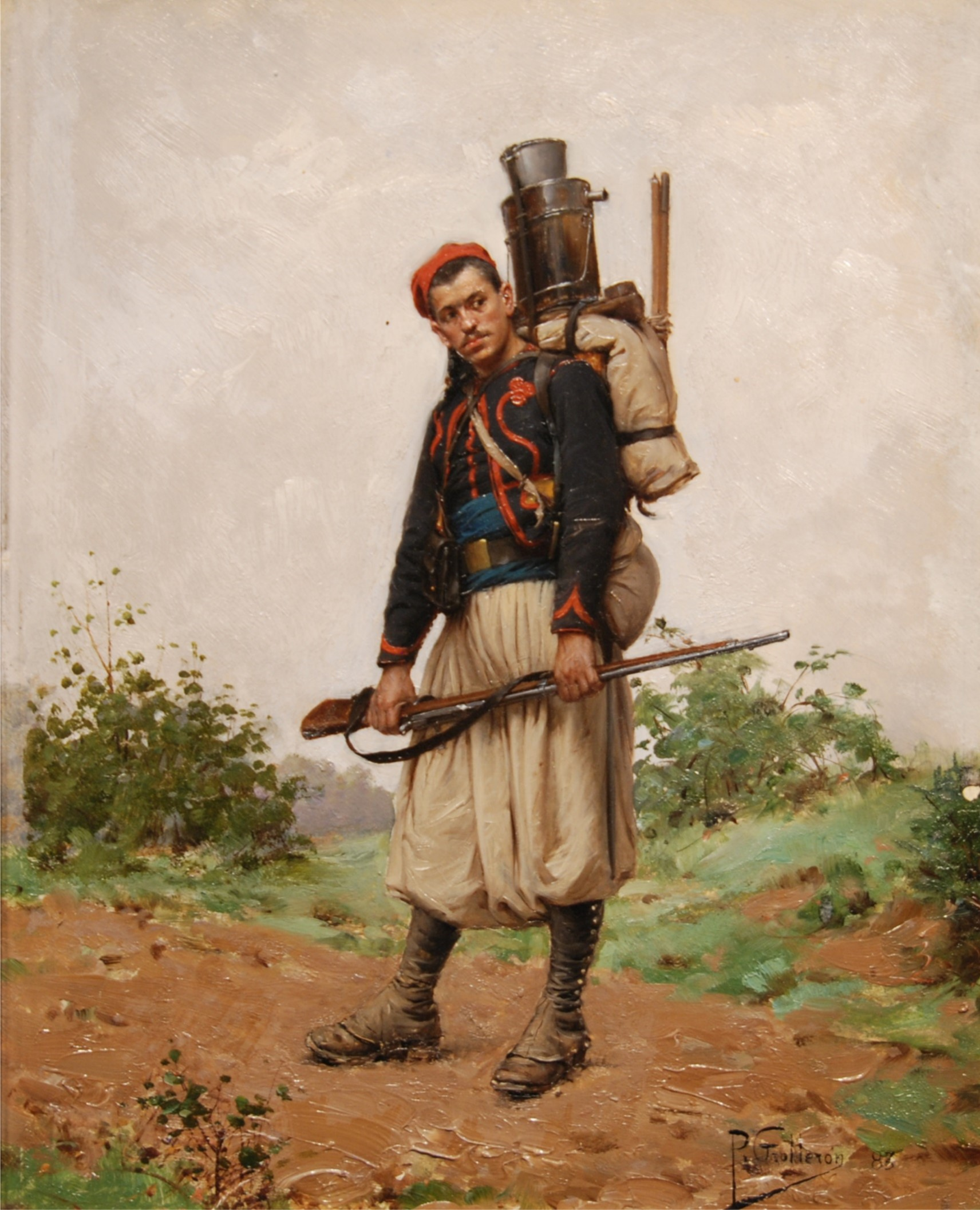
背嚢を背負ったズアーブ兵
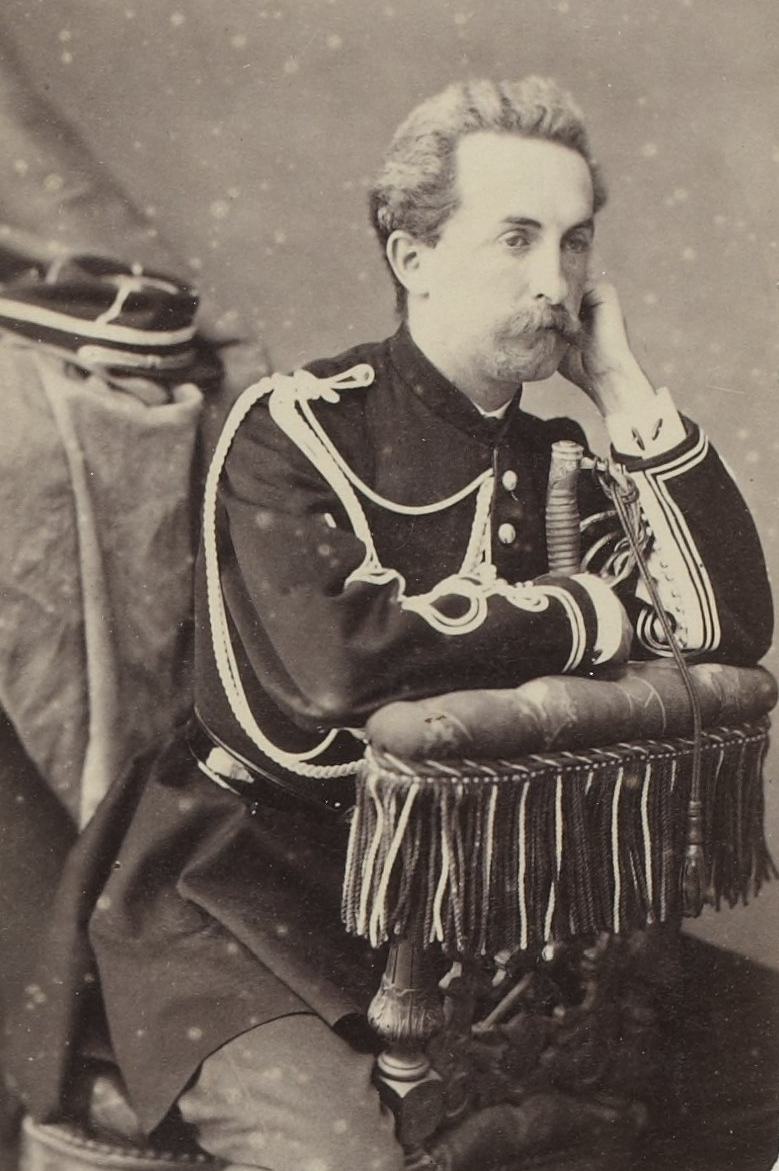
第1ズアーブ連隊（フランス語版）所属の中尉（1860年代）
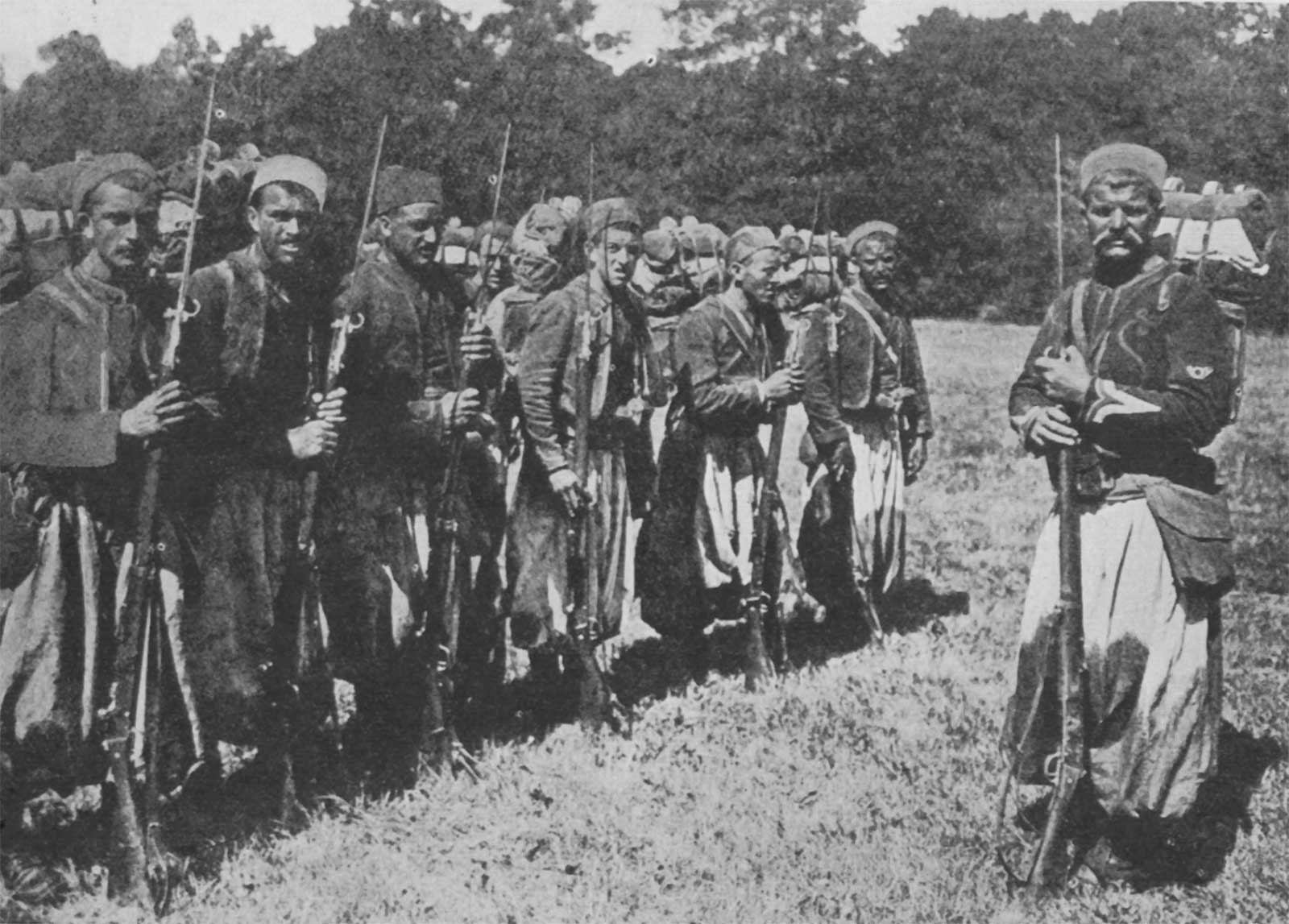
第一次世界大戦に参戦するズアーブ兵
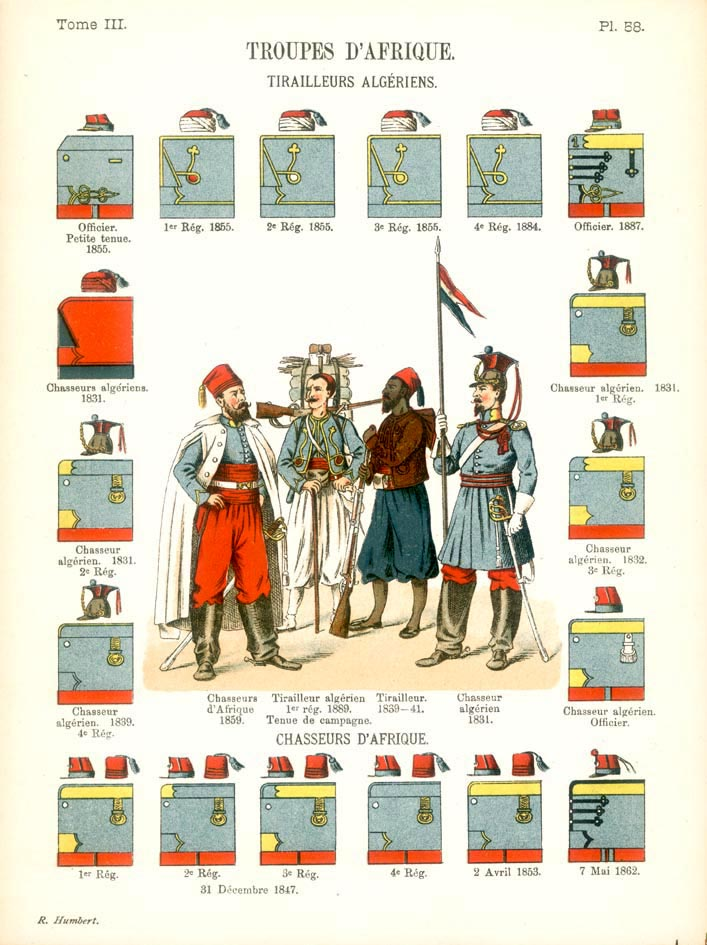
アルジェリア狙撃兵の軍装の種類と変遷
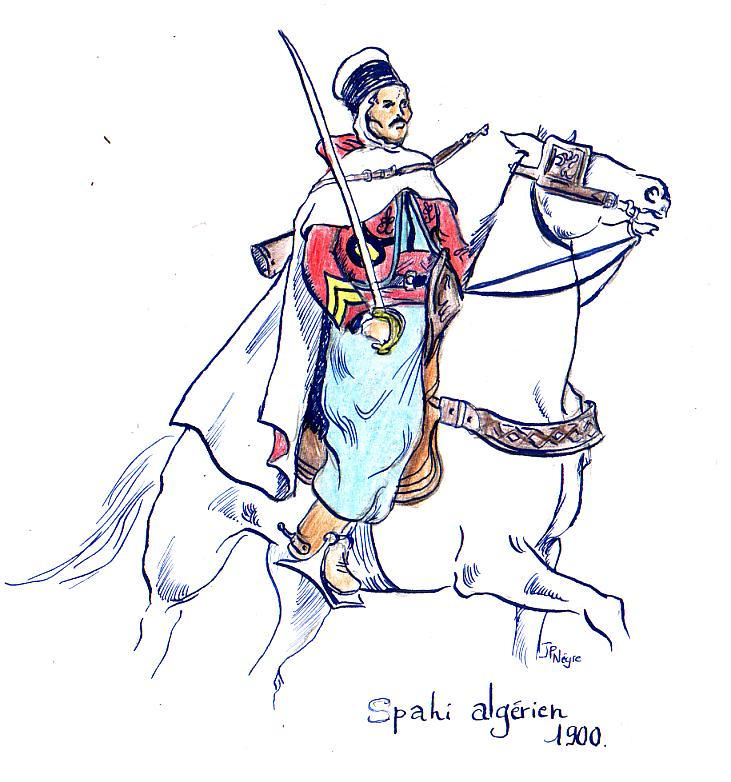
スパッヒの下士官。北アフリカの気候に対応するため、白いバーノスを羽織っている（1900年ごろ）
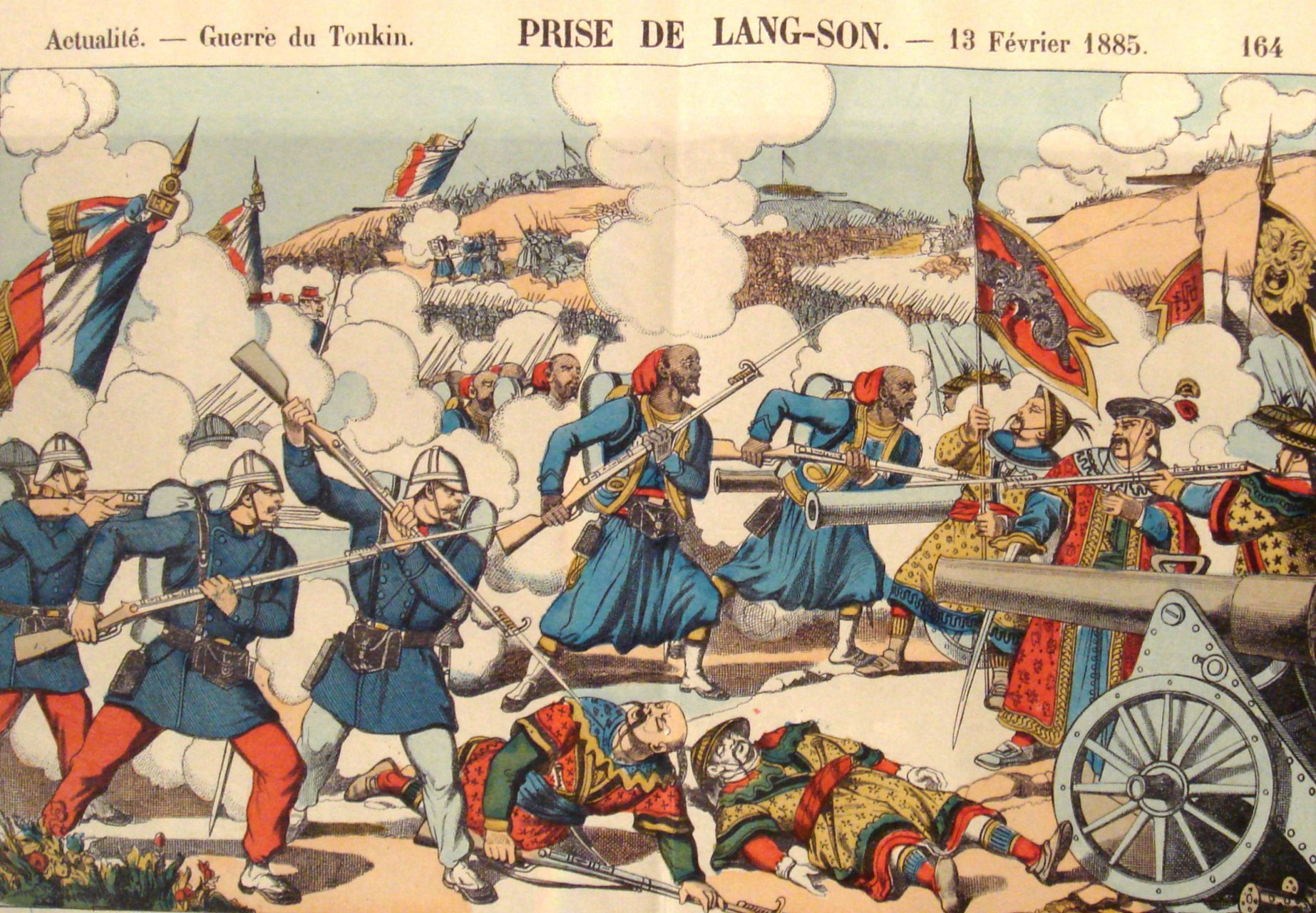
ランソン攻勢（英語版）を描いた図。後部に見えるのはズアーブ兵

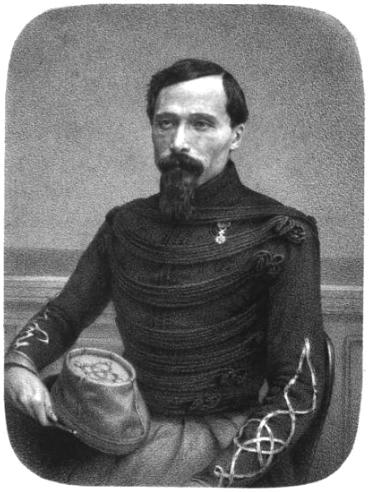
将校用Mle1842礼装を着用したアルジェリア第3スパッヒ連隊（フランス語版）所属の中尉（ジュール・ジェラール（フランス語版）、1854年）
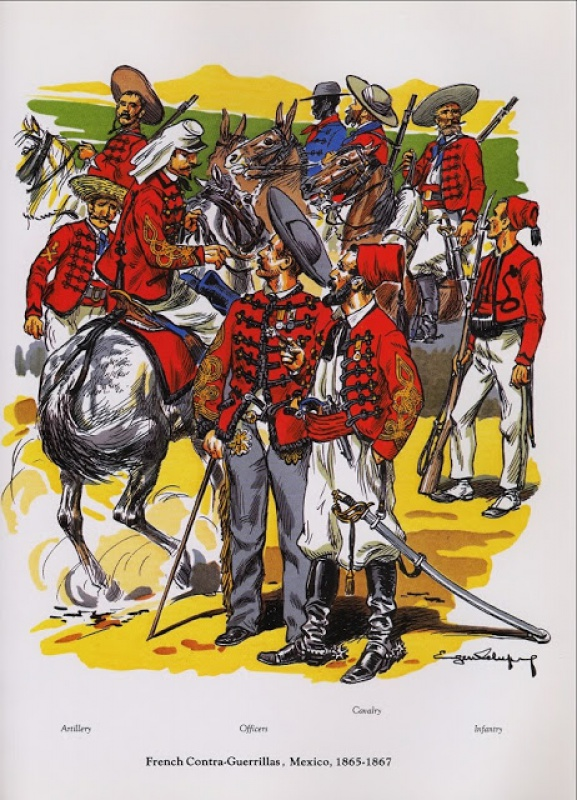
メキシコ出兵時のスパッヒ
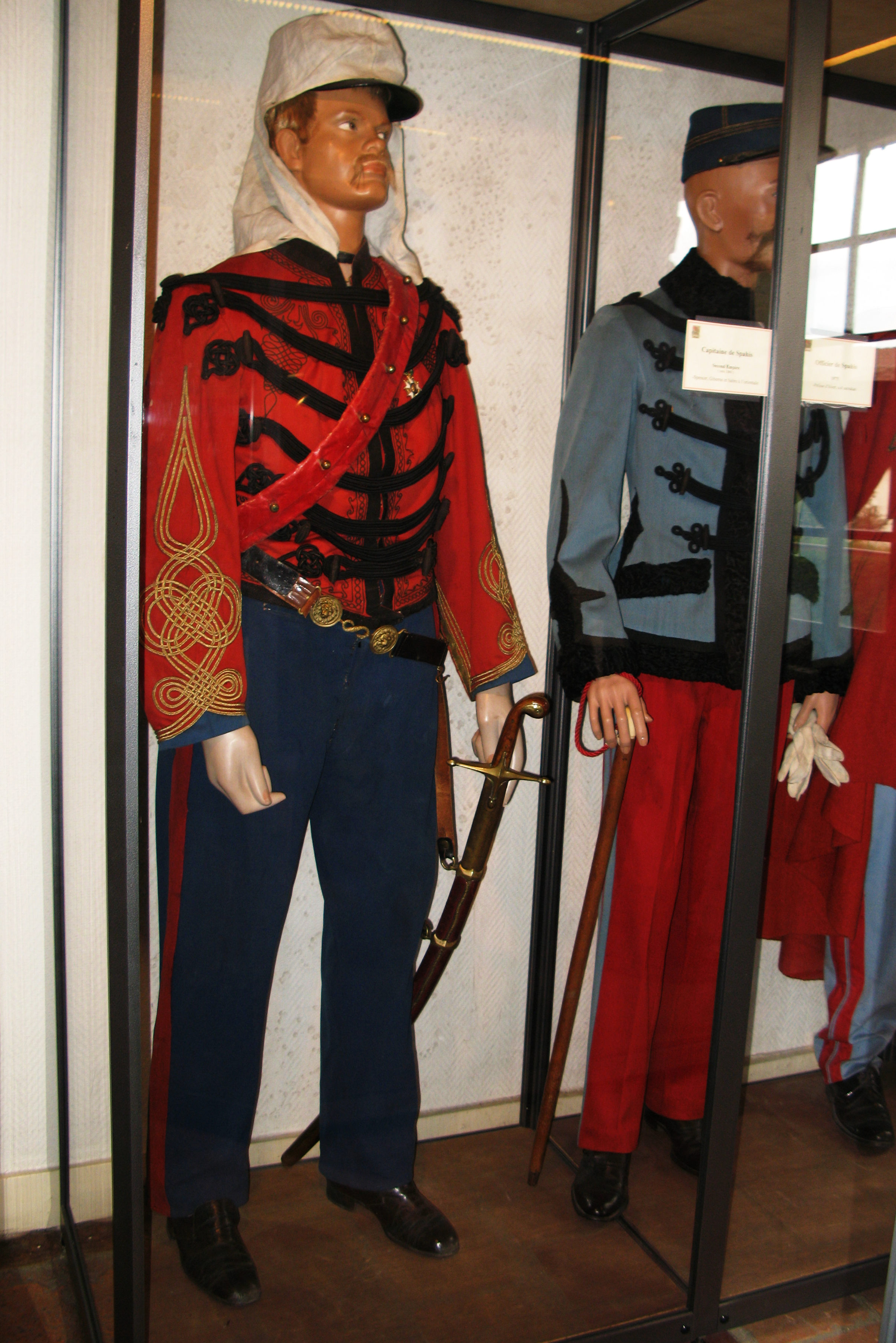
スパッヒの将校用肋骨服
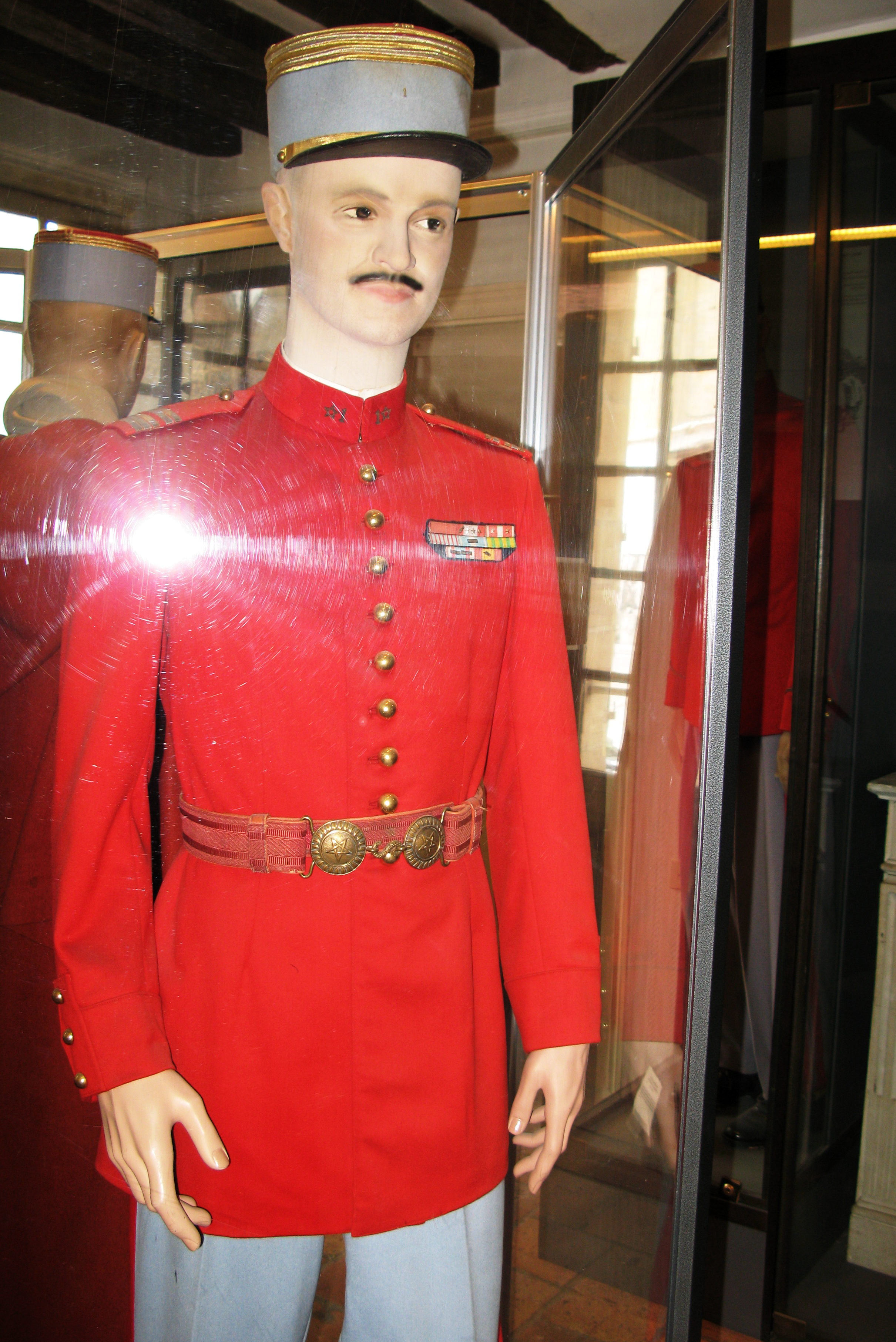
Mle1900を着用した19世紀末〜20世紀初頭ごろの第1スパッヒ連隊所属たる大佐の制服
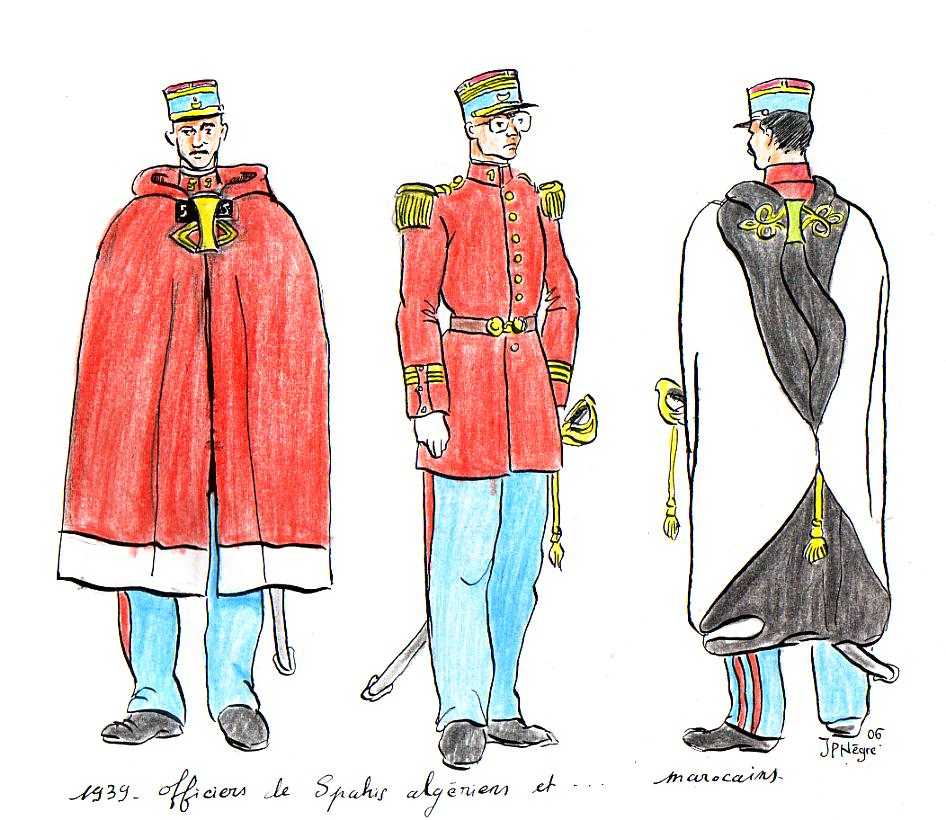
スパッヒ将校
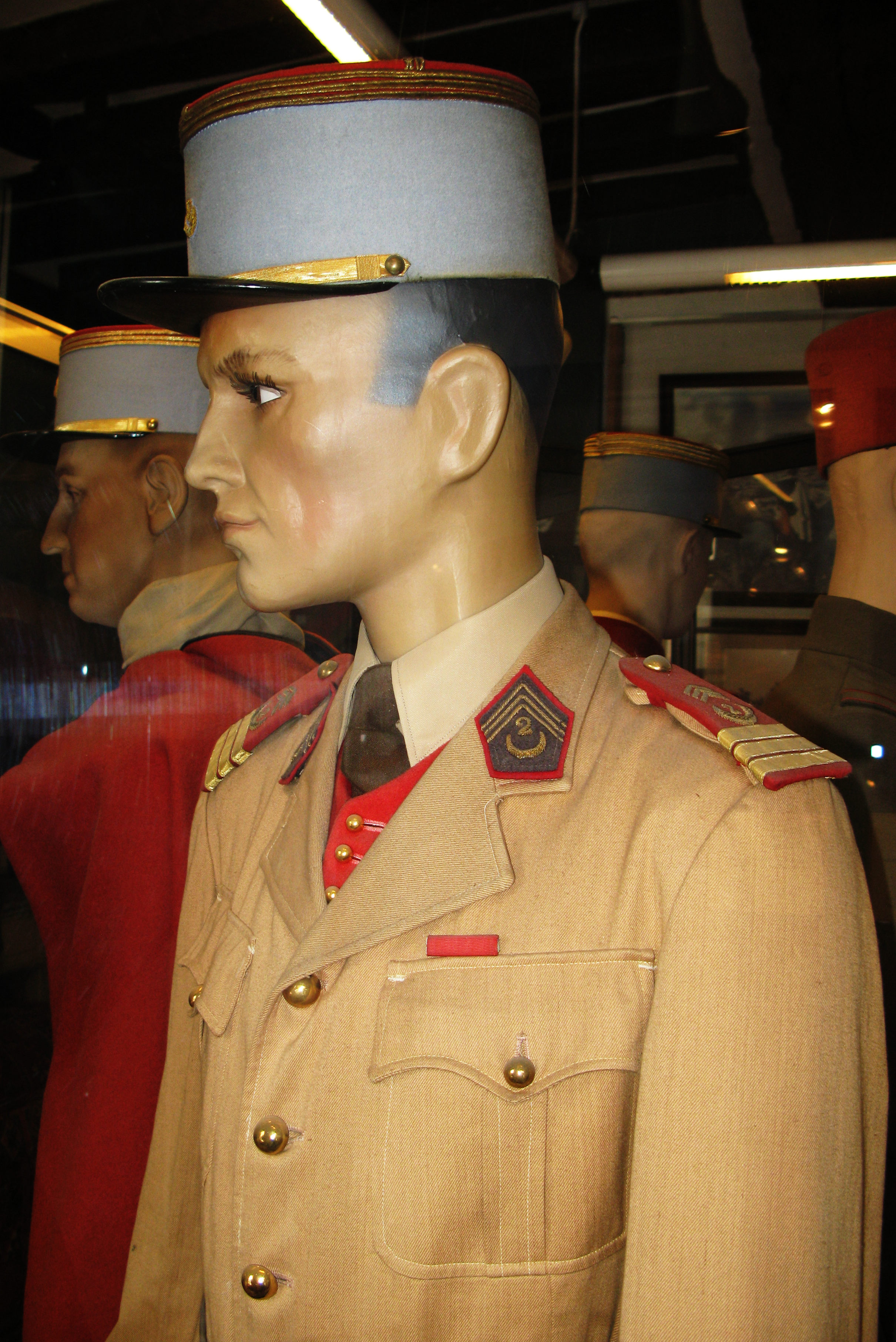
戦後の第2スパッヒ連隊大尉
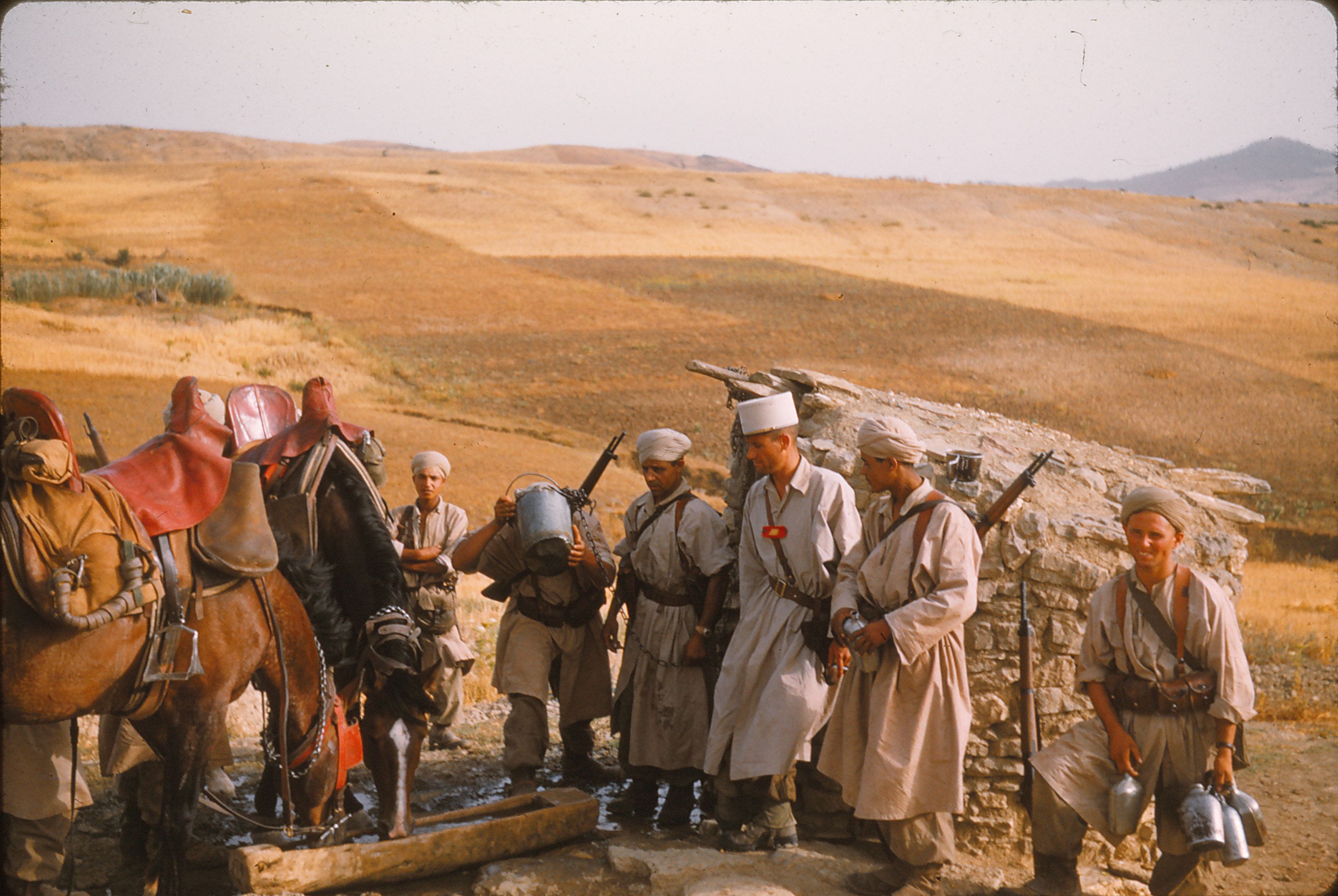
アルジェリア戦争当時のスパッヒ。ガンドラ（フランス語版）の胸に階級章を付けている。
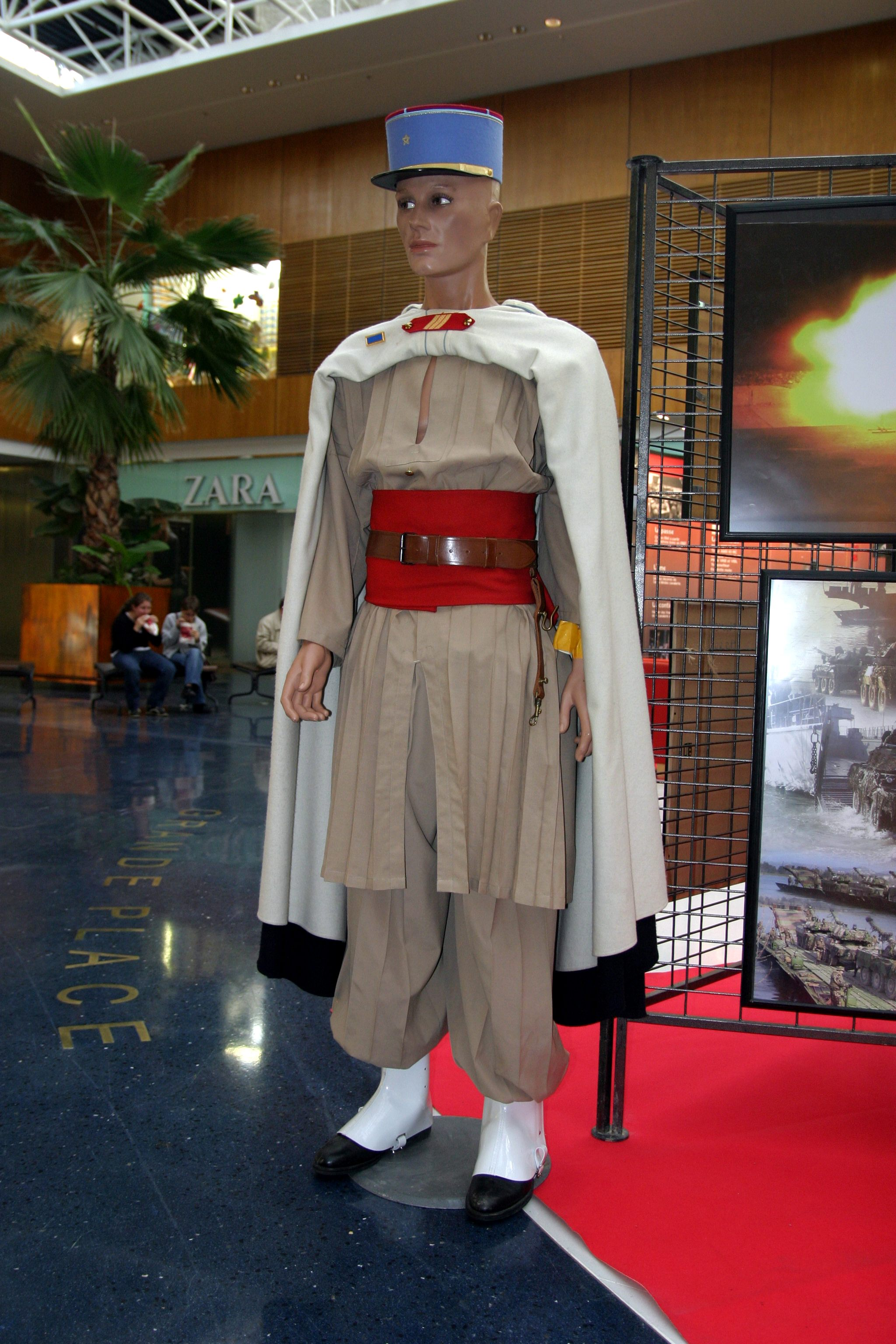
1960年代頃のスパッヒの軍服。バーノスの下にはガンドラを着用。
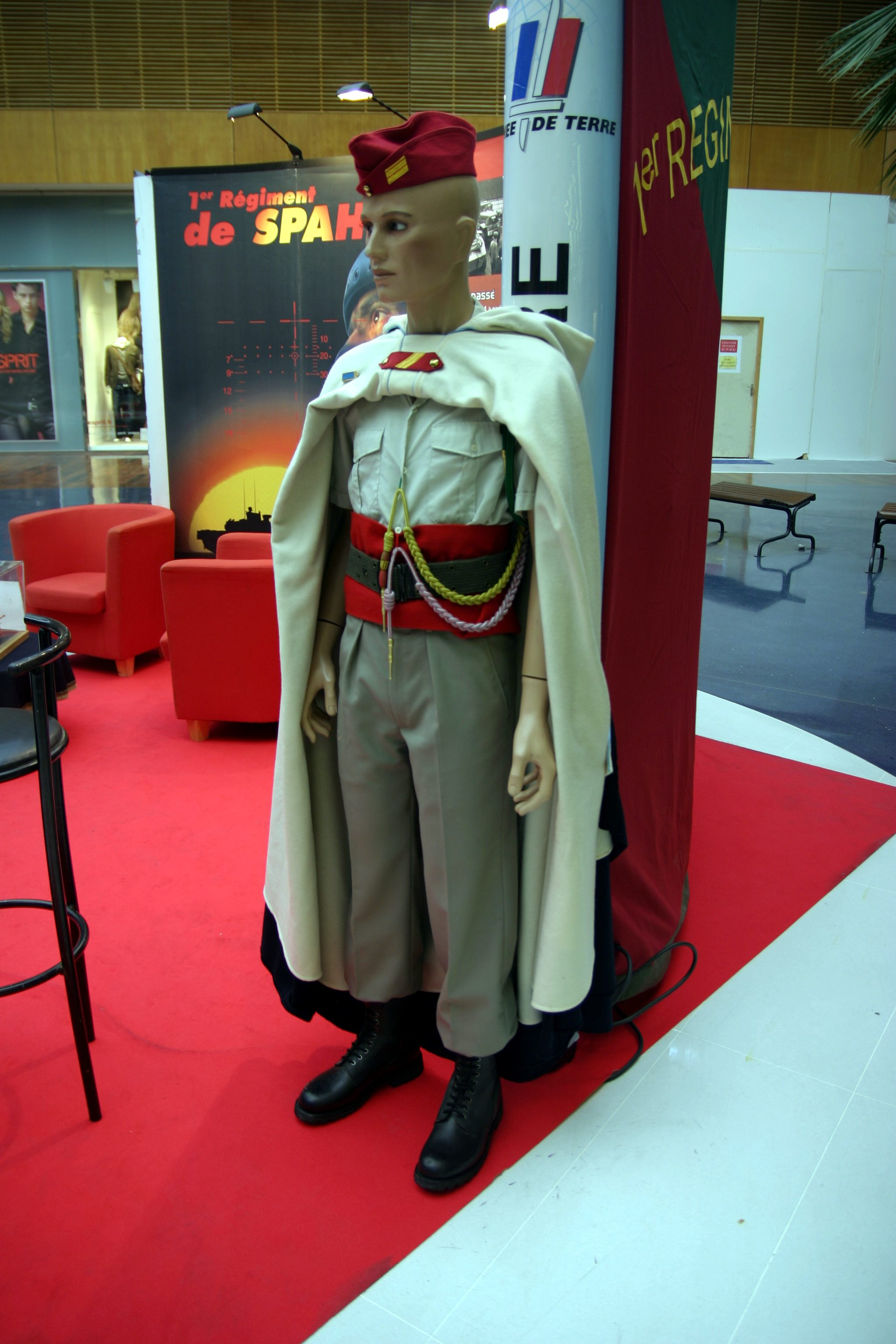
現行のスパッヒの軍服。バーノスの下には通常の軍服を着用しており、赤いギャリソンキャップを被っている。
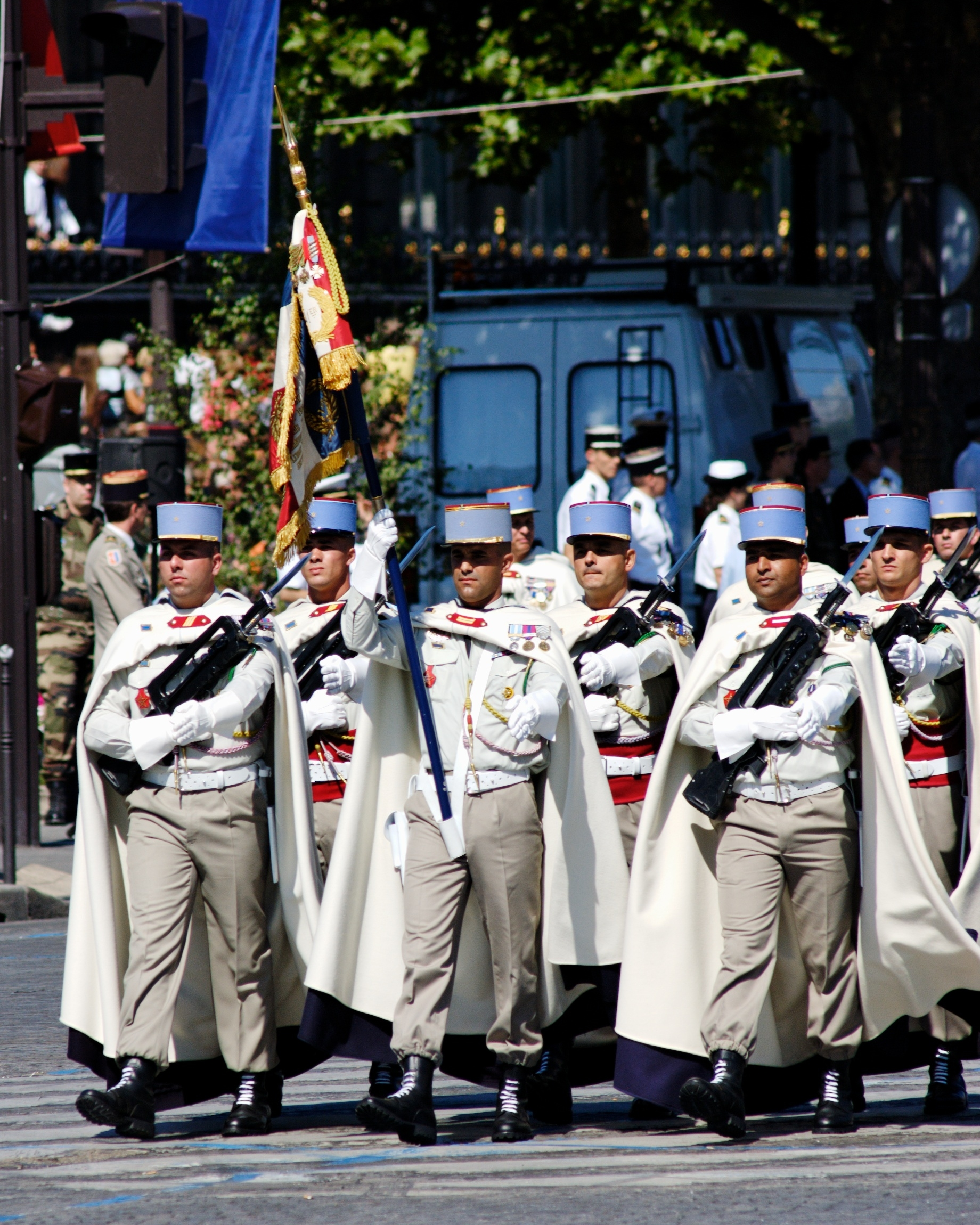
バーノスを着用した第1スパッヒ連隊の兵士

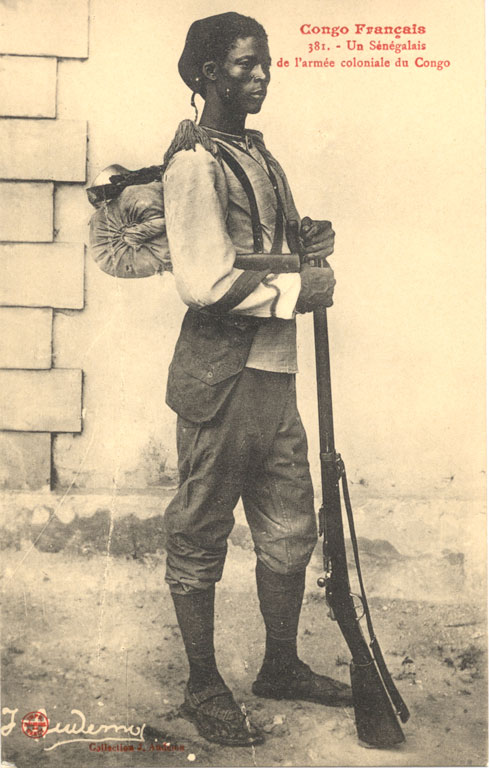
セネガル狙撃兵兵士（1905年）
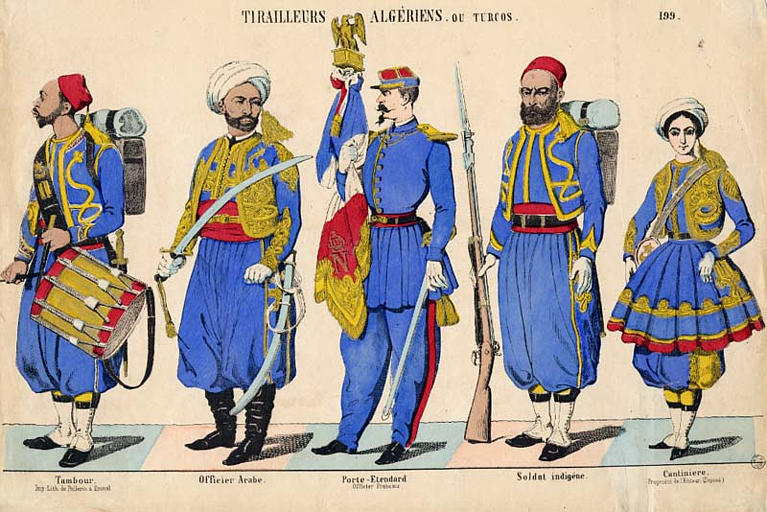
アルジェリア狙撃兵（フランス語版）（1852年）
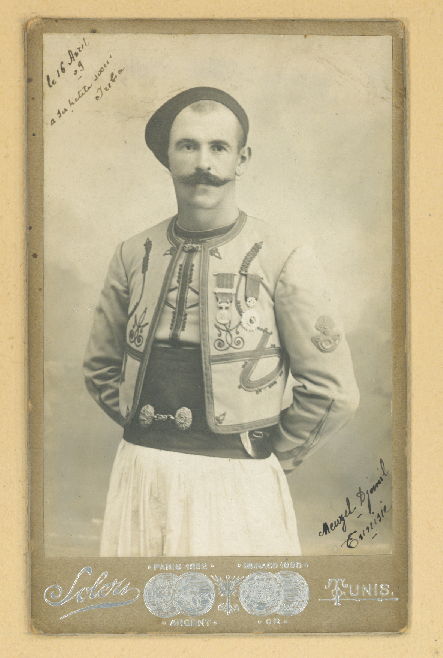
アルジェリア狙撃兵（1909年）
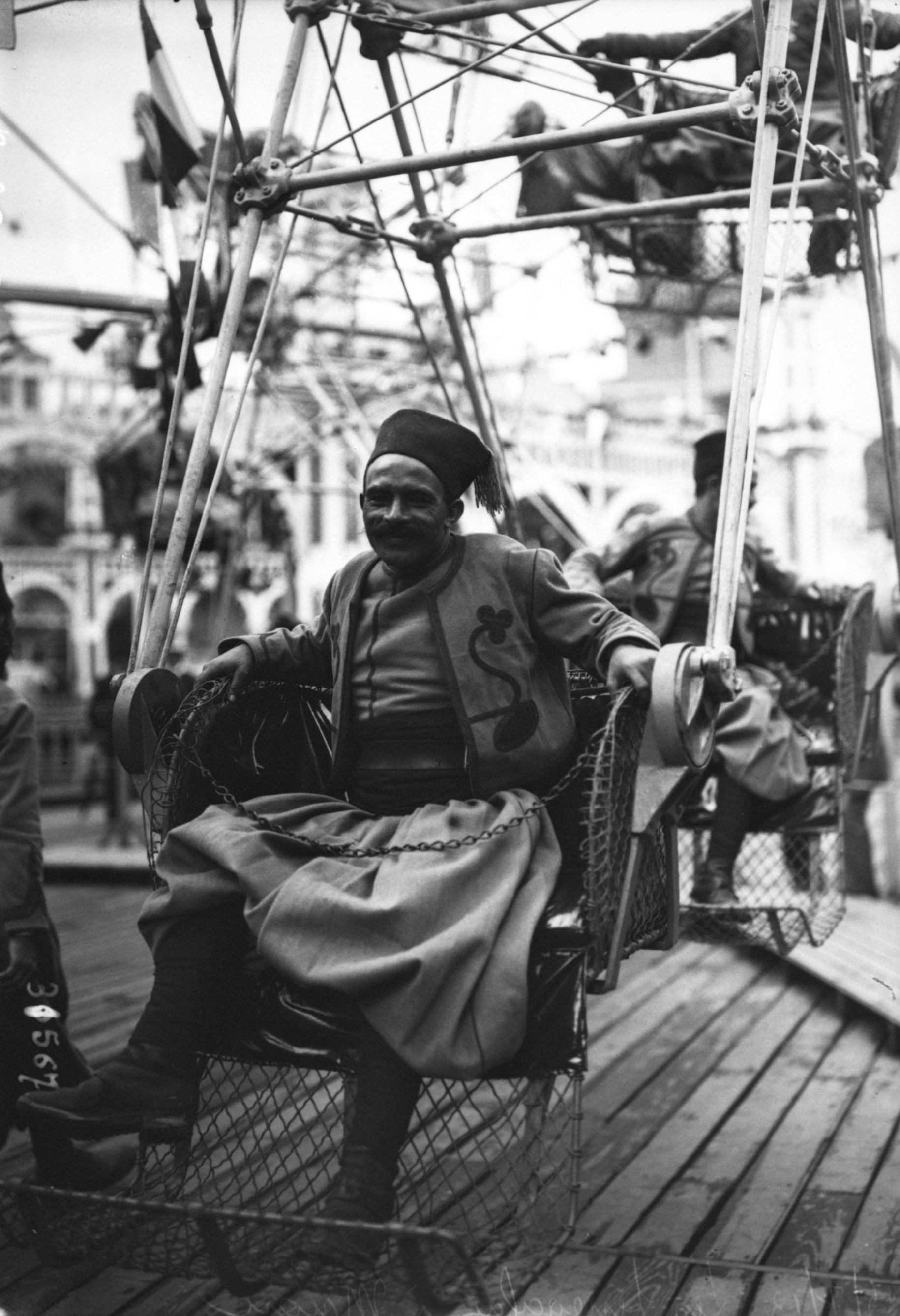
アルジェリア狙撃兵（1913年）
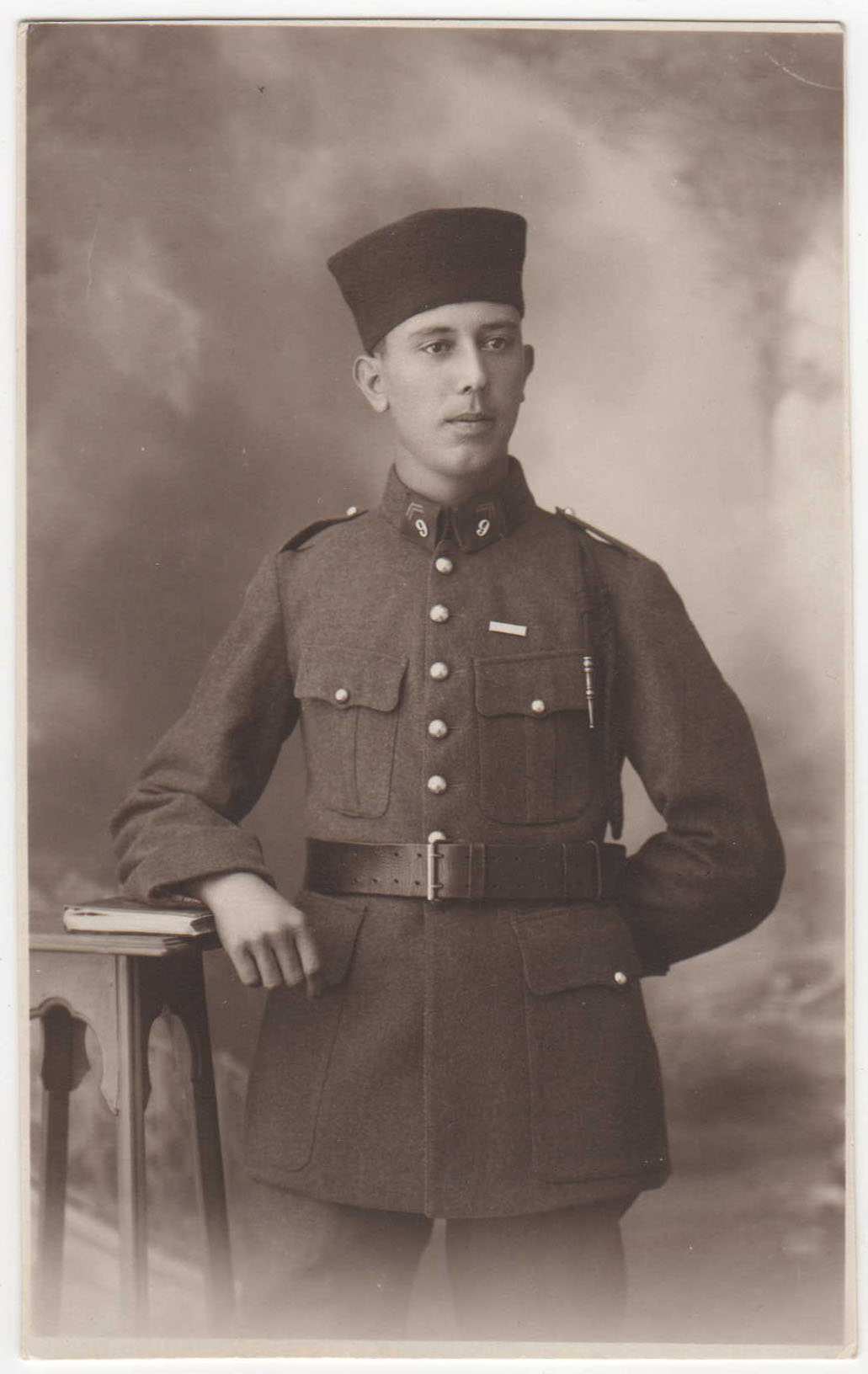
アルジェリア狙撃兵連隊将校
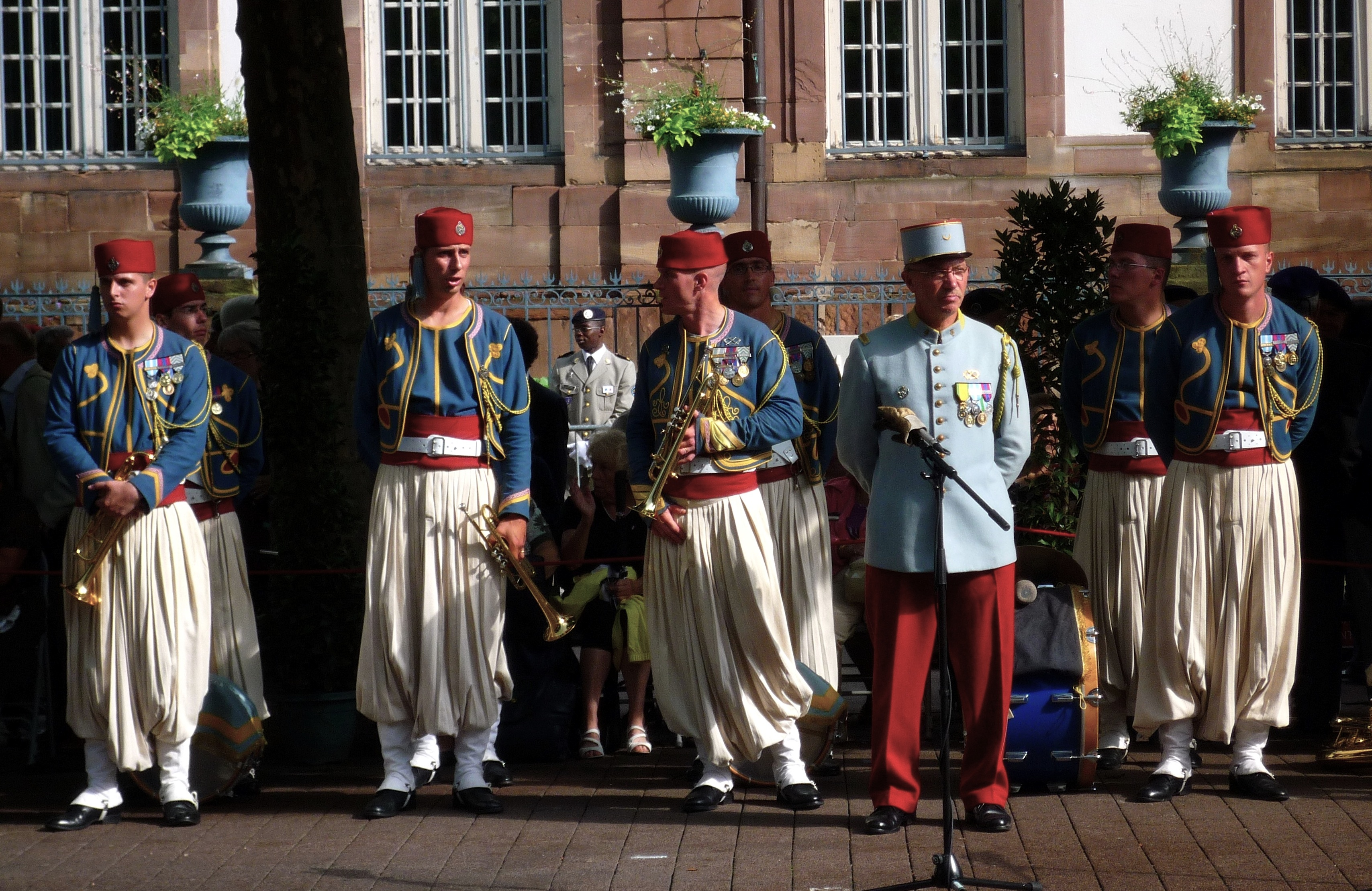
20世紀初頭の制服を再現した第1狙撃兵連隊軍楽隊
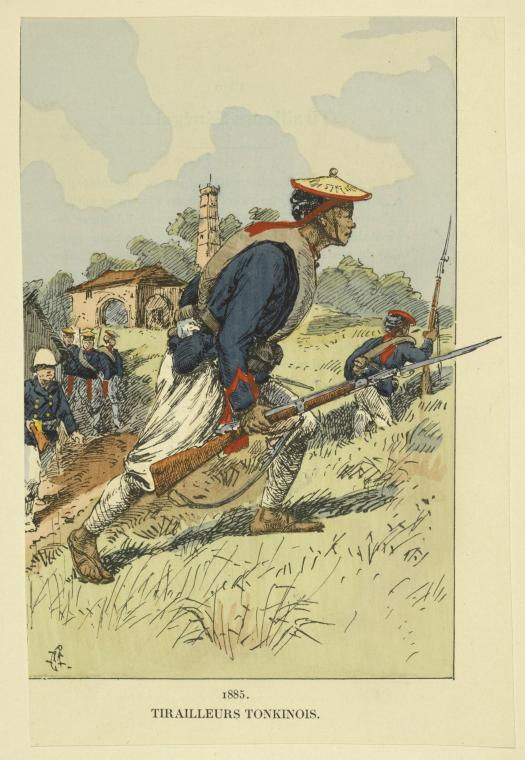
清仏戦争にてフランス軍に帰順したベトナム兵
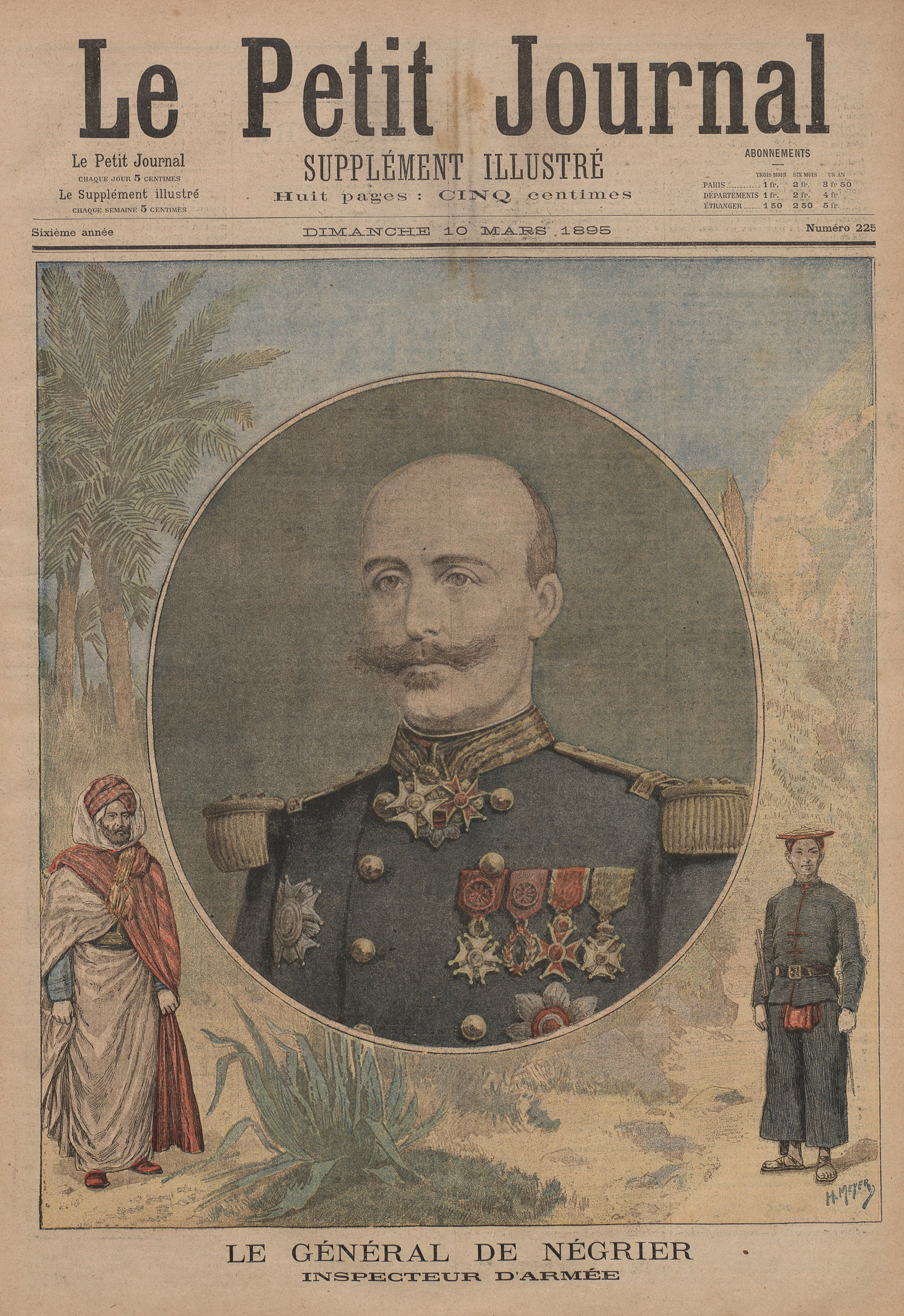
ベトナム人兵士（右下、1895年）
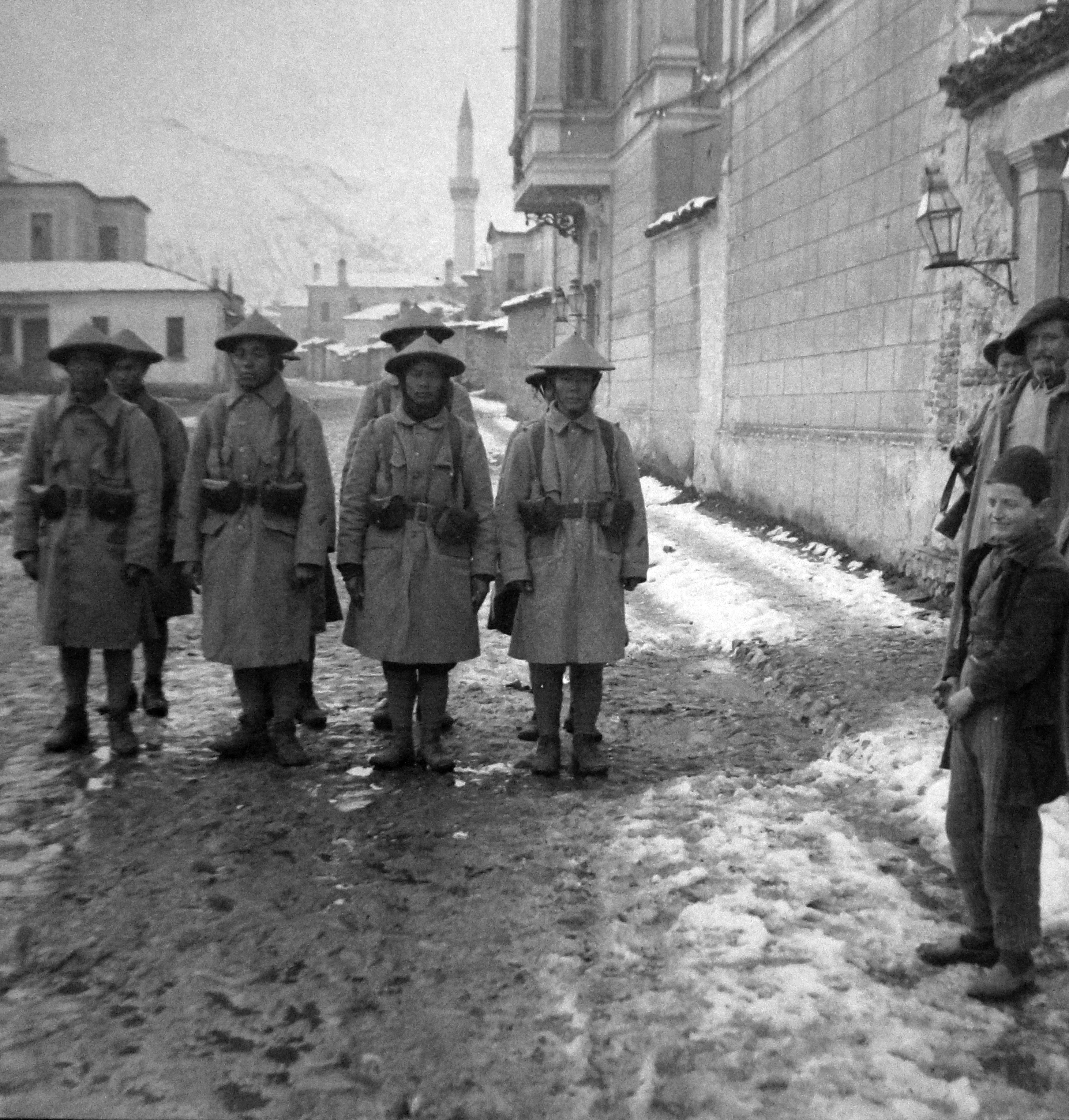
第一次世界大戦に参加したトンキン狙撃兵（1917年）
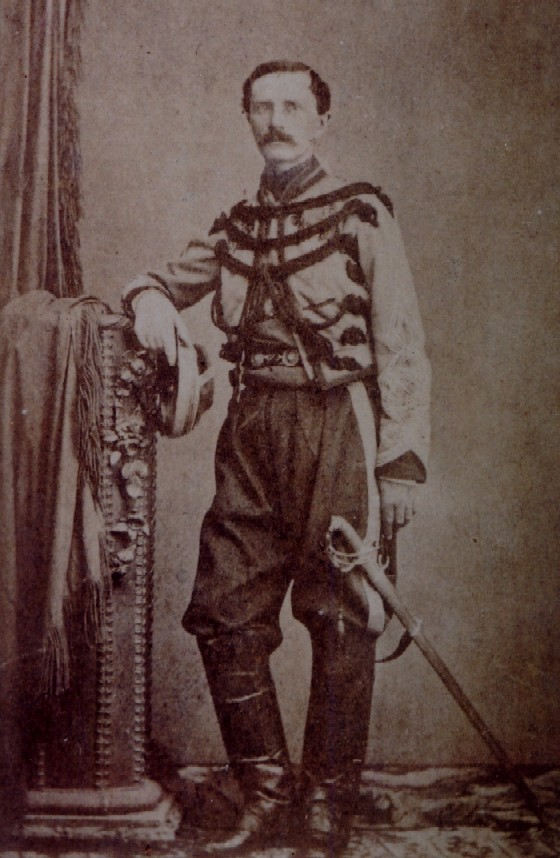
アフリカ猟騎兵連隊将校（1850年代）
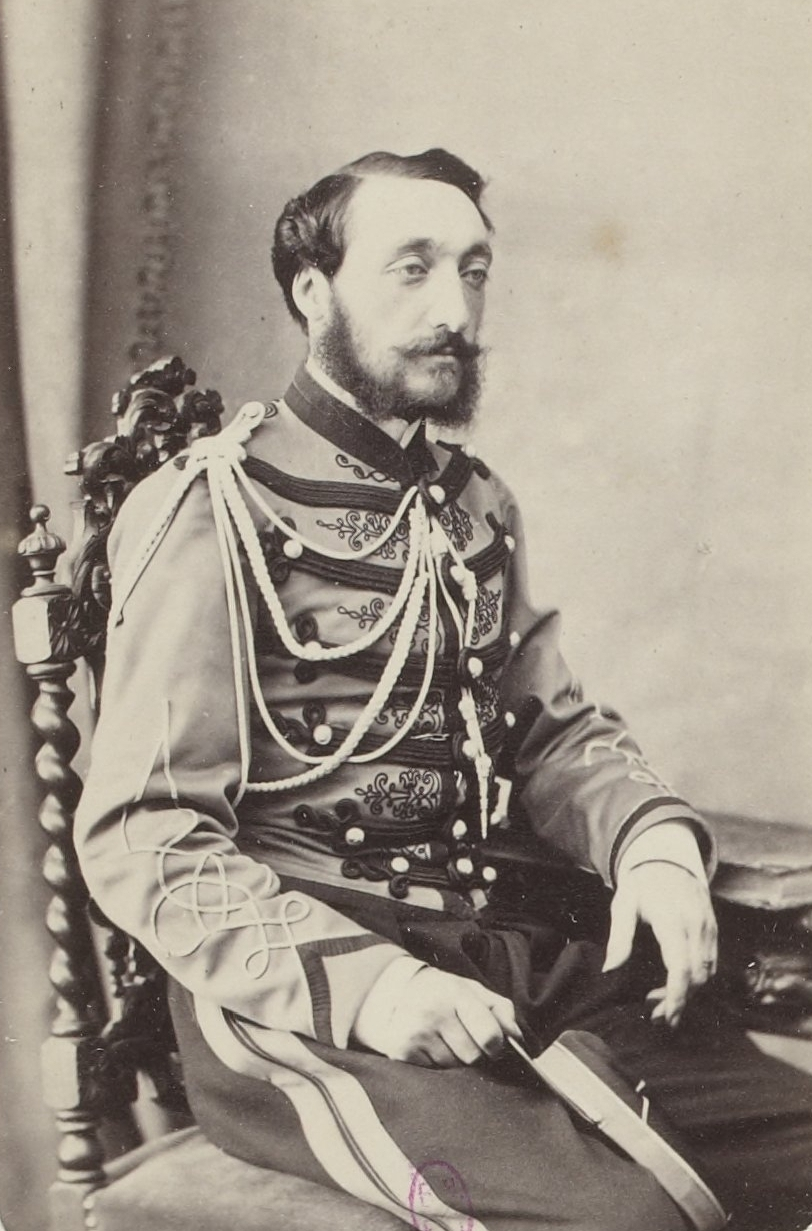
参謀たるアフリカ猟騎兵少尉（ベルナール・ド＝アークール（フランス語版）、1860年代）
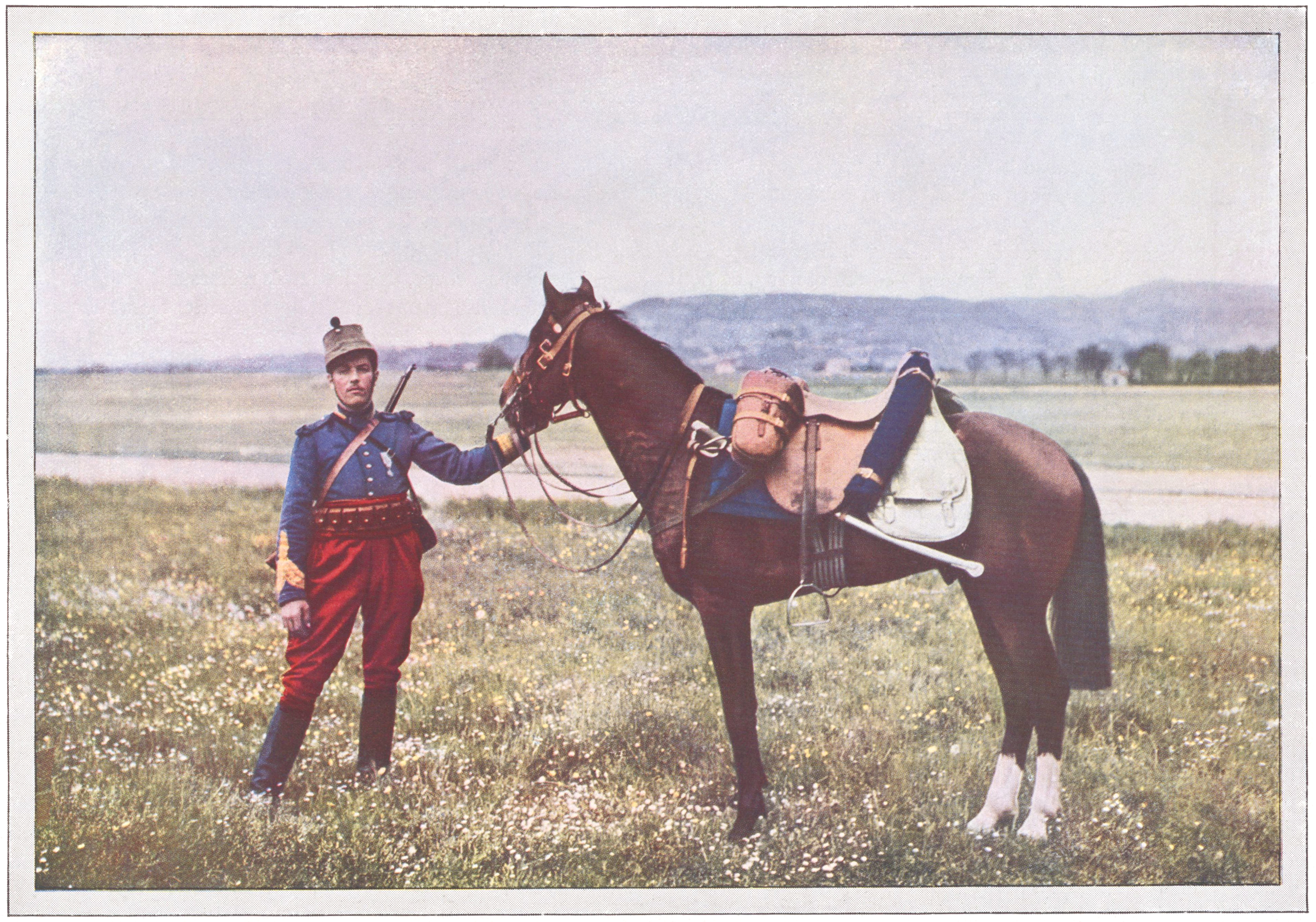
第1アフリカ猟騎兵連隊兵士（1914年）
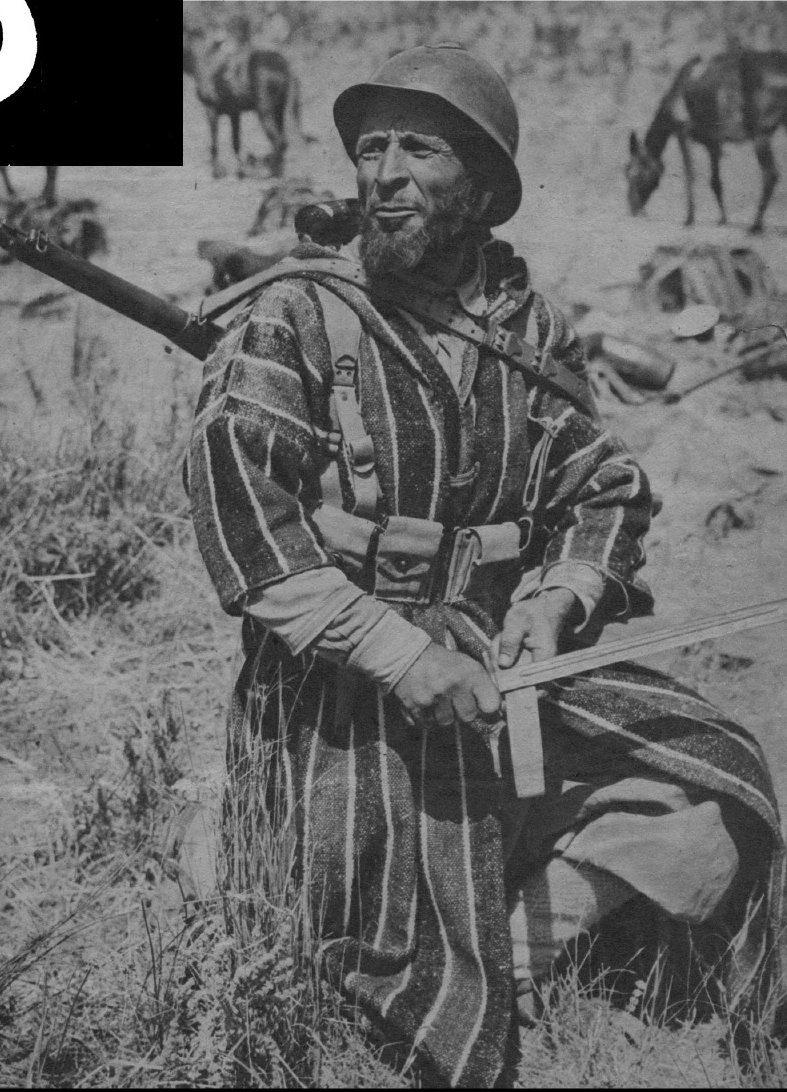
ジャラバを着たグミエ（1944年）

ケピ帽が植民地での戦闘から生まれたように、多くの植民地を抱えたフランスにとって熱帯用被服の導入は大きな課題であった。
将校は1892年（1895年とも）にライトカーキ色の熱帯用被服が登場する。裁断は翌年のMle1893によく似たシングルブレストタイプの詰襟だが、胸と腰に各2点ずつポケットが存在する。1931年にはM1929に似た折襟の被服が導入された。このように将校は内地での被服と大差ない意匠だったが、下士官兵は1898年に3つボタンの詰襟シングルブレスト、1914年に折襟ダブルブレストの上衣が導入され、この上にオーバーコートを着用する事もある。
1937年になると、半袖半ズボンの熱帯用被服が採用される。将校は階級章を当初胸に付けていたが、第二次世界大戦勃発後は肩に移行した。
将校には白のサンヘルメットと上衣、ズボンの略礼装が用意された。この略礼装は詰襟であったが、1931年改定で詰襟タイプと開襟タイプの2種類が登場する。
フランス、北アフリカ、中東勤務のみが連隊番号を付ける。
これらの熱帯用被服も、戦後のブレザータイプのMle1958をもってフランス植民地帝国とともに終焉を迎えた。

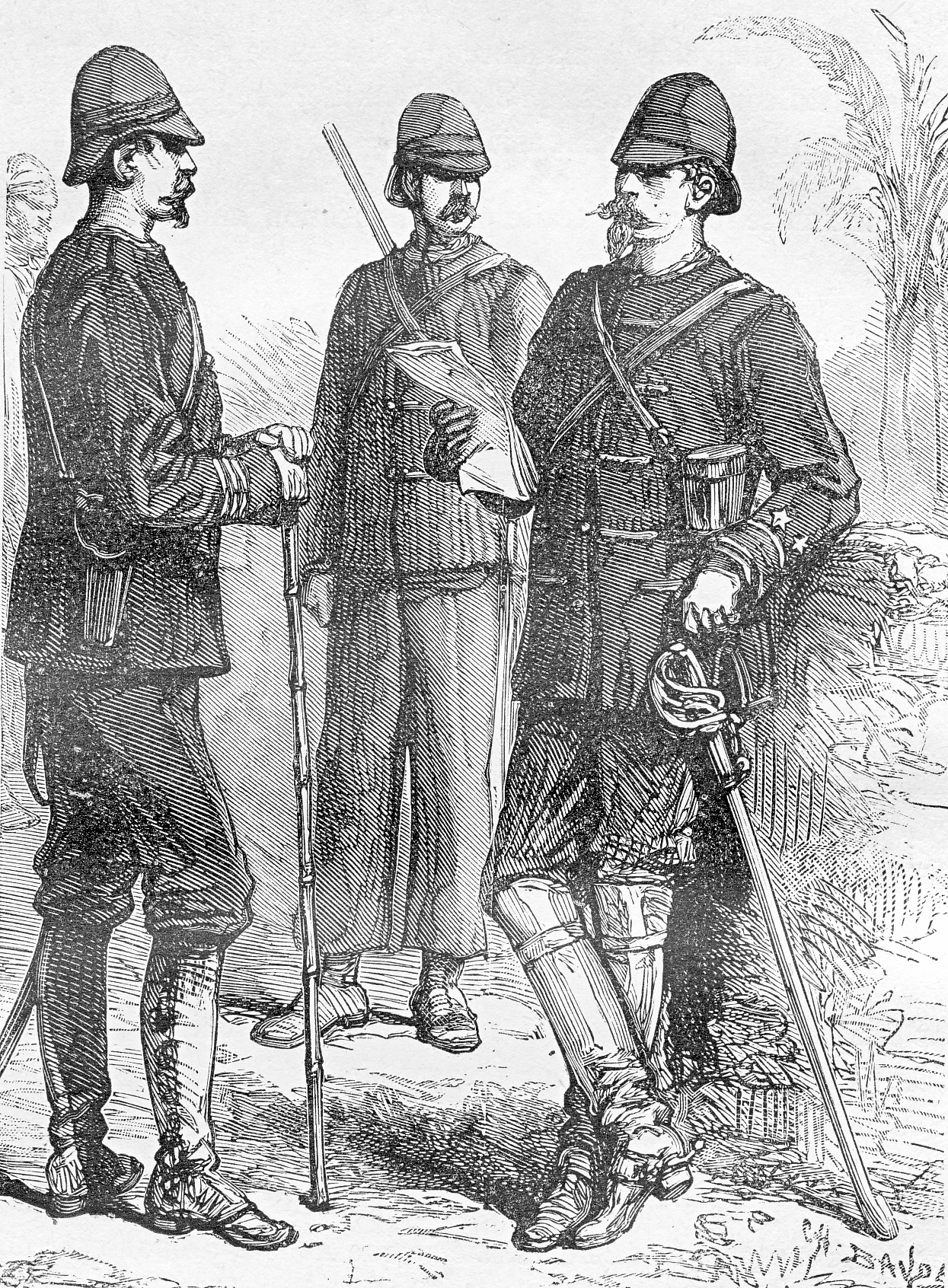
清仏戦争当時の将官
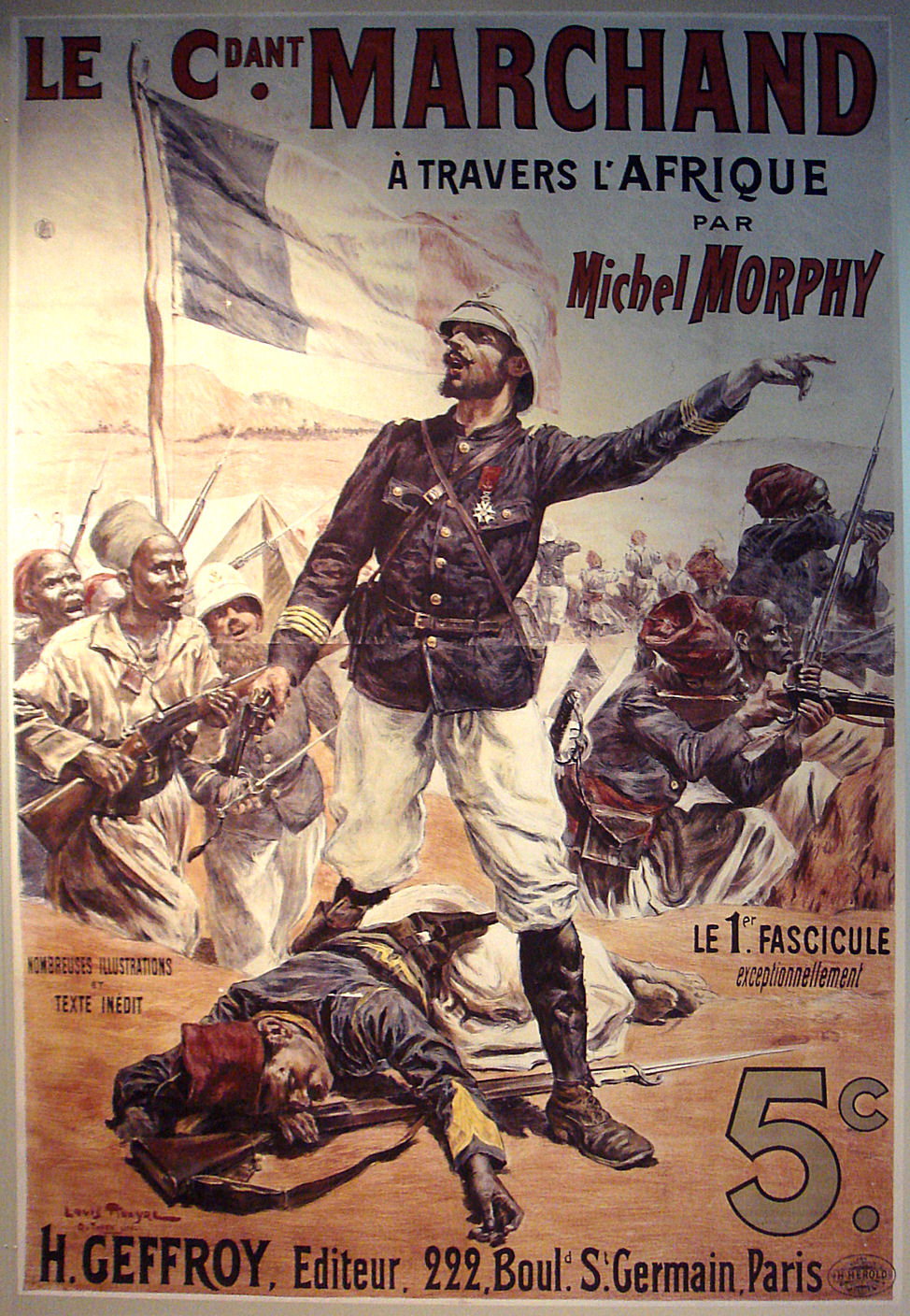
ファショダ事件当時の植民地軍
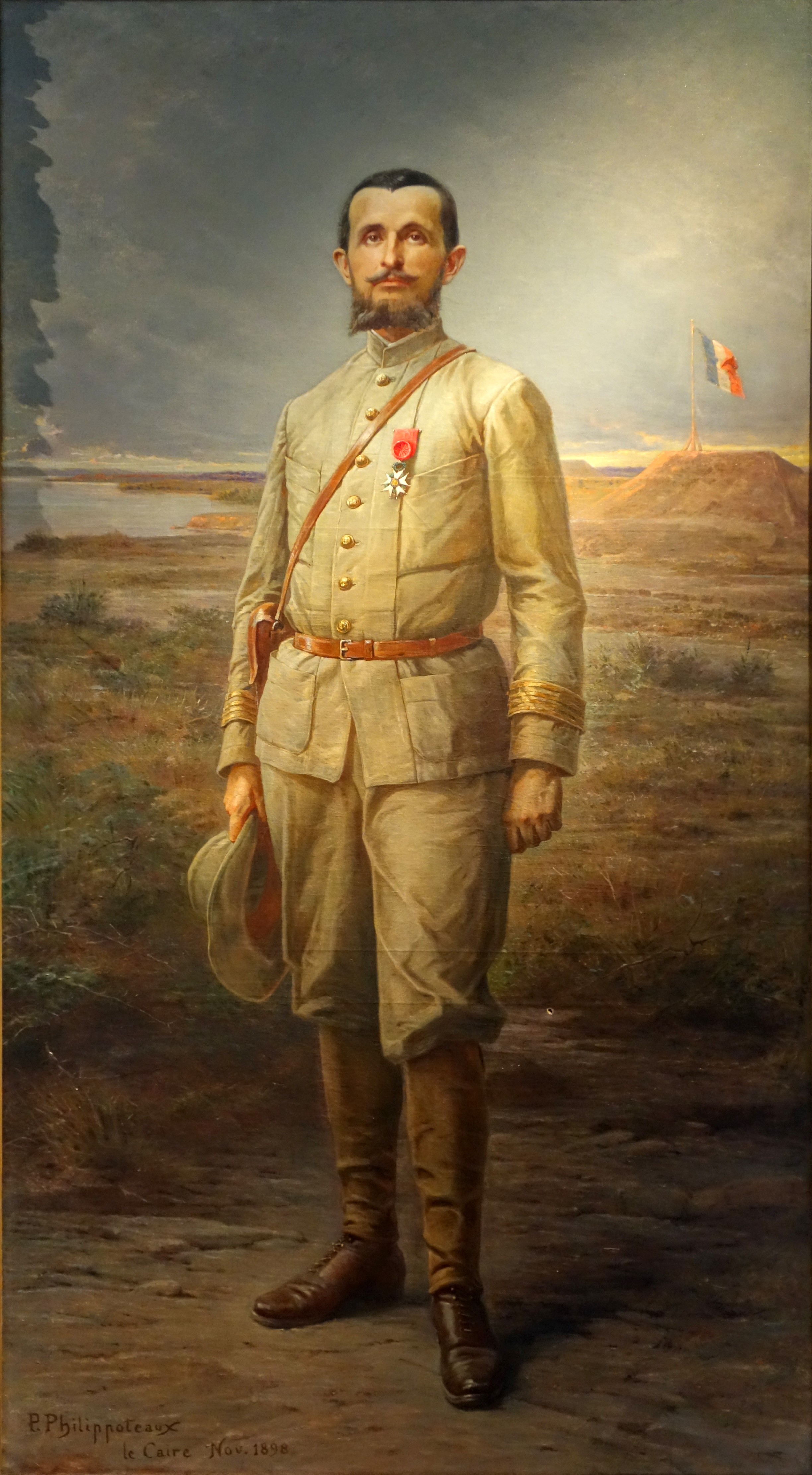
Mle1892熱帯用被服のジャン＝バティスト・マルシャン（フランス語版）少佐
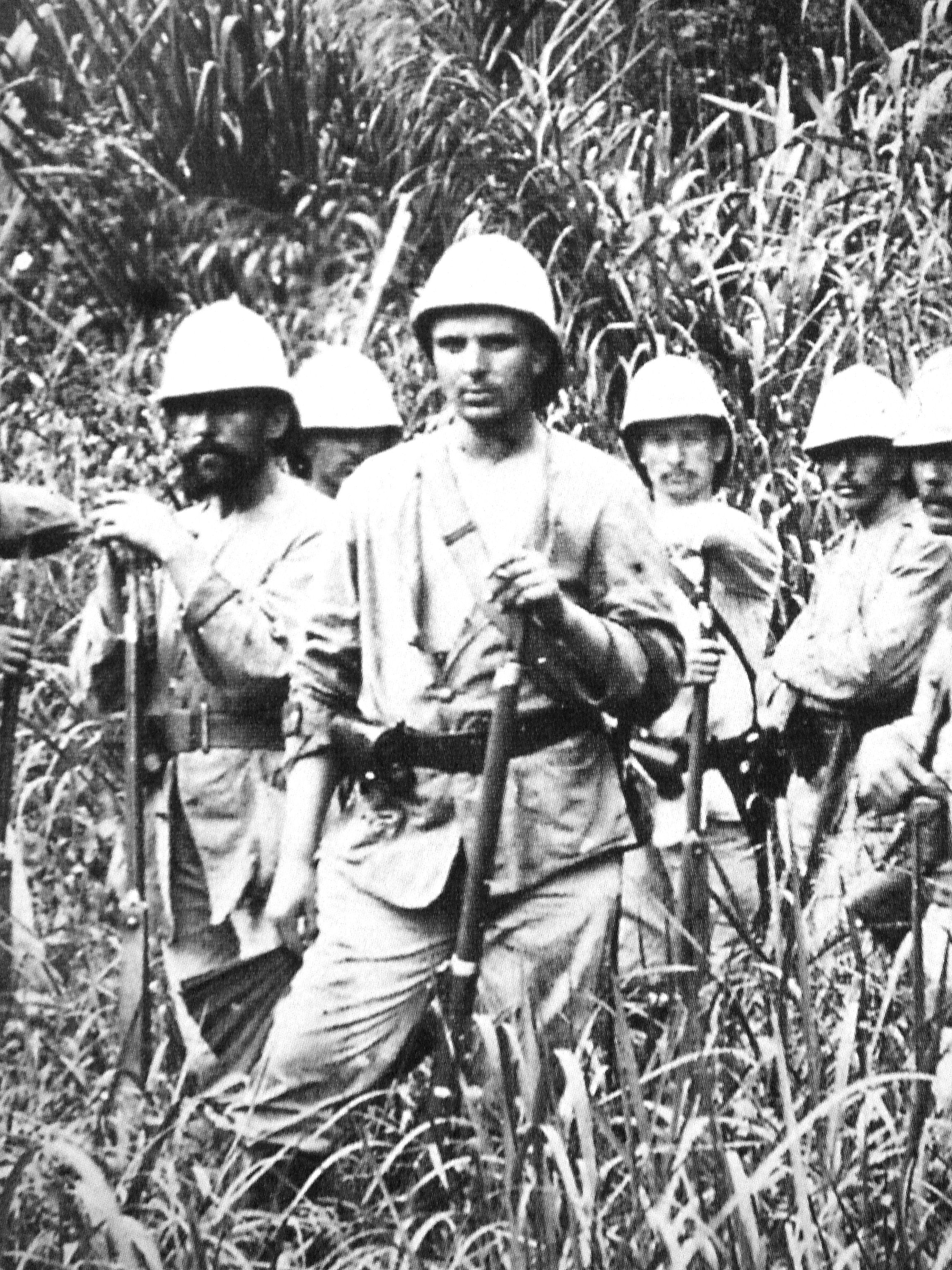
Mle1892熱帯用被服の歩兵
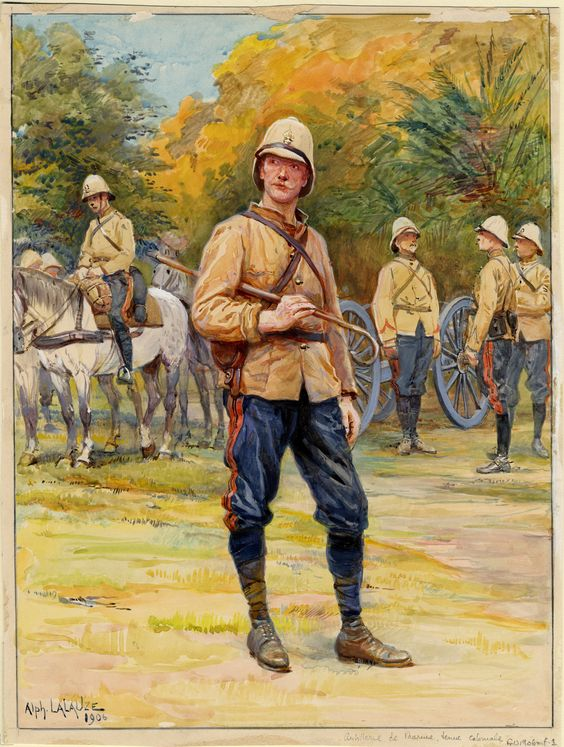
Mle1892熱帯用被服の砲兵
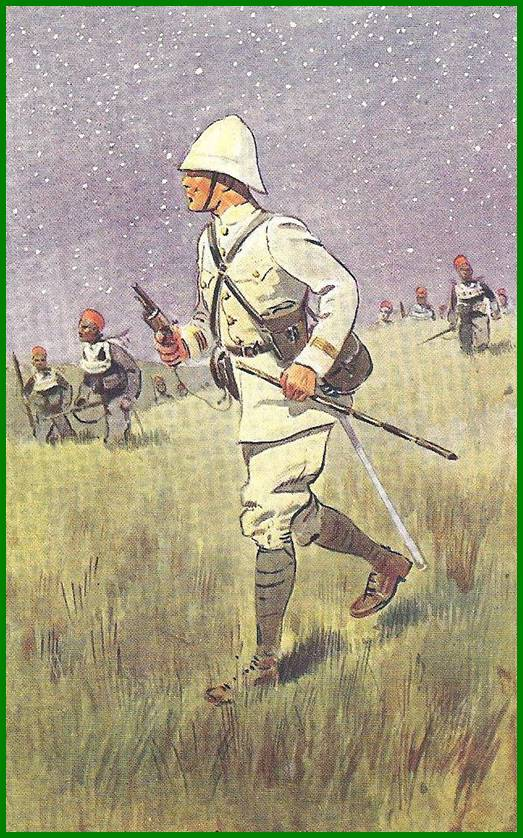
陸軍大尉（1909年）
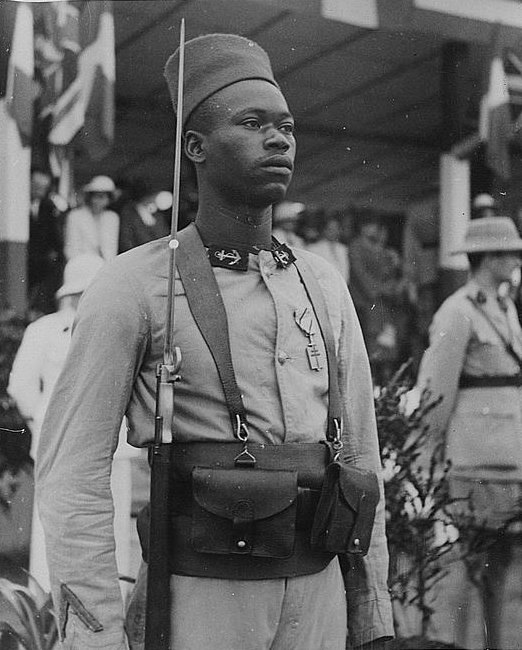
M1898植民地仕様被服のセネガル狙撃兵。セネガル狙撃兵連隊は植民地軍に分類されるため、錨の徽章を付けている（1942年）
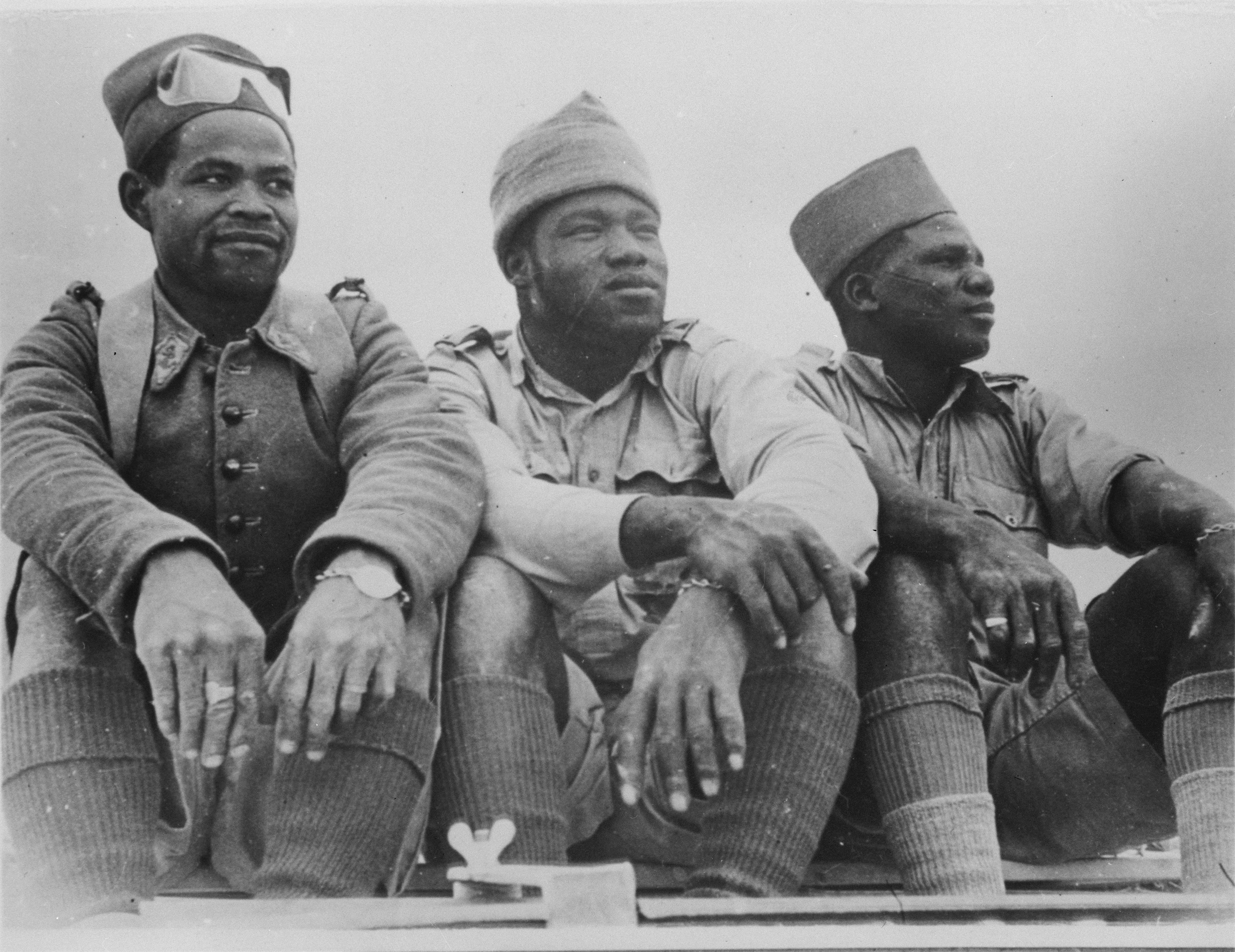
ビル・ハケイムの戦いに参加した自由フランス軍戦車兵。左の人物はM1931を着用（1942年）
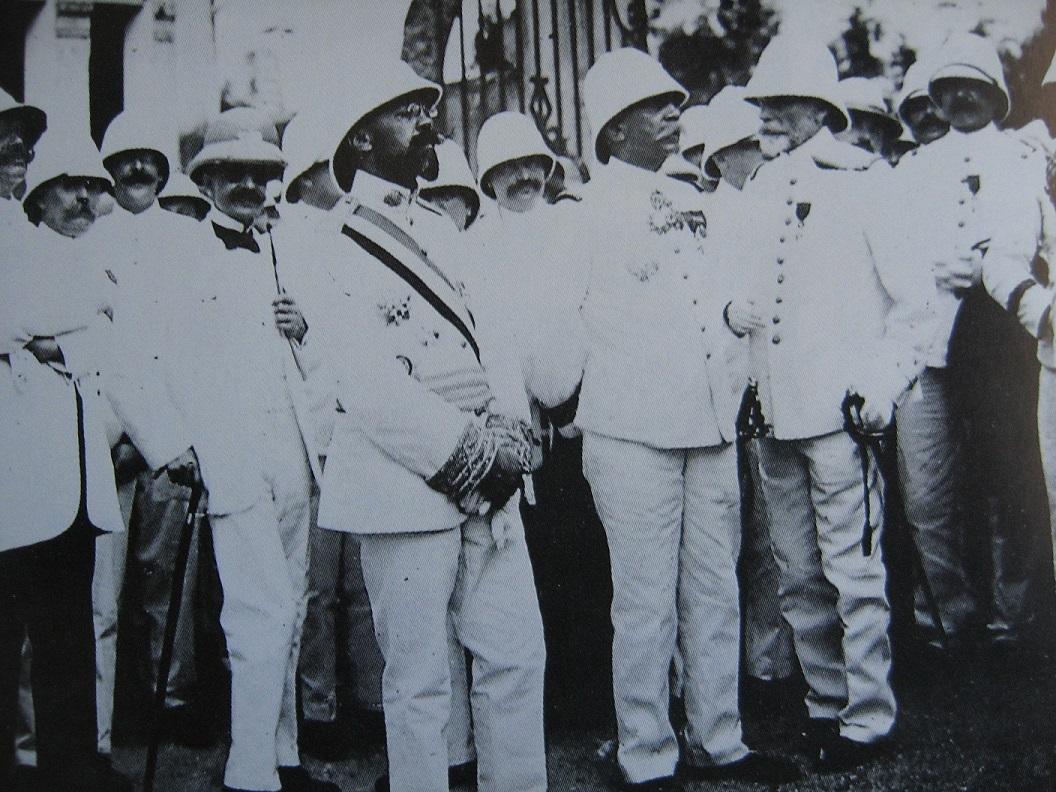
略礼装の武官（帯刀している人物、1910年代）
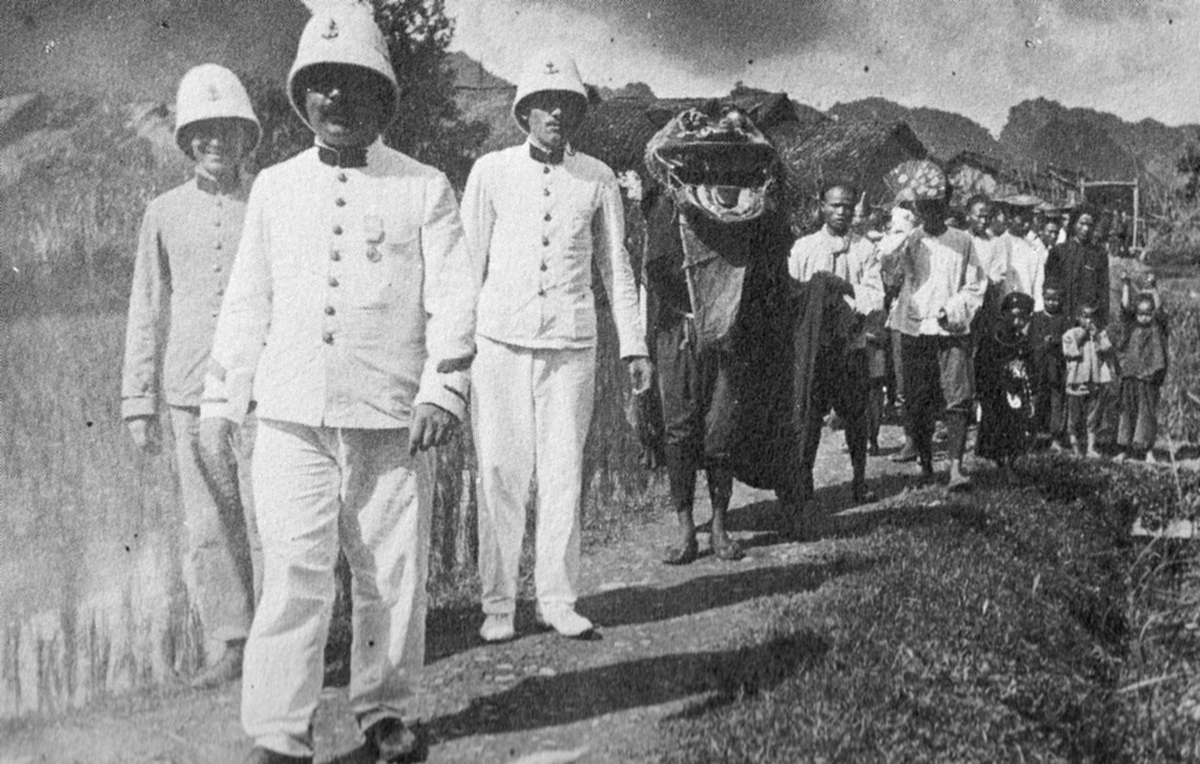
略礼装

## 海軍軍服の変遷
フランス海軍の軍服は1669年に制定され、海軍としては世界初である。将官は青いジュストコールの下にいずれも赤いベストとキュロット、靴下を着用したが、それ以外は個人の裁量が大きかった。18世紀末には上着の前合わせが赤、それ以外はキュロットも紺色となる。ナポレオン時代の19世紀初頭の頃は紺色の燕尾服スタイルとなり、ズボンは白と紺色の2種類があった。19世紀末〜20世紀初頭ごろに他国同様にイギリスの影響を受け、官帽やダブルブレストの上着が導入されたが、襟を折襟にするなど独自の試みも行われた。第2次世界大戦以降現在までは、士官や下士官の冬季制服はダークブルーのリーファージャケット、夏季制服は白いブレザーとなっている。兵はセーラー服で頭頂部にポンポンが付いている。
第一帝政時代、ボタンホールと襟、袖口に装飾の入った詰襟シングルブレストの燕尾服である勤務服も着用された。
1853年1月29日付規定ではともに燕尾服の大礼服と通常礼装、リーファージャケットの略装の3種類があった。将官の大礼服と通常礼装は詰襟シングルブレスト、佐官・尉官は大礼服は詰襟、通常礼装は開襟のダブルブレストである。将官の大礼服は陸軍と酷似しているが、襟の装飾に錨が付いている事で判別できる。1876年規定で通常礼装が廃止され、略装にエポレットを付けることとなった。1891年6月3日付規定で第1種〜第5種までが区分され、1902年細部改定により第3種、第4種のリーファージャケットは折襟となった。
将校相当官は大礼服でもエポレットを付けず、文官用肩章を付けた。また、将校と同時に行われた1891年6月3日付規定では技官、測量官、衛生の各刺繍の分類がなされた。

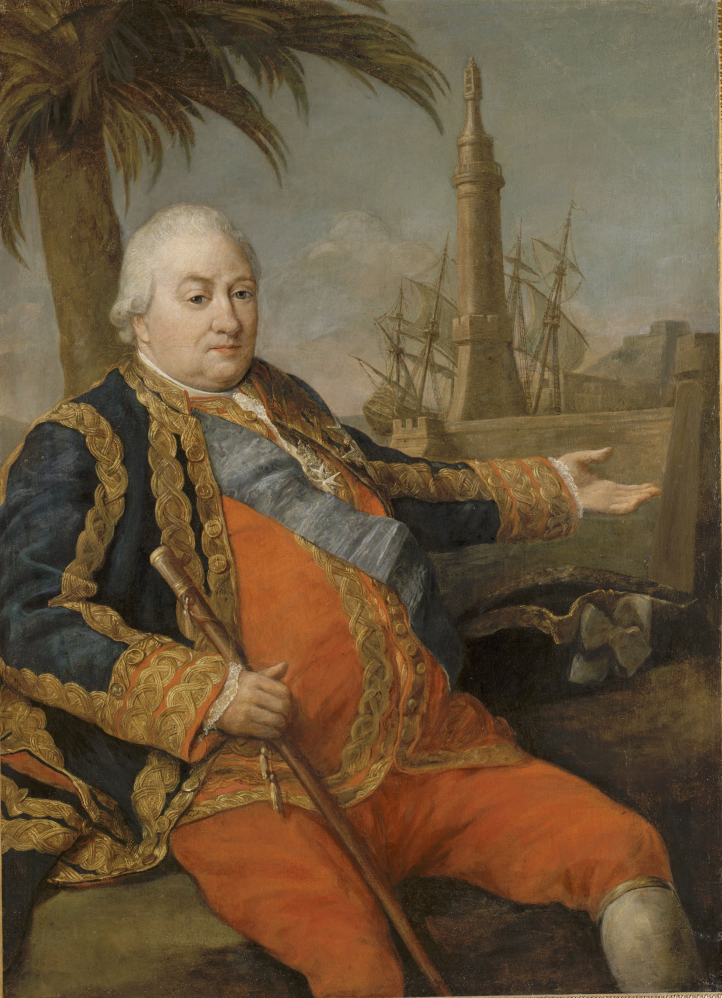
1669年制式着用の海軍中将（ピエール・アンドレ・ド・シュフラン、1785年）
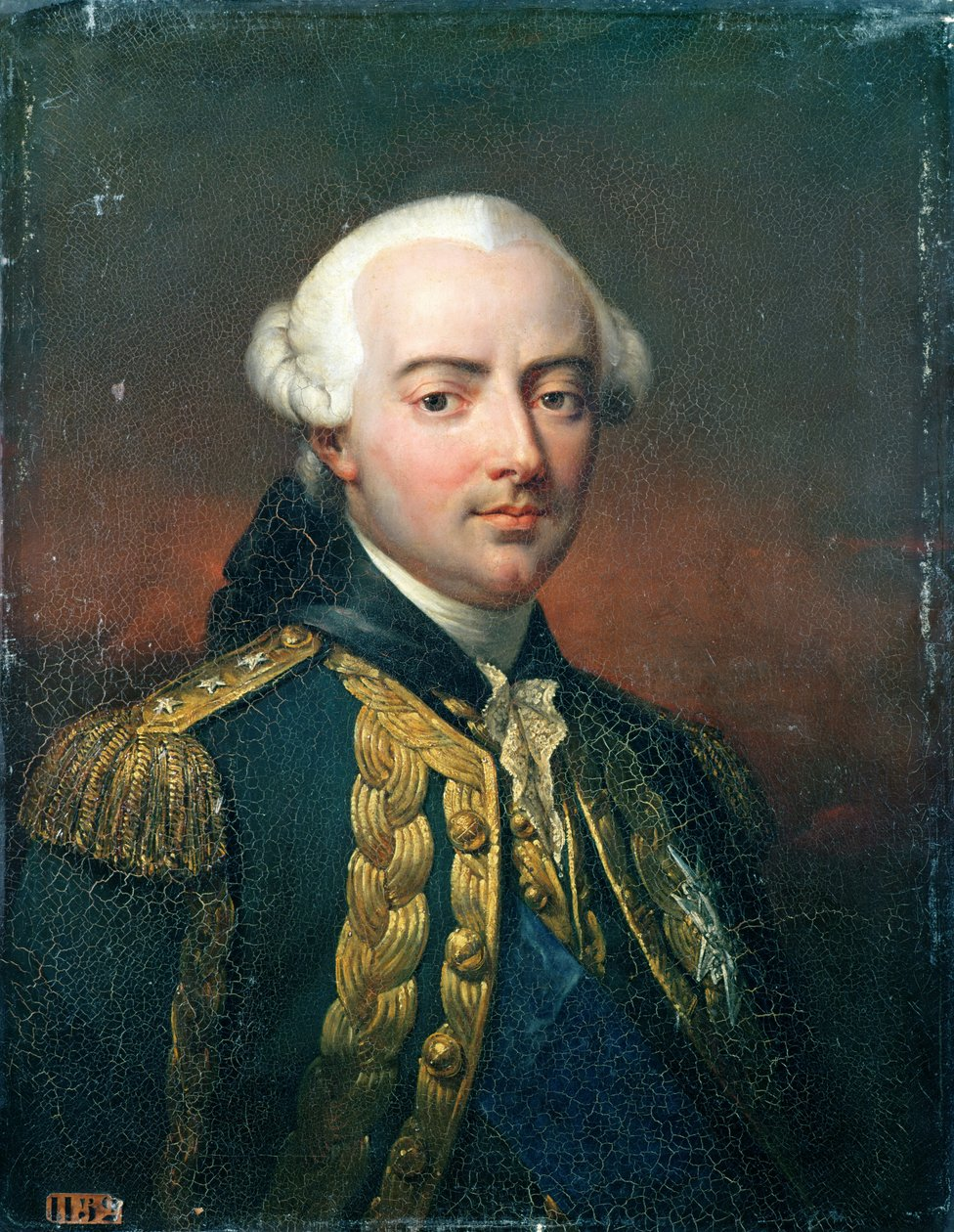
18世紀中ごろ。エポレットが付いている（シャルル・アンリ・エクトル・ド＝エスタン（英語版））
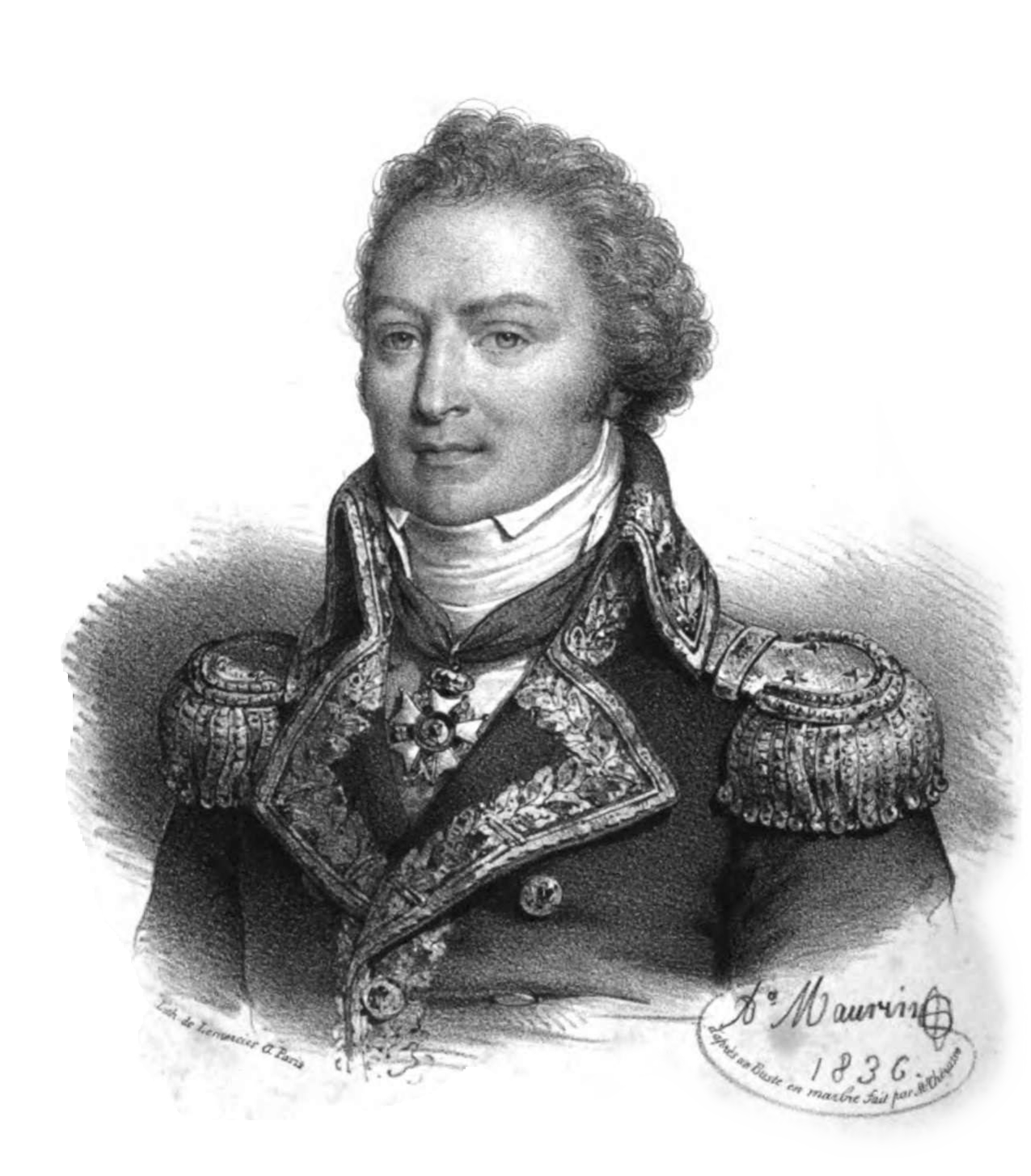
海軍中将。エポレットを付けているが、上衣は革命期のものと思われる（ルイ＝ルネ＝マドレーヌ・ド・ラトゥーシュ＝トレヴィル（フランス語版）、1800年代）
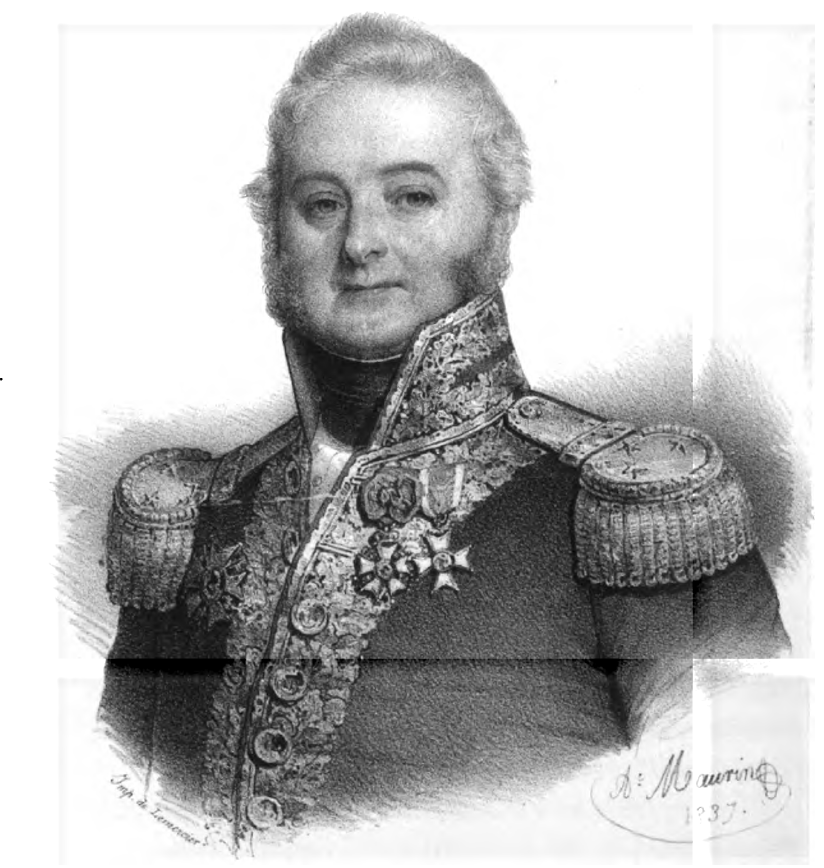
第1帝政期の海軍中将（クロード・シャルル・マリ・ド・カンペ・ド・ロサミュエル（フランス語版）、1800年代）
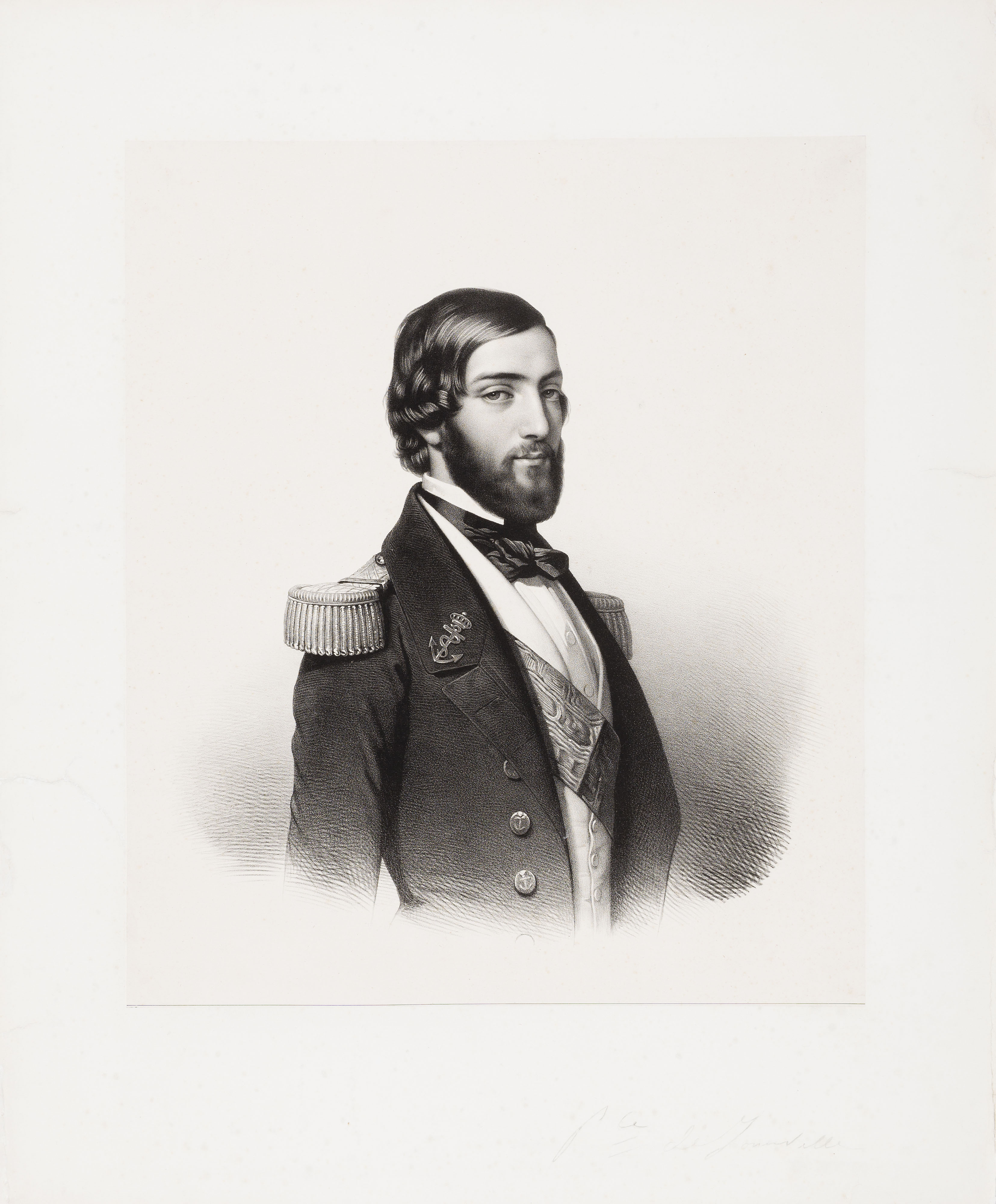
オルレアン朝時代の海軍士官（フランソワ・ドルレアン、1840年代）
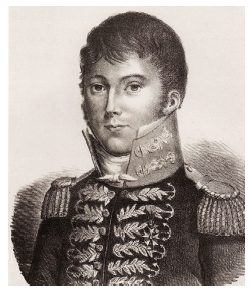
勤務服着用の海軍尉官（ピエール＝アンリ・フィリベール（英語版））
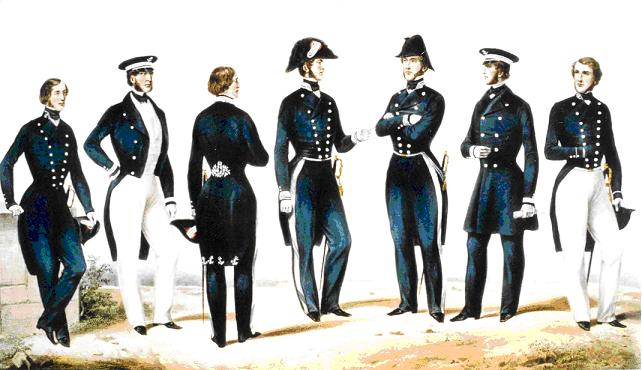
1850年代
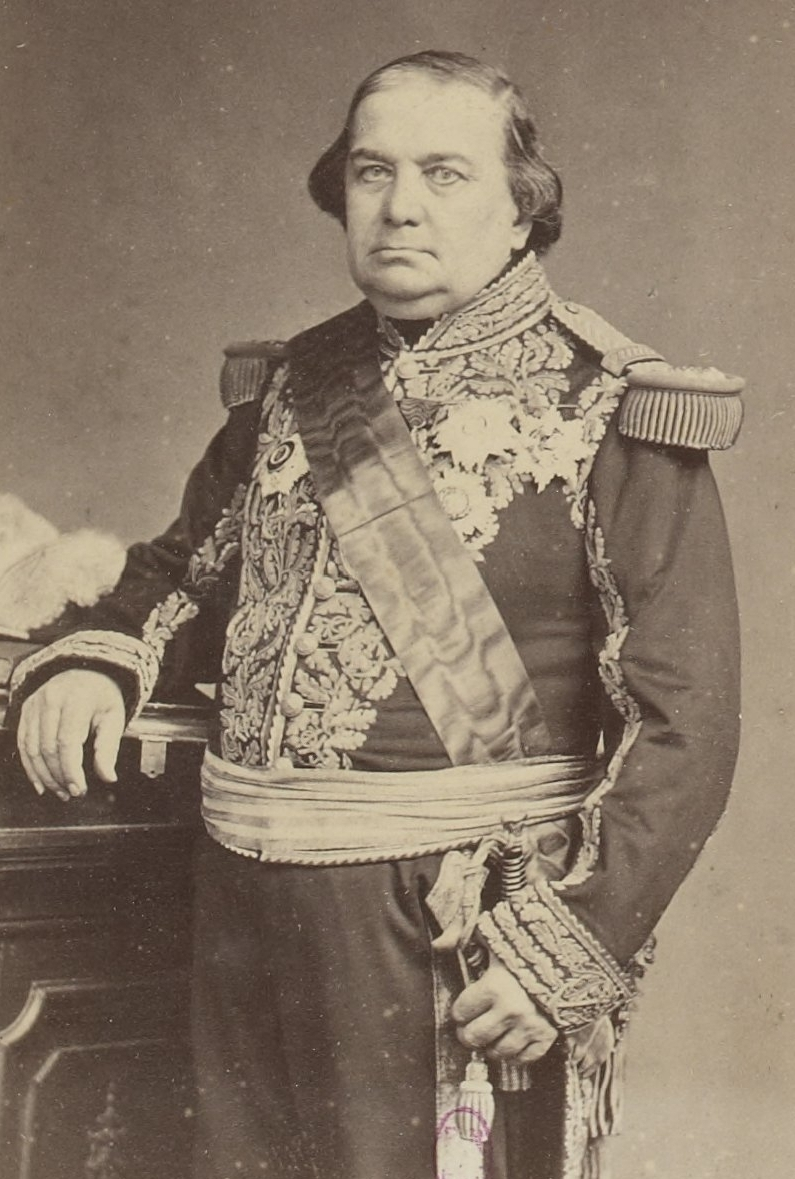
海軍元帥大礼服（シャルル・リゴー・ド・ジュヌイイー（フランス語版）、1860年代）
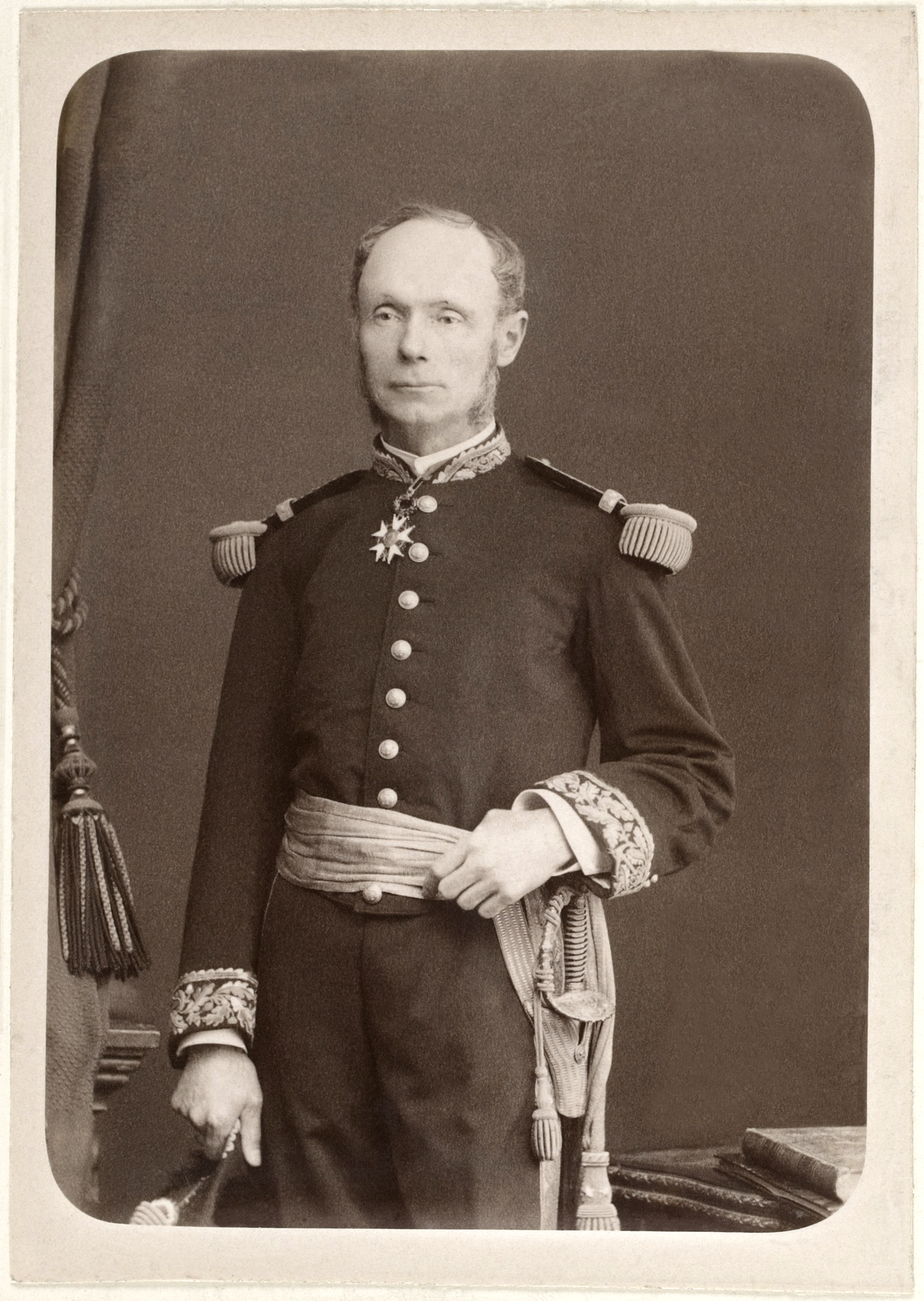
大礼服の海軍大将（アメデ・クールベ、1884年）
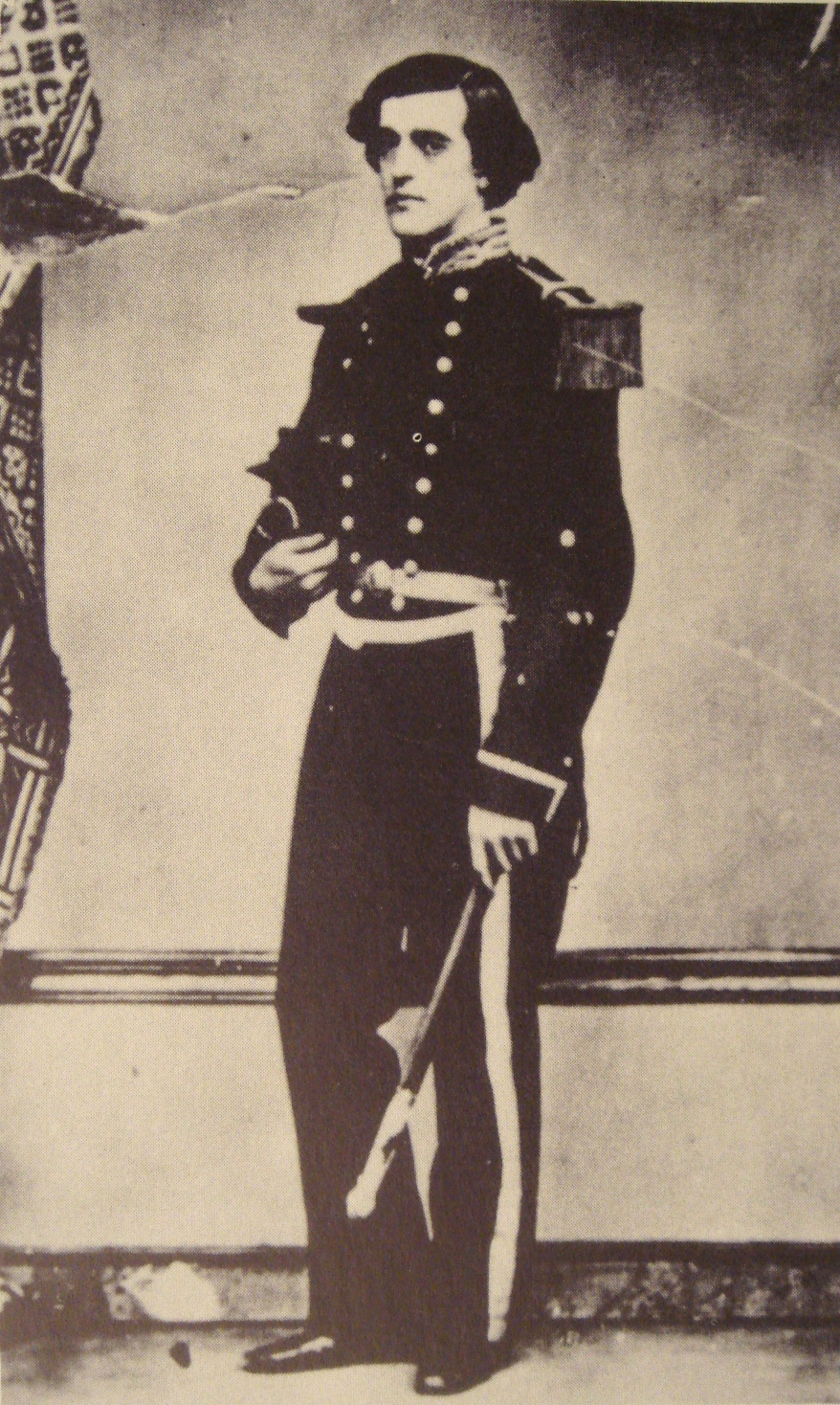
海軍中尉（フランシス・ガルニエ、1860年代）
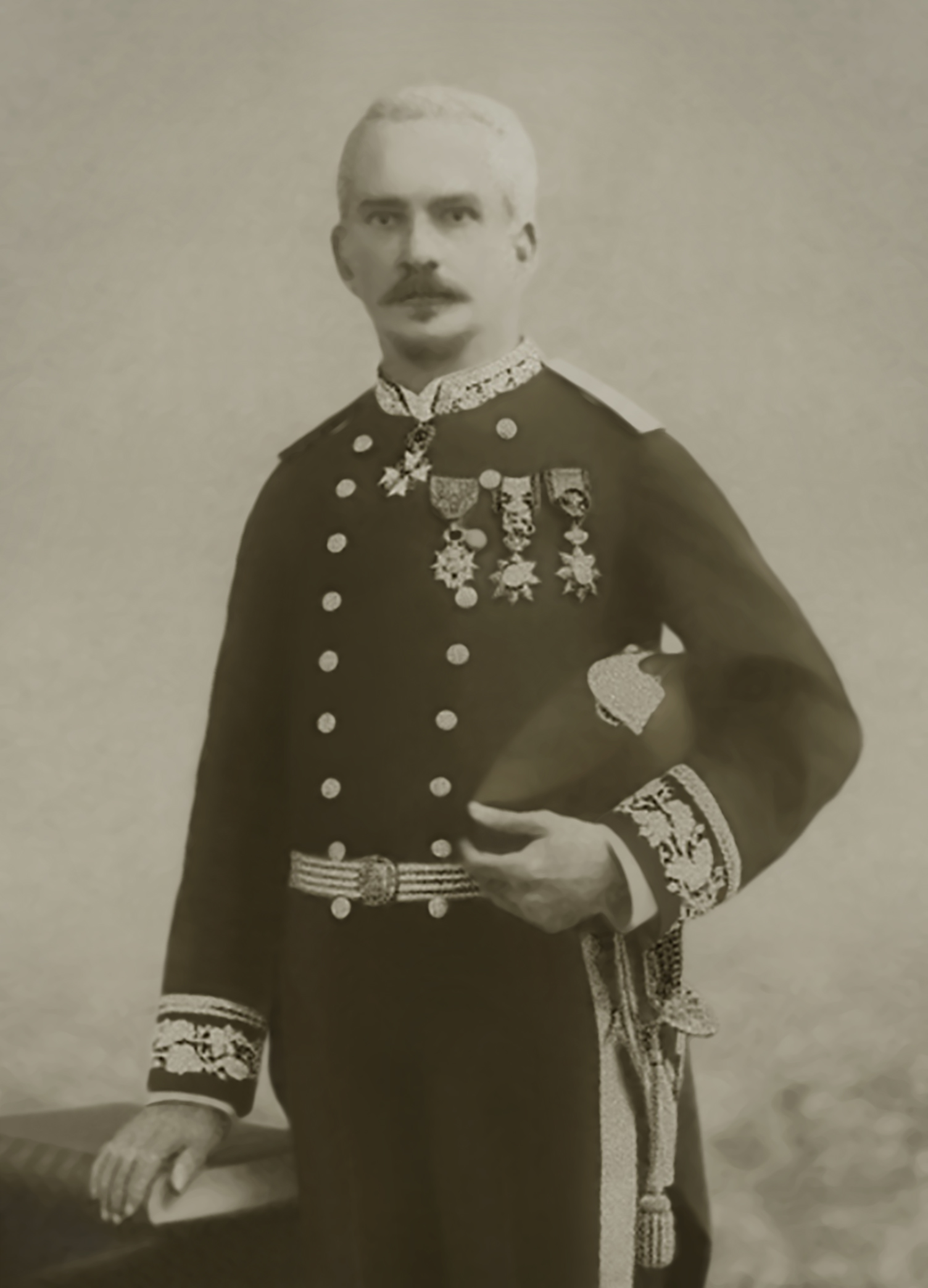
佐官相当の海軍文官
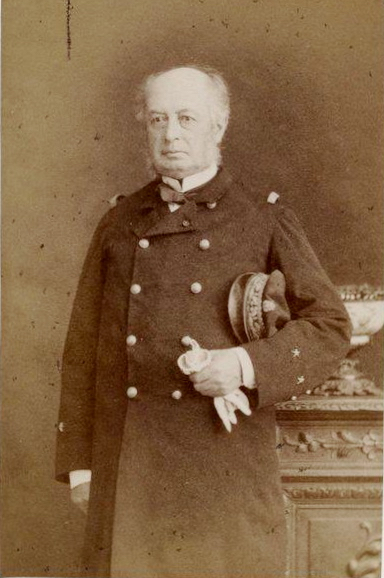
略装の海軍少将（シャルル・ジョゼフ・デュマ＝ヴァンス（フランス語版）、1885年）
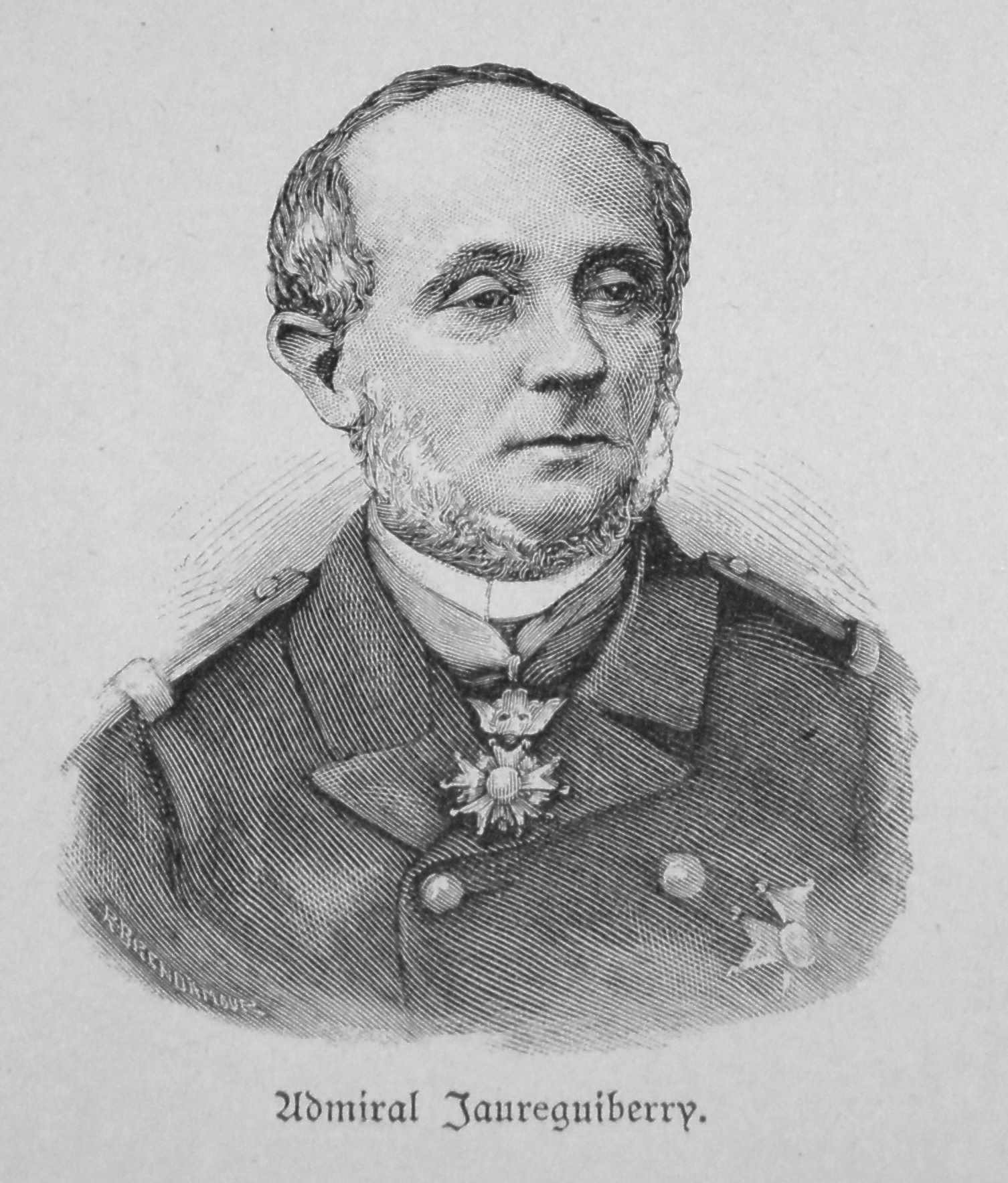
第4種着用の海軍将官（1895年ごろ）
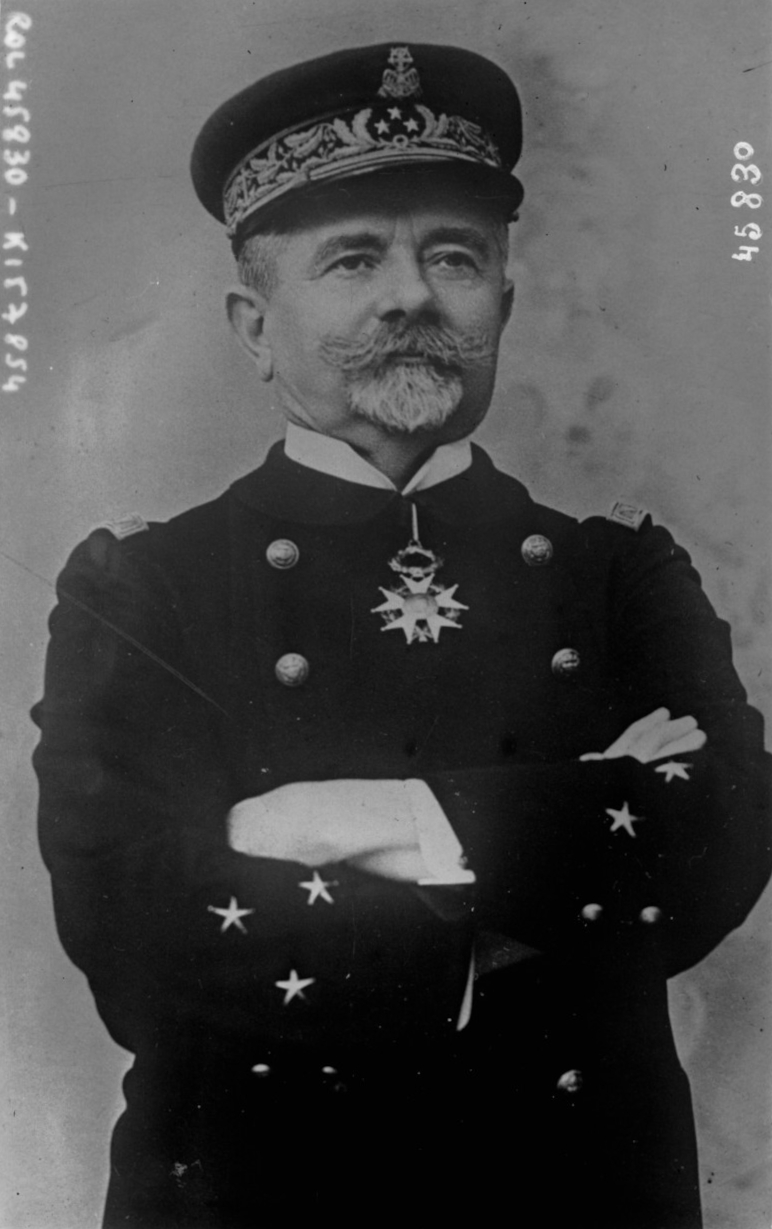
1902年改正後の第4種着用の海軍将官（1915年）
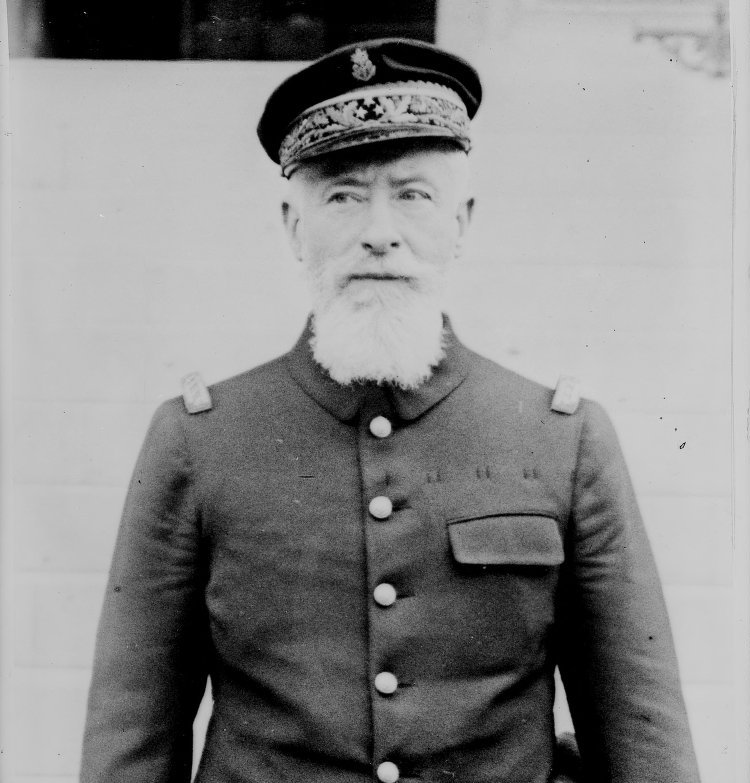
第5種着用の海軍中将（フェルディナン＝ジャン＝ジャクー・ド・ボン（フランス語版）、1917年）
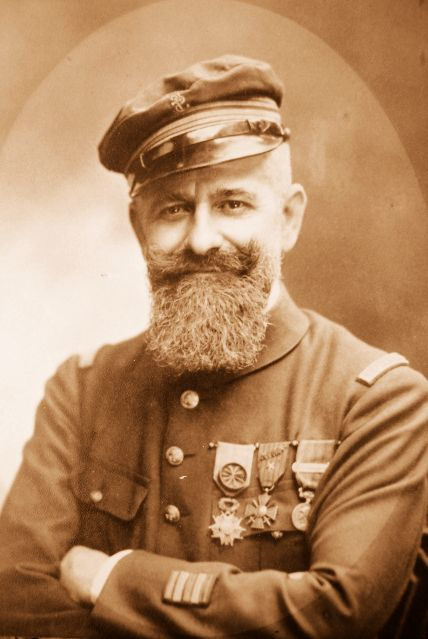
第5種着用の海軍大佐
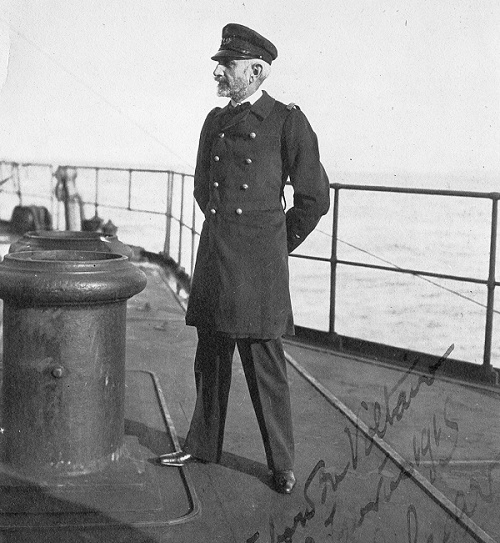
海軍少将。襟は開襟。（ルシアン・ラカージ（フランス語版）、1915年）
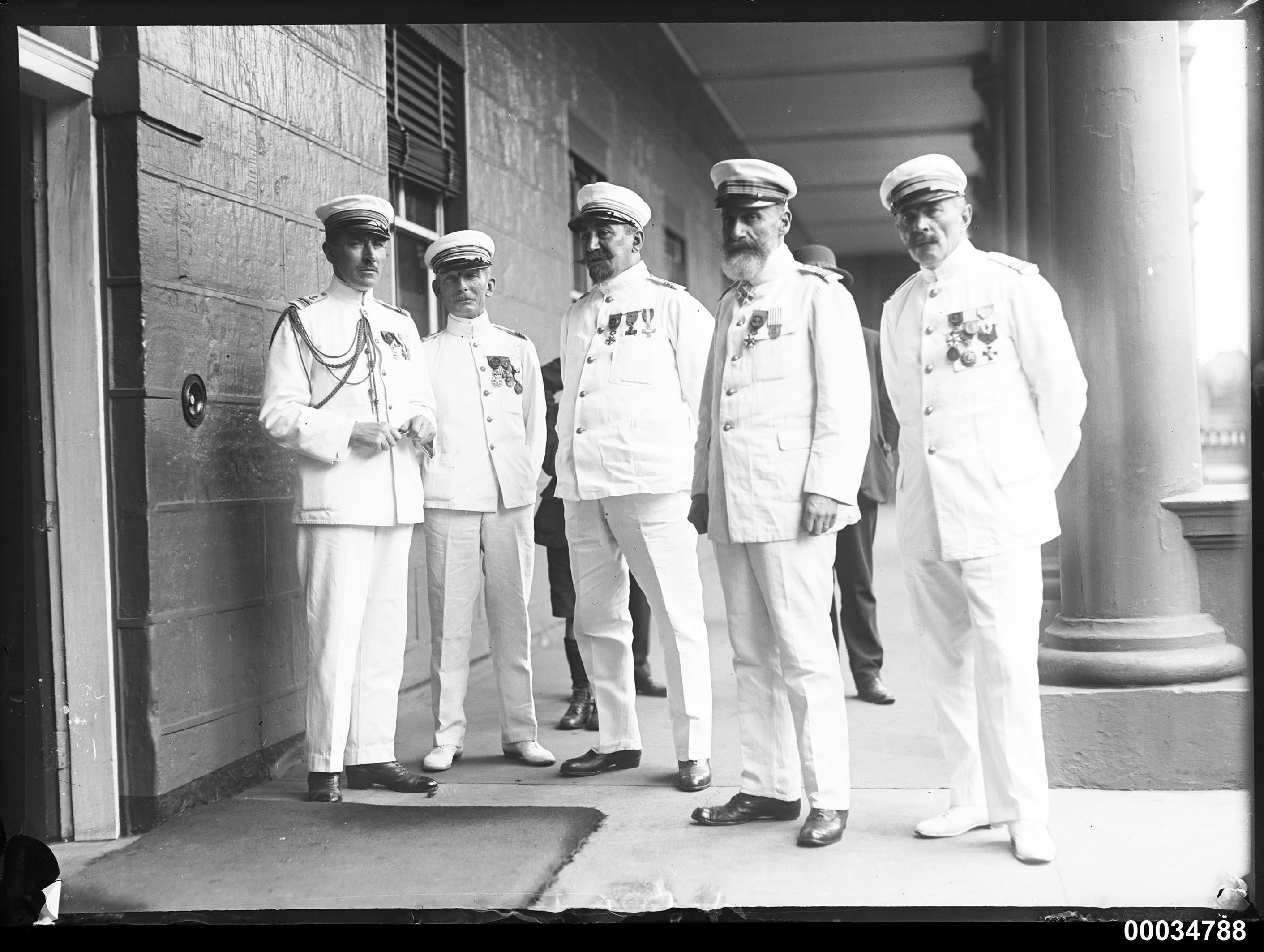
夏用制服（1923年1月）
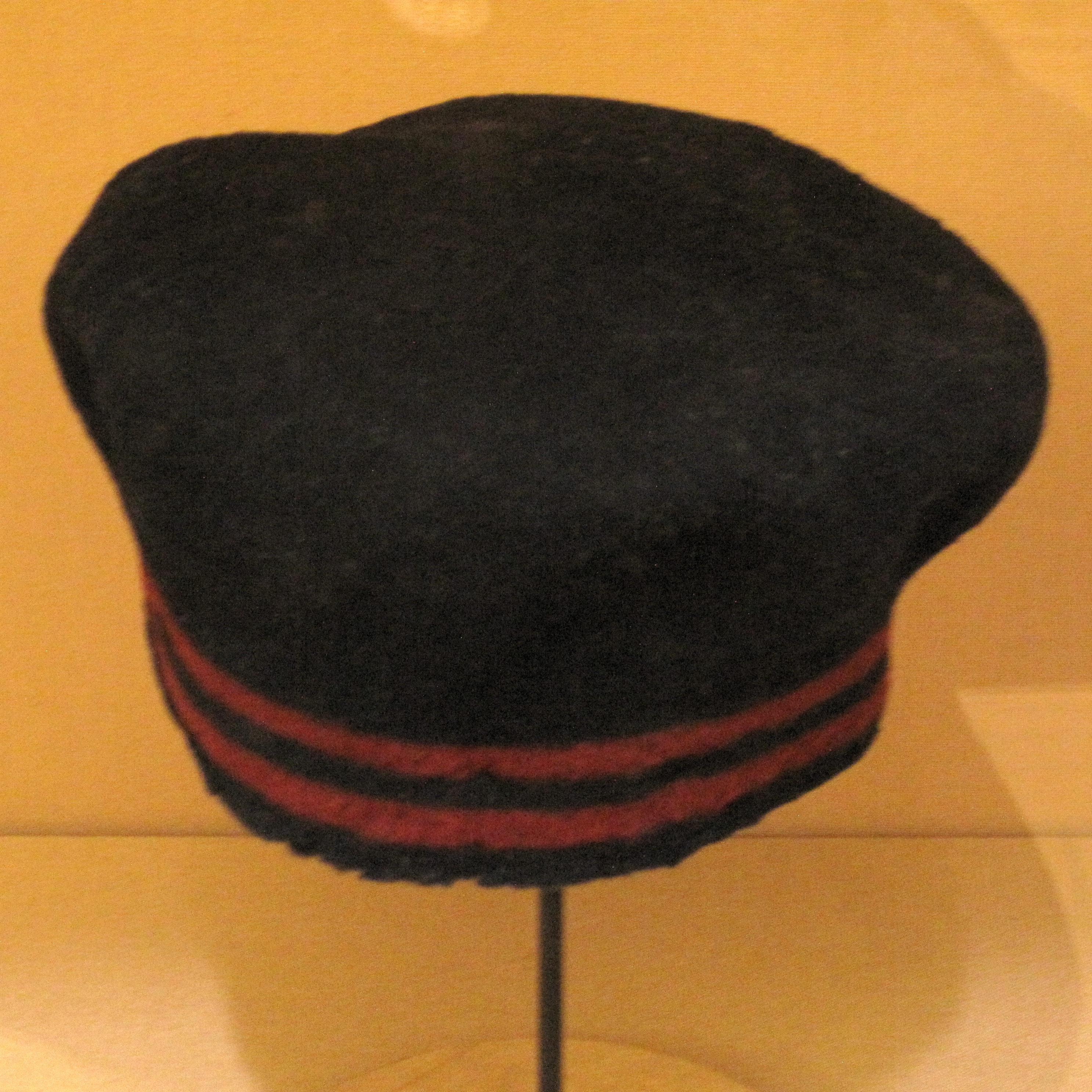
Mle1836水兵帽
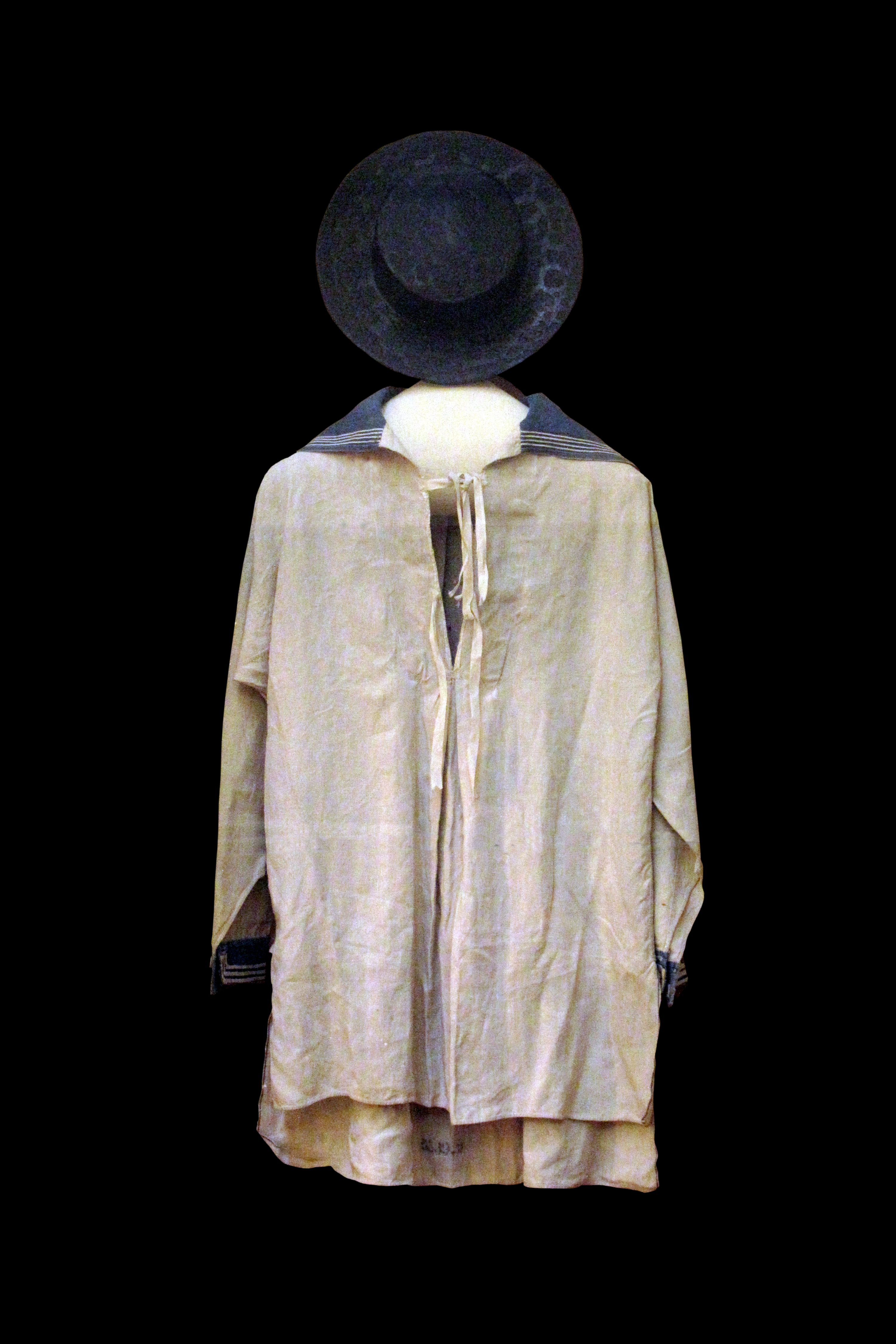
Mle1858水兵服
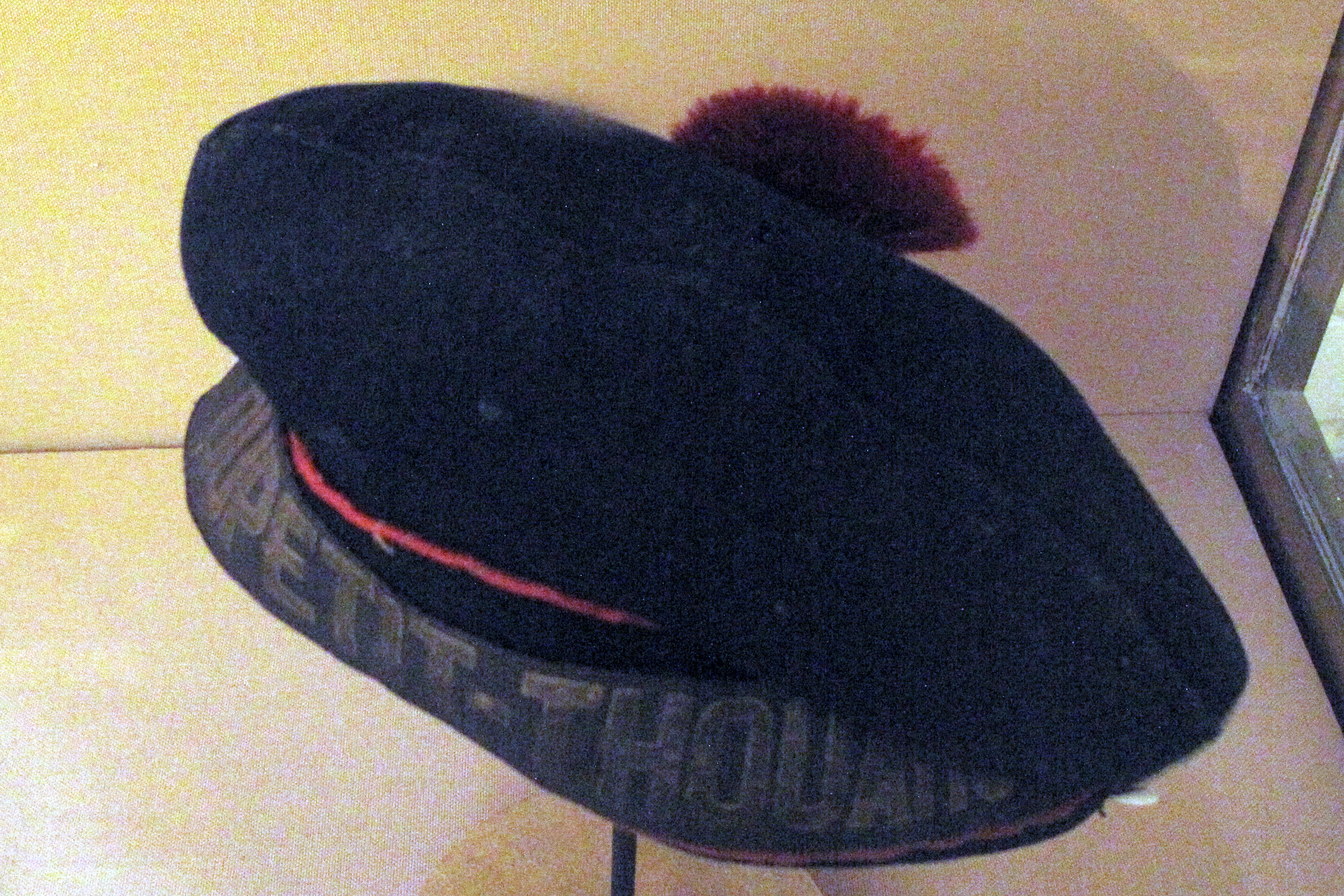
Mle1901水兵帽
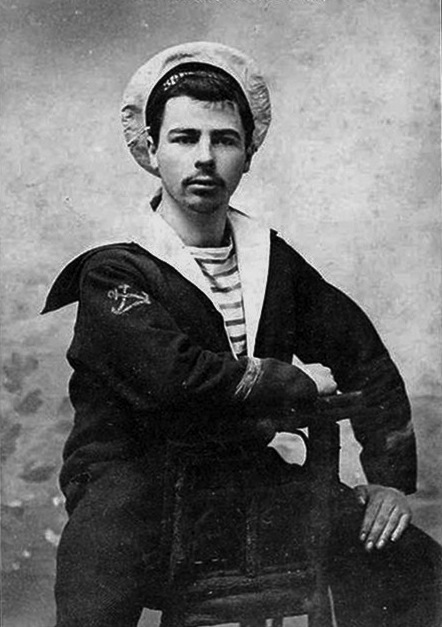
20世紀初頭の水兵。
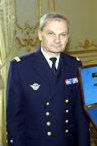
士官用冬服の将官
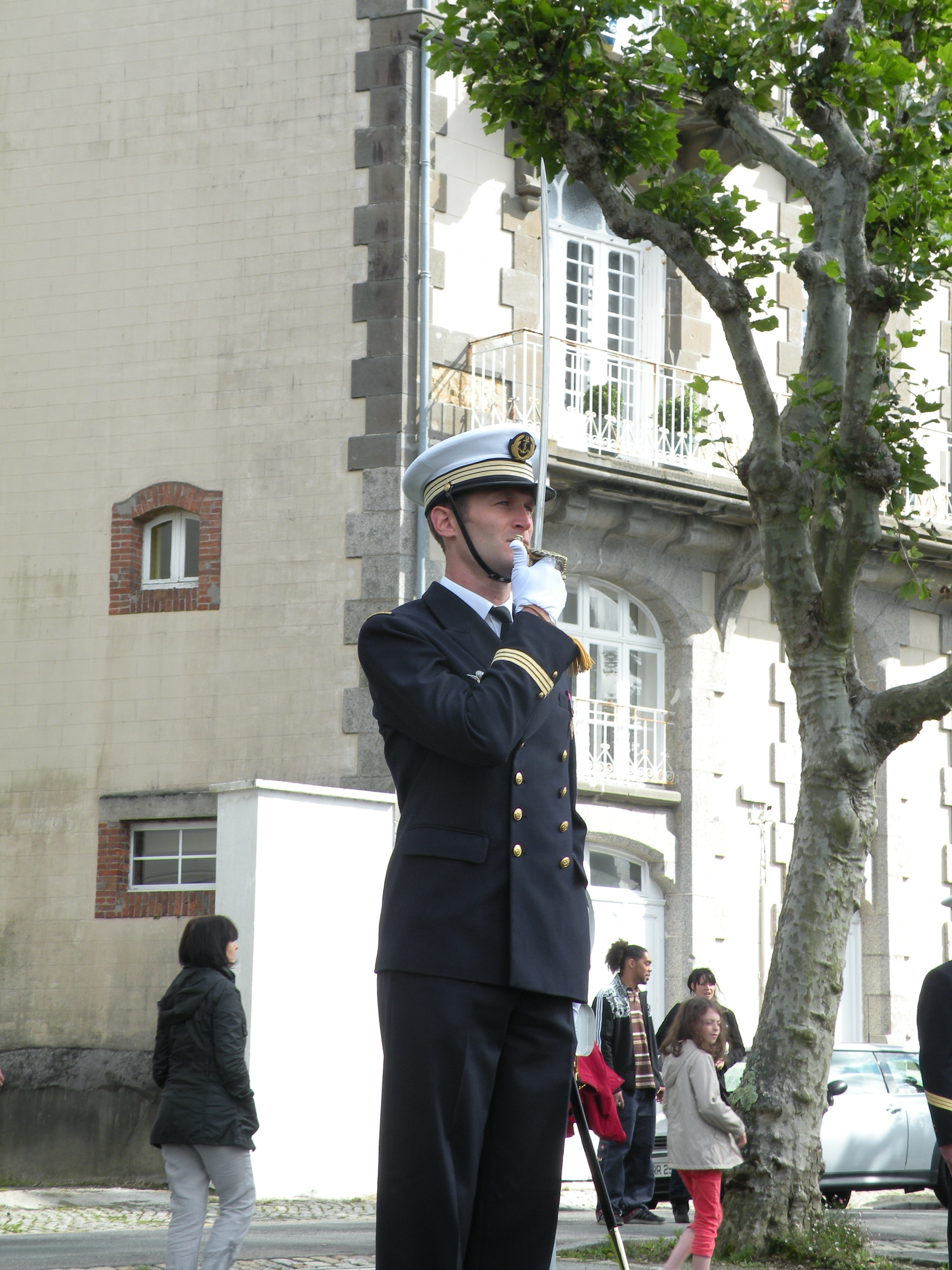
士官用冬服の海軍大尉（2012年7月14日）
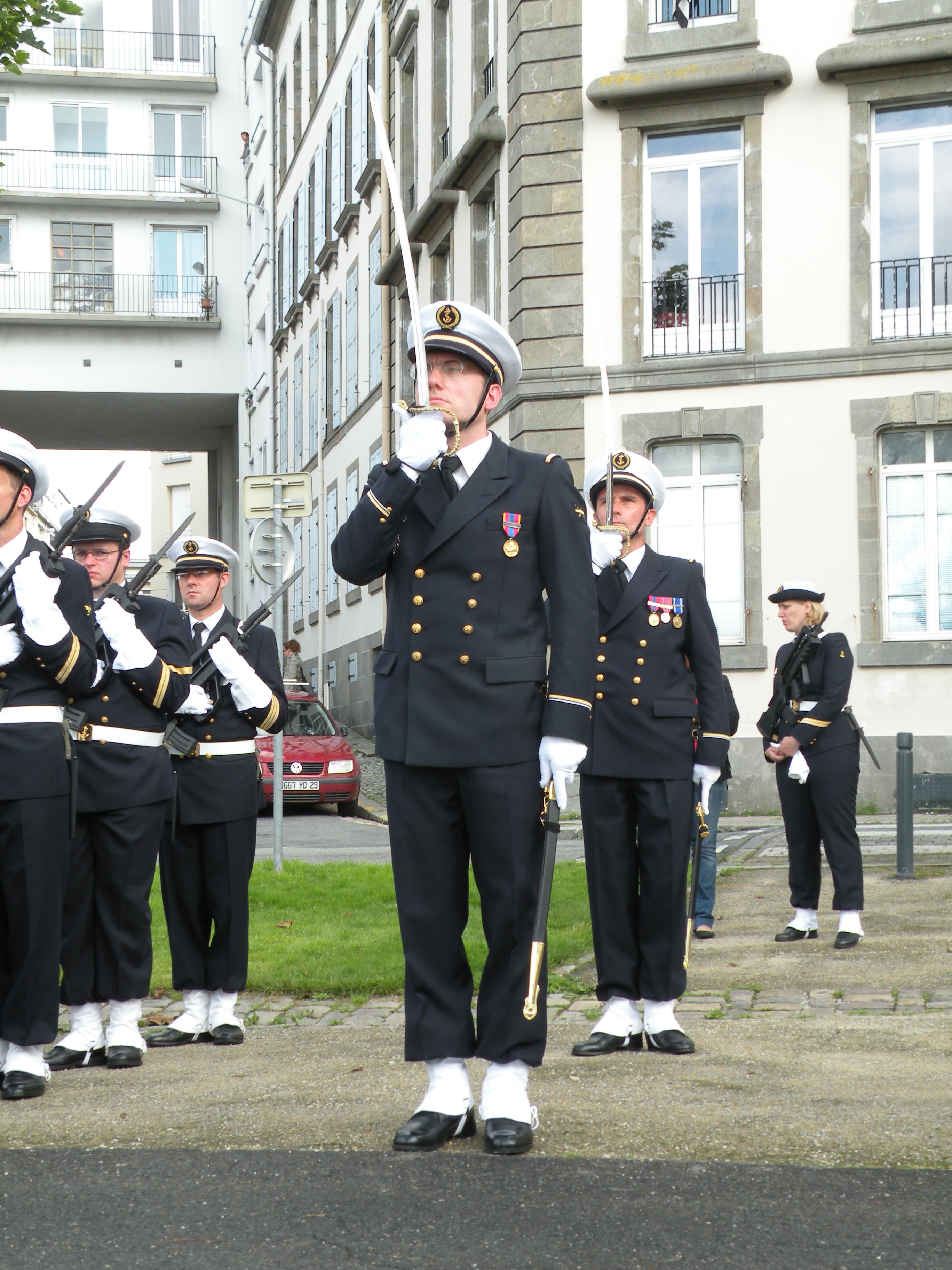
士官用冬服を着用し、布脚絆を履く海軍上等兵曹（中央手前）と海軍少尉（中央奥）左列は男性下士官。後方には女性下士官（一等兵曹）の姿も（2012年7月14日）
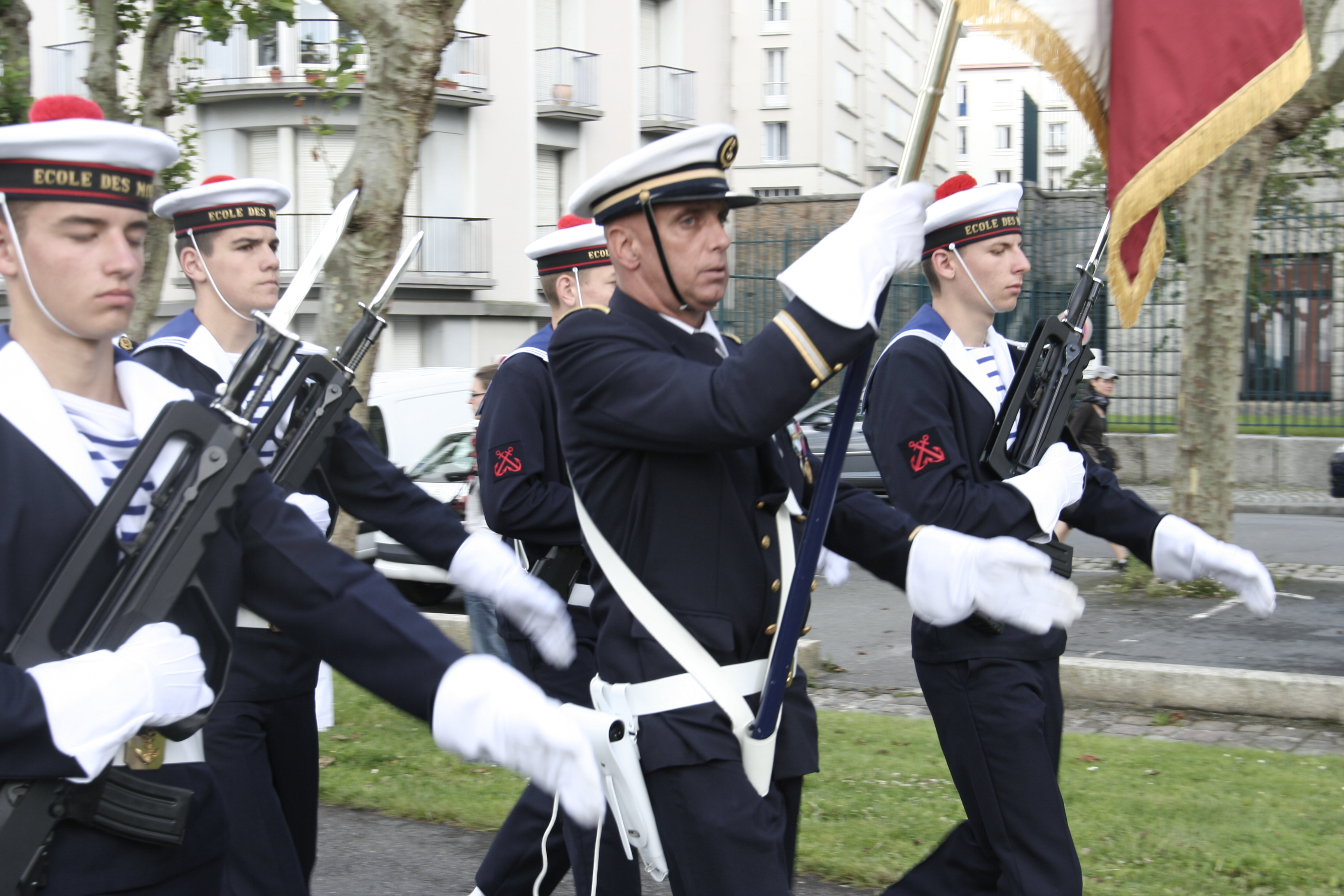
パレード用の革帯を着用した海軍上等兵曹と海軍兵
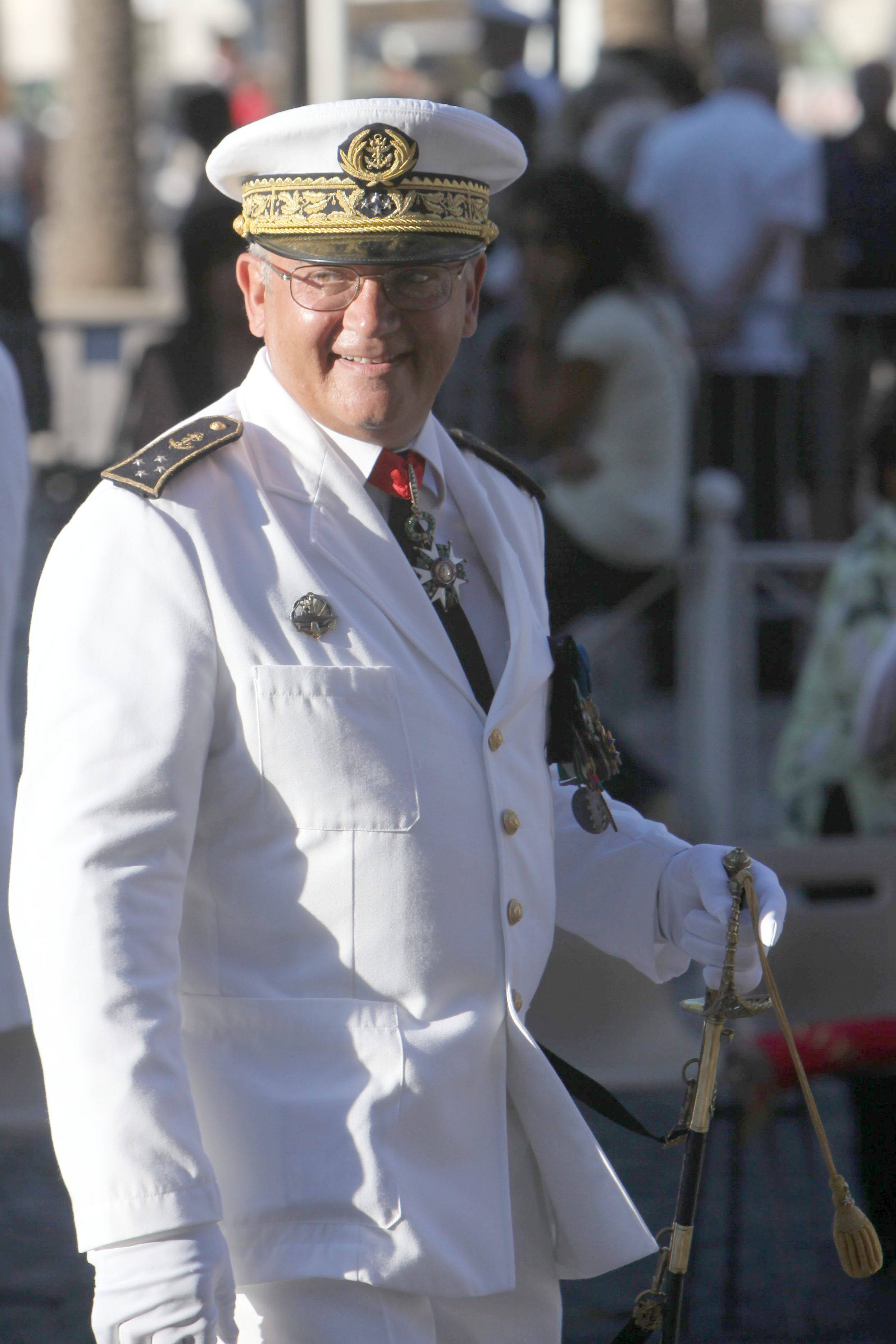
夏季正装の海軍上級中将。ヤン・テンガイ（en）2011年7月14日
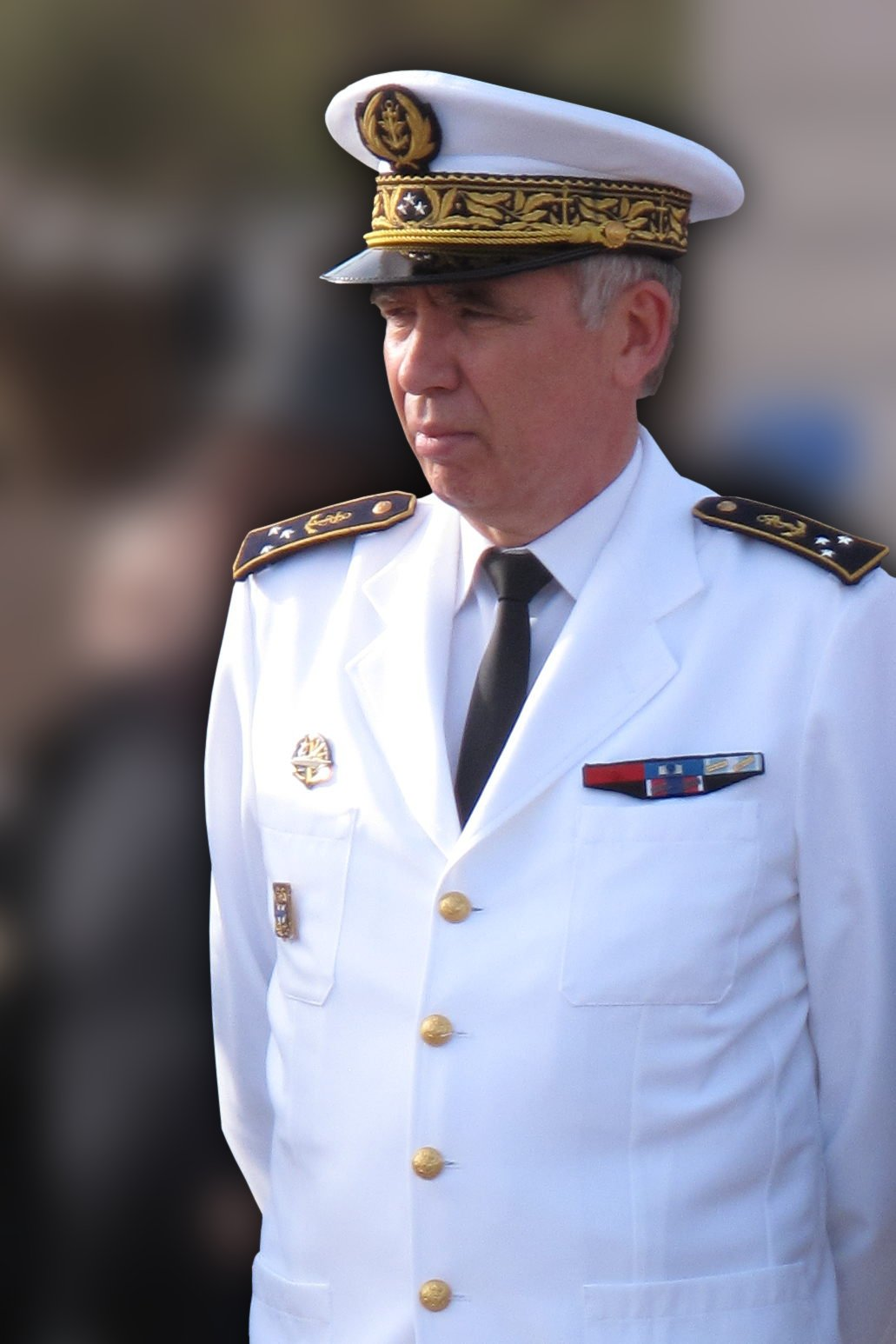
夏季正装の海軍中将。ジャン＝ミシェル・レナフ（2012年5月10日）
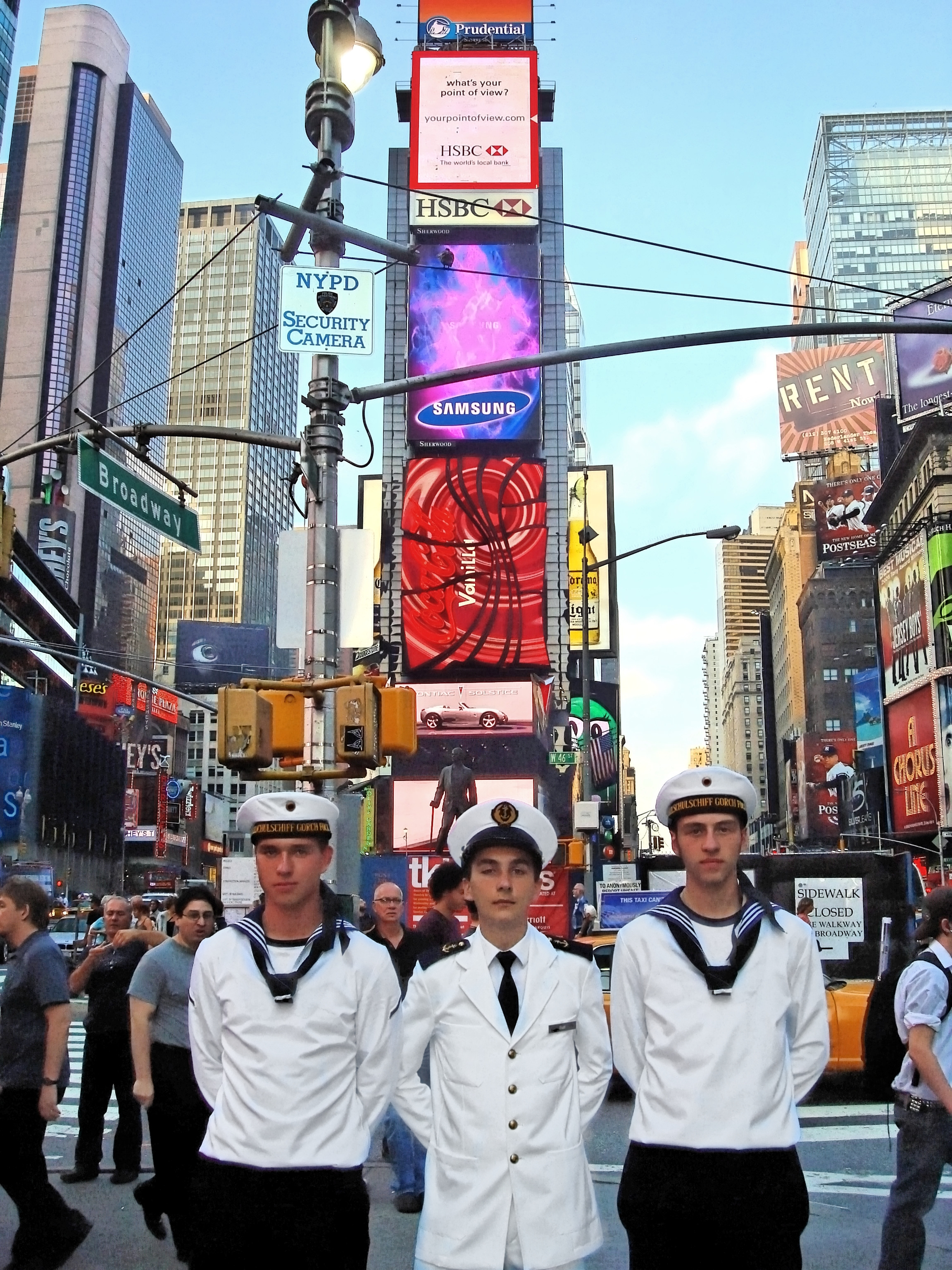
夏季正装の海軍兵学校学生（中央）。両端はドイツ海軍兵（2007年10月6日）
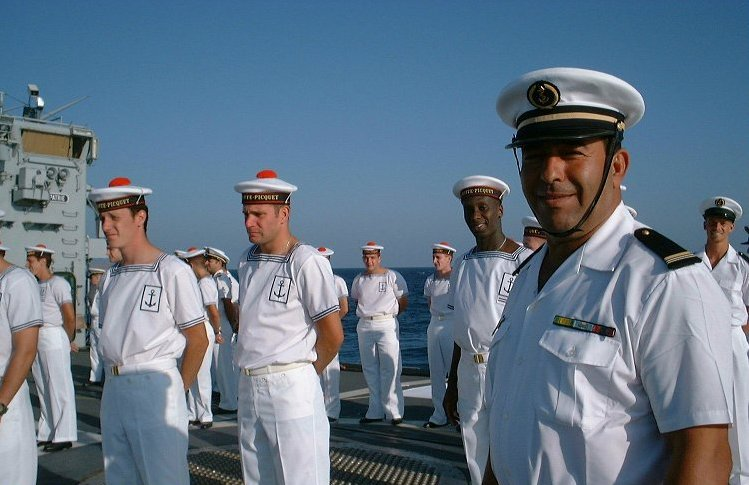
夏季略服の海軍兵曹長と兵員
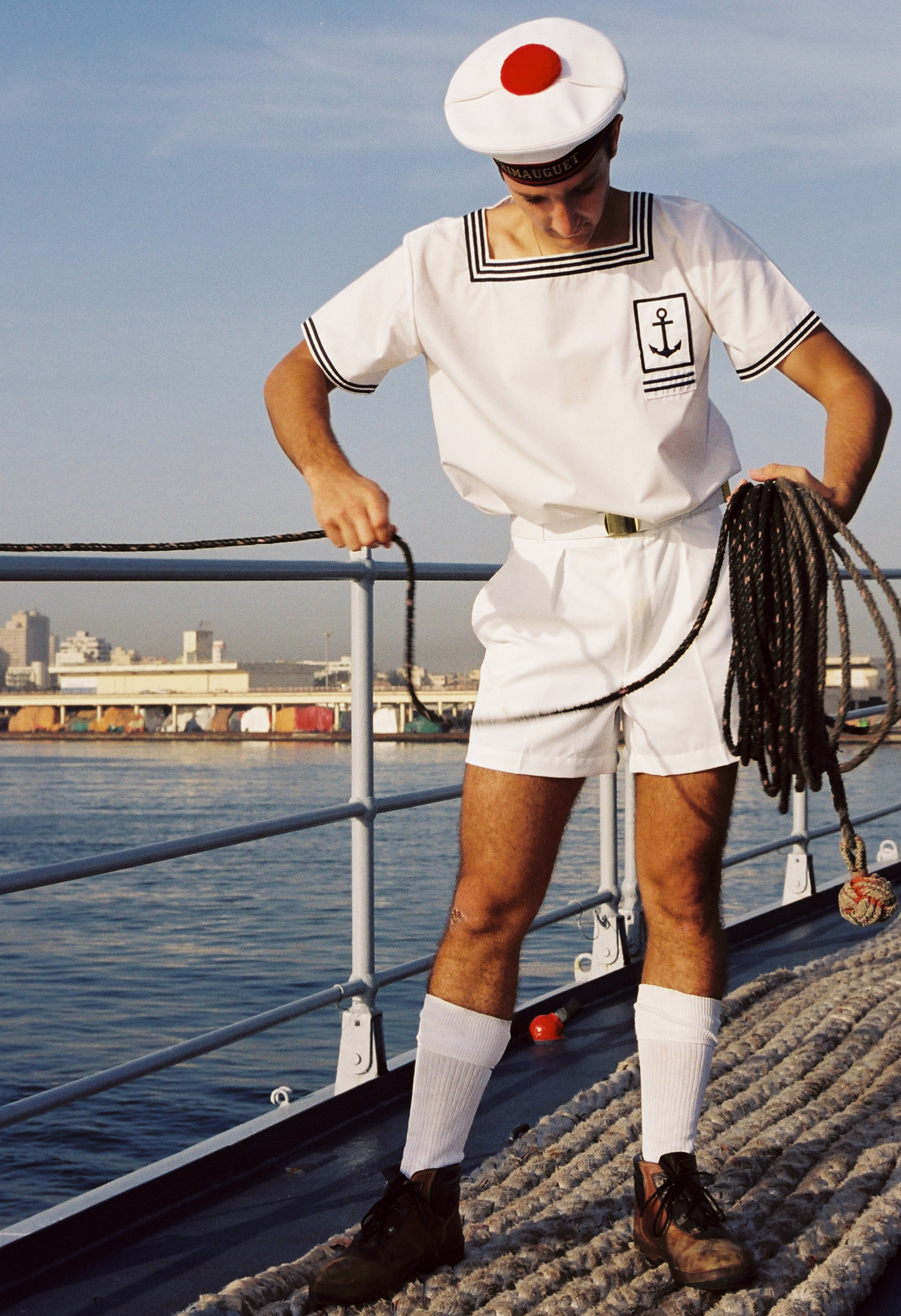
夏季略服の海軍上等水兵
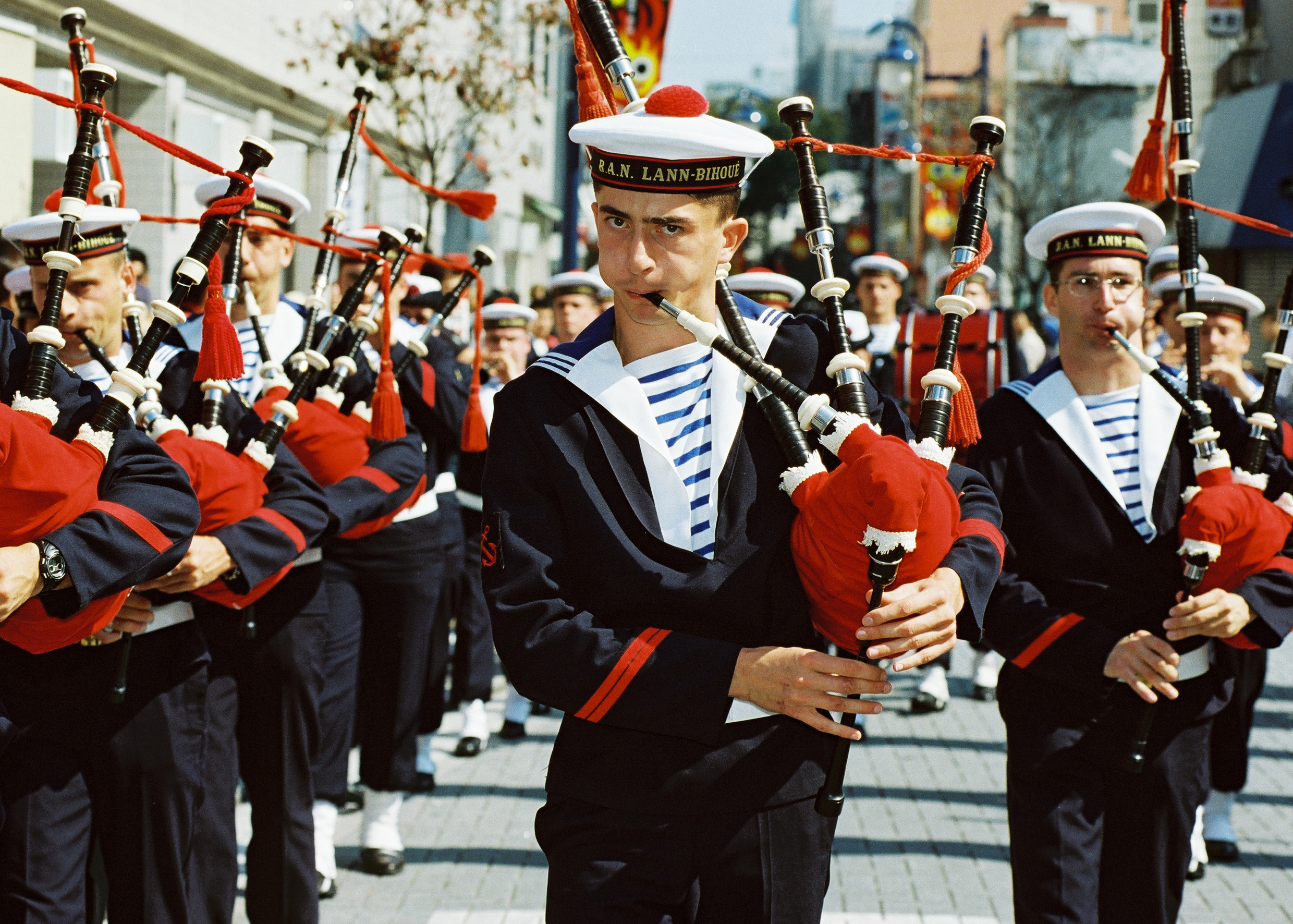
海軍軍楽隊。上級上等軍楽兵（左）と上等軍楽兵（中央、右）（2008年）
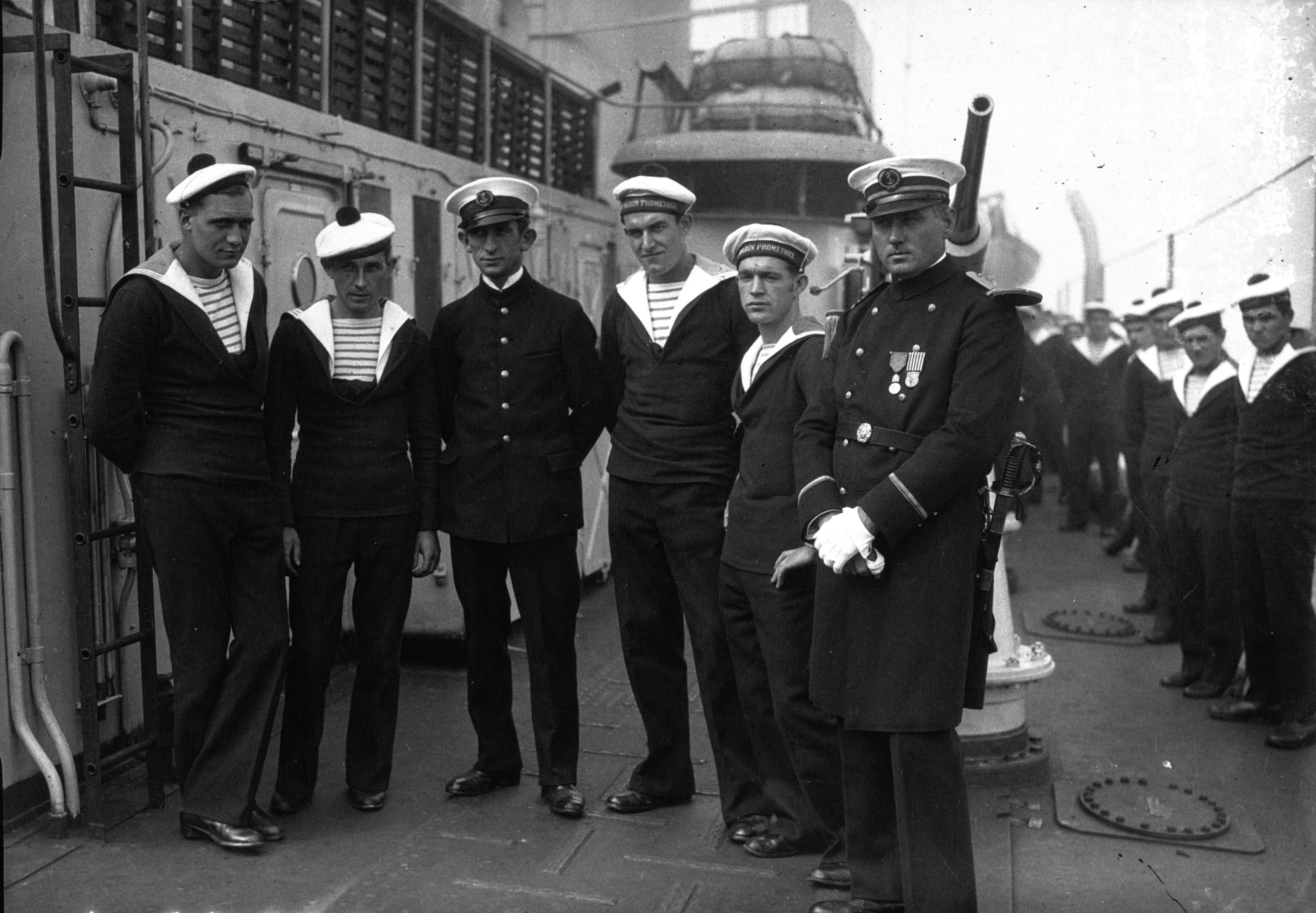
潜水艦プロメテ乗組員（1932年7月）
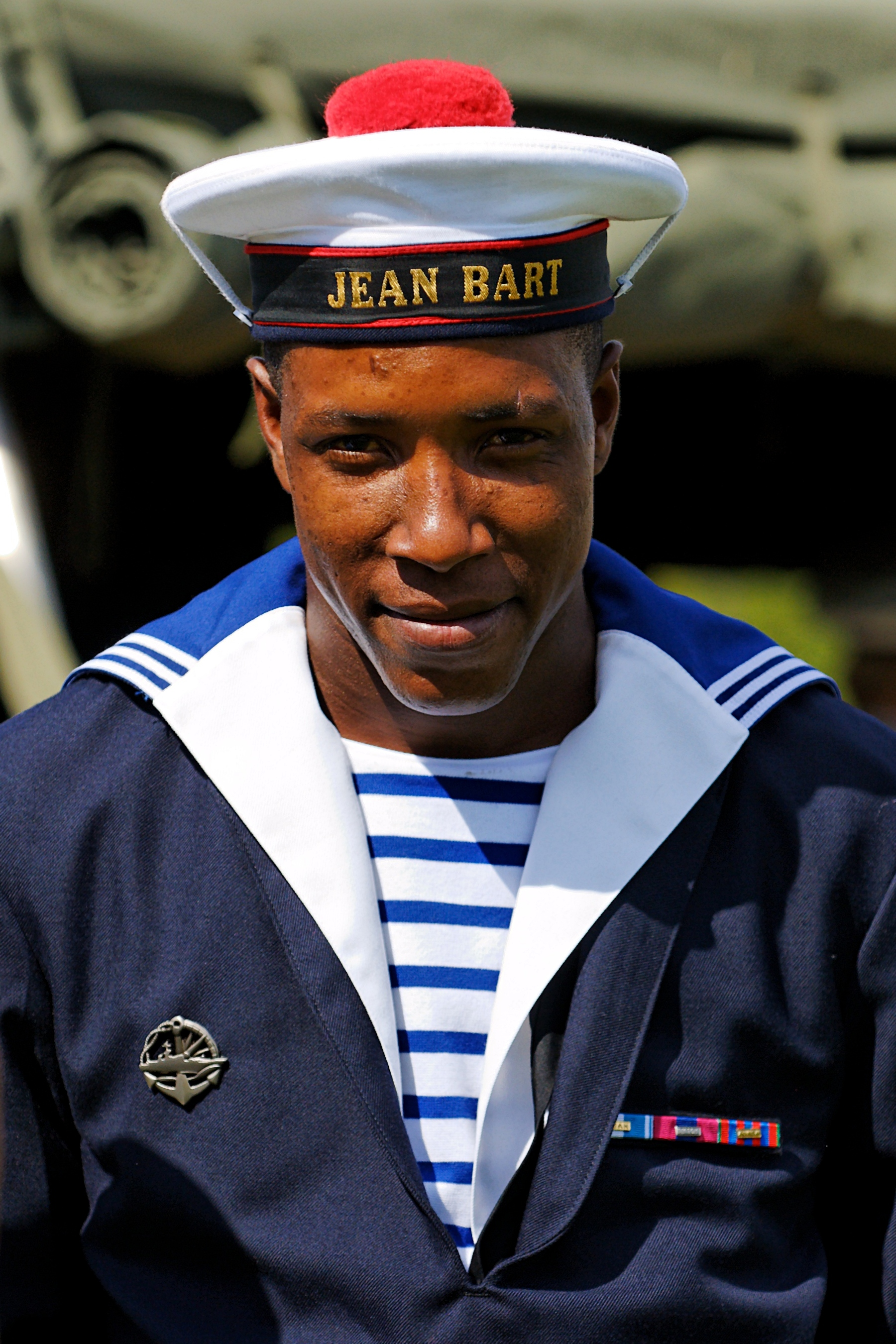
冬服の海軍兵。ペンネントに艦船名（ジャン・バール）が記され、左胸に勤務記章が付いている（2008年）
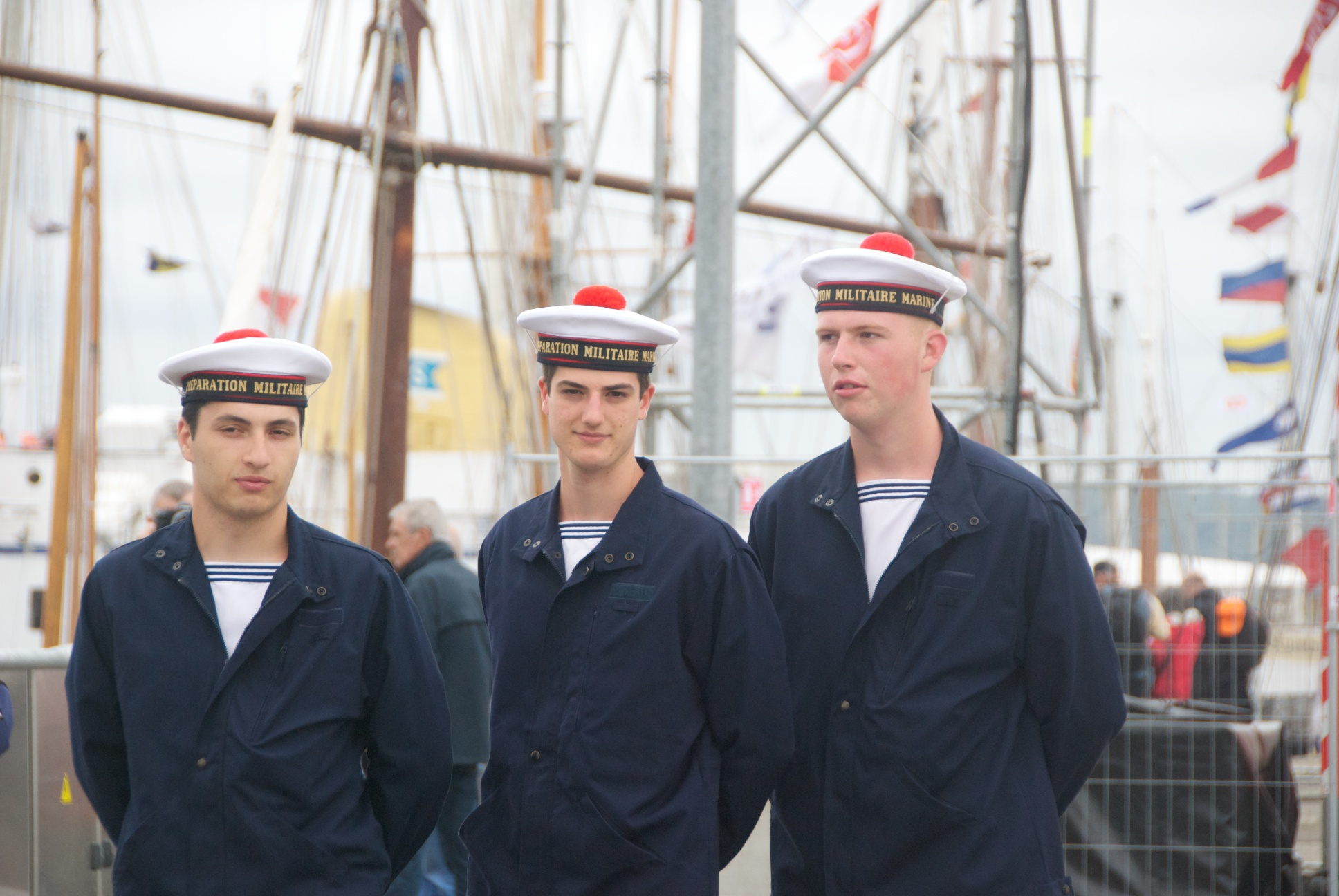
ジャケットを着用した海軍兵（2012年7月18日）
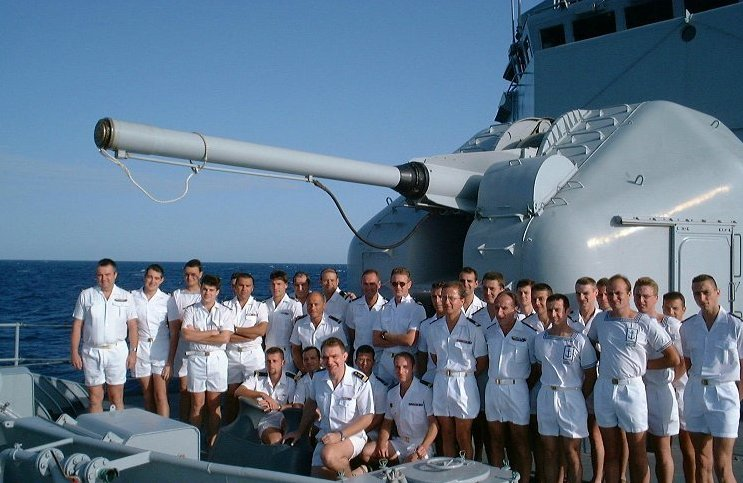
防暑服
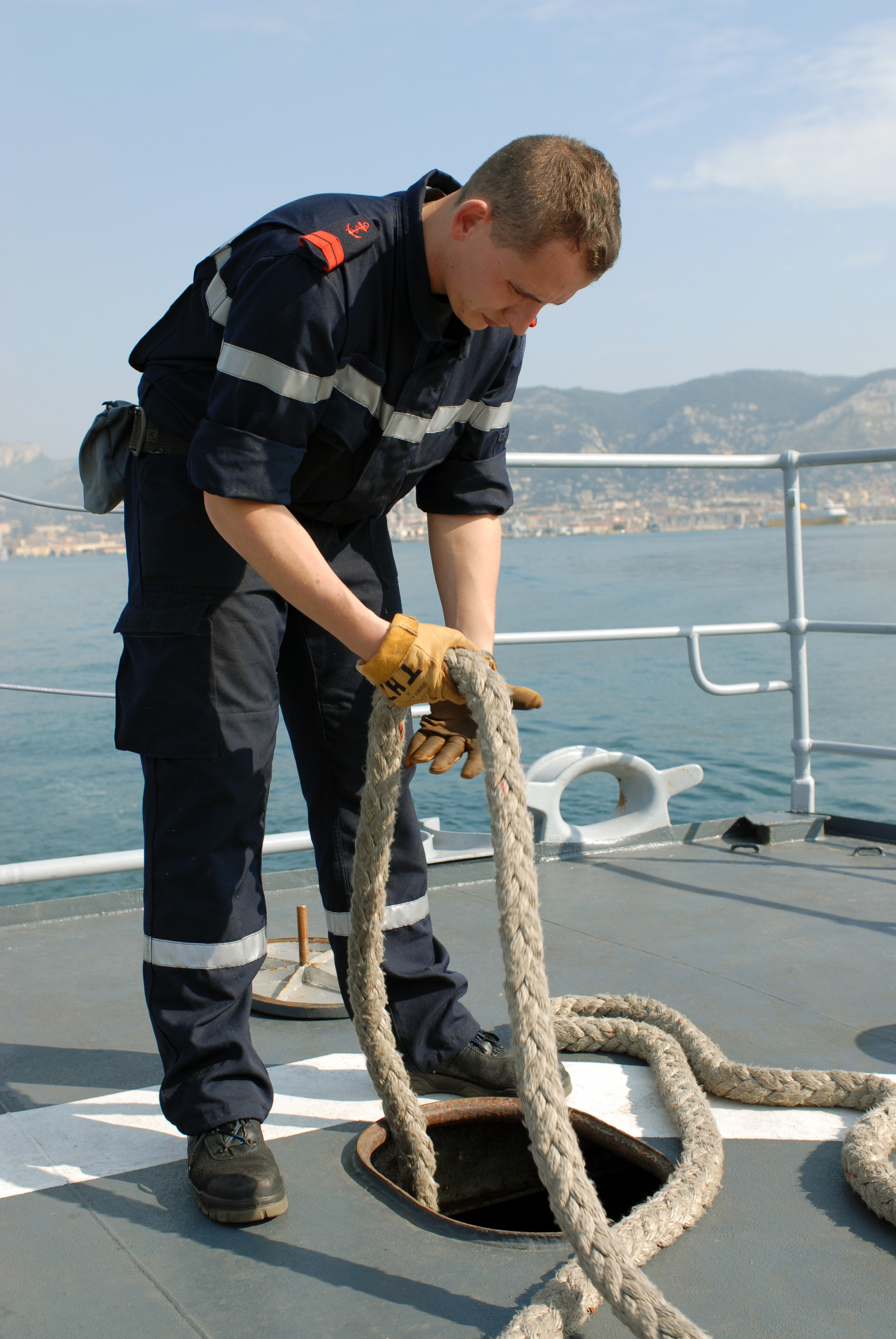
事業服を着用した海軍上等水兵。胸部に反射材のパイピングが入っている
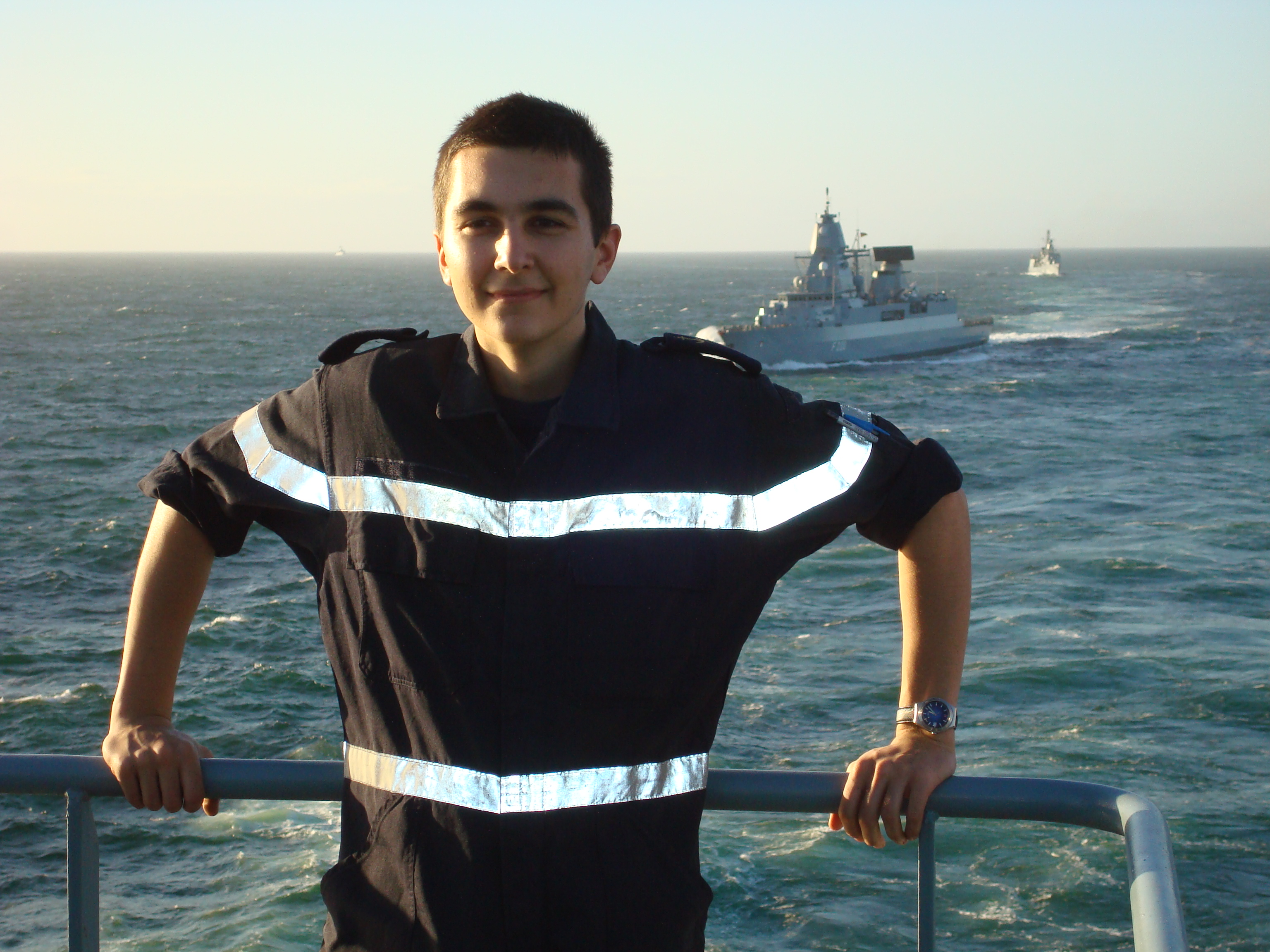
艦務実習中に事業服を着用した海軍兵学校学生。こちらはもう一本パイピングが入っている
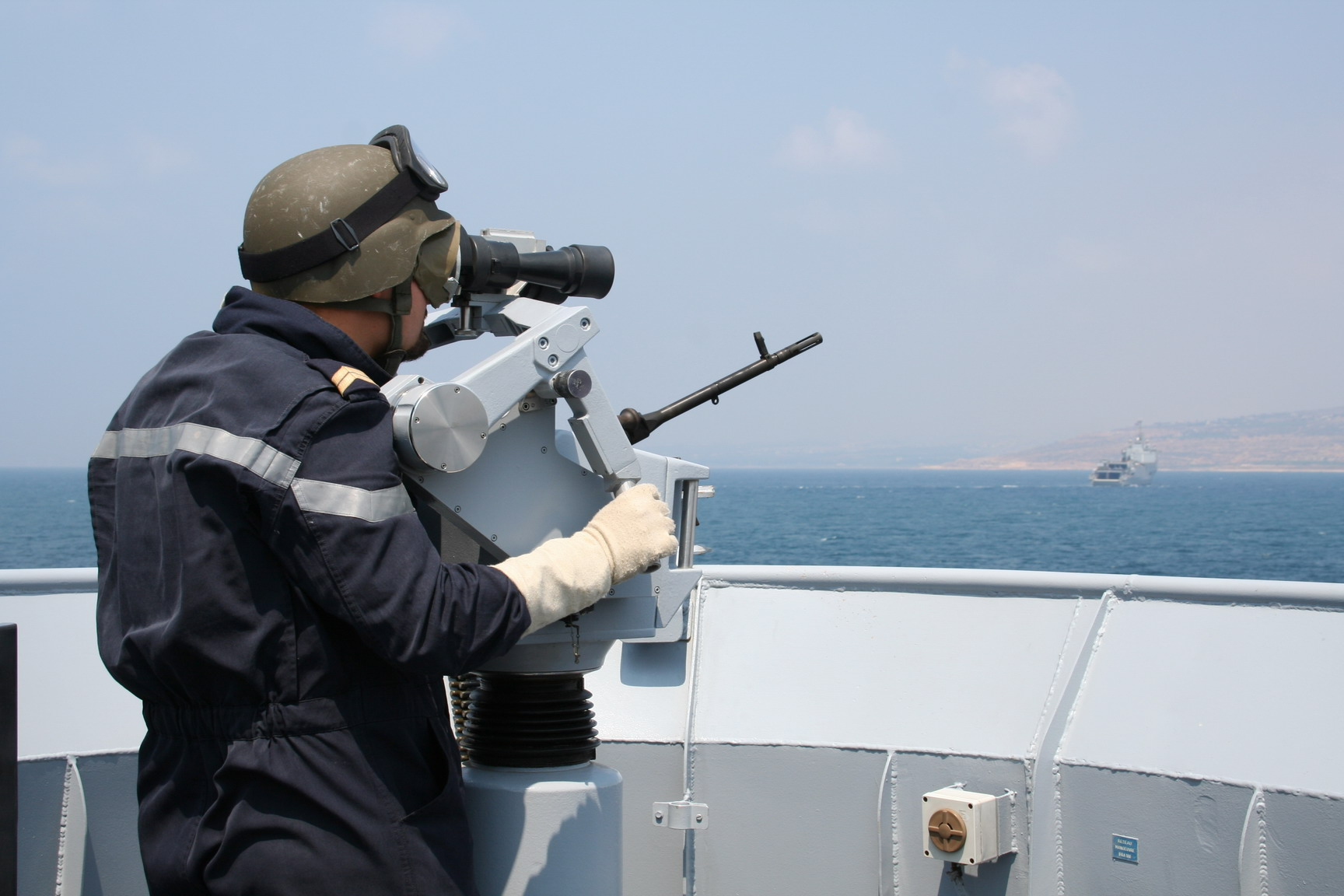
鉄帽を被った海軍二等兵曹（2006年7月30日）
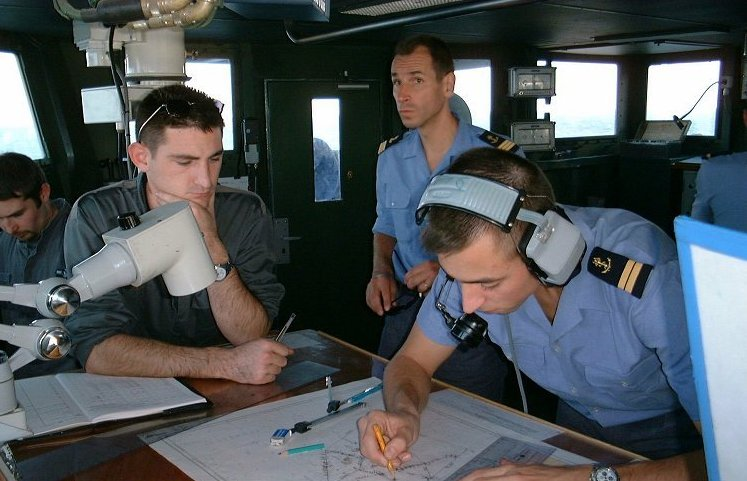
艦橋における海軍士官（右端中尉、中央大尉）白色上下の夏季略服ではなく、青色上下の半袖略服を着用している。（1999）
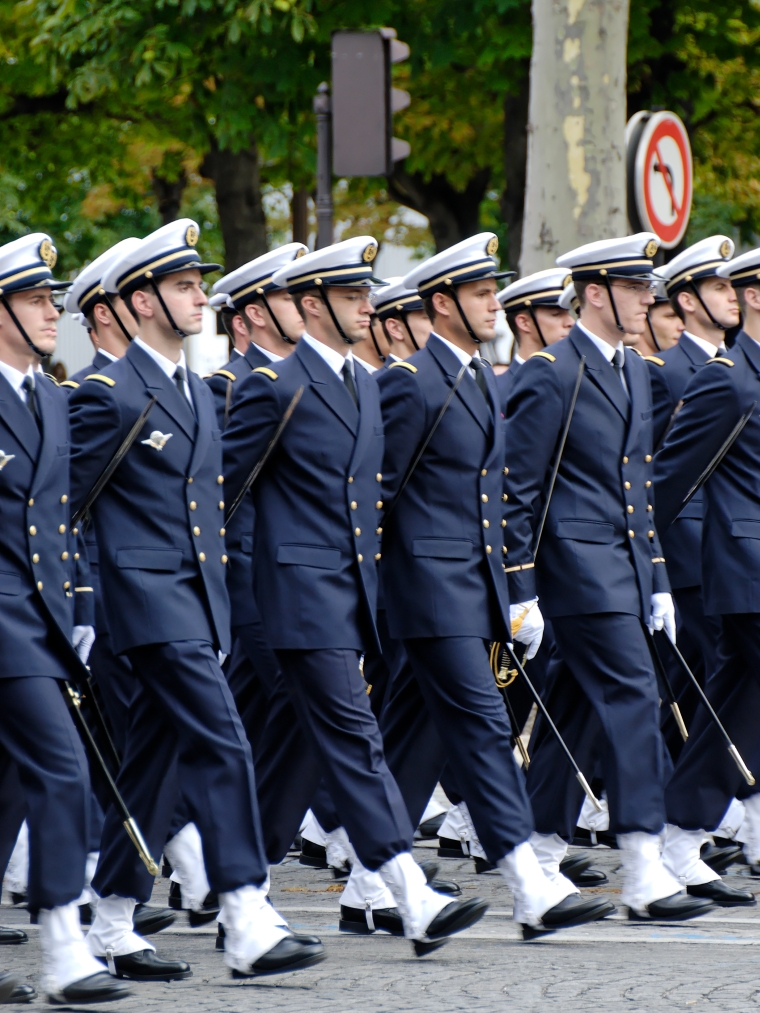
2007年パリ祭観兵式に、シャンゼリゼ通りで行進中の海軍少尉候補生。
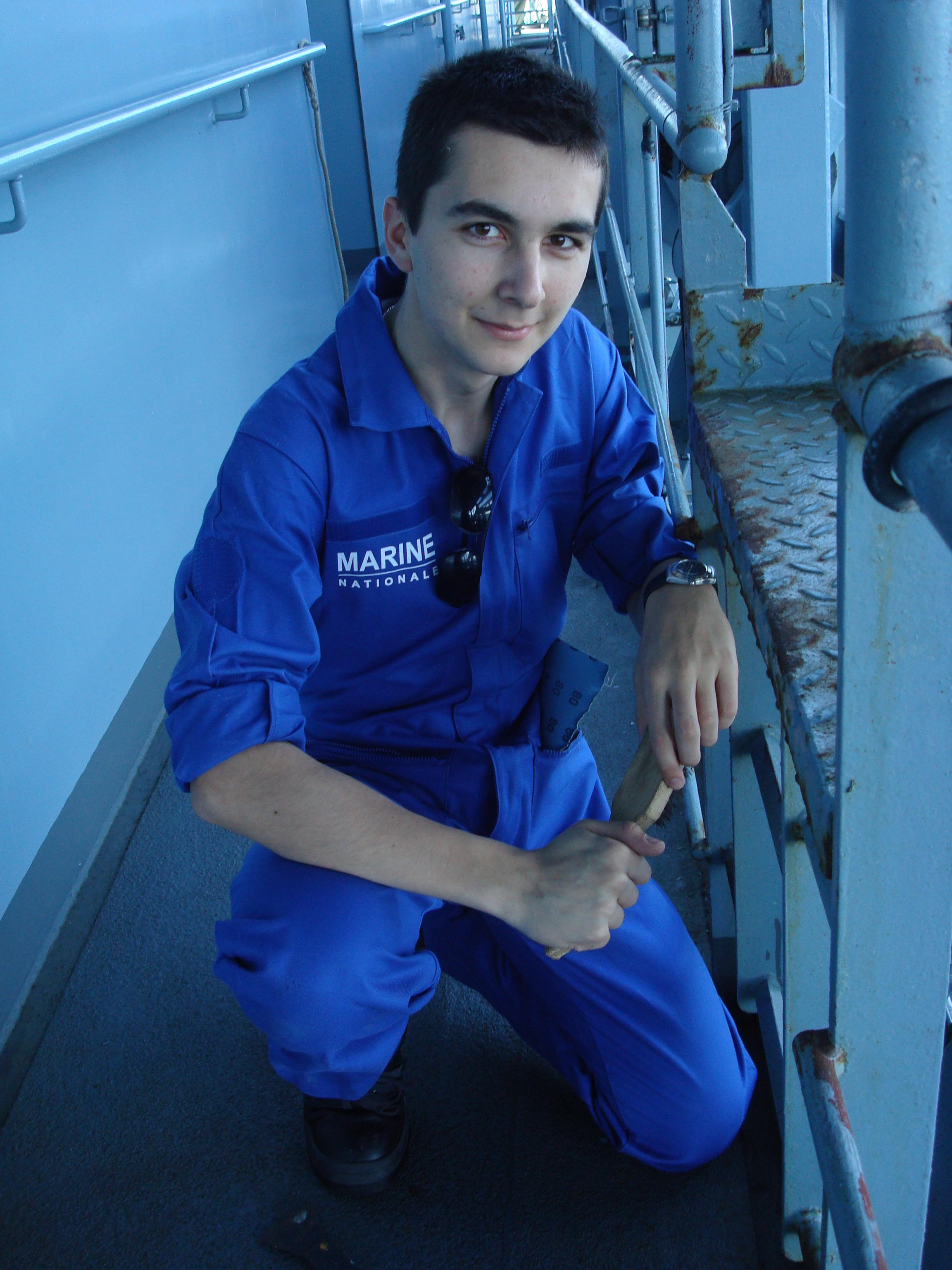
事業服姿の海軍兵学校学生（ミュルヴィク海軍兵学校へ留学中）。
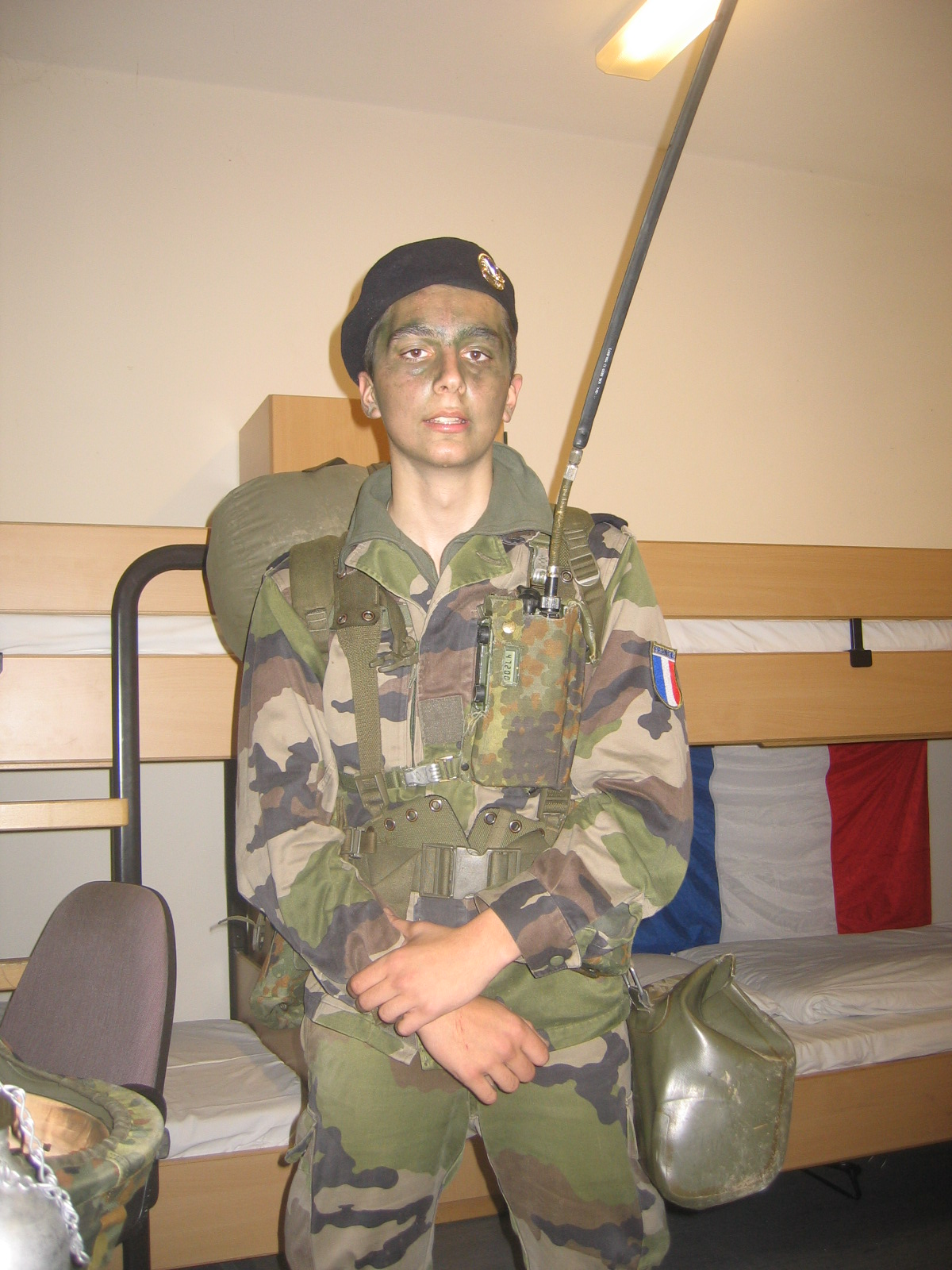
陸戦装備の海軍兵学校学生。

### 海軍の階級章

元帥（Amiral de France）
大将（Amiral）
上級中将（Vice-amiral d'escadre）
中将（Vice-amiral）
少将（Contre-amiral）
大佐（Capitaine de vaisseau）
中佐（Capitaine de frégate）
少佐（Lieutenant de vaisseau）
大尉（Lieutenant de vaisseau）
中尉（Enseigne de vaisseau de 1ére Classe）
少尉（Enseigne de vaisseau de 2e Classe）
少尉候補生（Aspirant）
海軍兵学校学生（Élève-officier）
上級兵曹長（Major）
兵曹長（Maître principal）
上等兵曹（Premier maître）
一等兵曹（Maître）
二等兵曹（Second maître）
二等兵曹（下士官実習生、Second maître maistrancier）
術科学校下士官練習生（Élève maistrancier）
上級上等水兵（Quartier-maître de 1ère classe）
上等水兵（Quartier-maître de 2ème classe）
一等水兵および二等水兵（Matelot breveté de 1re classe ou 2e classe）
初等兵（Matelot）

## 海兵隊軍服の変遷

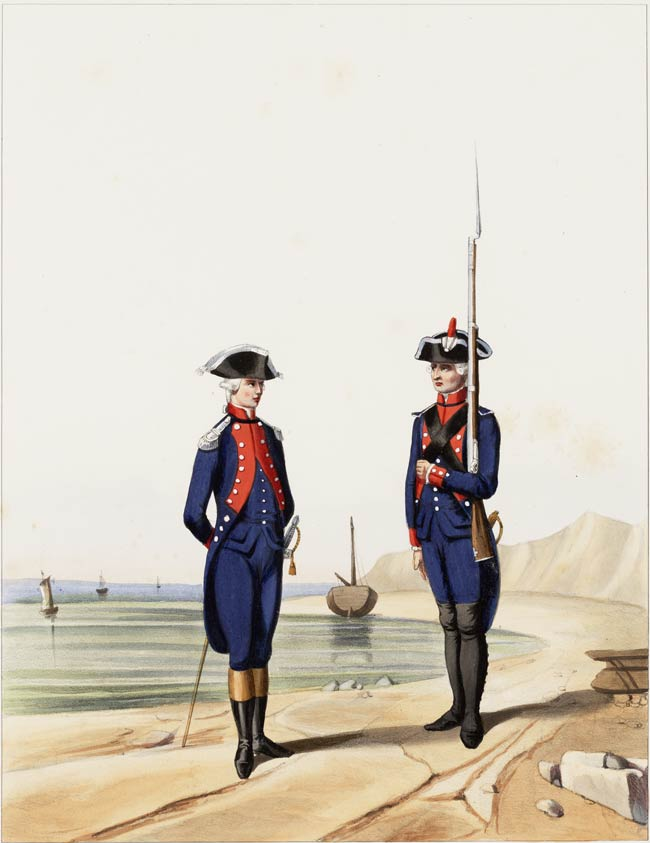
1786年
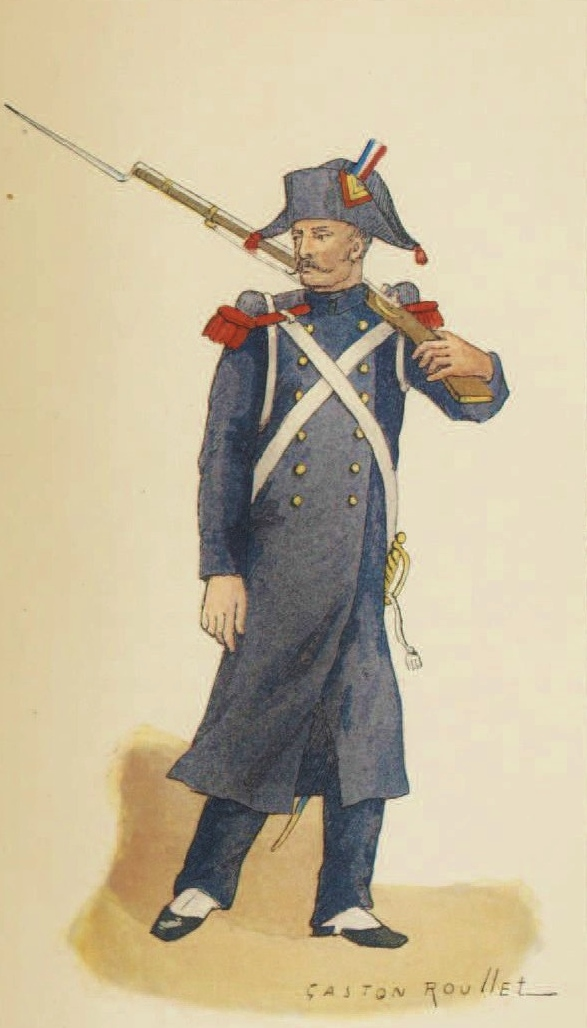
海兵隊砲兵（1813年）
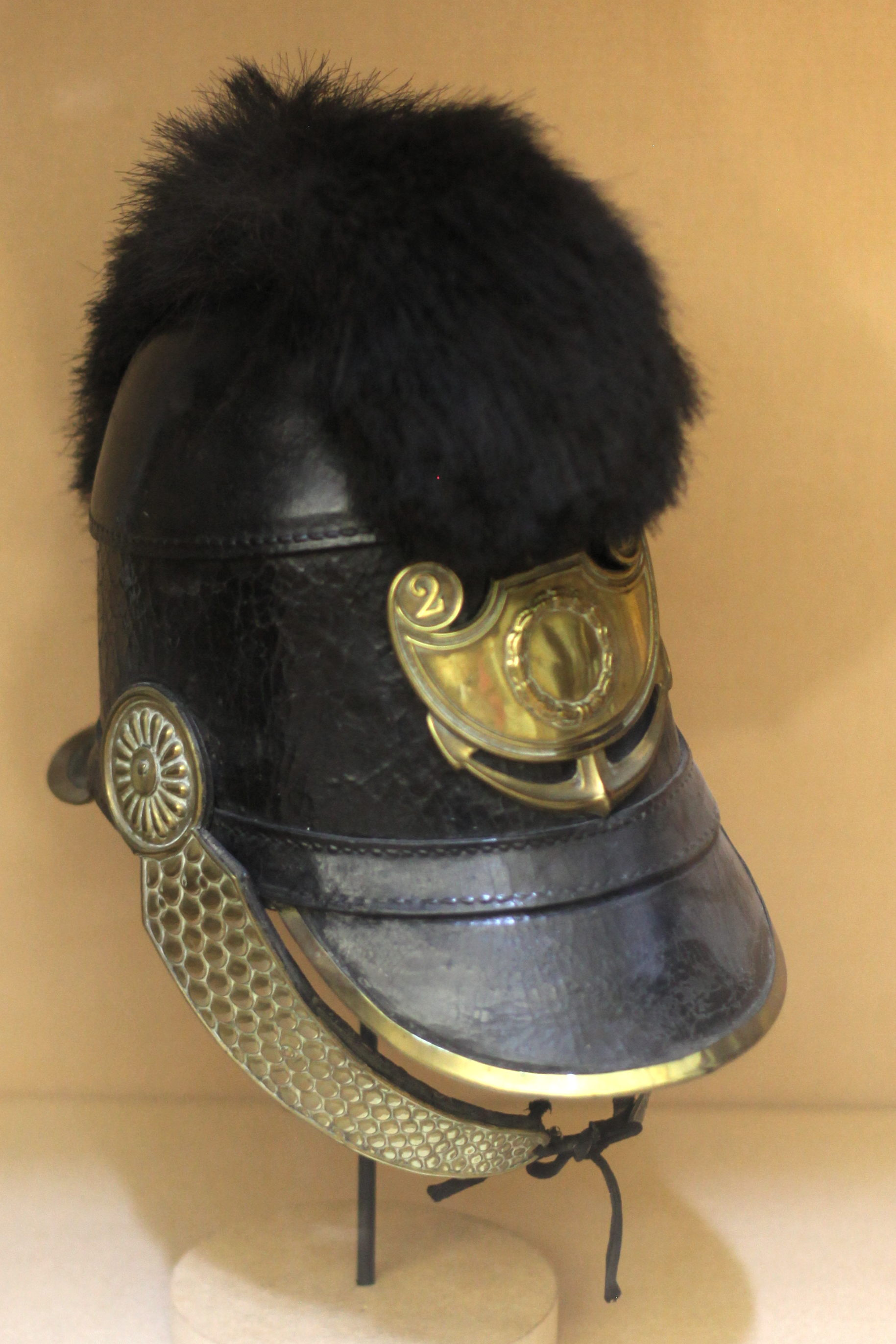
Mle1829
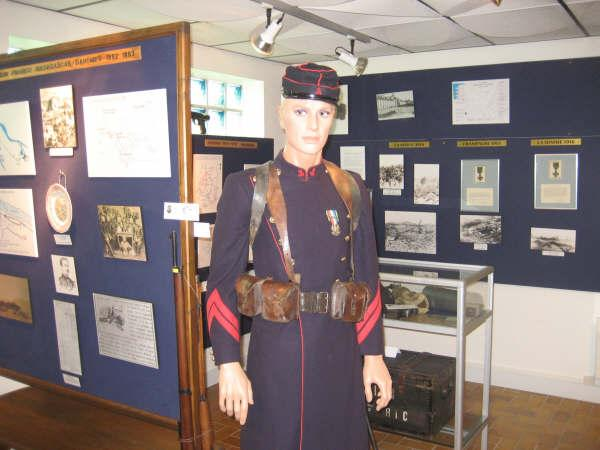
19世紀中ごろの海兵隊員の軍服
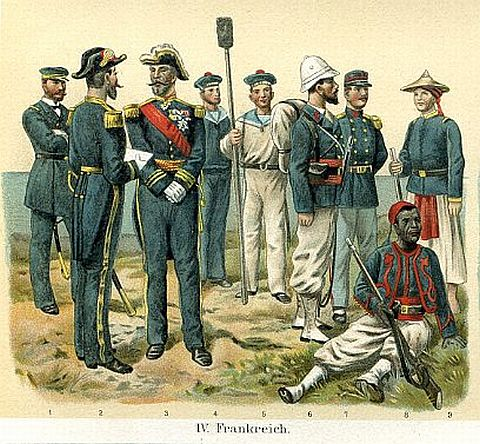
19世紀末の海兵隊各種軍装
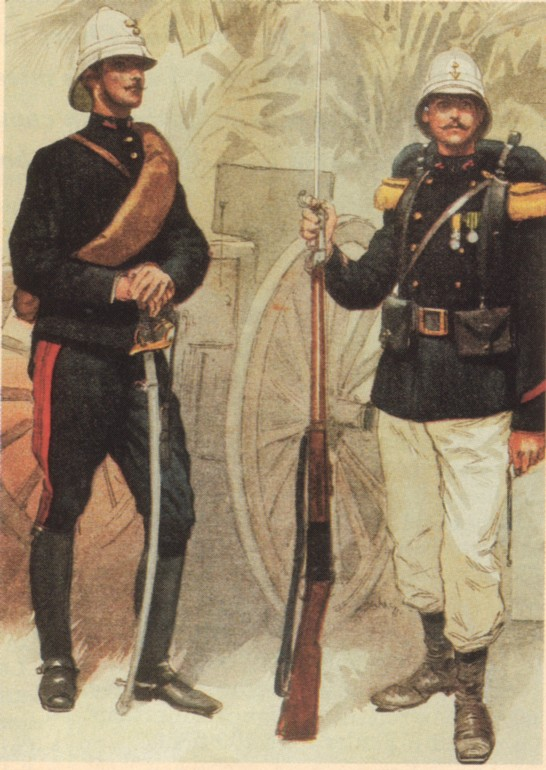
19世紀末の海兵隊将校と兵
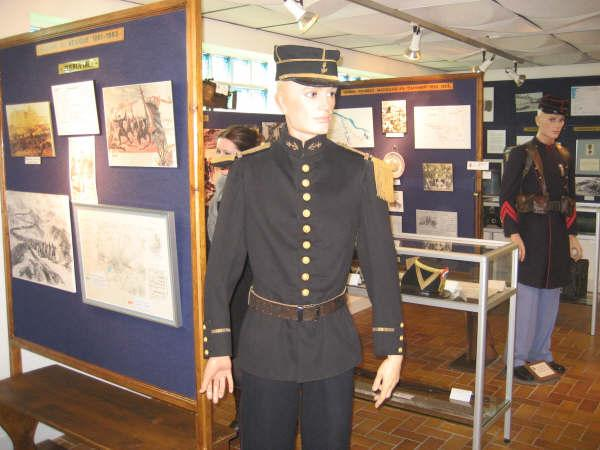
海兵隊士官
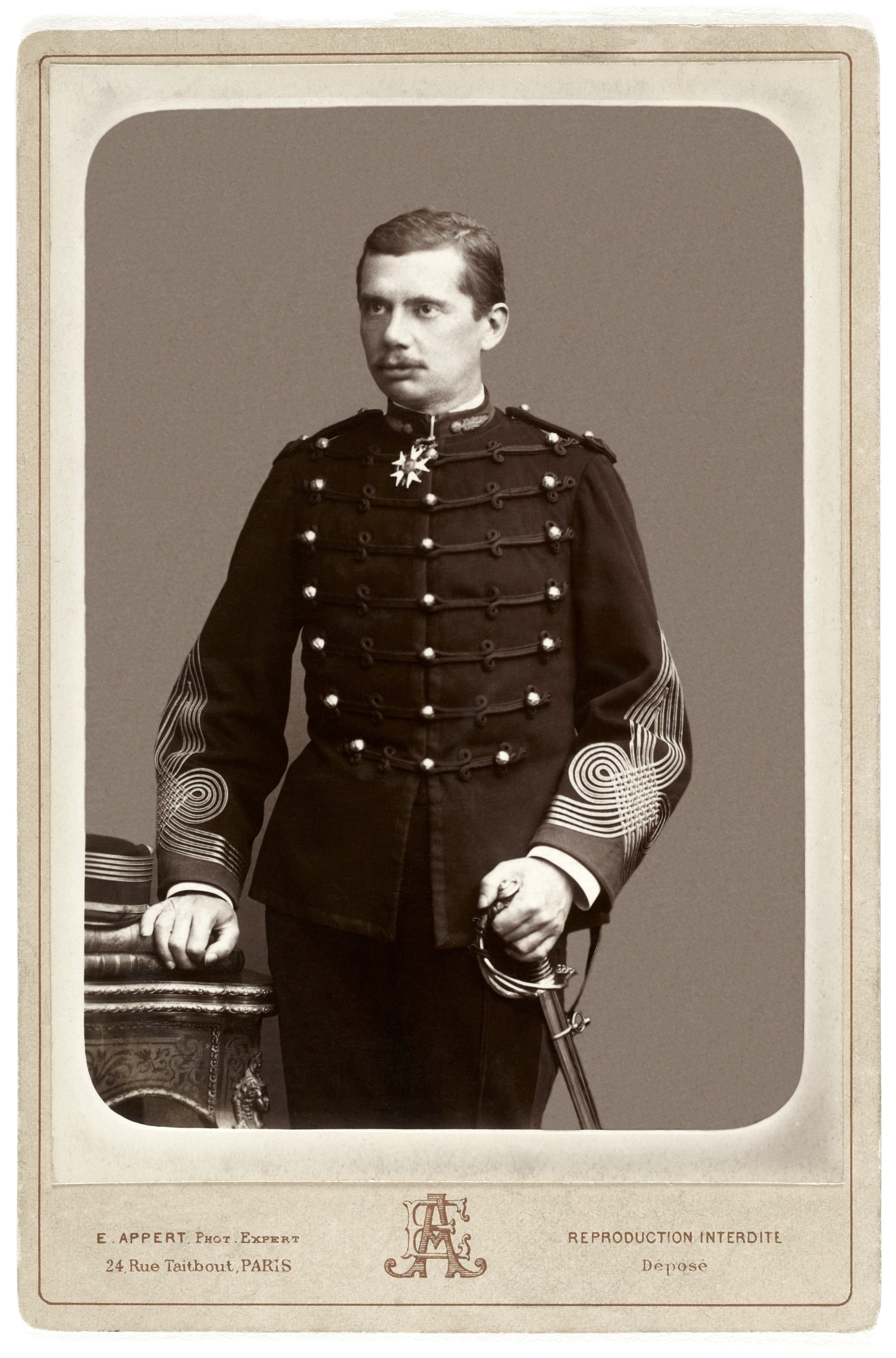
海兵隊砲兵中佐（1886年）
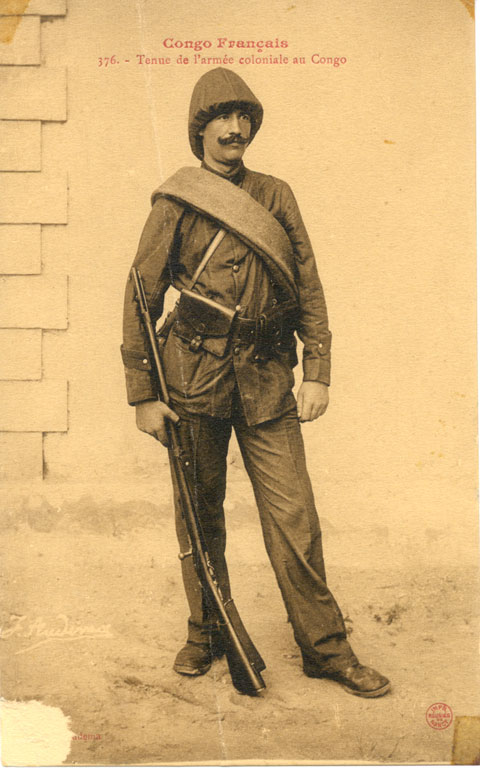
コンゴ駐屯の兵士（1905年）
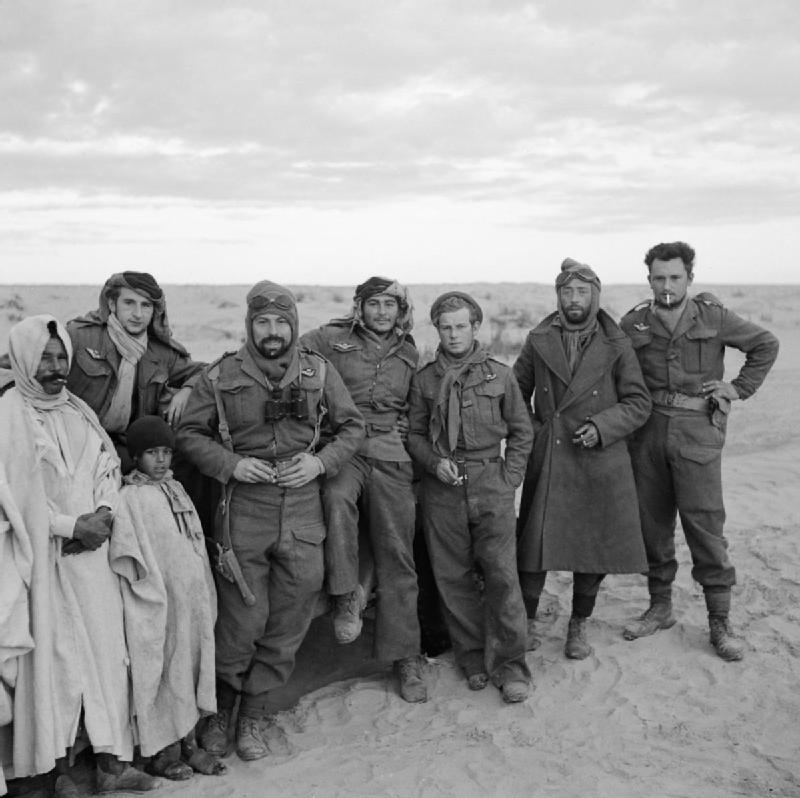
第1海兵歩兵落下傘連隊（1943年初め）
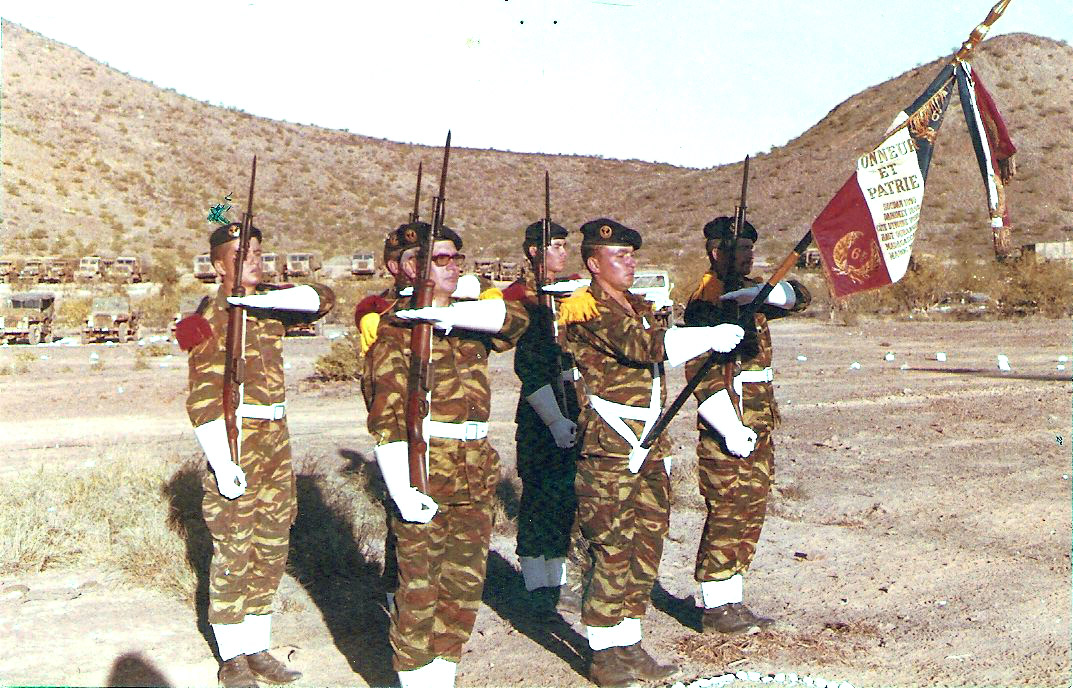
海兵隊第6砲兵連隊（フランス語版）（1979年）
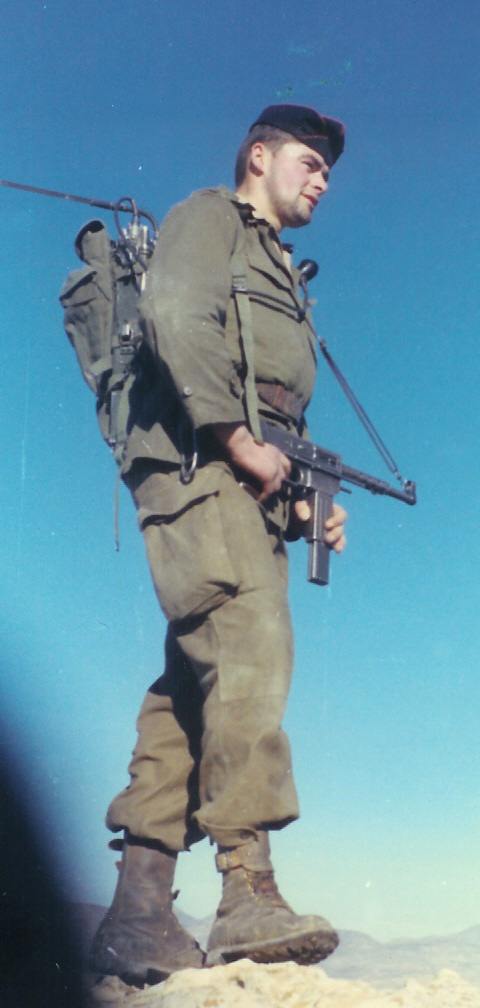
アルジェリア戦争にてMAT 49を構える海兵隊員。
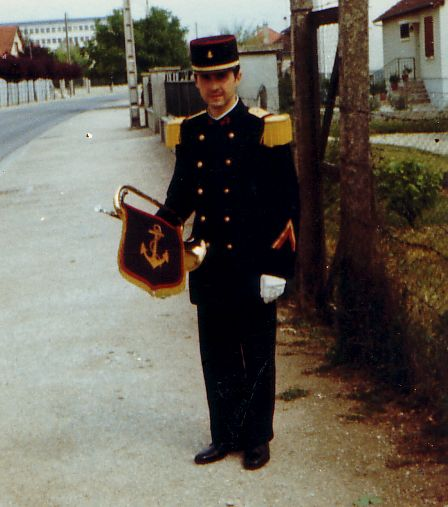
軍楽隊喇叭手（1975年）
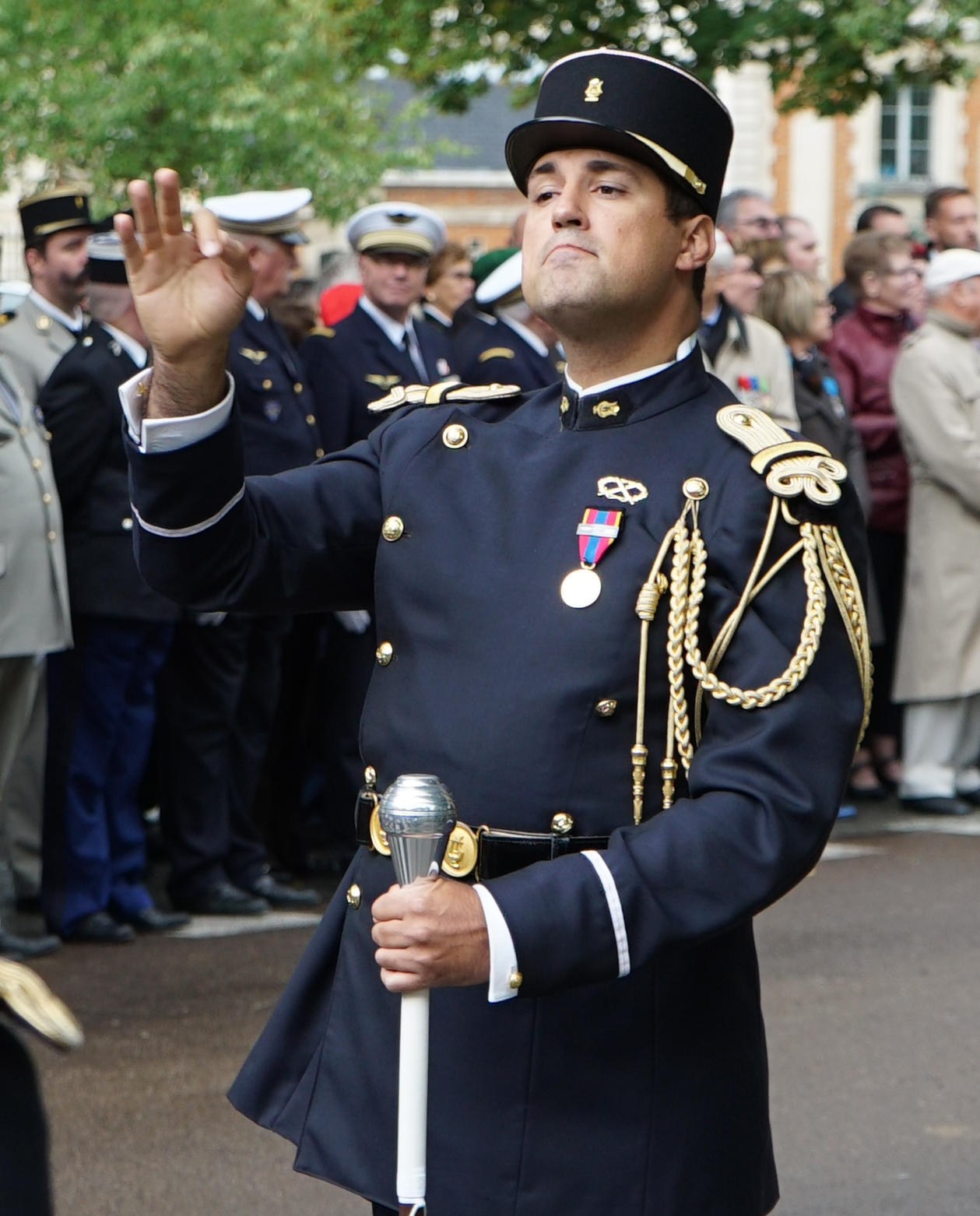
軍楽隊楽長（2017年9月）
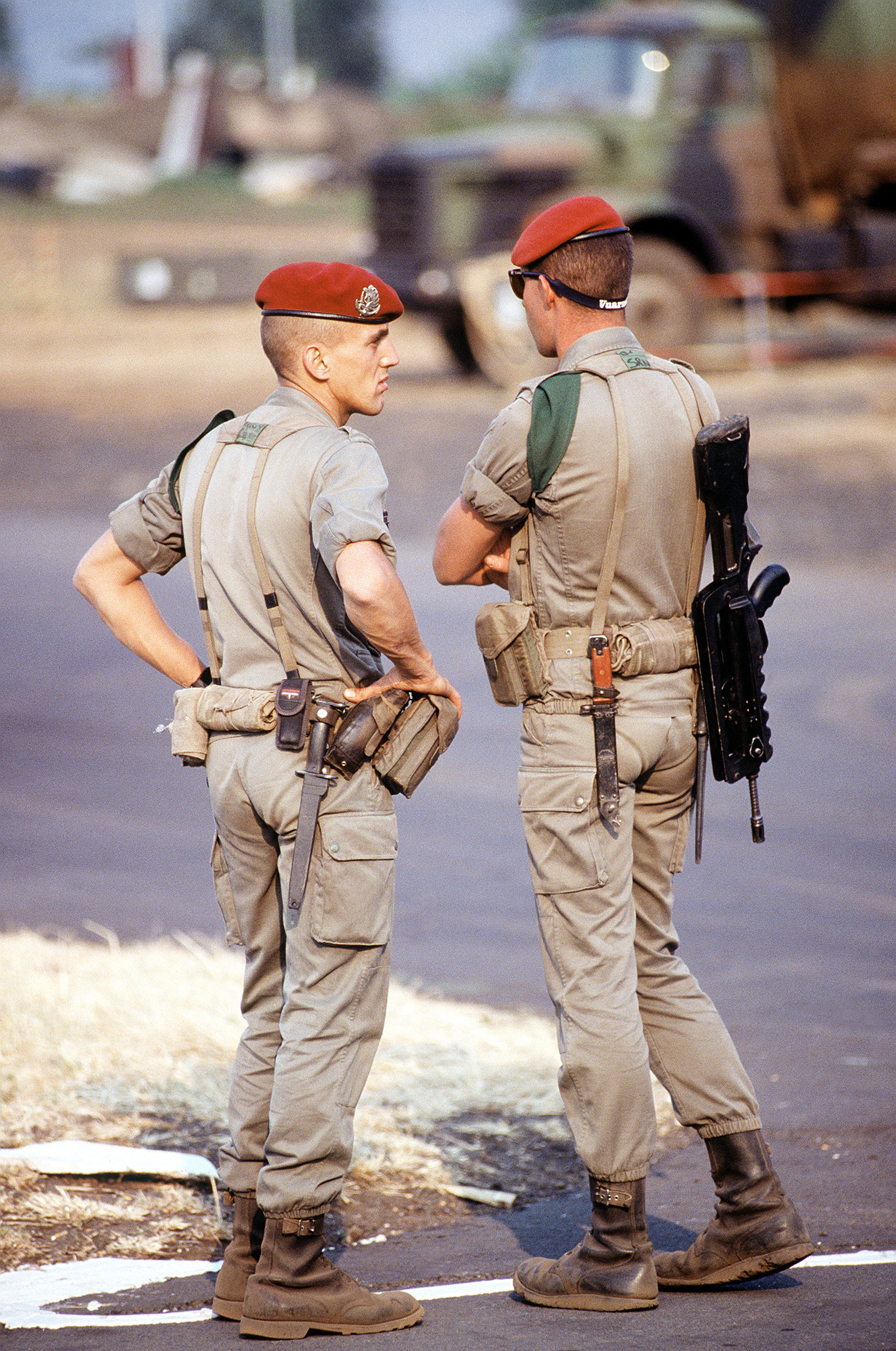
ルワンダ紛争のターコイズ作戦（英語版）にてFA-MASで武装した第1海兵歩兵落下傘連隊兵士（1994年8月）
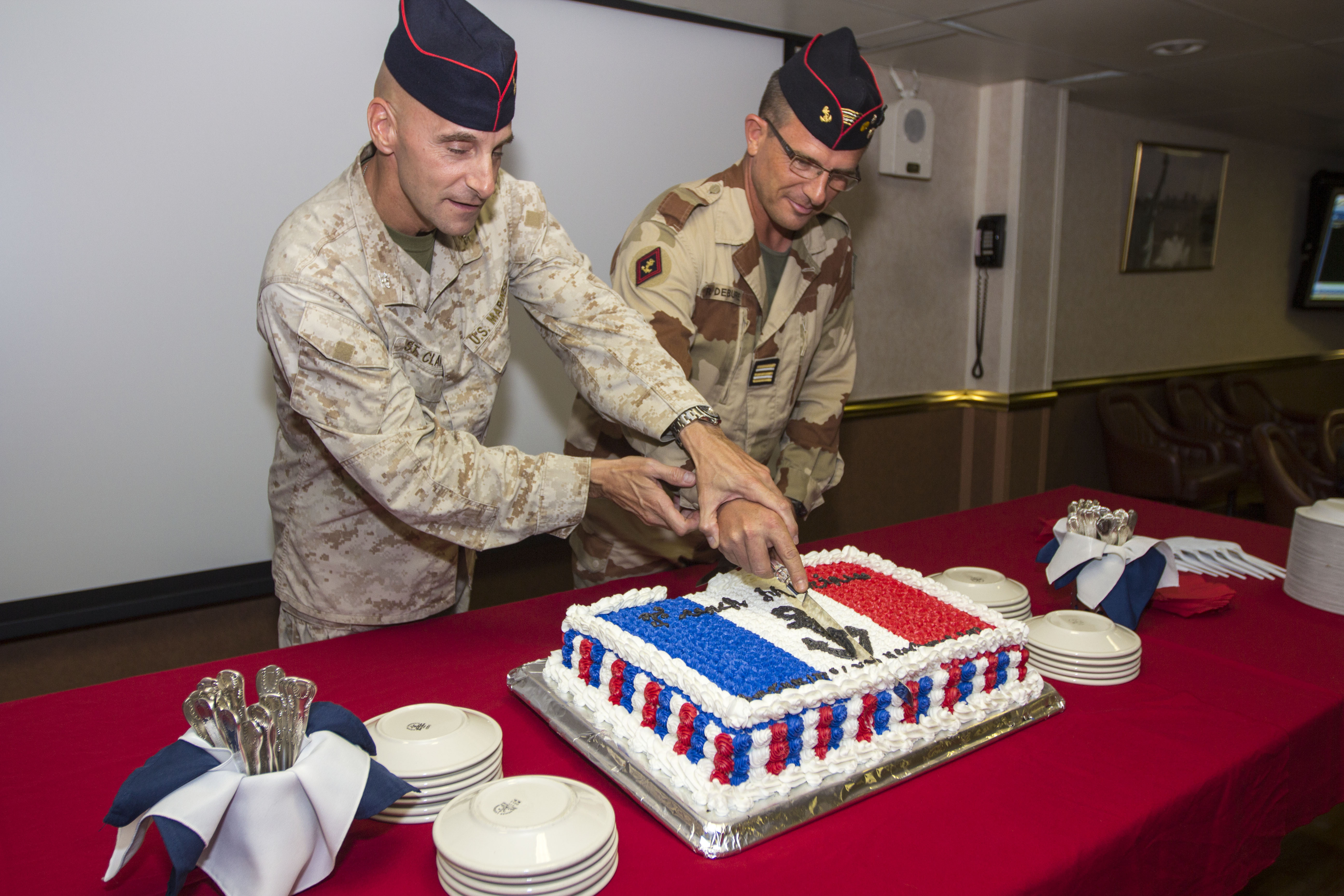
砂漠迷彩の海兵隊中佐（右、2013年8月）
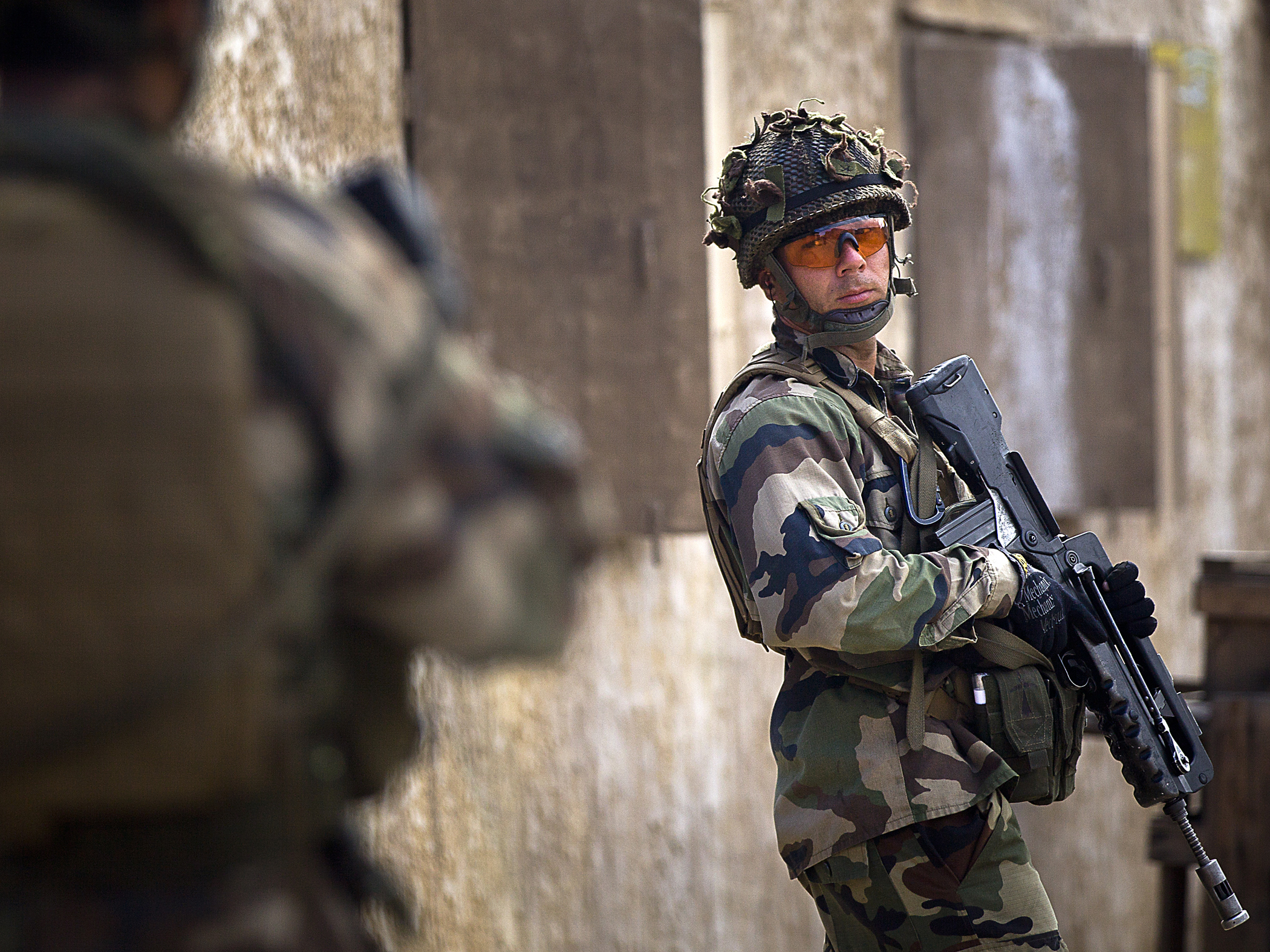
第8海兵歩兵落下傘連隊兵士（2012年10月）

## 空軍軍服の変遷
空軍は「ルイーズ・ブルー」と呼ばれる紺色のシングルブレストのブレザーにズボンで構成される。制帽の腰部分には階級に応じて金線が入り、クラウン部は夏季にはカバーを付ける。
空軍の軍服が制定されたのは1929年である。制定当時は前合わせは5個ボタンで、袖にも陸軍のように3個のボタンがあり、襟はピークドラペルであった。
1934年改定で前合わせは4個ボタンに変更され、袖のボタンは廃止、襟はノッチドラペルとなった。これが現在にいたるまでのフランス空軍の制服のベースとなる。
下士官用は将校と同一であるが共布地のベルト、上襟に襟章を付ける。
兵用は制定当初は下士官や将校のそれとは大きく異なっており、前合わせ6個ボタンの折り襟で襟の中から陸軍のようにシャツとネクタイをのぞかせ、腰には2点の切れ込みポケットが入っていた。1939年以降は襟1番目のボタンを広げ開襟とした。現在は下士官や将校と同一である。

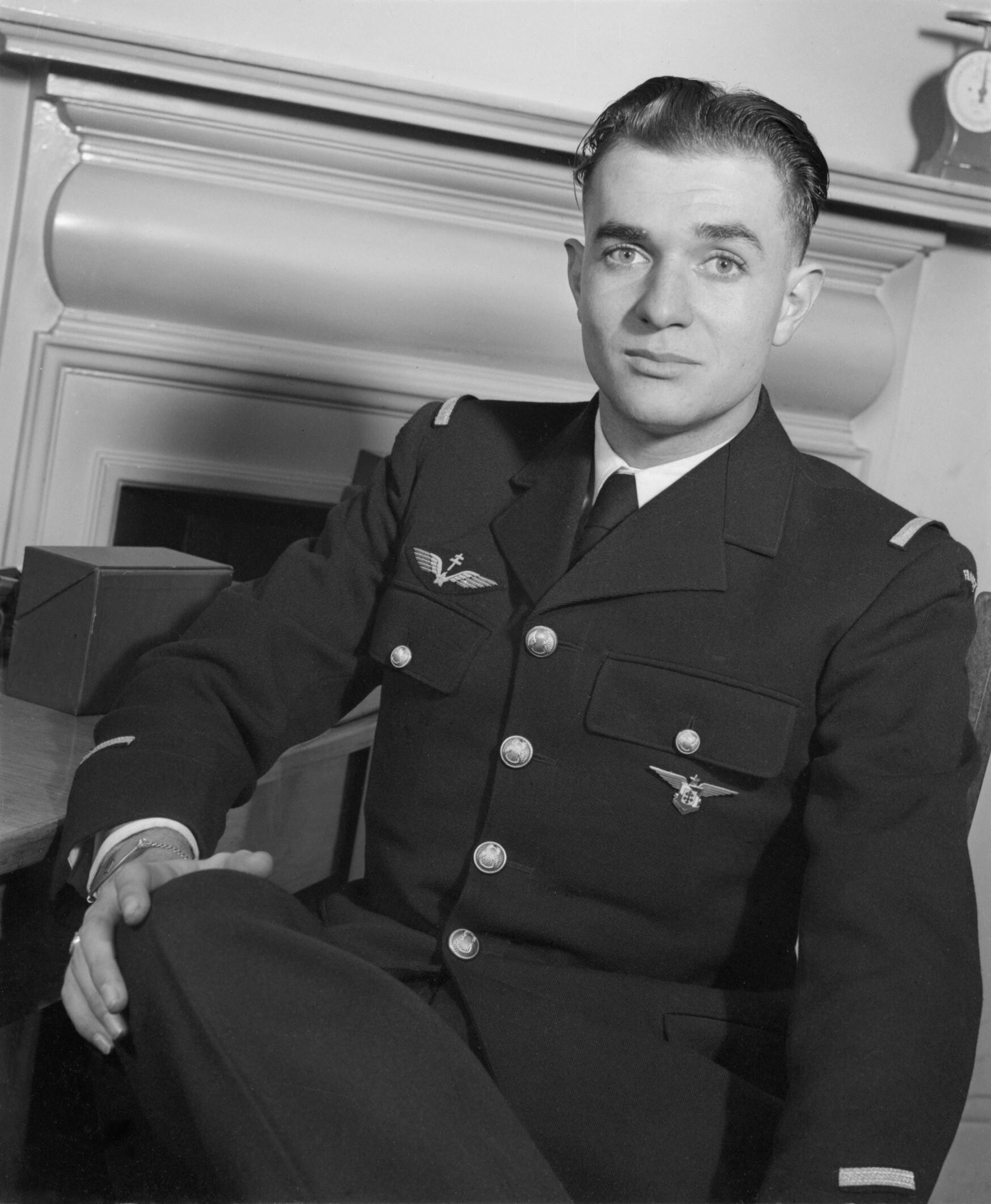
空軍少尉（ピエール・クロステルマン、1945年）
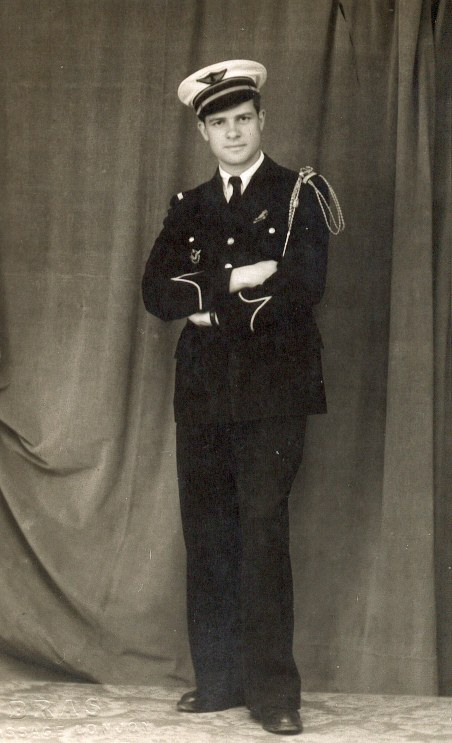
徴募兵たる伍長（ロジャー・グロッサン（英語版）、1941年）
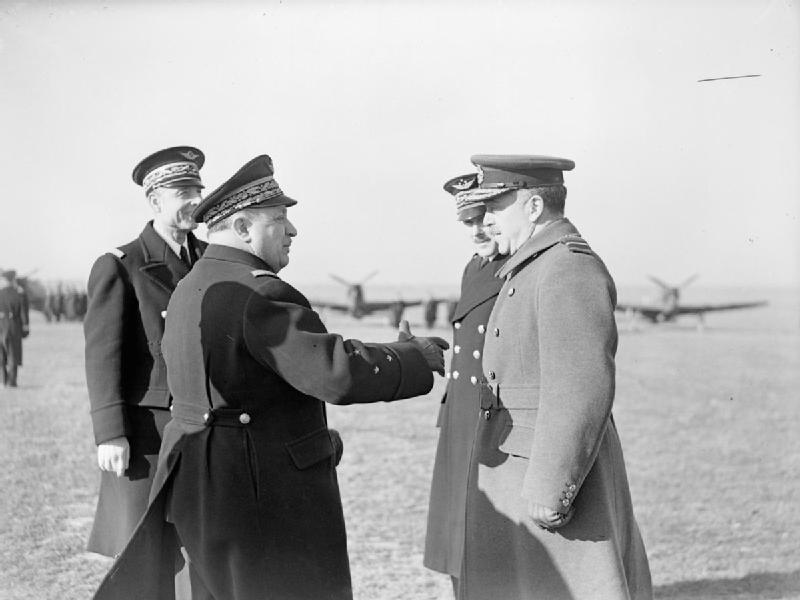
外套を着用した将官（1939年ごろ）
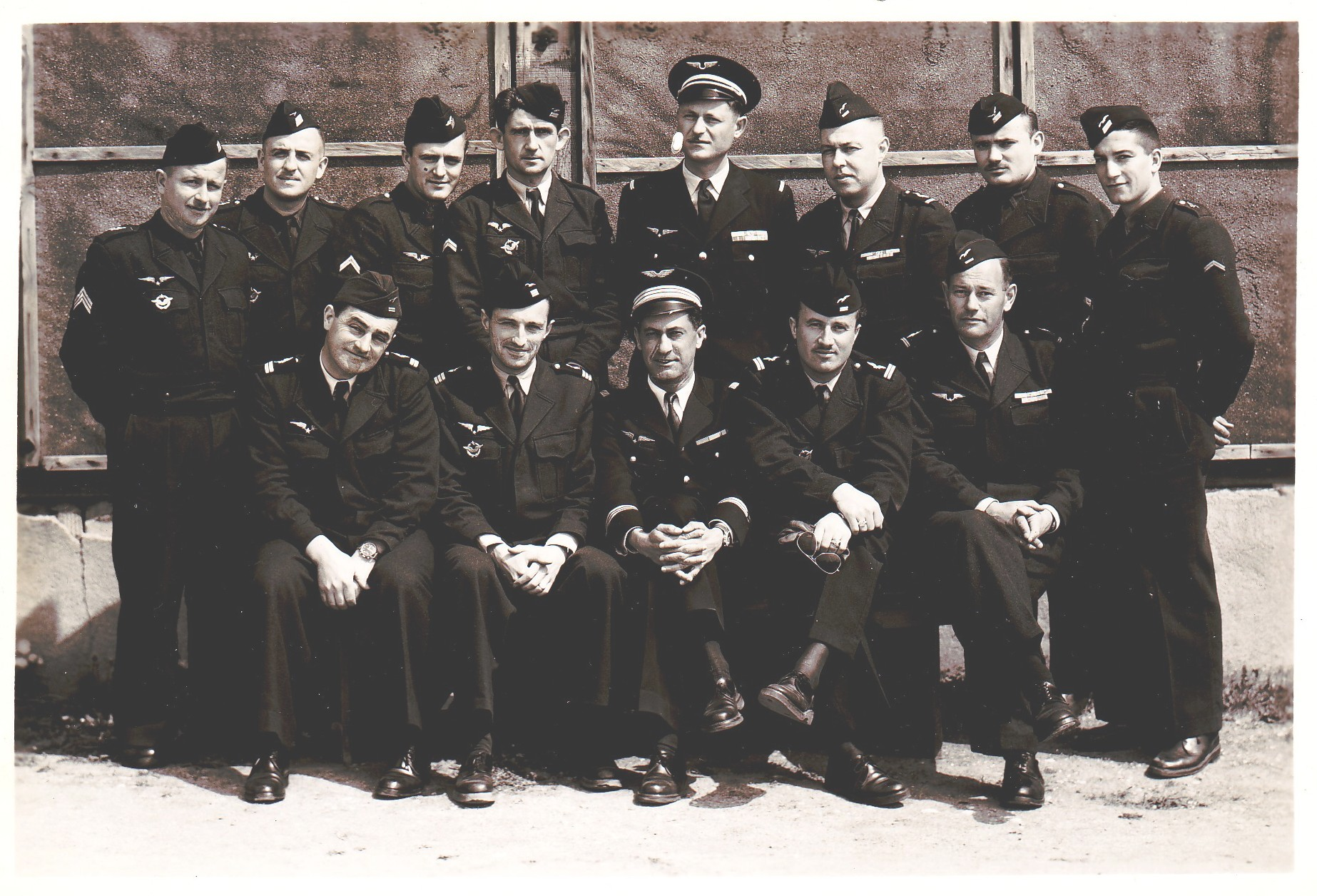
イヴ・マヘ（フランス語版）中尉ら第一次インドシナ戦争期の将兵。略帽の将校及び下士官はアイクジャケット風の略装を着用（1951年、インドシナ）
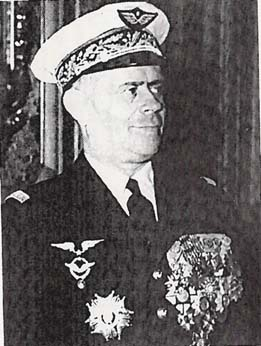
制帽に夏季カバーをかぶせた空軍将官（ジャン＝トゥーサン・フィエスキ（フランス語版）、1950年代）
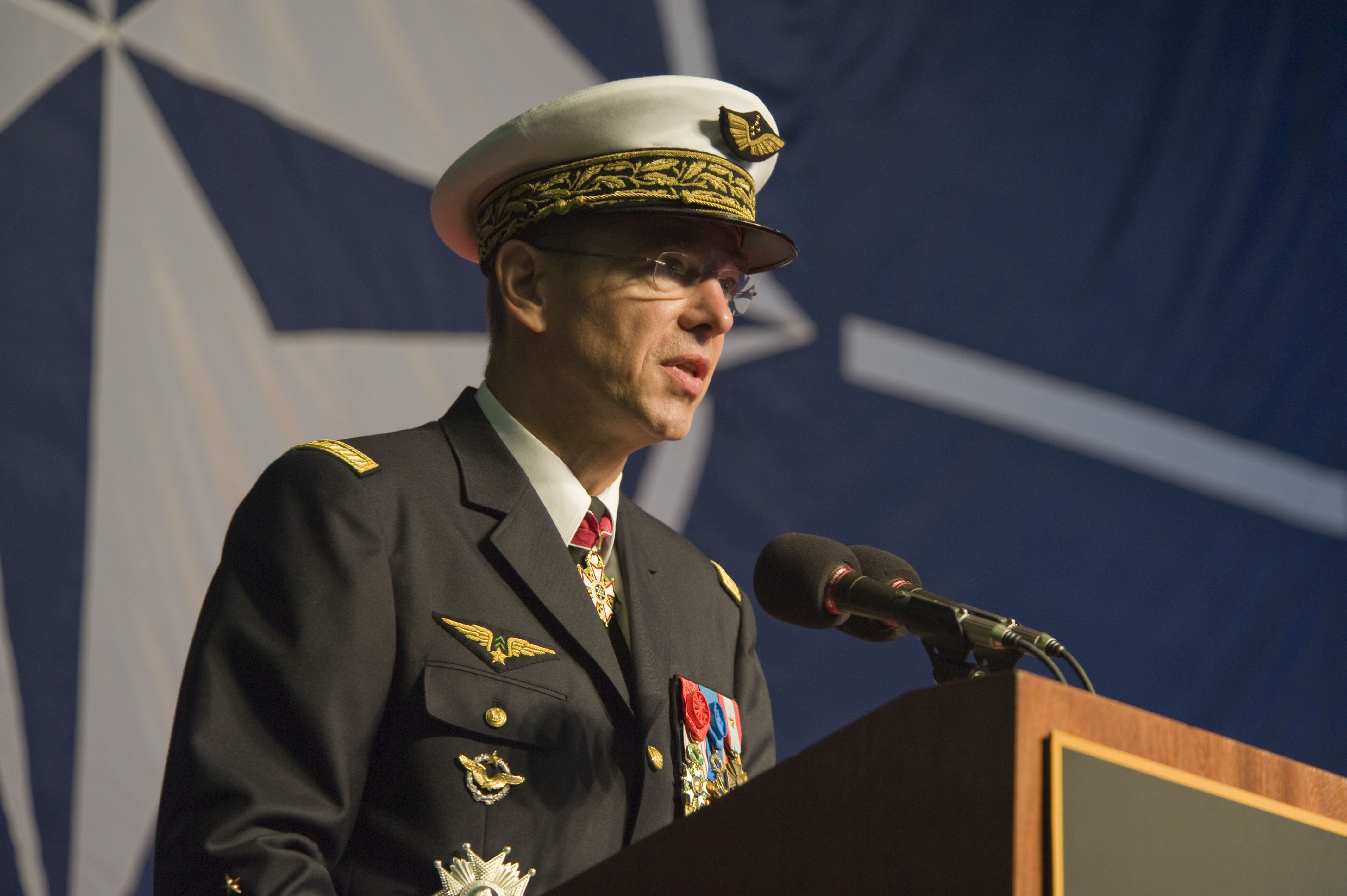
空軍大将（ステファヌ・アブリアル（英語版）、2009年9月9日）
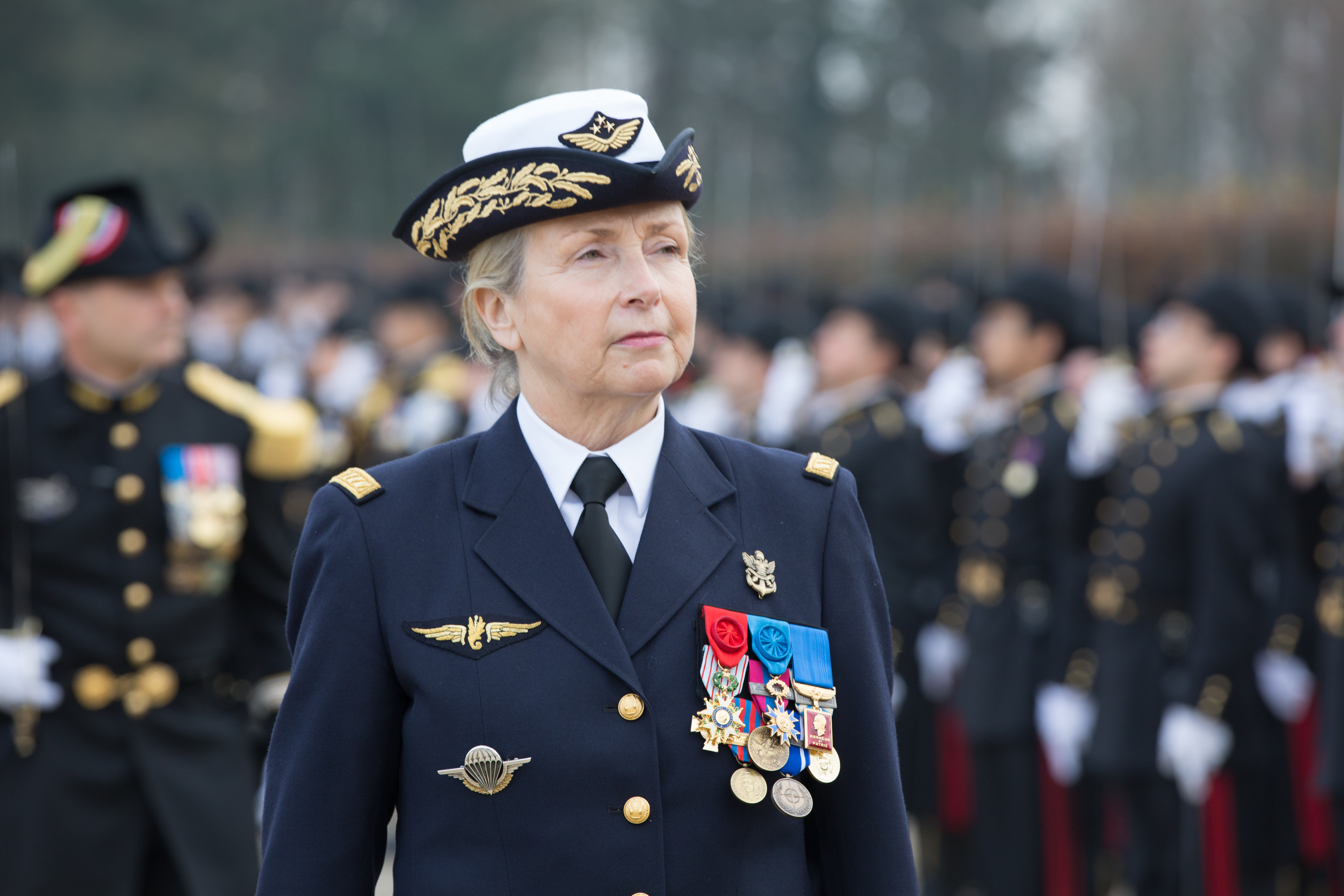
空軍少将
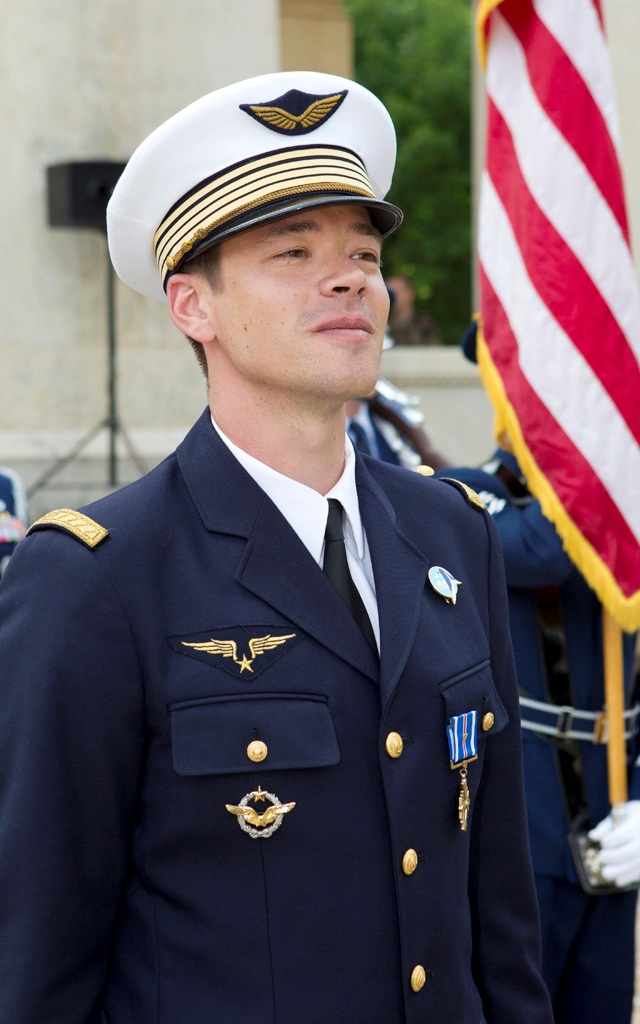
大尉（2011年7月13日）
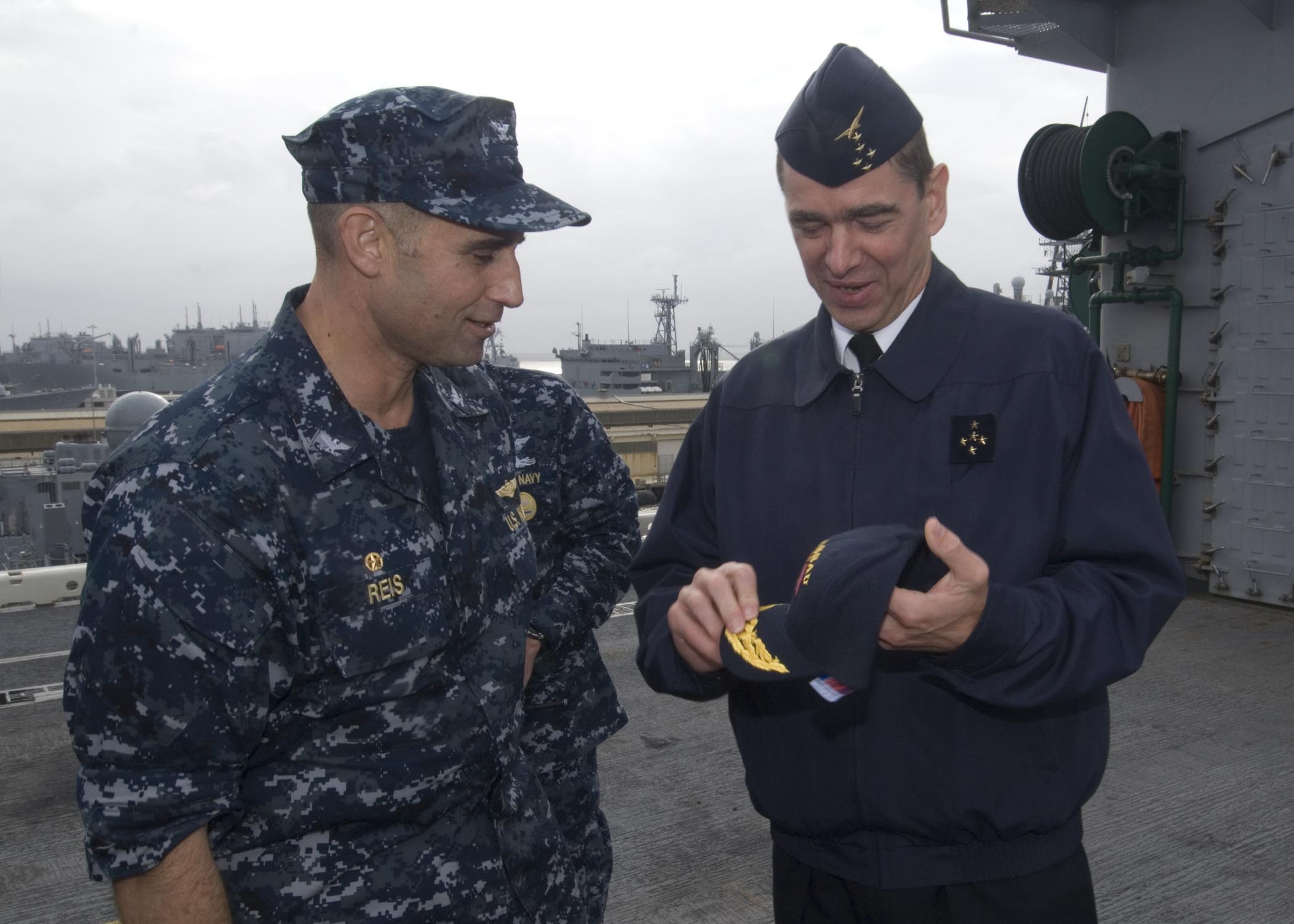
略装の大将（2009年11月18日）
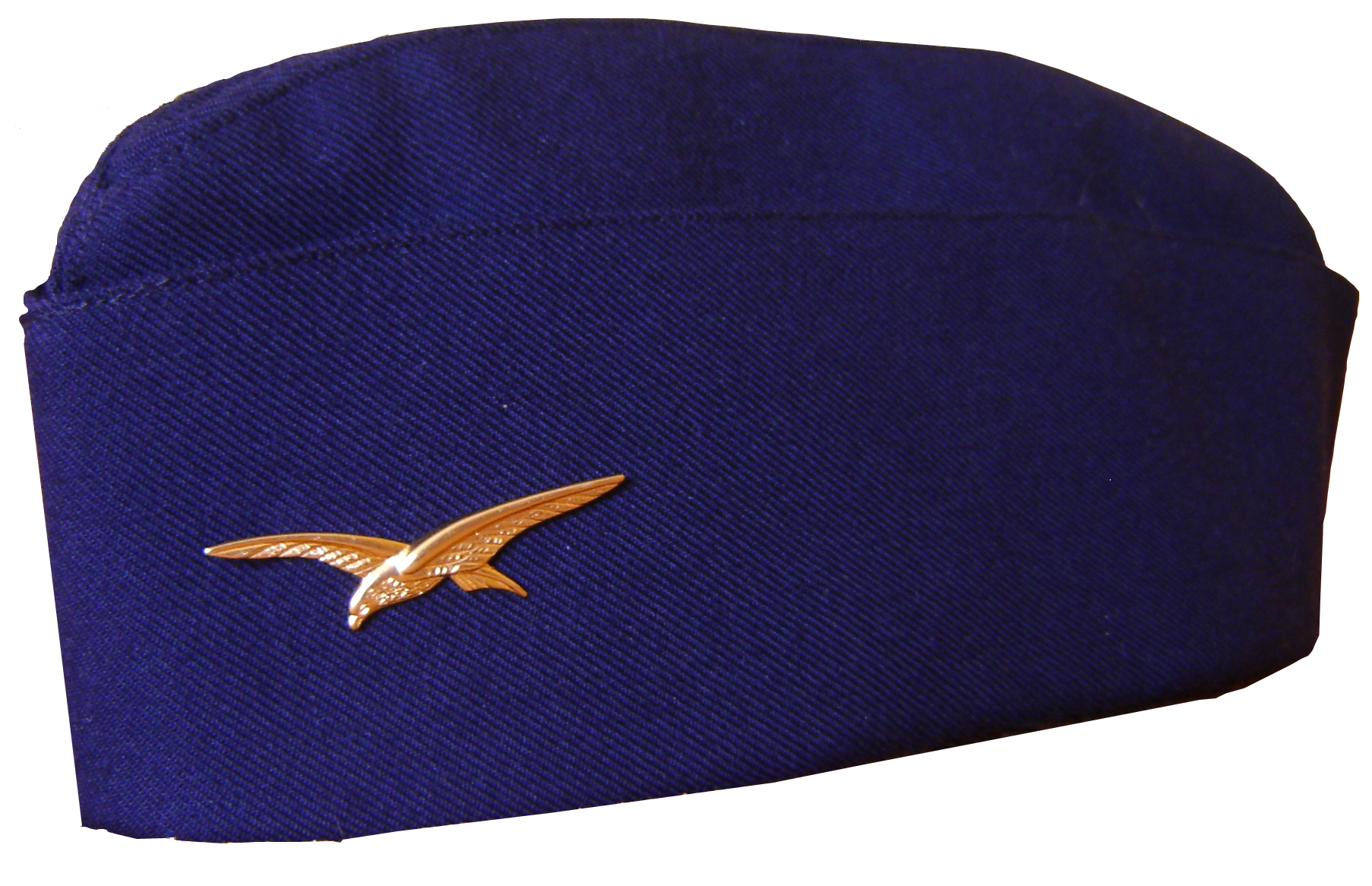
略帽
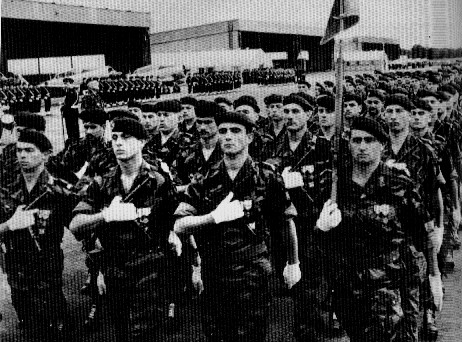
迷彩服を着用した空挺部隊隊員（1970年代か）
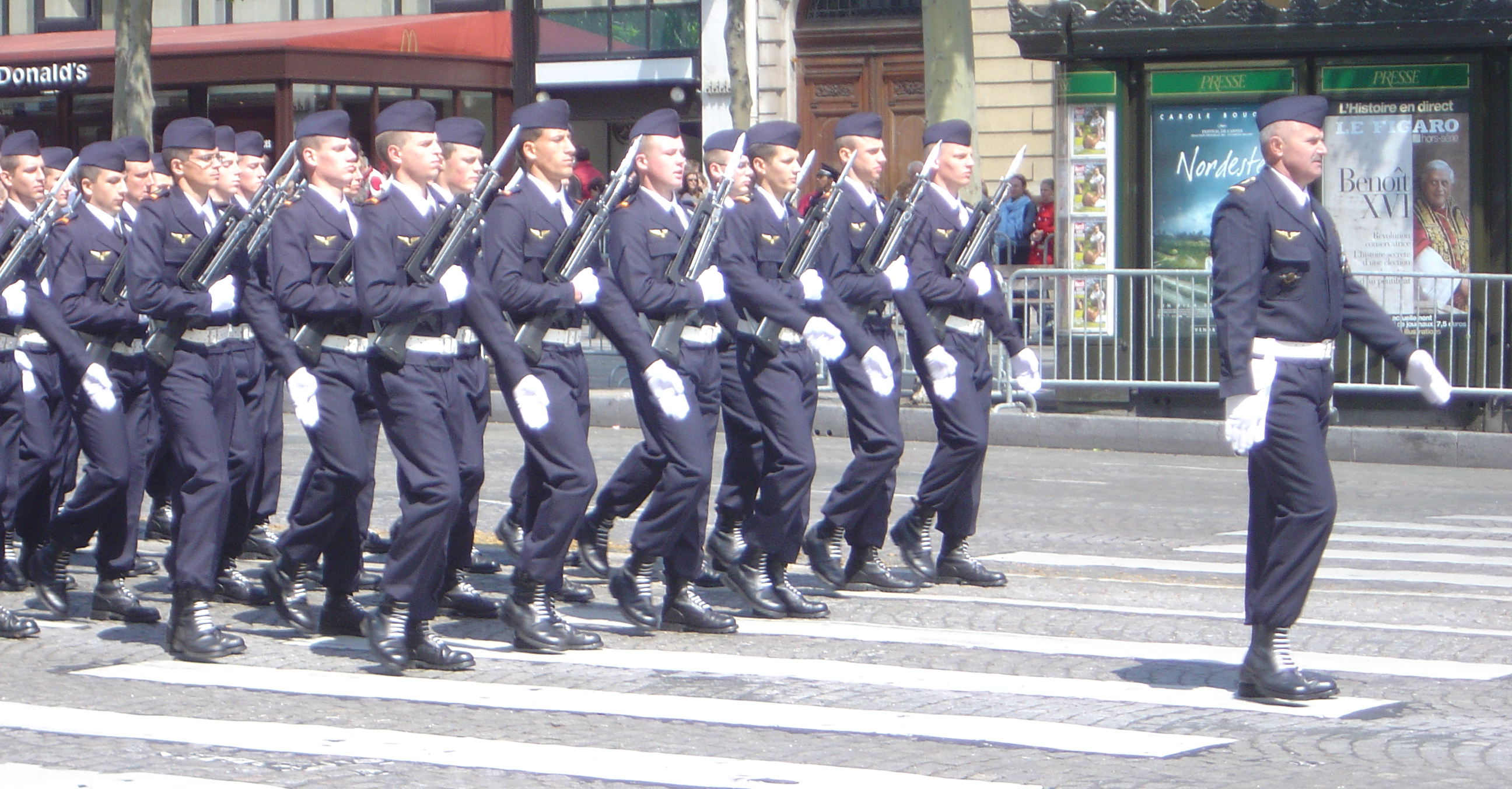
空軍地上勤務者（2005年）
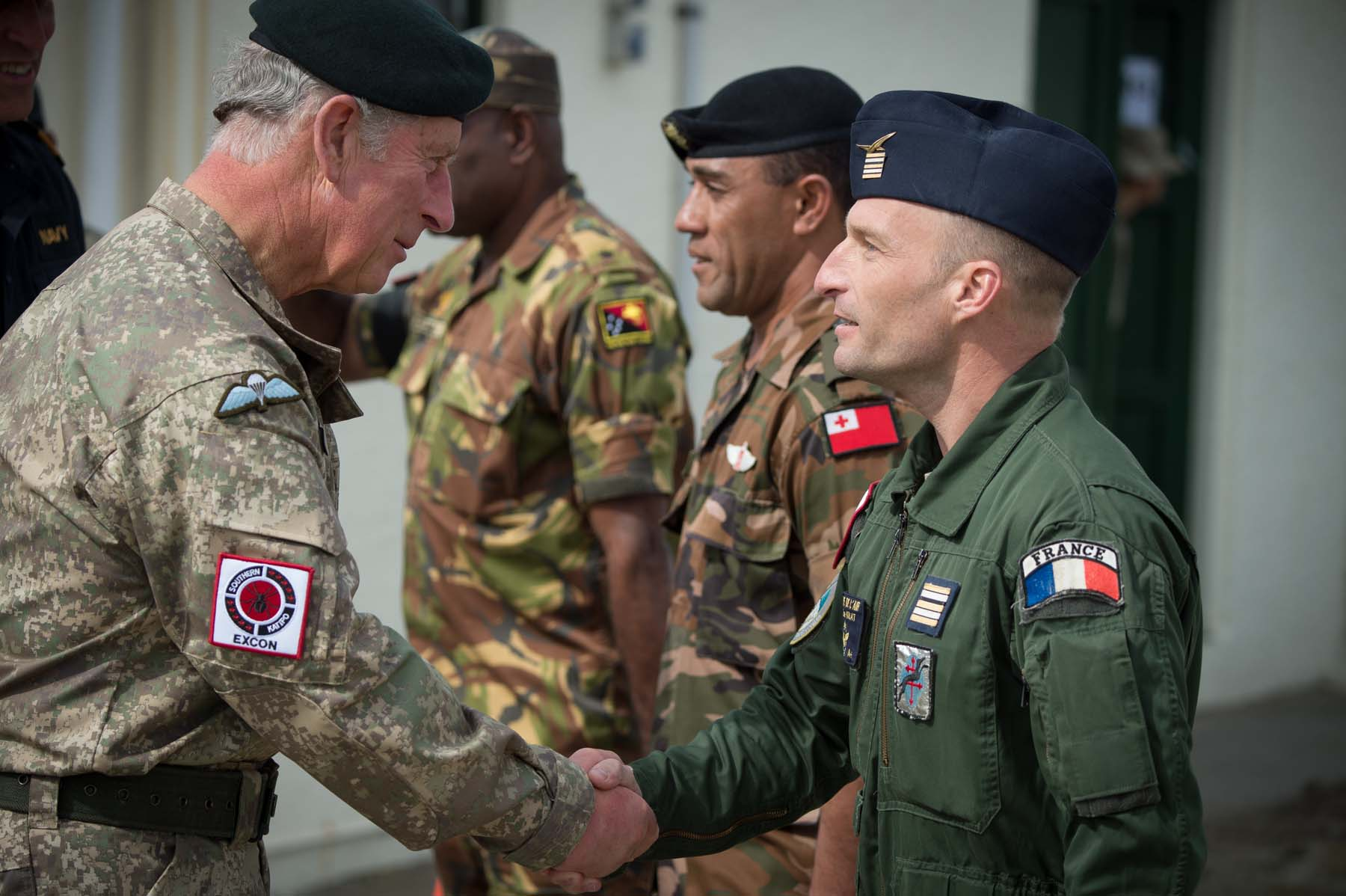
パイロットスーツの空軍大佐（2015年11月）
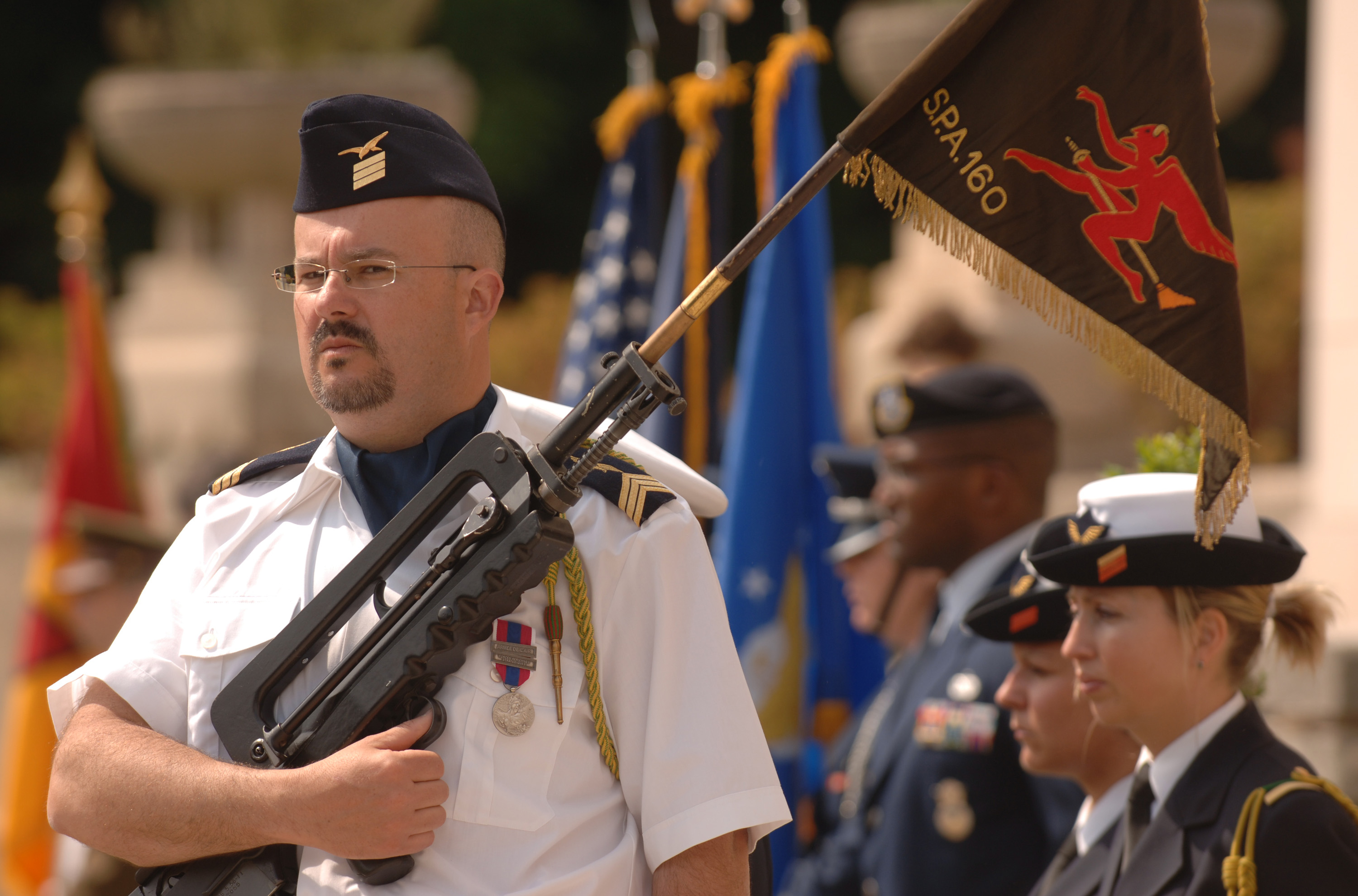
略帽を被った上級軍曹（2008年5月24日）
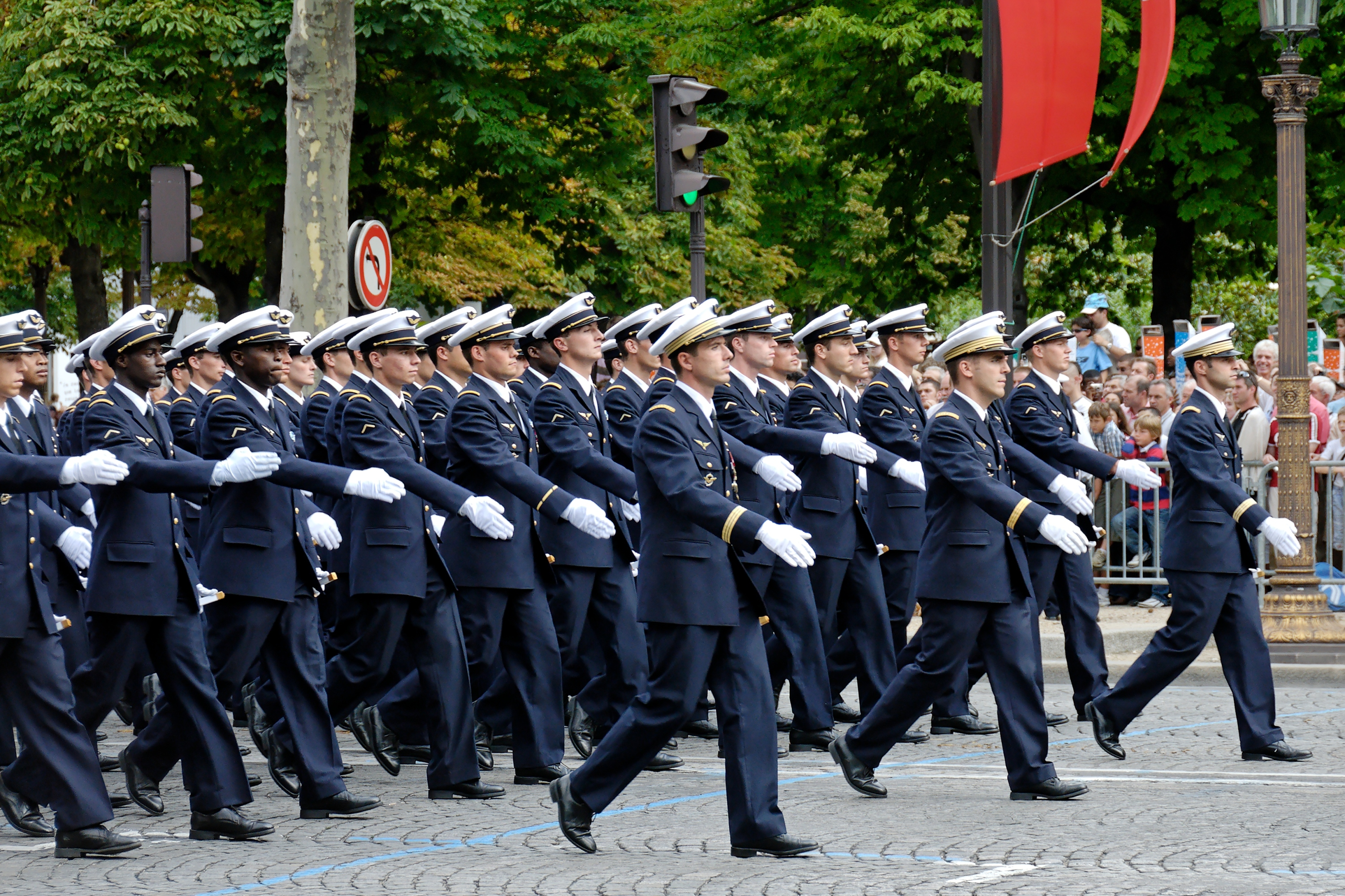
空軍士官学校生徒。2007年パリ祭。
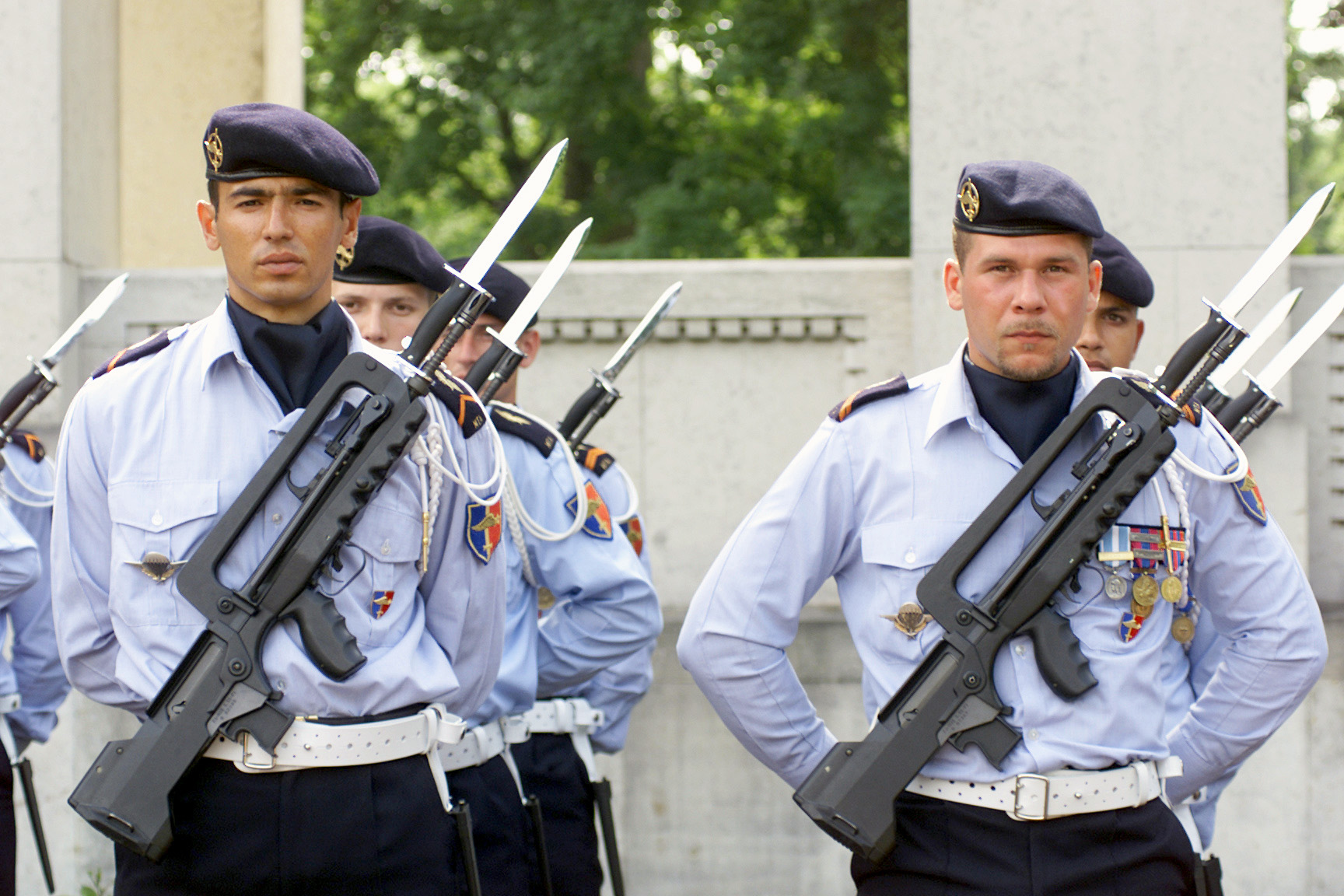
FA-MASを携行した地上勤務者（2008年）

## 国家憲兵隊軍服の変遷

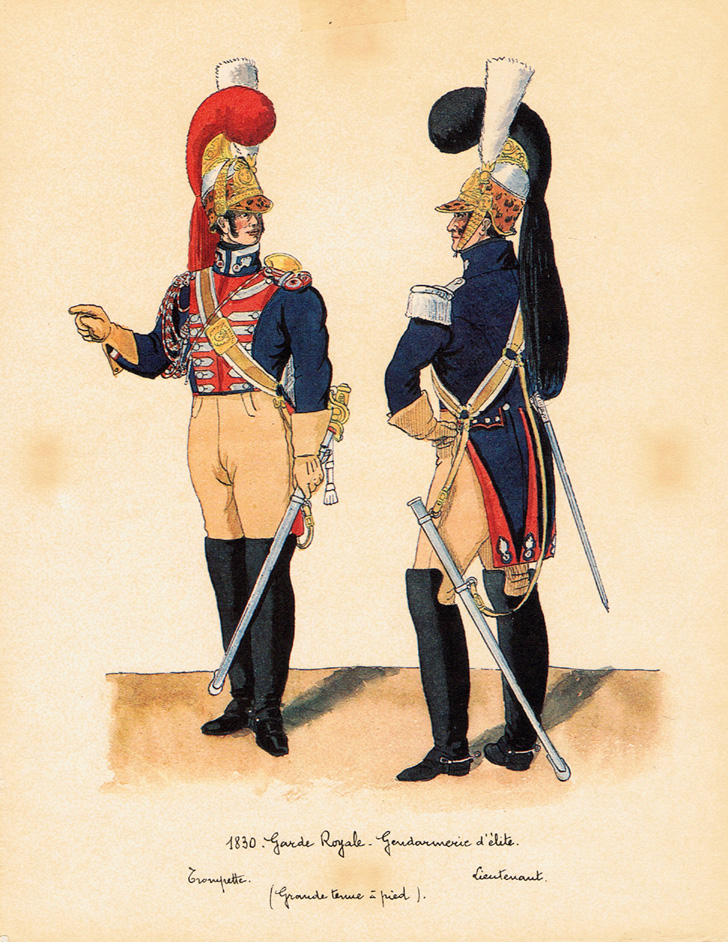
1830年
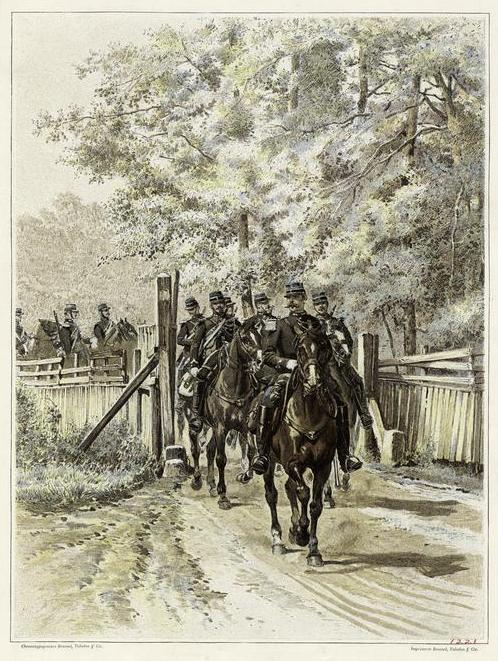
1885年
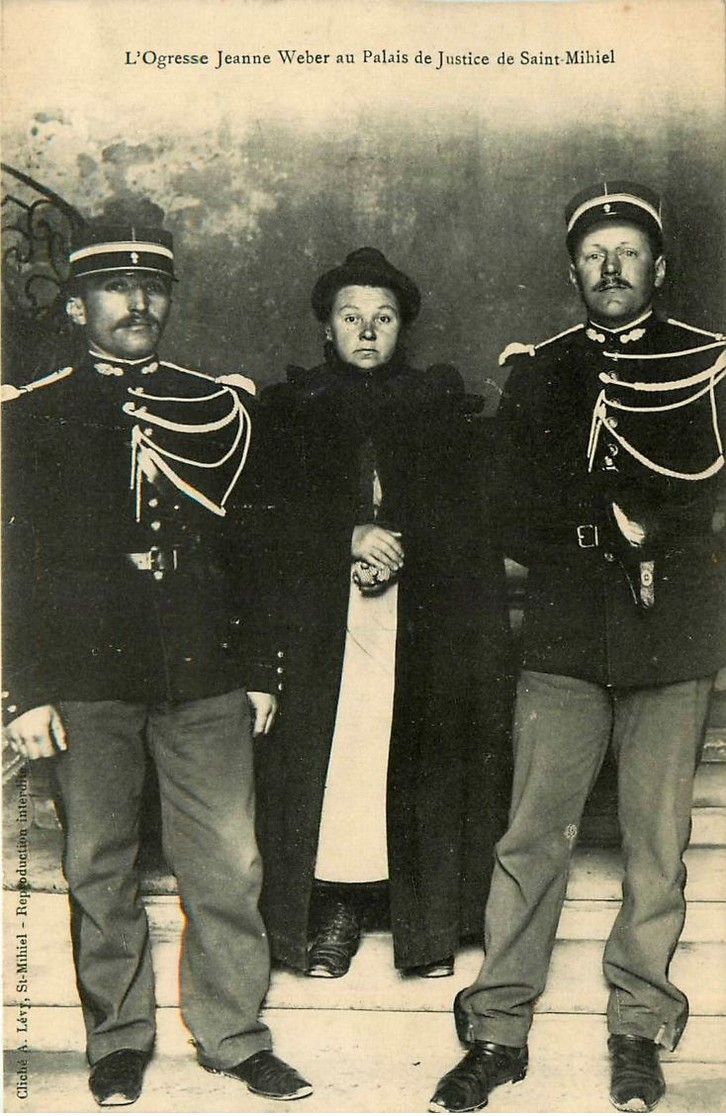
1908年
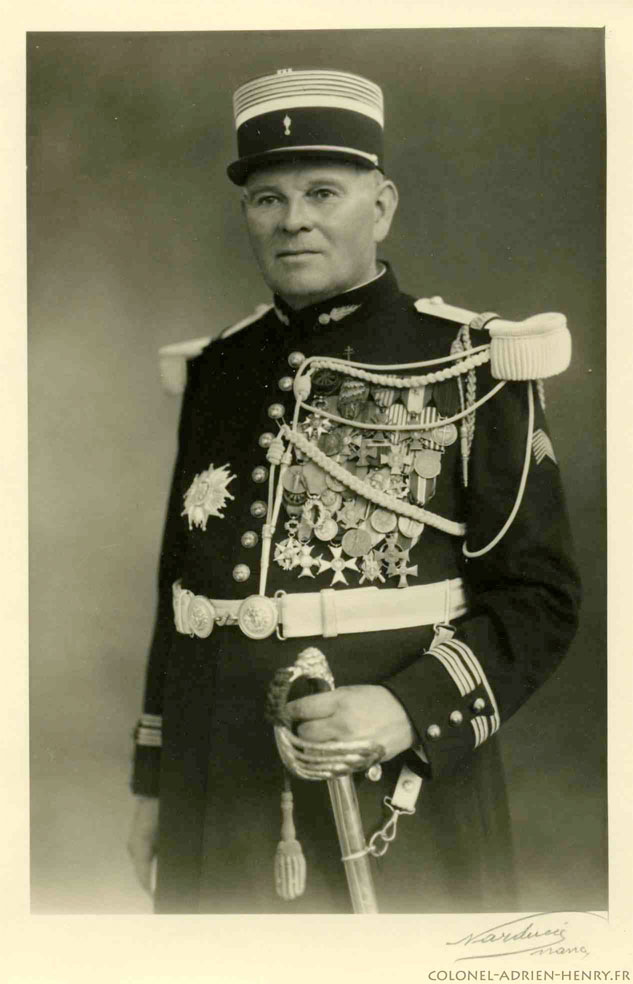
憲兵大佐。アドリエン・アンリ（フランス語版）
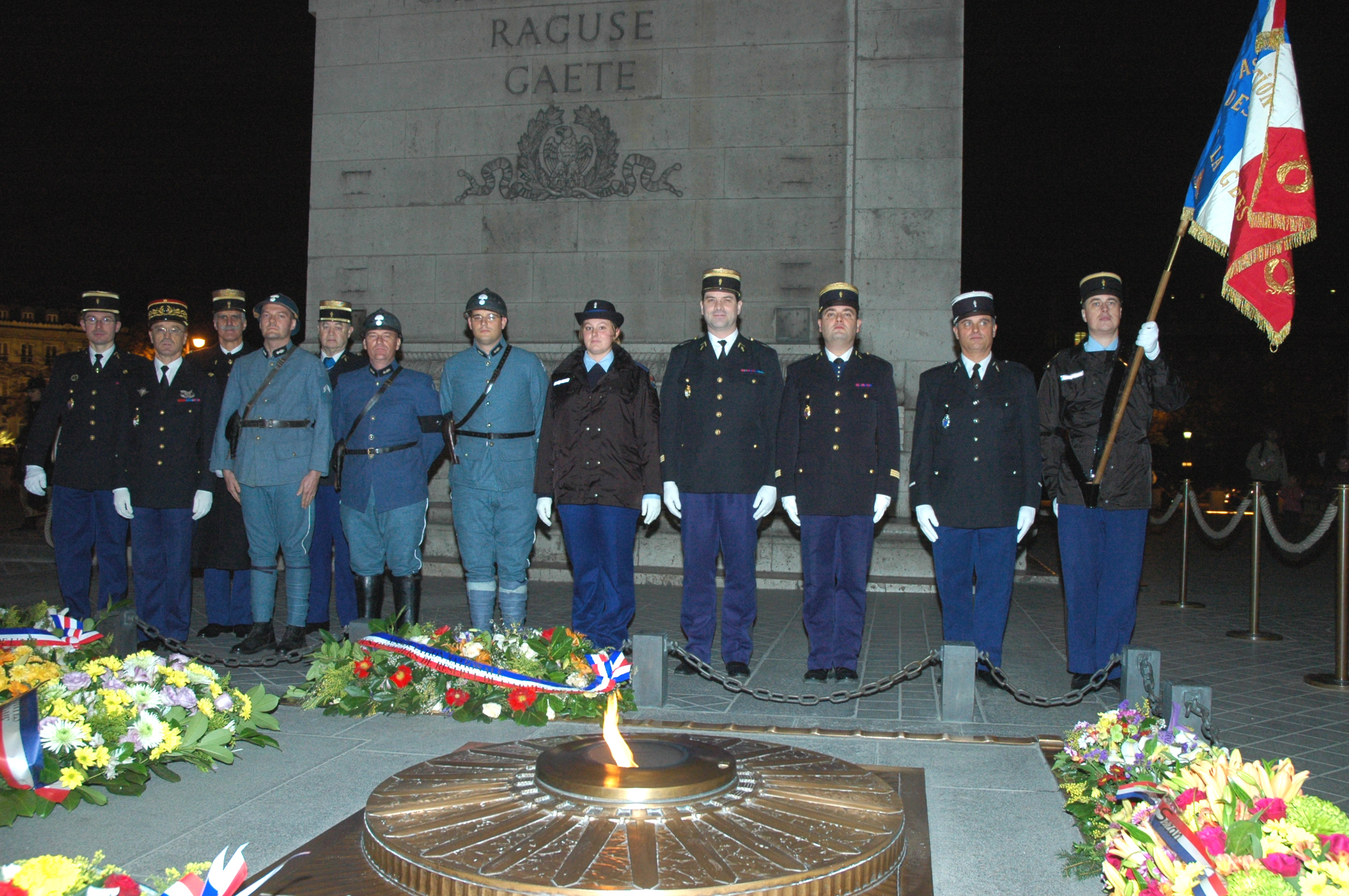
現在の各種軍服（2006年11月26日）
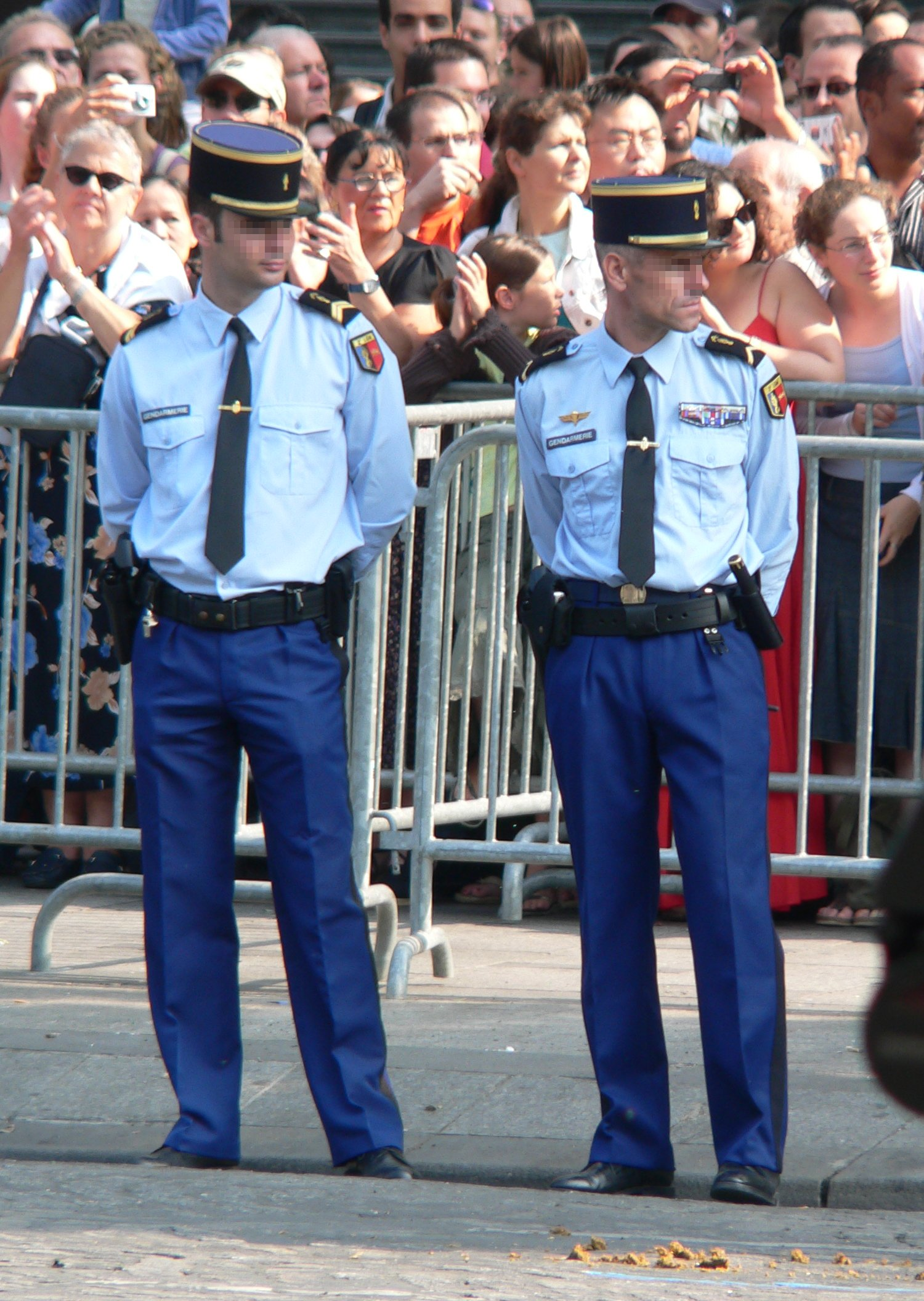
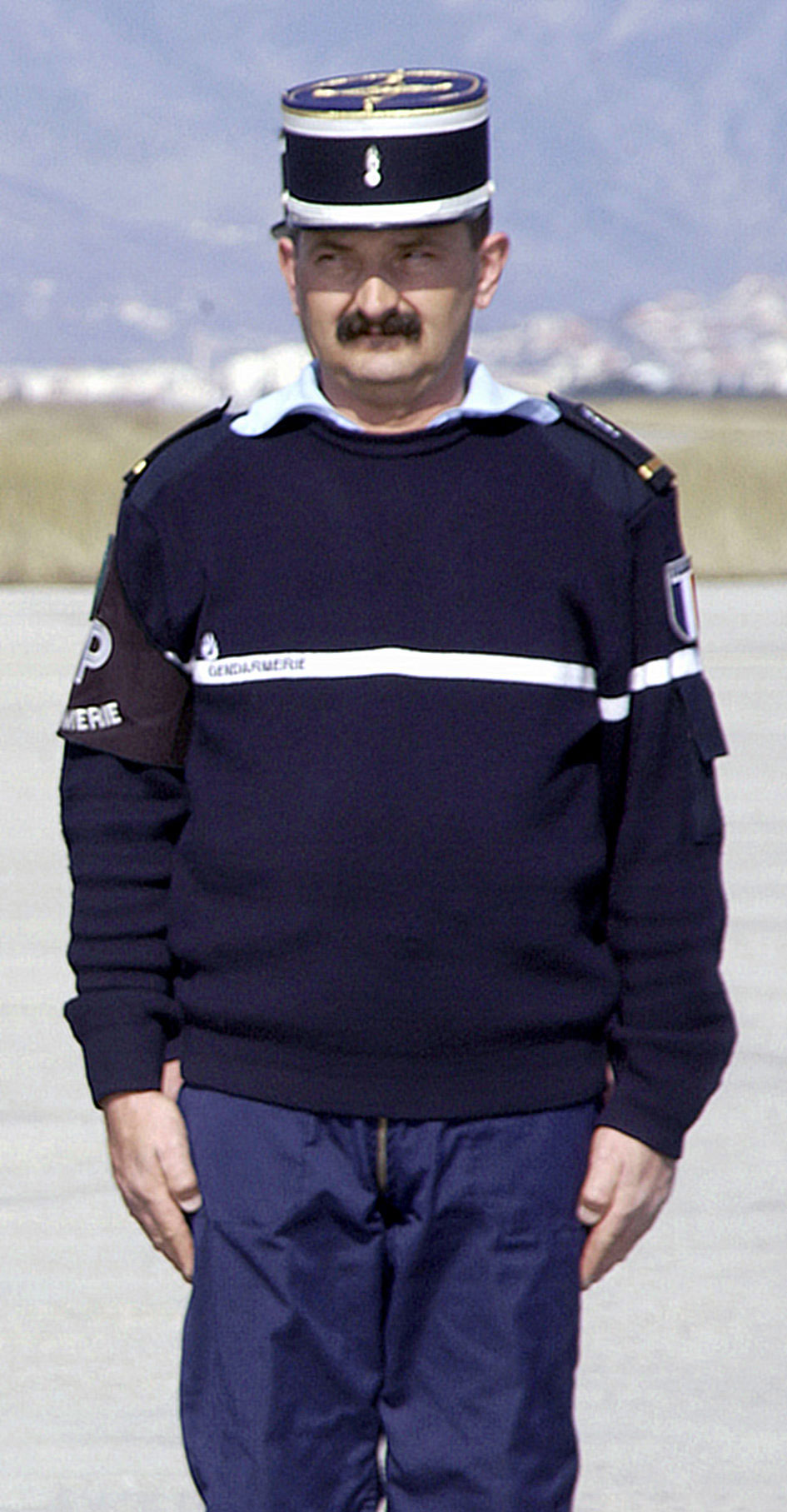
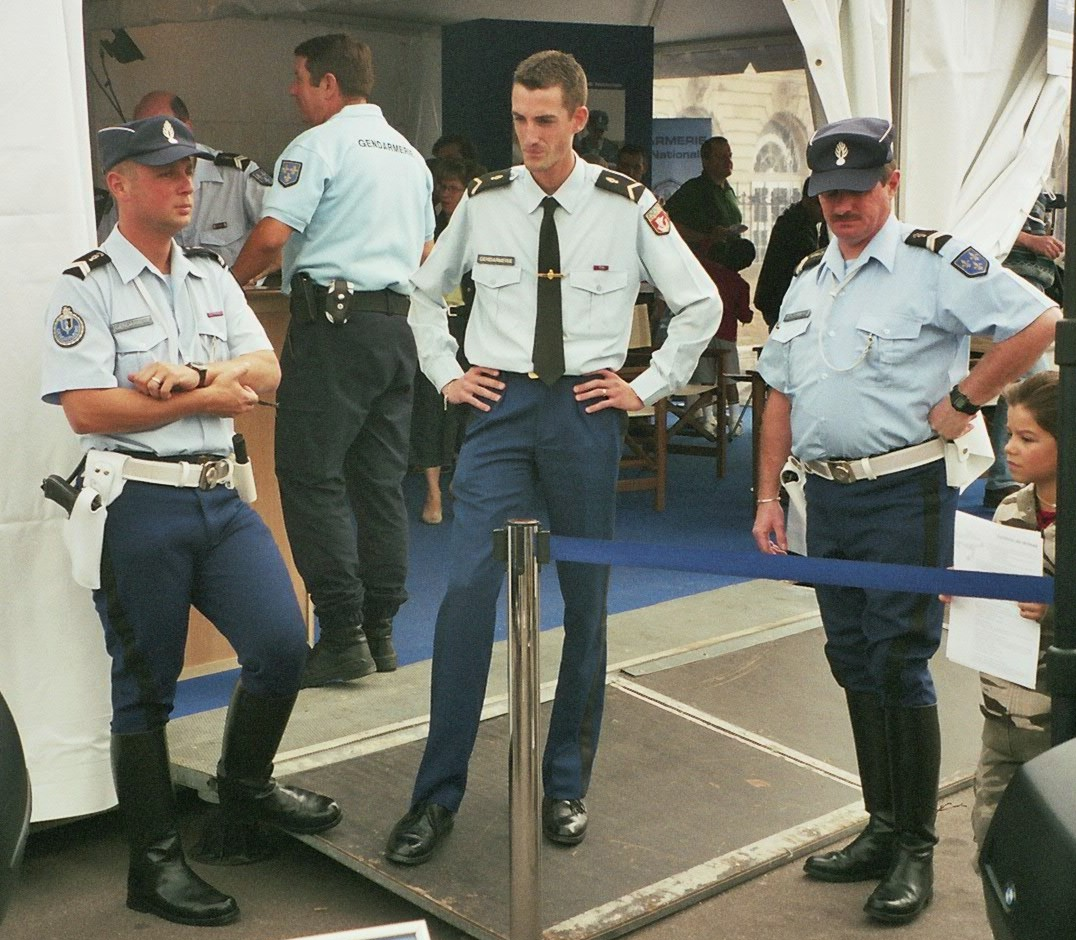
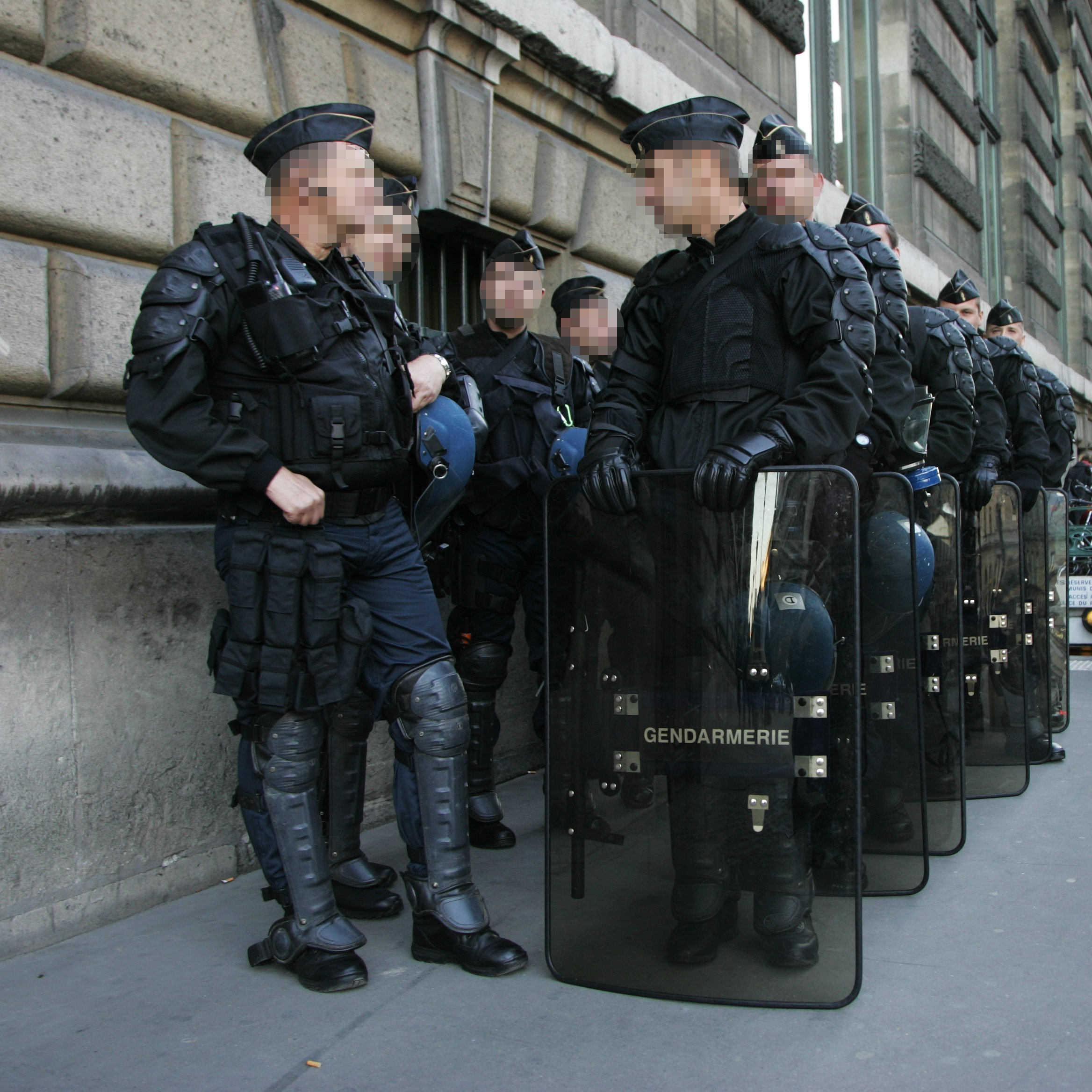
機動憲兵隊（2007年）
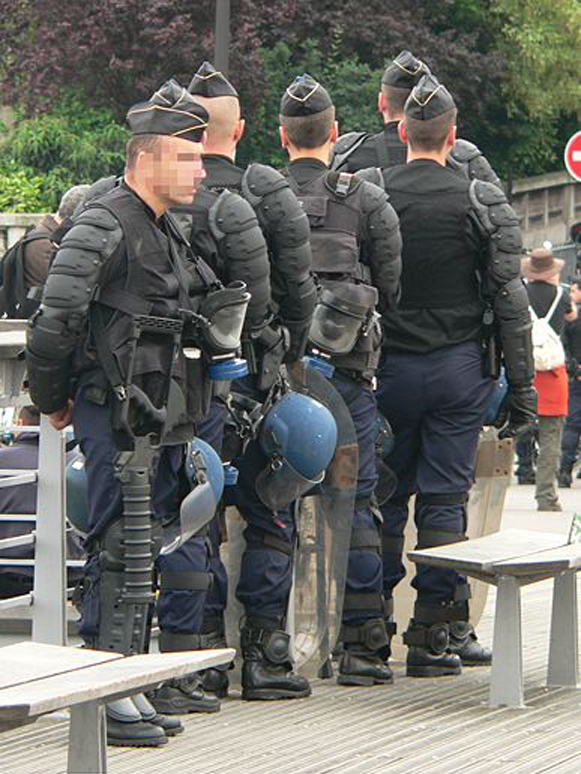
機動憲兵隊（2007年）
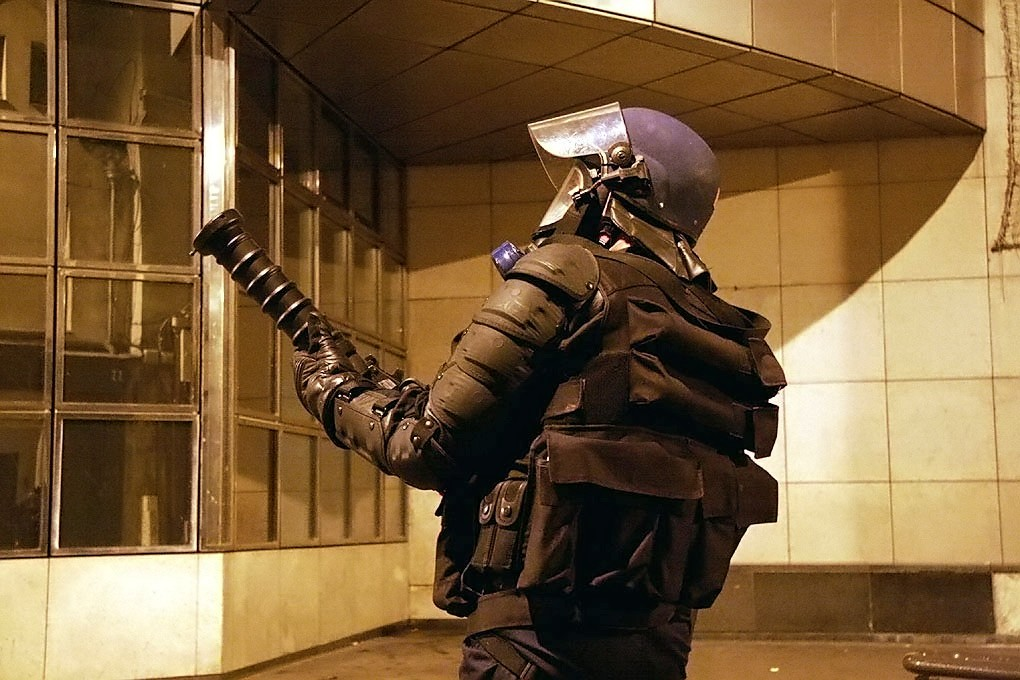
ガスマスク、ヘルメットで完全武装した機動憲兵隊員（2007年）
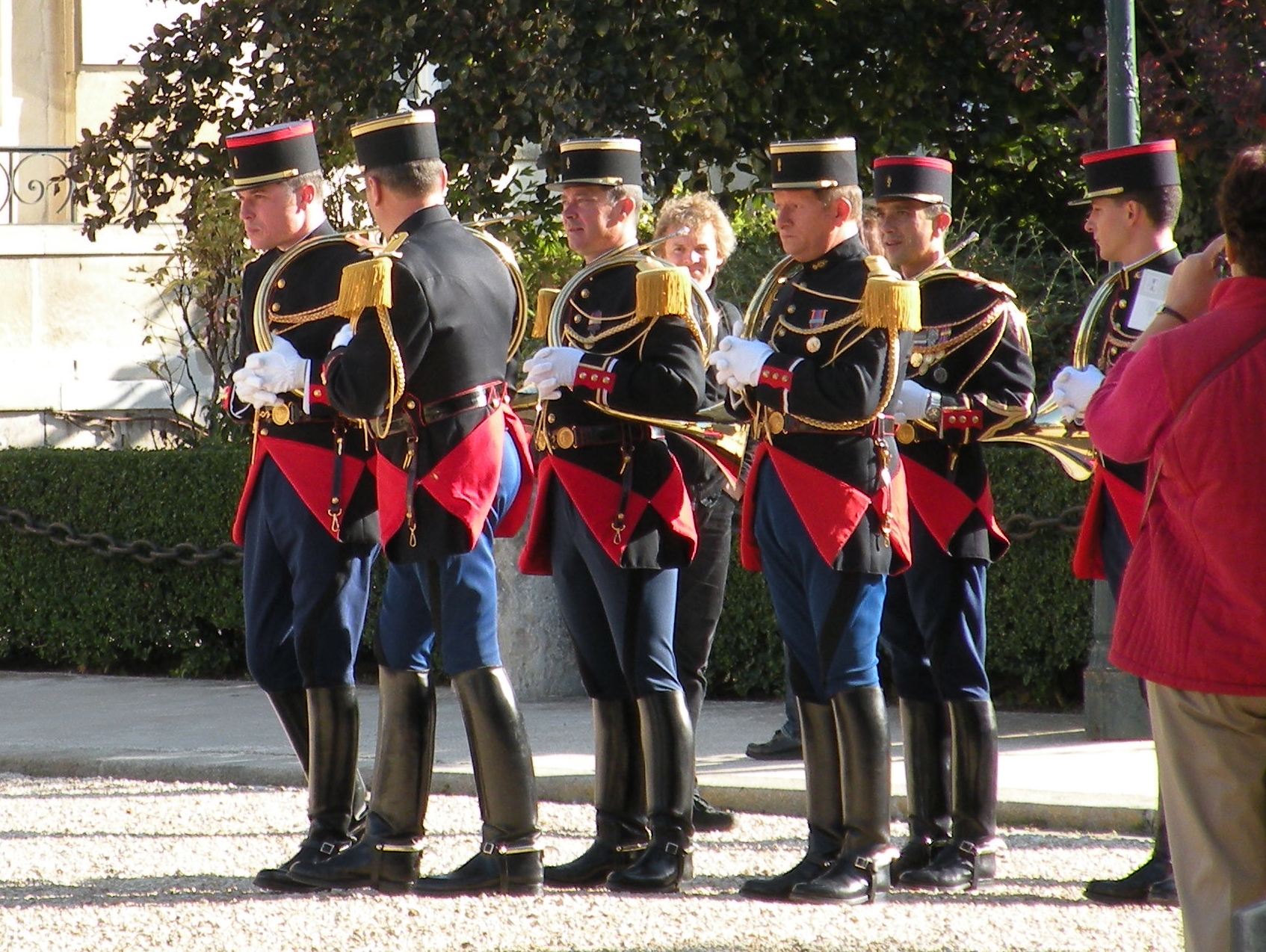
礼装（2011年9月）
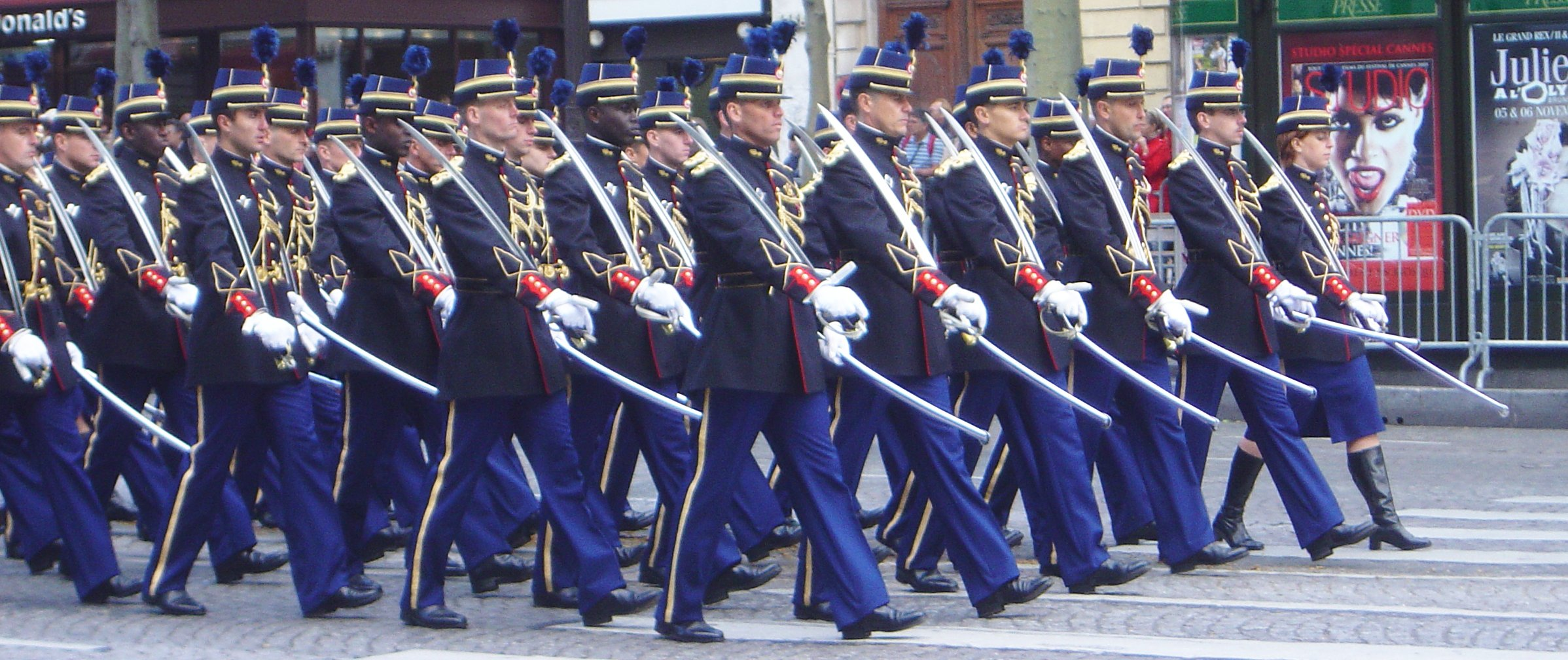
礼装の士官候補生（2005年）
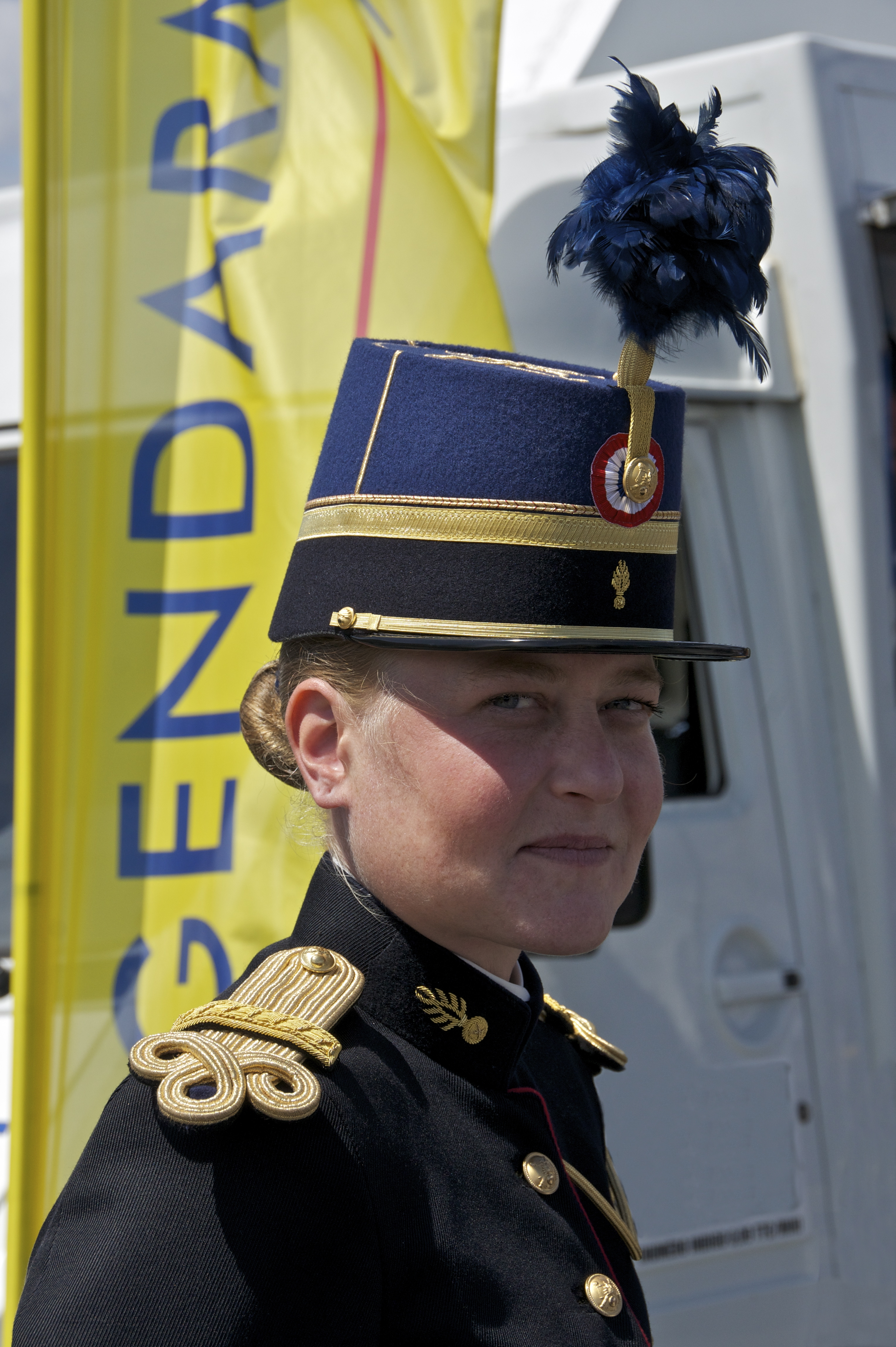
礼装の士官候補生（2012年7月14日）
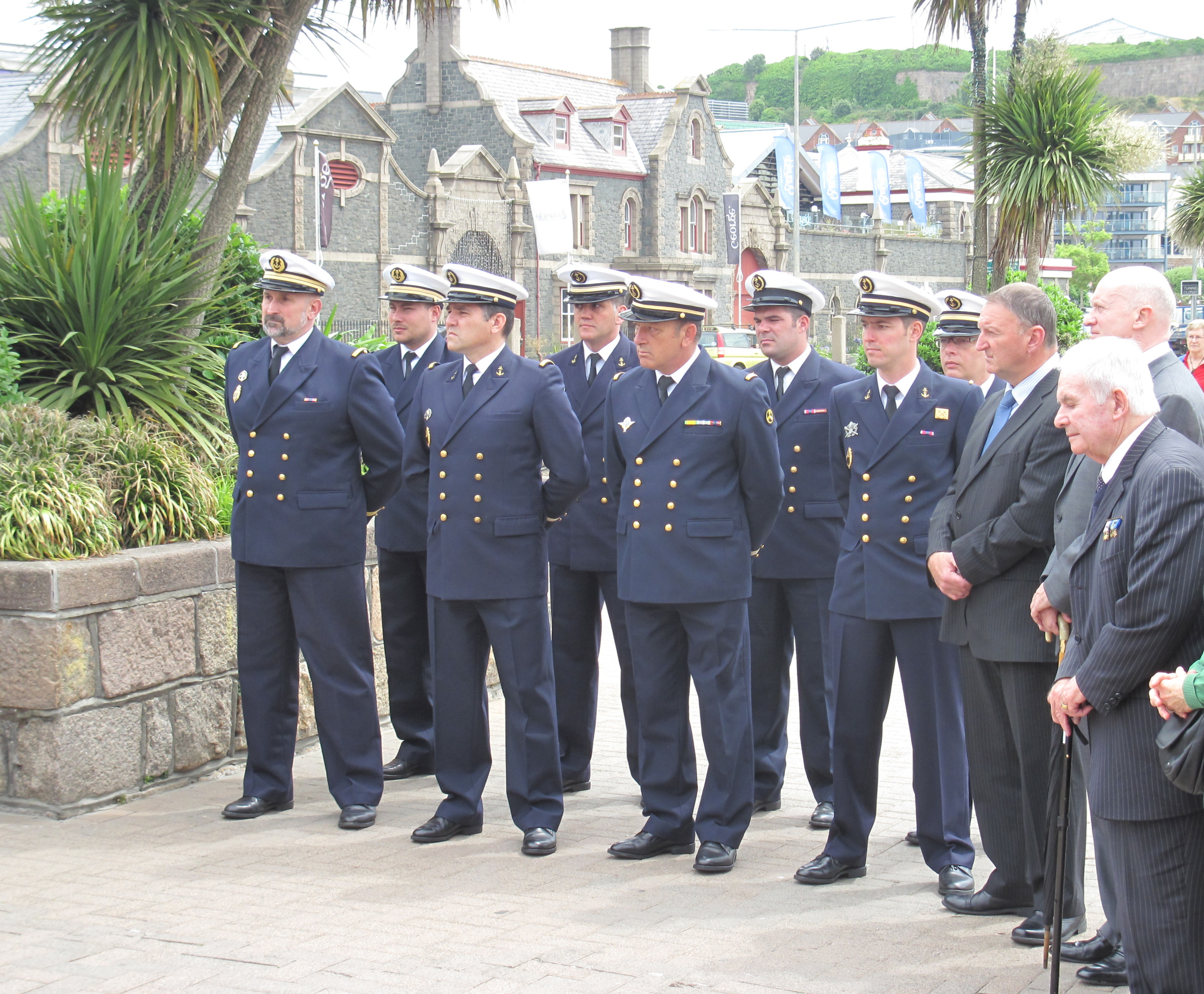
海上憲兵隊士官

## 各国への影響
普仏戦争の惨敗によってフランス軍は各国の模範としての座を退いた。しかし、絢爛豪華なエポレット、シャコーなどの装飾は各国の礼装に影響を残し、また常装でもアメリカやイタリア、日本のようにショルダーストラップ型の階級章を導入した国もある。

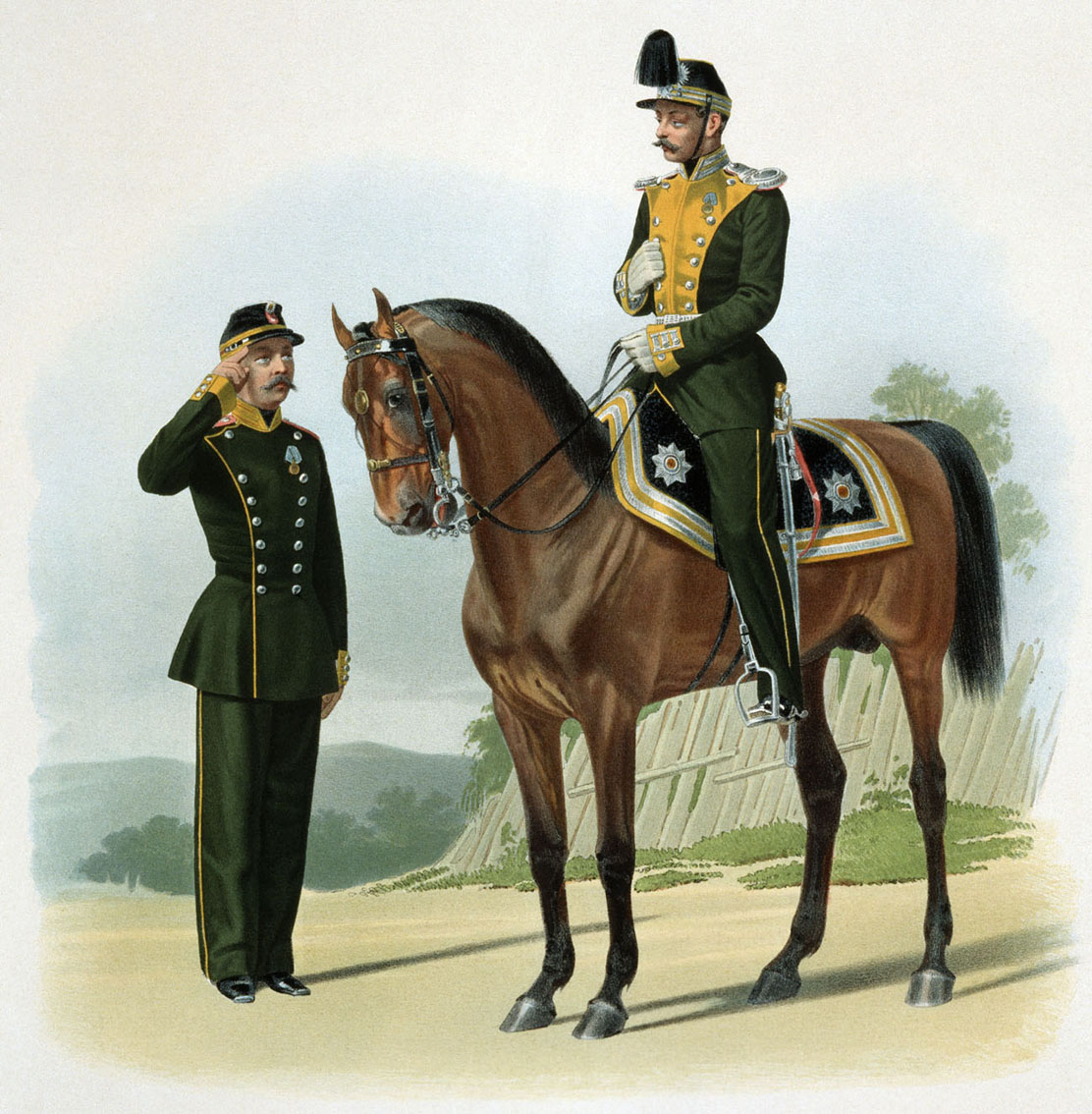
ロシア帝国リトアニア近衛連隊の将校と兵卒
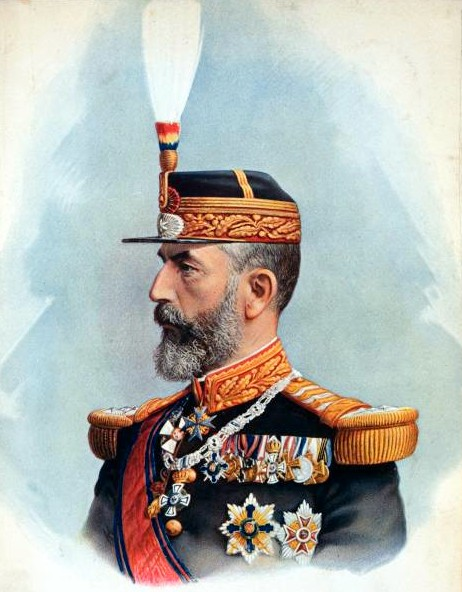
礼装のルーマニア陸軍元帥（カロル1世）
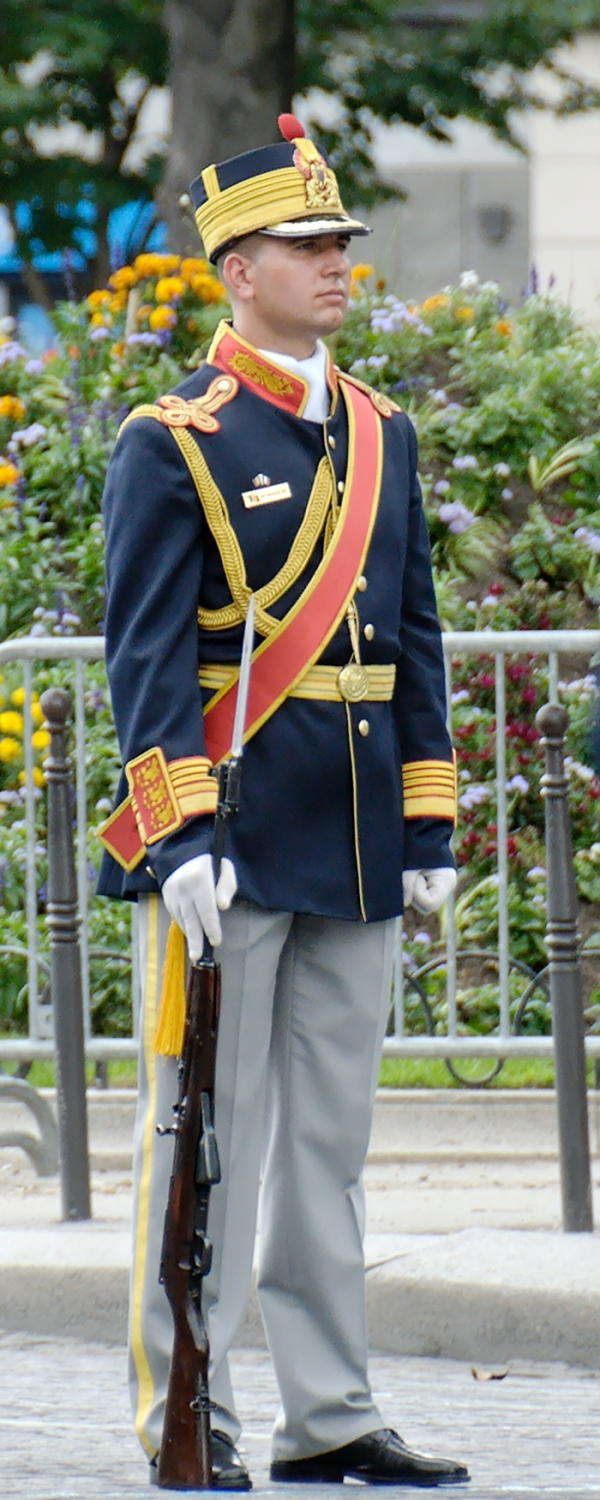
現在のルーマニア陸軍儀仗兵。
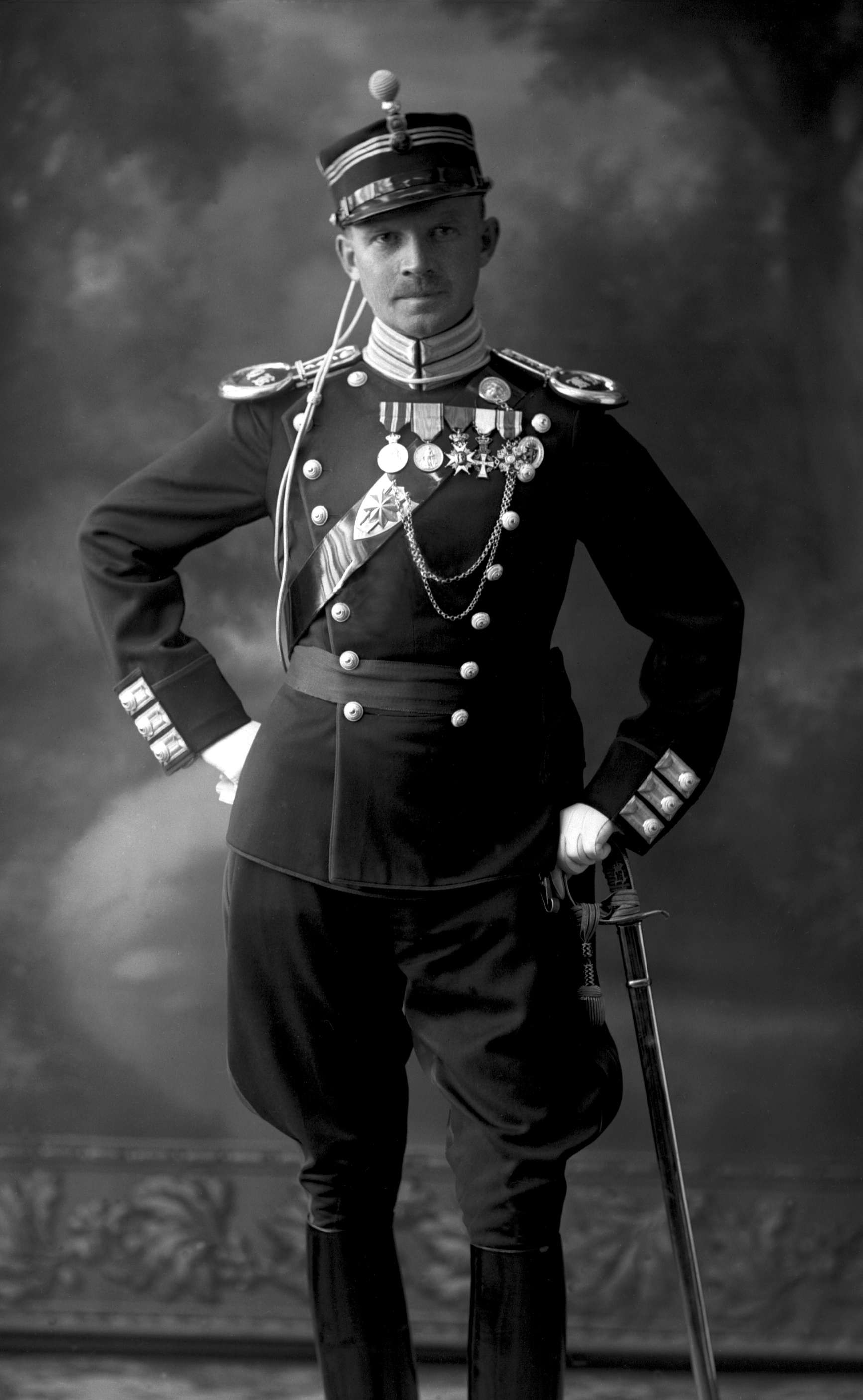
礼装のノルウェー軍騎兵将校
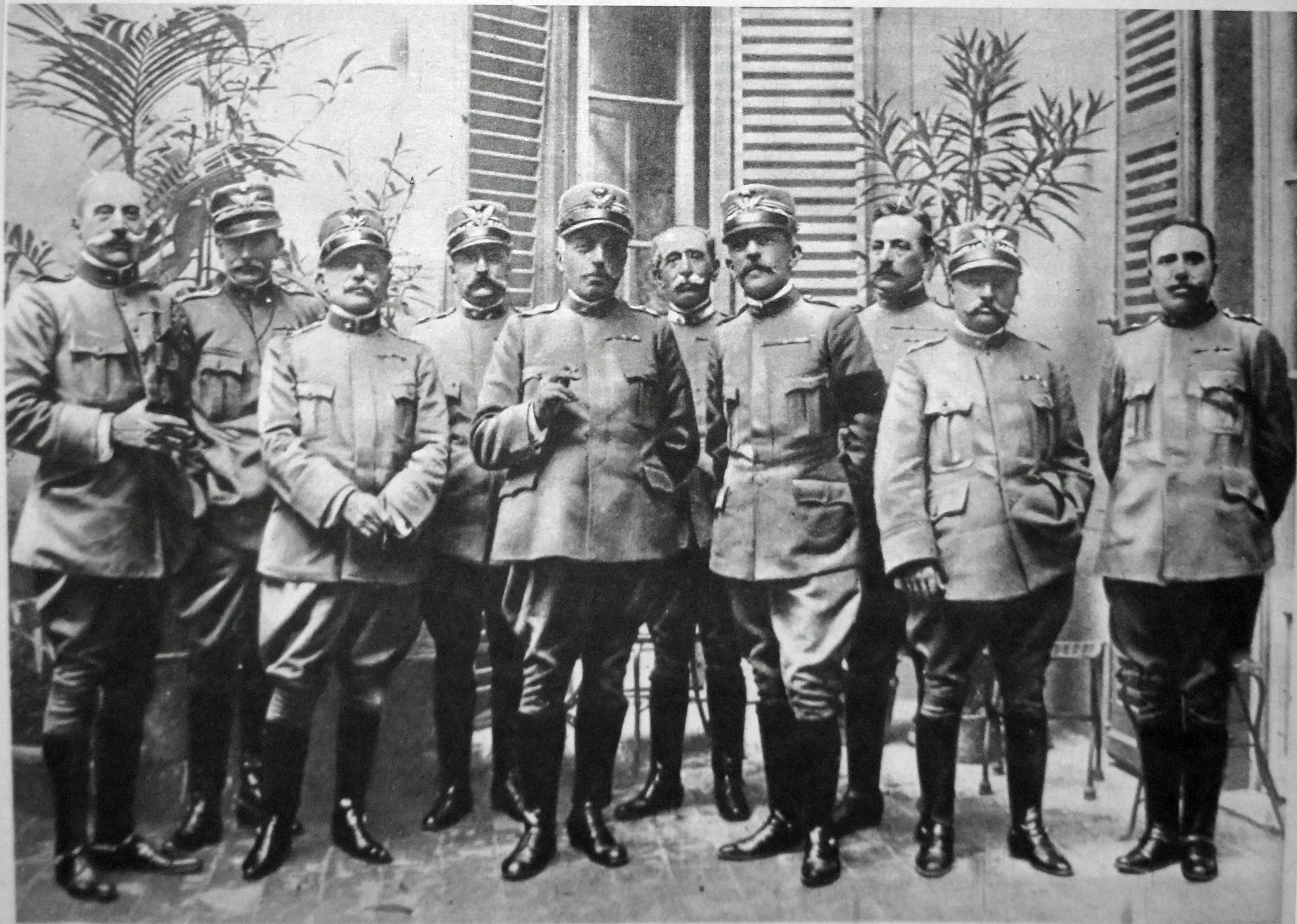
WW1ごろのイタリア陸軍将官
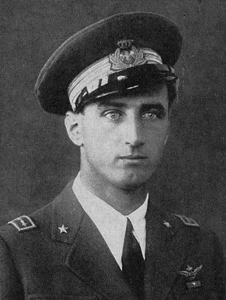
イタリア空軍大佐
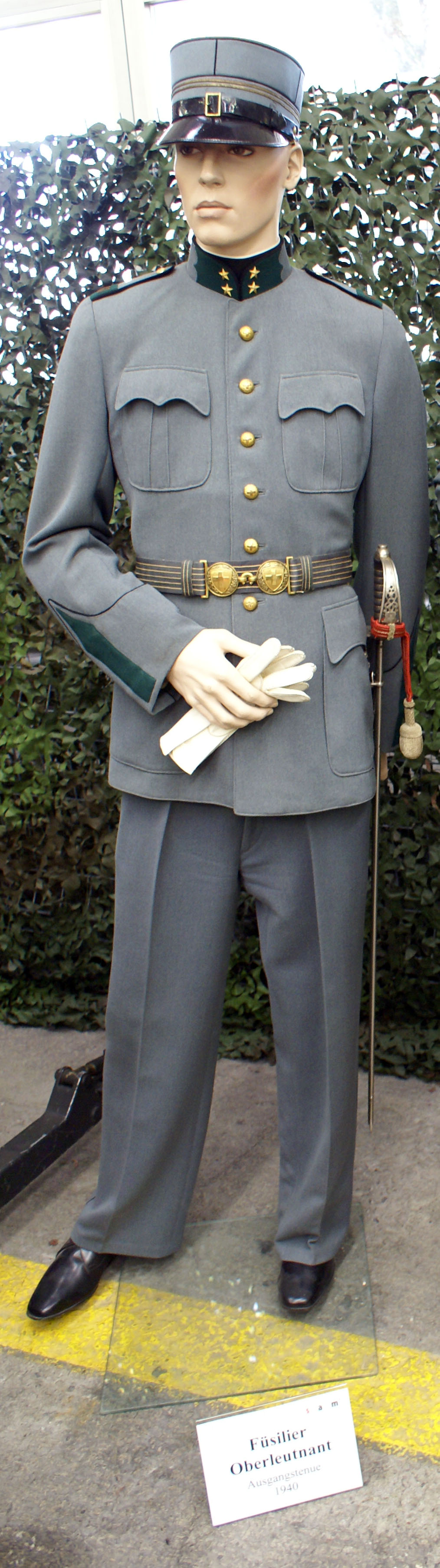
スイス軍士官制服、1939〜1945年頃
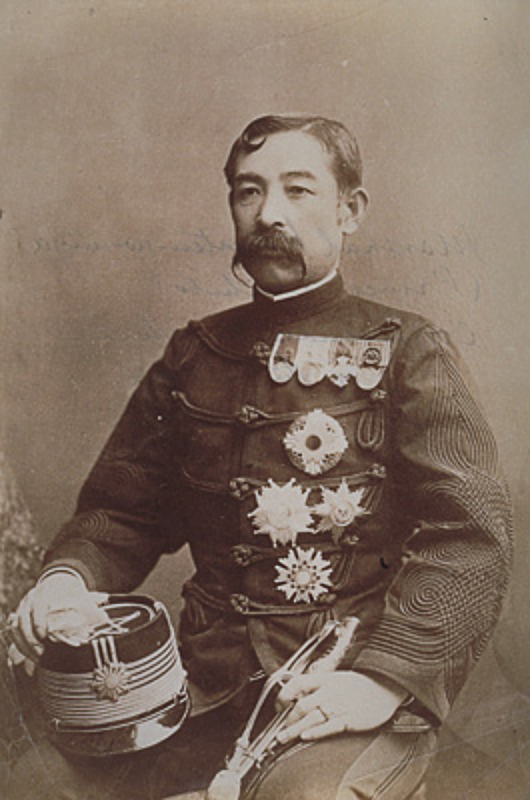
明治時代日本陸軍の軍装（小松宮彰仁親王）
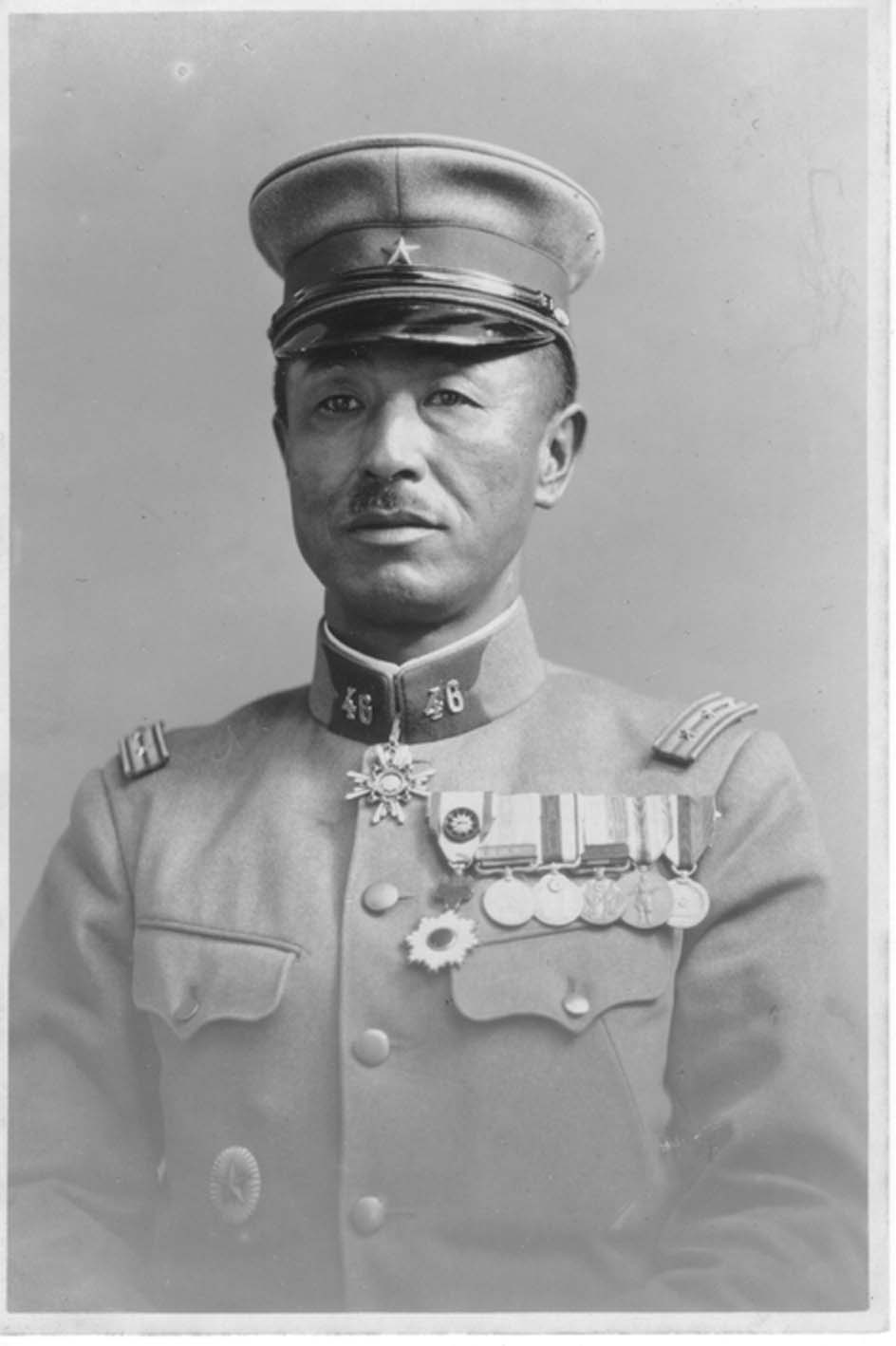
昭和初期の陸軍大佐（澤木元雄）
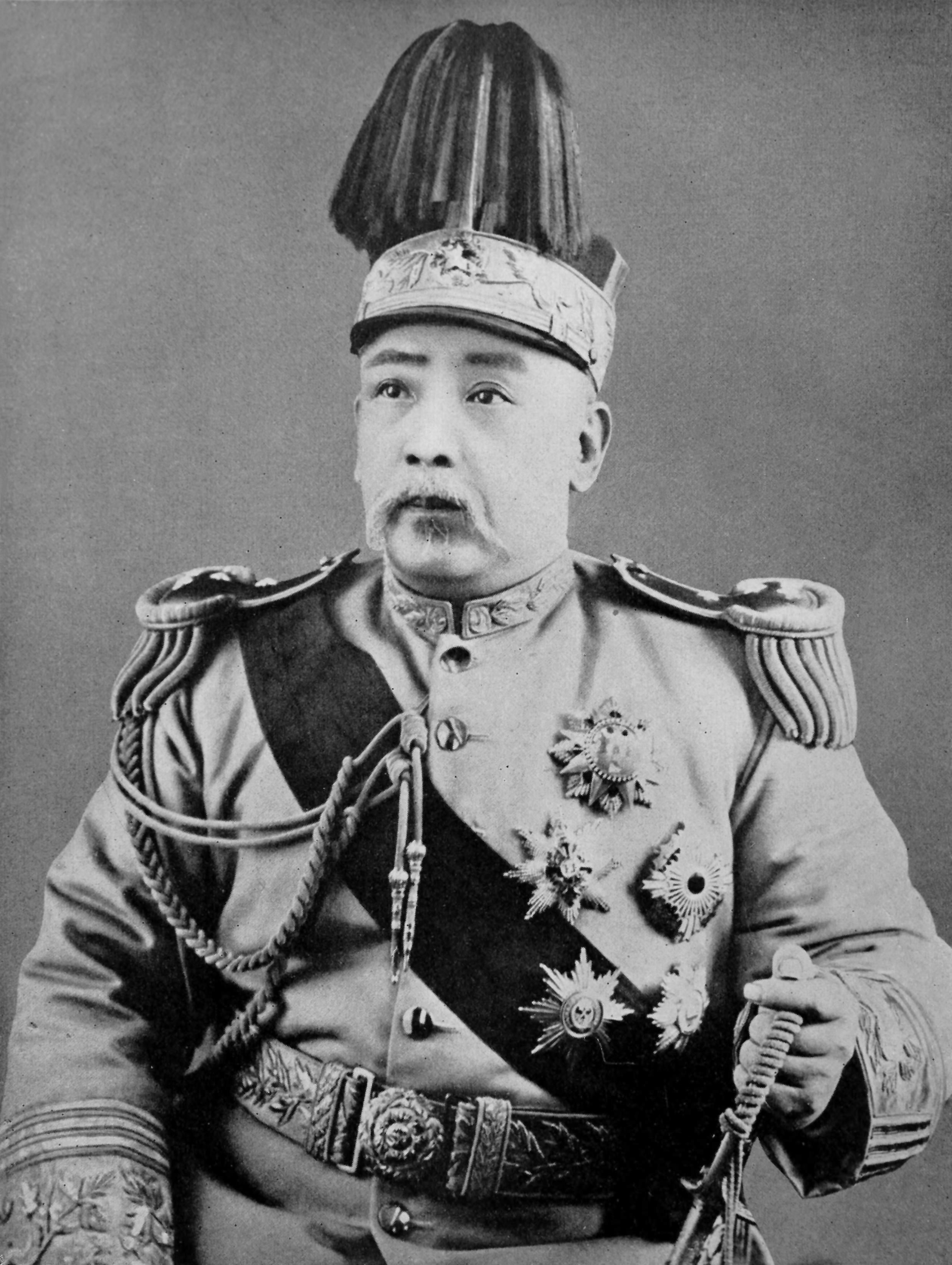
礼装の中華帝国大元帥（袁世凱）
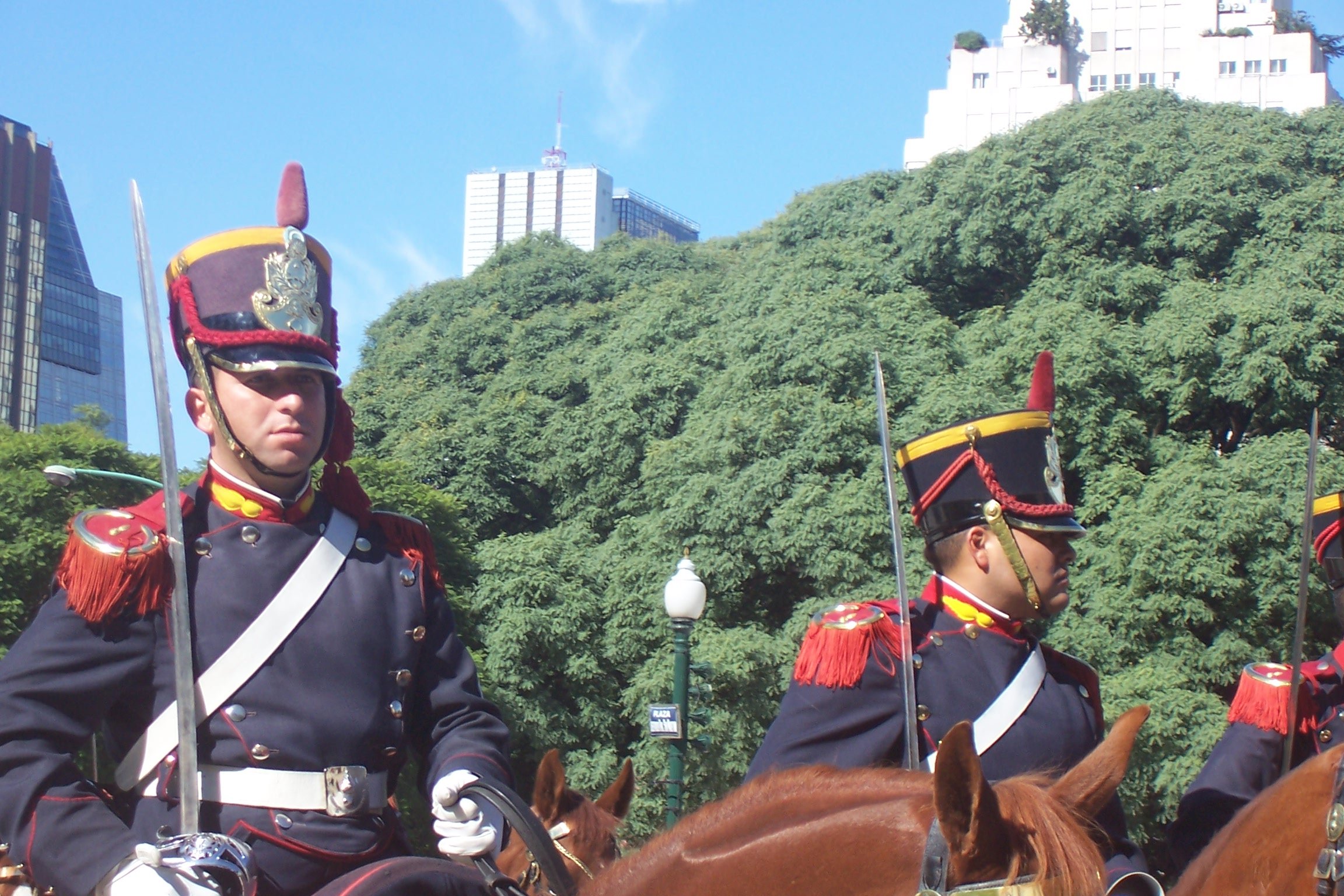
アルゼンチン陸軍礼装
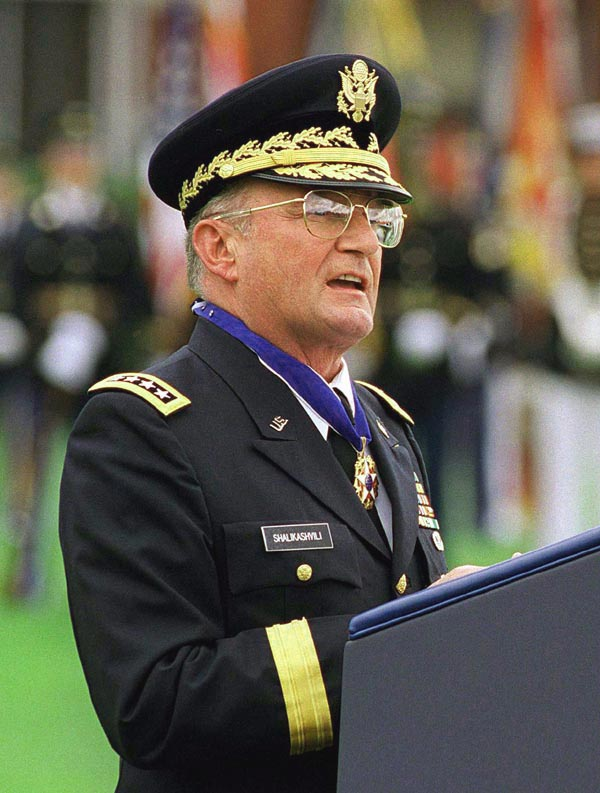
アーミーブルー・ユニフォームを着用した米陸軍将官（ジョン・シャリカシュヴィリ）
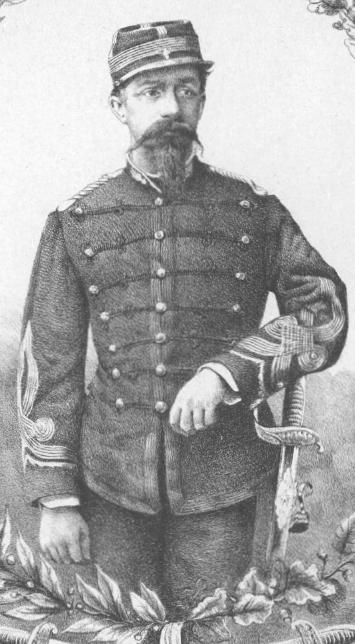
チリ陸軍騎兵将校（1883年）
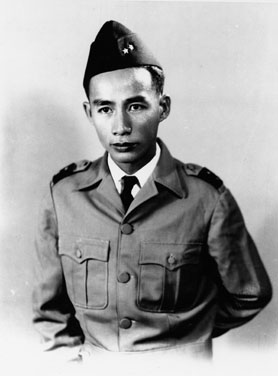
初期の南ベトナム軍将官